# Autoportrait féminin en peinture

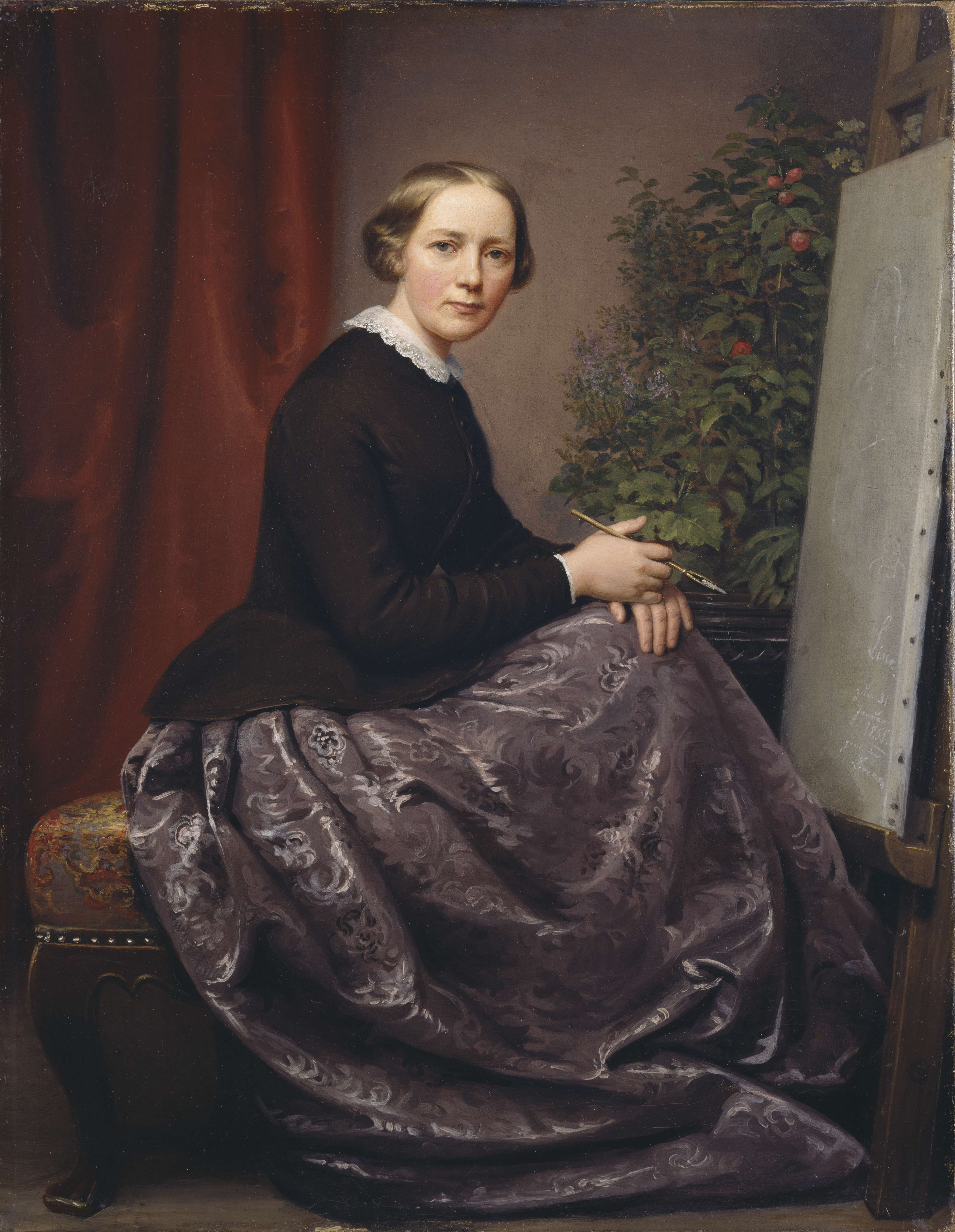
Caroline von der Embde Autoportrait au chevalet, 1855. L'artiste se représente selon la mode des années 1850 : chevelure coiffée en bandeau couvrant les oreilles avec raie médiane, corsage à basque, jupe en dôme sur crinoline, recouvrant les pieds.

L'autoportrait féminin en peinture est la représentation d'une personne de genre féminin peinte par elle-même.
Tout en usant des techniques picturales et en répondant aux motivations de l'autoportrait en général, l'autoportrait féminin se différencie du masculin par des aspects concernant la physionomie, l'anatomie[Comment ?] et la physiologie[réf. nécessaire] du sujet représenté, ou reliés à sa psychologie.
L'artiste représente en premier lieu son visage et sa chevelure, le plus souvent son buste en entier et ses bras, avec généralement des éléments de parure et de toilette vestimentaire renvoyant classiquement à la féminité[pertinence contestée]; cette représentation peut s'associer à celle de caractères sexuels secondaires féminins, voire des organes génitaux externes, ou d'un état physiologique temporaire propre au sexe féminin.
Les représentations en sainte, madone, déesse, muse, allégorie, sibylle, héroïne de la Bible, de la mythologie ou de l'Histoire, nymphe, bacchante et odalisque, sont un autre domaine propre à l'autoportrait féminin.
La psychologie féminine amène des éléments, qui, sans être spécifiques, sont remarquables dans l'autoportrait féminin, portant notamment sur l'activité et les attitudes, l'entourage, l'environnement, le choix des couleurs, les messages et l'expression des passions et des sentiments.
Depuis le XXe siècle, l'autoportrait féminin a été particulièrement étudié et commenté par les historiennes de l'art féministes.

## Place de l'autoportrait féminin
L'autoportrait féminin a longtemps été considéré comme une variété mineure du portrait. De la fameuse collection d'autoportraits exposée dans le corridor de Vasari en 1973, seulement 21 (5 %) l'étaient de femmes. Dans les catalogues d'expositions et les ouvrages consacrés à l'autoportrait publiés entre 1936 et 2016, signés le plus souvent d'auteurs masculins, la place de l'autoportrait féminin en peinture est même souvent de moins de 5 %,,,,,, ou de 5 à 10 %,,,,,,, parfois de 10 à moins de 20 %,,,,, ; cependant, un ouvrage plus récent (2021) lui accorde la presque parité.
Le décompte dans les catégories Self-portrait by artist (autoportrait par artiste, en majorité des peintres) et Self-portrait paintings by artist (autoportrait en peinture par artiste) de l'encyclopédie évolutive Wikipédia réalisé en 2022 donne le pourcentage de 7 % d'artistes femmes.
Il apparait donc que, selon les époques et le genre des auteurs ou des commissaires des expositions, la part de l'autoportrait féminin en peinture est évaluée de façon très variable ; l'augmentation récente n'est pas la conséquence d'un regain d'activité des artistes concernées, mais celle d'une réévaluation positive, à partir des années 1970, de la contribution des femmes dans la peinture,,,,,. Néanmoins, en tenant compte du fait que l'autoportrait féminin est apparu plus d'un siècle après l'autoportrait masculin, et qu'il y a eu pendant longtemps moins d'artistes femmes, il semblerait assez raisonnable d'en situer la proportion à un maximum de 15-20 %. Ce chiffre ne devrait guère varier à l'avenir, car l'autoportrait en peinture a fortement diminué au cours du XXe siècle, marqué par les nouveaux mouvements picturaux aboutissant à ce que l'on a pu nommer la « disparition de la figure », ou « crise de la représentation mimétique », et par l'essor de la photographie puis de l'art numérique.

## Les artistes

### Les célébrités
Les artistes qui figurent dans le "Top 5" des ouvrages référencés ci-dessus sont Sofonisba Anguissola, Artemisia Gentileschi, Frida Kahlo, Angelica Kauffmann et Élisabeth Vigée Le Brun, suivies de Rosalba Carriera, Lavinia Fontana, Paula Modersohn-Becker, Helene Schjerfbeck et Suzanne Valadon. Bien qu'elles n'aient réalisé que très peu d'autoportraits, les impressionnistes Berthe Morisot et Mary Cassatt sont souvent citées, ainsi que la pionnière Catharina van Hemessen et l'iconique Tamara de Lempicka.

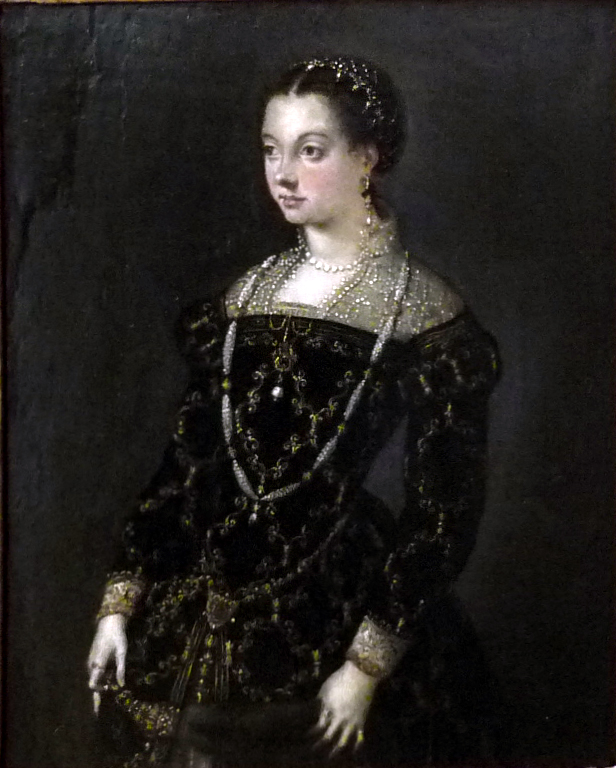
Sofonisba Anguissola
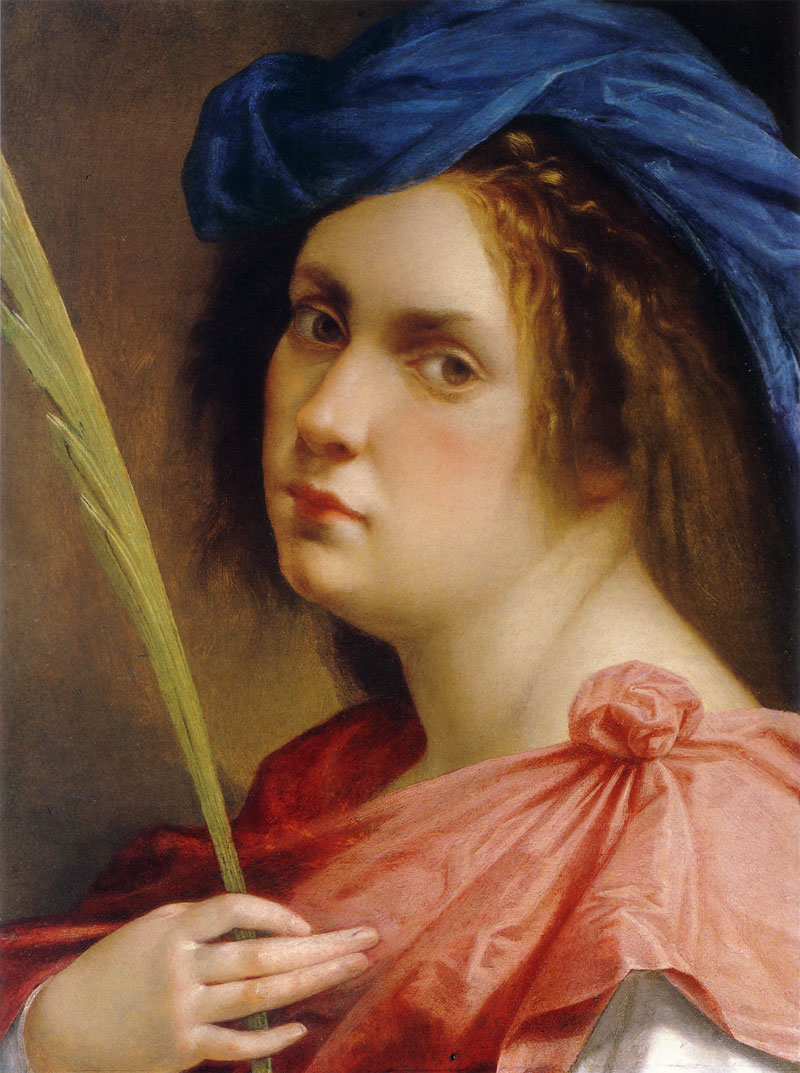
Artemisia Gentileschi
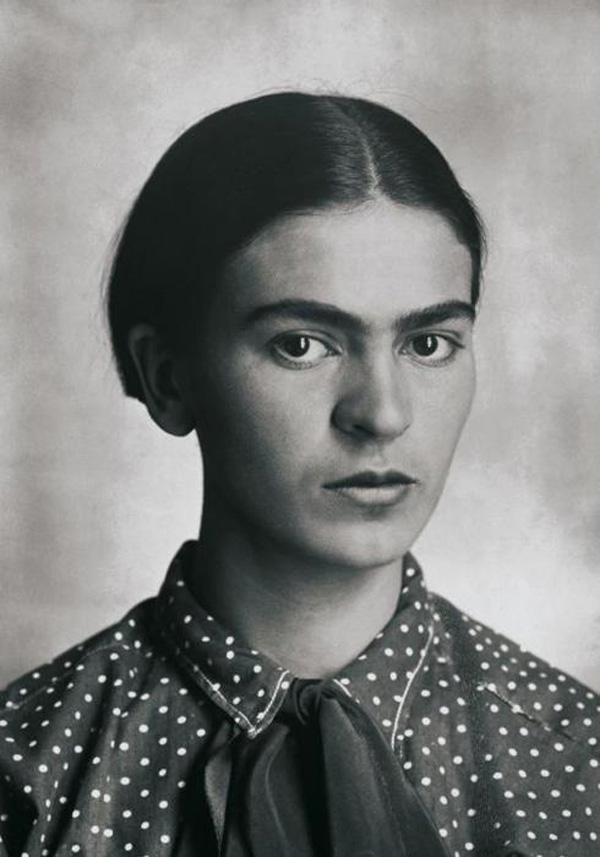
Frida Kahlo
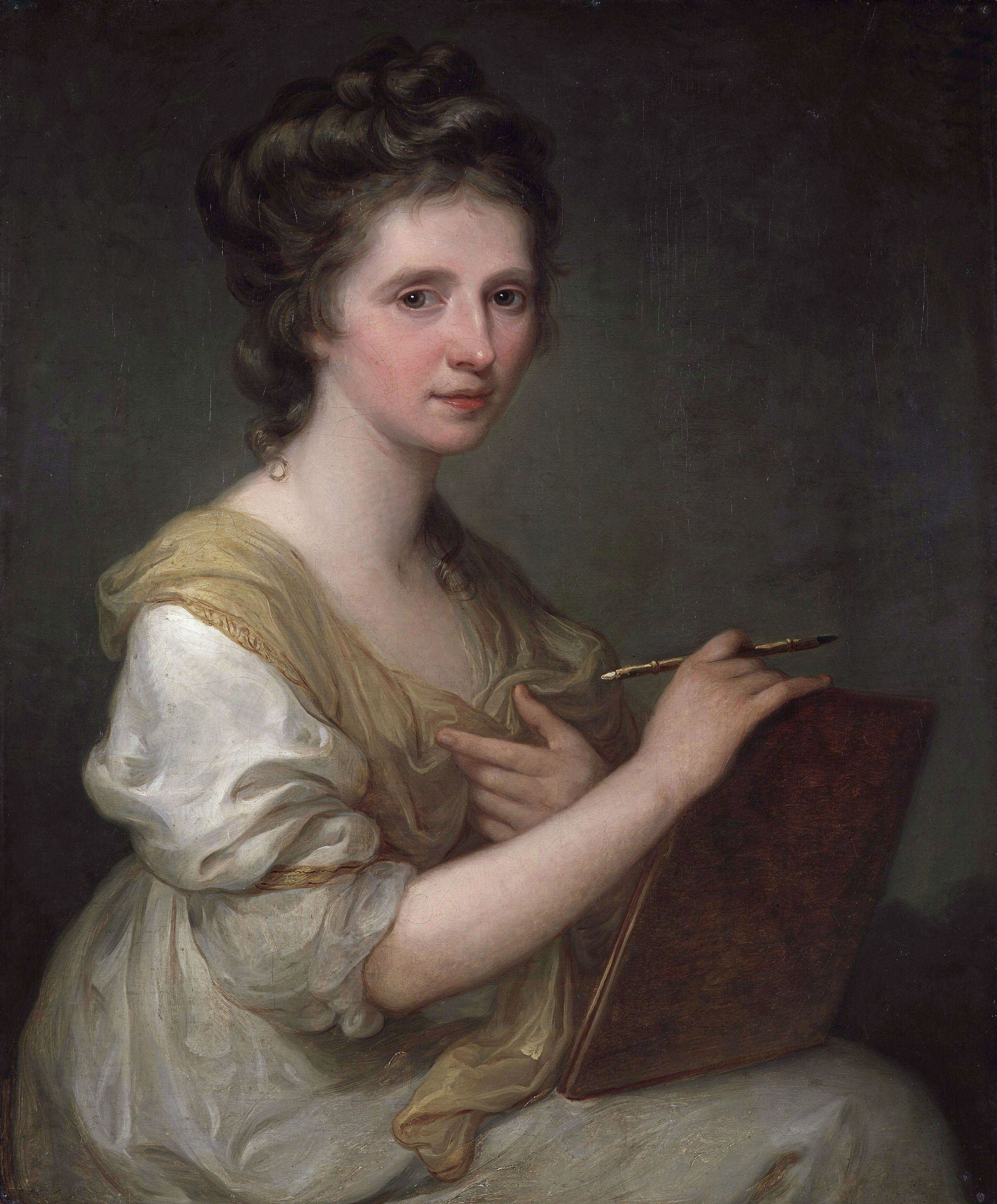
Angelica Kauffman
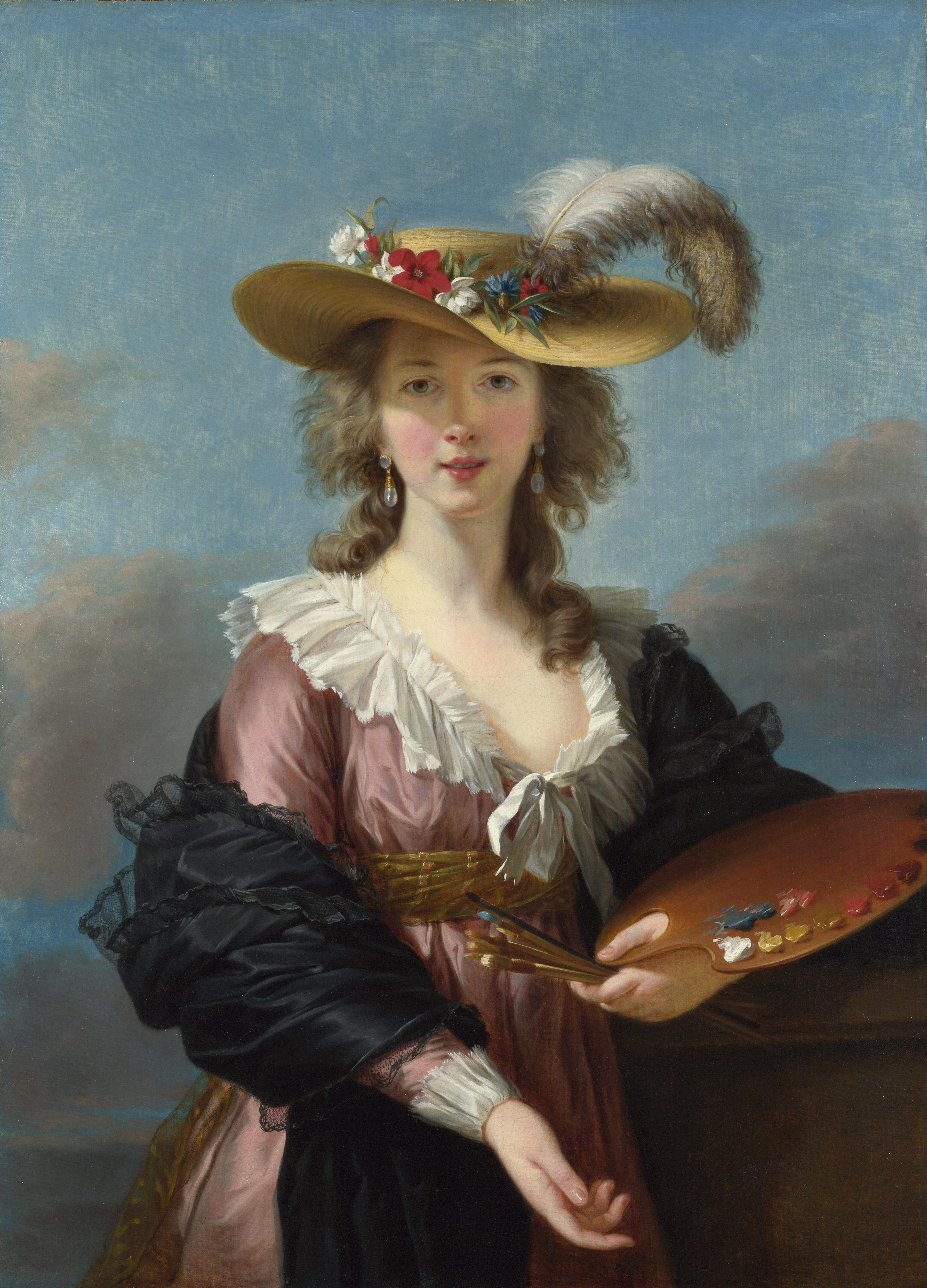
Élisabeth Vigée Le Brun

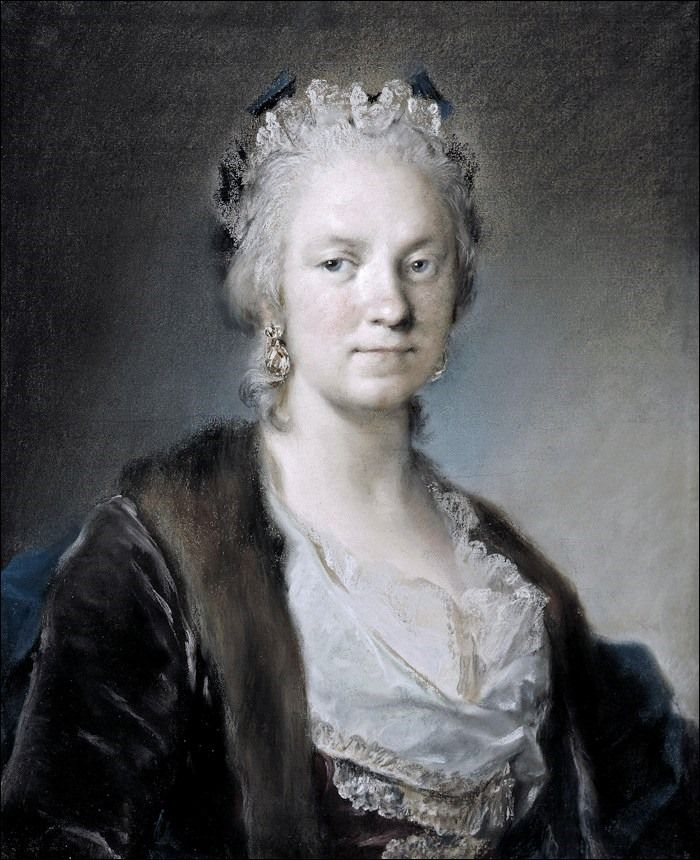
Rosalba Carriera
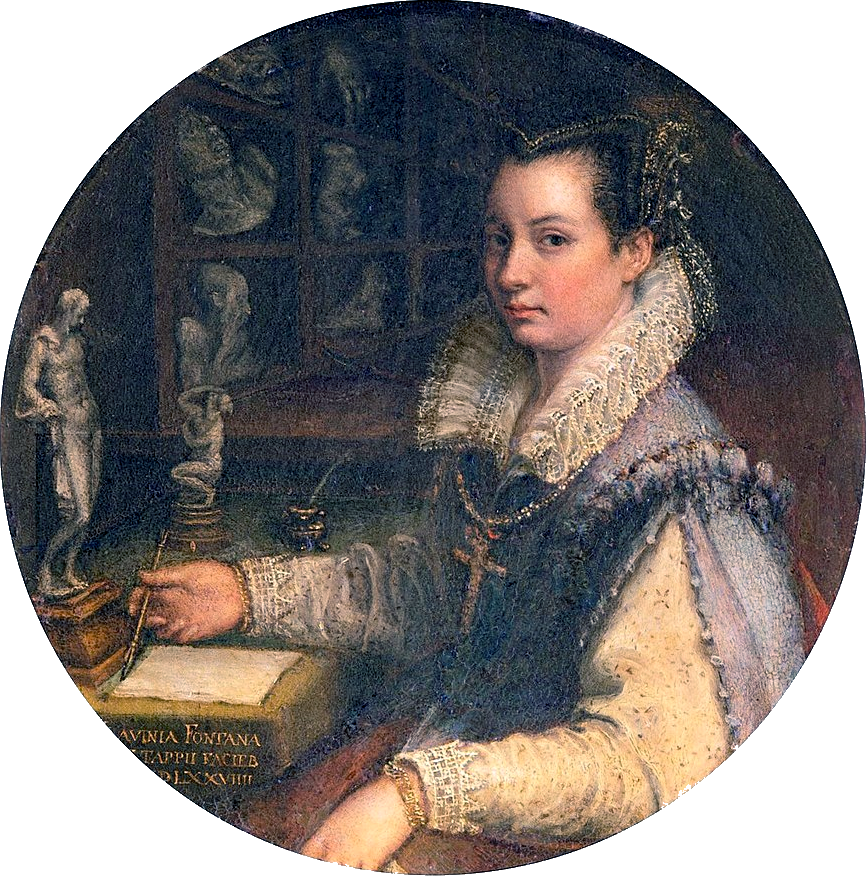
Lavinia Fontana, Autoportrait dans l'atelier
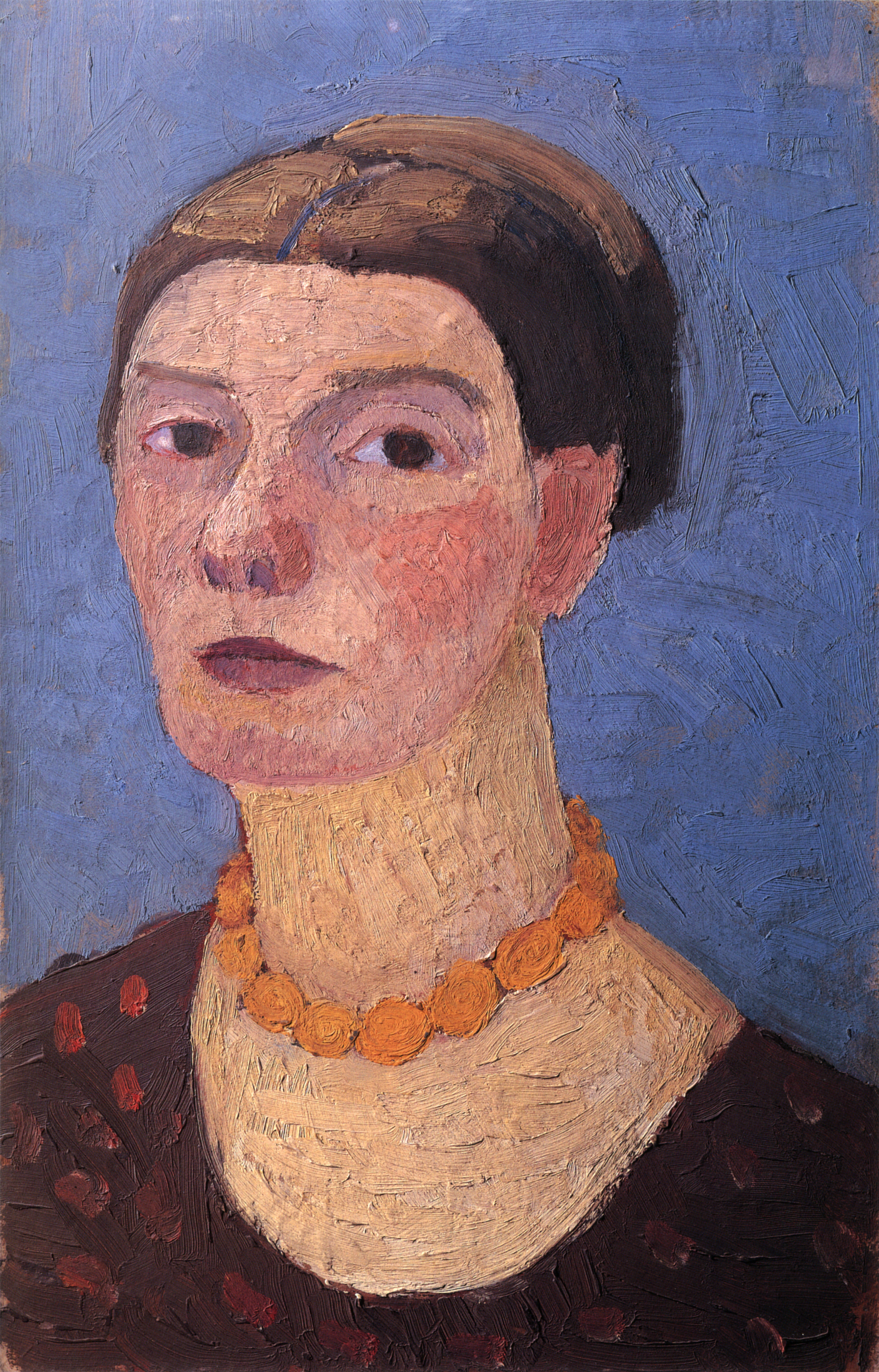
Paula Modersohn-Becker
Helene Schjerfbeck
Suzanne Valadon
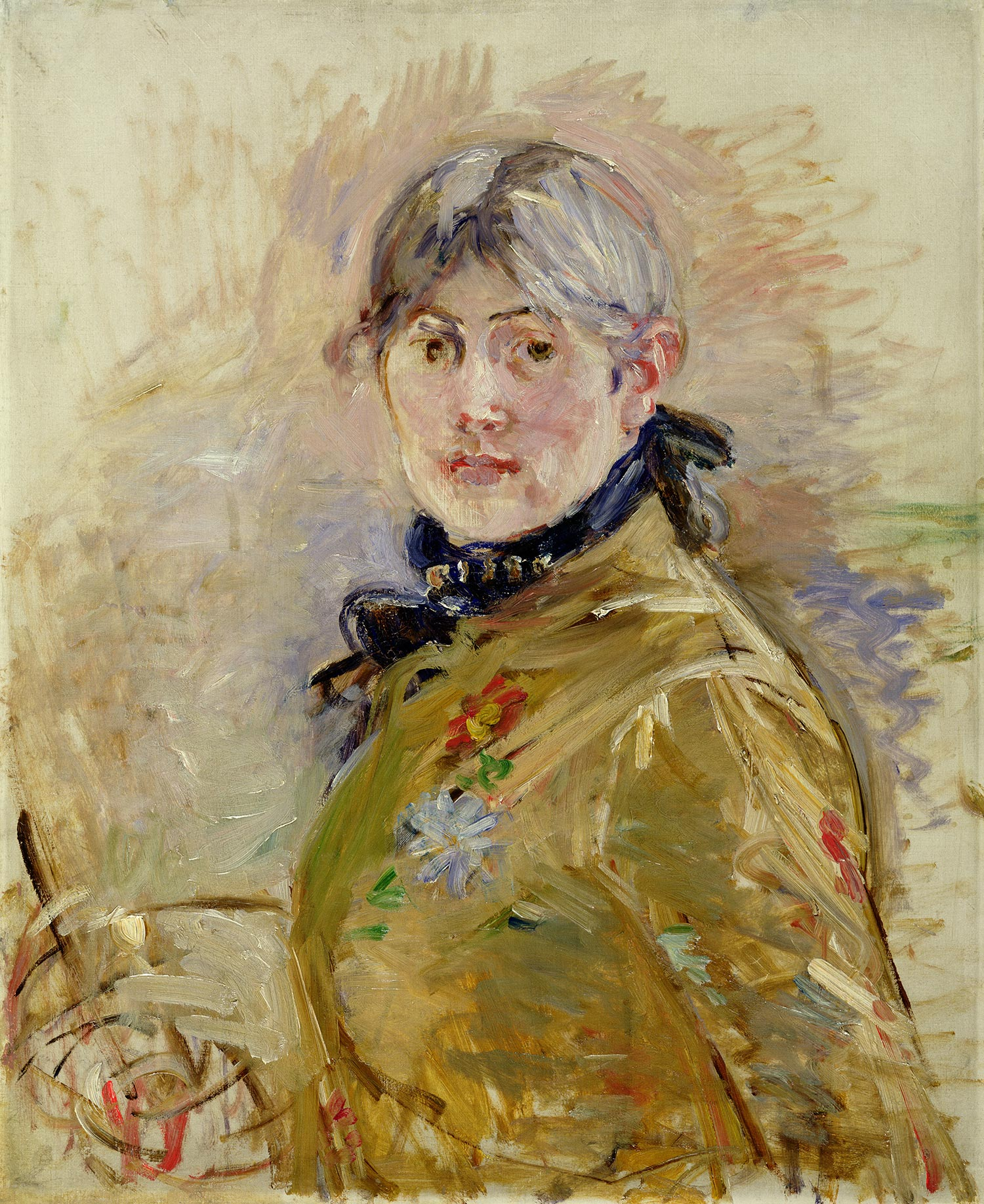
Berthe Morisot
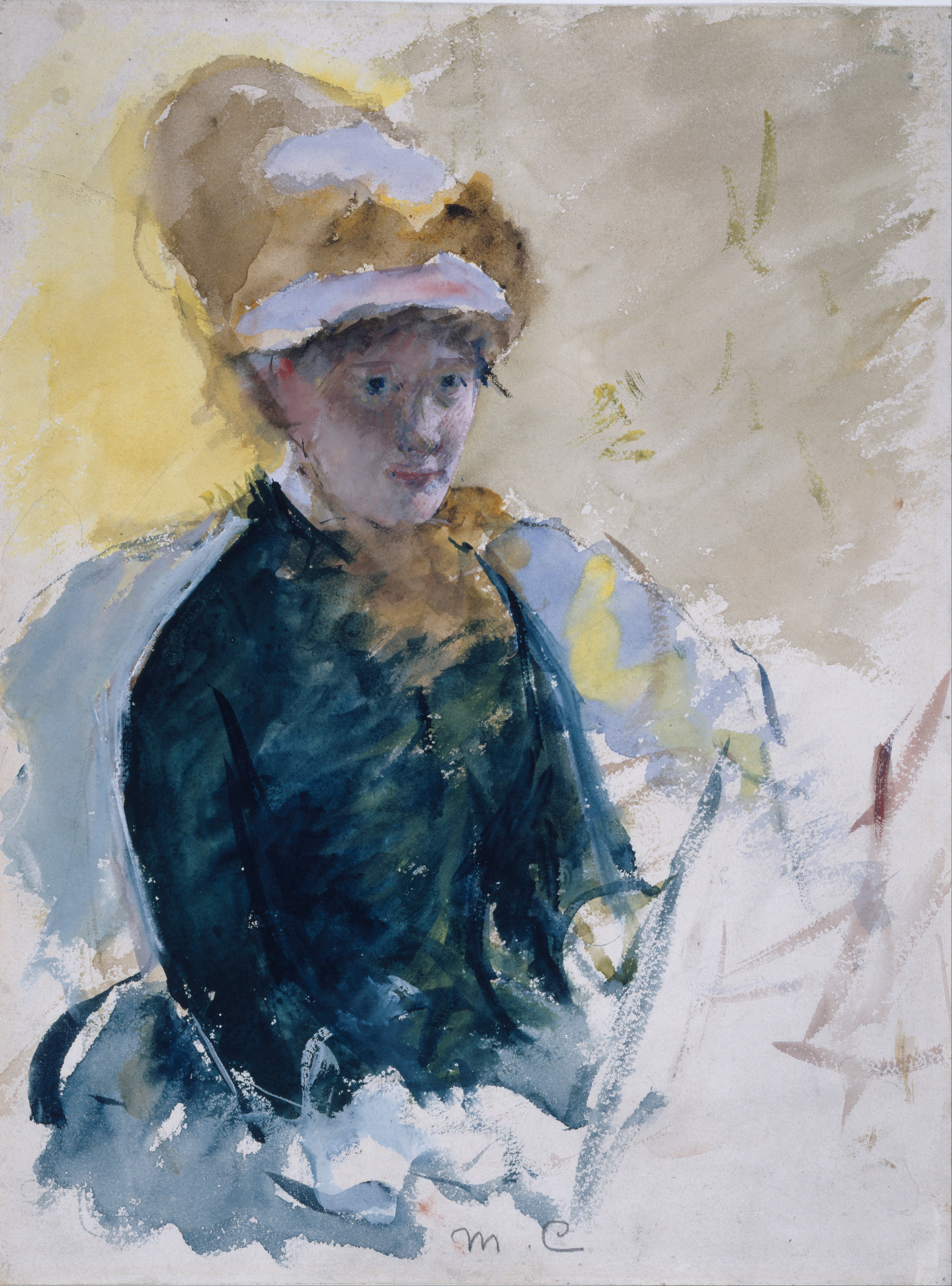
Mary Cassatt

La consultation des listes de femmes peintres classées par nombre d'articles wikipedia (  ) retrouve en tête à peu près la même quinzaine d'artistes, associée à un demi-millier d'autres, mais certaines très connues, comme Georgia O'Keeffe, n'ont pas laissé d'autoportraits.

### Les aristocrates
Une singularité de l'autoportrait féminin est d'y rencontrer des artistes issues de familles princières, royales et impériales, principalement aux XVIIe et XVIIIe siècles ; alors que les fils de noble famille sont destinés à la guerre ou au clergé, les filles reçoivent une éducation artistique poussée, en musique, lettres et beaux-arts ; munies de ce bagage, quelques-unes sont devenues des peintres accomplies. C'est le cas notamment de Ulrique-Éléonore de Danemark, Anne de Hanovre, la comtesse Ludovika von Thürheim, Leonor de Almeida Portugal, marquise d'Alorna, Caroline-Louise de Hesse-Darmstadt, la comtesse Julie von Egloffstein, la princesse Charlotte Bonaparte, Ernestine Charlotte von Nassau-Siegen (de), qui se portraitise en sainte Casilda, Élisabeth-Christine de Brunswick-Wolfenbüttel-Bevern en jardinière, Lady Diana Beauclerk en Terpsichore,, Louise-Hollandine du Palatinat en allégorie de la peinture, Amalia Wilhelmina von Königsmarck (en) et Marie-Antoinette de Bavière avec palette et pinceaux.

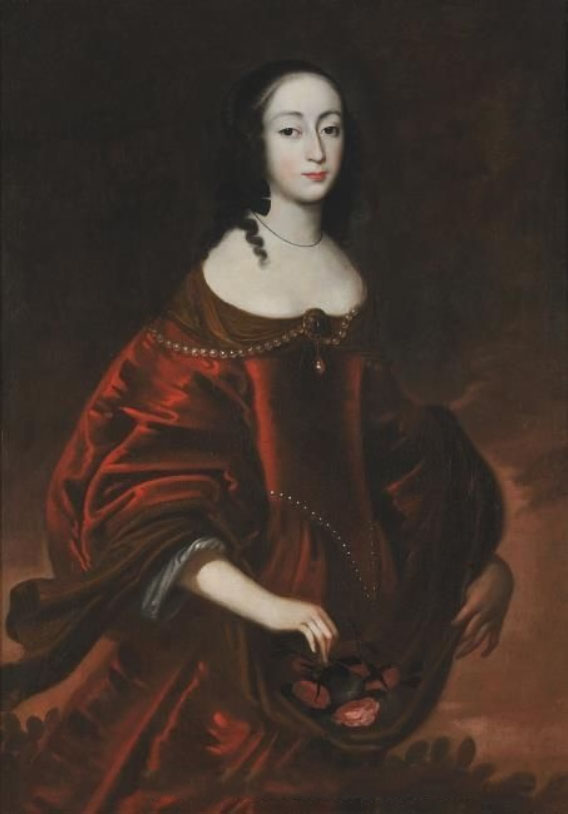
Ernestine Charlotte de Nassau-Siegen, c.1645
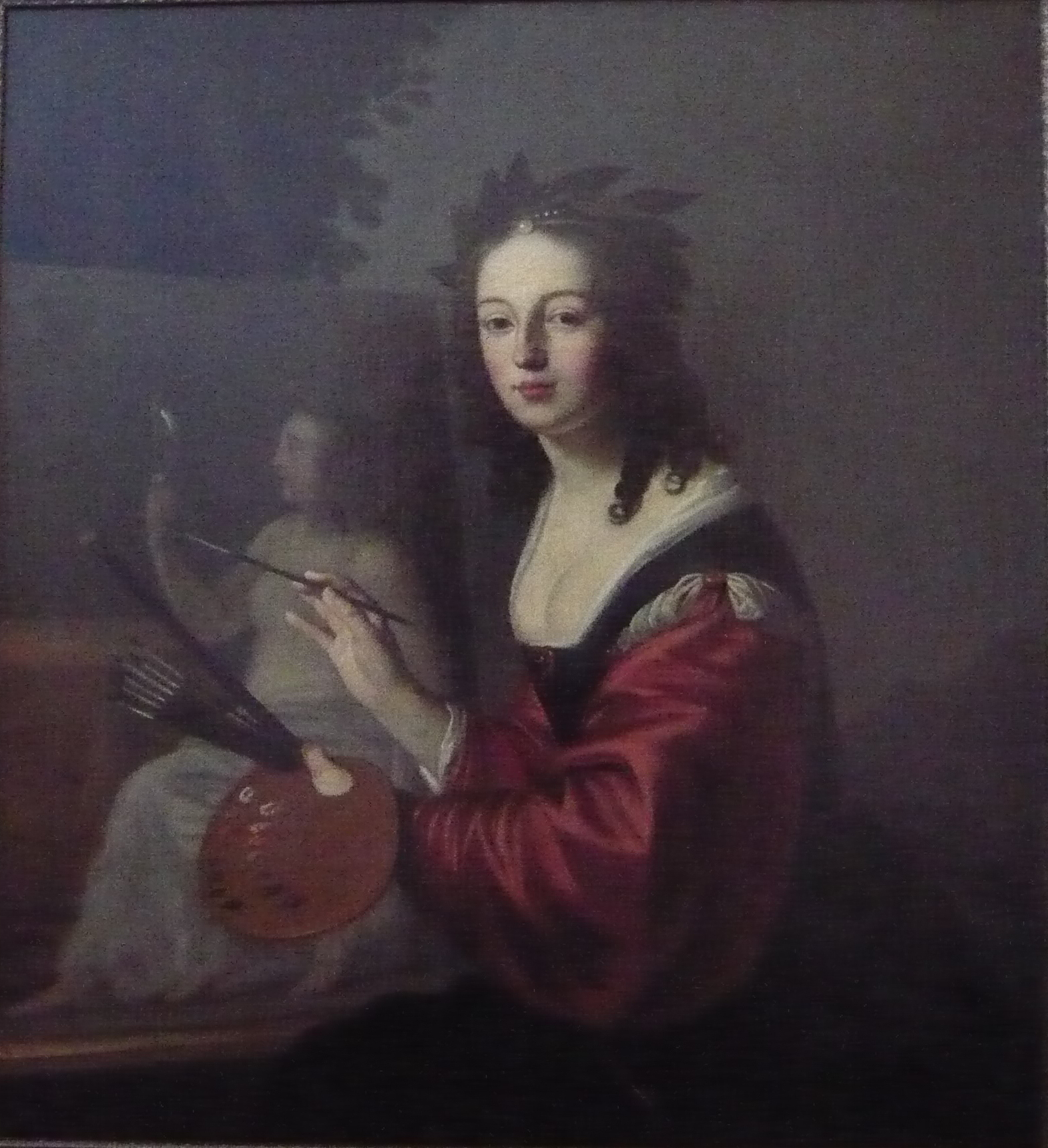
Princesse Louise Hollandine du Palatinat, c.1675
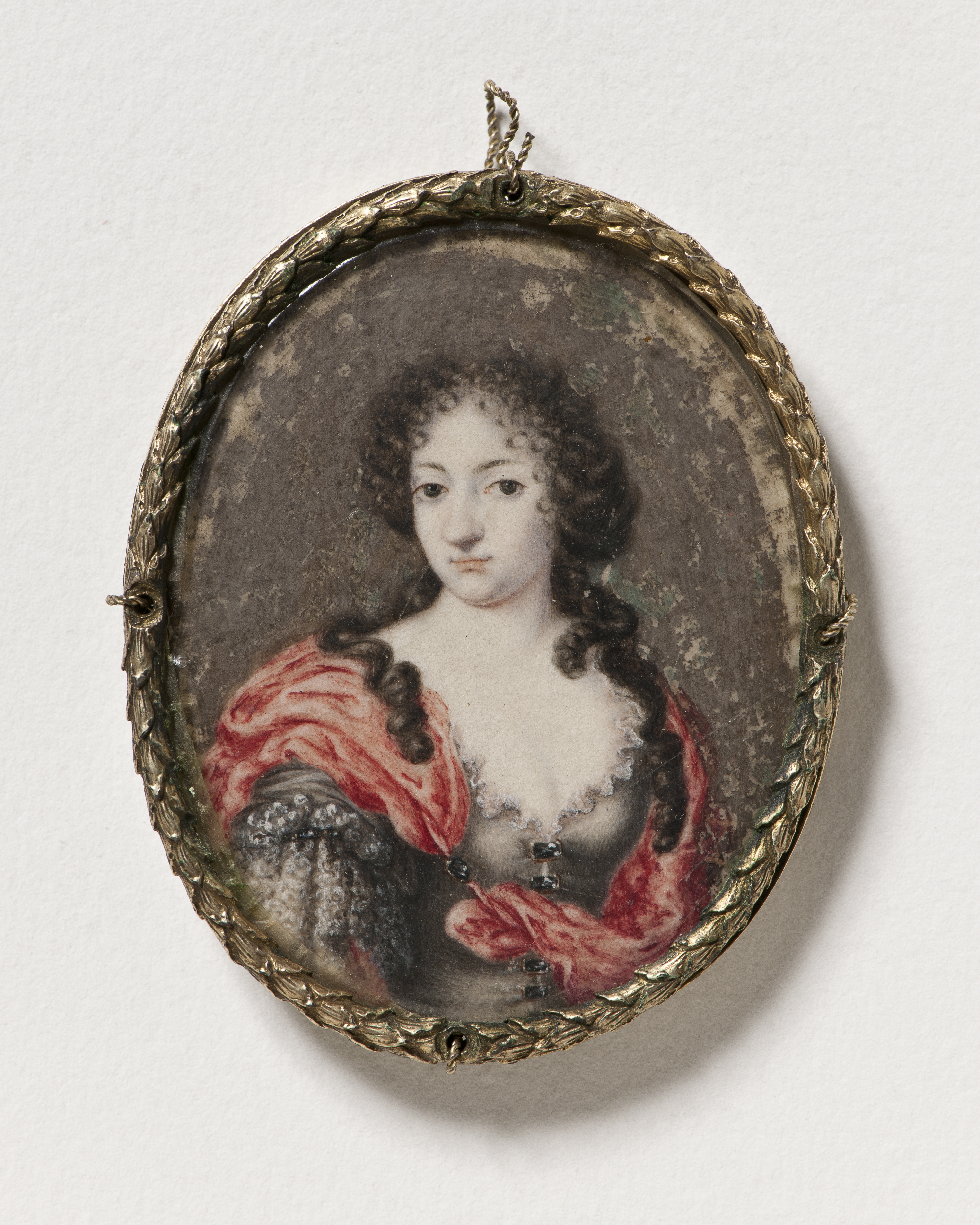
Ulrique-Éléonore de Danemark [n.d.]
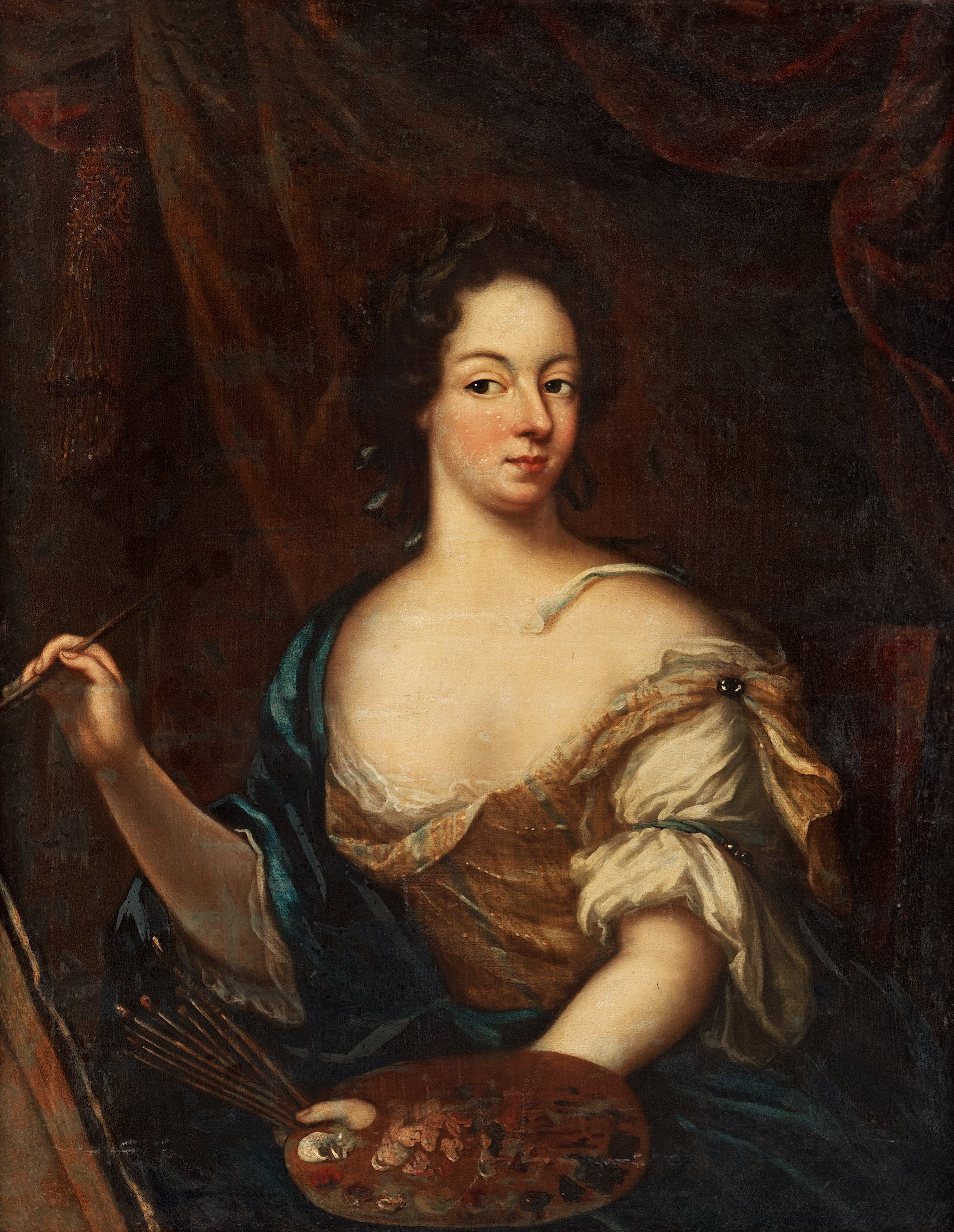
Amélie Wilhelmine de Königsmarck, 1687
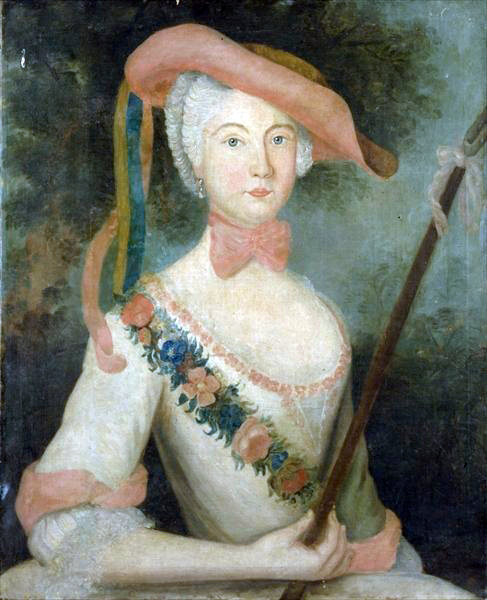
Élisabeth-Christine de Brunswick-Bevern c.1739

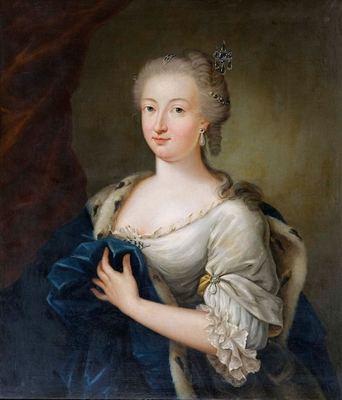
Anne de Hanovre 1740
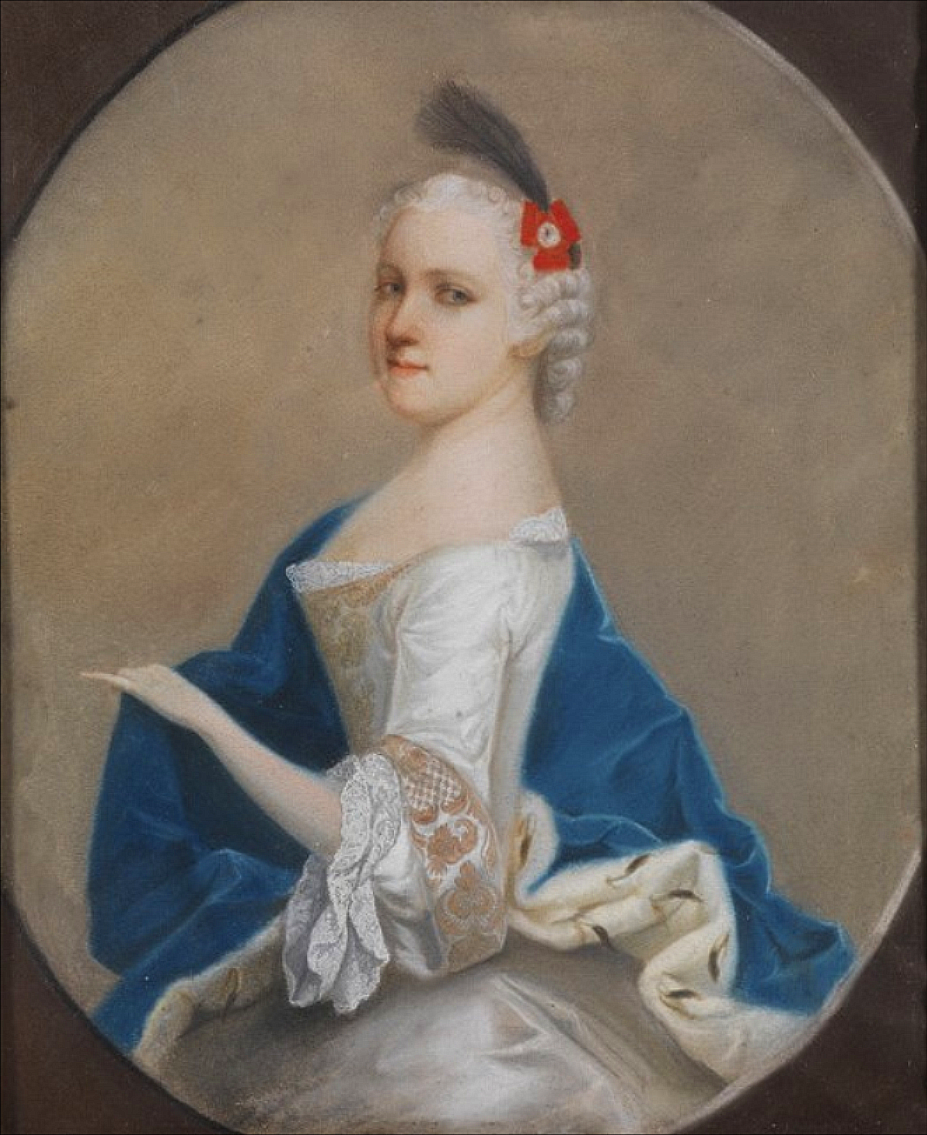
Caroline Louise de Hesse-Darmstadt c.1745
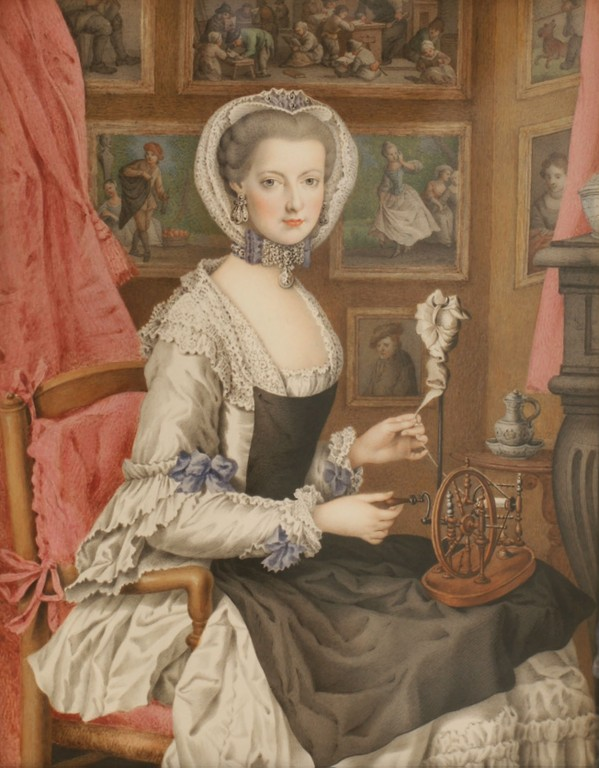
Marie-Christine d'Autriche, 1765
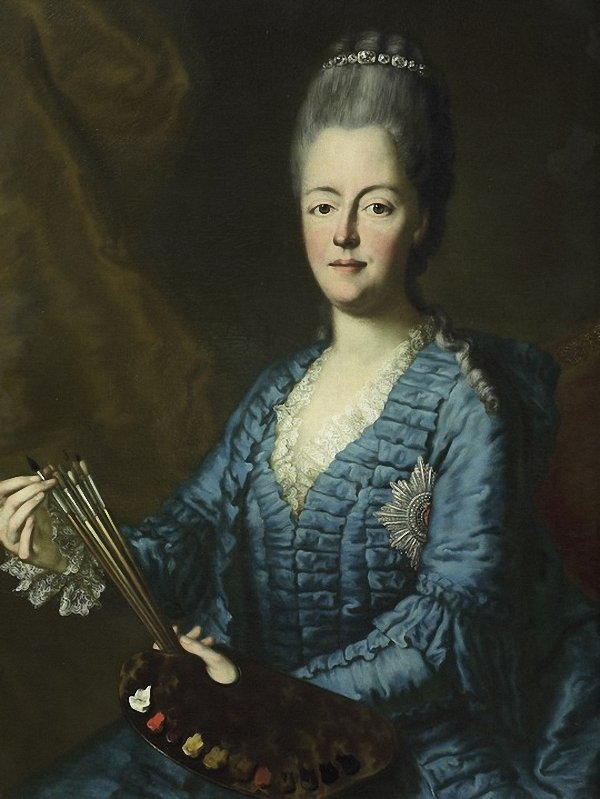
Marie-Antoinette de Bavière[n 5], c.1772
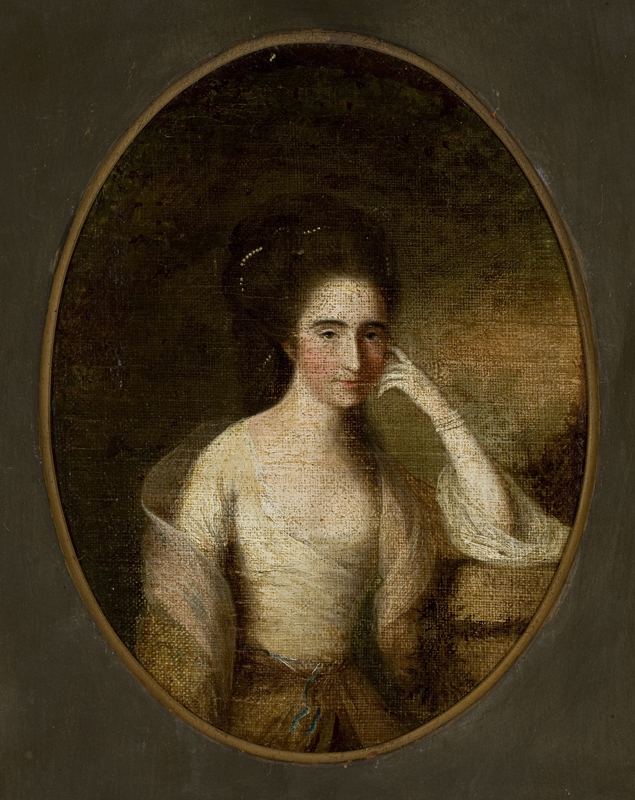
Leonor de Almeida, c.1788
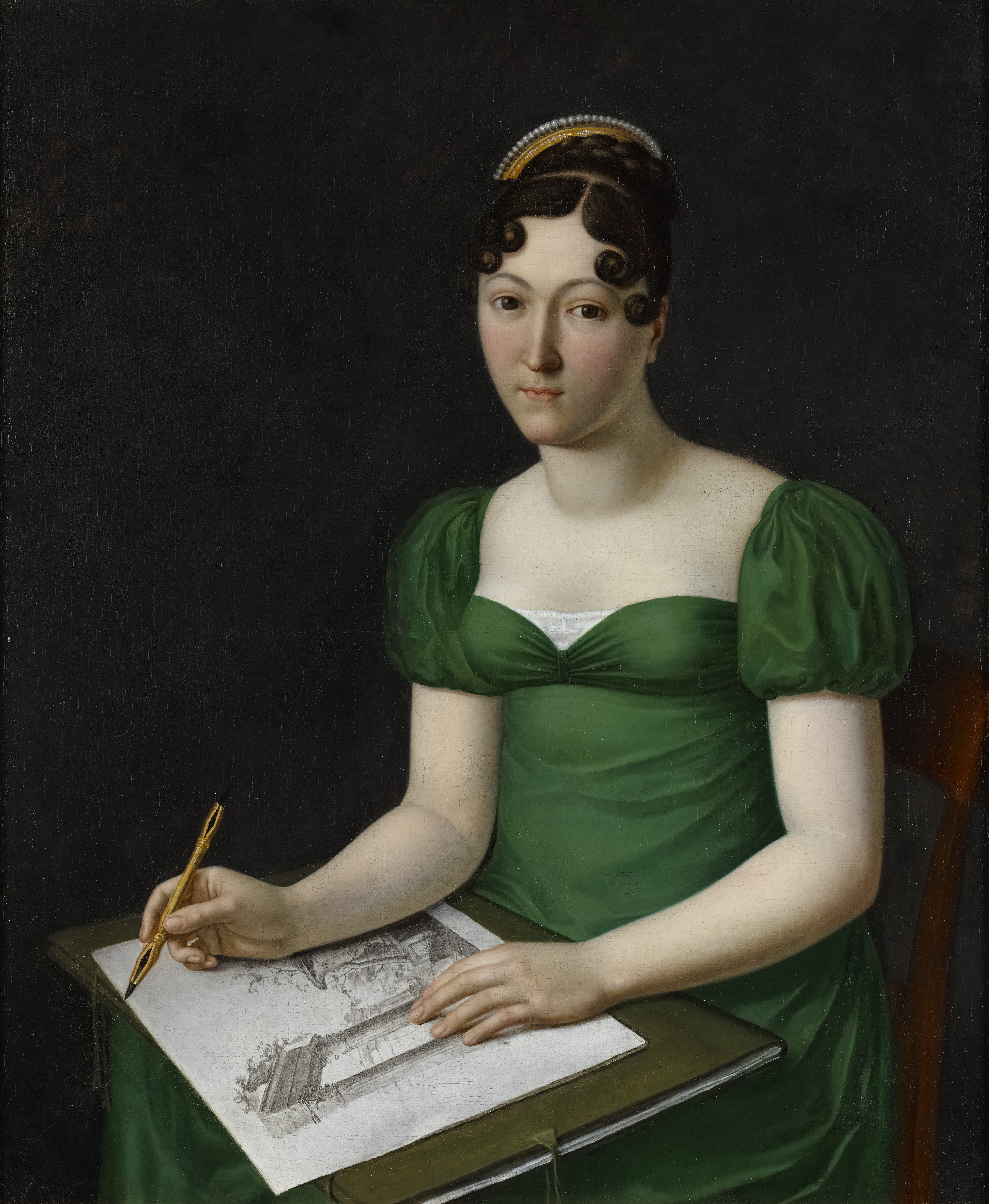
Charlotte Bonaparte c.1824-1828

### Âges extrêmes
Selon James Hall, Omar Calabrese (it), Whitney Chadwick (en) ou Martine Lacas, l'autoportrait a été souvent un genre de peintres jeunes,  et/ou dans la maturité,. Il existe néanmoins des exceptions notables. L'espérance de vie plus longue chez les femmes une fois passées les possibles complications d'éventuels accouchements amène à la réalisation d'autoportraits féminins à des âges très avancés. Alors que chez les hommes, Titien (78 ans), Ingres (79 ans), Claude Monet (77 ans), Pierre Bonnard (78 ans), Edvard Munch (80 ans) et surtout Picasso (90 ans) font figure d'exceptions, on trouve chez les femmes de nombreuses septuagénaires — la liste en serait trop longue pour être énumérée ici —, la première étant Sofonisba Anguissola, 78 ans en 1610, auteure d'une quinzaine d'autoportraits sur une période de soixante-cinq années, et plusieurs octogénaires ; Helene Schjerfbeck a réalisé une quarantaine d'autoportraits, dont la moitié dans les deux années précédant sa mort à 83 ans,. Lorsque Rosalba Carriera se représente à 71 ans en muse de la Tragédie — avec un masque plutôt mélancolique que tragique —, sa tragédie personnelle est une perte progressive de la vision, qui sera opérée sans succès trois ans plus tard, aboutissant à la cécité complète.
À l'origine de nombreux autoportraits dès 1883, Ottilie Roederstein se représente au moins à deux reprises l'année précédant celle de sa mort à 78 ans, dont une en fumant un cigarillo, une rareté en autoportrait féminin (cf. Cigarette).
Parmi les autoportraitistes très âgées, il y a aussi Johanne Mathilde Dietrichson (en), 81 ans en 1918, Susan Macdowell Eakins (en), 84 ans en 1935, Mina Carlson-Bredberg (en), 81 ans en 1938, Vanessa Bell, 80 et 81 ans en 1959 et 1960, ; également en 1960, Charlotte Berend-Corinth, 80 ans et Émilie Charmy, 82 ans ; plus tard, Lotte Laserstein à 82 ans et à 85 ans, Marie Vorobieff à 85 ans en 1977. Après avoir limité ses autoportraits à son seul corps, Joan Semmel peint son visage de femme âgée dans la série Heads en 2008. Adriana Pincherle se peint devant son chevalet à 85 ans, et, à 87 ans, en dame d'une grande élégance. Alice Neel se représente nue à 80 ans dans son Autoportrait terminé en 1980 : « au moins, il montre une certaine révolte contre tout ce qui est décent », a-t-elle déclaré. Eve Drewelowe (en) fait son autoportrait intitulé "Non conformiste" à 85 ans (1984). Maria Lassnig, qui s'est dessinée nue à plusieurs reprises pendant plus de soixante-dix ans, réalise ses derniers autoportraits à 86 ans (Du oder Dich) et à 94 ans, un an avant sa mort (Selbst porträt mit Pinsel, 2013).

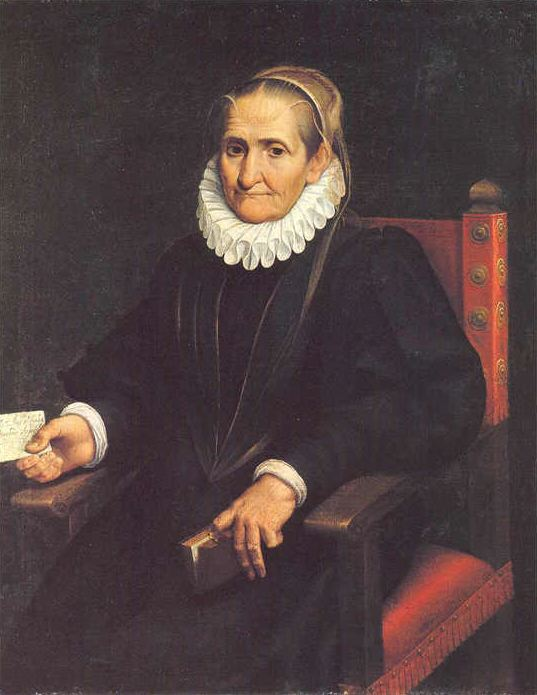
Sofonisba Anguissola à 78 ans
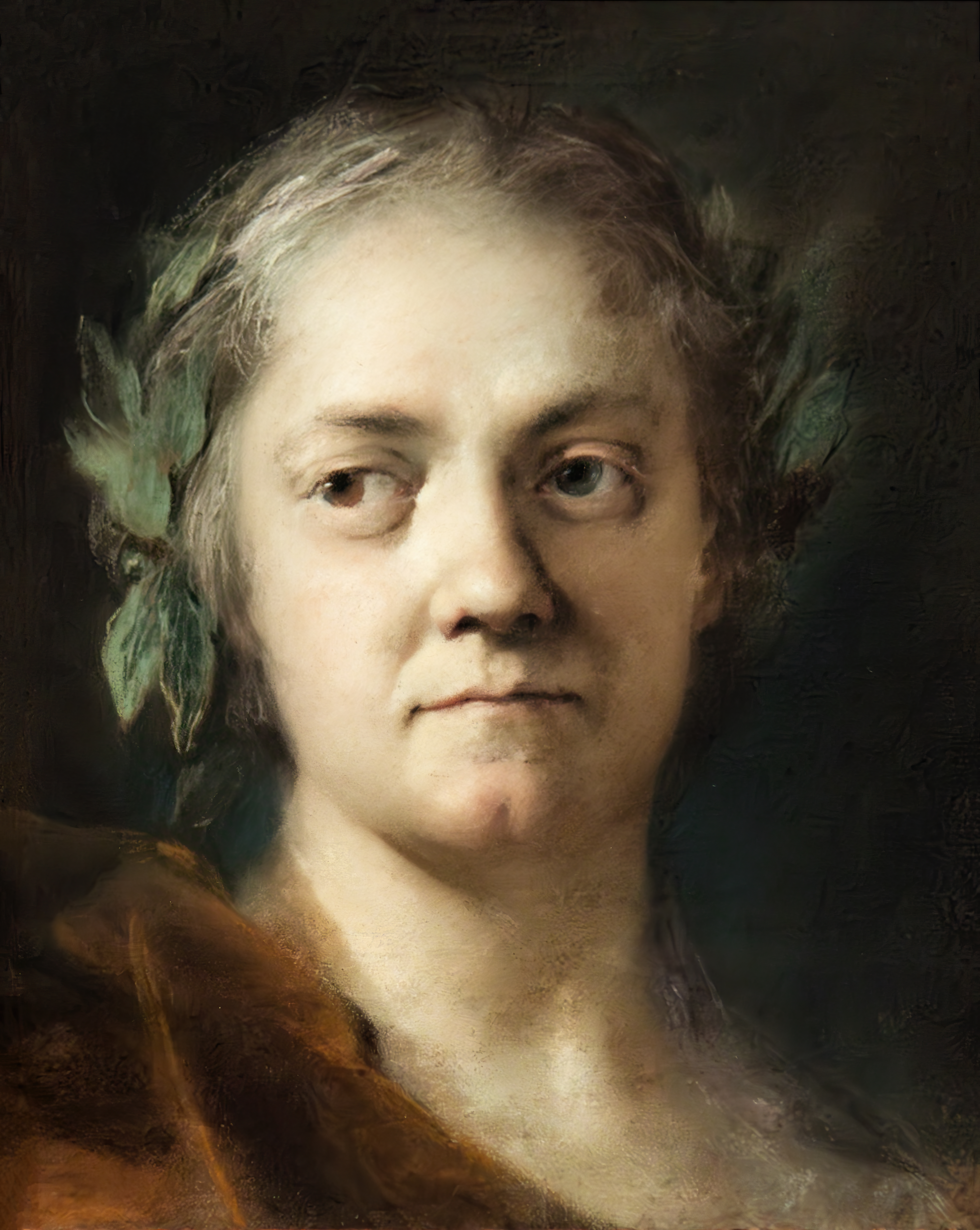
Rosalba Carriera à 71 ans
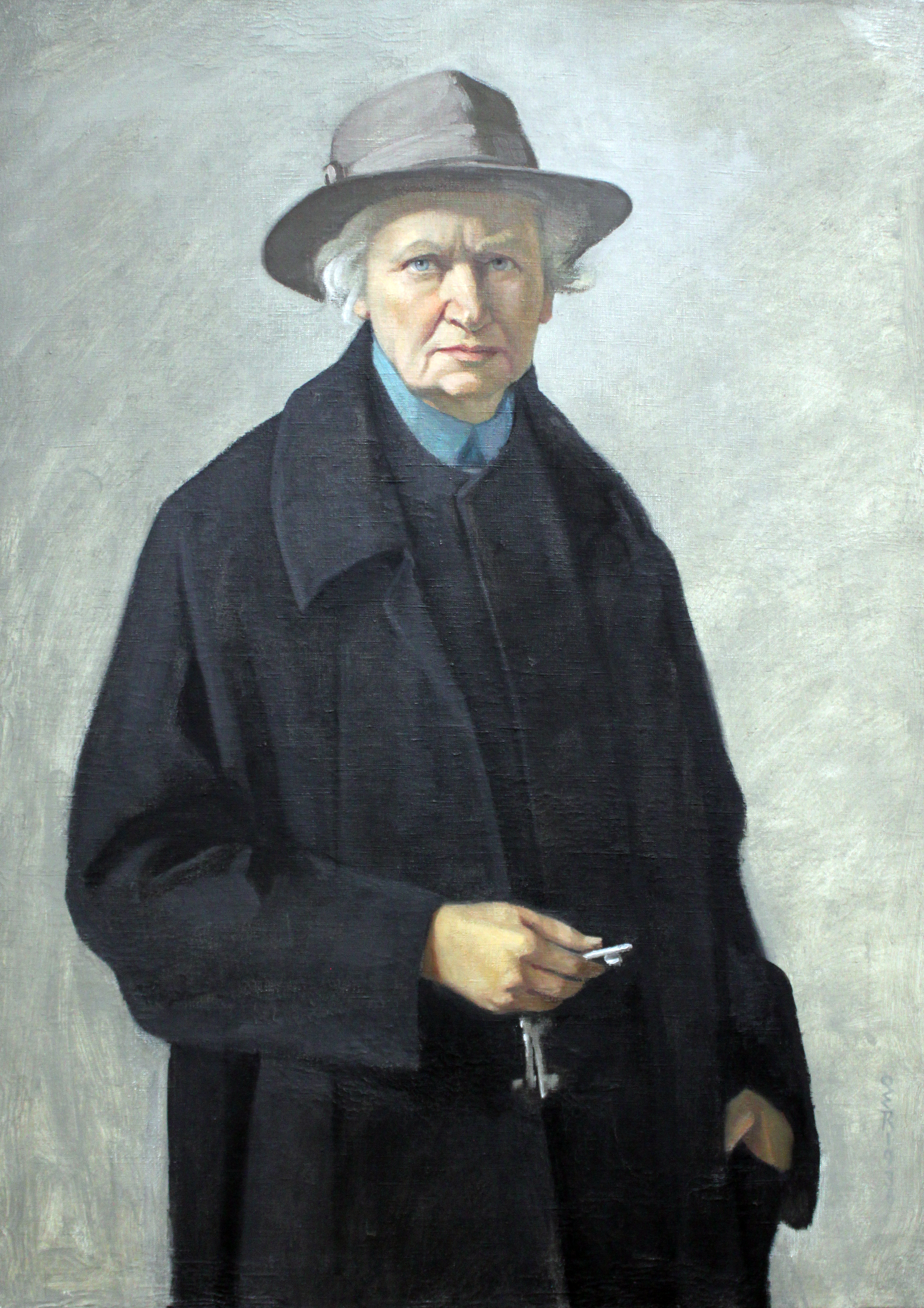
Ottilie Roederstein à 77 ans
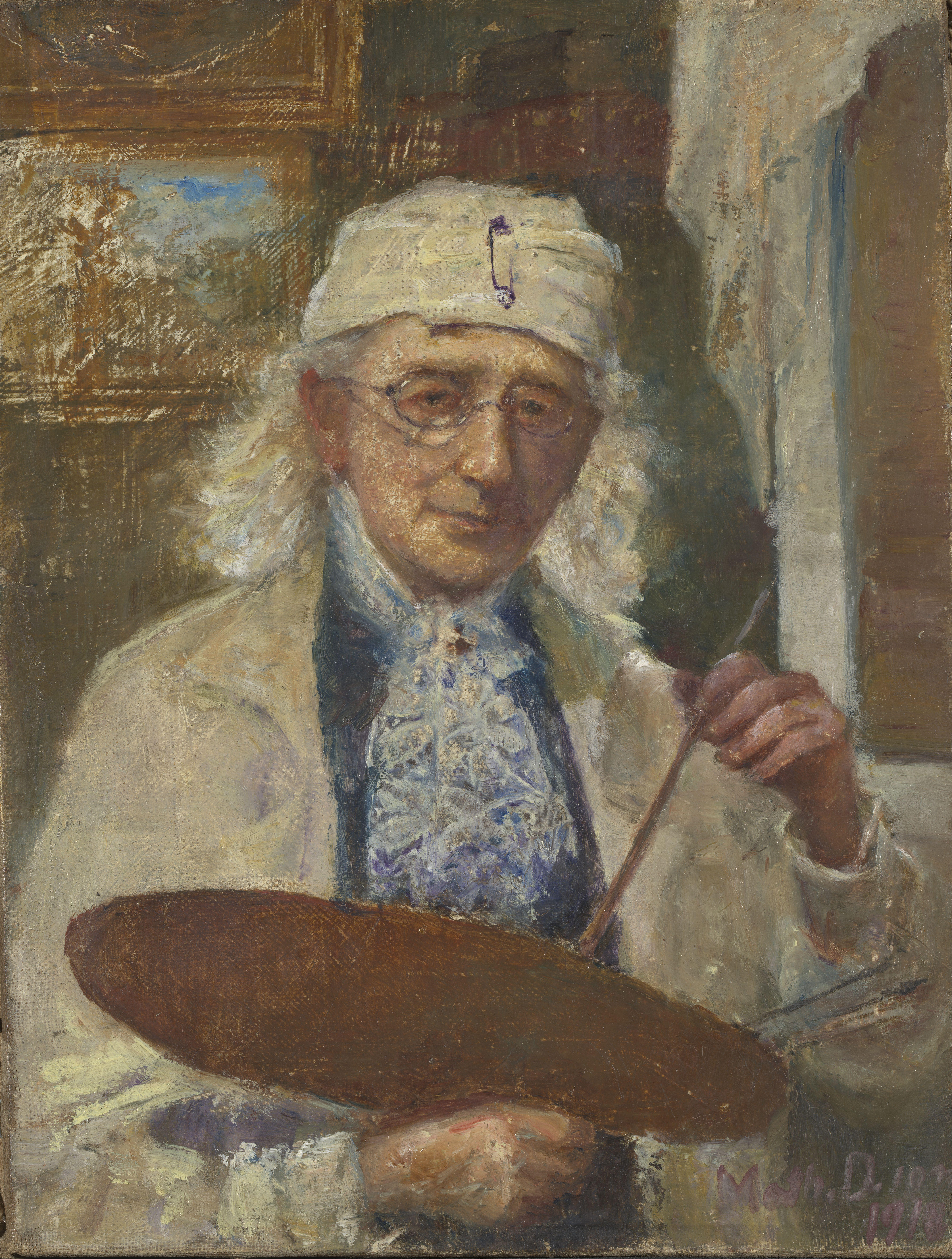
Johanne Mathilde Dietrichson à 81 ans
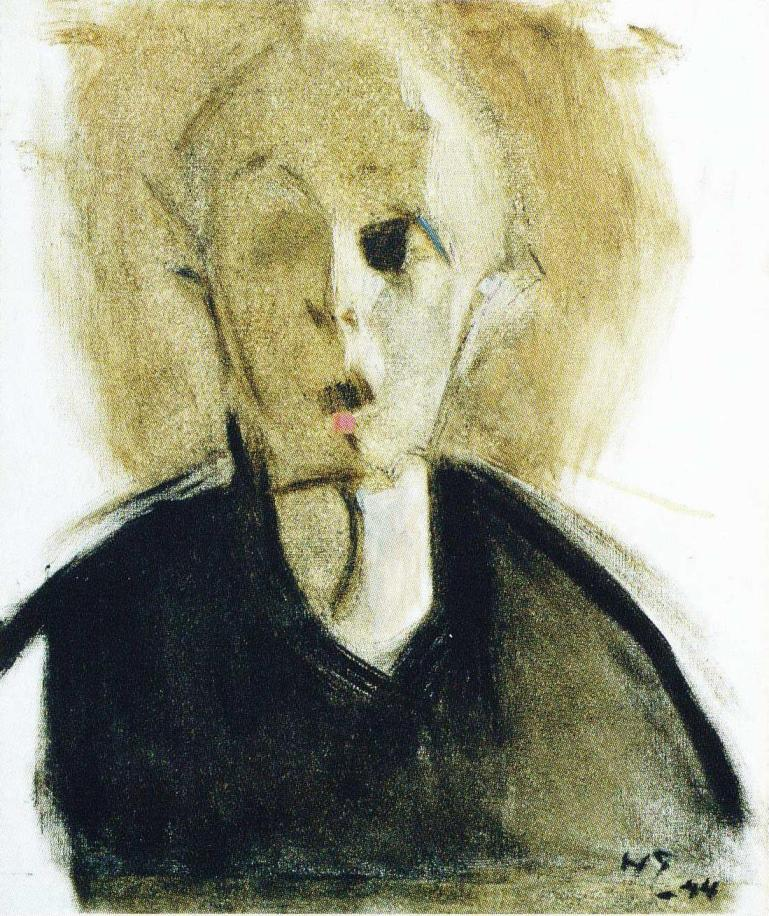
Helene Schjerfbeck à 82 ans
la même à 83 ans

Bien qu'il se soit dessiné à 13 ans, l'illustre Albrecht Dürer a attendu l'âge de 22 ans pour peindre son autoportrait. Après lui, certains l'ont fait dès l'âge de 14-16 ans, tels van Dyck, Picasso et quelques autres, mais très exceptionnellement plus tôt, comme Thomas Gainsborough et Thomas Lawrence, tous deux à 12 ans. La manifestation du talent semble souvent au moins aussi précoce chez les filles. Plusieurs d'entre elles se sont représentées dès l'âge de 12 ans, dont Anna Waser, la première femme peintre suisse. On remarque qu'Angelica Kauffmann et l'Américaine Lucinda Redmon Orear, peut-être sans connaître les autoportraits des dames à l'épinette du Cinquecento, se peignent en musiciennes. Élisabeth Chaplin, quant à elle, se présente à 13 ans déjà en peintre, et à 17 ans en élégante demoiselle. C'est à 17 ans qu'Artemisia Gentileschi produit son premier chef-d'œuvre, Suzanne et les Vieillards (1610), que l'on considère comme un autoportrait (cf. Allégorie et autoportrait historié).

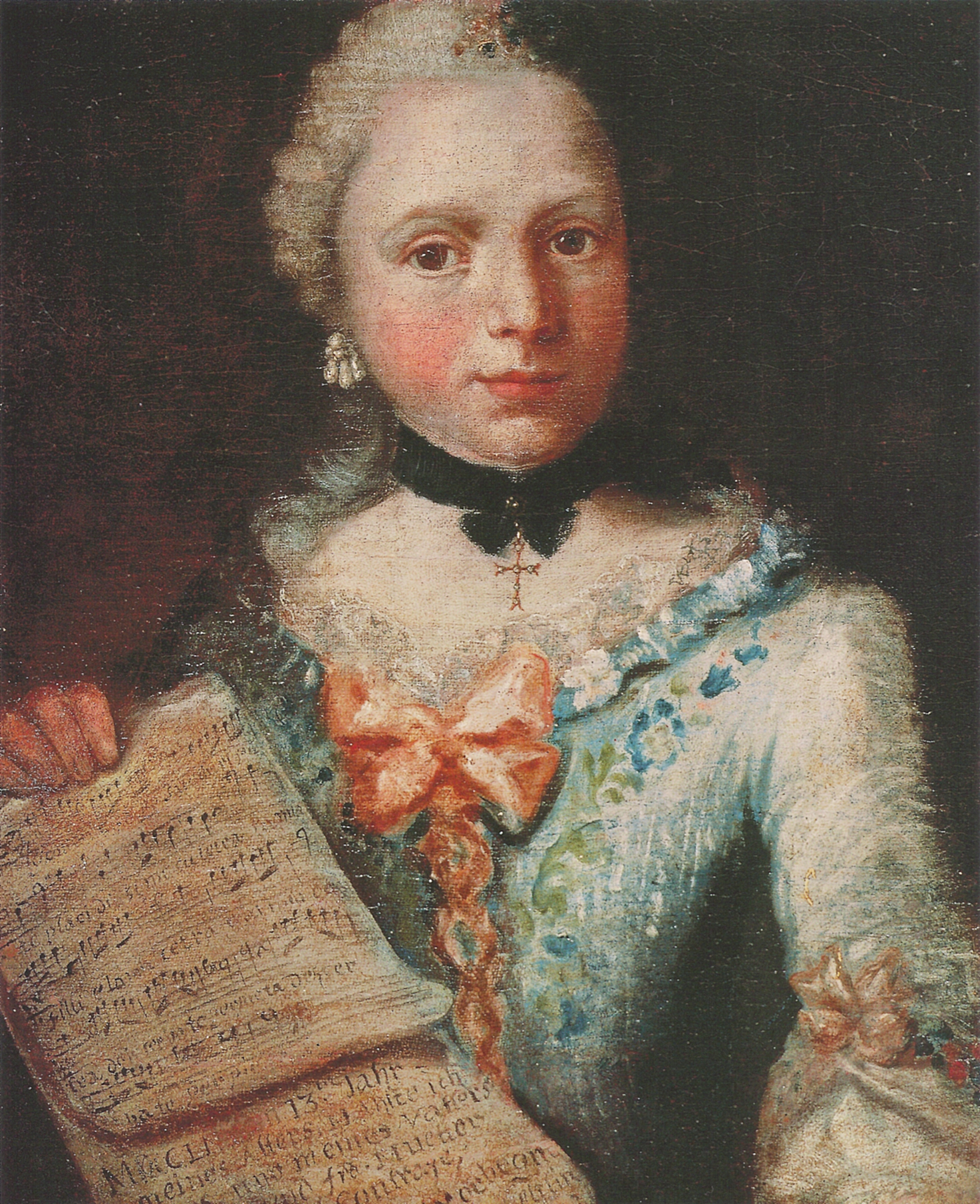
Angelica Kauffmann à 11 ou 12 ans, 1753
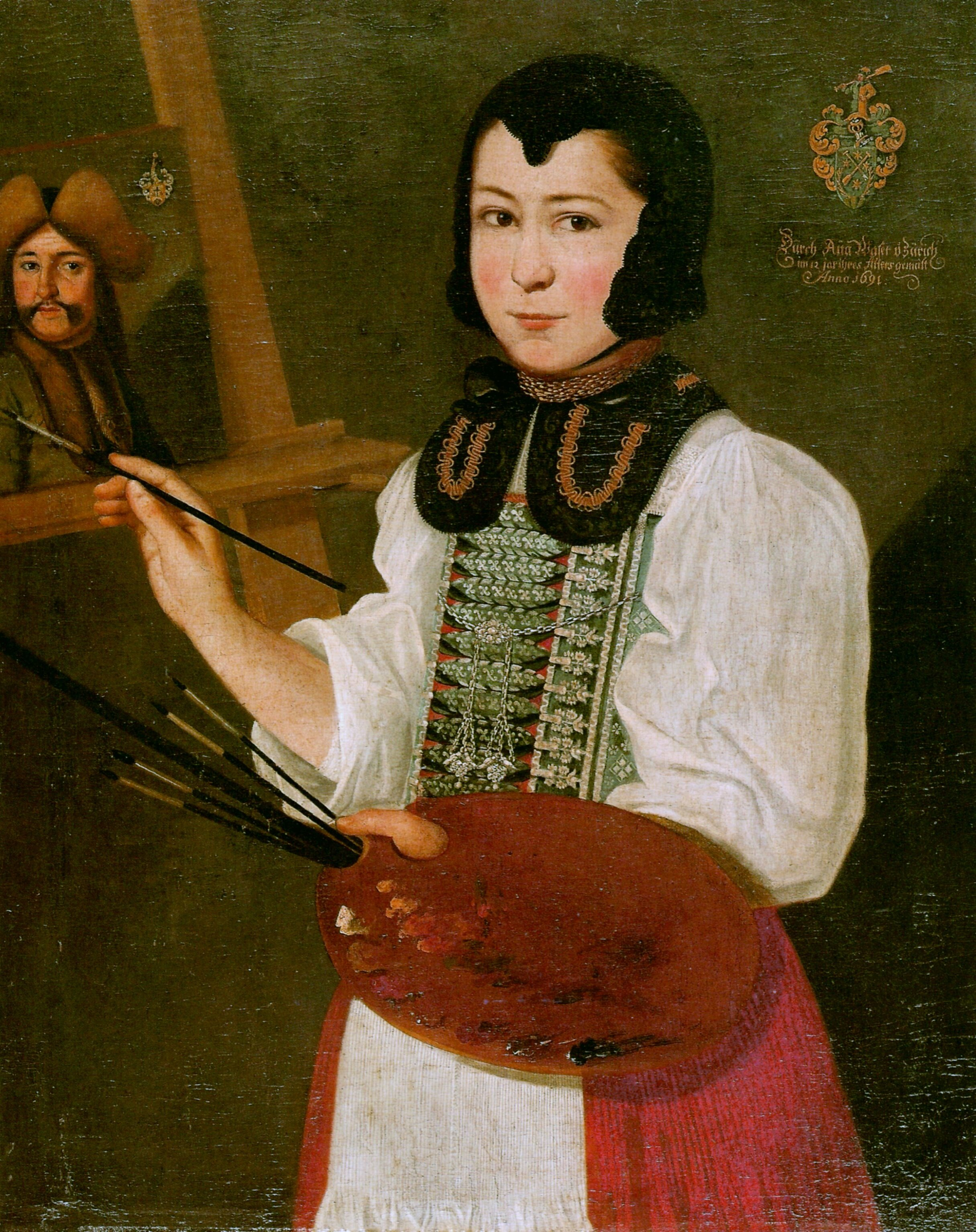
Anna Waser à 12 ans, 1691
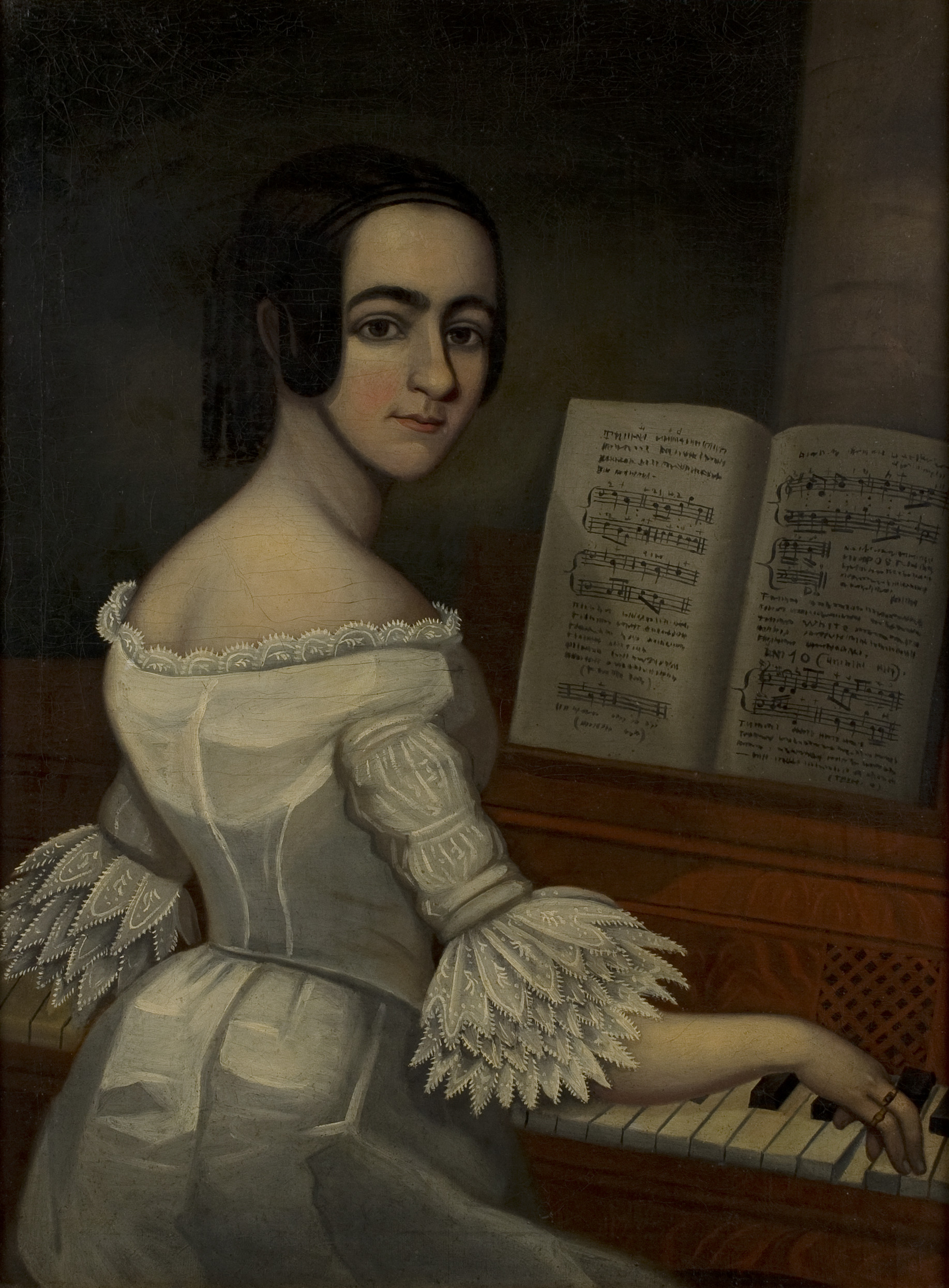
Lucinda Redmon Orear à 12 ans, 1835
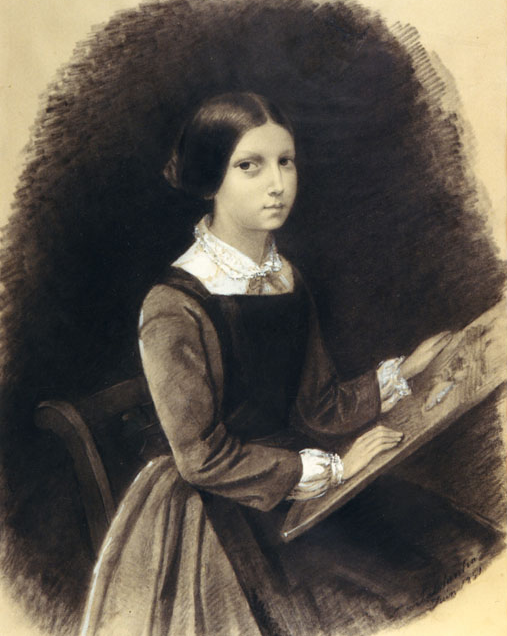
Teresa de Saldanha (pt) à 13 ans, 1851
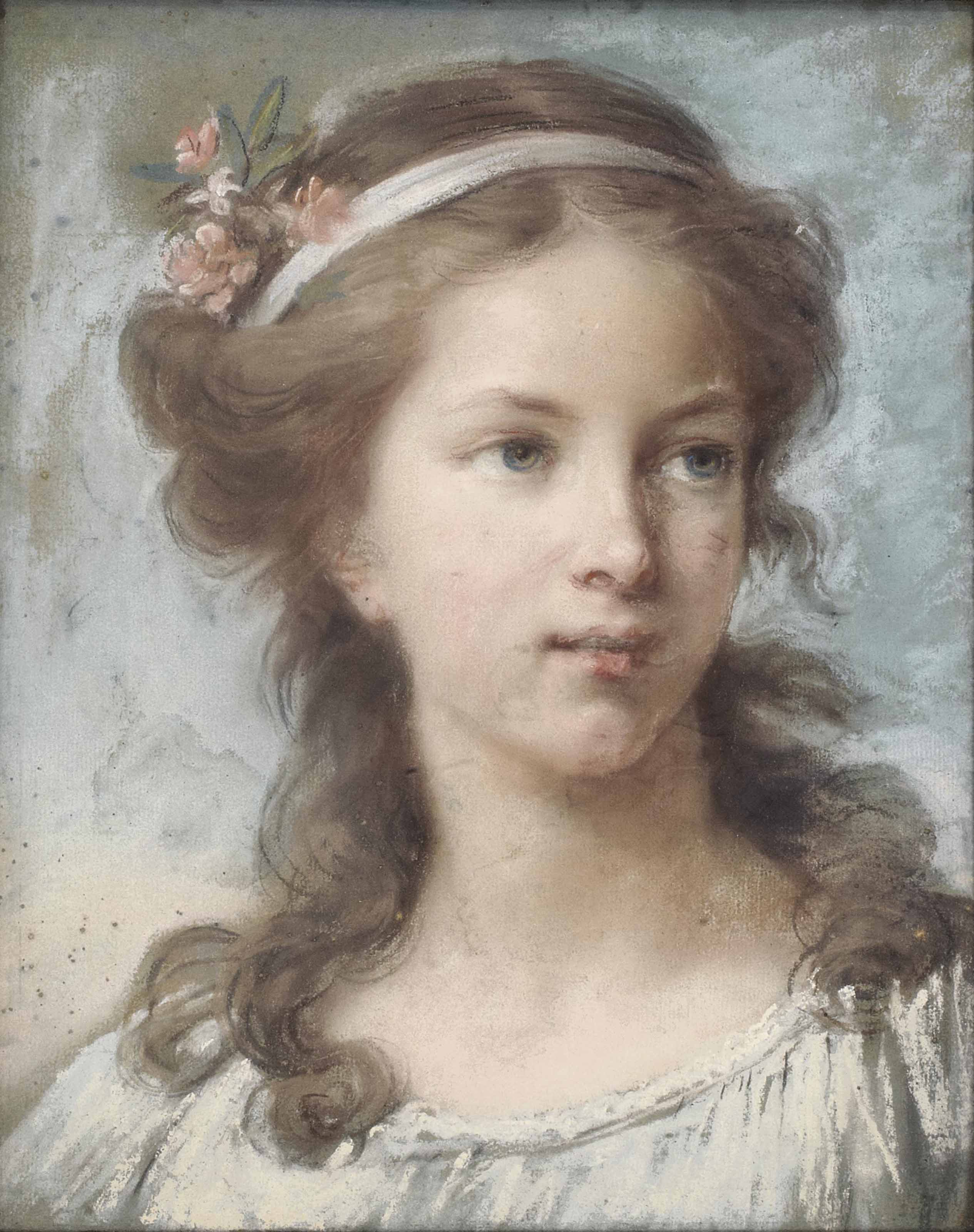
Élisabeth Louise Vigée à 16 ans, 1771
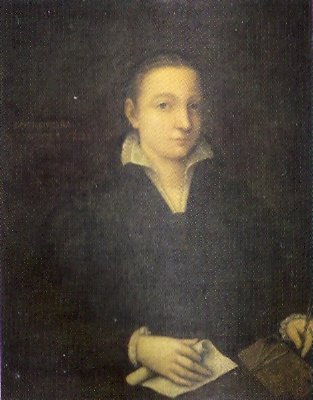
Sofonisba Anguissola à 18 ans, c.1550
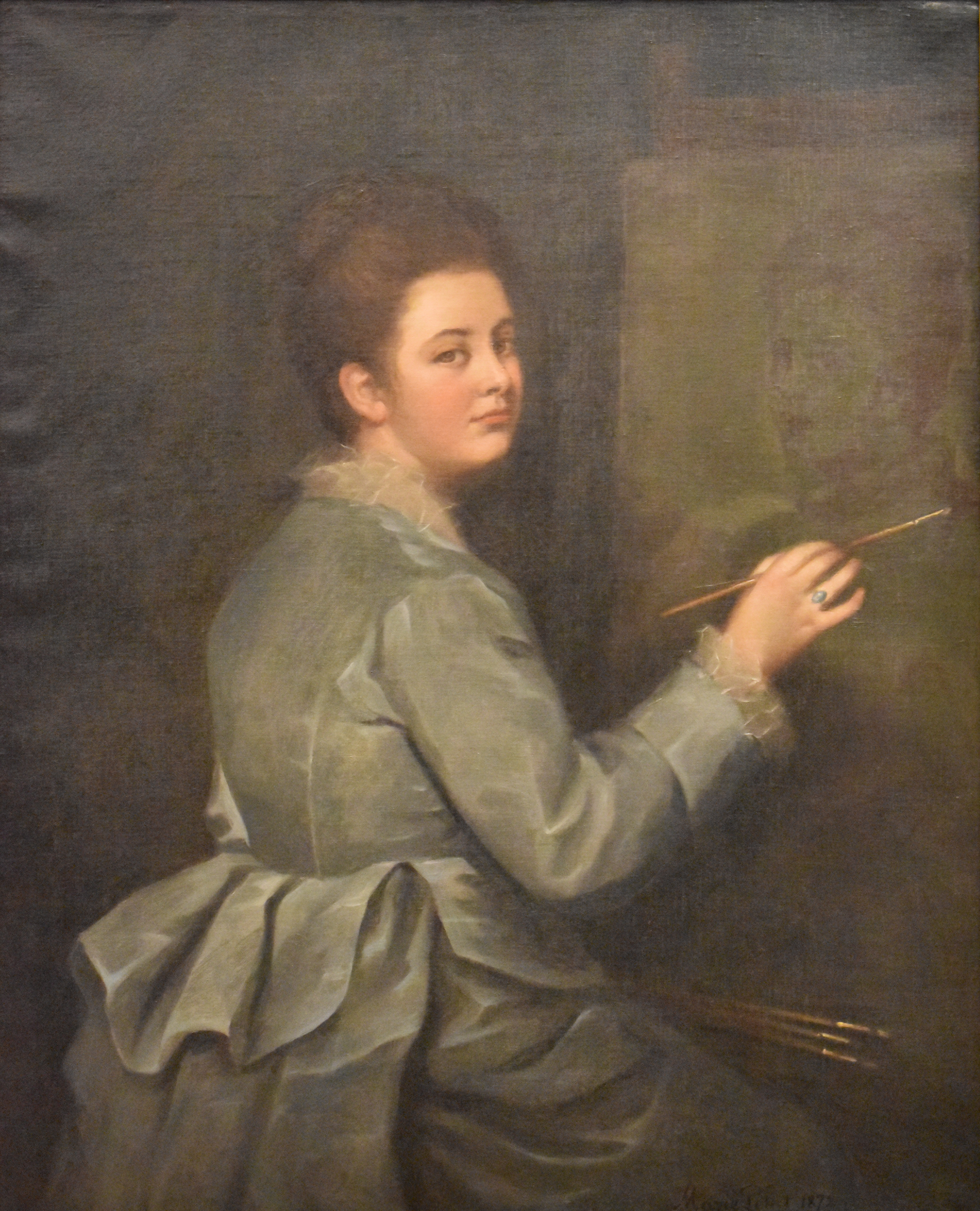
Marie Petiet à 18 ans, 1872

### Problèmes d'attribution et d'ego masculin
Le tableau de 1680 signé Schalcken représentant une femme en train de peindre a été attribué à Godfried Schalken avant que sa restauration au XXe siècle ne fasse apparaitre la signature complète, celle de sa sœur Maria Schalcken. Très souvent filles de peintres, épouses ou sœurs de peintres, elles ont été nombreuses à voir leur travail non reconnu ou minimisé — quand elles n'étaient pas raillées, moquées ou diffamées —, leur talent nié ou exploité, leur carrière oubliée et leur nom effacé, souvent au profit de leur parentèle mâle, et aussi de peintres plus célèbres, ceci de plus ou moins bonne foi, ou frauduleusement par contrefaçon d'une signature. Simple exemple parmi tant d'autres, lorsque des portraits et autoportraits des élèves femmes de Jacques-Louis David étaient jugés particulièrement réussis, on soupçonnait leur professeur d'en être l'auteur, la fausse attribution étant ensuite adoptée par la postérité. Le portrait signé "MDH Keane" (les initiales "MDH" étant celles du nom de jeune fille) a été réalisé après le procès très médiatisé gagné par Margaret Keane en 1986 contre Walter Keane en paternité de tous les tableaux qu'elle avait simplement signés "Keane". Cette affaire en rappelle d'autres, comme celle des tableaux de Judith Leyster signés Frans Hals, de Constance Mayer signés Prud'hon… ou simplement les agissements de Jean-Baptiste-Pierre Lebrun, peintre sans envergure mais marchand avisé, qui vendait les tableaux de son épouse Élisabeth sans que celle-ci ait la moindre idée de la fortune qu'il en tirait et qu'il perdait au jeu. Même adulte puis mariée, Marietta Robusti est restée toute sa vie sous la coupe de son père Le Tintoret, et n'a pu laisser que très peu de tableaux en propre. Des problèmes d'attribution se posent aussi pour Virginia Vezzi, épouse et modèle de Simon Vouet, dont il existe au moins un ou deux autoportraits.
Les questions d'argent n'étaient pas toujours en cause, en revanche ce sont bien les problèmes d'entente entre époux qui étaient les plus fréquents. Louis Marcoussis ayant décidé qu'un seul cubiste devait exister dans son couple, ce n'est pas lui, mais Alice Halicka qui a dû détruire une partie de ses toiles ; il nous reste cependant son autoportrait de 1913. La même mésaventure est arrivée à Rita Angus, mariée à 22 ans pendant quelques années au peintre Alfred Herbert Cook, et qui peindra ensuite 55 autoportraits (« Il n'aimait pas certaines de mes toiles, et à sa demande j'ai détruit des œuvres car j'étais sa femme. Et aussi, pour avoir la paix, j'ai accepté d'abandonner la peinture »), et certainement à plusieurs autres.
De même que Paula Modersohn-Becker, épouse malheureuse du peintre académique Otto Modersohn, Marie Bracquemond, admiratrice de Renoir et de Monet, était mariée à quelqu'un qui n'appréciait pas son aspiration esthétique, l'artiste Félix Bracquemond, graveur et céramiste réputé, vice-président de la Société nationale des beaux-arts ; d'un caractère ombrageux, il a réussi à lui faire abandonner l'impressionnisme, et même toute production artistique vingt ans après son autoportrait en jeune mariée.

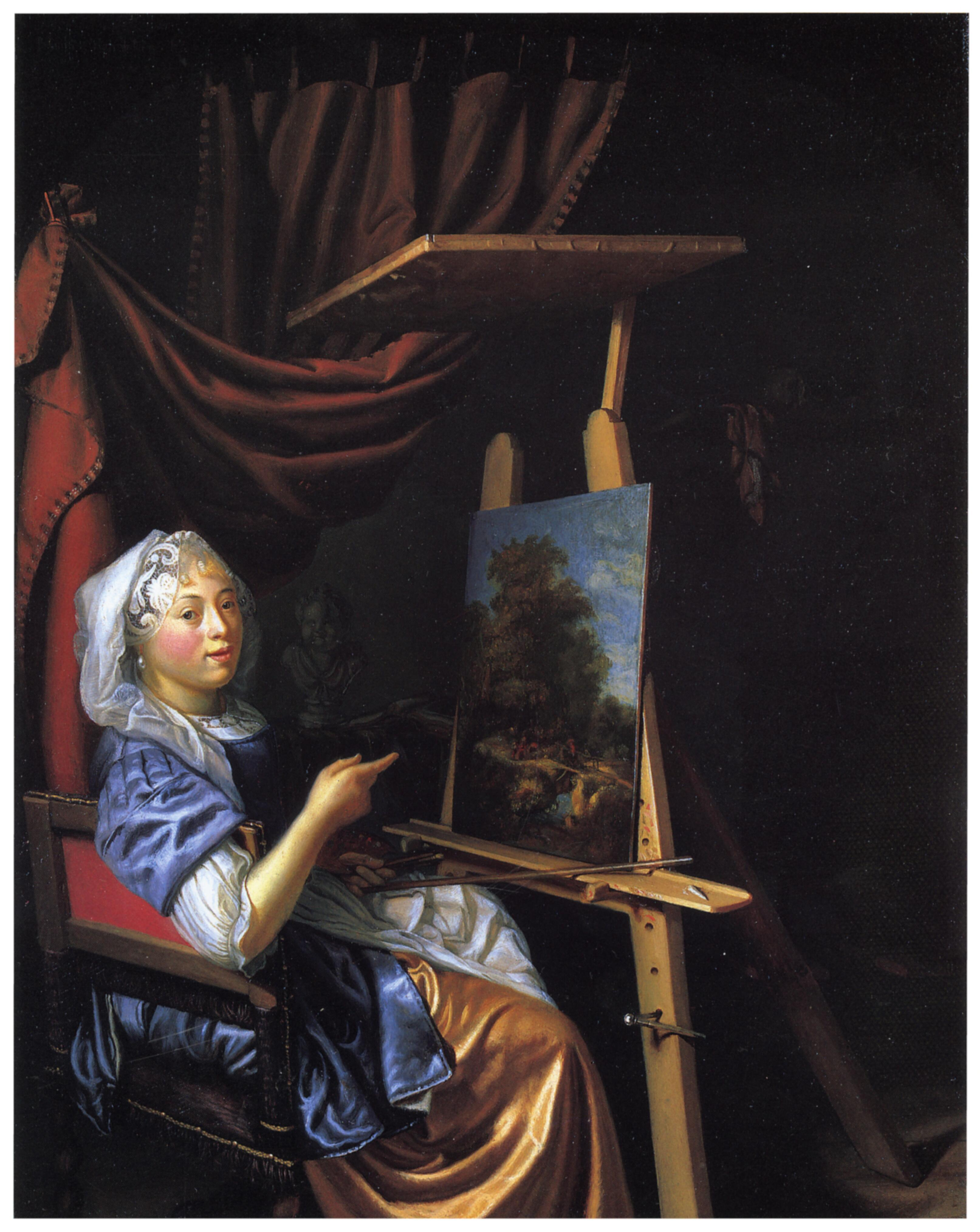
Maria Schalcken 1680
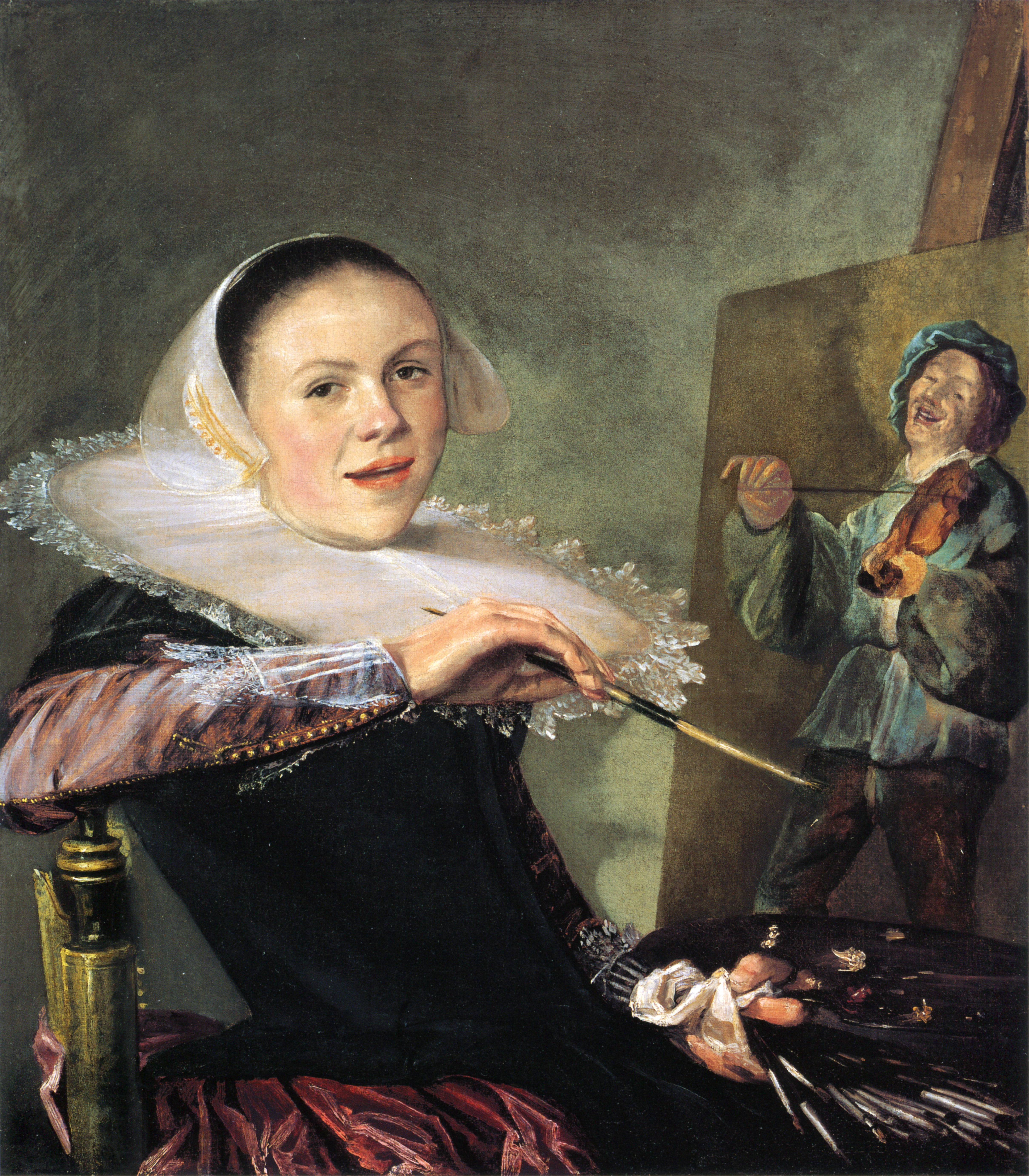
Judith Leyster c.1630
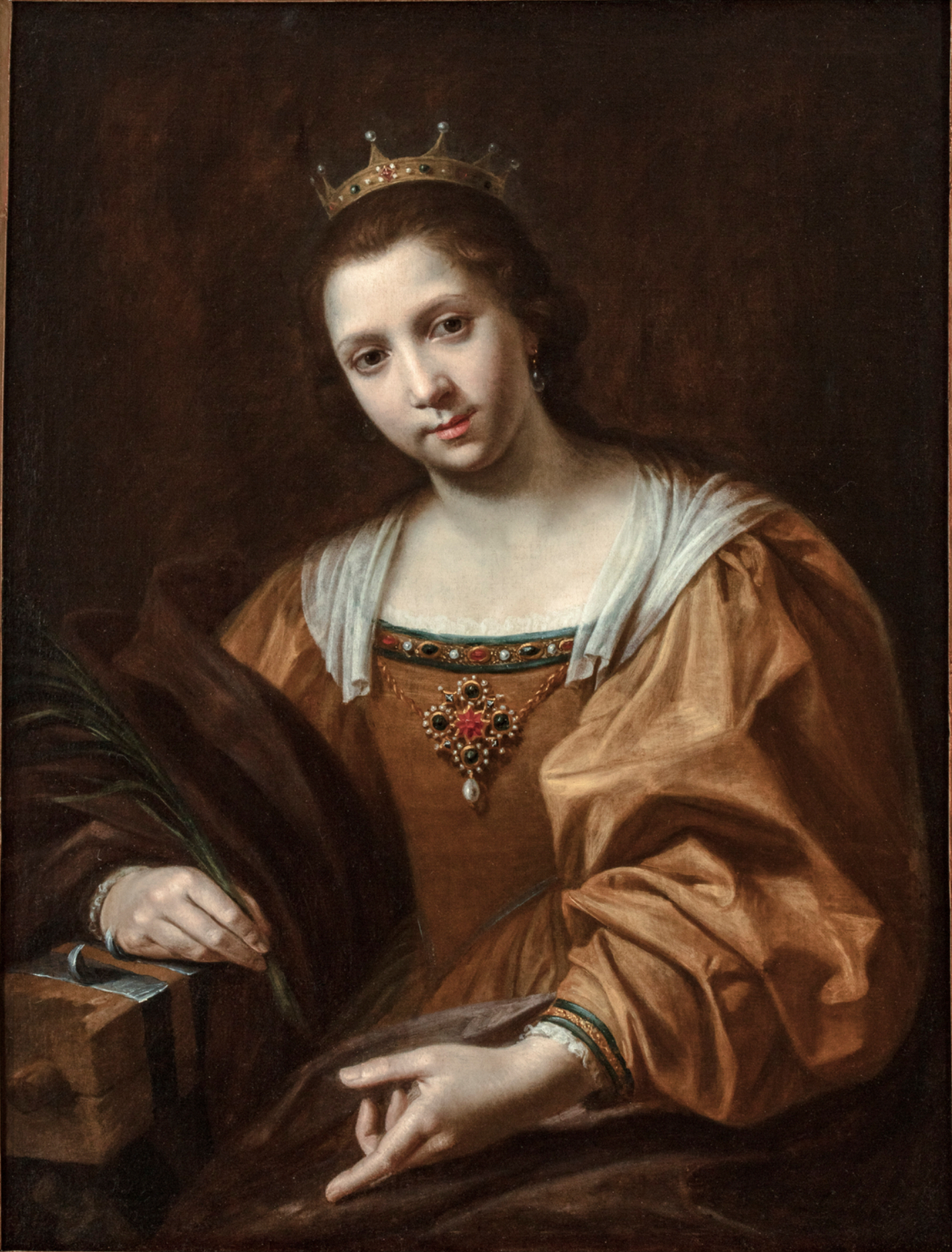
Virginia Vezzi, Autoportrait en sainte Catherine d'Alexandrie vers 1624-1626
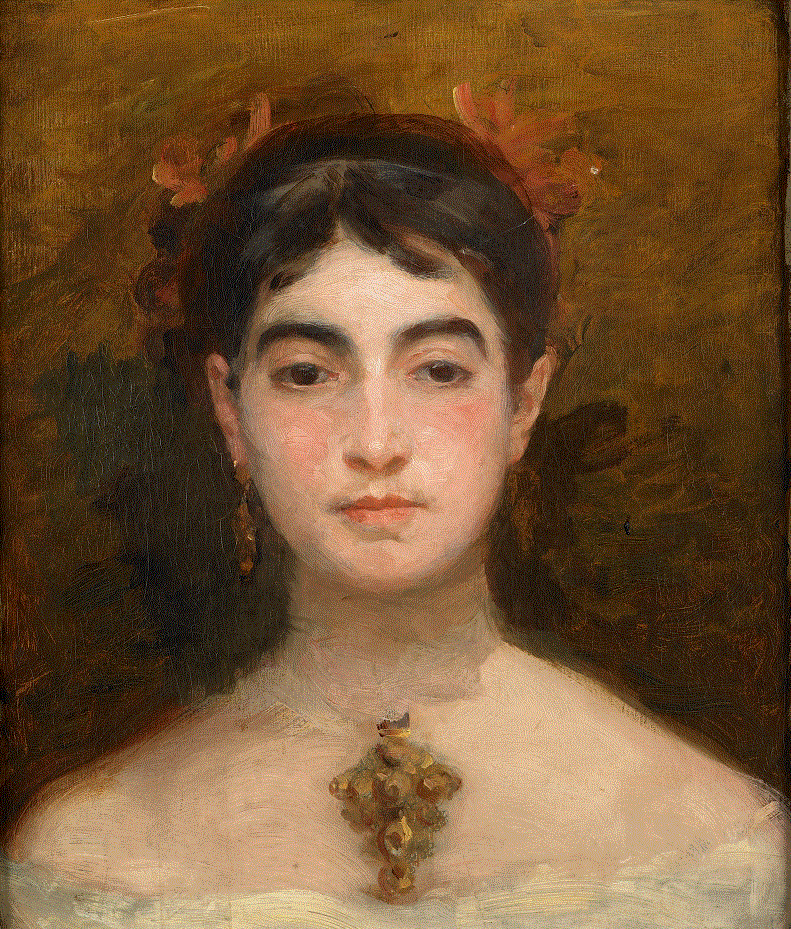
Marie Bracquemond, 1870
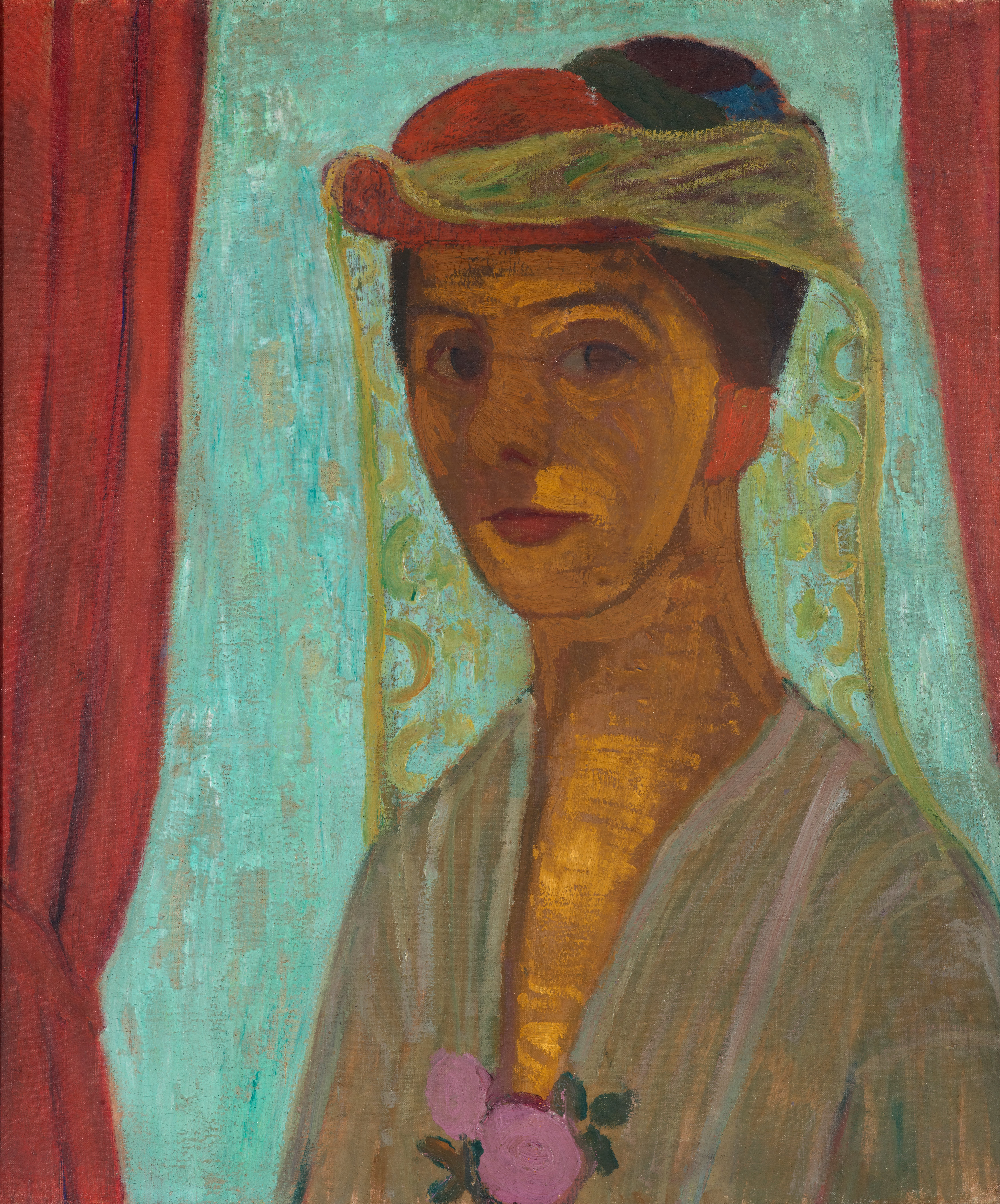
Paula Modersohn-Becker c.1906-1907

Les exemples de femmes artistes sous influence maritale délétère sont nombreux dans l'histoire de l'art, et l'un d'eux est illustré en peinture par l'autoportrait de Maria Cosway réalisé en 1787. Formée en Italie, Maria Luisa Caterina Cecilia Hadfield a réalisé un premier portrait sur un modèle traditionnel. En 1781, elle épouse sans amour Richard Cosway, peintre miniaturiste renommé à Londres, de 18 ans plus âgé qu'elle et mari volage. Celui-ci utilise la beauté et les talents de sa jeune femme — elle tient salon, reçoit le tout-Londres, chante ses propres compositions et joue de la harpe et du clavecin — pour en faire son ambassadrice, plus prosaïquement sa devanture publicitaire. En 1830, veuve depuis 9 ans, elle peut écrire « Si Mr C. m'avait permis de me placer professionnellement, j'aurais fait une meilleure peintre ; mais laissée à moi-même, peu à peu, au lieu de m'améliorer, je perdis tout ce que j'avais acquis durant mes études en Italie ». Sur les portraits dessinés par son mari, elle est telle qu'il désirait que le monde la voie ; dans son autoportrait trois ans avant leur séparation, elle reprend son turban italien, mais pas le rouge à lèvres ni le camée, que, fervente catholique en pays anglican, elle remplace par une croix. Visage fermé (résigné ?), elle met en image ce qu'elle ressent : les bras croisés et la main droite cachée, celle de l'artiste, indiquent qu'elle ne peut exercer sa profession ; l'alliance sur la main gauche, le muret noir qui clôt l'espace et le ciel d'orage illustrent tout ce qui l'enferme.

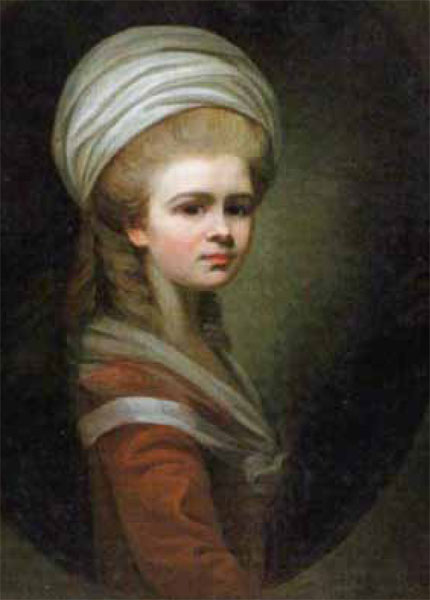
Maria Hadfield autoportrait - 1778
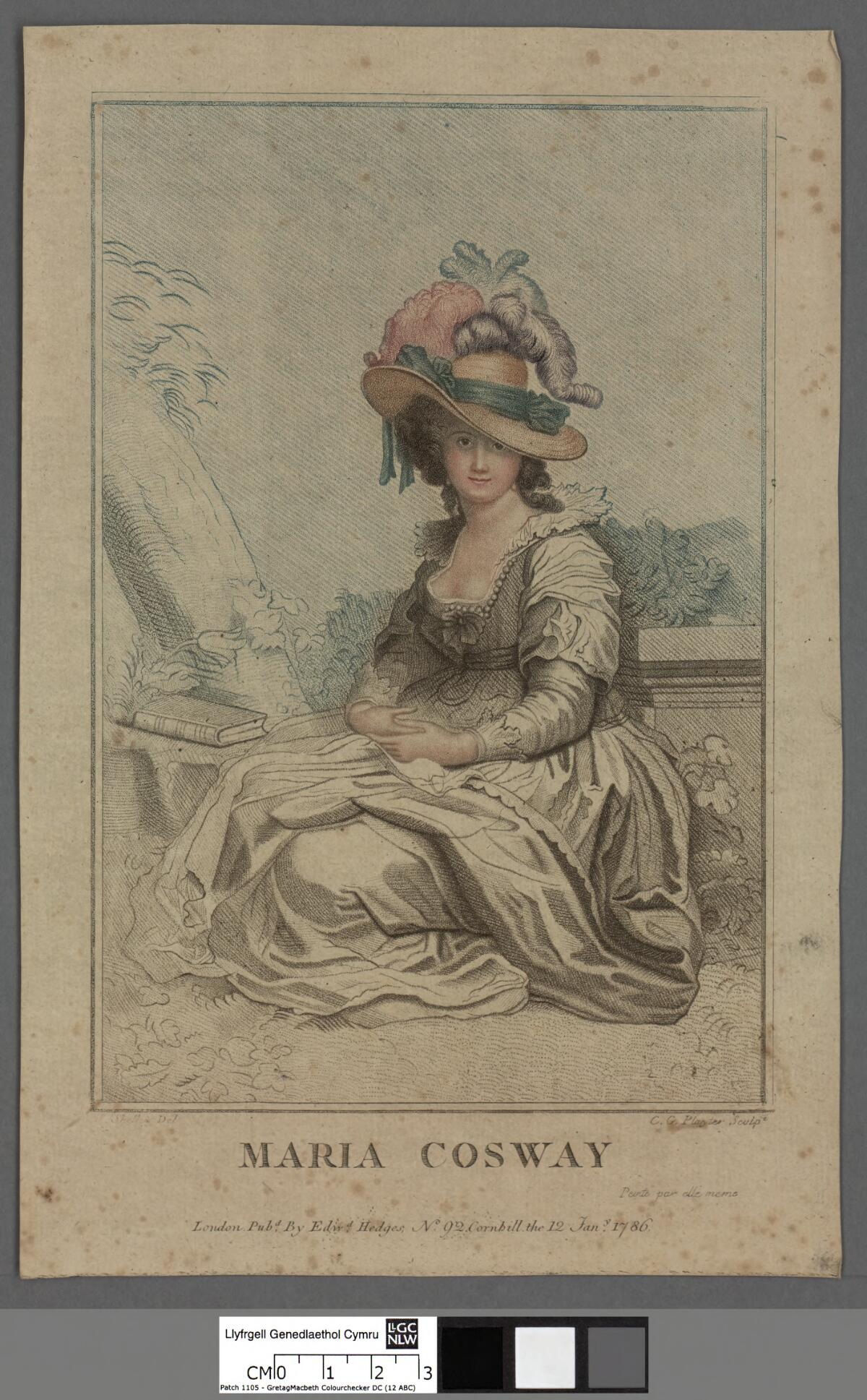
Portrait par Richard Cosway - 1785[n 15]
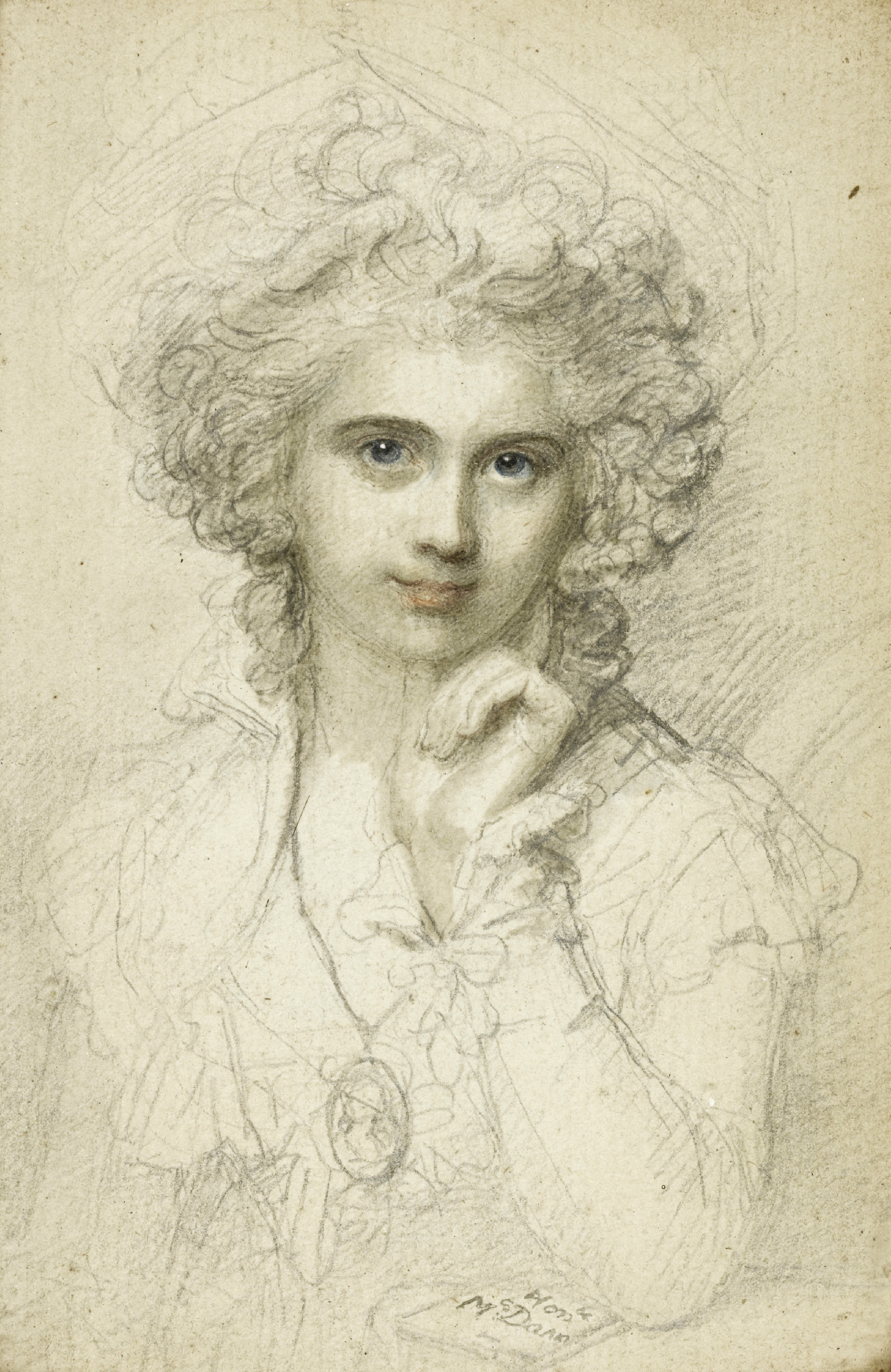
Richard Cosway, esquisse pour un portrait - 1785
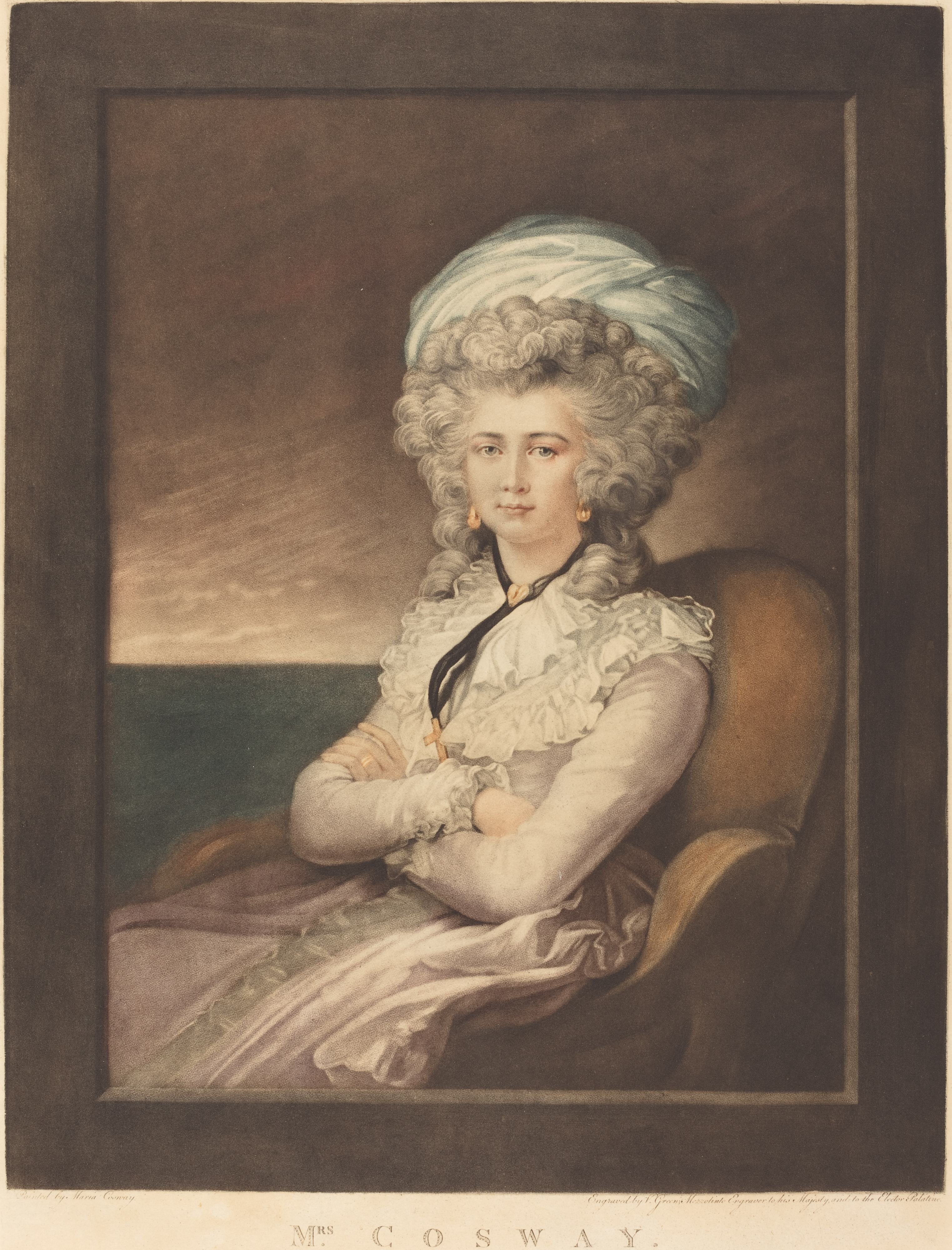
Maria Cosway autoportrait – 1787[n 16]

## Historique et motivations

### Antiquité et Moyen Âge
Selon Pline l'Ancien dans son Histoire naturelle publiée vers 77 apr. J.-C., Lala, portraitiste romaine originaire de Cyzique, avait fait au siècle précédent son propre portrait au miroir. Elle ne fut certainement pas la seule de l'Antiquité, mais aucune œuvre ne subsiste. Au Moyen Âge, Claricia, la nonne Guda et Herrade de Landsberg, supérieure de l'Abbaye du Mont Sainte-Odile en Alsace, dessinent leurs autoportraits dans des manuscrits enluminés ; les images d'Hildegarde de Bingen transcrivant ses visions sur des tablettes de cire sont également supposées être des autoportraits. Des exemples plus tardifs figurent dans les bréviaires de Maria Ormani et de Caterina de Vigri.

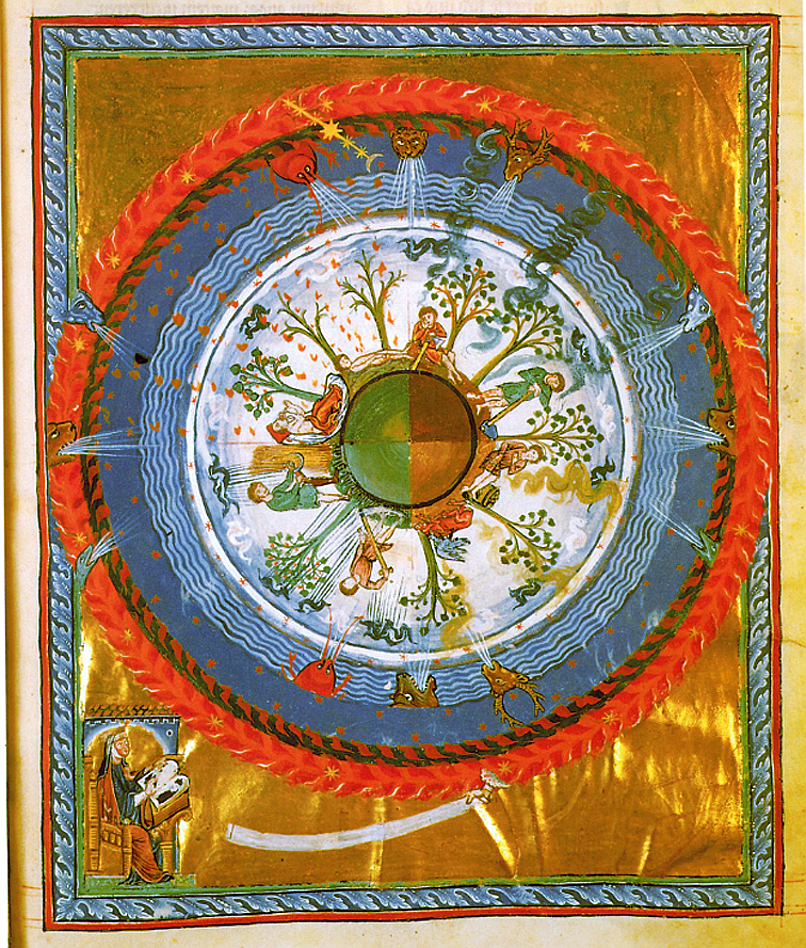
Hildegard von Bingen c.1170
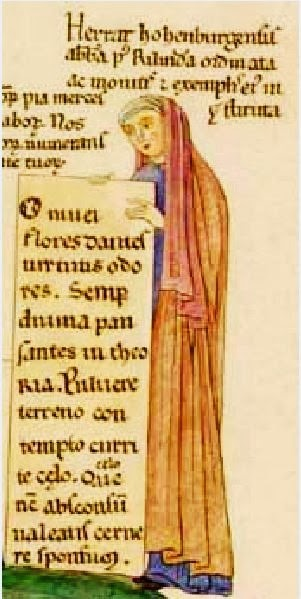
Herrad von Landsberg c.1180
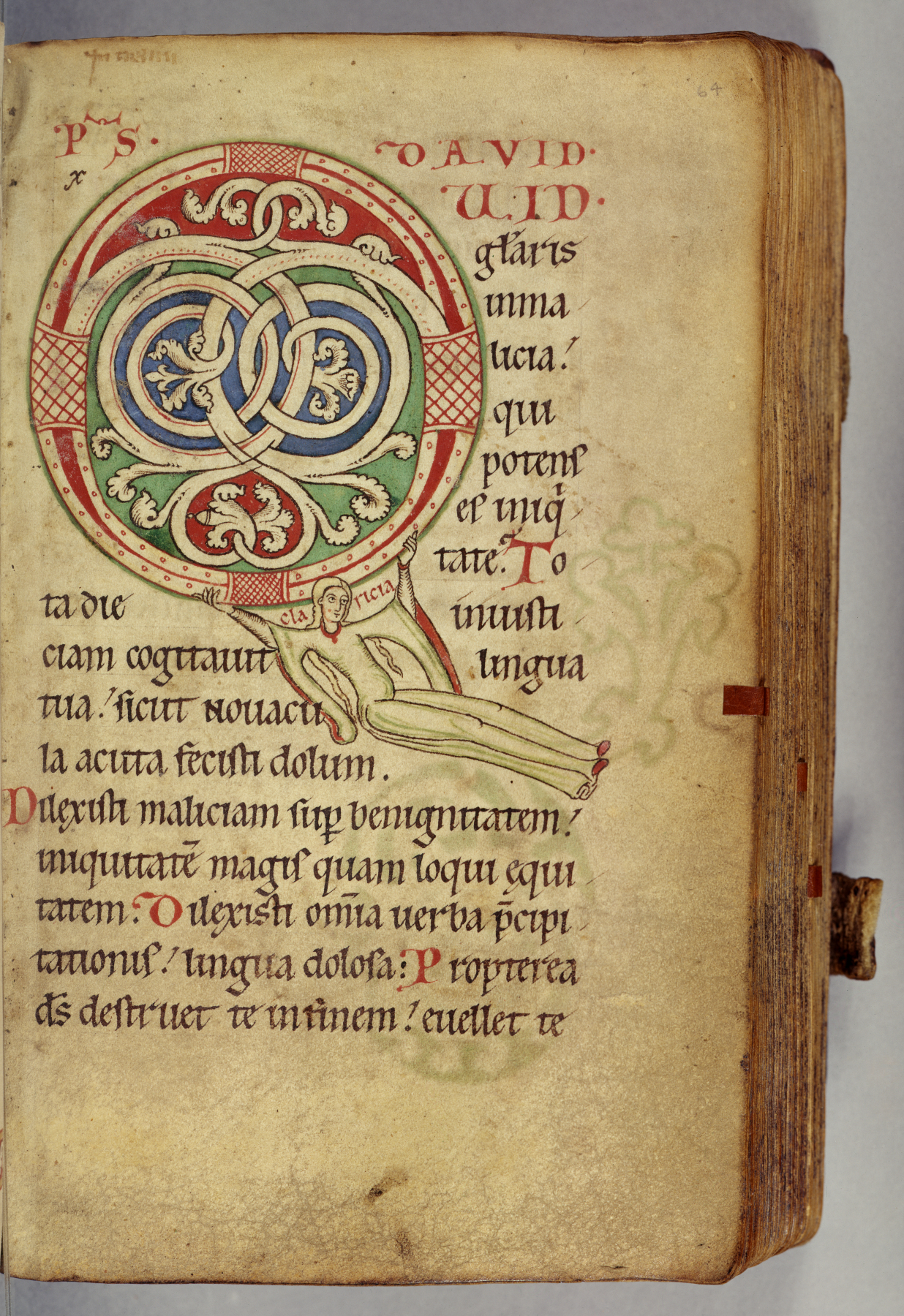
Claricia - fin XIIe
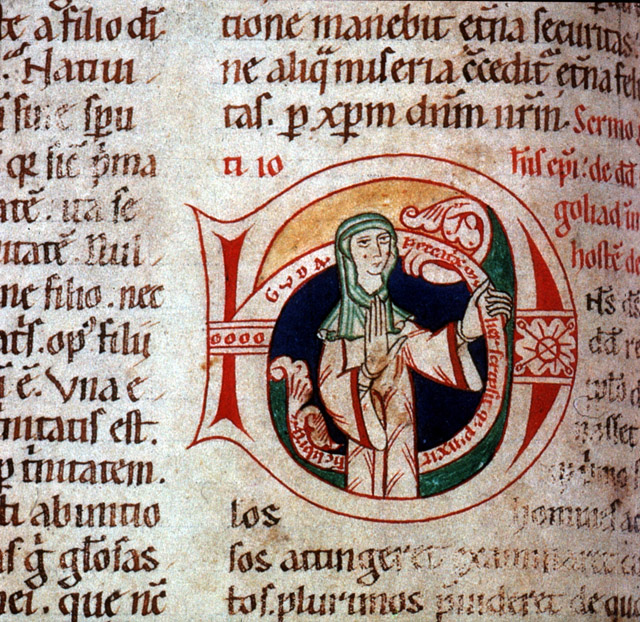
Guda - c.1250-1300
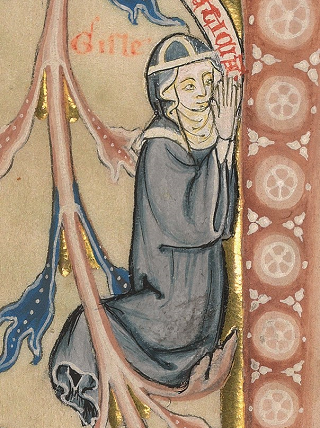
Gisela von Kerssenbrock XIIIe siècle
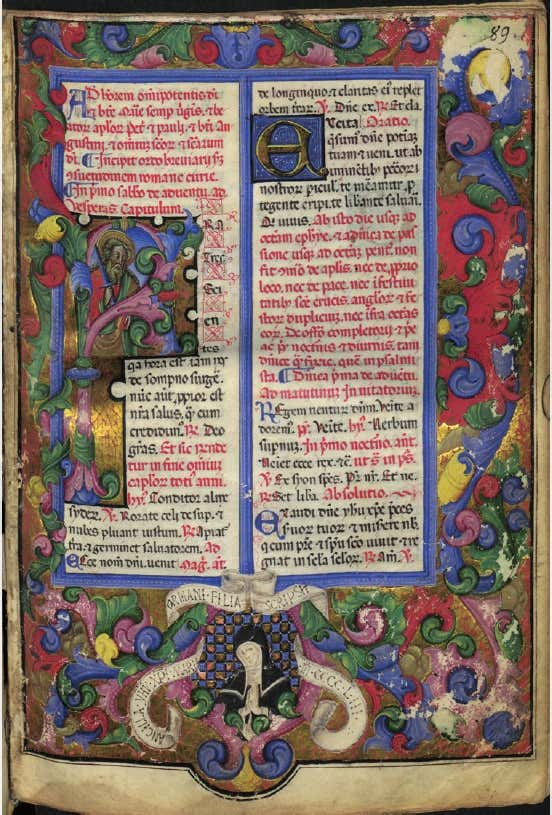
Maria Ormani 1453

### XVeauXVIIesiècles
Avec la redécouverte de la fresque et l'apparition de la peinture à l'huile, des autoportraits masculins apparaissent au Trecento et au Quattrocento dans la peinture d'histoire — un genre pictural qui restera longtemps réservé aux hommes —, tandis que Jan van Eyck peint son Homme au turban rouge vers 1433-1436 ; il faut ensuite attendre le milieu du XVIe siècle et le début du XVIIe pour que des portraitistes d'Italie — Plautilla Nelli (c.1550), Sofonisba Anguissola (1550), sa sœur Lucia Anguissola (1557), Lavinia Fontana (1577), Marietta Robusti « la Tintoretta » (1580), Barbara Longhi (1590), Artemisia Gentileschi (1620) —, des Pays-Bas — Catharina van Hemessen (1546 et 1548), Clara Peeters (1620), Judith Leyster (1633), Michaelina Wautier (1649) — ou d'Angleterre — Levina Teerlinc (1546), Esther Inglis Kello (1607 et 1615) — peignent leur propre portrait. En allant plus loin que le premier degré de l'aphorisme « Tout peintre se peint lui-même », les historiennes de l'art du XXe siècle qui se sont interrogées sur les motivations de ces pionnières, souvent représentées en train de peindre, de tenir un livre ou de jouer un instrument de musique, évoquent d'abord une volonté de se voir reconnaître un statut d'artiste. Un autre motif, beaucoup plus anecdotique, était de répondre à la demande d'un riche mécène admirateur de la femme et de l'artiste, ou collectionneur d'autoportraits ; ainsi que l'énonce Frances Borzello, « Toutes les raisons de peindre un autoportrait peuvent s'appliquer aussi bien aux hommes qu'aux femmes ; une seule n'appartient qu'aux femmes : la satisfaction de la curiosité des collectionneurs ». Certains de ces tableaux font maintenant partie de la collection d'autoportraits du Musée des Offices.

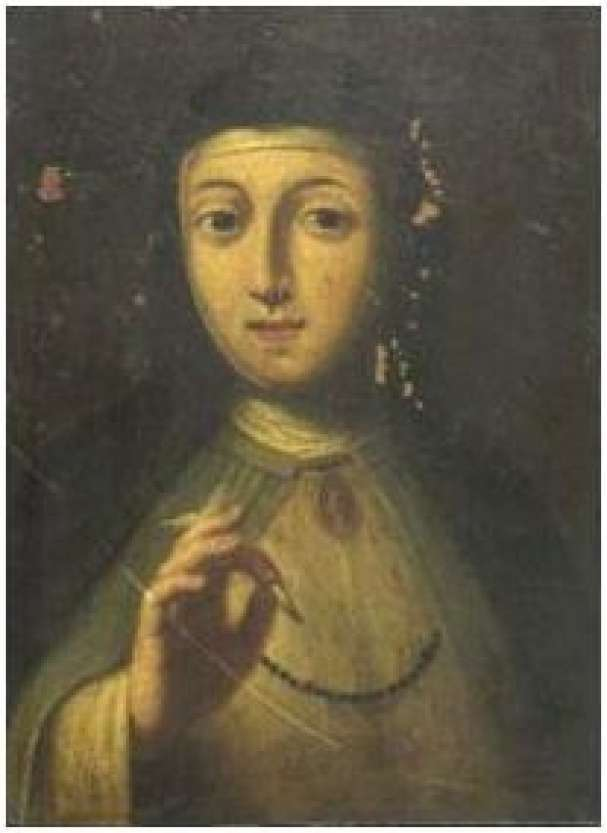
Sœur Plautilla Nelli
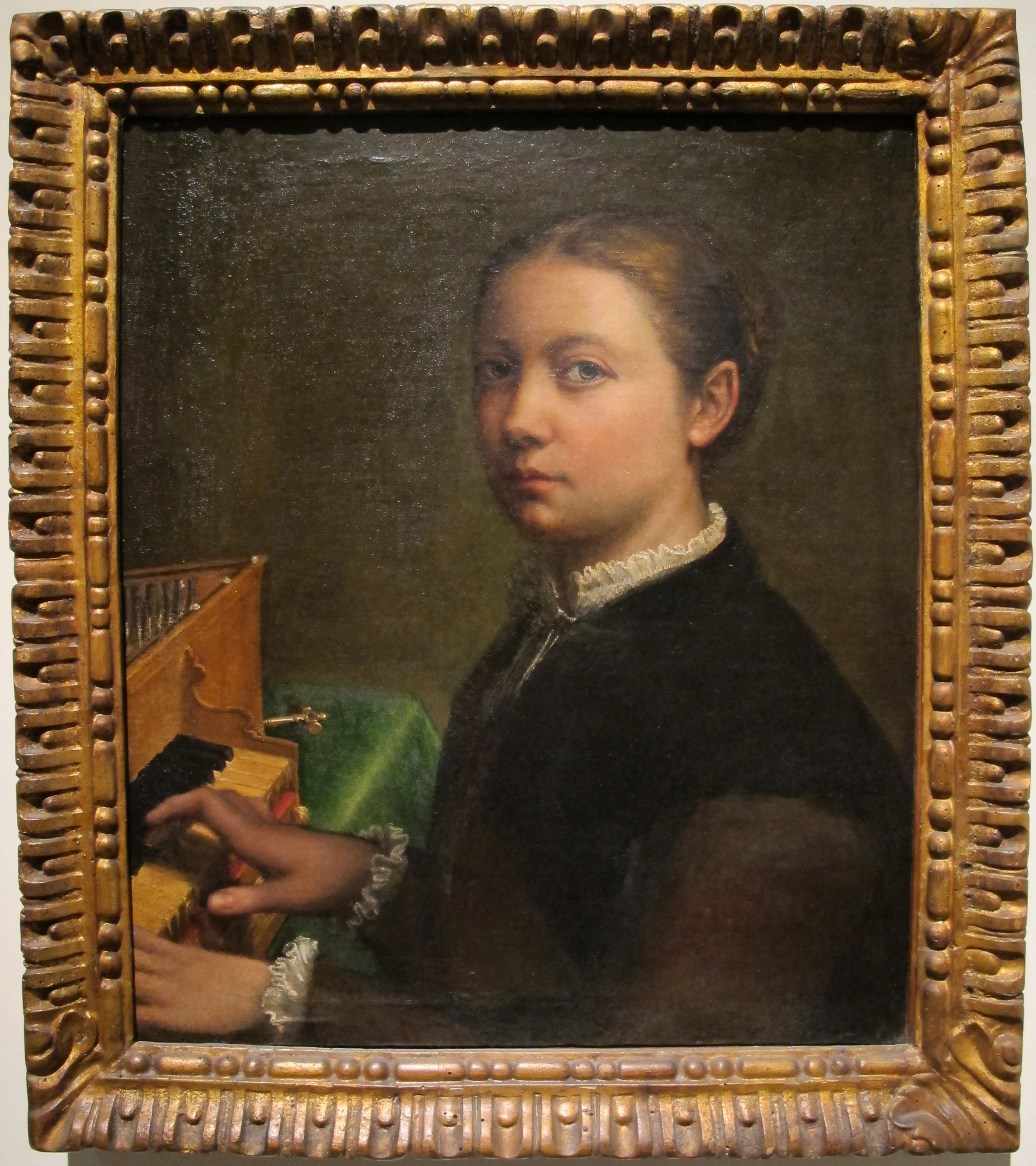
Sofonisba Anguissola
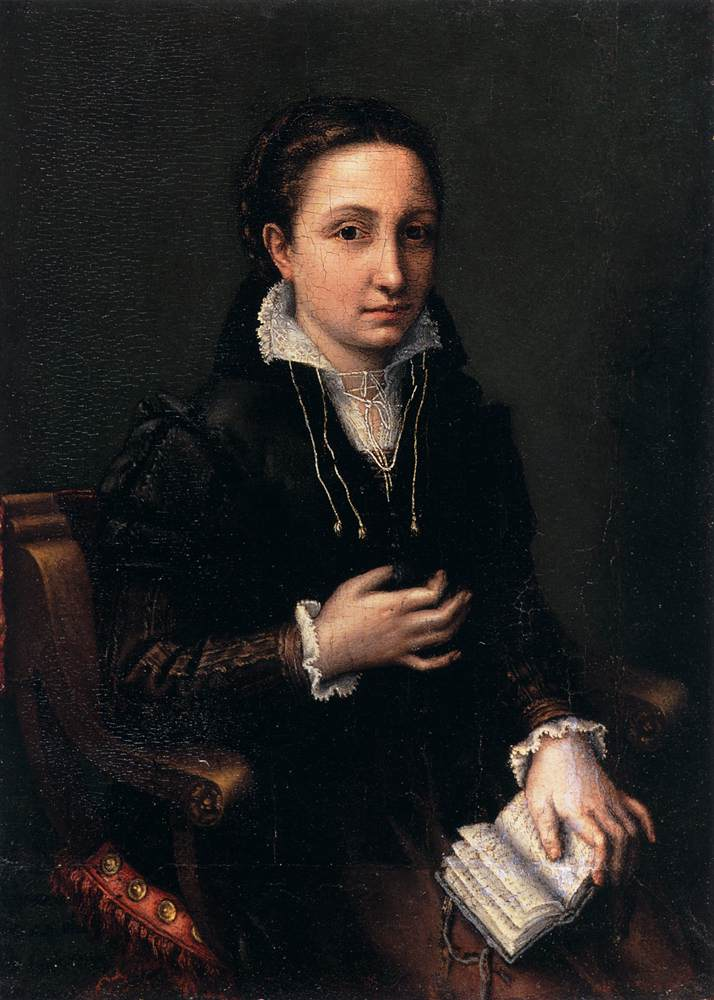
Lucia Anguissola
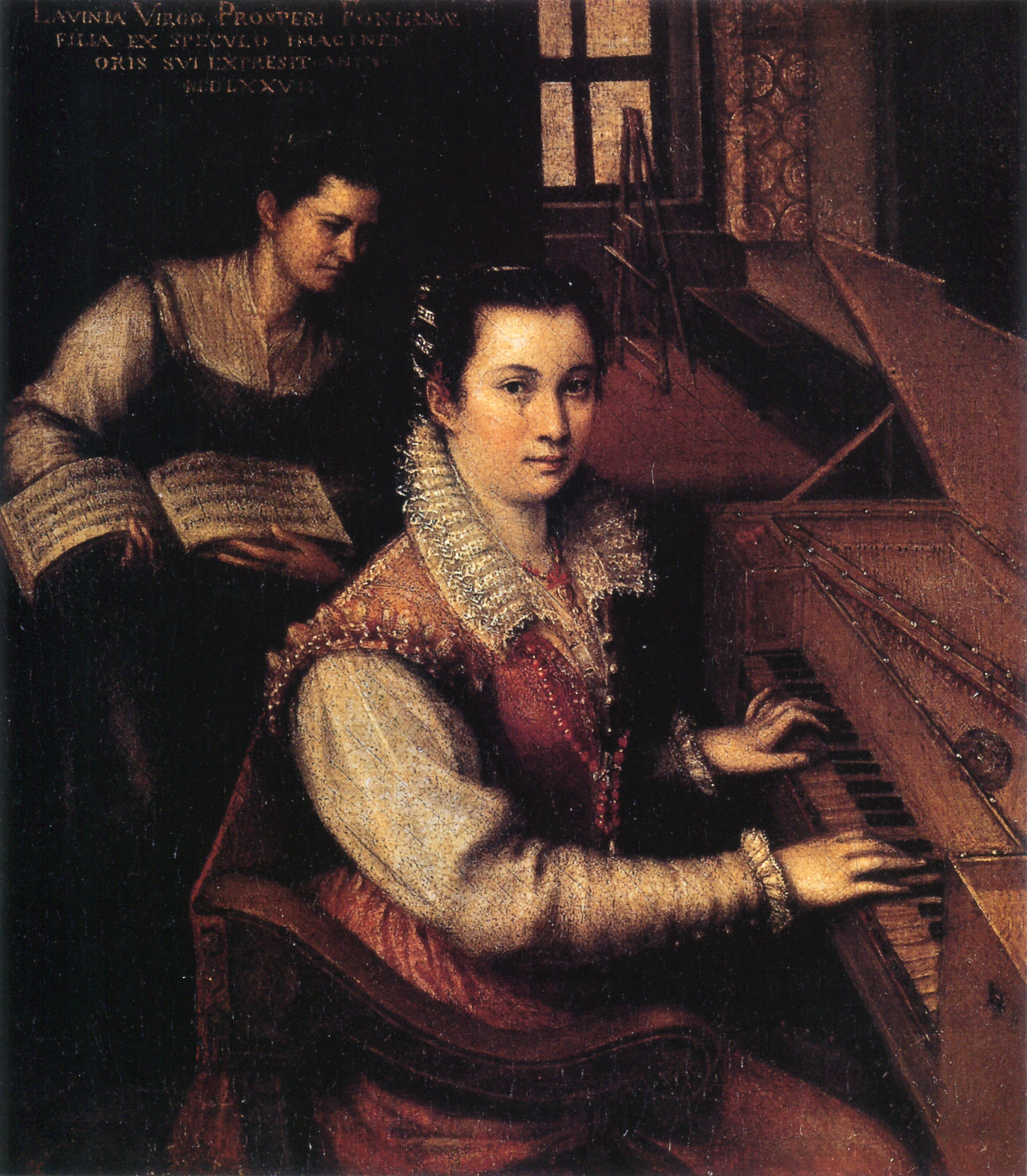
Lavinia Fontana
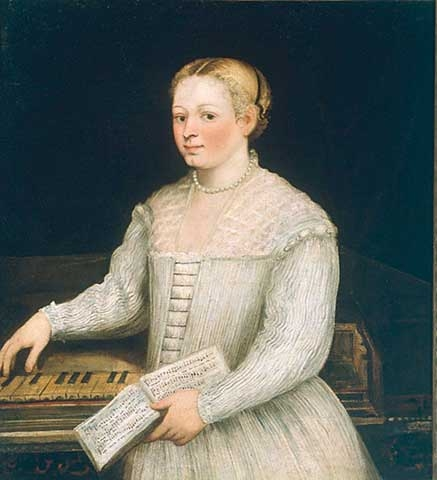
Marietta Robusti
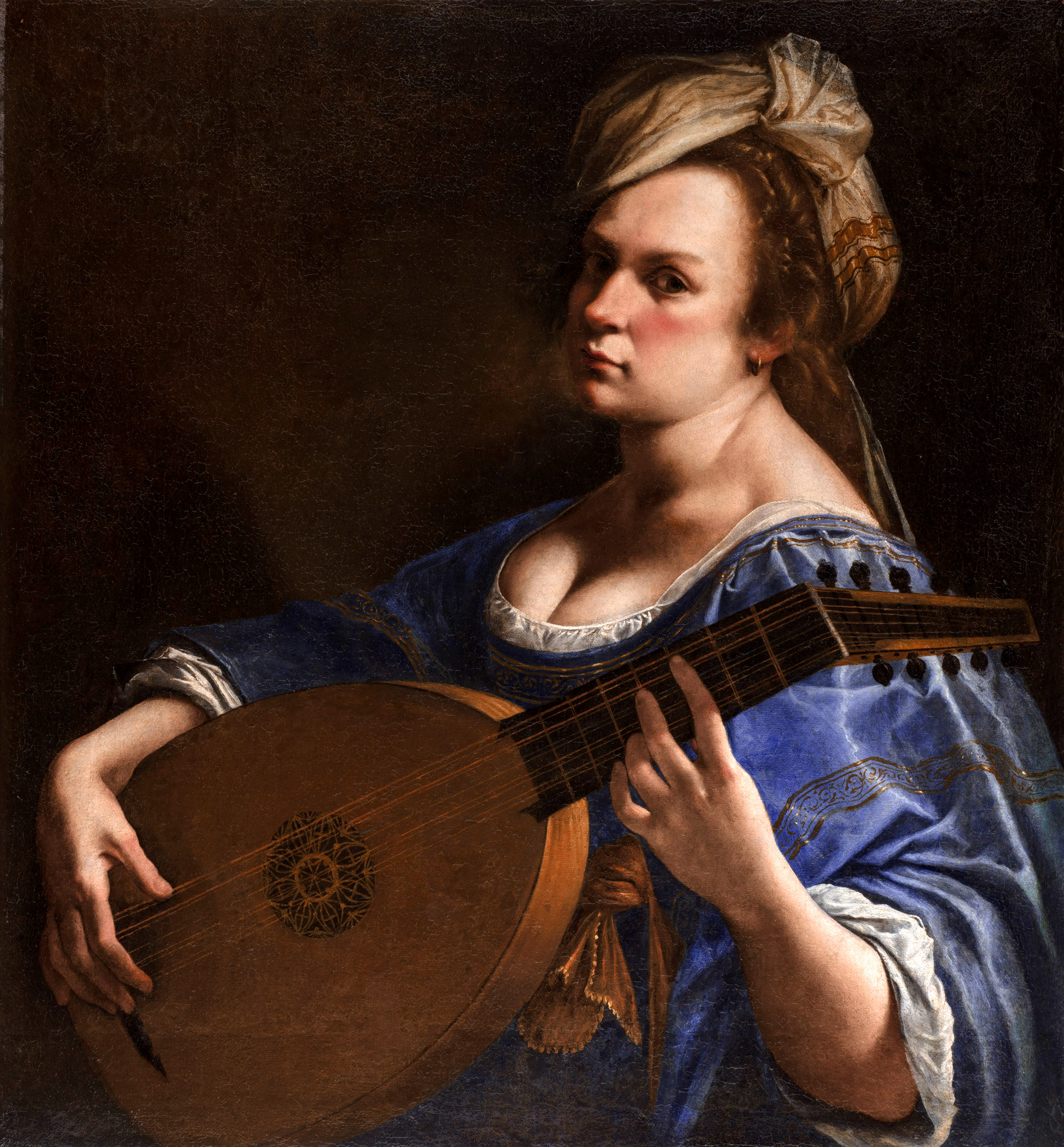
Artemisia Gentileschi, Autoportrait en joueuse de luth

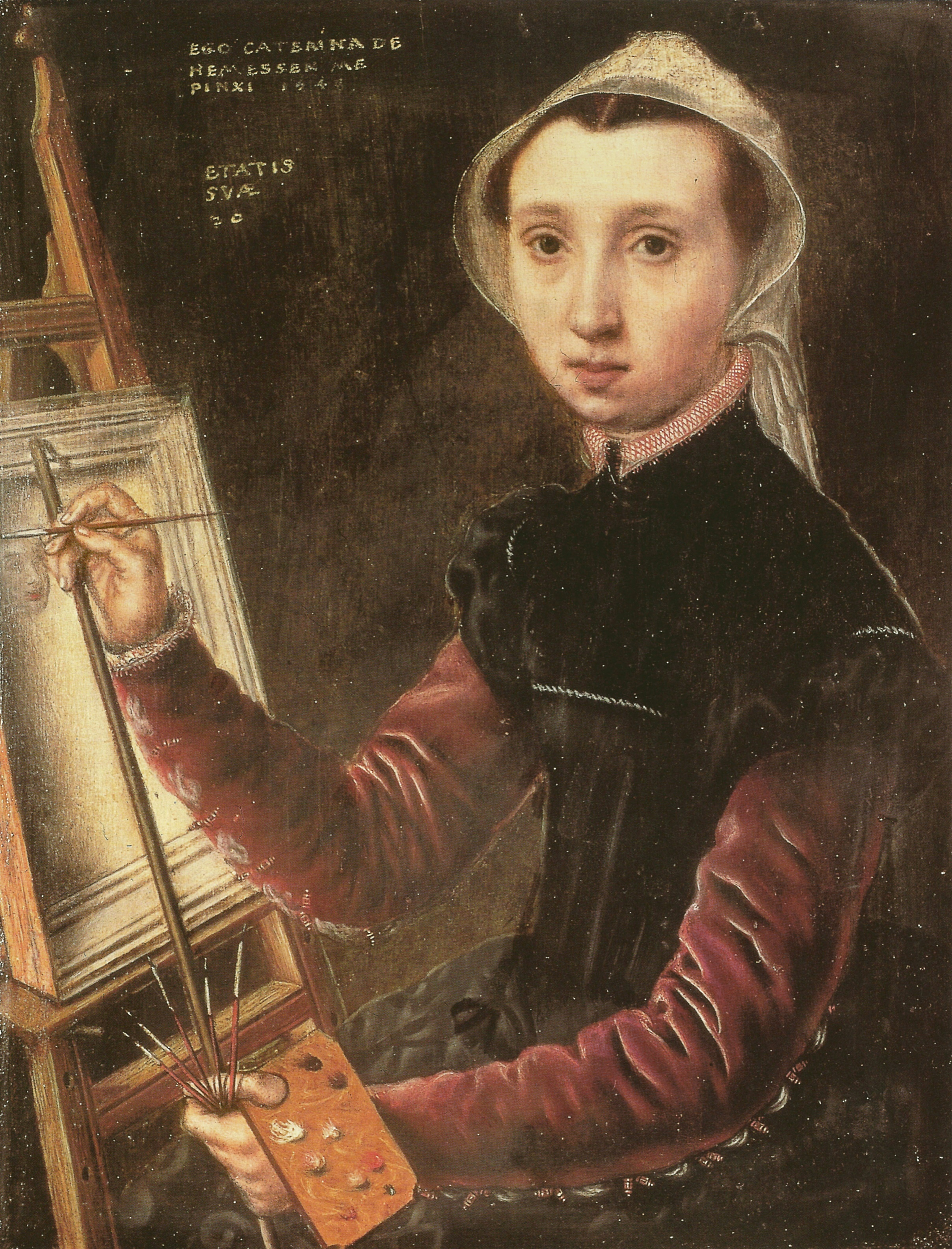
Catharina van Hemessen
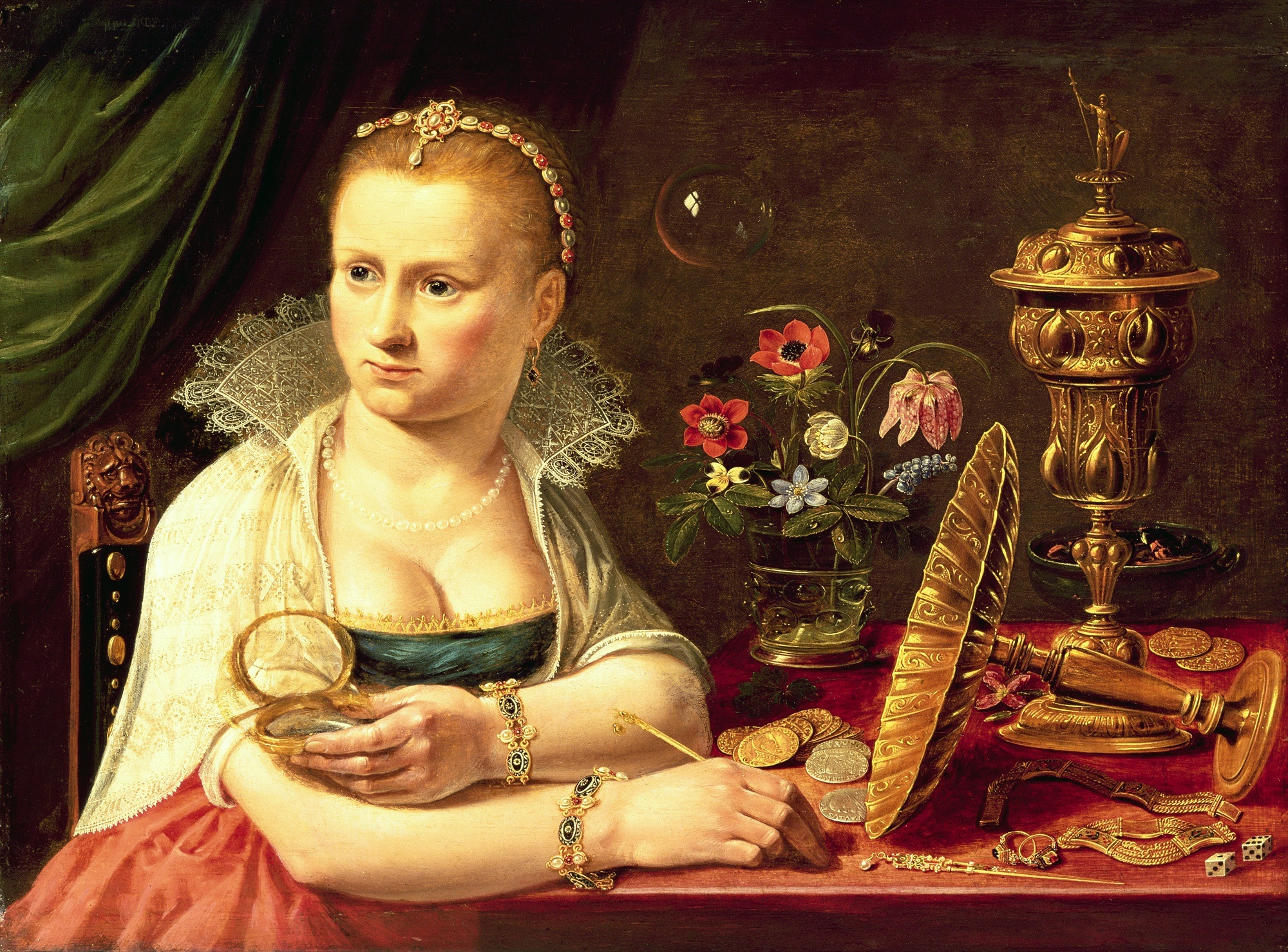
Clara Peeters, Vanité
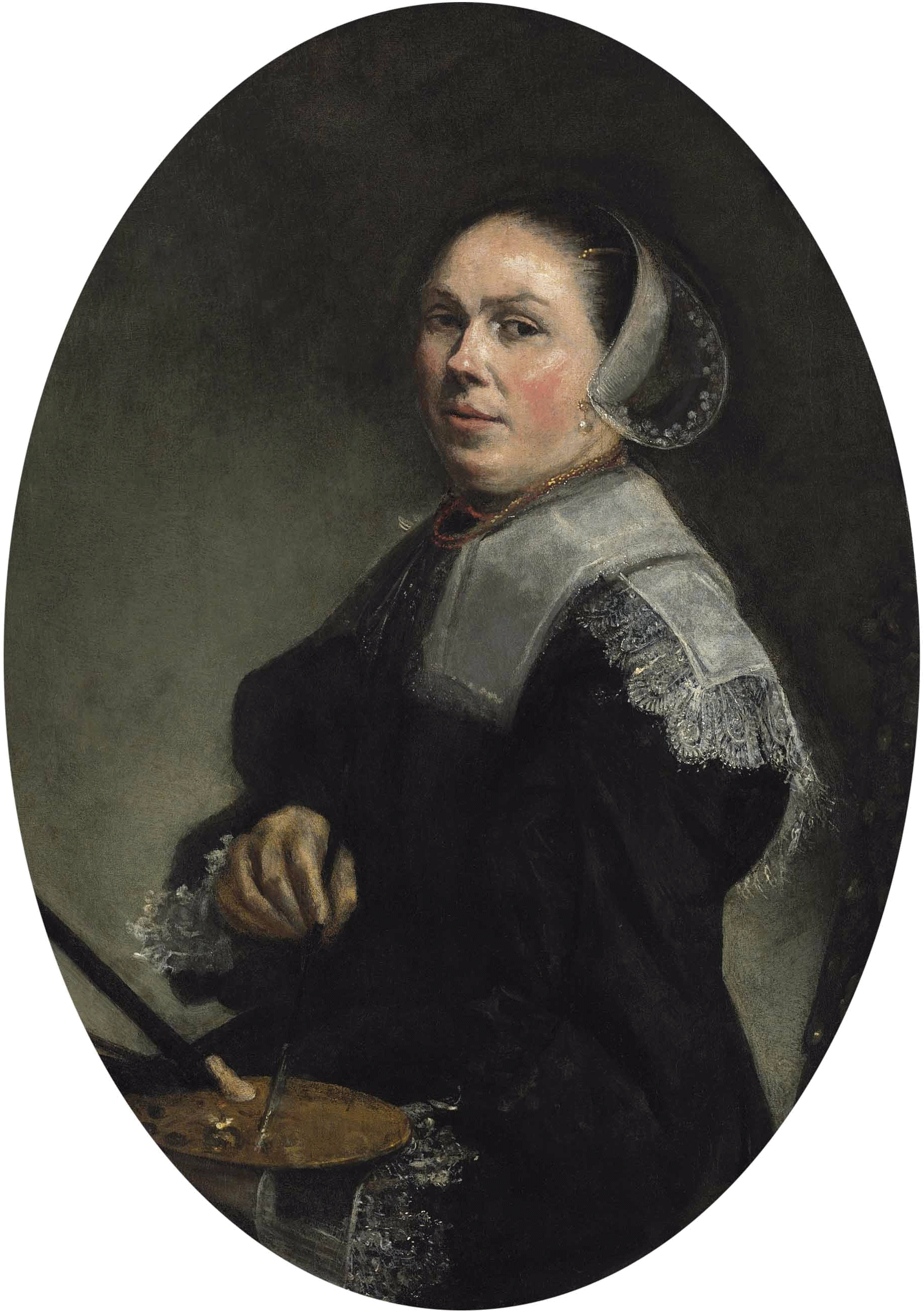
Judith Leyster
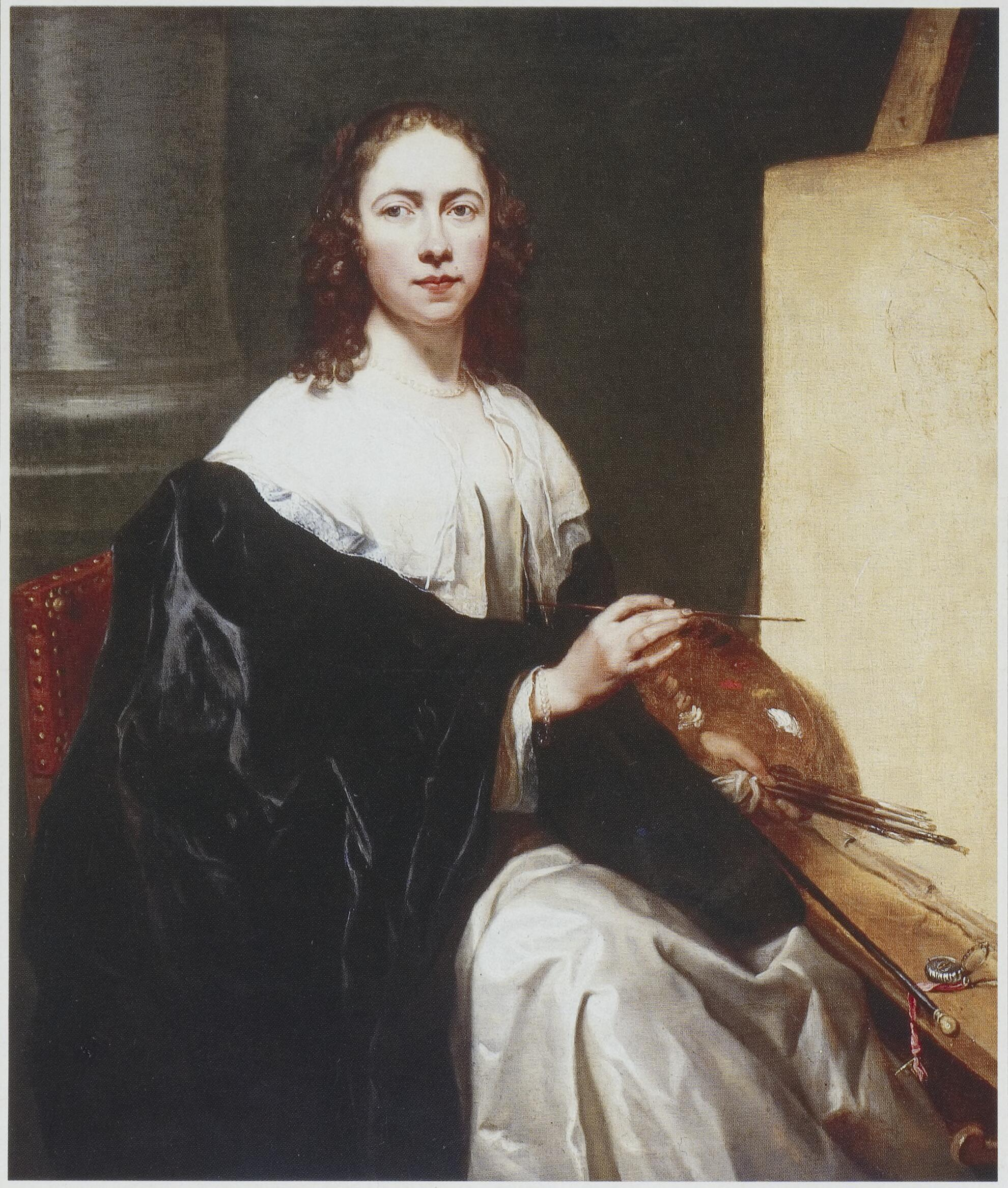
Michaelina Wautier

Le statut d'artiste a été accordé très tôt à Élisabeth-Sophie Chéron, et au besoin de reconnaissance s'ajoute alors une motivation publicitaire ; déjà ébauché au siècle précédent, non par Sofonisba Anguissola elle-même, mais par son père jouant le rôle d'impresario pour sa fille prodige, qui deviendra ainsi la première femme peintre connue internationalement, l'aspect promotionnel de l'autoportrait sera amplifié au XVIIIe siècle par les nombreuses grandes portraitistes professionnelles, Élisabeth Vigée Le Brun en tête. C'est avec son autoportrait en dessinatrice qu'Élisabeth-Sophie Chéron est reçue à 24 ans à l'Académie royale de peinture et de sculpture, en 1672. C'est un événement à double titre, puisqu'elle est la première femme « peintre de portraits » admise à l'Académie, dans un genre mieux considéré que les trois « peintres de fleurs » qui l'avaient précédée, et surtout parce que son tableau est le premier autoportrait féminin connu réalisé en France. Dessinatrice, graveuse et peintre, l'académicienne a l'audace et les moyens de pratiquer également le grand genre de la peinture d'histoire ; elle est aussi musicienne — excellente luthiste —, érudite et brillante femme de lettres, poétesse, traductrice du latin et salonnière. Ses nombreux talents sont très appréciés et lui permettent d'être à l'abri du besoin. Malgré ses deux mariages, elle est et restera « l'illustre Mademoiselle Chéron ». En ce XVIIe siècle et le suivant, les autoportraits diffusés par les gravures permettent de se faire connaitre d'un public plus large que le cercle restreint des cours ou des mécènes, et, pour celles à qui cela importerait, de passer à la postérité. Honorée autant en Italie qu'en France, "Elisabetta Sofia Scheron, pittrice francese" figure avec son portrait gravé dans Serie degli uomini i piu illustri nella pittura, sculptura et archittettura édité à Florence en 1775, l'une des cinq femmes aux côtés de trois cents "uomini", et la seule non-italienne. Parmi les nombreux tableaux d'Élisabeth-Sophie Chéron, dont la plupart ne sont plus connus que par les gravures ultérieures, se trouvent au moins cinq autoportraits ; l'un d'eux est particulièrement original et novateur, puisque c'est un autoportrait dans une scène de genre, qui plus est avec des animaux, un sujet rarissime dans l'autoportrait, quoiqu'un peu plus répandu à partir de la fin du XIXe siècle, particulièrement chez les femmes (cf. Animaux).

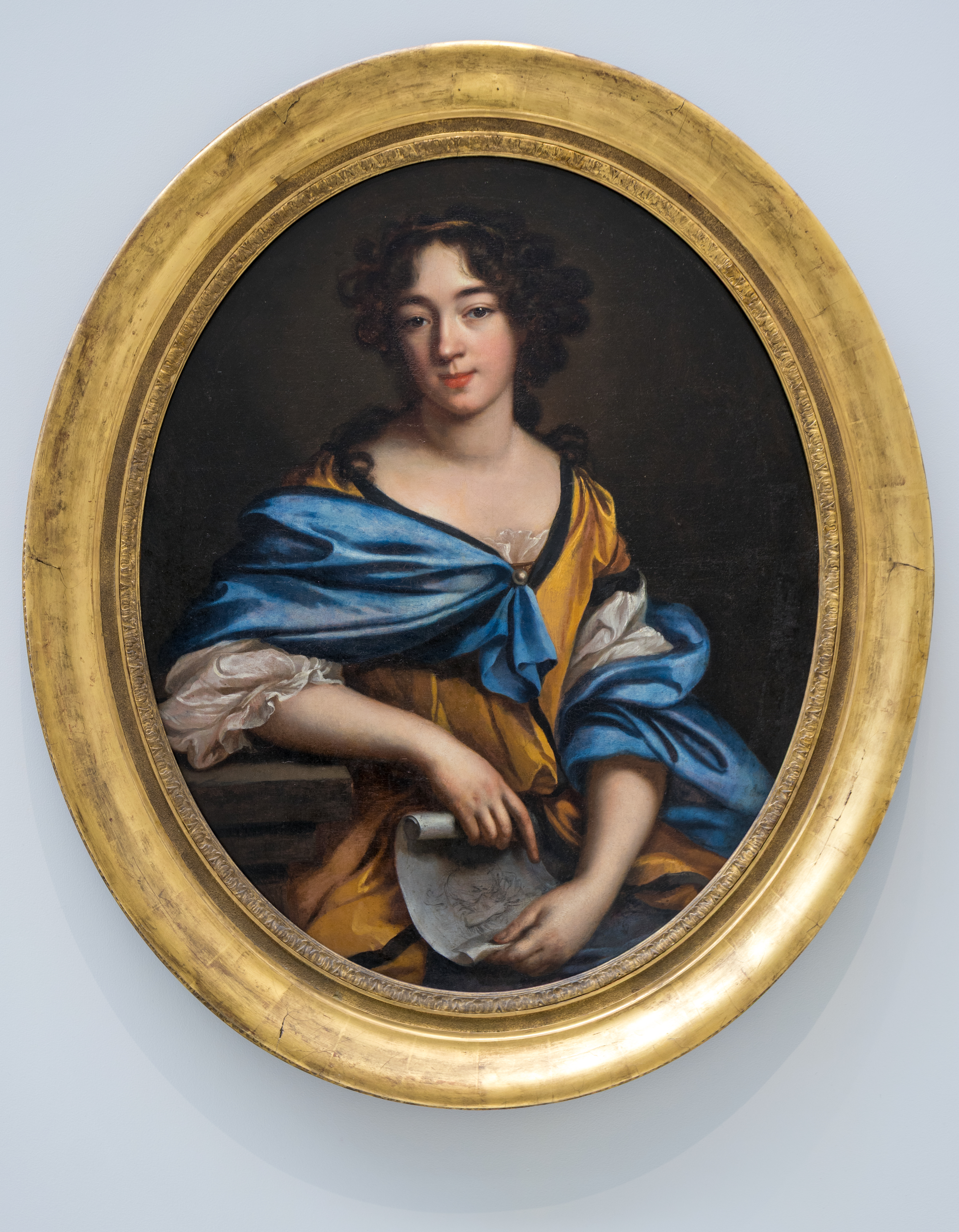
Élisabeth-Sophie Chéron, autoportrait (1672)
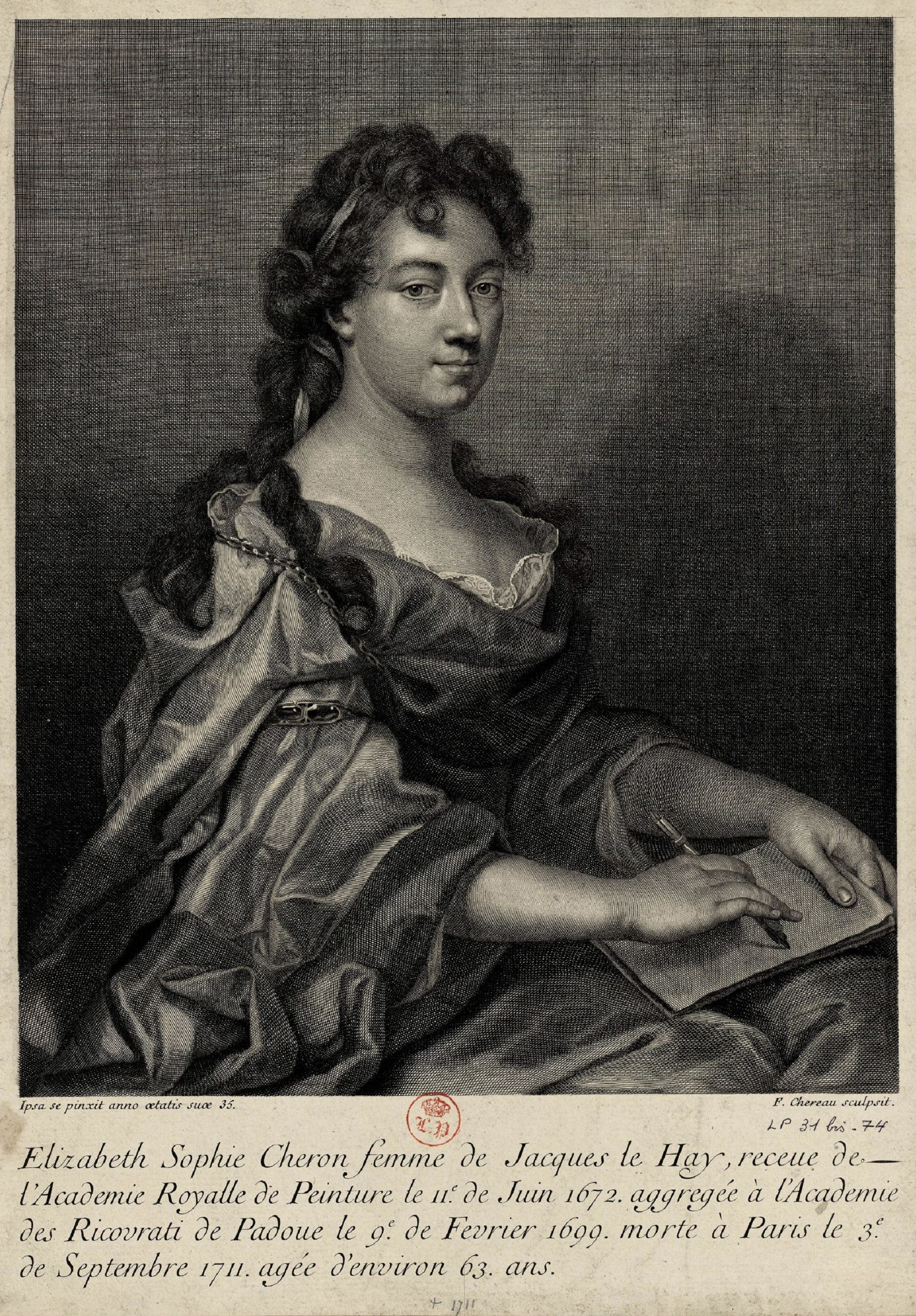
Autoportrait (1681), gravé par François Chéreau
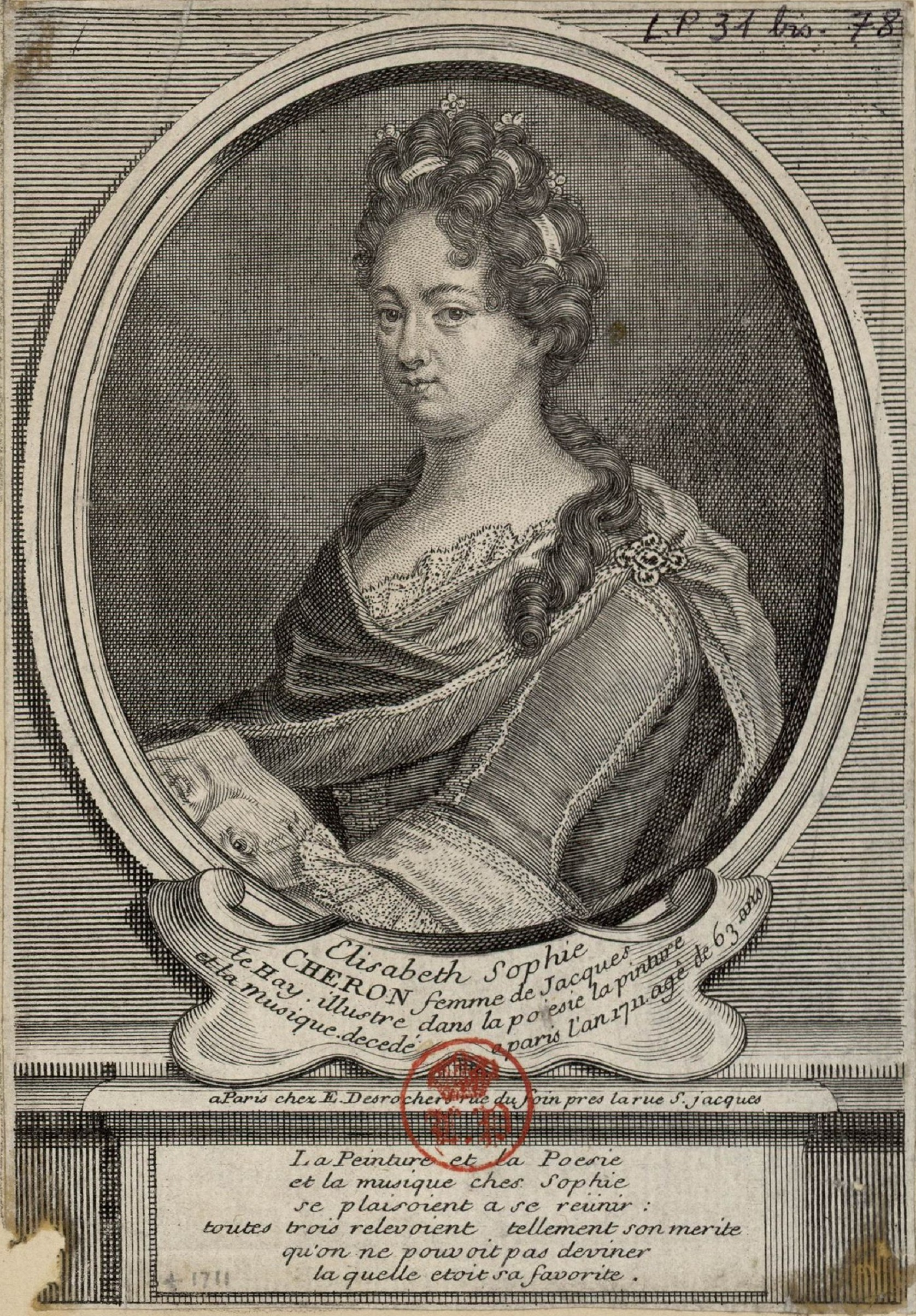
Autoportrait gravé par Étienne Jehandier Desrochers
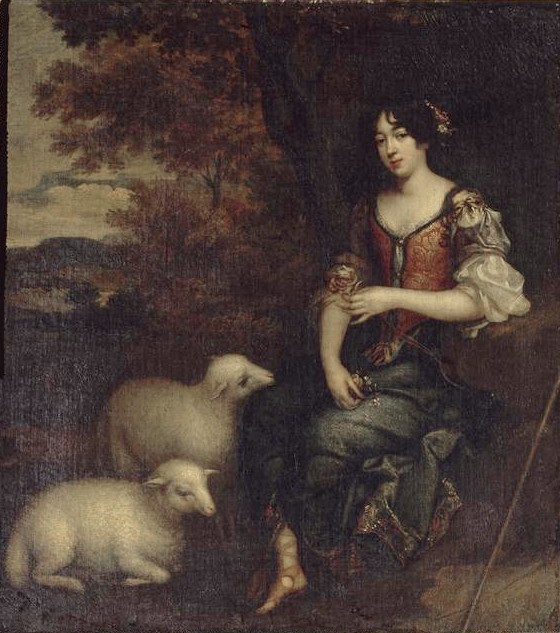
Autoportrait en bergère

Première artiste professionnelle en Angleterre, expérimentatrice de nouvelles techniques et femme d'affaires, Mary Beale, née quinze ans avant Élisabeth Chéron, a également utilisé l'autoportrait pour sa promotion commerciale. Ses autoportraits comportent par ailleurs plusieurs originalités. Mère de trois fils, elle fait figurer ses enfants, ce qui est à l'époque tout à fait nouveau, mais deviendra assez courant dans les siècles suivants (cf. Enfants). Dans un triple portrait avec mari et fils, elle se désigne de l'index comme la personne importante, auteure du tableau et matriarche. La présence du mari est également une nouveauté, mais qui, elle, restera exceptionnelle dans l'autoportrait féminin (cf. Mari). Enfin, comme Chéron, elle se peint en bergère, mais sans les moutons. Anne Killigrew (1660-1685), connue pour ses poèmes, était également une portraitiste réputée à Londres, dont la carrière a été interrompue par une variole mortelle à 25 ans.
Comme pionnières, il faut citer aussi en Italie Chiara Varotari, auteure d'une Apologie du sexe féminin, Arcangela Paladini avec le collier de perles incontournable de la mode au XVIIe siècle,, les bolonaises Antonia Pinelli, Elisabetta Sirani, Ginevra Cantofoli et Lucrezia Scarfaglia, et, aux Pays-Bas, Anna Francisca de Bruyns (en) (1633) et Gesina ter Borch.

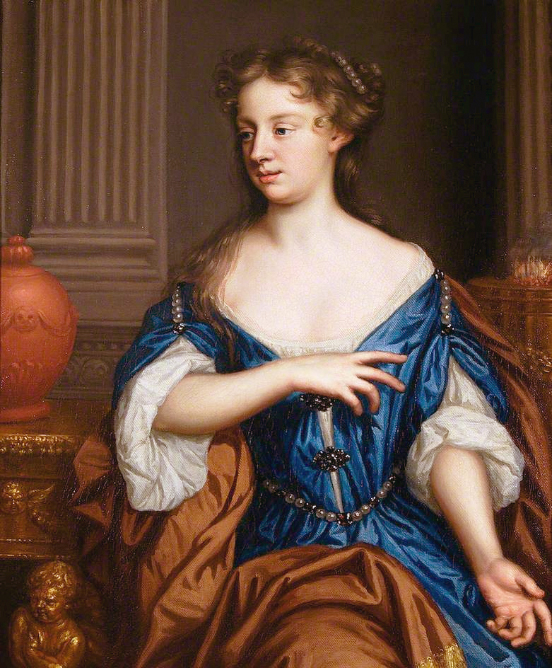
Mary Beale autoportrait - c.1675
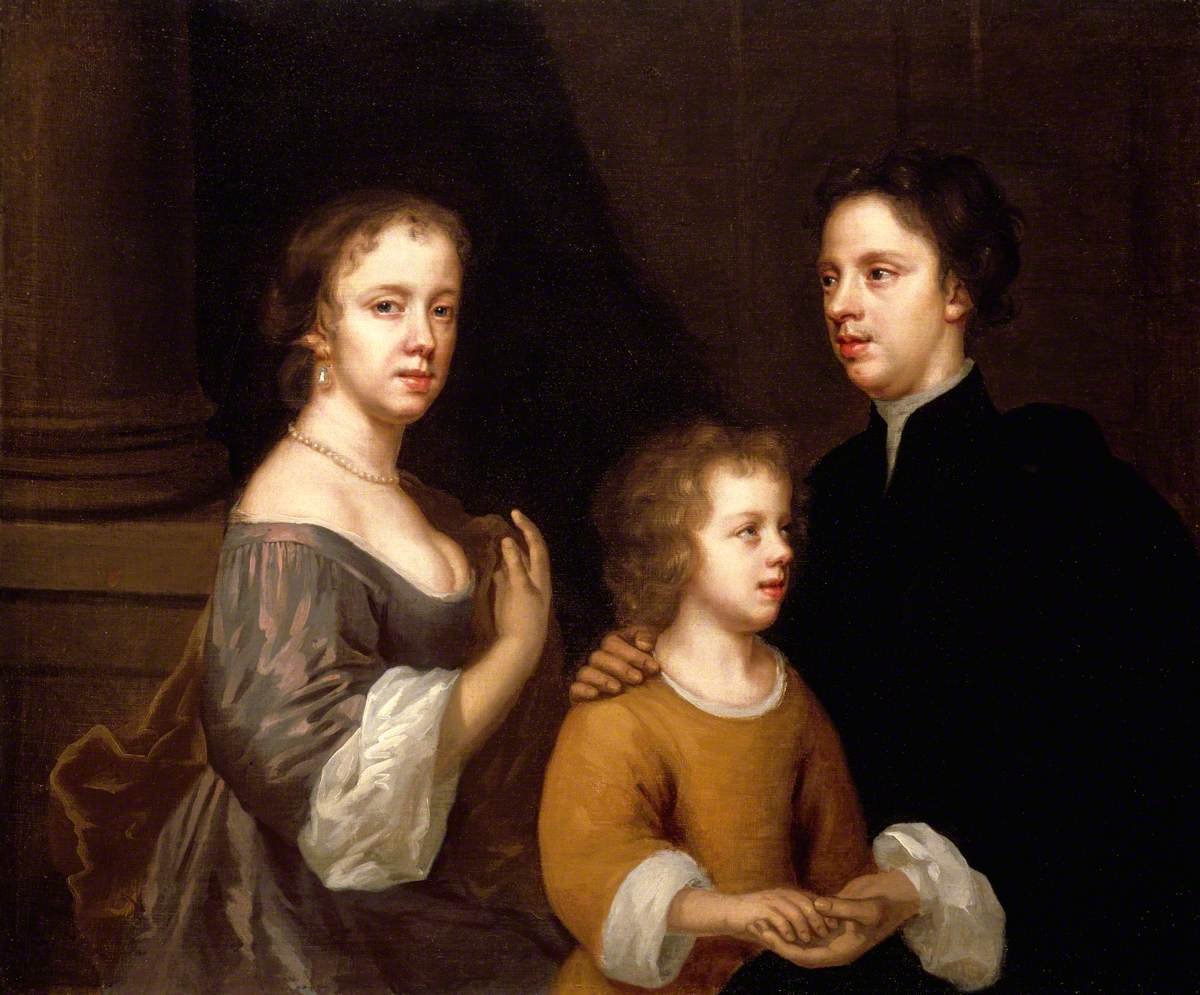
avec son mari et son fils Bartholomew c.1663-64
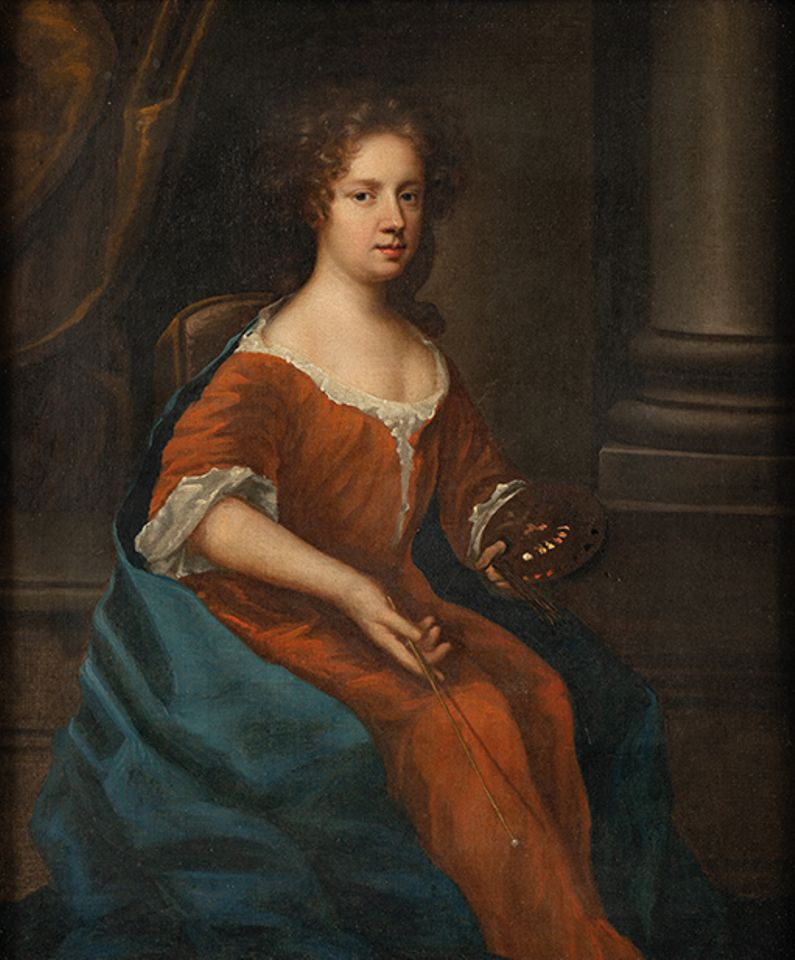
avec palette, pinceaux et appuie-main – c.1675
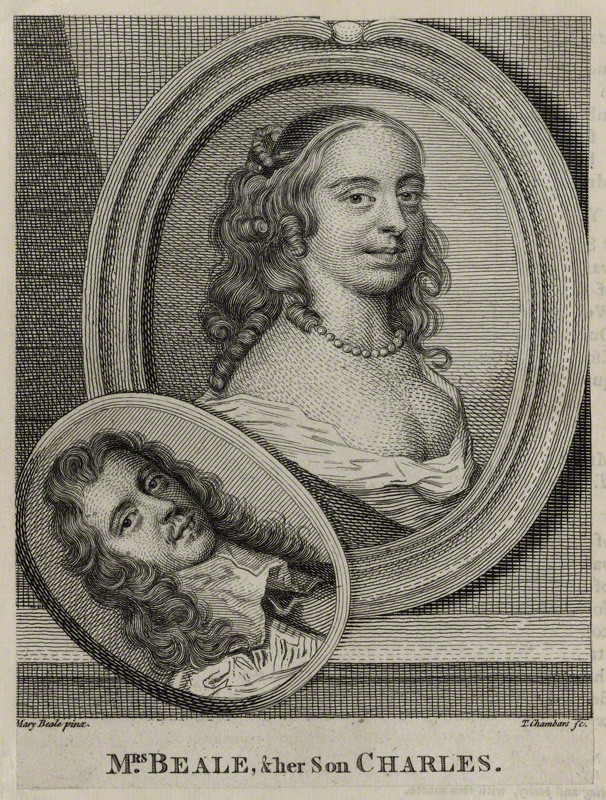
avec son fils Charles gravure par Thomas Chambers

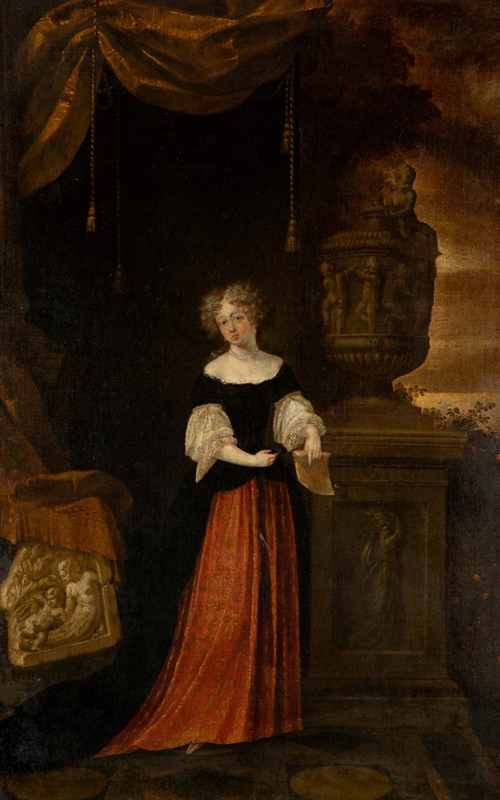
Anne Killigrew, 1685
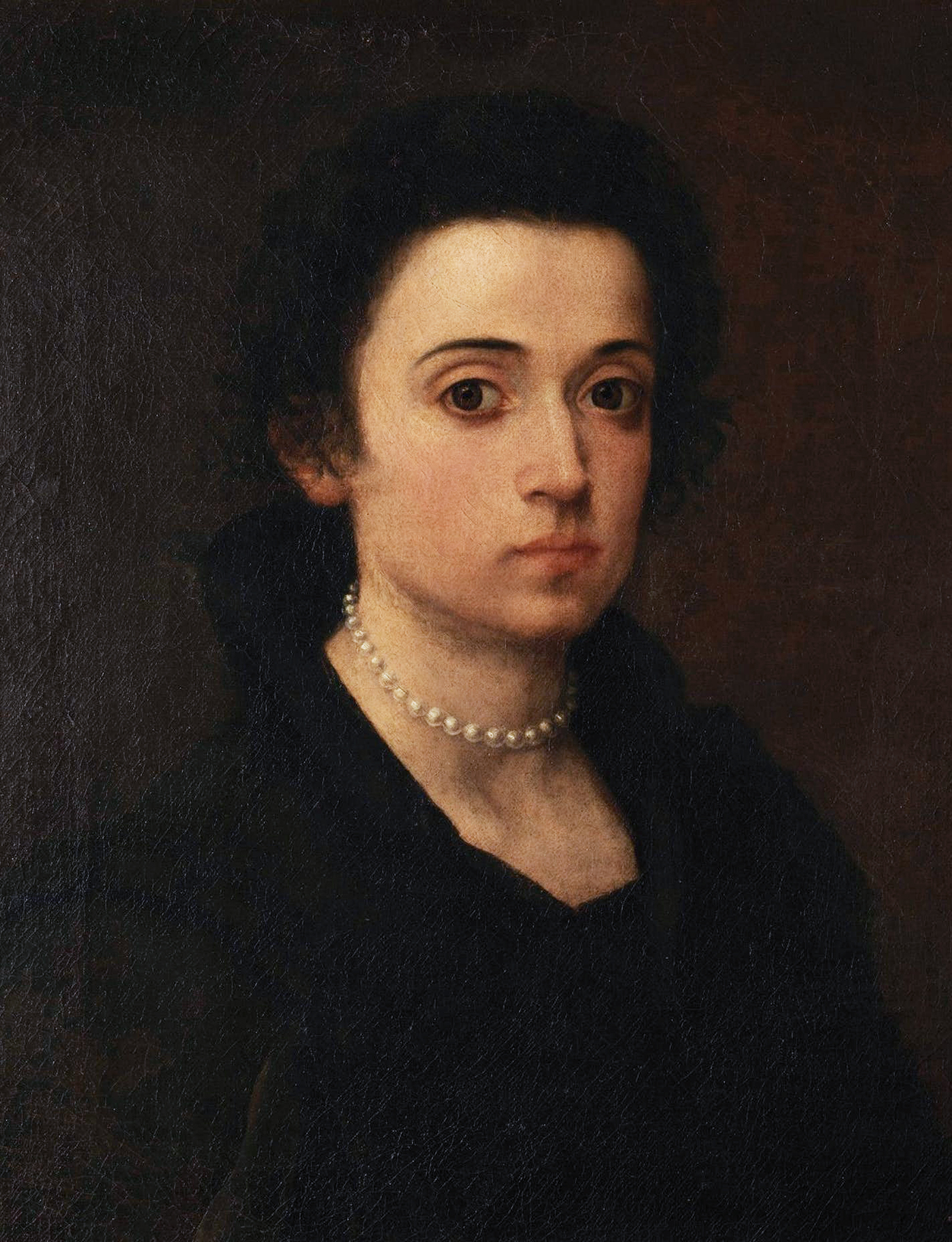
Arcangela Paladini c.1620
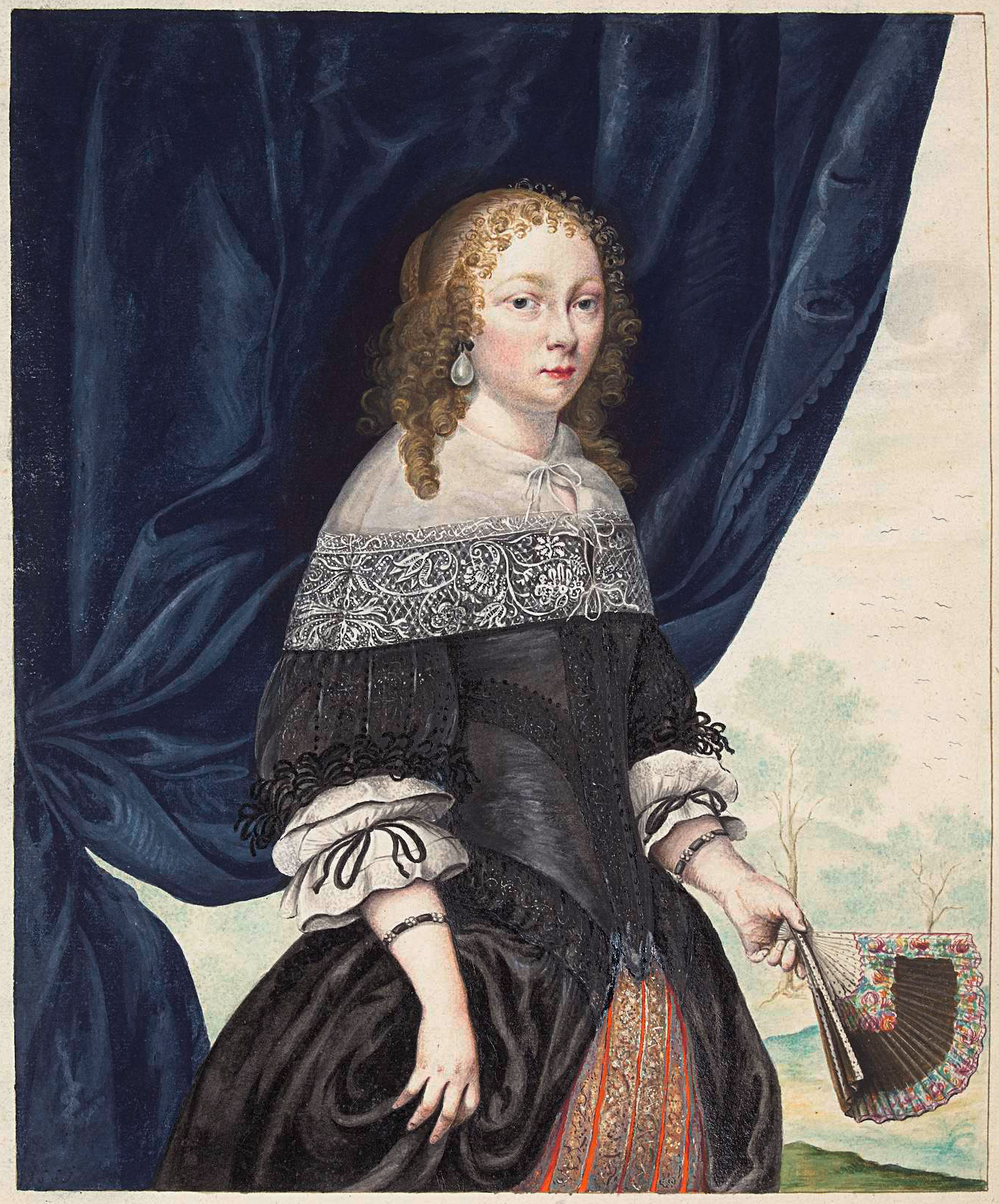
Gesina ter Borch c.1661

### 1700-1850
Moins oubliée de nos jours que  Lucia Casalini Torelli ou que Giulia Lama, sa compatriote vénitienne, Rosalba Carriera, auteure de nombreux autoportraits, a été considérée comme la peintre la plus célèbre de la première moitié du XVIIIe siècle ; première femme admise à l'Accademia di San Luca de Rome en 1705, membre des académies de Florence et de Bologne, elle est reçue en 1720 à l'unanimité et sans vote à l'Académie royale de peinture et de sculpture lors de son séjour à Paris, où elle lance la mode du pastel, qui sera poursuivie par Françoise Basseporte (probable autoportrait, 1727), et surtout par le portraitiste Quentin de La Tour, lui-même professeur de Catherine Read (en) et de Marie-Suzanne Roslin (cf. Tableau dans le tableau), puis d'Adélaïde Labille-Guiard. Accompagnées respectivement d'Anne Vallayer, réputée pour ses natures mortes, en 1770, et d'Élisabeth Vigée Le Brun en 1783, les portraitistes Roslin et Labille-Guiard succèderont en Académie à Marie-Thérèse Reboul, première française du XVIIIe siècle à être admise au titre d'académicienne en 1757, mais cataloguée comme « peintre de miniatures et gouaches spécialisée en fleurs, papillons et oiseaux ». Selon Marie-Jo Bonnet, il s’agit pour ces nouvelles académiciennes d’« affirmer leur identité sur le plan professionnel, acquérir un statut d’égalité avec les hommes, une existence sociale, une place dans la cité en relation avec leur talent. ».
Aussi renommée internationalement que Rosalba Carriera, Angelica Kauffmann est la représentante la plus emblématique du néo-classicisme en peinture. Sur une période de plus de quarante ans, elle réalise de nombreux autoportraits, parfois simples, en robe antique, en costume autrichien ou avec un chapeau à la mode du temps, souvent en dessinatrice ou peintre, ou encore en figure dans des allégories et des peintures mythologiques, comme L'artiste hésitant entre la musique et la peinture et Zeuxis choisissant des modèles pour sa peinture d'Hélène de Troie.
Parmi quelques autres portraitistes réputées ayant fait des autoportraits, il faut citer Theresa Concordia Mengs et les deux sœurs Lisiewska, Anna Rosina de Gasc et Anna Dorothea Therbusch, cette dernière devenue membre de l’Académie royale de peinture de Paris en 1767, célèbre notamment pour ses autoportraits avec monocle, uniques dans l'histoire de la peinture (cf. Lunettes, pince-nez et monocle), ainsi que leur nièce Friederike Julie Lisiewska (de).

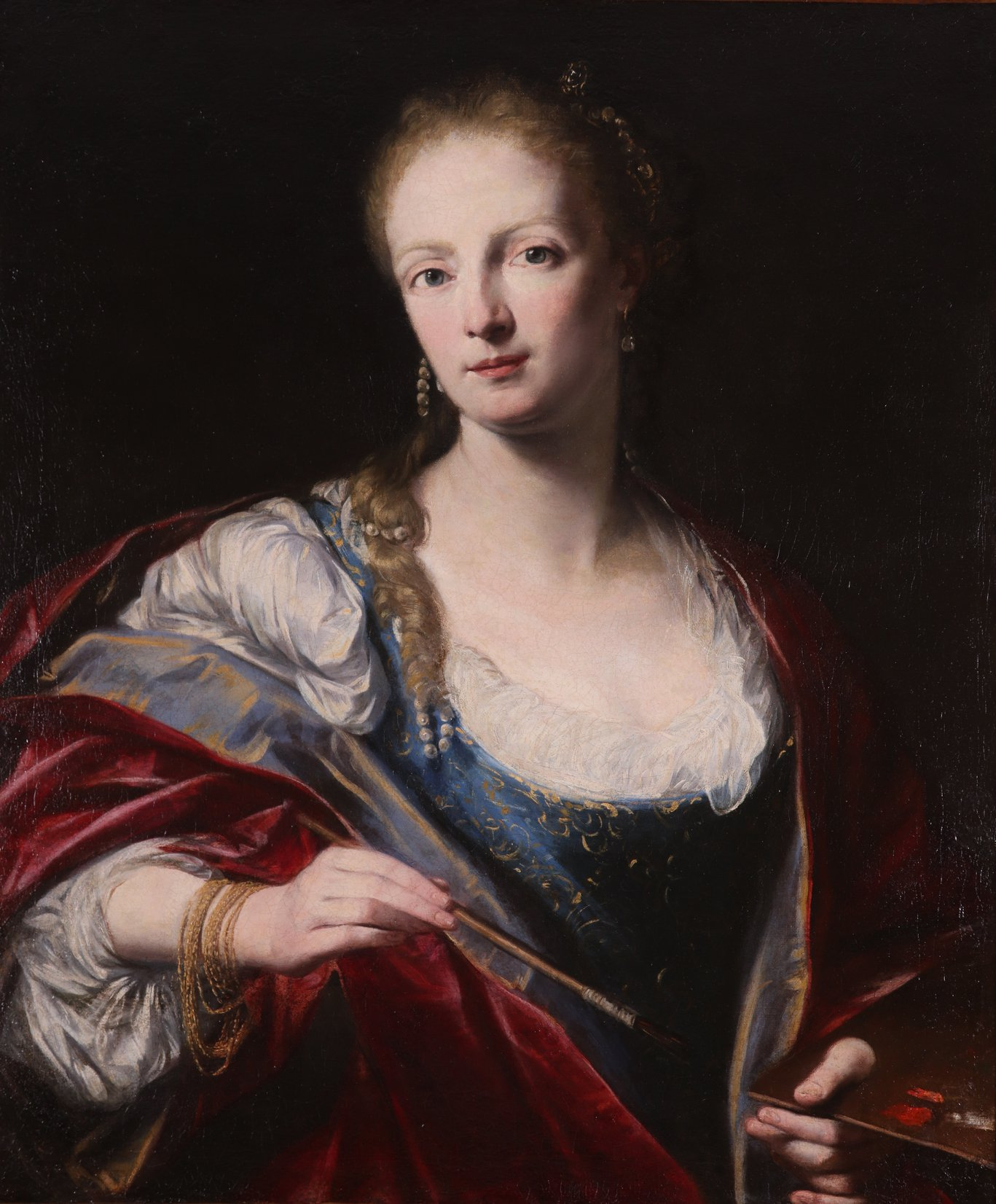
Lucia Casalini Torelli c.1715
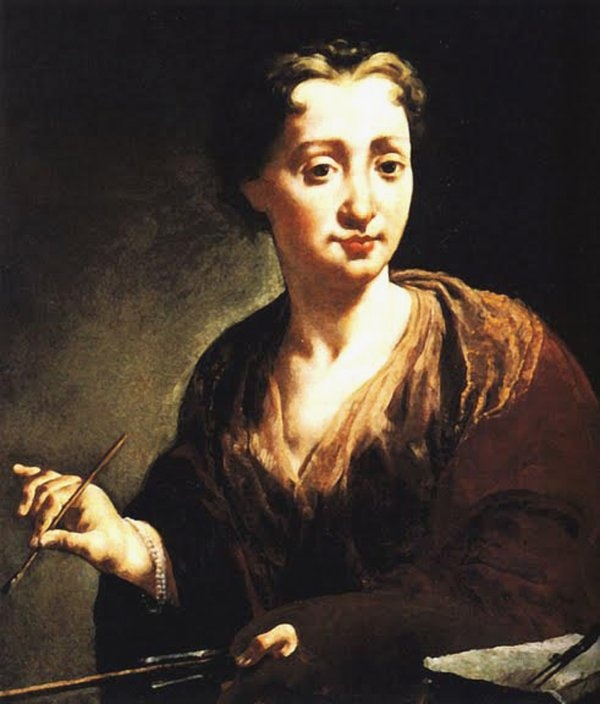
Giulia Lama, 1725
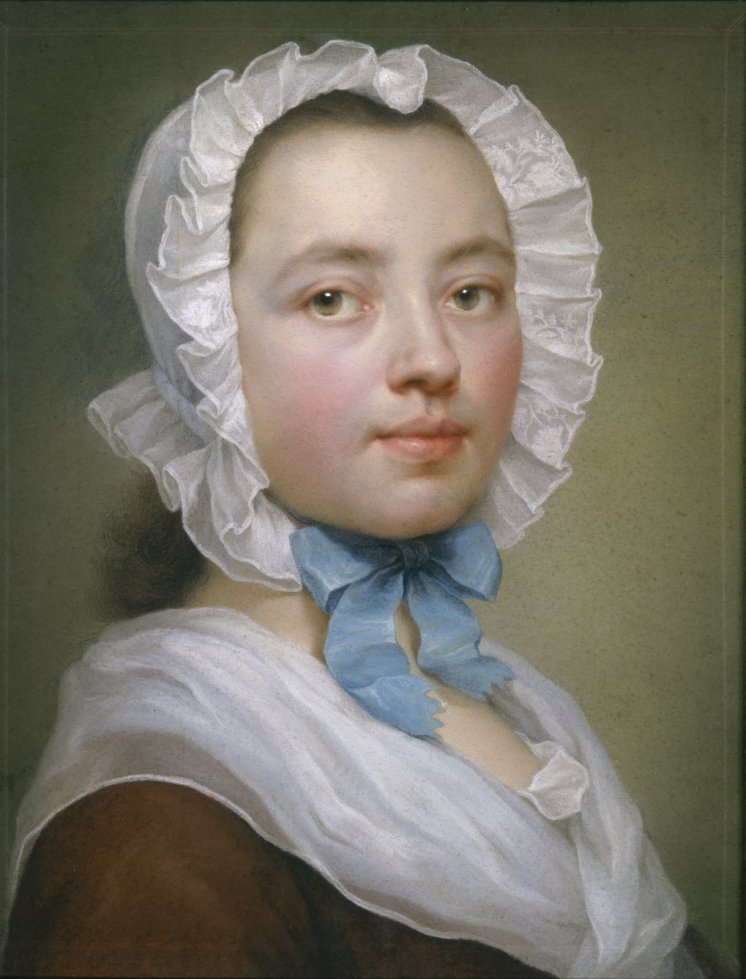
Theresa Mengs c.1745
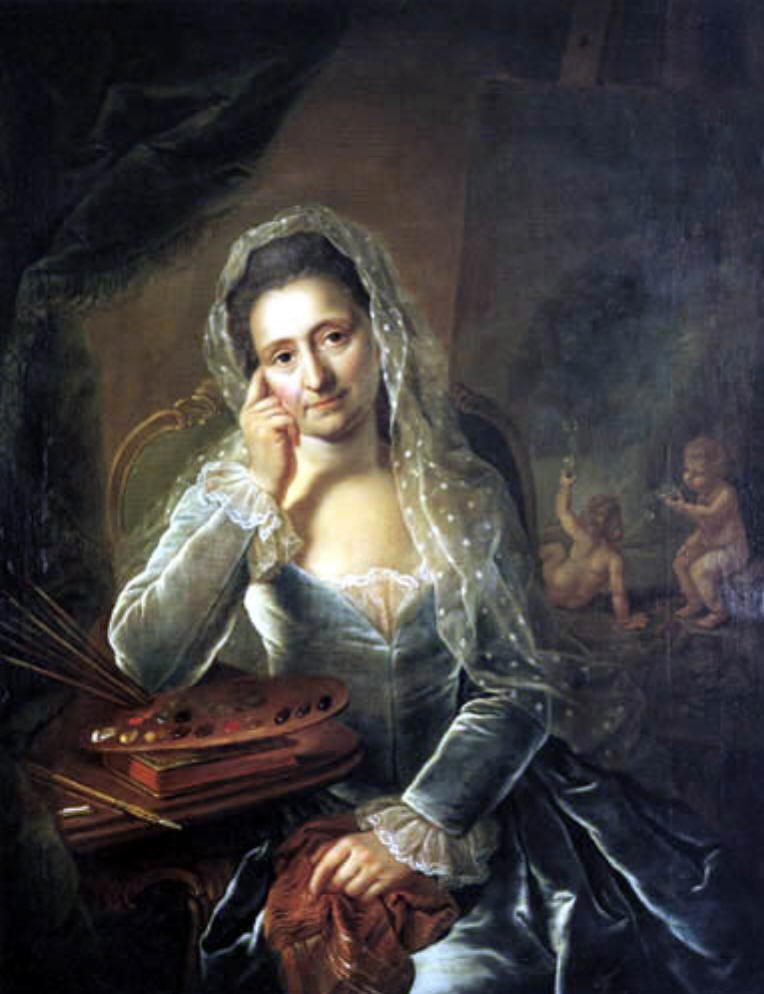
Anna Rosina de Gasc, 1767
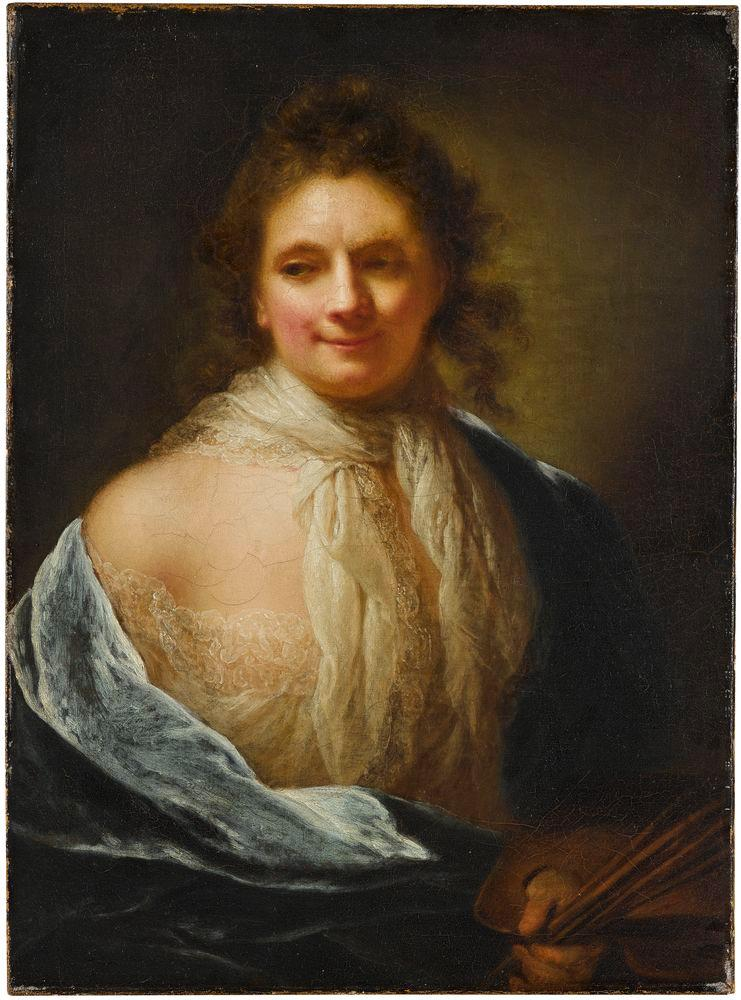
Anna Dorothea Therbusch, 1761
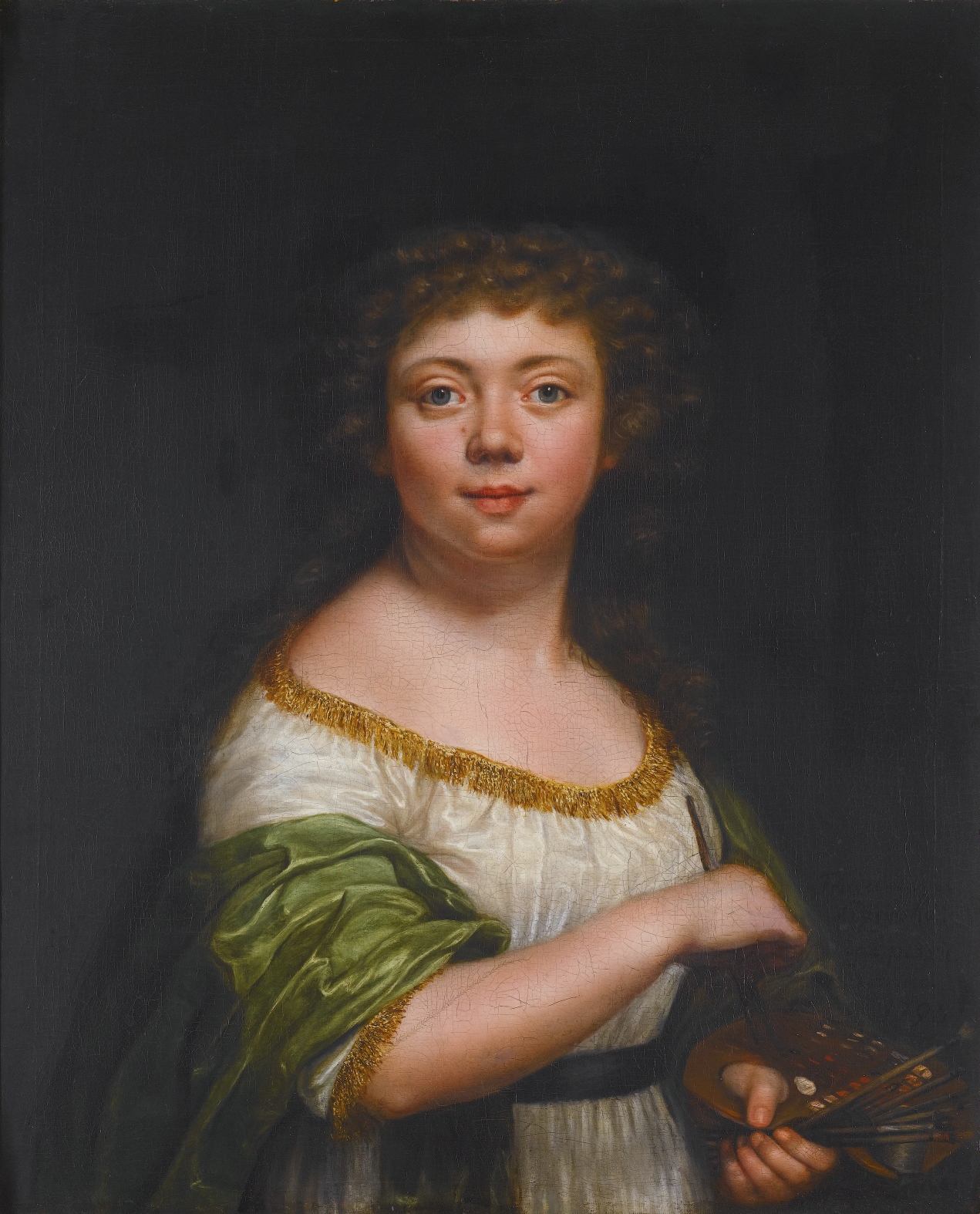
Friederike Julie Lisiewska, 1793
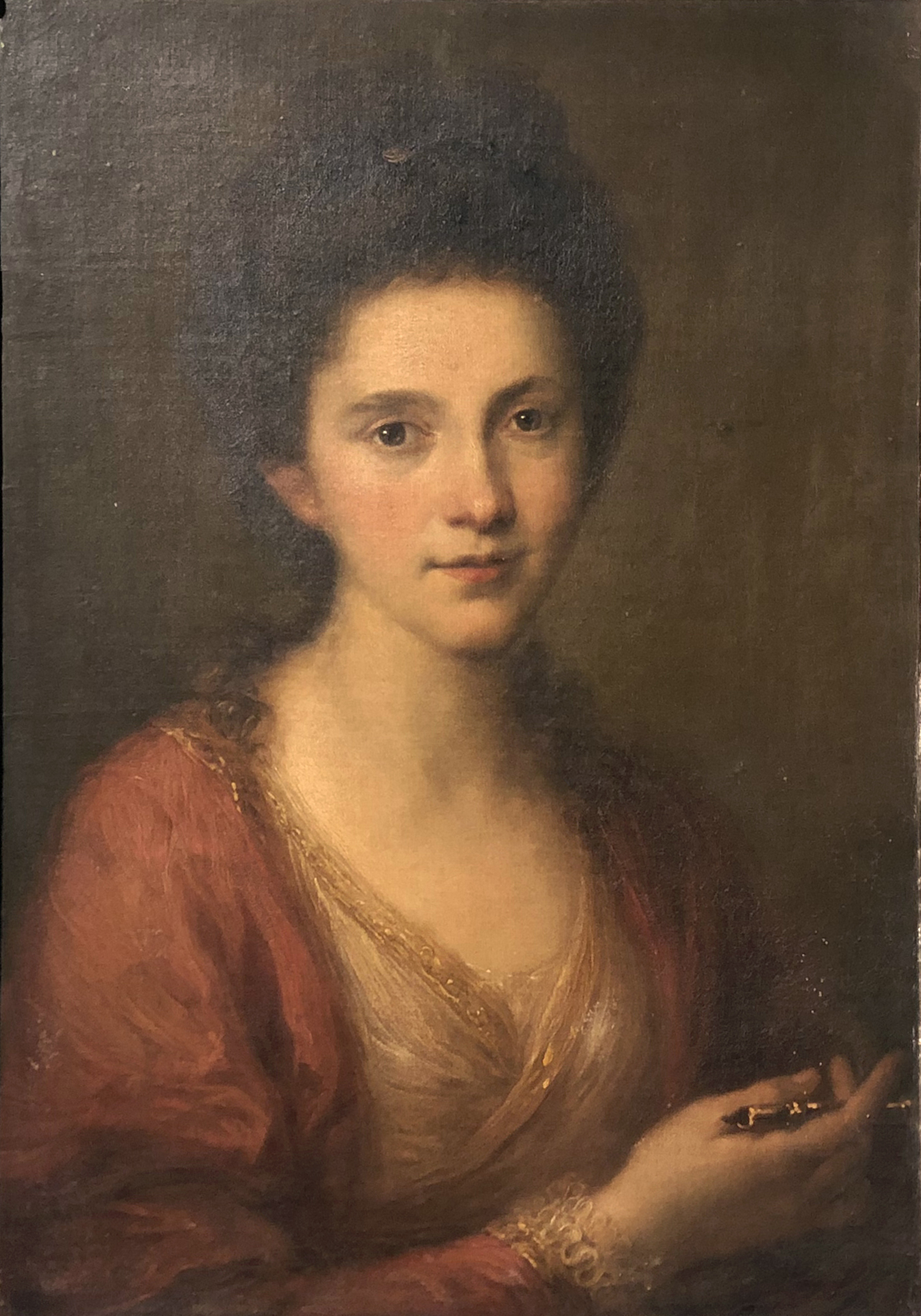
Angelica Kauffmann, c.1768

Angelica Kauffmann
1757-59
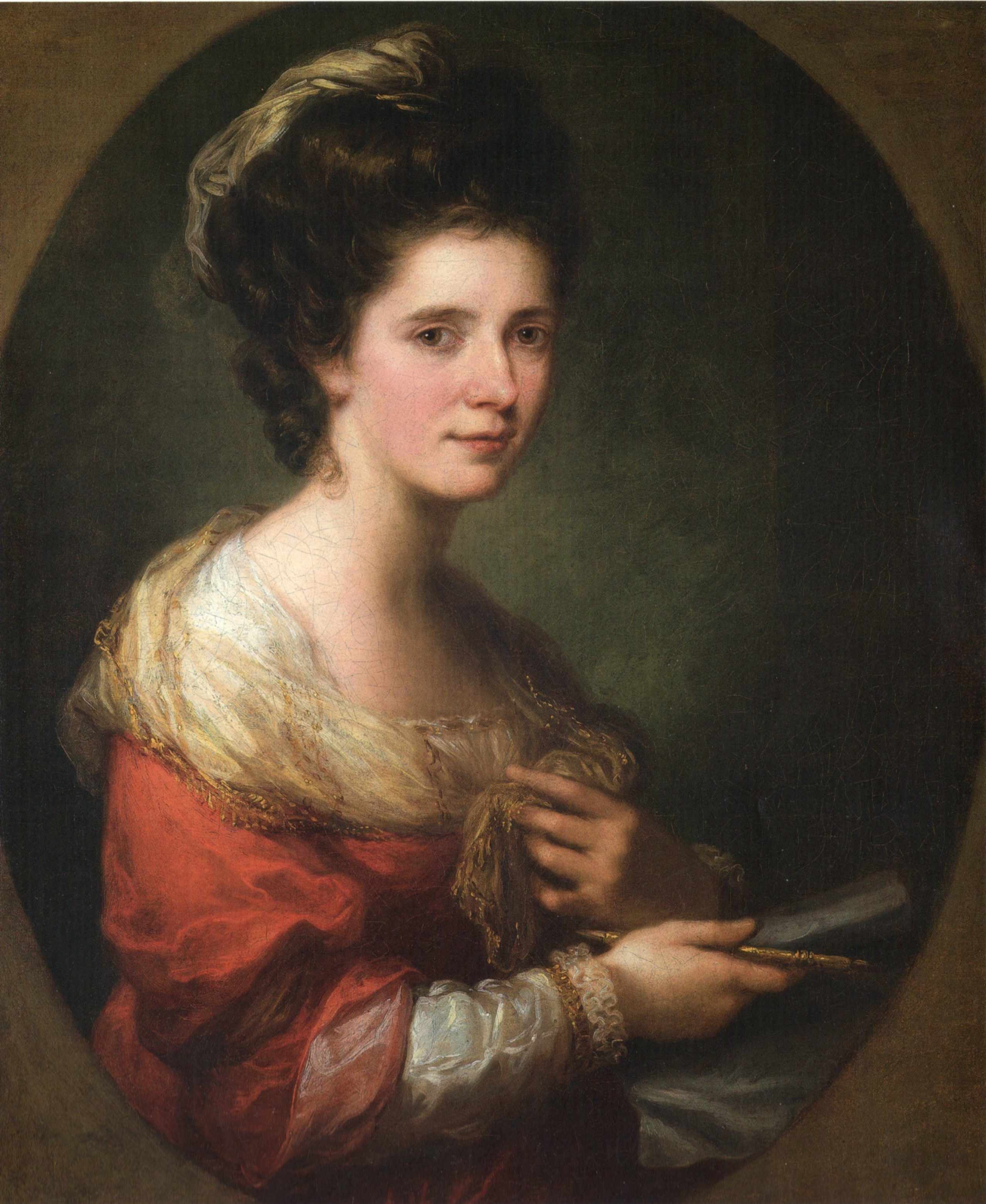
c.1770-1775
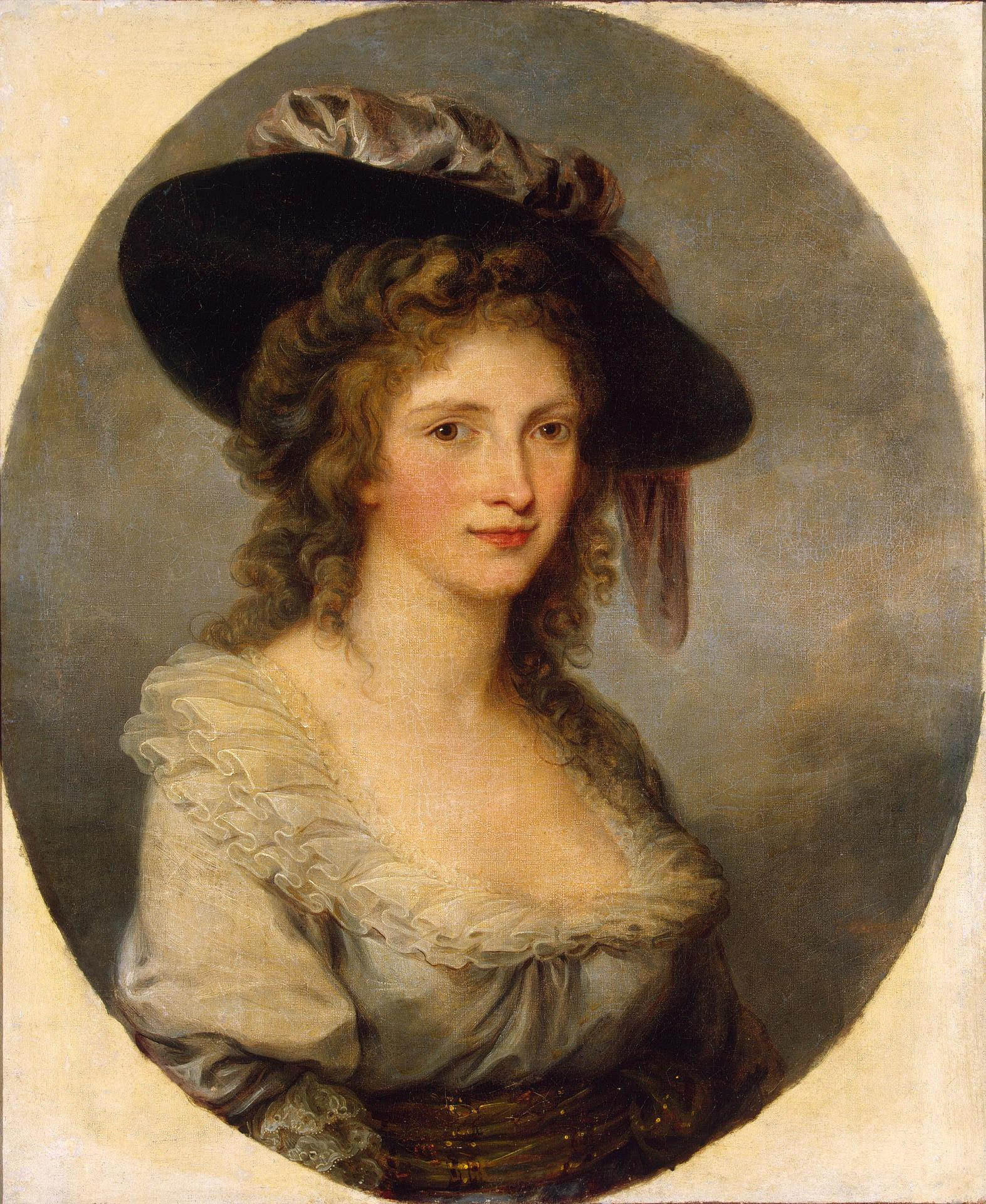
c.1780-1785
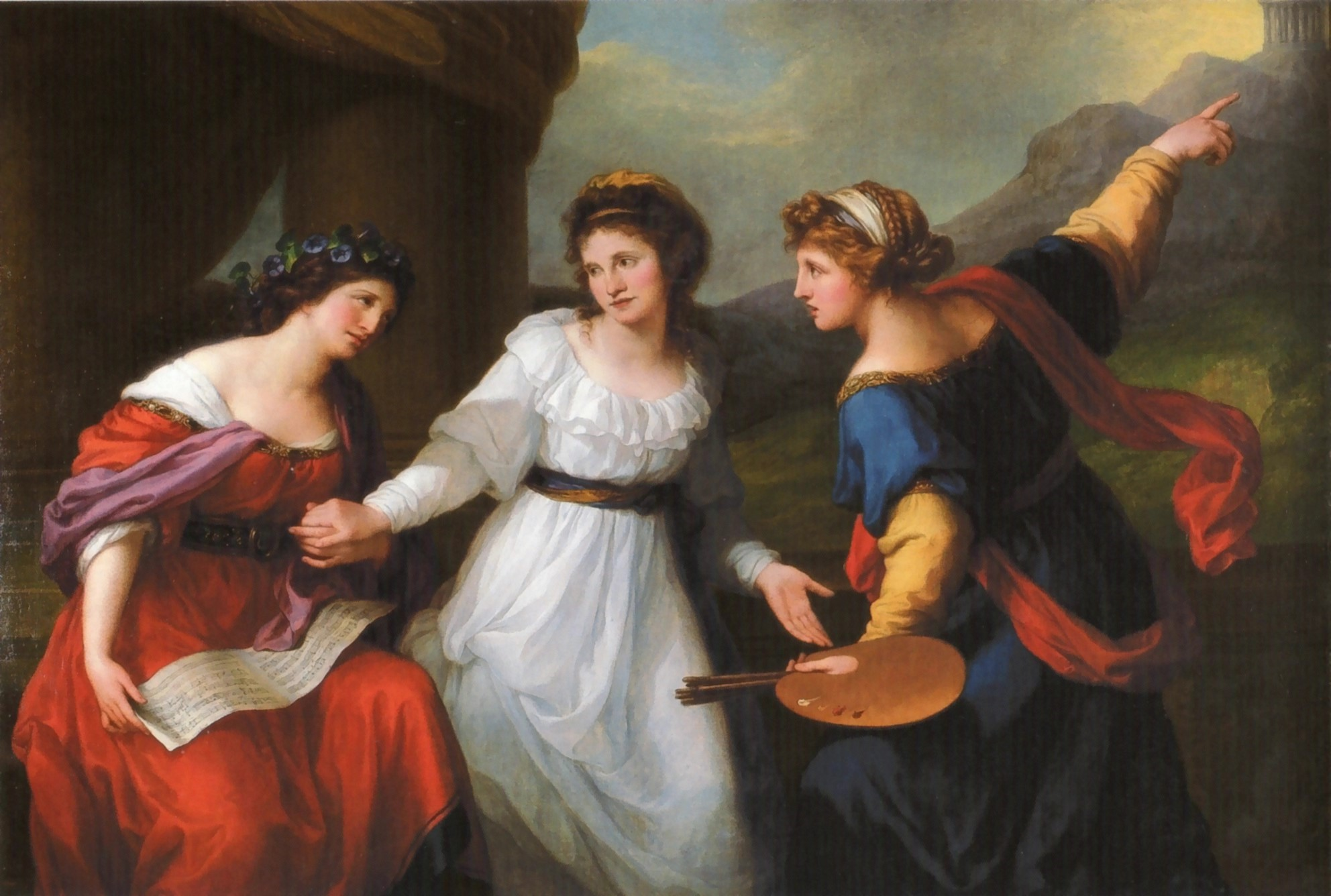
L’artiste hésitant entre la musique et la peinture, 1792
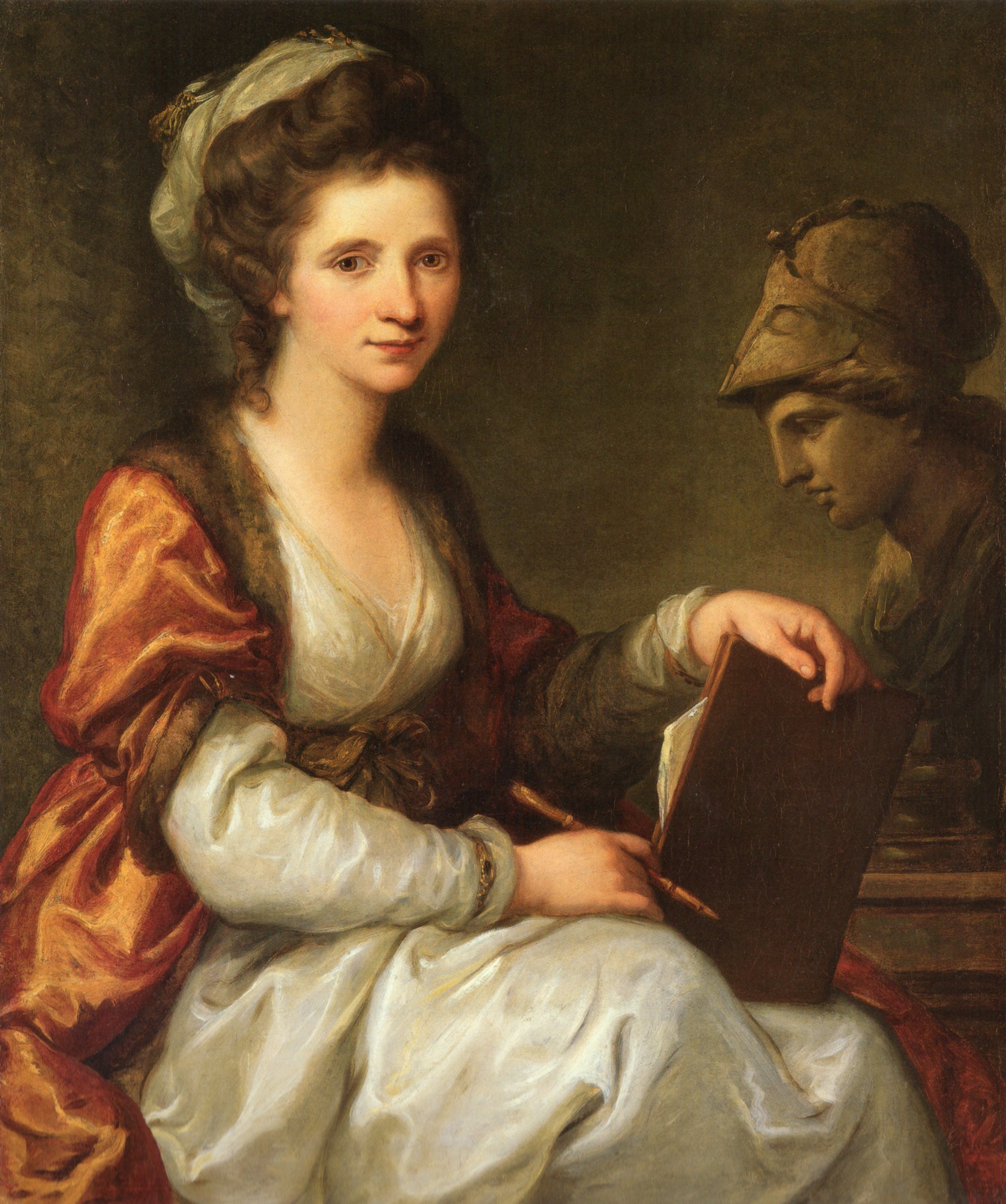
avec le buste de Minerve, 1780
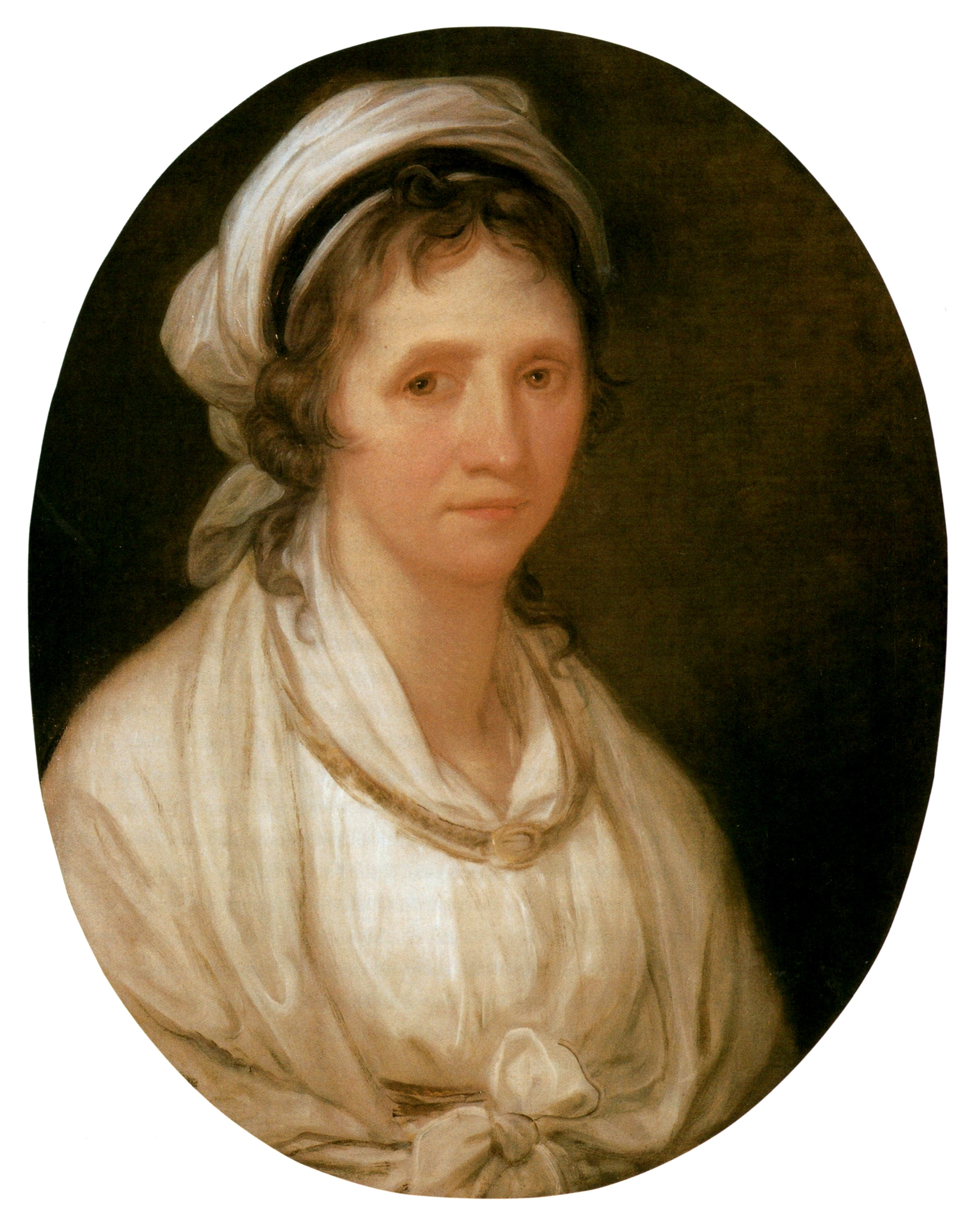
1800

Plus de deux siècles après Catharina van Hemessen et son autoportrait au chevalet de 1548, Marie-Suzanne Roslin (Autoportrait avec le portrait de Maurice-Quentin de La Tour, c.1770-72), Adélaïde Labille-Guiard (1774) et Rosalie Boquet (c.1774-75) sont les premières françaises à se représenter avec les outils du peintre, suivies bientôt d'une multitude d'autres : entre 1770 et 1804, soixante portraits ou autoportraits de femmes peintres à leur travail sont exposés au Salon de peinture et de sculpture ; beaucoup d'autres n’y sont pas acceptés, mais sont présentés au Salon de la Correspondance, ou à l'Exposition de la Jeunesse place Dauphine, où, selon Séverine Sofio, « ces tableaux qui mettent en évidence la jeunesse et la beauté de leurs auteures sont explicitement destinés à attirer l'œil (masculin) et à faire parler d'elles […]. Ni politiques, ni revendicatifs, ces autoportraits semblent, en réalité, participer d'une stratégie […] d'entretien de la visibilité de la part de jeunes artistes qui rentabilisent ainsi la vogue dont elles font l'objet ». Parmi les nombreuses artistes de cette période qui se sont peintes elles-mêmes et qui sont encore connues figurent Marie-Thérèse de Noireterre, Marie-Gabrielle Capet (l'une des deux élèves de Labille-Guiard présentes sur le tableau de 1785), les trois sœurs Lemoine (Marie-Victoire, Marie-Élisabeth et Marie-Denise, dite "Nisa", élève de David), Rose-Adélaïde Ducreux (Autoportrait à la harpe, 1791), Marie-Adélaïde Duvieux, Marie-Geneviève Bouliard, Aimée Duvivier, Jeanne-Philiberte Ledoux, Isabelle Pinson, Adèle Tornézy-Varillat, Constance Mayer, Lucile Foullon…

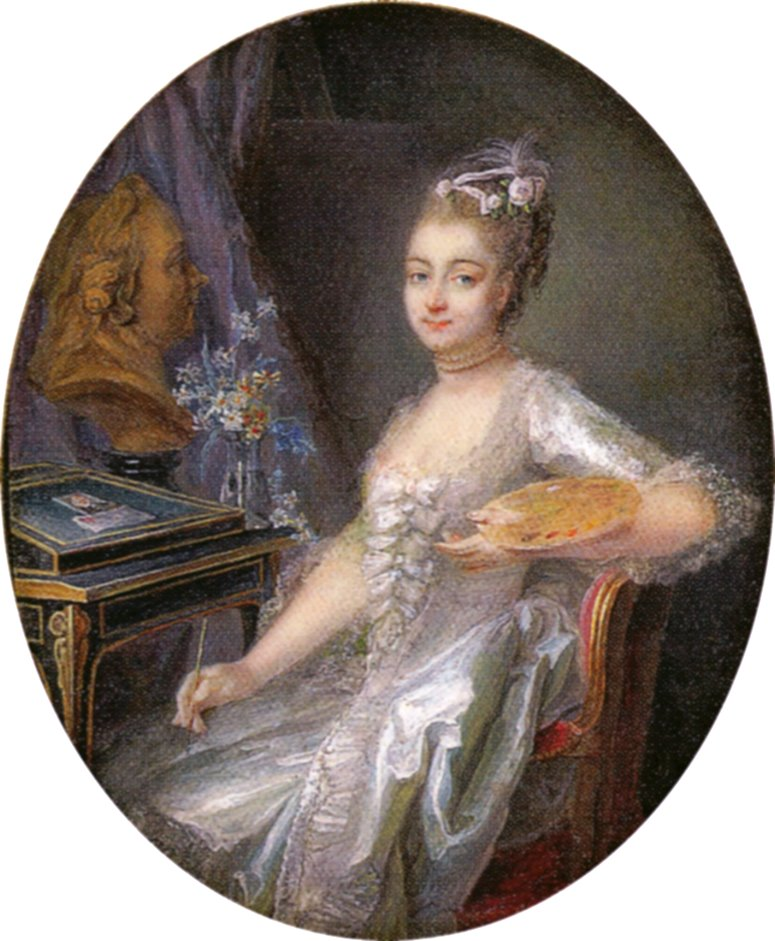
Adélaïde Labille-Guiard, 1774
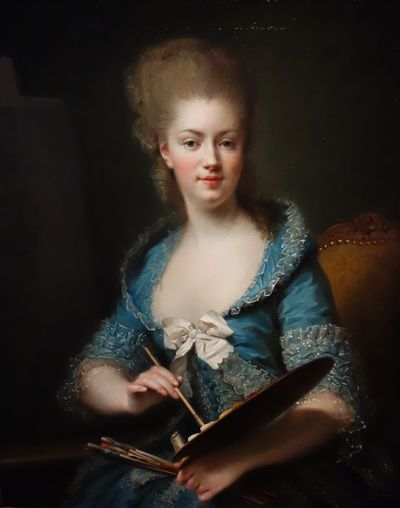
Rosalie Filleul, c.1774
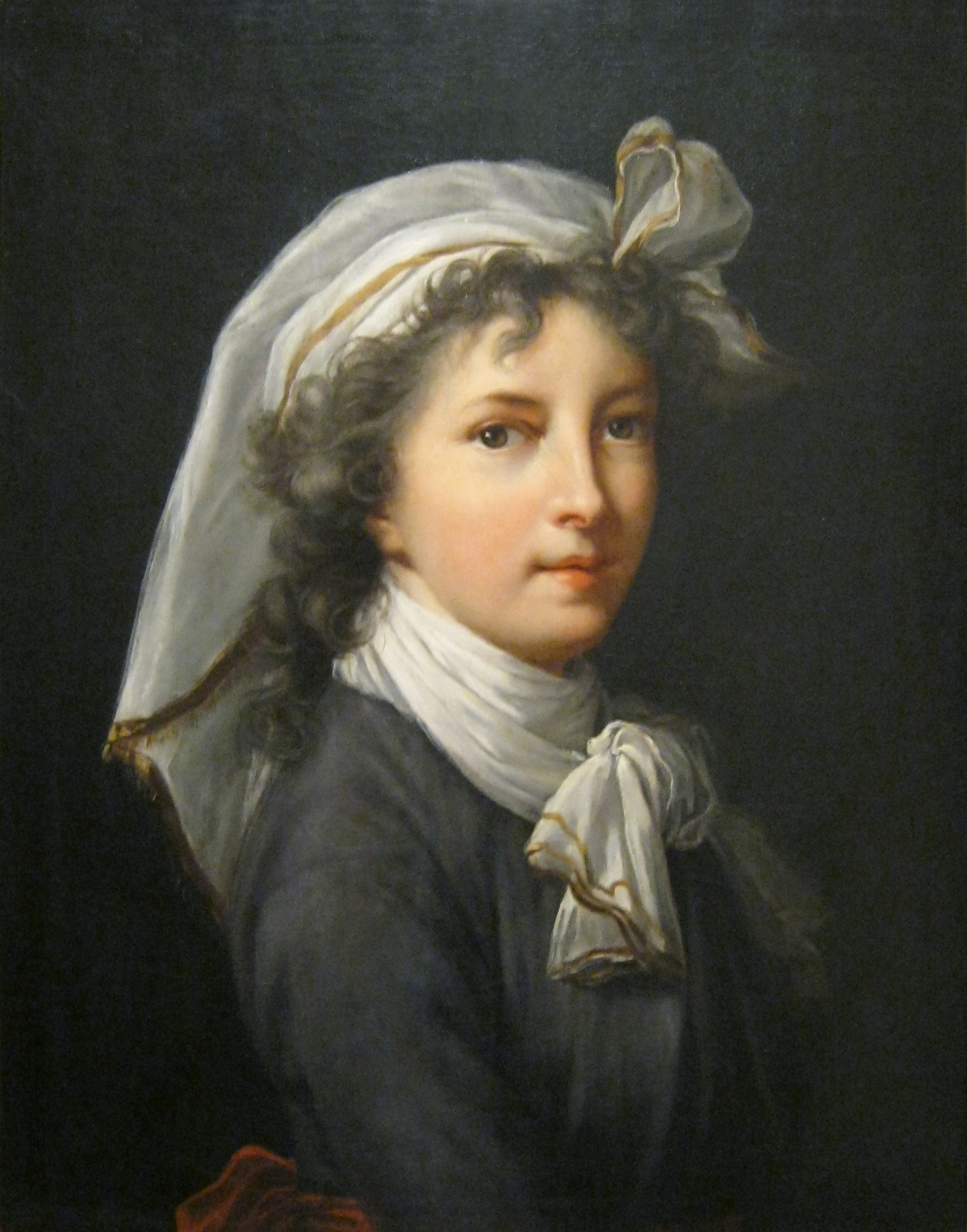
Élisabeth Vigée Le Brun, 1790
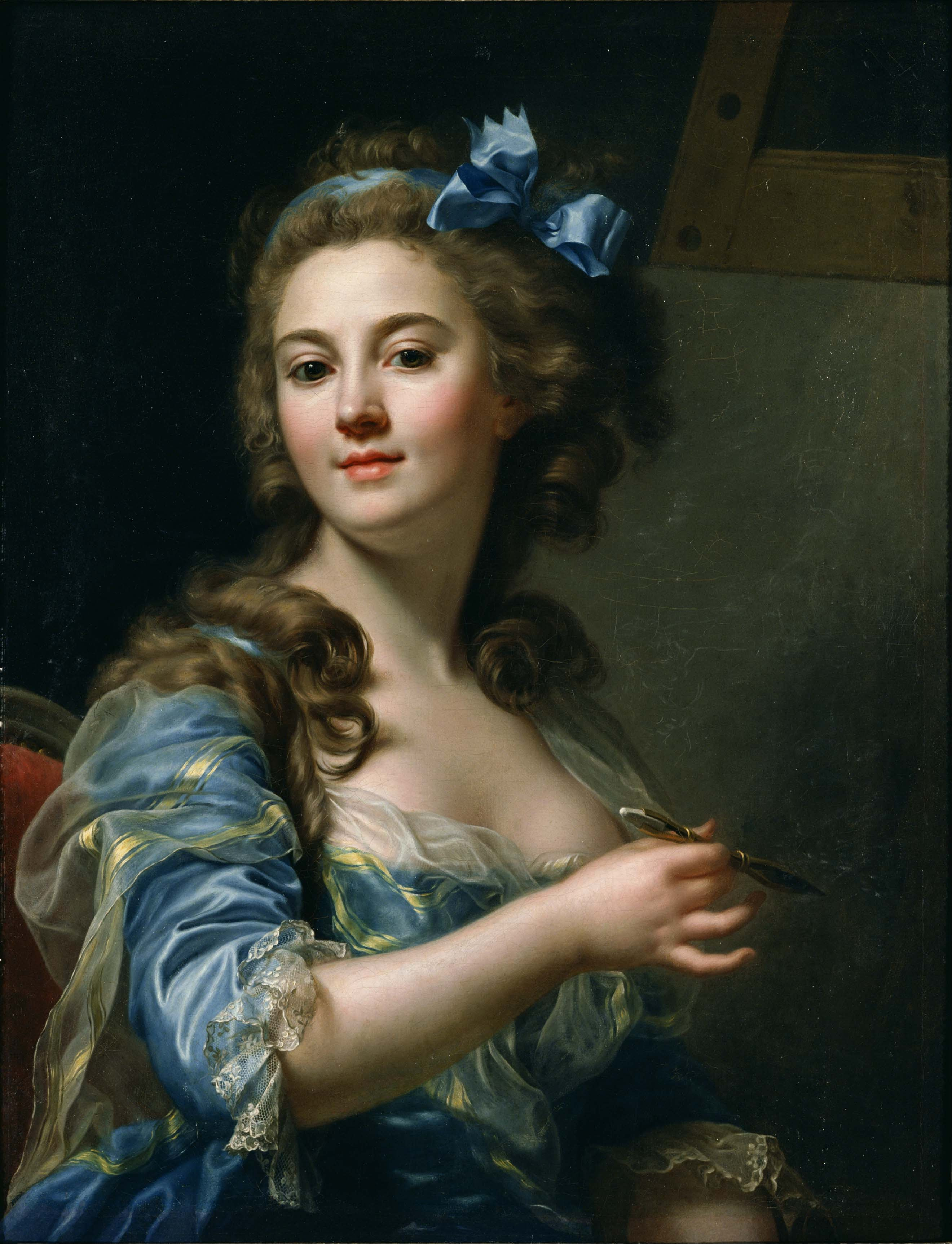
Marie-Gabrielle Capet, 1783
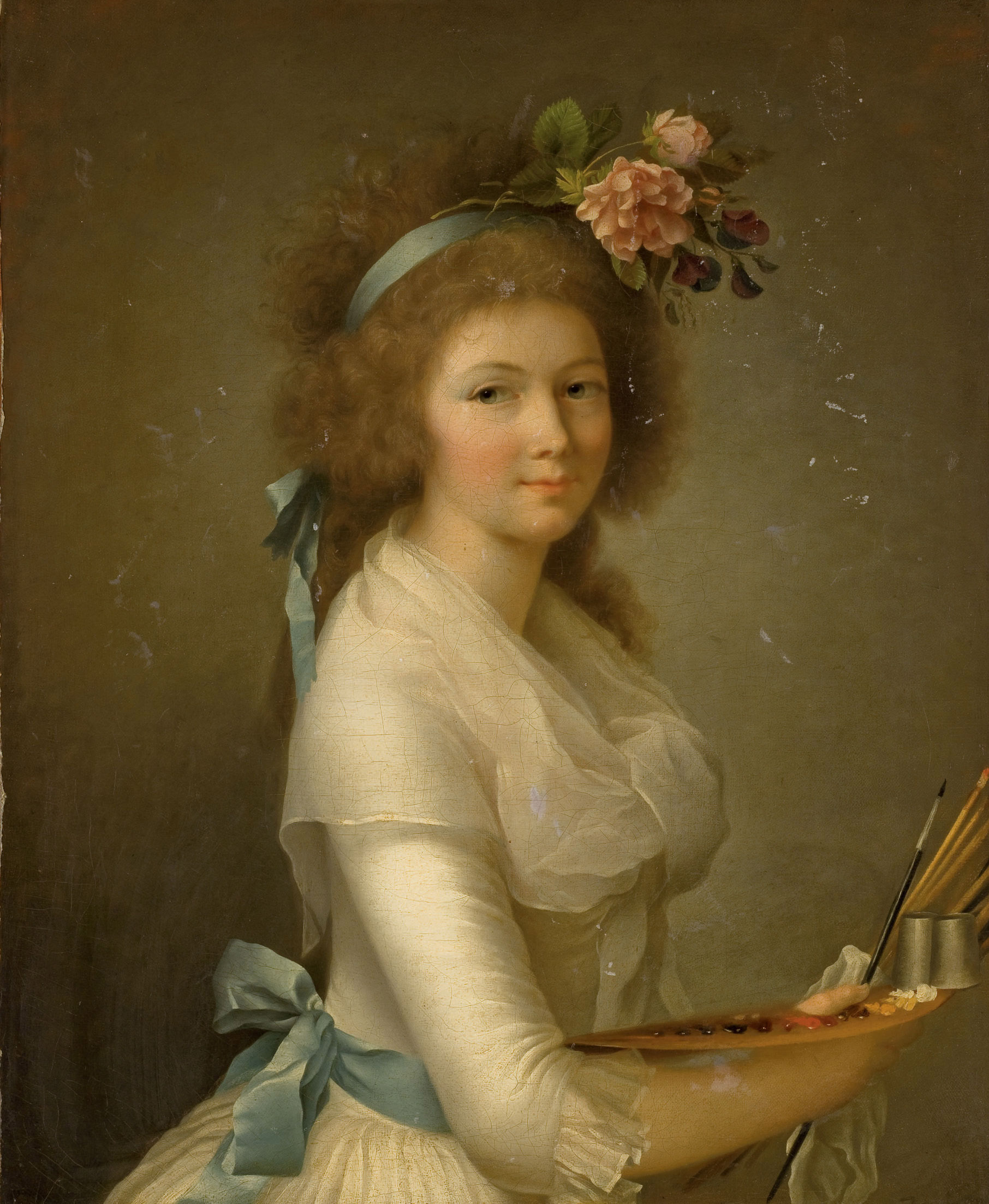
Marie-Élisabeth Lemoine, c.1783
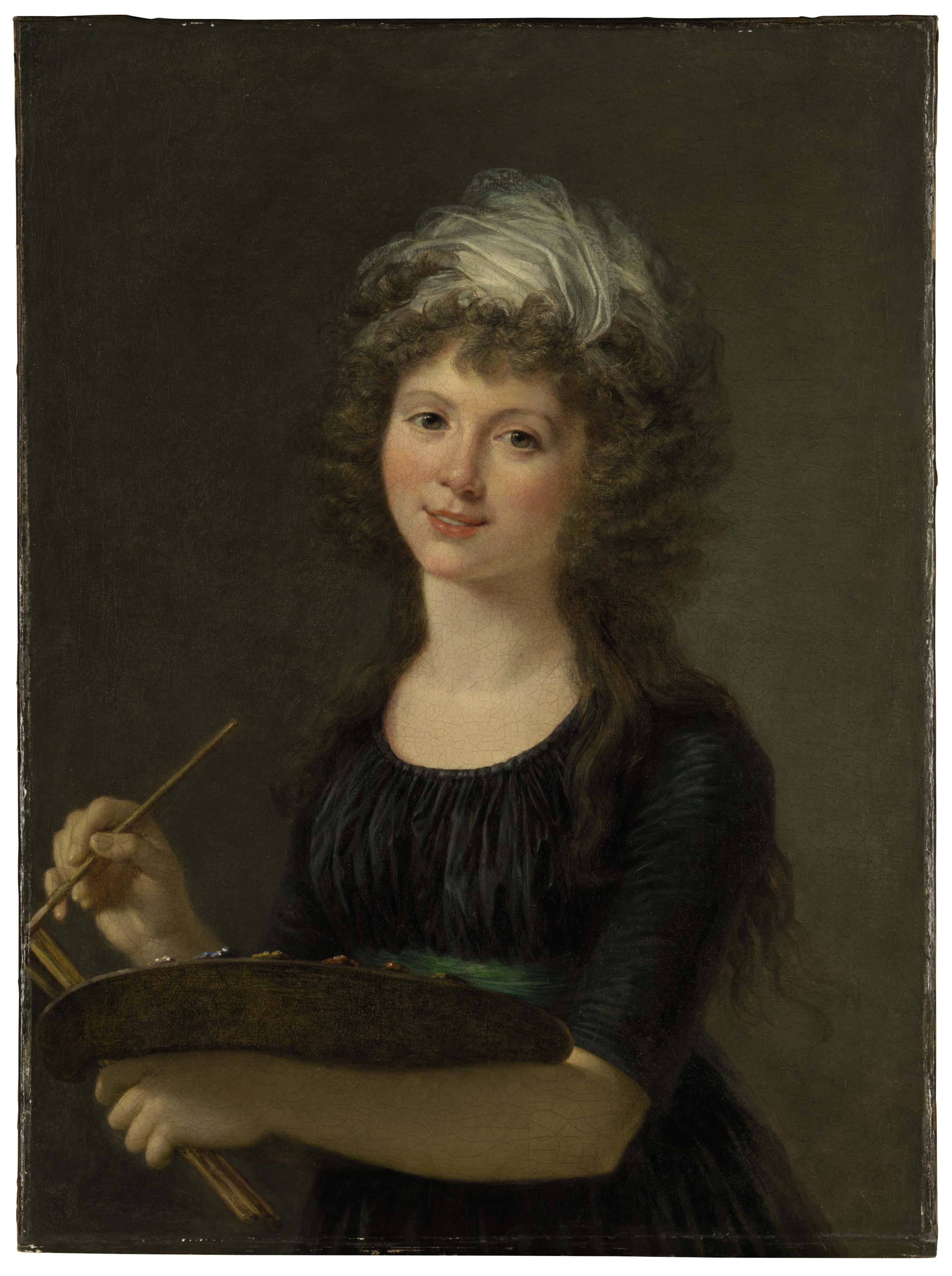
Marie-Victoire Lemoine, c.1785
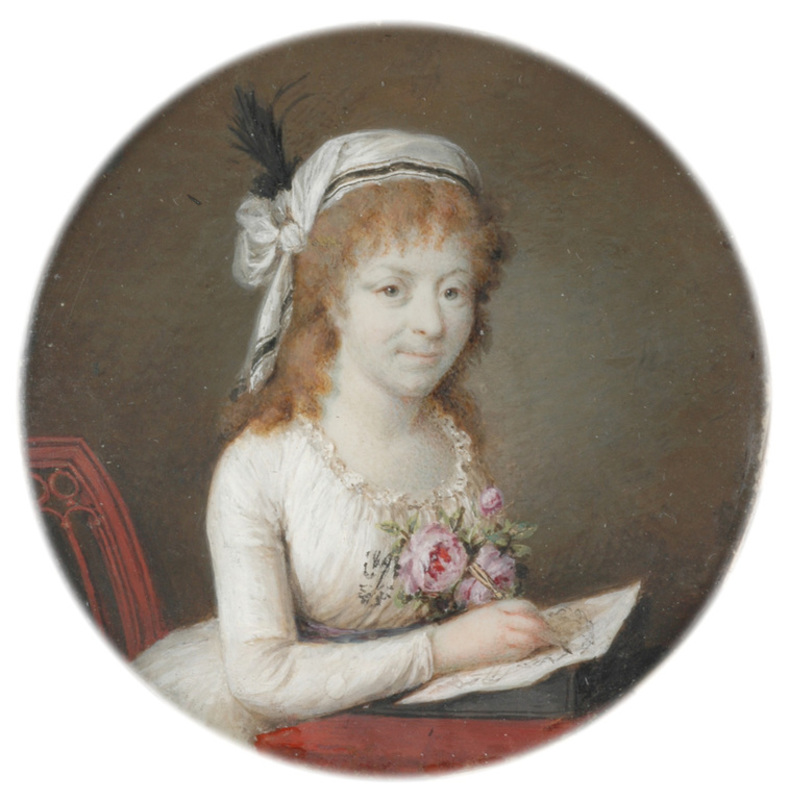
Marie-Thérèse de Noireterre, 1786

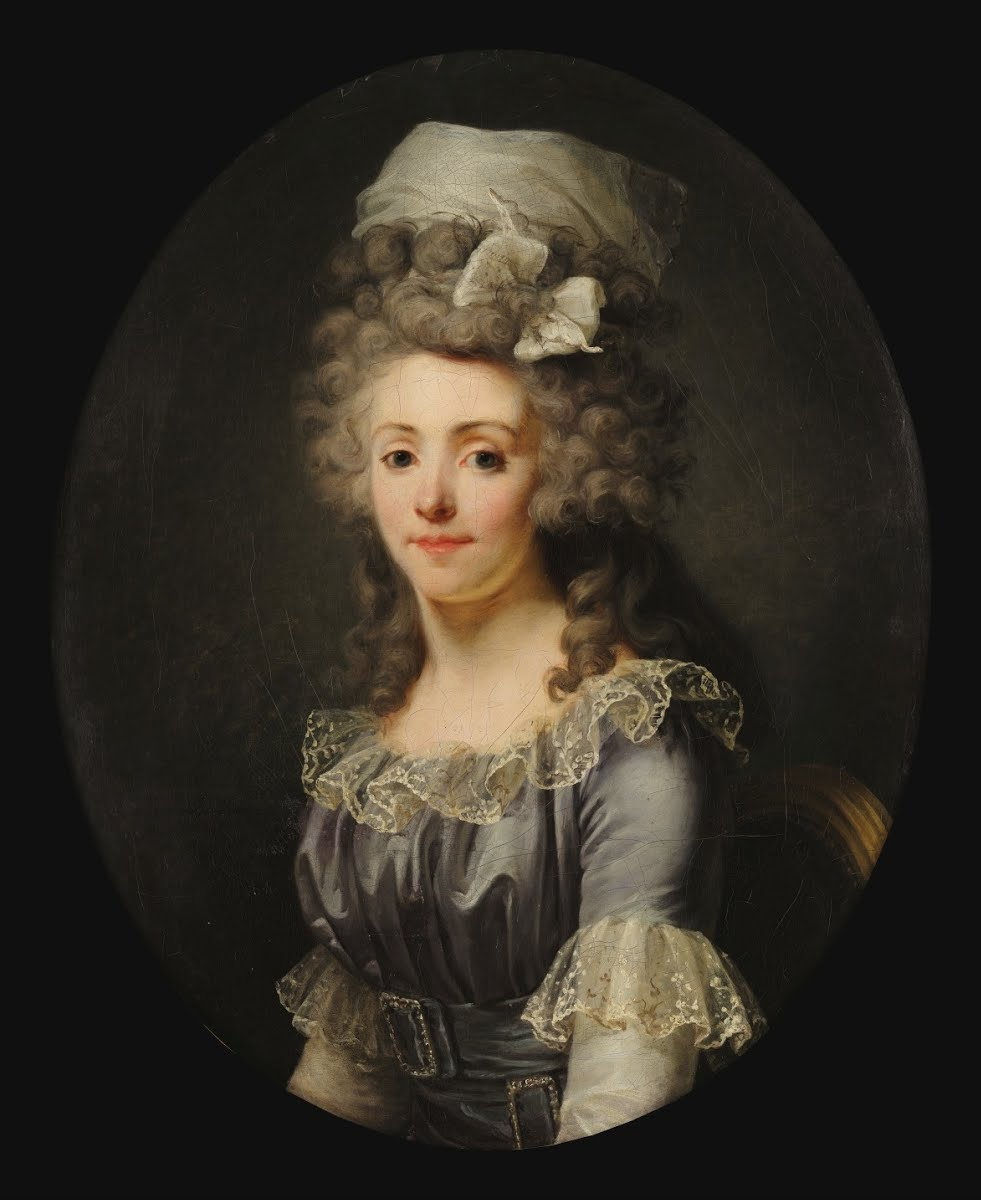
Aimée Duvivier, 1790
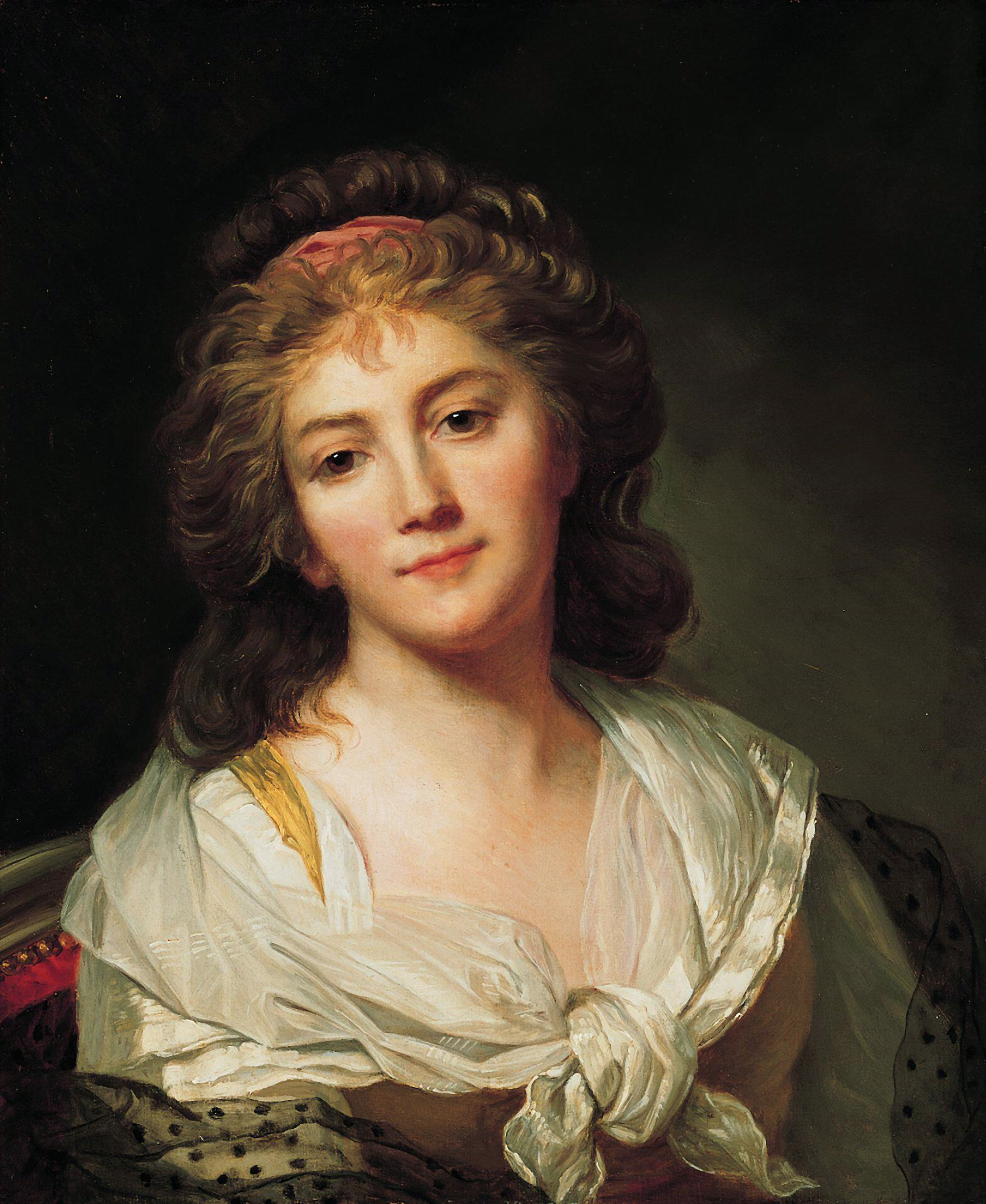
Marie-Geneviève Bouliard, 1790
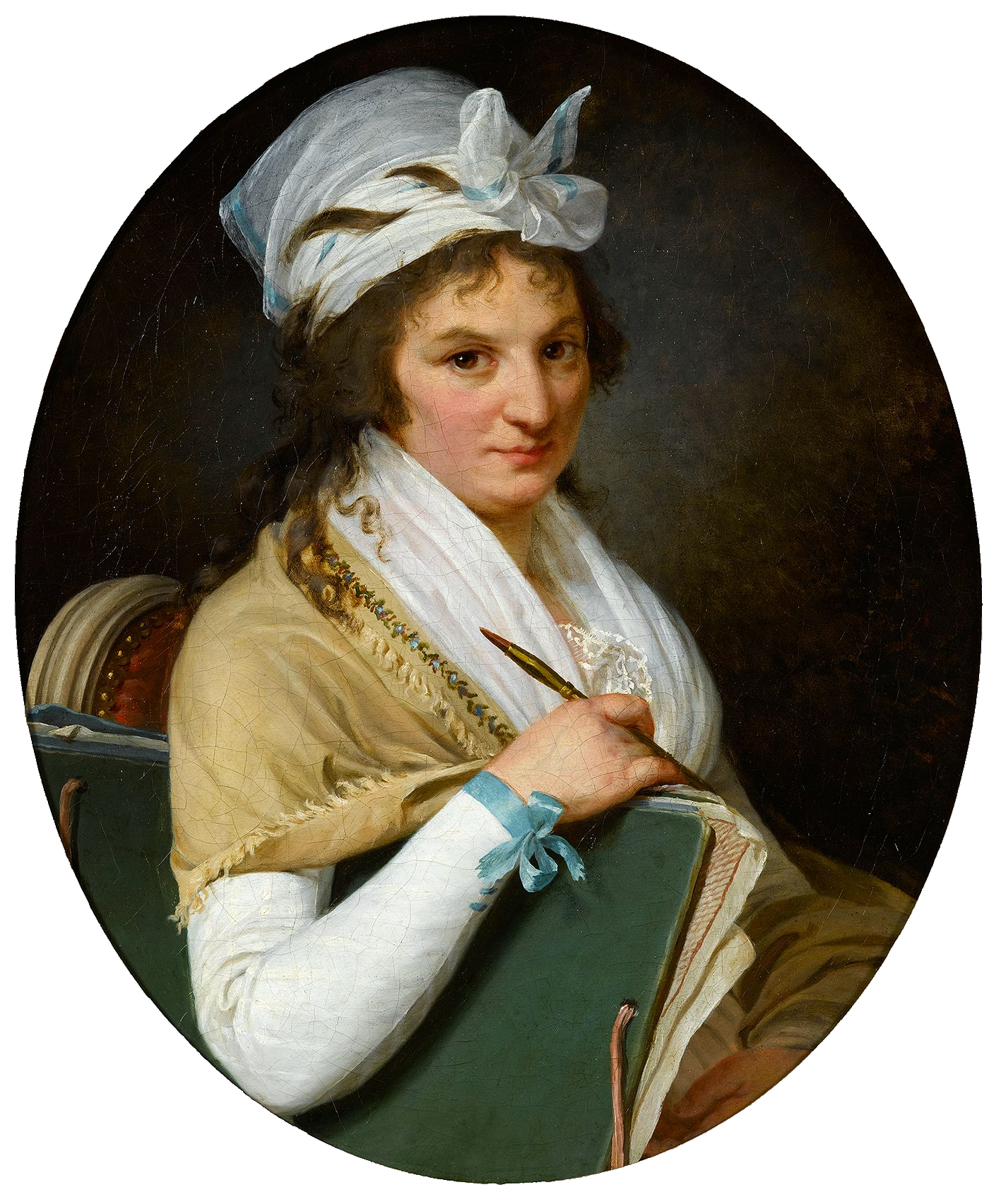
Marie-Adélaïde Duvieux, c.1793-1798
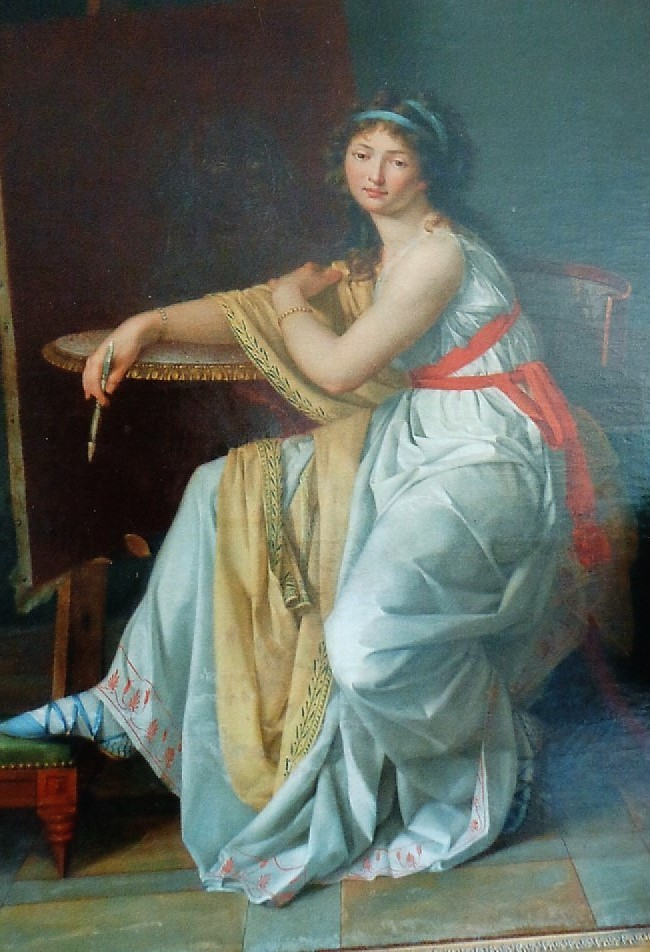
Adèle Tornézy-Varillat, c.1795-1820
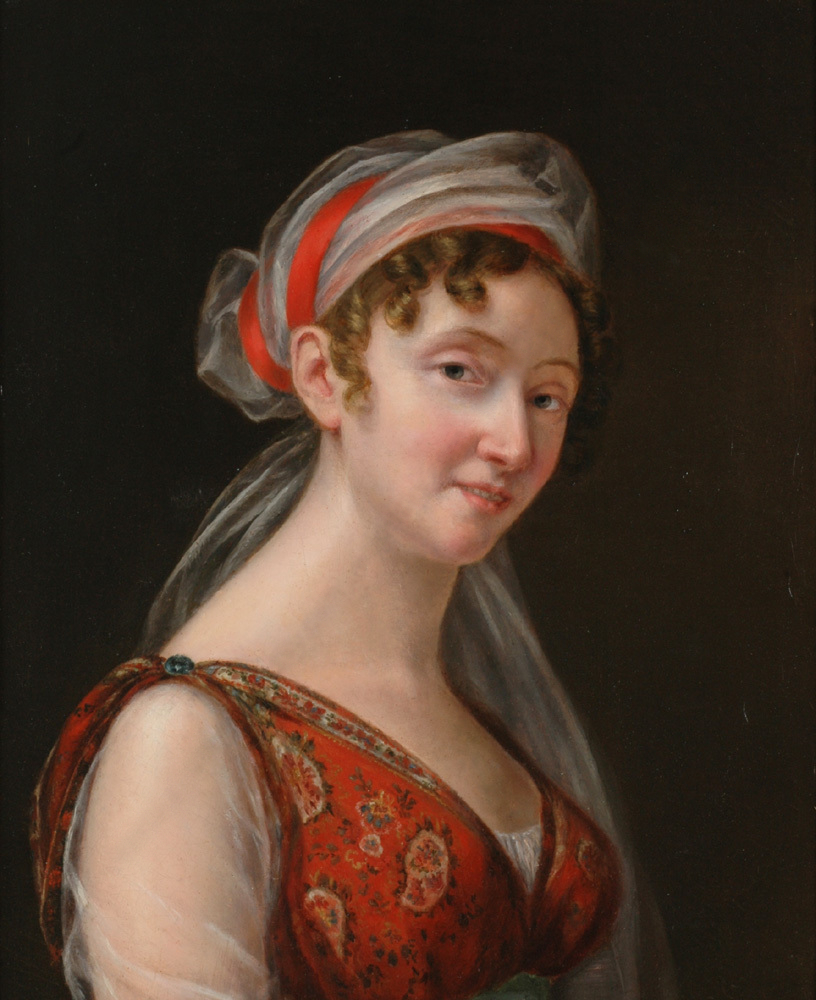
Isabelle Pinson, 1823

Bien que la plupart des apprenties peintres se forment encore avec leur père, la place qu'accorde aux femmes l'esprit des Lumières leur a donné la possibilité d'étudier avec des peintres réputés comme Quentin de La Tour, ou, après 1768, Jacques-Louis David. Et deux artistes femmes aussi célèbres qu'eux, les académiciennes Élisabeth Vigée Le Brun et Adélaïde Labille-Guiard, cette dernière séparée de son mari depuis 1769, enseignent aux filles, comme le montre l’Autoportrait avec deux élèves de Labille-Guiard et Atelier d'une femme peintre (1789) de Marie-Victoire Lemoine, possible autoportrait de la jeune artiste dessinant sous le regard de sa professeure Vigée Le Brun,, mais considéré aussi comme un autoportrait avec sa sœur Marie-Élisabeth Gabiou.
Dès 1767, Greuze ouvre son atelier aux « demoiselles », qu'elles soient ou non filles d'artistes, de même que Suvée, Regnault et surtout Jacques-Louis David. De 1768 à 1825, David tient un atelier féminin où vingt-six artistes viendront se perfectionner et se former au genre historique. Seize d'entre elles réalisent au moins une fois un autoportrait, en dessin ou le plus souvent en peinture. Selon Yaelle Arasa, elles cherchent ainsi la reconnaissance du public, de la critique et des clients potentiels.
Marie-Guillemine Benoist, née Leroulx-Laville, qui deviendra célèbre pour son Portrait d’une négresse (1800), réalise plusieurs autoportraits de 1786 à 1796, dont le plus remarquable est l’Autoportrait copiant le Bélisaire et l’enfant à mi-corps de David de 1786. D'autres davidiennes font le leur : Marie-Victoire Lemoine, c.1780-90, Nanine Vallain (Portrait de l'auteur, debout et qui peint, 1788 ; portrait de l'auteur, 1804), Mademoiselle Duchosal (née en 1767) avec son portrait grandeur naturelle, peignant une esquisse (1791), Louise Catherine Guéret (Une femme à son chevalet, 1793) et sa sœur Anne Guéret (Portrait d'une artiste appuyée sur un portefeuille, 1793), Marie-Denise Villers (Peinture, 1799), Césarine Davin-Mirvault (Portrait en pied de l'auteur, 1804), Constance-Marie Charpentier (Portrait de l'auteur en ovale, 1798 ; portrait d’une femme portant son enfant, 1798 ; portrait de l'auteur et de sa fille, 1799 ; portrait âgée en 1828), Therese aus dem Winckel (de), Adèle Kindt en robe rouge, Julie Duvidal de Montferrier avec un turban (1819), Charlotte Bonaparte (1834) et Sophie Rude (1841).

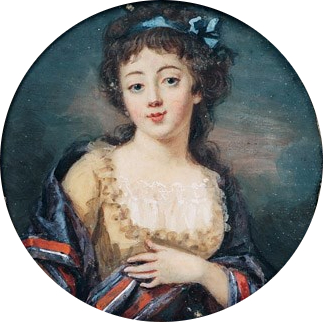
Marie-Guillemine Benoist, non daté
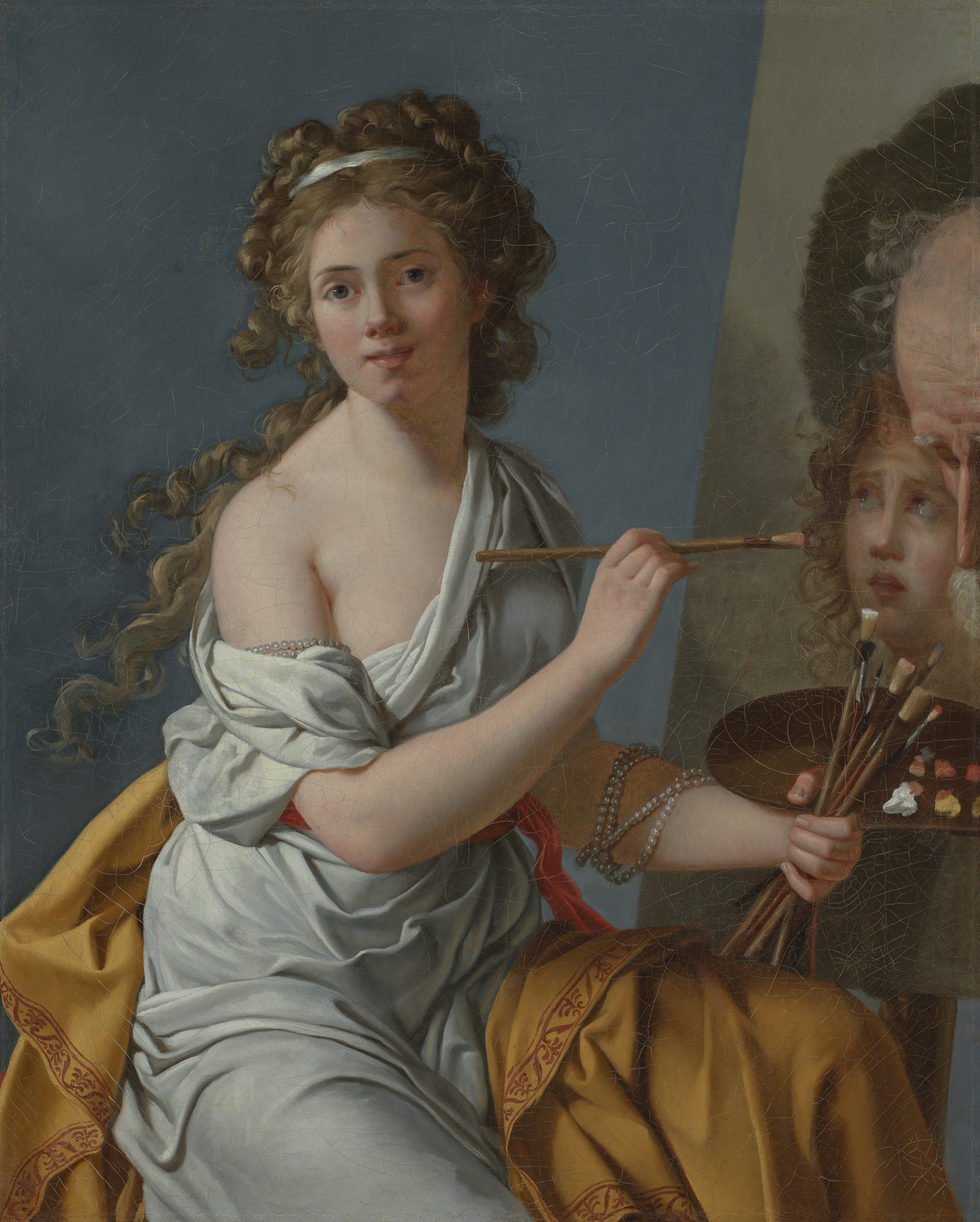
Marie-Guillemine Benoist, Autoportrait copiant le Bélisaire et l’enfant à mi-corps de David, 1786
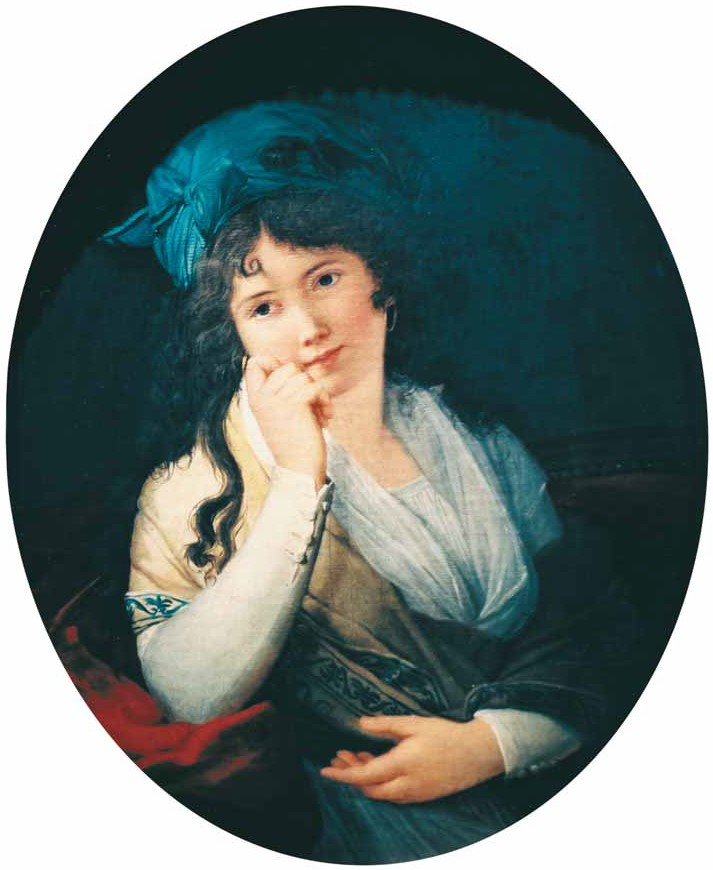
Marie-Guillemine Benoist, c.1796
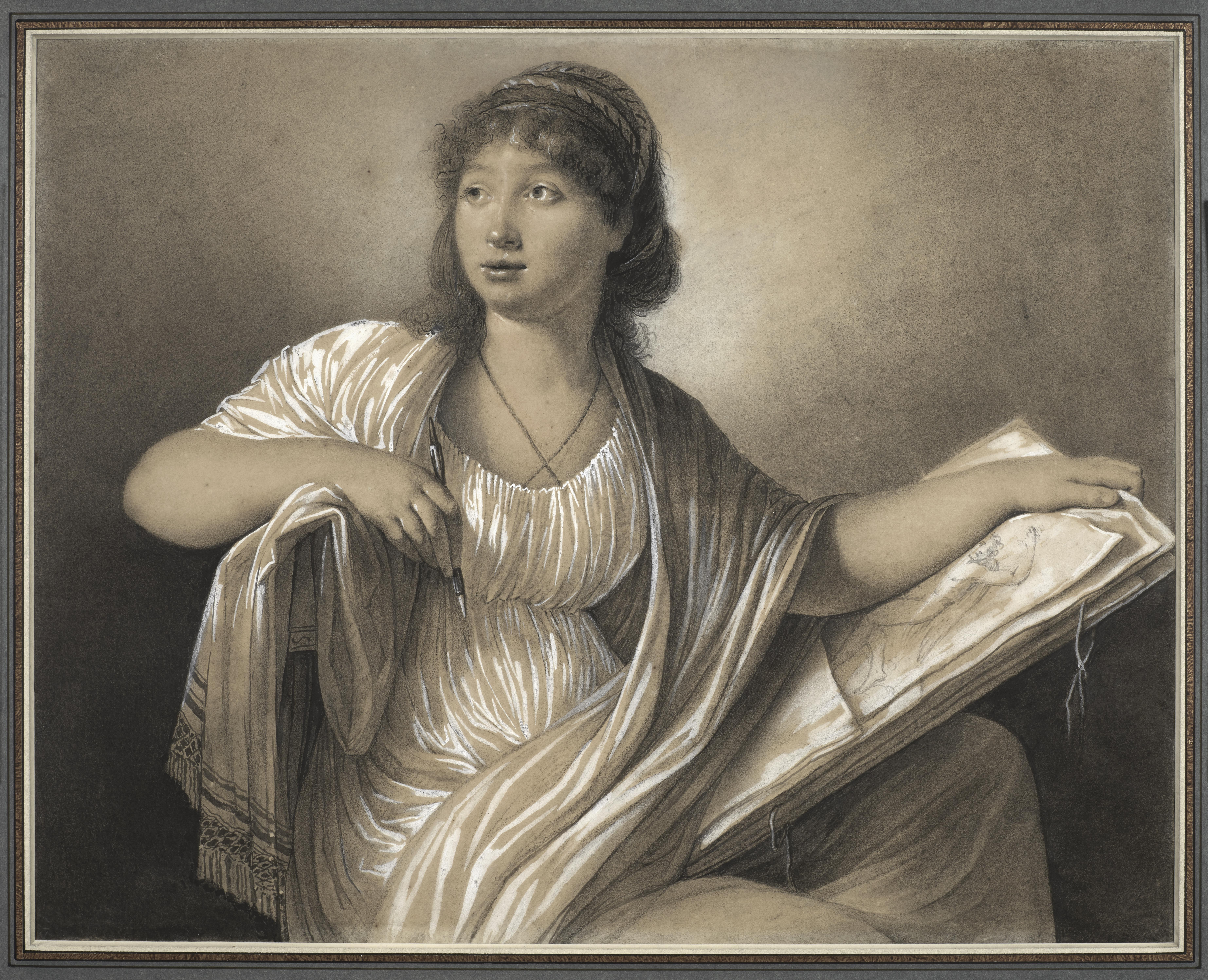
Anne Guéret, 1793
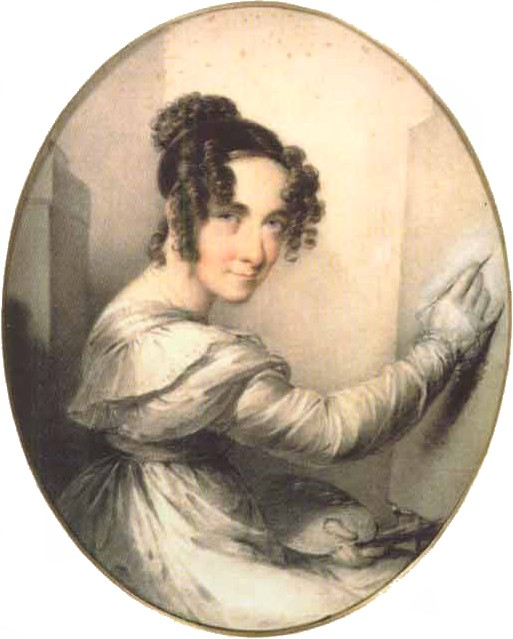
Therese aus dem Winckel

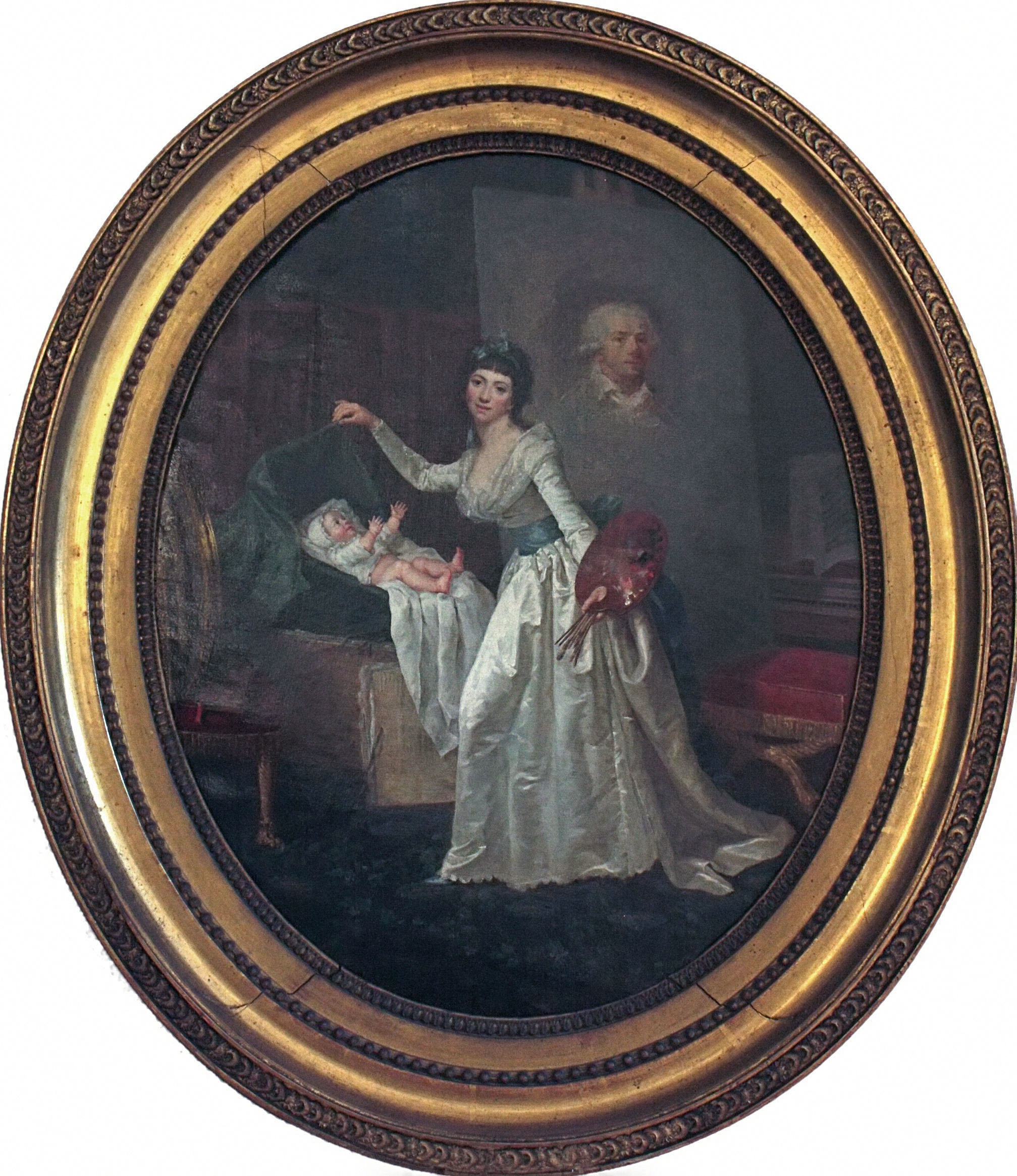
Marie-Nicole Dumont-Vestier, L'Auteur à ses occupations, 1793

La période qu'on a pu appeler l'« âge d’or de l'autoportrait féminin en France » s'interrompt avec la Révolution et la Terreur ; en dehors de quelques manifestations ponctuelles, seul le salon du Louvre continue à exposer, devenu ouvert à toutes les femmes selon un principe d'égalité entre elles, mais sous un contrôle masculin où l'égalité des sexes prônée par les Lumières est renvoyée aux oubliettes. Vigée Le Brun doit s'exiler et des maris sont emprisonnés ou en fuite. De nombreux portraits et tableaux de l'Ancien Régime, « signes honteux de l'aristocratie », sont livrés aux flammes, et ceux des femmes n'y échappent pas. À part les estampes et les miniatures, les commandes aux portraitistes sont en chute. La "Société populaire et républicaine des arts", succédant à la "Commune générale des arts" en 1793, en exclut les femmes, ce qui n'aura pas énormément de conséquences sur leur activité — elles doivent travailler pour vivre —, mais indique bien la régression de leur place politique et sociale, et l'orientation axée sur la procréation et l'éducation patriotique des enfants qu'elles doivent prendre comme sujets de leurs tableaux. Précédant de peu le décret Amar interdisant les clubs et sociétés de femmes, au motif principal que « chaque sexe est appelé à un genre d'occupation qui lui est propre », le tableau de Marie-Nicole Vestier, épouse Dumont, L'Auteur à ses occupations, exposé au Salon de 1793, dépeint encore avec humour le double rôle d'artiste et de femme au foyer. La situation devient plus dramatique sous la Terreur, lorsque Nicolas de Condorcet, philosophe qui s'était exprimé en faveur des droits des femmes, meurt deux jours après avoir été emprisonné ; son épouse et inspiratrice Sophie de Condorcet, peintre amateure dont on connaît quelques autoportraits, échappera de justesse à l'échafaud. Le beau-frère de Constance-Marie Charpentier, Danton, ainsi qu'Antoine Lavoisier, conjoint de Marie-Anne Pierrette Paulze, dessinatrice élève de David et autoportraitiste, sont guillotinés en 1794 ; quelques semaines plus tard, Rosalie Filleul et son amie Marguerite Émilie Chalgrin, représentante féminine de la famille de peintres Vernet, sont elles aussi décapitées.
Le Directoire et le Consulat proclament des amnisties et rétablissent les commandes, mais le Code civil des Français fait des femmes des mineures assujetties à leur père, leur frère ou leur conjoint, et fait régresser le statut professionnel des femmes artistes de plus de cent cinquante ans. La division sexuelle de l'art s'accentue sous Napoléon : « aux femmes, les larmes, les détails de la vie quotidienne, le joli, le mièvre, le « féminin », l'enfermement dans la famille et la vocation maternelle », commente Marie-Jo Bonnet. Ces limitations ne rebutent pas entièrement les femmes peintres, puisqu'elles sont 36 à exposer au Salon en 1802, et 59 en 1808, mais la pratique de l'autoportrait de prestige à but promotionnel n'aura désormais plus jamais cours.
Après les épreuves révolutionnaires et les déceptions qui s'ensuivent, le temps est à la mélancolie, illustrée par La Mélancolie de Constance-Marie Charpentier, le Portrait de Charlotte du Val d'Ognes de Marie-Denise Villers et l'autoportrait de Constance Mayer, tous trois de 1801 ; celles qui ont surmonté les temps difficiles acceptent les commandes des nouveaux maîtres, comme Marie-Gabrielle Capet, ou Marie-Guillemine Benoist et ses portraits de Napoléon, de l'impératrice Marie-Louise et des Bonaparte, qui devra cependant sacrifier sa carrière en 1814 pour ne pas nuire, lui dit-on, à l'ascension sociale de son mari royaliste ; d'autres, telles Henriette Lorimier, Hortense Haudebourt-Lescot et Julie Duvidal de Montferrier se convertissent au goût renouvelé pour le Moyen Âge et à la peinture de style troubadour, qui trouve son apogée sous la Restauration.
La nouvelle royauté relance un certain prestige des professions artistiques abandonné depuis 1789, et surtout l'économie qui va avec. Plusieurs artistes professionnelles enseignent au sein d'ateliers exclusivement féminins ou mixtes, comme Marie-Victoire Jaquotot et Lizinska de Mirbel, peintres officielles des monarques, Hortense Haudebourt-Lescot, Marie-Élisabeth Blavot-Cavé et Sophie Rude. Au Salon de 1835, la place relative des femmes est la plus forte jamais atteinte (17 %), malgré un taux de refus élevé (25 %, contre 13 % pour les hommes), avec toujours de la peinture de fleurs, de la miniature, de la peinture sur porcelaine, des sujets religieux, et aussi, pratiqué davantage par les femmes, le nouveau genre historique troubadour, mais aucun autoportrait en 1835 ni en 1839. Les femmes seront même au nombre de 297 au Salon organisé à la hâte et sans jury au lendemain de la révolution de 1848. Mais, comme aux précédents Salons depuis 1791, et à tous ceux du XIXe siècle, beaucoup d'entre elles n'ont exposé qu'une ou deux fois et sont complètement oubliées de nos jours.

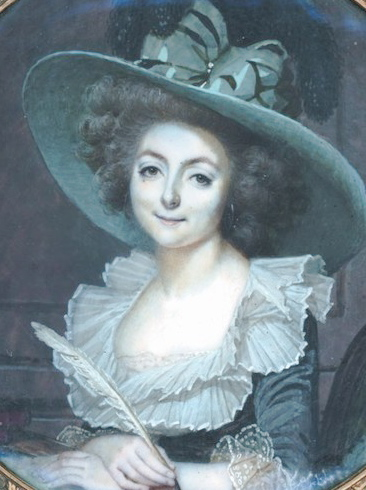
Sophie de Condorcet
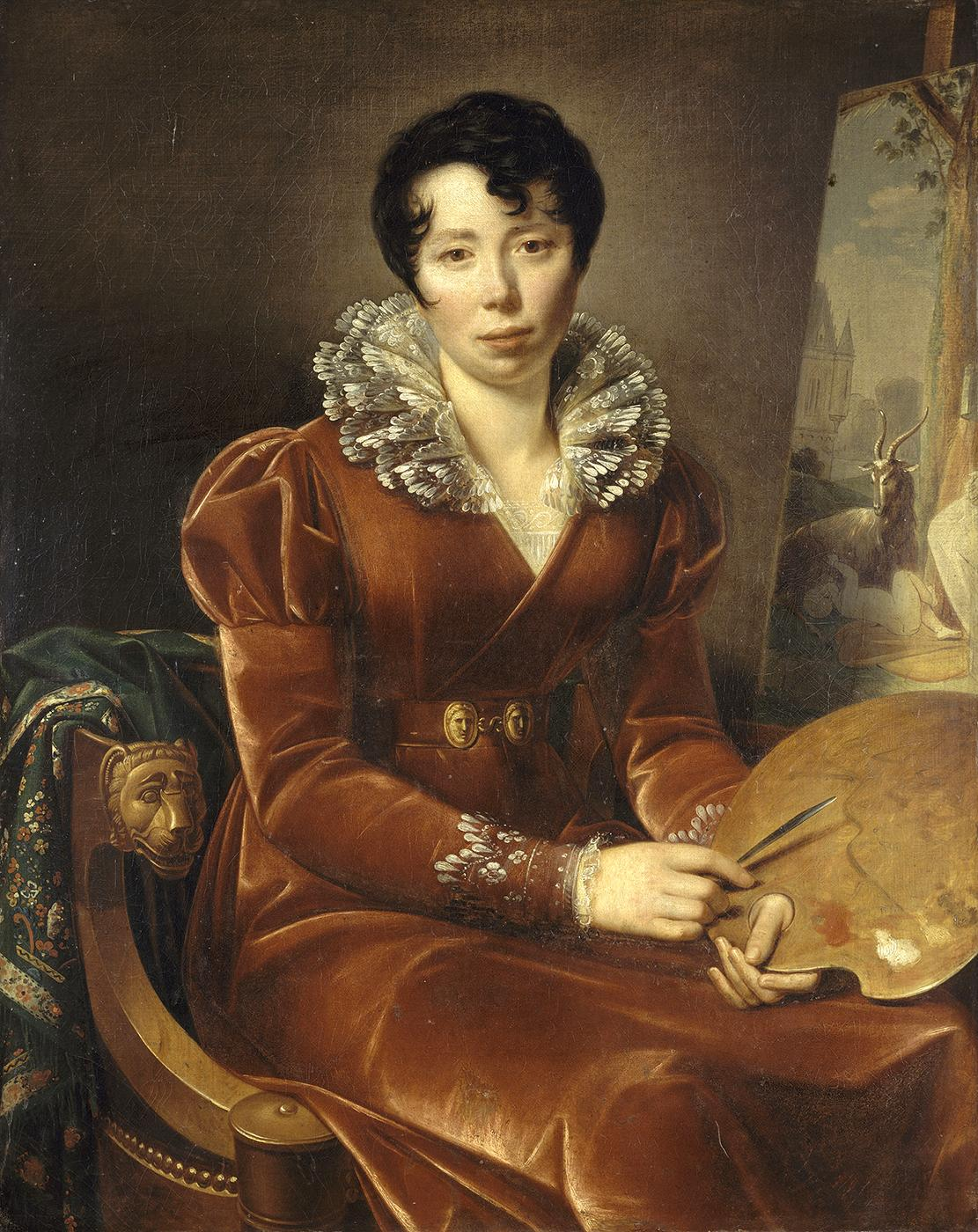
Henriette Lorimier, 1807
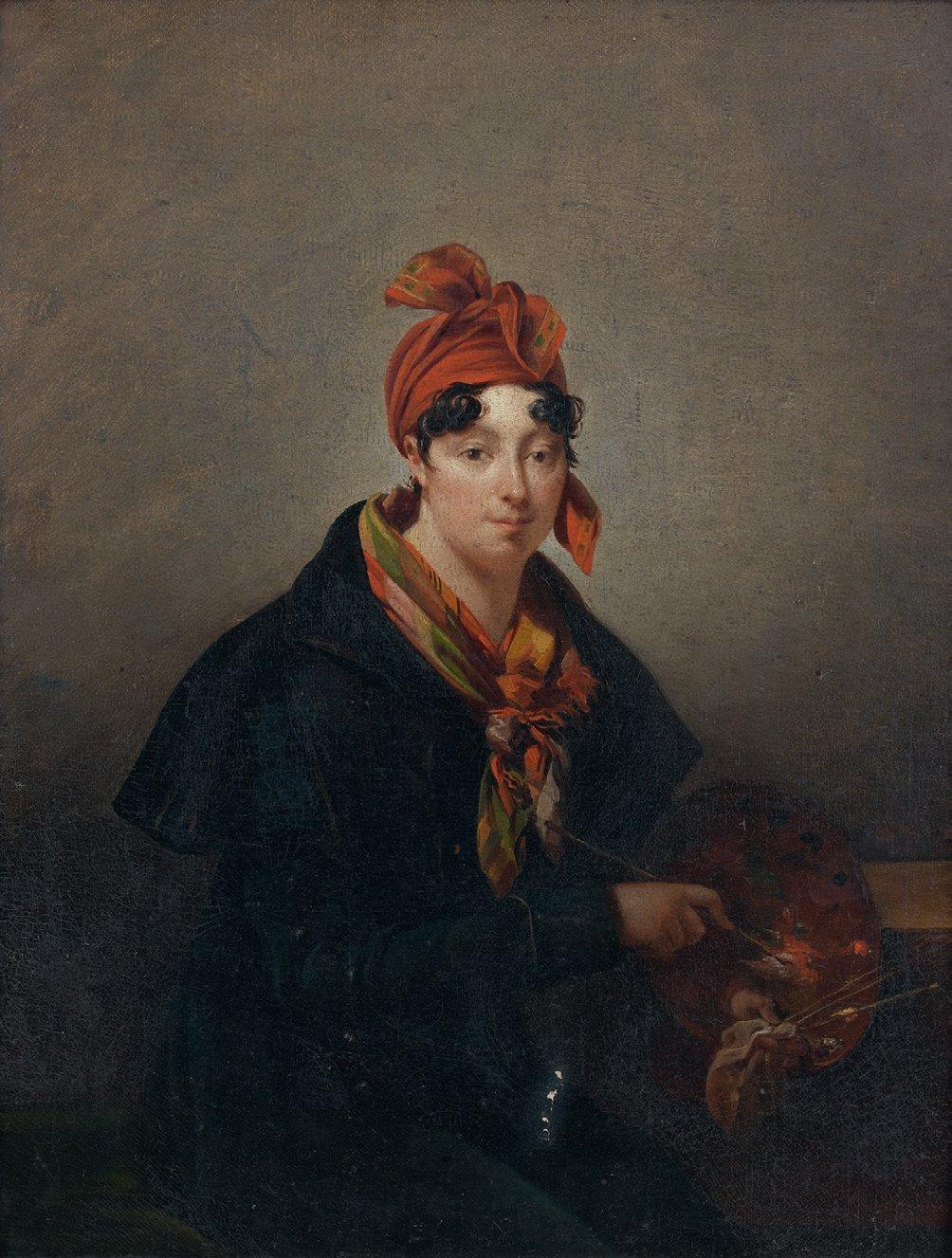
Hortense Haudebourt-Lescot
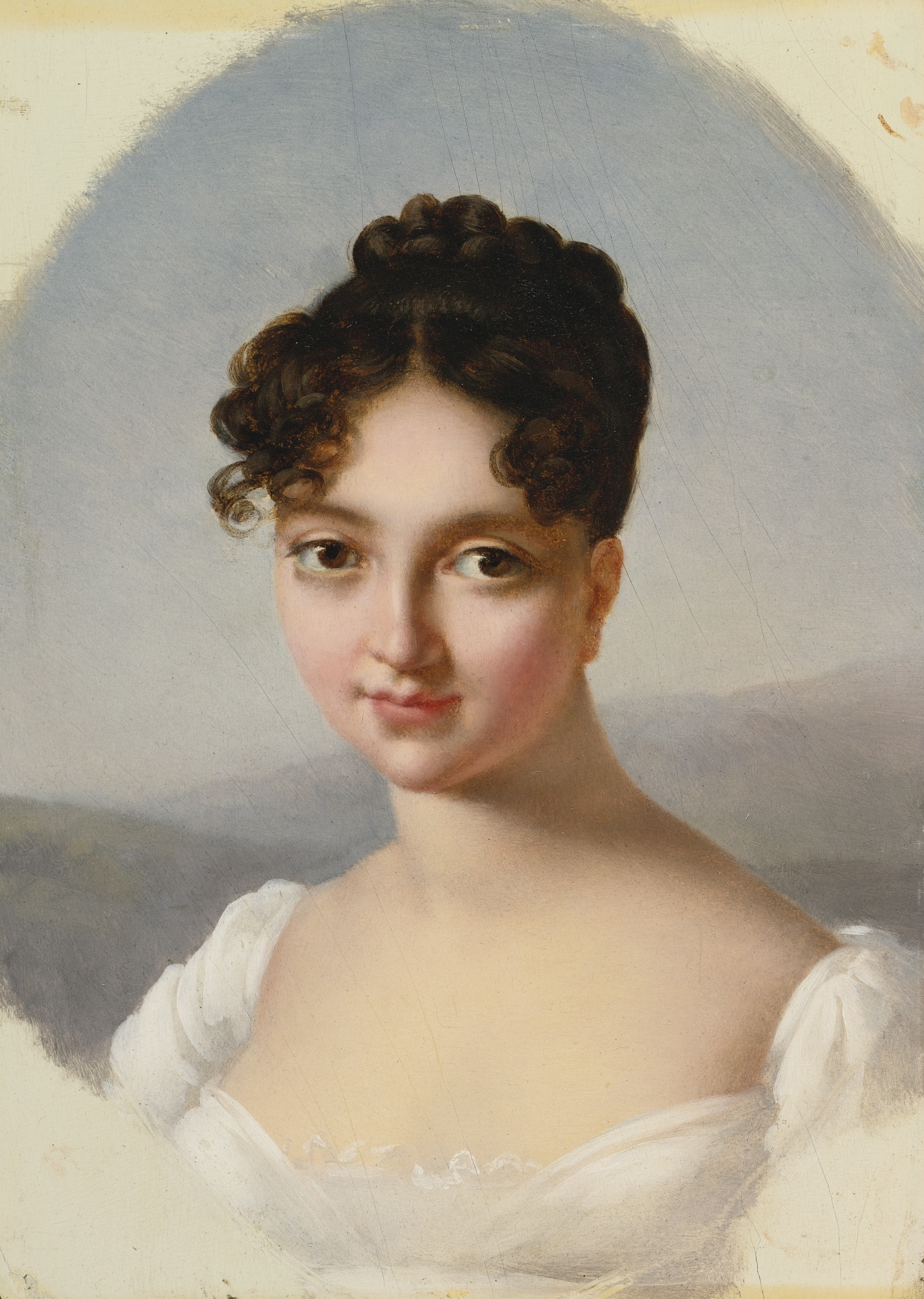
Marie Victoire Jaquotot
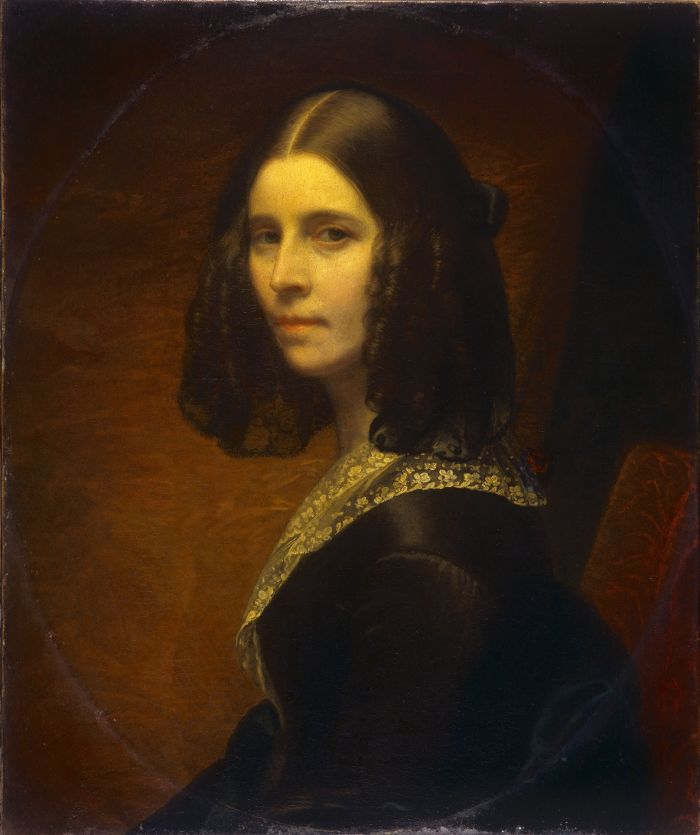
Sophie Rude, 1841
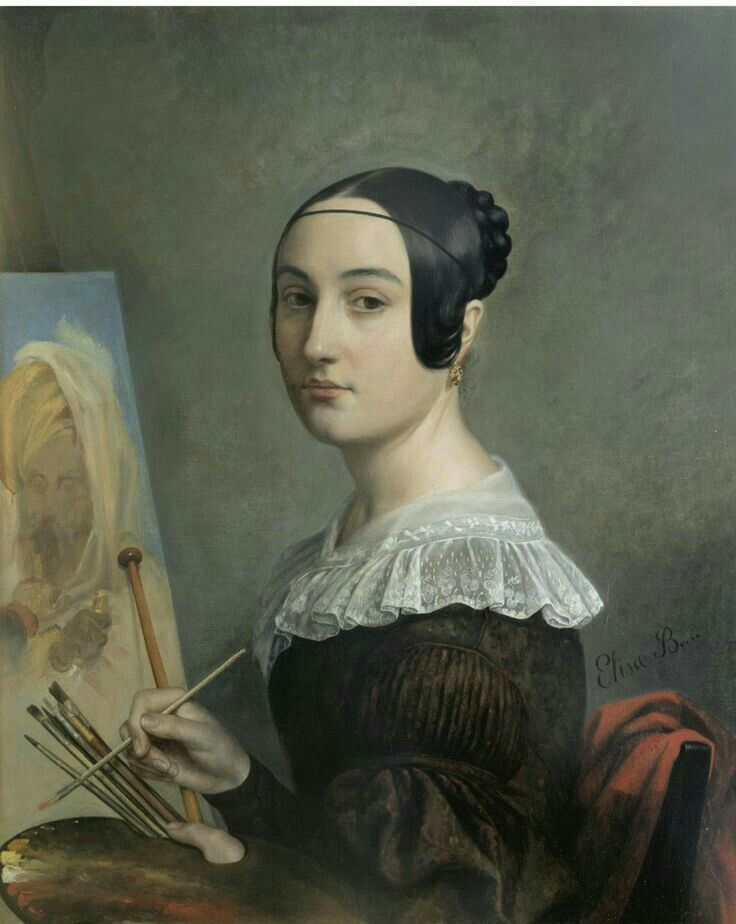
Marie-Élisabeth Blavot-Cavé, c.1850

### 1850-1900
Pour les artistes femmes, le milieu du XIXe siècle correspond en France à la fin de ce que Séverine Sofio a appelé « la parenthèse enchantée », où elles ont été « plus nombreuses, plus visibles, plus acceptées, plus libres qu'elles ne l'ont été avant et qu'elles ne le seront par la suite ». C'est aussi la fin de la hiérarchie des genres, minée dès les dernières années du siècle précédent par des artistes qui ne se reconnaissaient plus dans la relégation en peintres de portrait et de genres mineurs, et trop associée à l'Académie Ancien Régime pour les révolutionnaires menés par David. Si l'activité de portraitiste est de nouveau florissante, c'est en revanche pour l'autoportrait féminin l'« effacement de la revendication des femmes en tant qu'artistes ».
Il y peu à dire sur l'autoportrait du début de la deuxième moitié du XIXe siècle en France, tandis qu'Anna Stainer-Knittel (en) en Allemagne et Julie Wilhelmine Hagen-Schwarz en Russie poursuivent des carrières de portraitistes et peintres romantiques, et qu'en Angleterre Elizabeth Siddal et Marie Spartali Stillman intègrent le mouvement préraphaélite, dont se rapprochera le symbolisme de Jeanne Jacquemin (cf. Saintes, saints et Christ), symbolisme qui inspirera aussi Sophie von Adelung (en), et, à leurs débuts, Cornelia Paczka-Wagner, Jacqueline Marval, Dora Wahlroos et Nasta Rojc (hr) (cf. Nus).

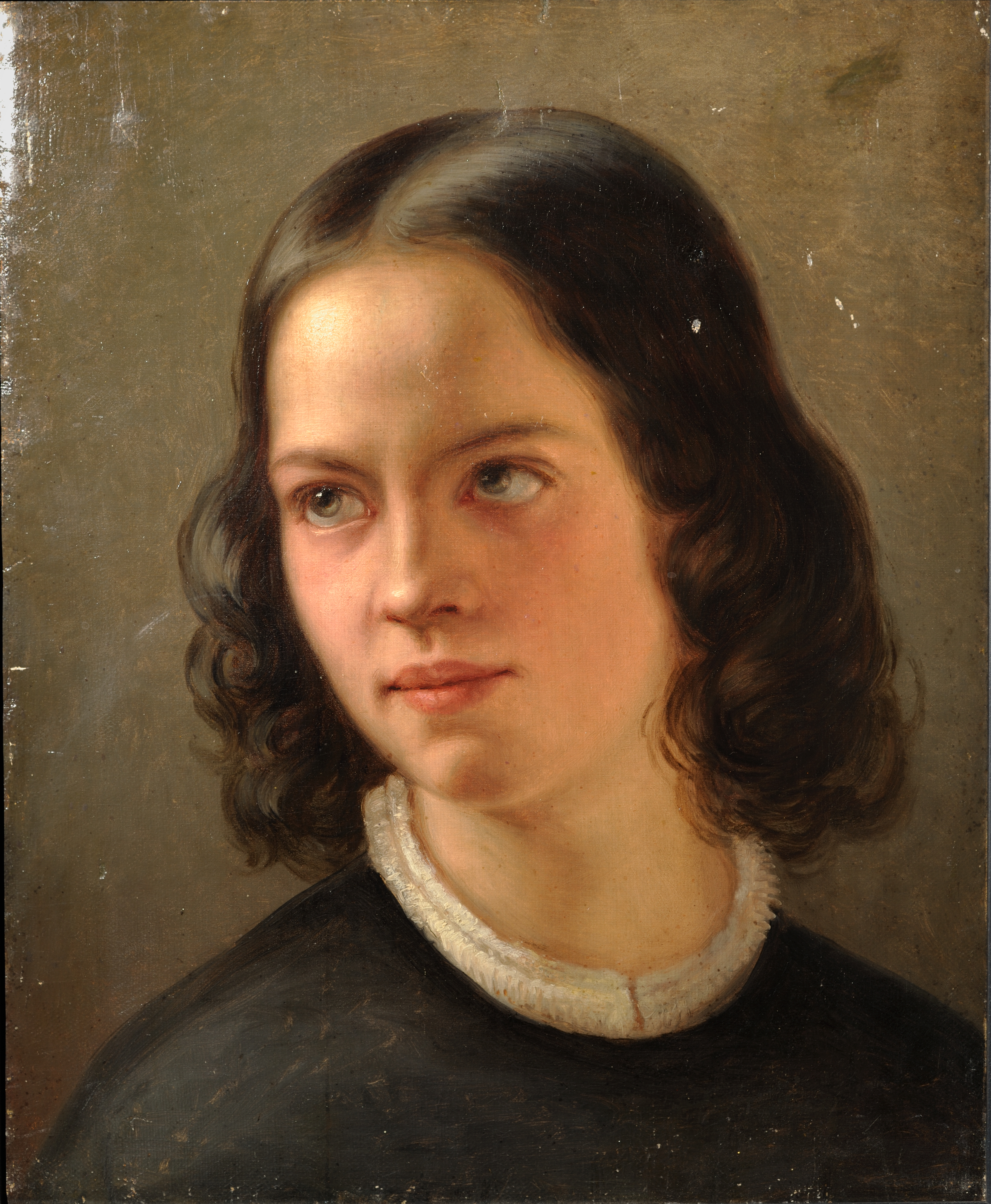
Julie Wilhelmine Hagen 1849
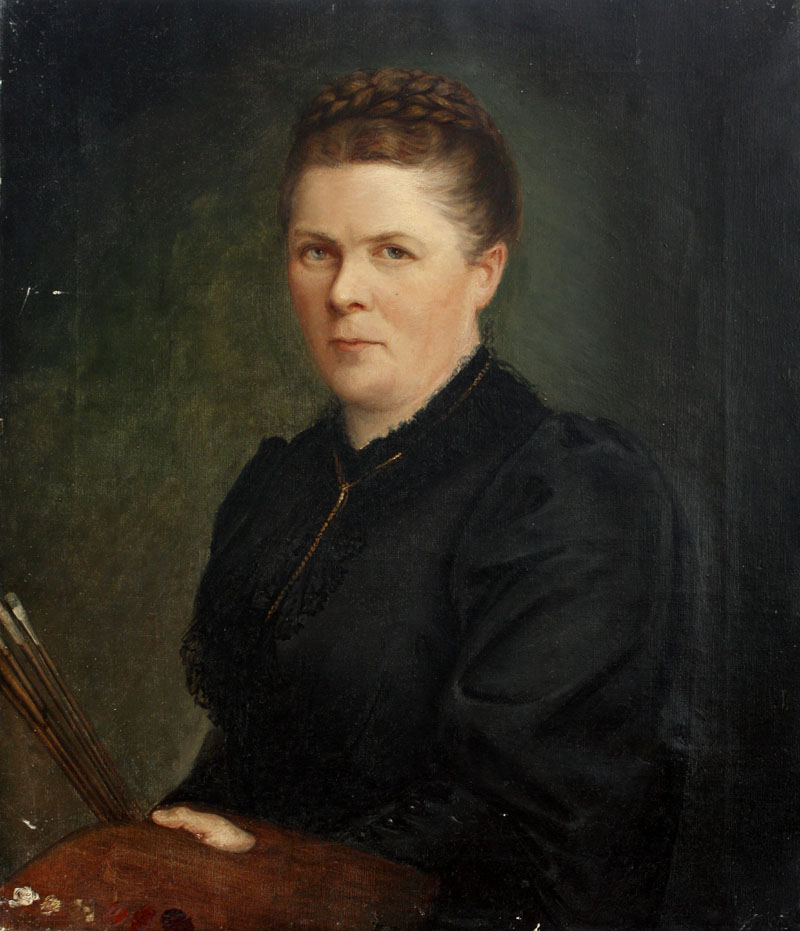
Anna Stainer-Knittel
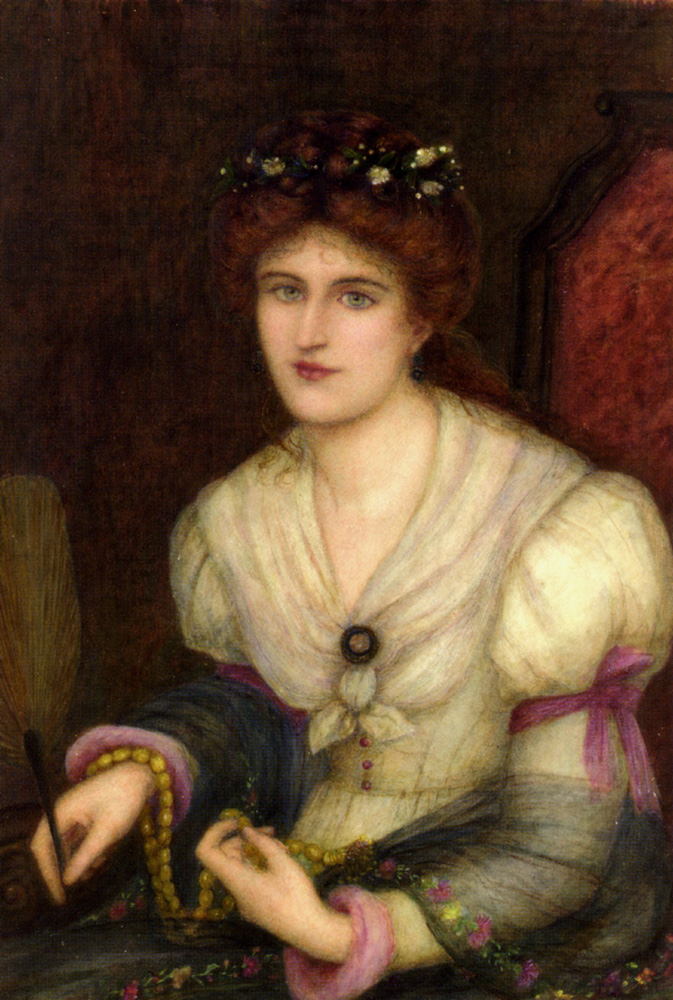
Marie Spartali Stillman, 1871
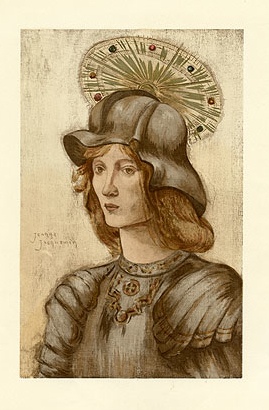
Jeanne Jacquemin, 1897
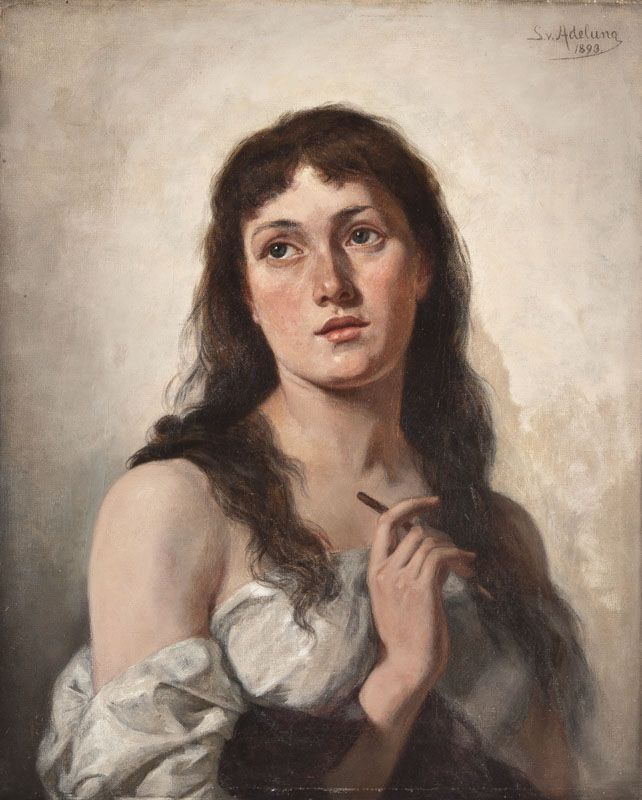
Sophie von Adelung, 1893
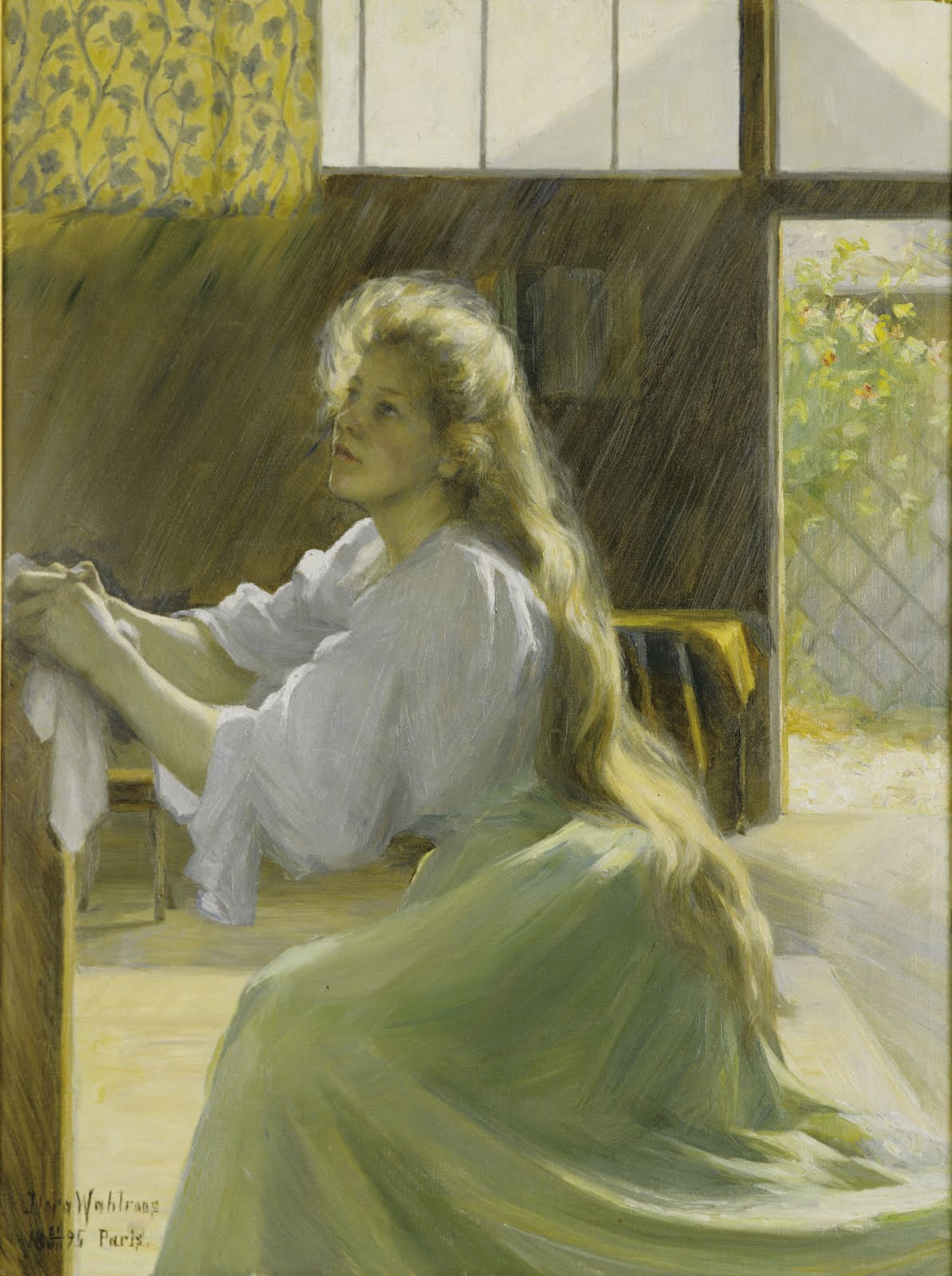
Dora Wahlroos, Inspiration, 1895

Portraitiste à succès à Londres, première femme à être élue à la Royal Society of British Artists (1901), Louise Jopling a fait une dizaine d'autoportraits, à l'aquarelle, au pastel et à l'huile, dont deux avec palette et pinceaux, où elle apparait en gauchère dans le premier (1875), et non inversée dans le second (1888), peut-être réalisé  d'après photographie. Ce sont cependant ses portraits par Whistler et Millais qui sont les plus appréciés de la critique et du public.
Survenue dans les années 1860, la révolution impressionniste remet des peintres françaises à l'honneur, avec Berthe Morisot, Eva Gonzalès et Marie Bracquemond, et aussi les Américaines qui s'y sont ralliées, Mary Cassatt, Lilla Cabot Perry, Cecilia Beaux et Alice Pike Barney. La vieille rengaine des critiques d'art, même voulant faire un compliment, du type « C'est un homme que cette femme », commence à se faire moins entendre. Malheureusement, sauf pour les trois dernières, leurs autoportraits respectifs se comptent sur les doigts d'une main.

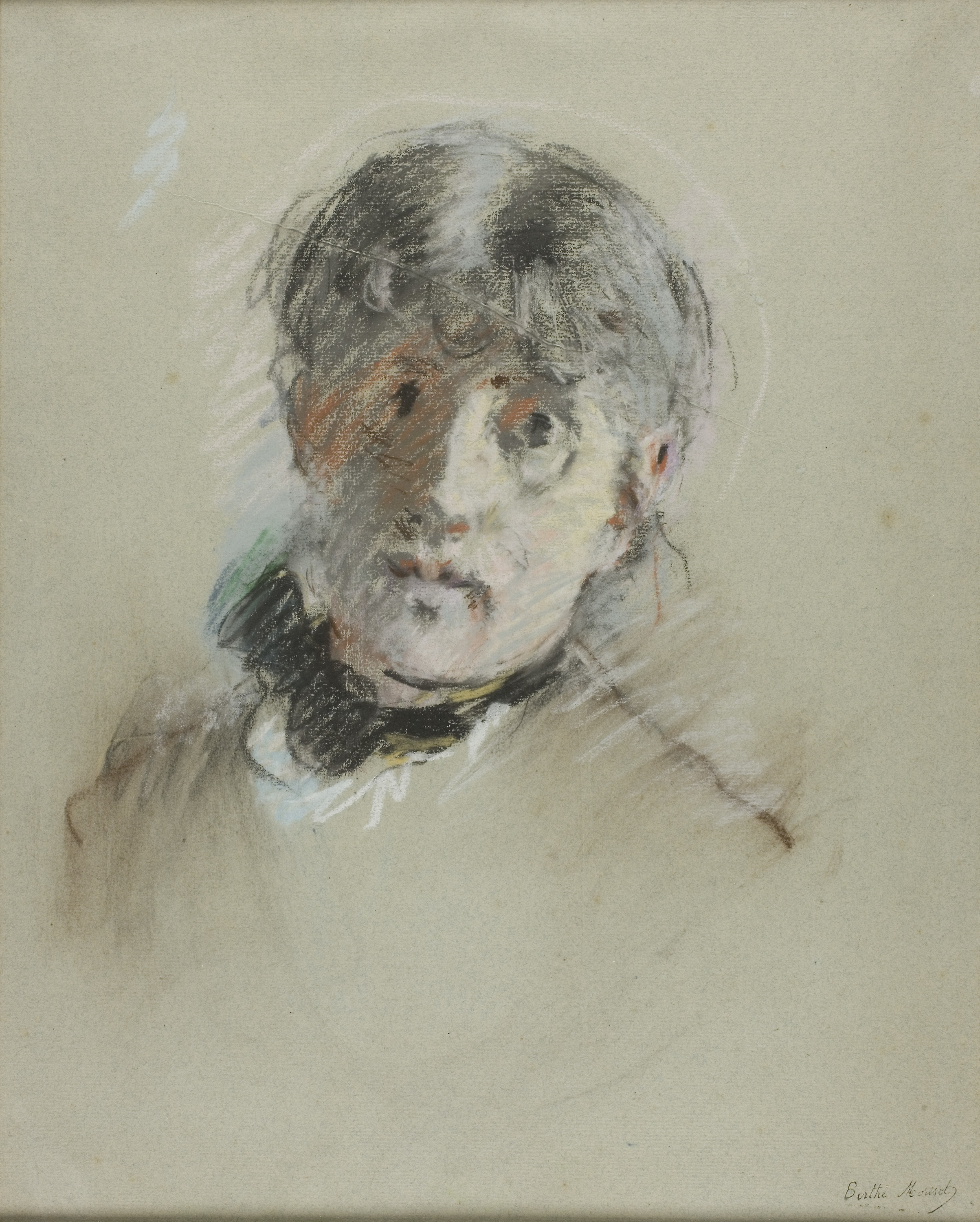
Berthe Morisot, c.1885
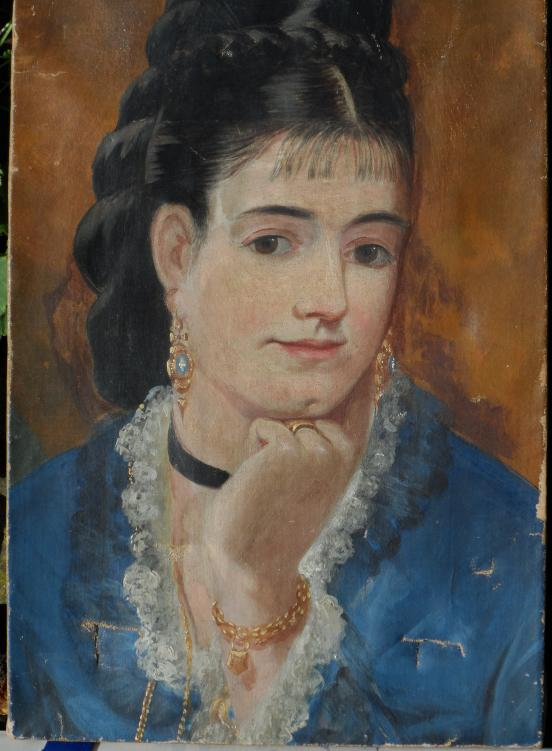
Eva Gonzalès
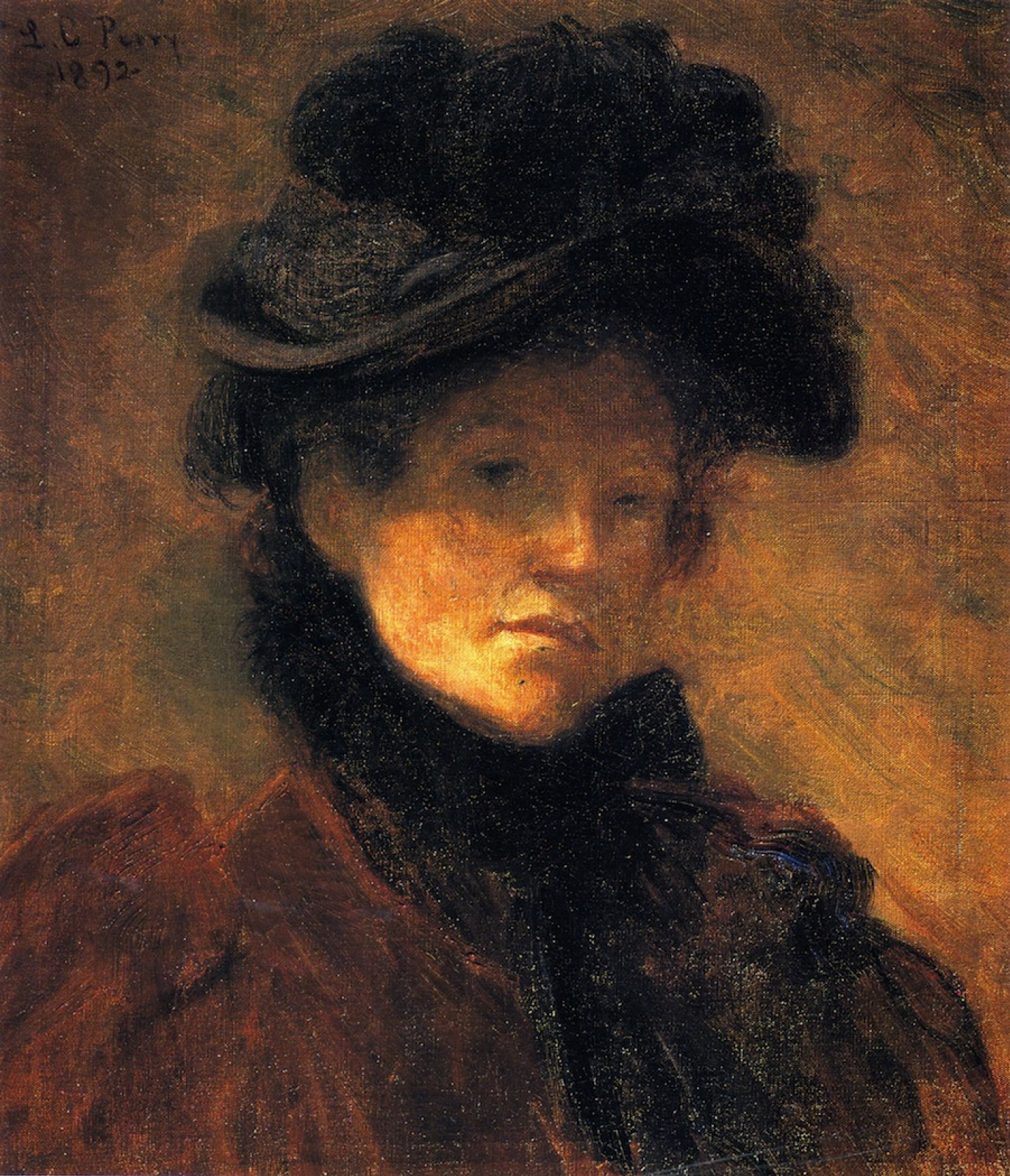
Lilla Cabot Perry, 1892
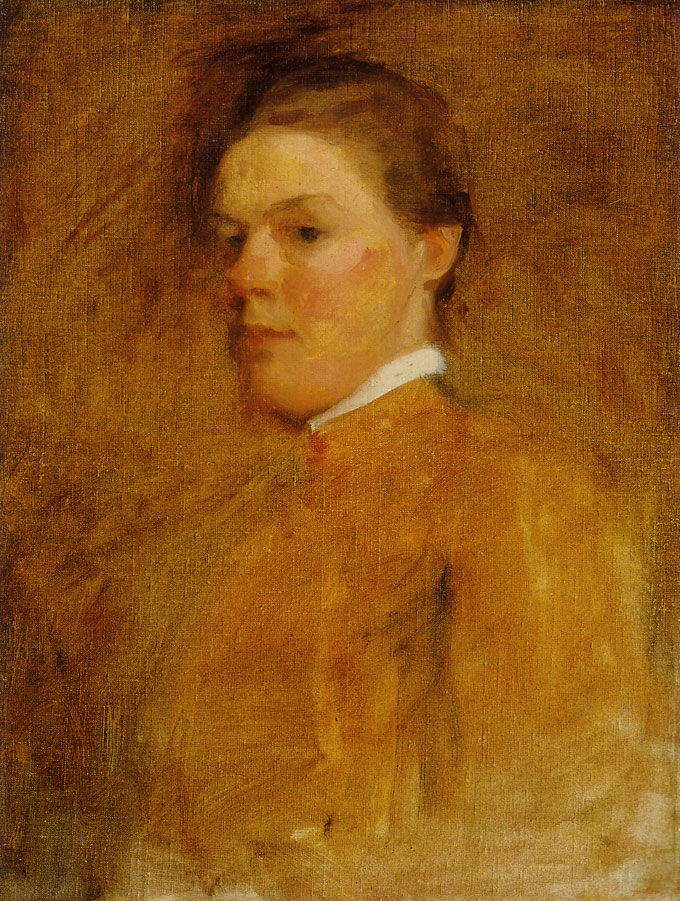
Cecilia Beaux, c.1880-85
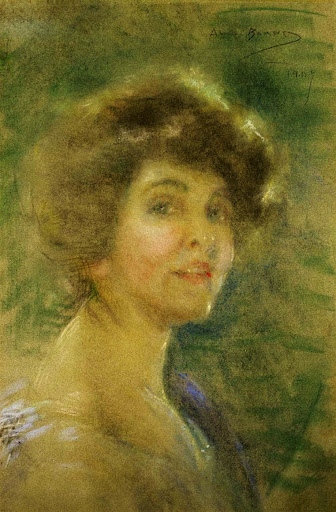
Alice Pike Barney c.1900
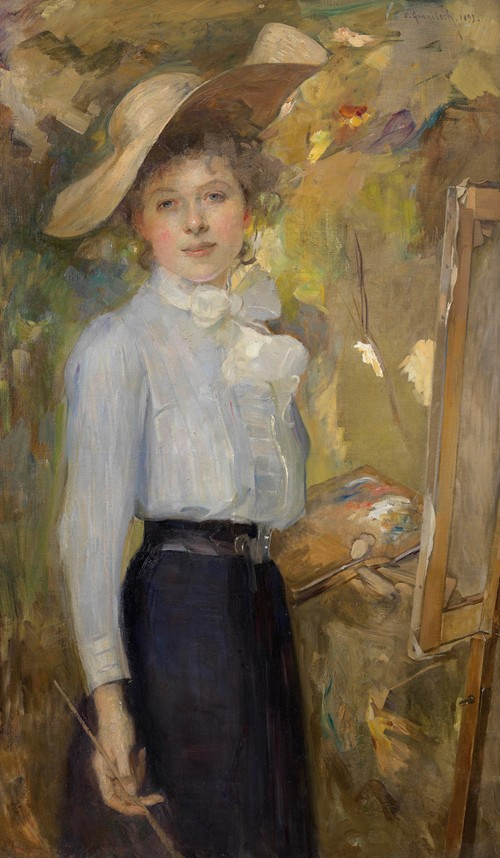
Susanne Granitsch (de), 1899

Dans d'autres pays où l'impressionnisme reste peu apprécié, beaucoup de femmes continuent de faire des autoportraits dans un style réaliste : Sabine Lepsius et Anna Bilińska se distinguent par leur présentation de face et en tenue de travail avec palette et pinceaux, tandis que la Polonaise Maria Podlewska (pl) (1862-1948) se tient devant un fond rouge qu'on dirait d'incendie ; Elin Danielson-Gambogi, Fanny Inama von Sternegg (de), Ivana Kobilca et Olga Boznańska font quant à elles des autoportraits tout au long de leurs carrières.

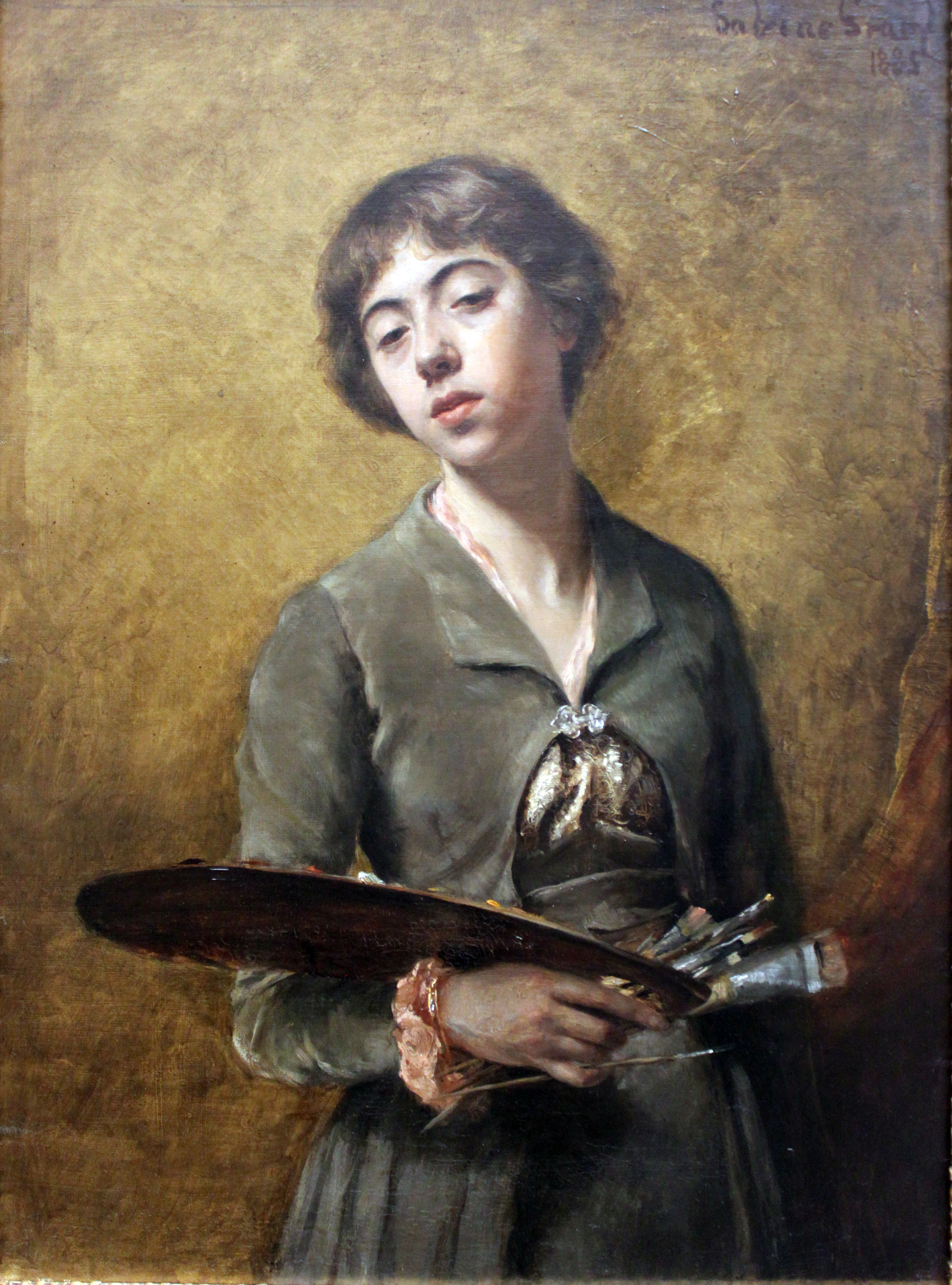
Sabine Lepsius, 1885
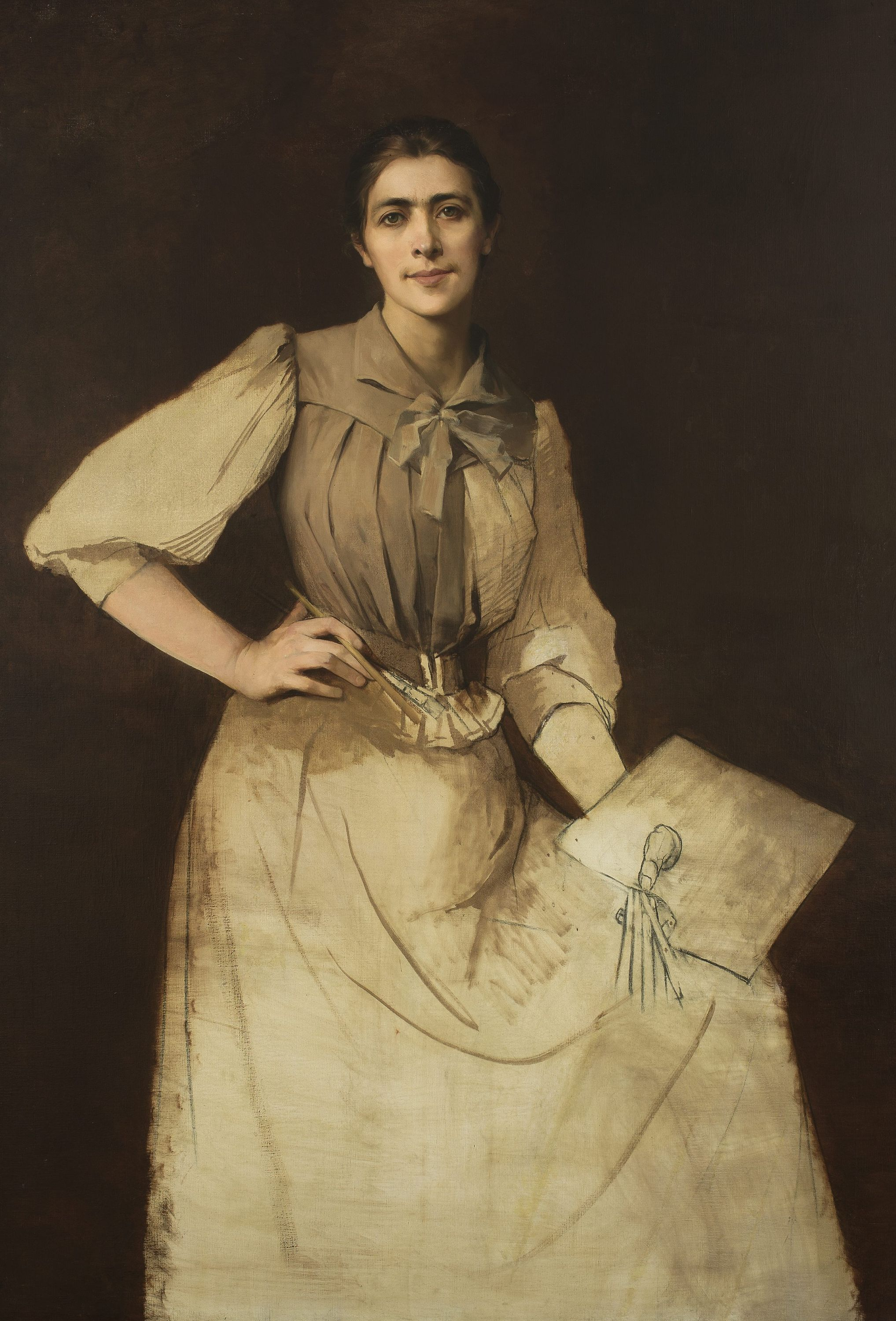
Anna Bilińska, 1892
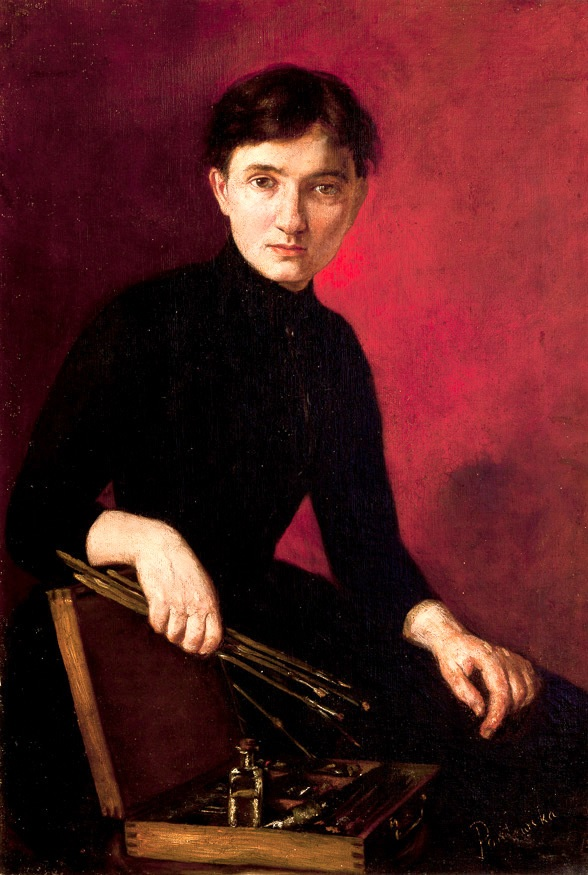
Maria Podlewska, c.1900
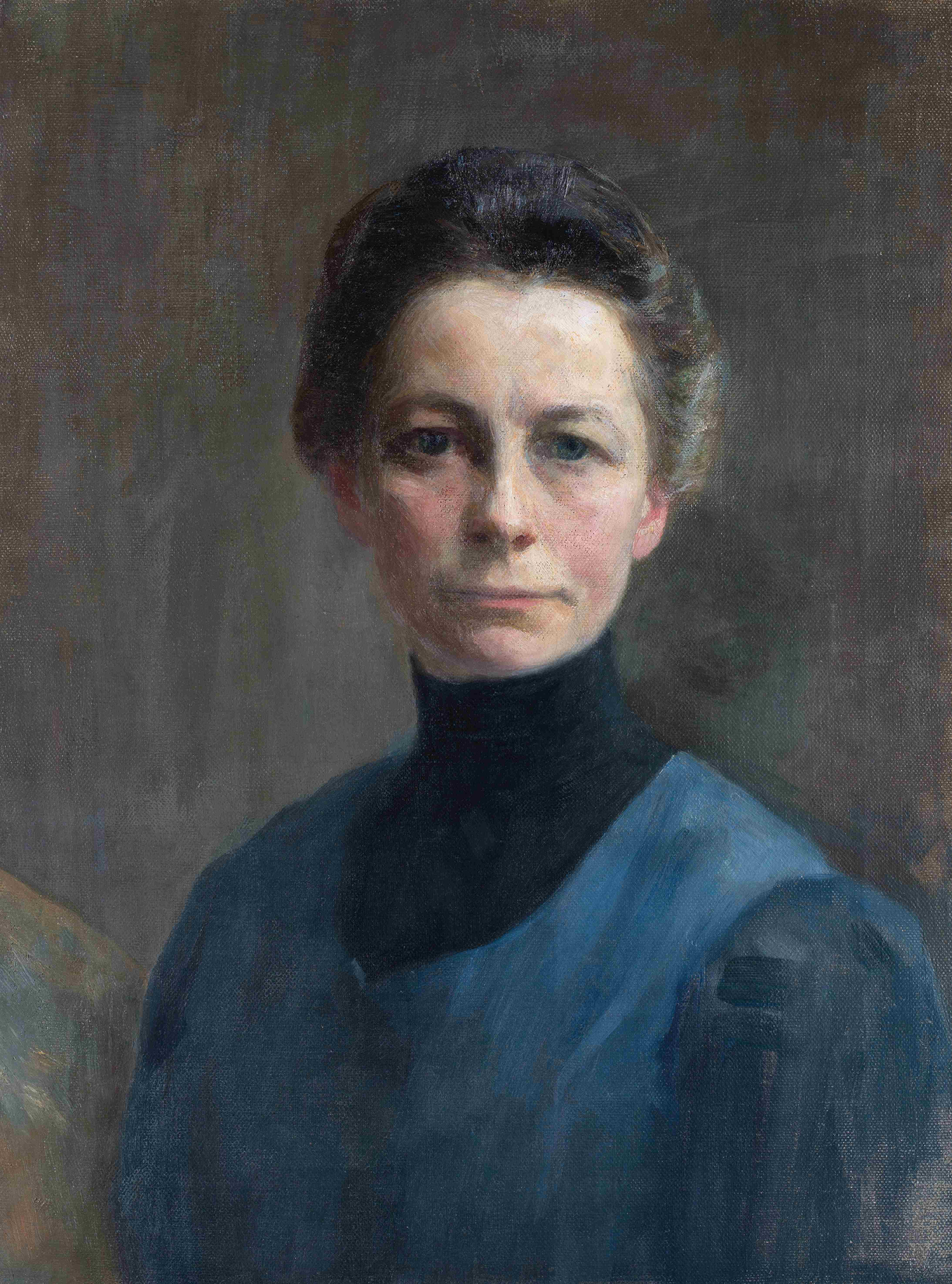
Ivana Kobilca, c.1893-95
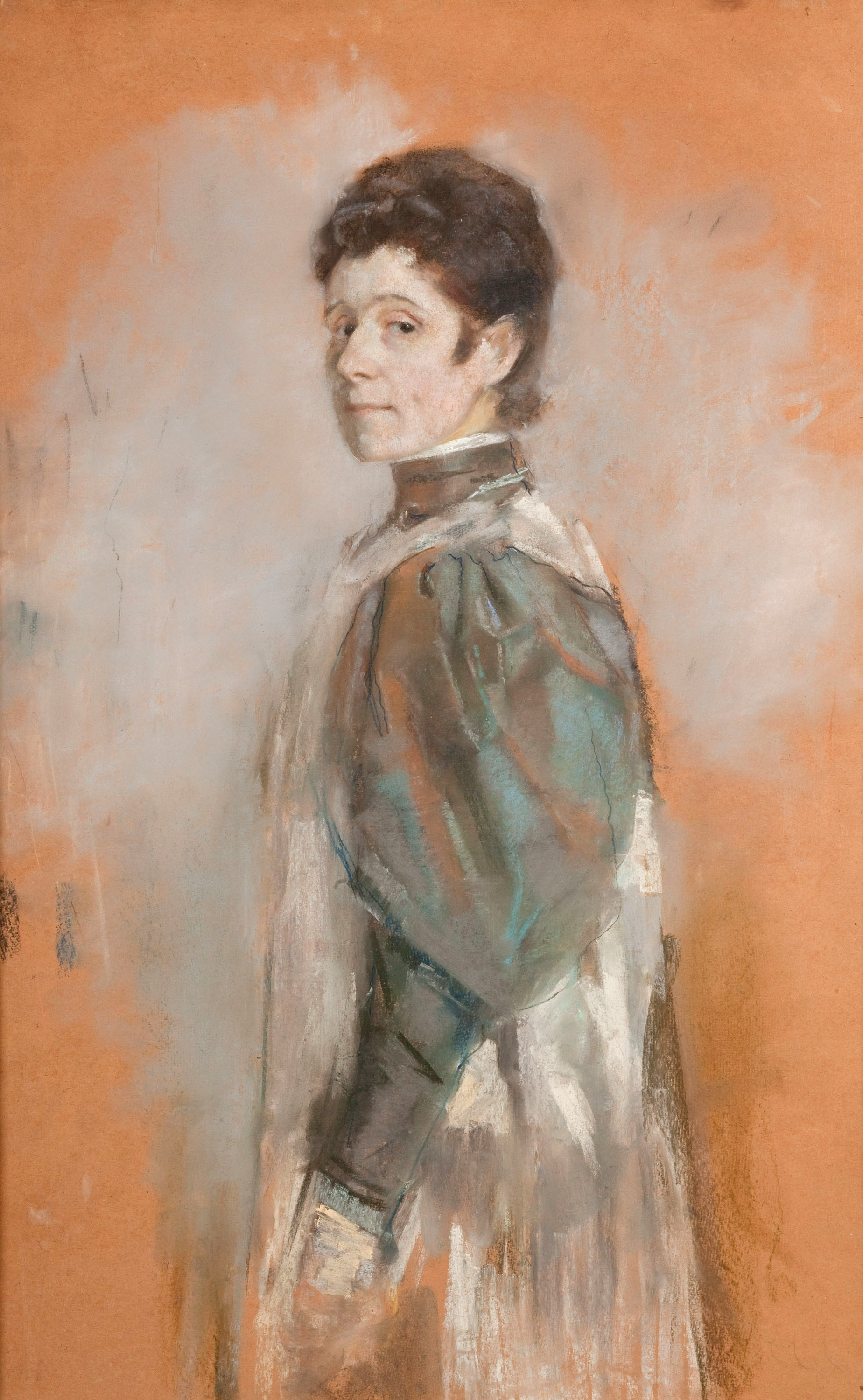
Olga Boznańska, 1898
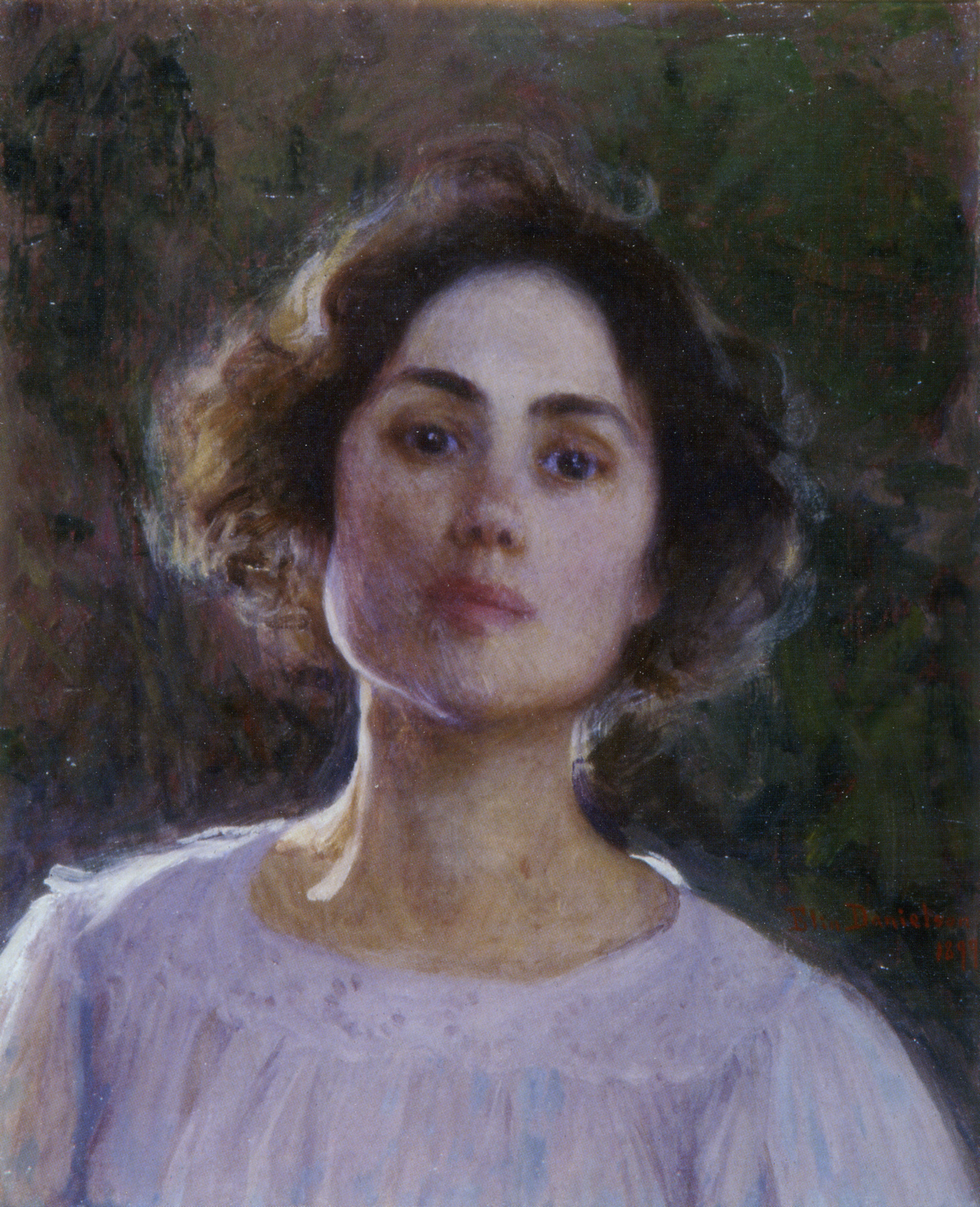
Elin Danielson-Gambogi 1899
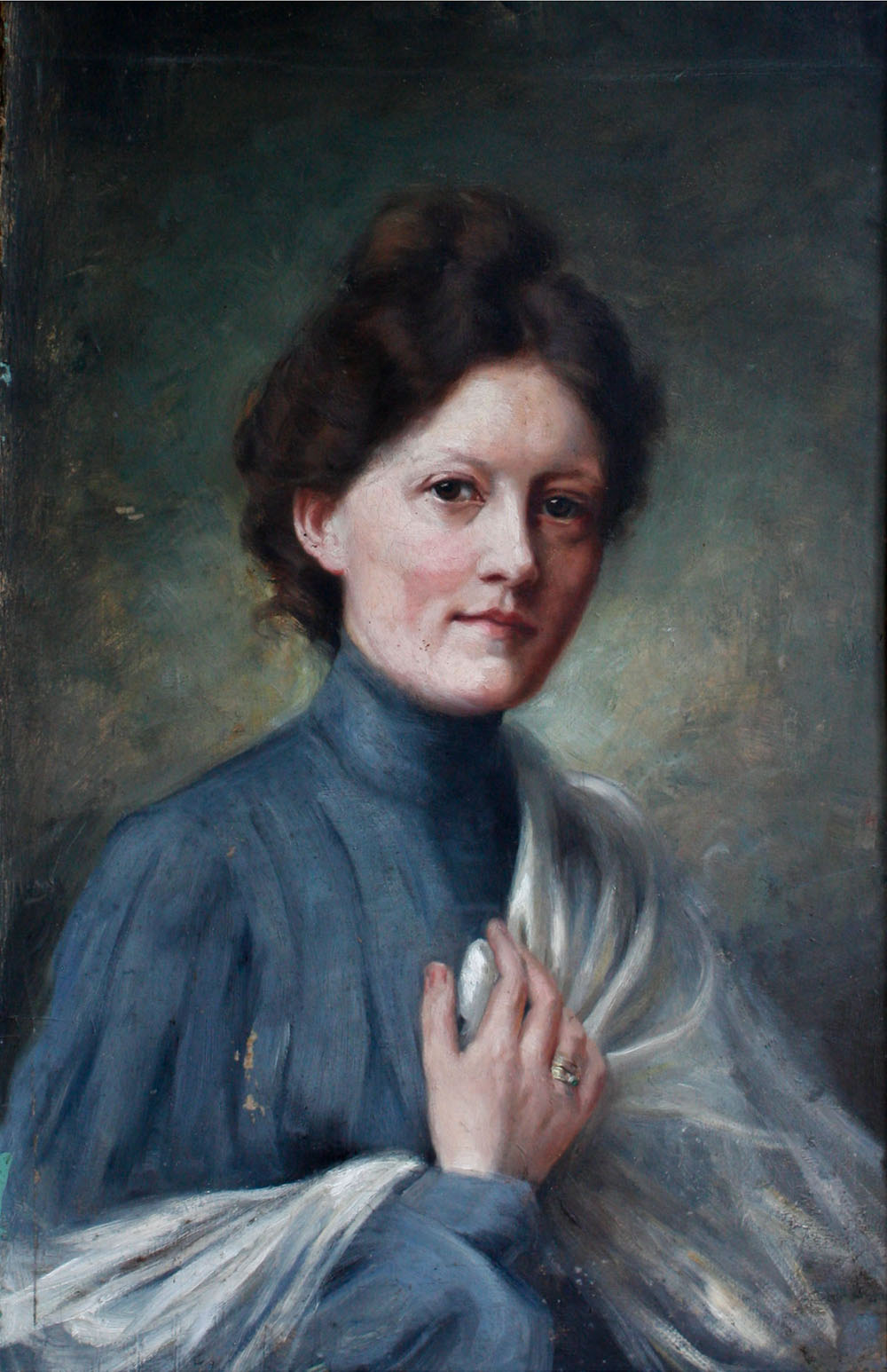
Fanny Inama von Sternegg

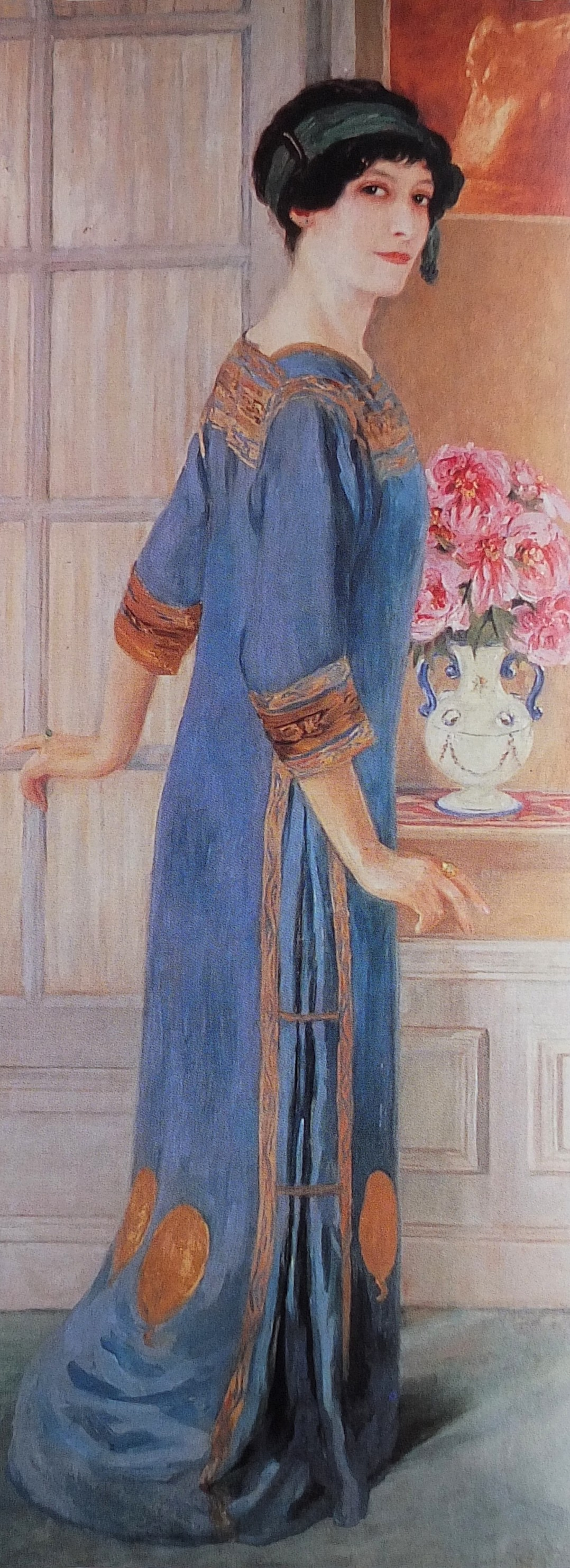
Clémentine-Hélène Dufau, 1911

Bien que des écoles de peinture acceptant les femmes existent au Royaume-Uni (Slade School of Fine Art, Royal Academy of Arts, Glasgow School of Art), aux États-Unis (Cowles Art School à Boston, Pennsylvania Academy of the Fine Arts à Philadelphie), en Suède et ailleurs, le prestige de Paris est tel que beaucoup de jeunes peintres viennent s'y former ou se perfectionner avec des maîtres de renom comme Chaplin ou Carolus-Duran, et dans les académies ouvertes aux femmes, l'Académie Julian et l'Académie Colarossi étant les plus cotées, ou les académies de la Grande Chaumière, La Palette, Ranson, Vitti et Delécluse ; leurs étudiantes ayant laissé des autoportraits sont, entre autres, Marie Bashkirtseff, dont la courte carrière fut principalement consacrée au naturalisme et dont très peu de tableaux subsistent, Louise Catherine Breslau, Mina Carlson-Bredberg (en), Ellen Day Hale (en), Ellen Thesleff, Gwen John, Mathilde Battenberg (de), Maria Wiik, Ida Waugh (en) (autoportrait [s.d.]), Emily Carr, Hélène Oettingen, Zinaïda Serebriakova, Käte Hoch, Kitty Lange Kielland, Eva Bonnier, Agnes Goodsir, Lydia Field Emmet (en), Bessie MacNicol, Elizaveta Kruglikova, Romaine Brooks, Agda Holst (sv), Paula Modersohn-Becker, Tekla Michalina Nowicka-Kwiatkowska (1877-1932), Helene Schjerfbeck, Marie Vassilieff, Alice Halicka, Marie Vorobieff, Dod Procter (en), Tarsila do Amaral, Amrita Sher-Gil, Jeanne Bieruma Oosting (nl) (autoportrait de 1932), Fan Tchunpi (en) (1937), Georgette Chen (autoportrait de 1946), Lois Mailou Jones, et des Françaises comme Victorine Meurent. Suzanne Valadon et Élisabeth Chaplin font partie de ce qu'on a appelé le postimpressionnisme, et l'Art nouveau est représenté par Jane Atché-Leroux (autoportrait de 1909) et Clémentine-Hélène Dufau, seule femme exposée au musée d'Orsay dans la catégorie autoportrait.

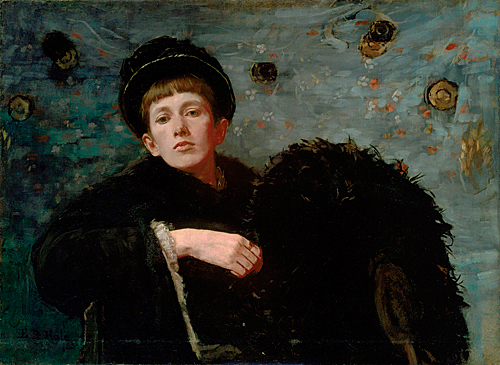
Ellen Day Hale, 1885
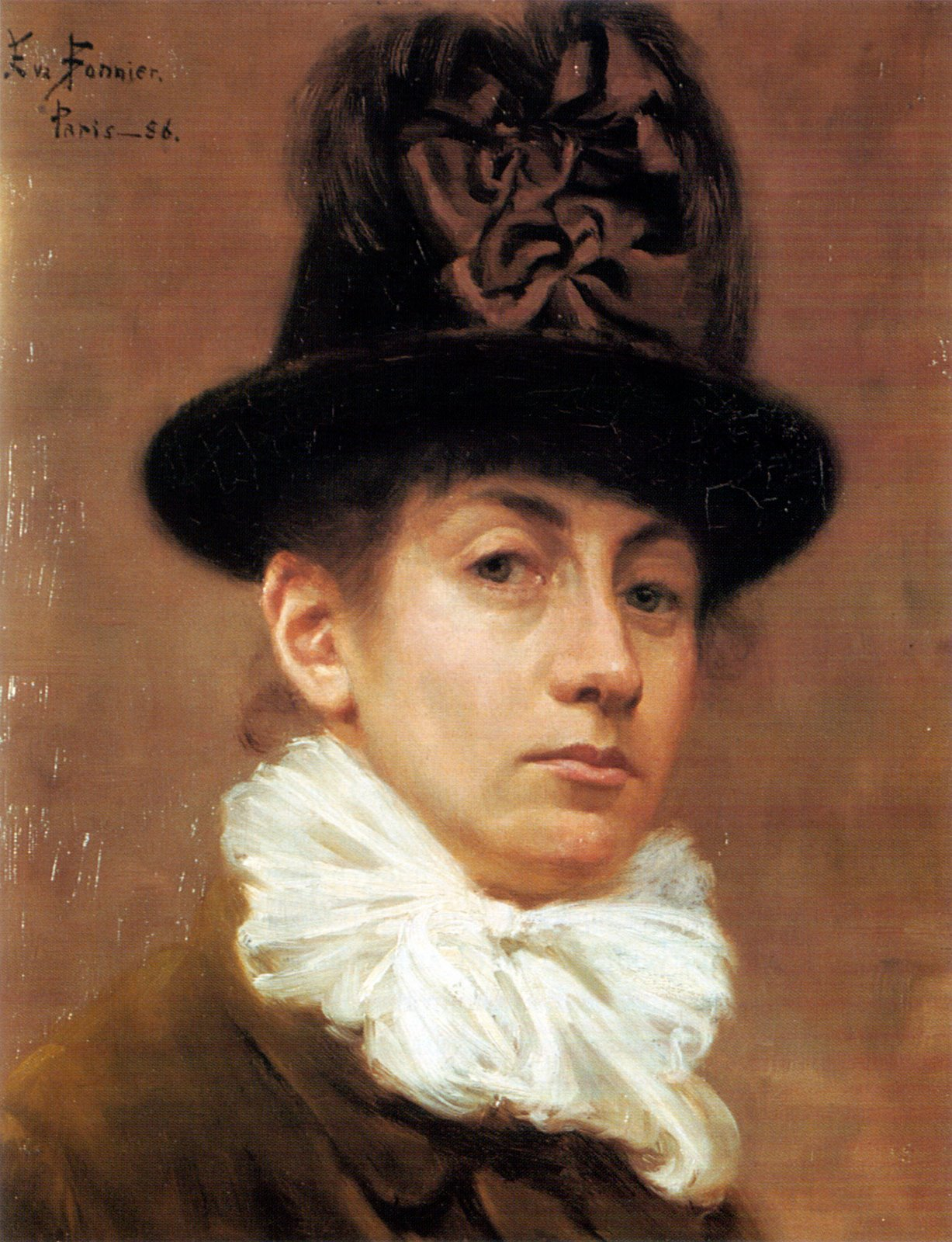
Eva Bonnier, 1888
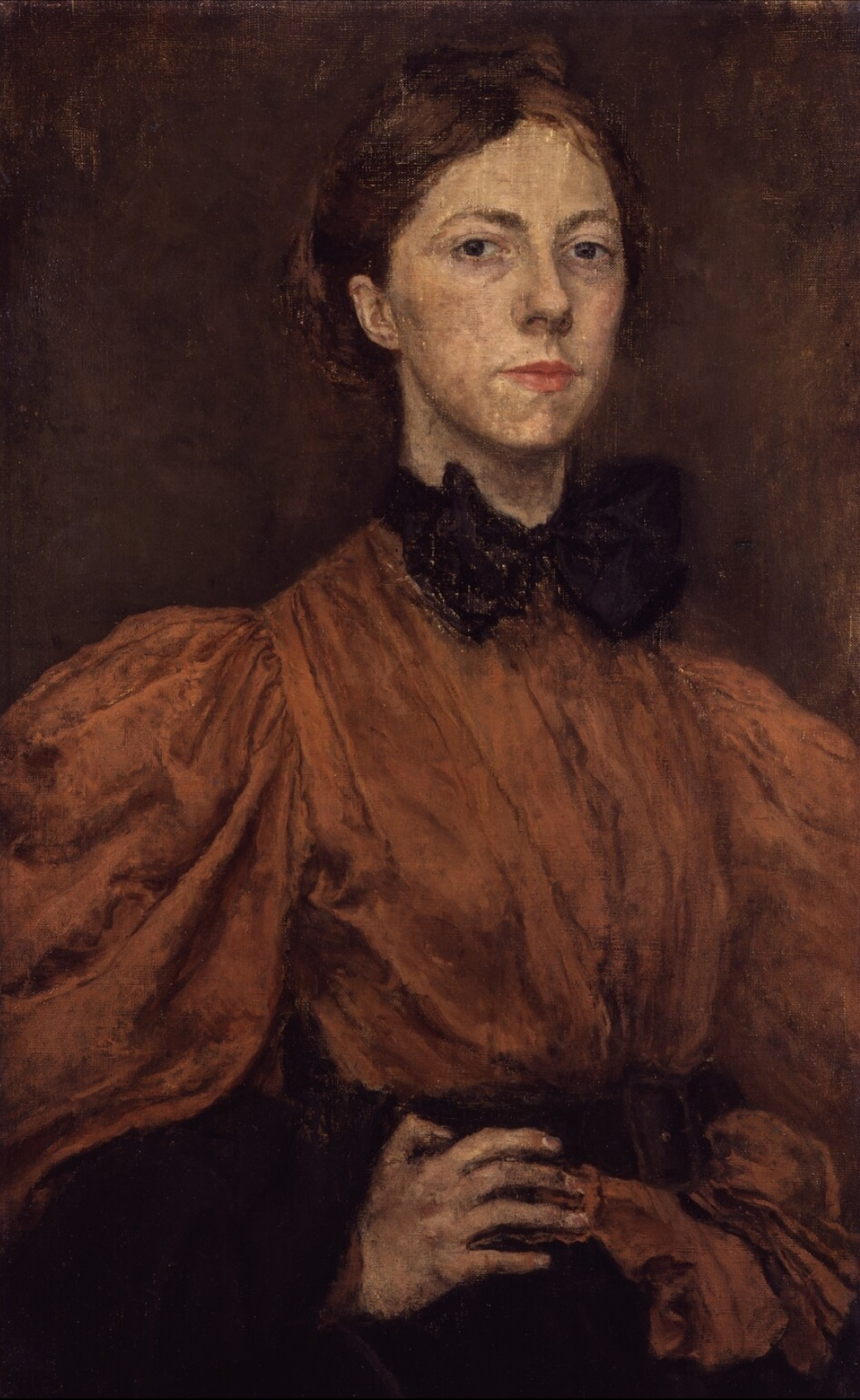
Gwen John, 1900
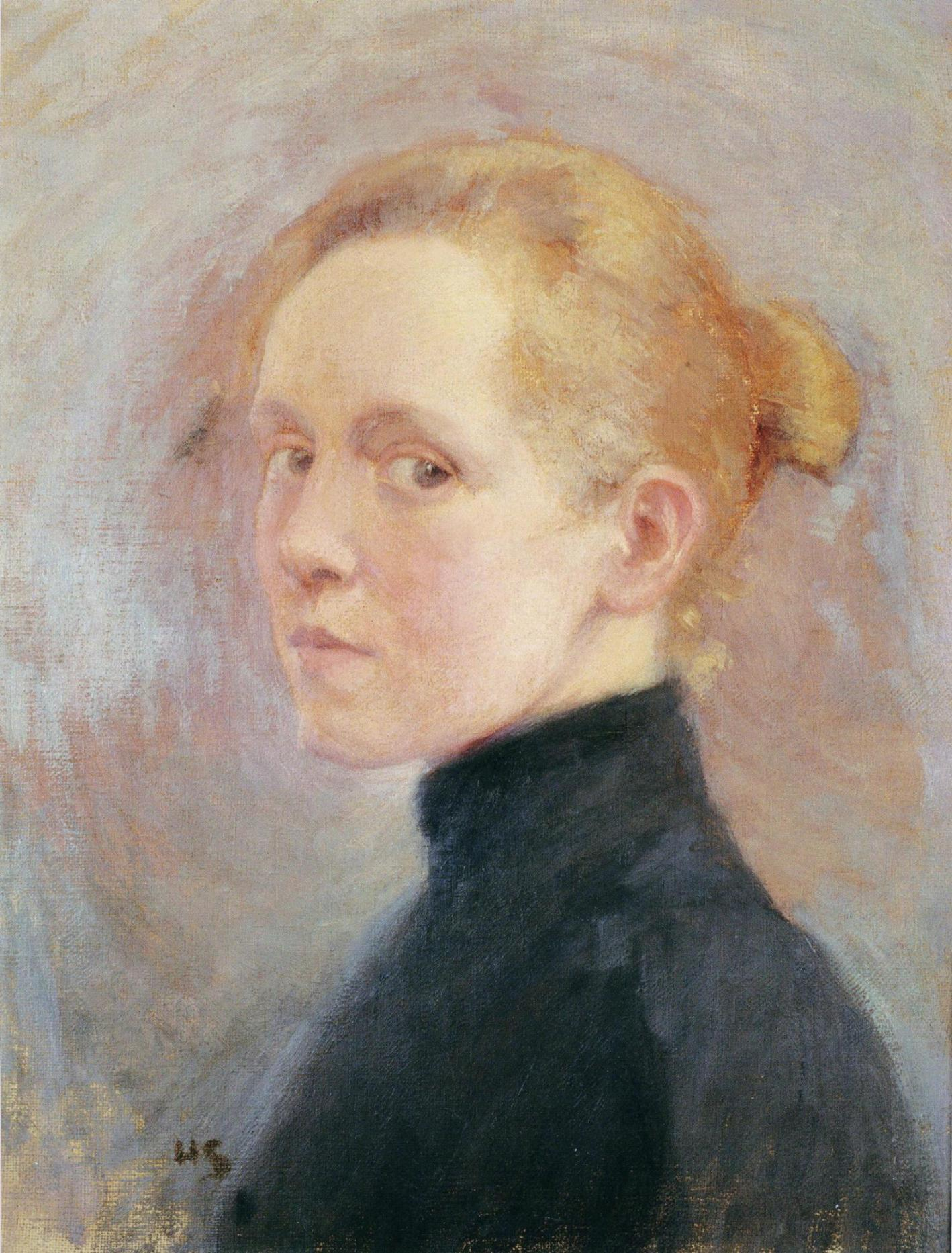
Helene Schjerfbeck, 1895

Réalisé peu de temps après le portrait de sa compagne Gabrielle D. Clements (en) et vertement critiqué par l'académicien et professeur William Bouguereau, qui en déconseille l'exposition au Salon, l'autoportrait de 1884-1885 d'Ellen Day Hale, fille d'une éminente famille bostonienne, pour lequel elle refuse de modifier quoi que ce soit (sa main droite, sa coiffure « à la chien », réservée aux femmes de « mœurs douteuses » et signe de reconnaissance entre femmes homo- ou bisexuelles), est maintenant l'un des fleurons de la collection d'autoportraits du Museum of Fine Arts de Boston.
À la fin du XIXe siècle, ainsi que l'écrivent Cécile Jauneau et Frances Borzello (en), une nouvelle représentation des femmes peintres se fait jour : « On montre les vêtements de travail, les cheveux décoiffés, l'absence de maquillage. L'artiste se peint telle qu'elle se voit dans le miroir, et non comme une dame de bonne société dans des habits inadaptés à la peinture », « elles se décrivent à leur chevalet, vêtues commodément de blouses ou de tabliers, serrant leurs pinceaux et leurs palettes et profondément concentrées, témoignant de la gravité avec laquelle elles considèrent leur place dans le monde de l'art » : c'est le cas, entre autres, de Aniela Poraj-Biernacka (pl) (cf. Blanc), Marie Bashkirtseff, Elisabeth Keyser (en), toutes trois en 1880, Augusta Roszmann (de), Anna Bilińska (1887 et 1892, cf. 1850-1900), Thérèse Schwartze (1888, avec la main en visière et pince-nez, cf. Lunettes, pince-nez et monocle), Milly Childers (en) (1889, en blouse rouge, cf. Rouge), Mina Carlson-Bredberg (en) (1889), Helen Mabel Trevor (1890, avec son béret de peintre), Marie-Louise Bion (1891), Maria Wunsch (1898), Lluïsa Vidal (c.1899), Elin Danielson-Gambogi (1900)…

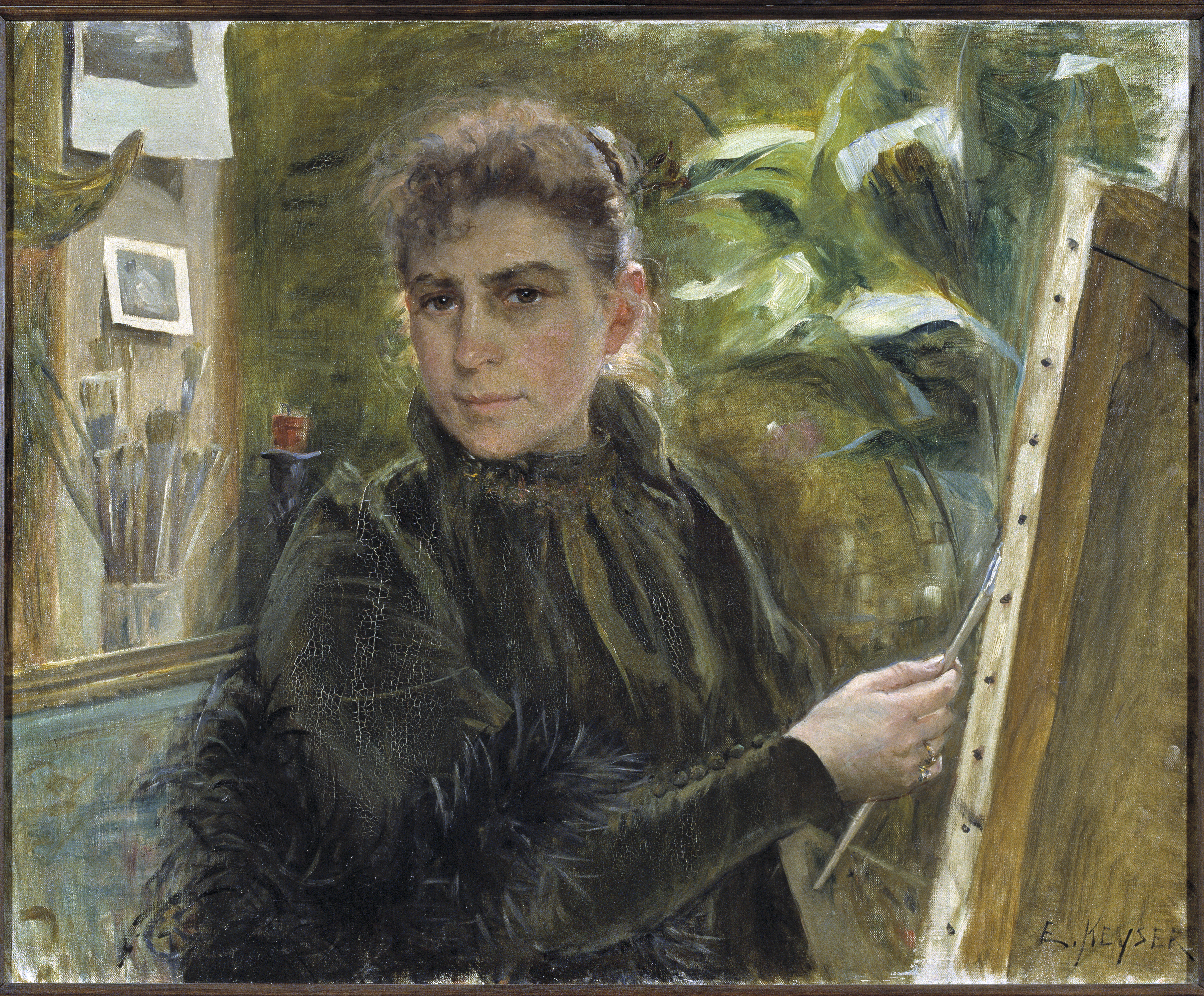
Elisabeth Keyser, c.1880
Anna Bilińska, 1887
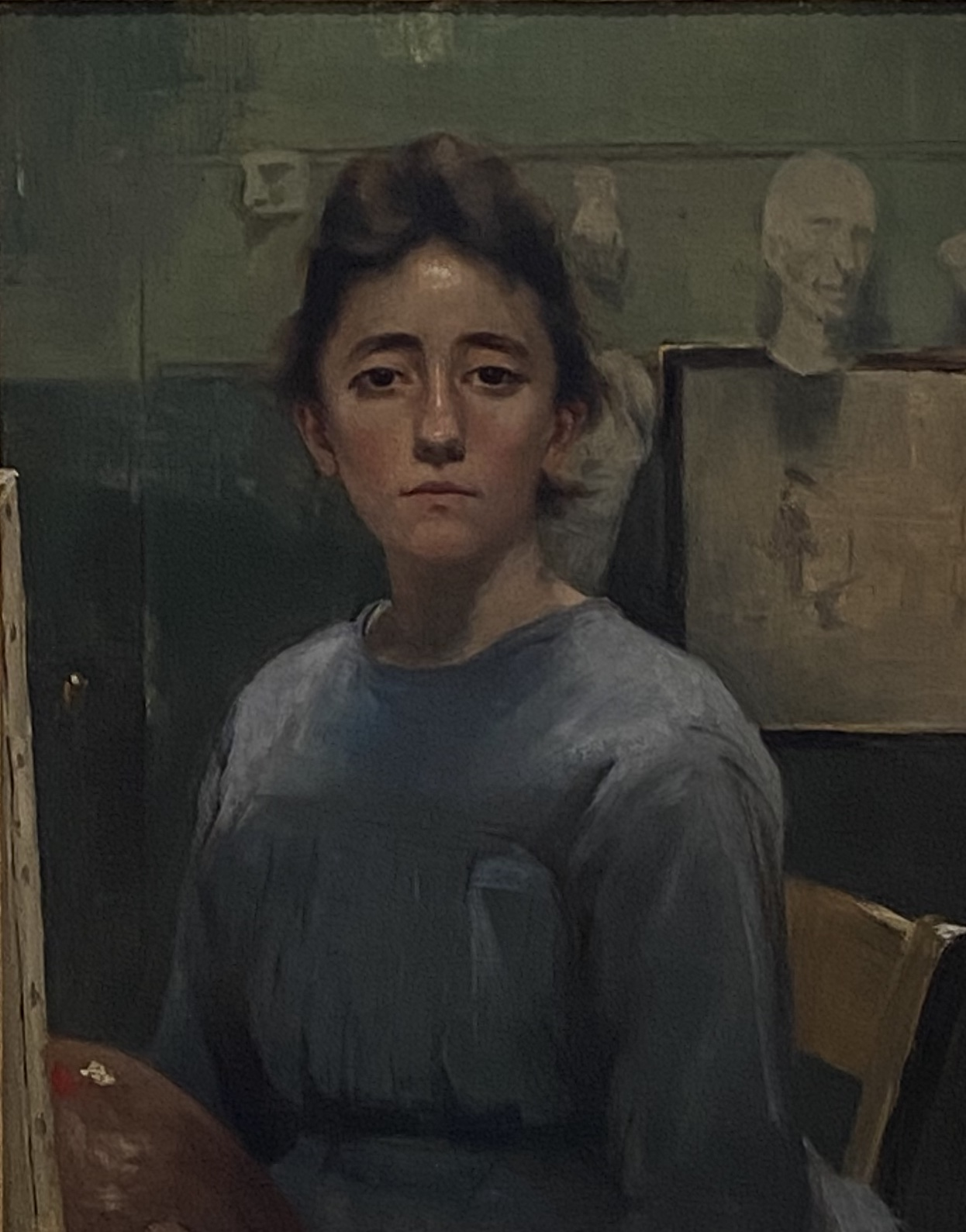
Augusta Roszmann, 1885-90
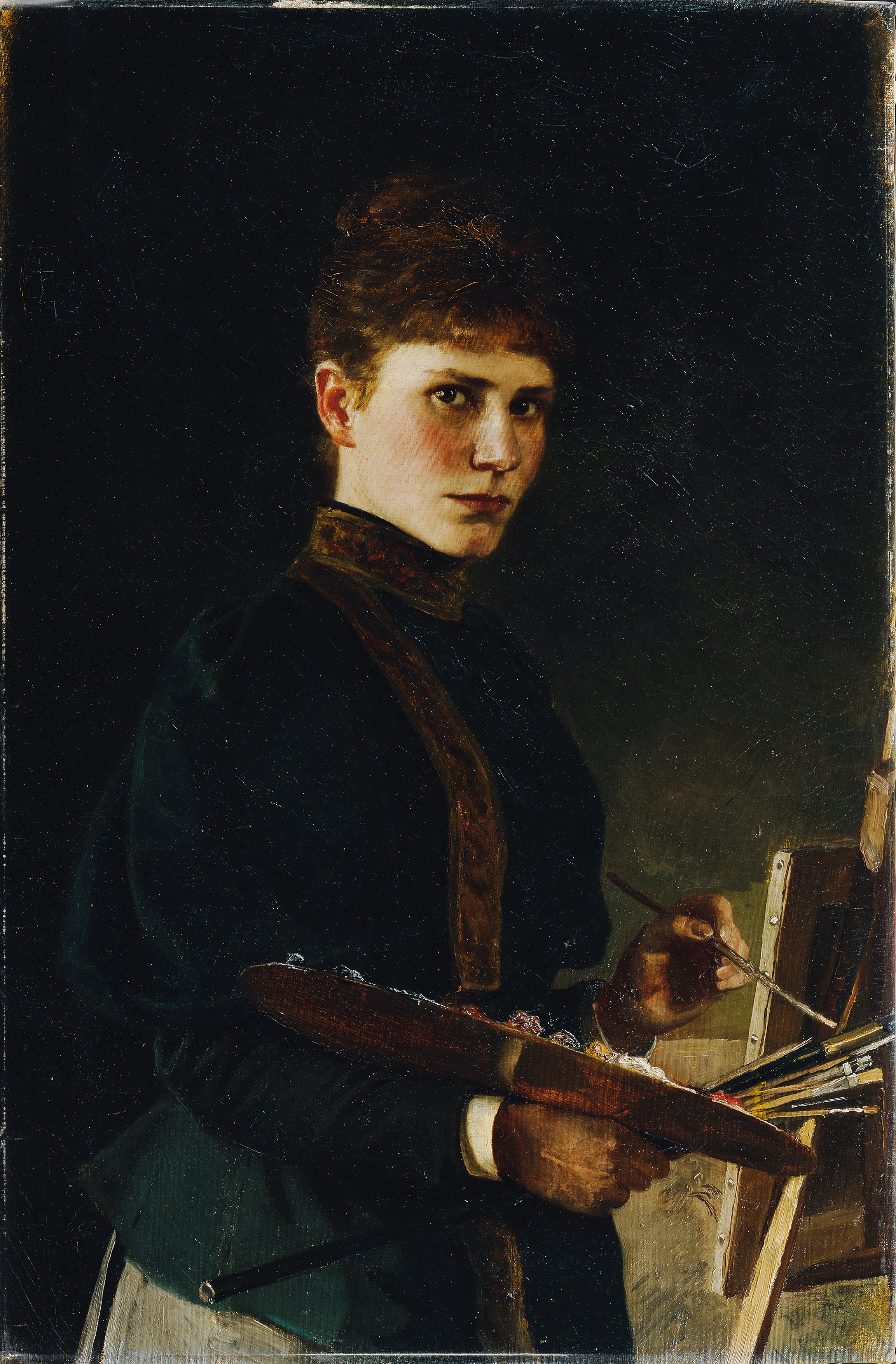
Maria Wunsch, c.1898
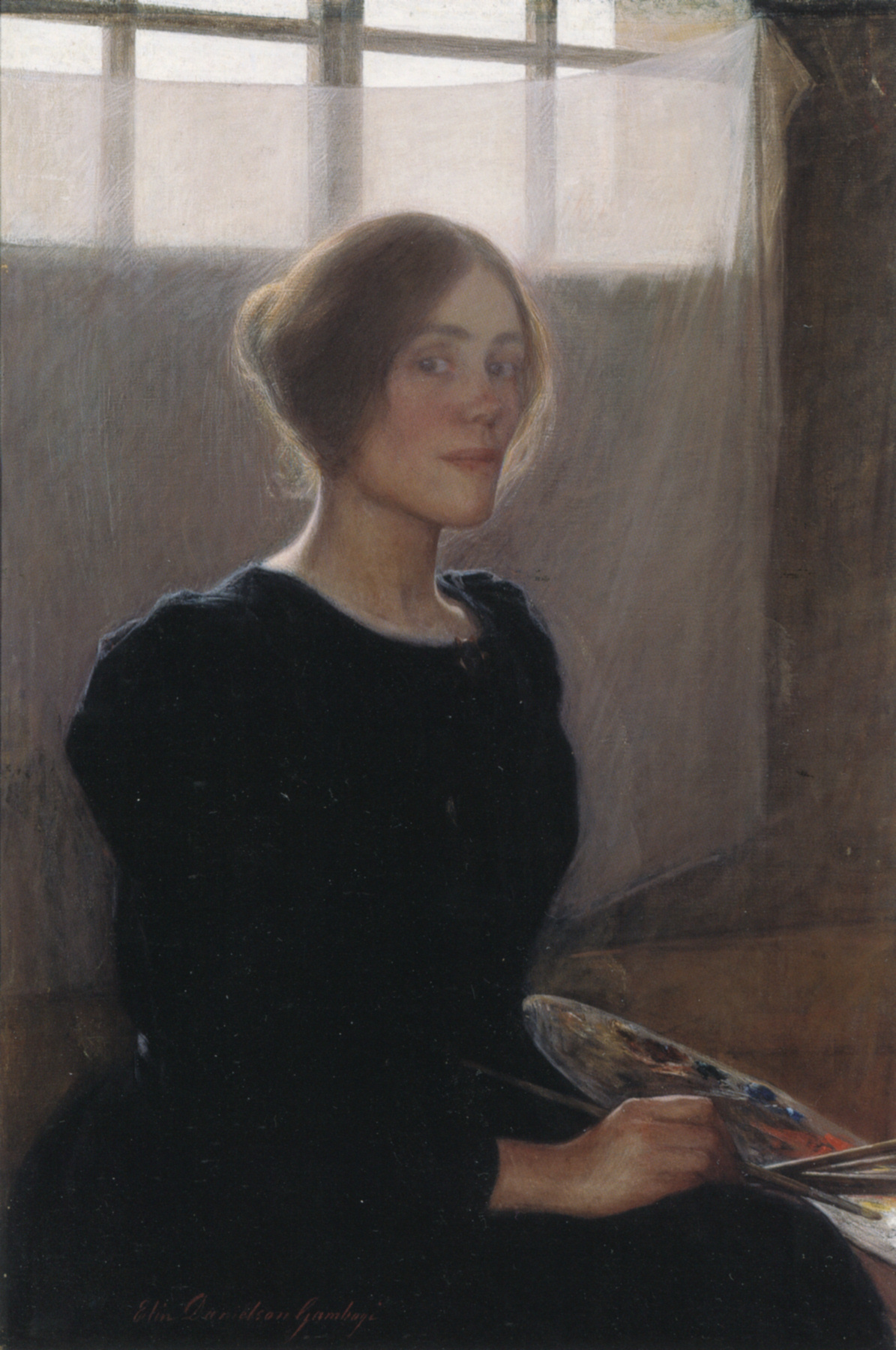
Elin Danielson-Gambogi, 1900

### 1900-1945
Les premières poussées des avant-gardes non figuratives, le précubisme auquel adhèrent partiellement Marie Laurencin et Jeanne Hébuterne, le cubisme avec Nadejda Oudaltsova, Alice Bailly, Marie Vorobieff et Alice Halicka, ne produisent guère d'autoportraits convaincants. En Russie puis en France, Zinaïda Serebriakova fait tout au long de sa vie de nombreux autoportraits, seule ou avec ses enfants ; Natalia Gontcharova, dans son autoportrait de 1907, n'est pas encore adepte de l'éphémère rayonnisme, et Olga Rozanova, connue plus tard pour son appartenance au suprématisme, auteure d'autoportraits très précis et ressemblants en dessin, semble s'inspirer dans celui en peinture de 1912 de l'art populaire. Olga Gummerus-Ehrström (fi) adopte le pointillisme dans ses autoportraits de 1911.

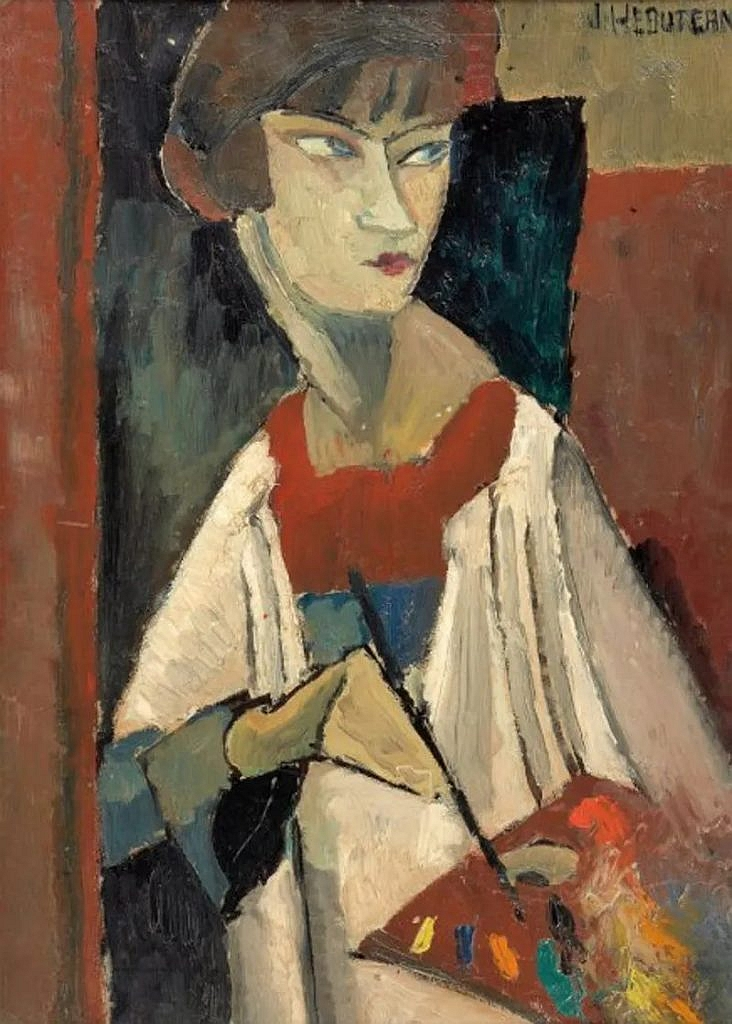
Jeanne Hébuterne, 1918
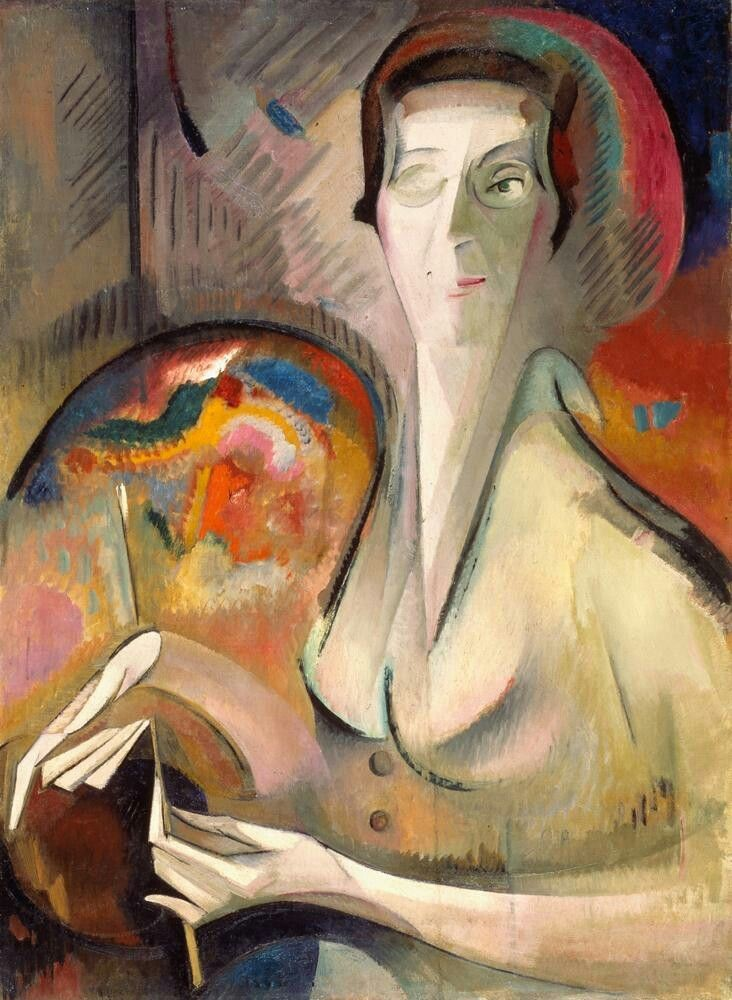
Alice Bailly, 1917
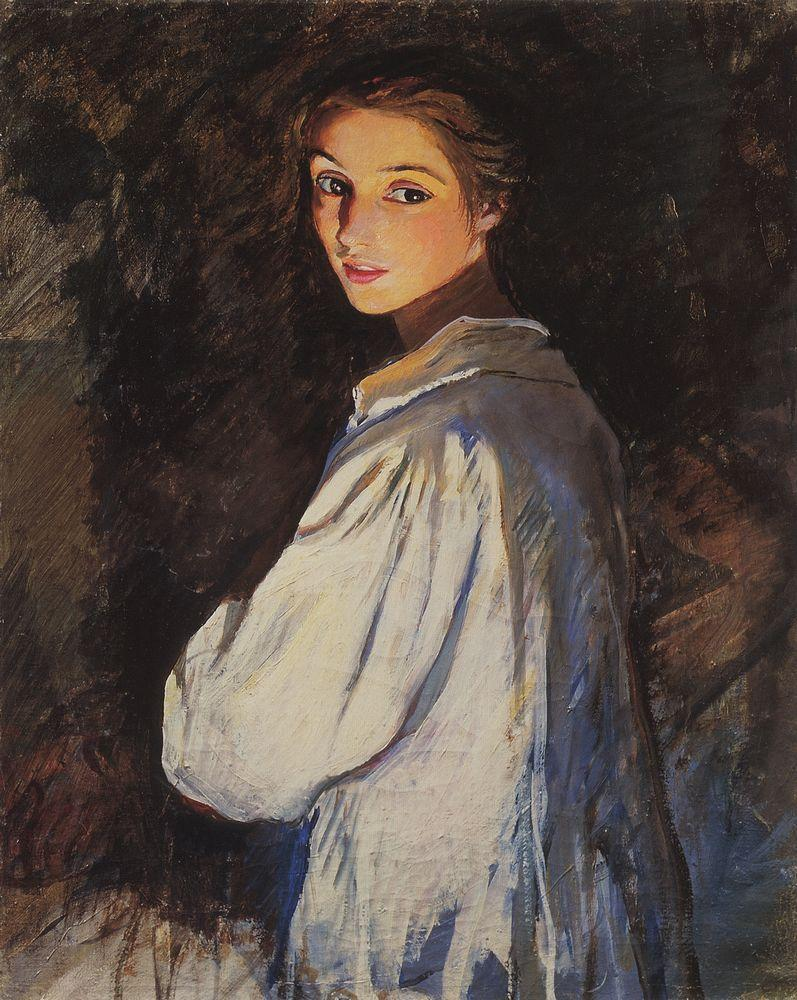
Zinaïda Serebriakova, 1911
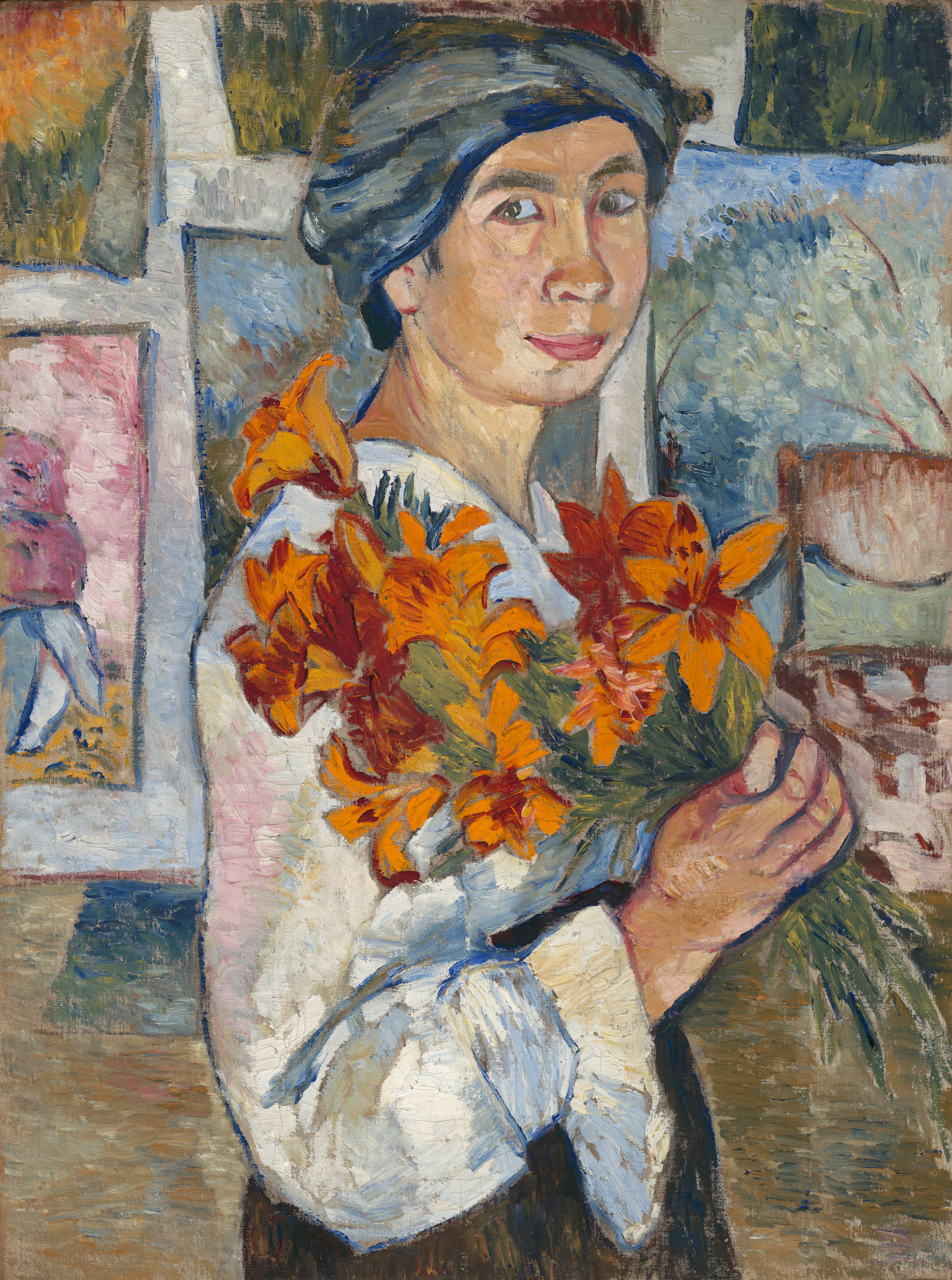
Natalia Gontcharova, 1907
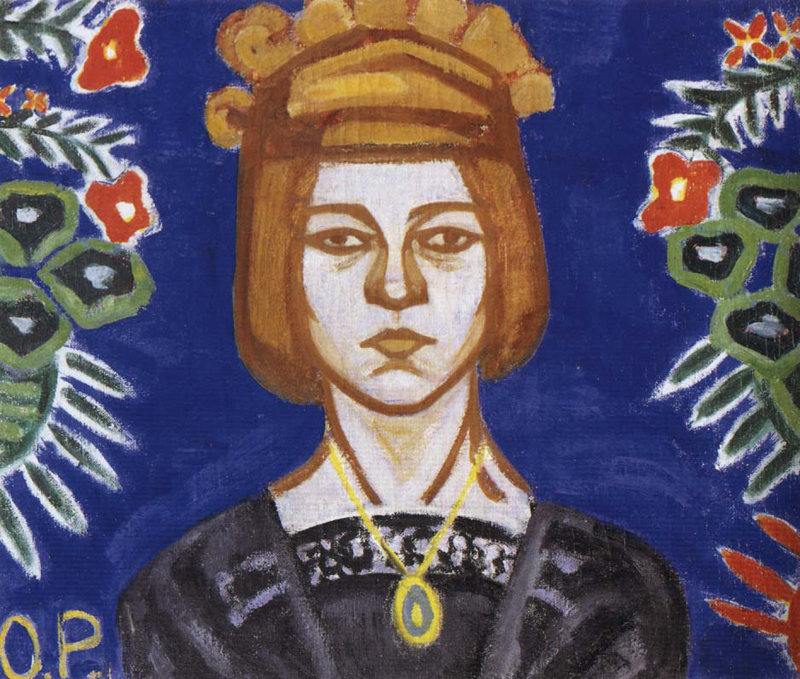
Olga Rozanova, 1912
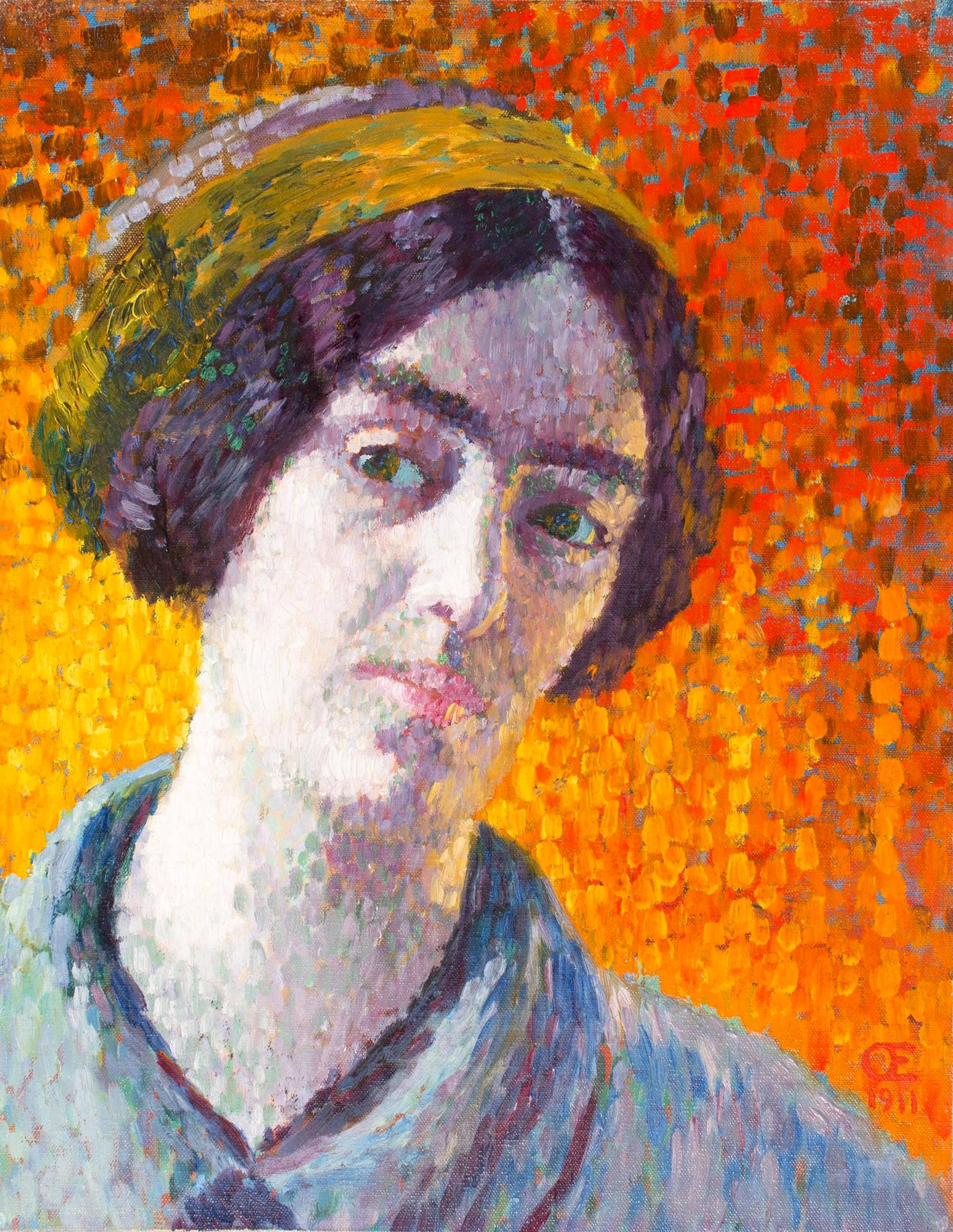
Olga Gummerus-Ehrström, 1911

L'expressionnisme est un courant pictural essentiellement allemand du premier quart du XXe siècle, où l'on place Paula Modersohn-Becker, Ines Wetzel (de) et deux peintres du Blaue Reiter, Marianne von Werefkin et Gabriele Münter. Il est suivi de la nouvelle objectivité, avec des autoportraits d'Anita Rée, Lotte Laserstein, Elfriede Lohse-Wächtler, Kate Diehn-Bitt et Liselotte Schramm-Heckmann. Käte Hoch, proche de la Sécession de Munich, a vu presque toutes ses œuvres détruites par les nazis en 1933.

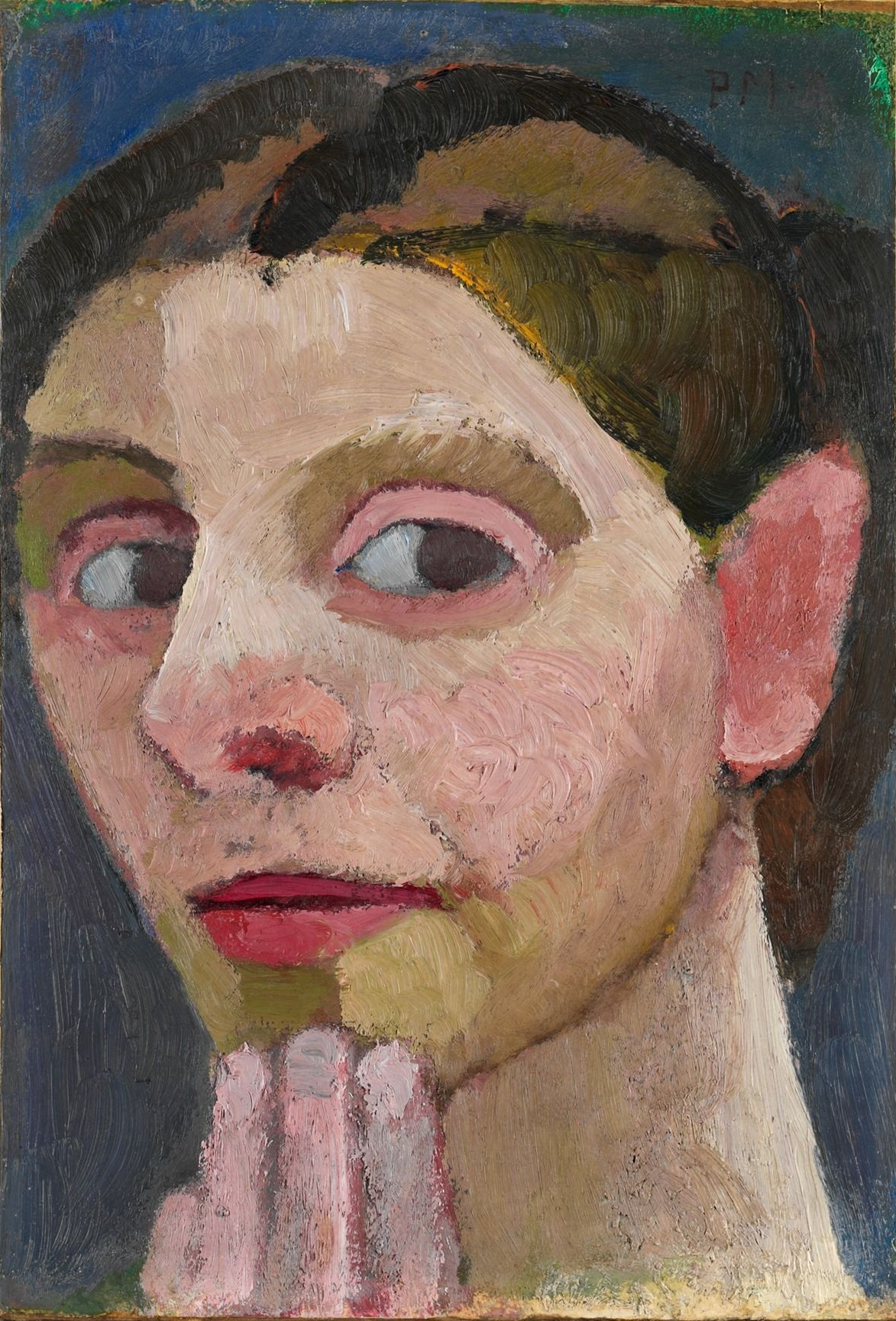
Paula Modersohn-Becker, 1906
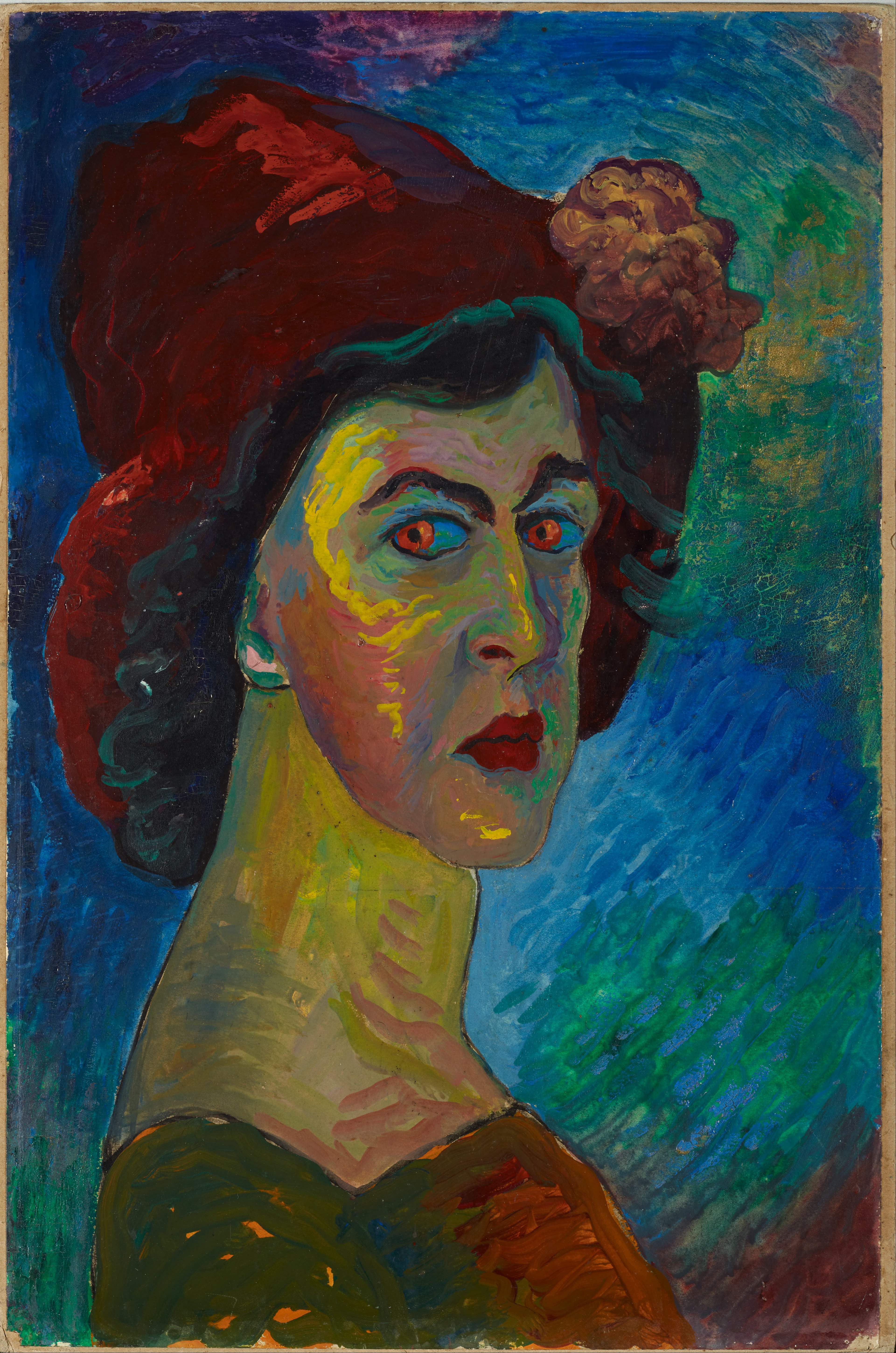
Marianne von Werefkin, 1910
Anita Rée, c.1913
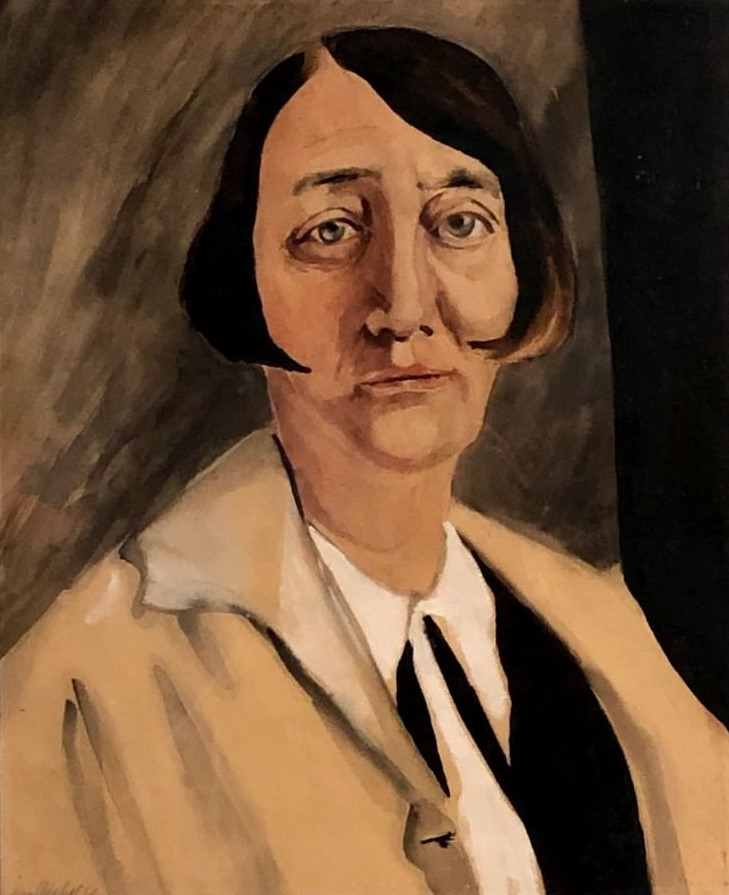
Ines Wetzel, 1930
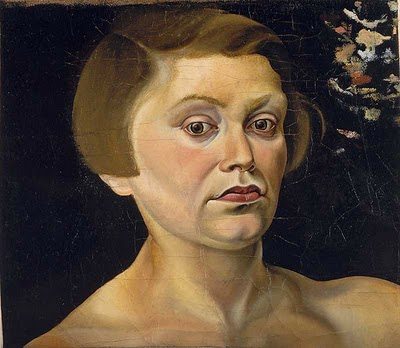
Elfriede Lohse-Wächtler c.1930
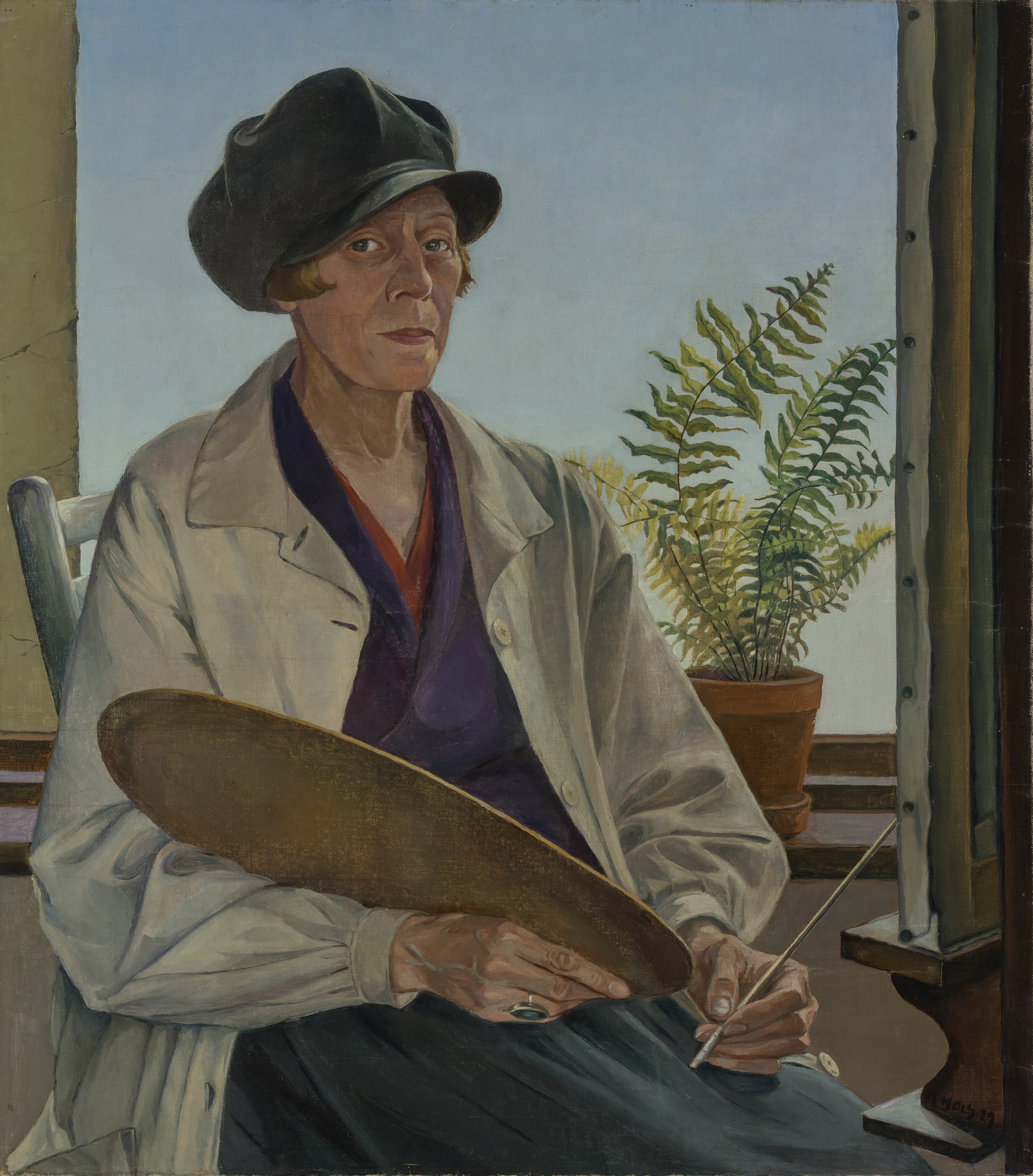
Käte Hoch, 1929

Présenté comme juste un déguisement par une étudiante de la "Slade" de 20 ans qui venait néanmoins d'adopter la révolutionnaire coupe au carré à frange, l'habit de l'autoportrait de 1913 de Dora Carrington avec sa casquette de cheminote apparait comme une image plus audacieusement féministe que La Chauffeuse de tramway, diffusée sous forme de carte postale, de sa consœur Georges Achille-Fould. Une casquette assez semblable est portée par Käte Hoch dans un autoportrait de style plus classique.
L'entre-deux-guerres voit apparaître plusieurs nouveaux courants picturaux dans lesquels, en dehors du surréalisme, l'autoportrait féminin a moins de place. Comme dans les mouvements d'avant-garde des décennies précédentes ou suivantes, et ainsi que l'écrivent Catherine Gonnard et Élisabeth Lebovici, les femmes artistes restent « aux marges des "-ismes" ». Après ses premiers autoportraits réalistes et précubistes, Marie Laurencin exploite avec succès une veine stylistique très personnelle et immédiatement reconnaissable, qui, sauf au Japon, connaîtra ensuite un assez long purgatoire. Quoiqu'elle soit moins prolifique, on peut en rapprocher Romaine Brooks, qui poursuit dans ses portraits et son autoportrait des Années folles l'esthétique en camaïeu de gris et bleu de son autoportrait Au bord de la mer de 1914.
Déjà engagée depuis quelques décennies avec la disparition de l'autoportrait promotionnel et de l'autoportrait commissionné, la distinction entre autoportrait « pictural » et autoportrait « introspectif » ou « psychologique », « striptease de l'âme » pour Zaborov, s'accentue. Dans le premier cas, l'autoportrait est un exercice, ou une simple fixation à un instant précis, comme un cliché photographique, dont il n'est d'ailleurs parfois qu'une transposition en couleur, éventuellement flatteuse ; dans son Autoportrait aux cheveux lâchés, Kahlo met en légende dans un phylactère : « Je me suis peinte, ici, Frida Kahlo, avec l'image du miroir. J'ai 37 ans, et nous sommes en juillet 1947. À Coyoacán, Mexico, lieu où je suis née ». Dans les autres cas, et l'on pense aussi et surtout à Frida Kahlo, c'est une démarche de toute une vie où le souci de ressemblance importe moins que la façon dont l'artiste se voit et qu'elle transmettra en émotion et en réflexion au spectateur.
Hormis l’autoportrait de Tamara de Lempicka, dit Tamara en Bugatti verte [cette image] (1929), et celui de Doris Zinkeisen, de la même année, l'Art déco n'a pas donné beaucoup d'autoportraits remarquables ; ceux de Tarsila do Amaral (1924), Kasia von Szadurska (de) (1925), Stella Bowen (en), Macena Barton (en) (c.1932) et Greta Freist (1938) sont néanmoins très originaux.
Fan Tchunpi (en) et Pān Yuliang, Chinoises désireuses d'apprendre la peinture occidentale, étaient arrivées en France au début du siècle ; une fois leurs études terminées, elles y commencent une longue carrière, Pan Yuliang faisant de nombreux autoportraits, tandis que des peintres déjà confirmées dans leurs pays, Na Hye-sok et Chien-Ying Chang (en), émigrent en Europe. Amrita Sher-Gil vient étudier à Paris au début des années 1930 et y fait les premiers de ses dix-neuf autoportraits, influencés par le fauvisme, Cézanne et Gauguin.

Pan Yuliang, 1924
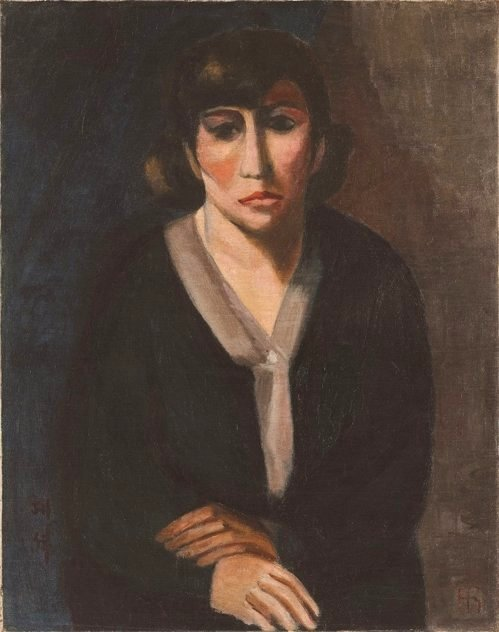
Na Hye-sok, 1928
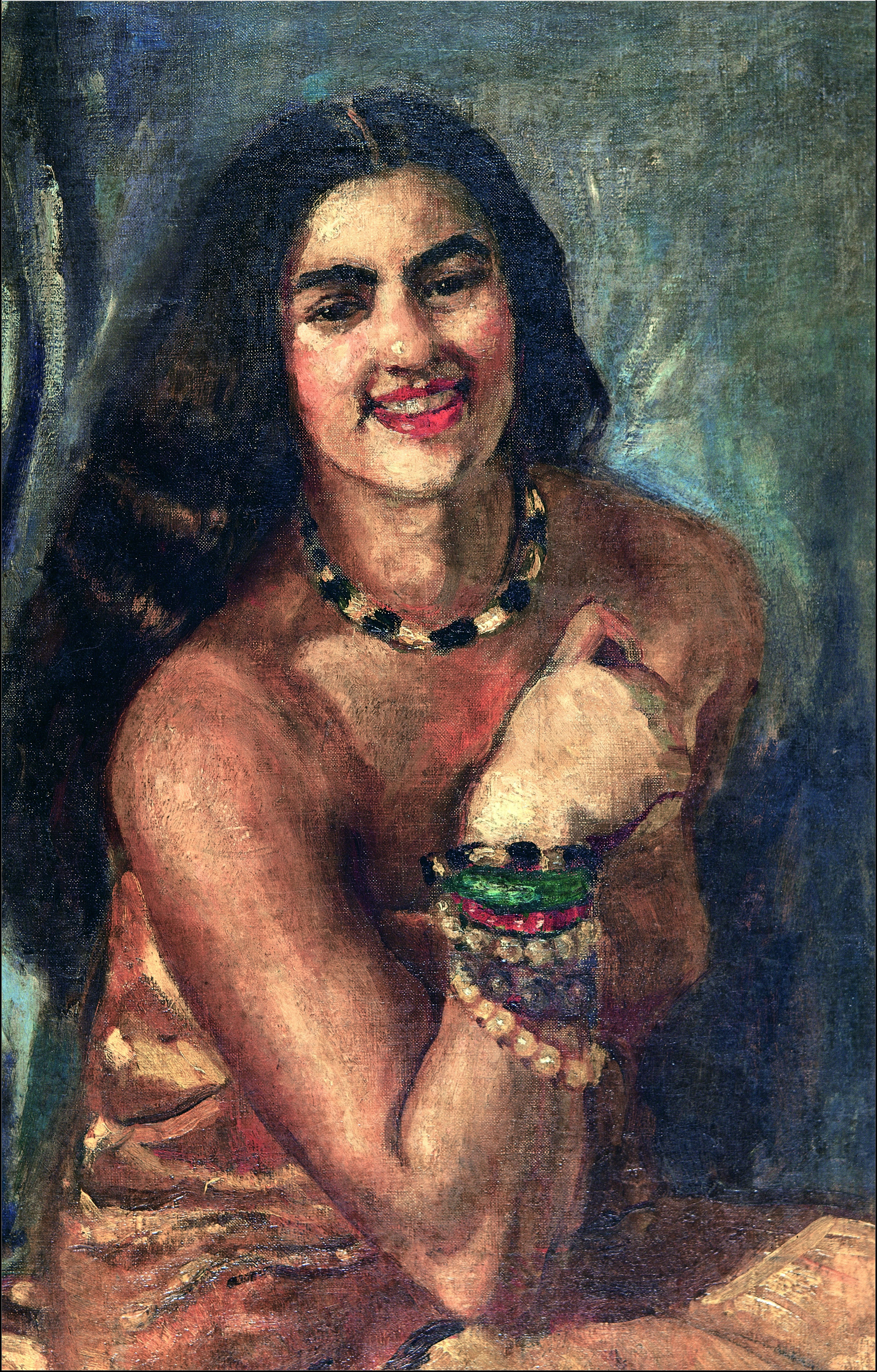
Amrita Sher-Gil, 1930
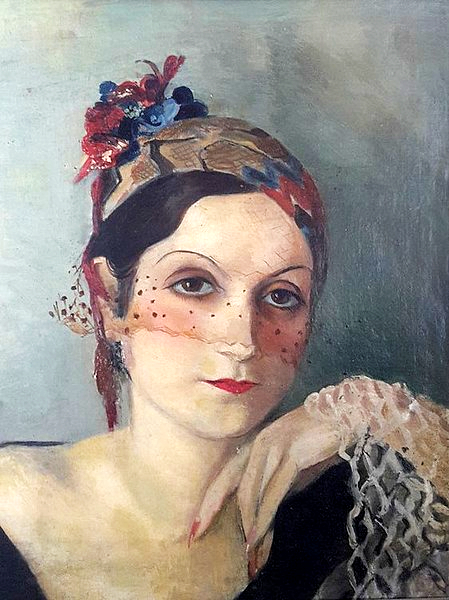
Kasia von Szadurska, 1925
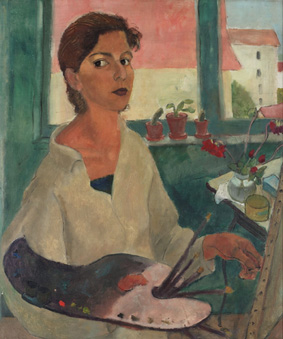
Gretel Haas-Gerber (de), 1928
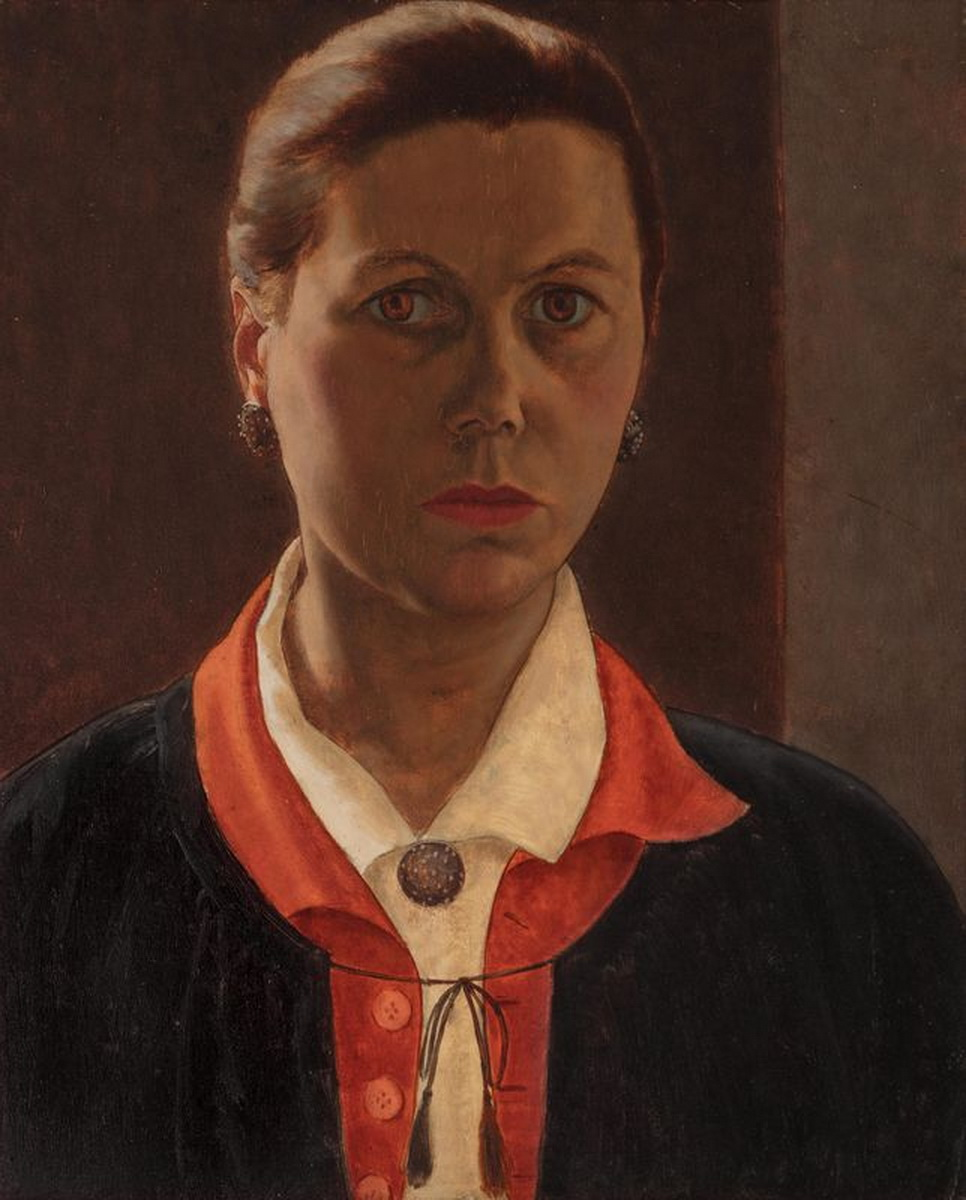
Stella Bowen, 1929

Auteure de nombreux autoportraits jusqu'à l'âge de 76 ans, l'Australienne Nora Heysen montre en 1937 les conditions difficiles dans lesquelles elle vit à Londres (Down and Out in London). Ce sont aussi deux artistes de cette période qui ont réalisé le plus d'autoportraits dans l'histoire de la peinture féminine, Helene Schjerfbeck et Frida Kahlo, en donnant chacune une explication voisine : « De cette façon, le modèle est toujours disponible, même si ça n'a vraiment rien d'agréable de se voir », et « Je peins des autoportraits parce que je suis si souvent seule, parce que je suis la personne que je connais le mieux ».
Selon Fabrice Flahutez, « le surréalisme fut peut-être le groupe d'artistes le plus « féministe » des années 1930 aux années 1960 ». En traitant du surréalisme au féminin, il est habituel de mentionner les autoportraits de Leonor Fini et ceux de Dorothea Tanning (Birthday, 1942) et Leonora Carrington (L'Auberge du cheval d'aube (en), 1936), incontestablement les plus connus. Alors qu'André Breton et les peintres adeptes de son Manifeste « ont dépeint la femme comme un objet sexuel, un symbole ou un idéal […], les femmes artistes du mouvement ont, pour leur part, surtout puisé leurs sujets dans leur inconscient et dans leurs rêves ». Toutes ces femmes surréalistes ont produit plus d'autoportraits que leurs homologues masculins, et l'on peut ajouter aux premières citées Valentine Hugo (1929), Mina Loy (c.1930), Julia Thecla (en), Macena Barton (en), (1936), Rita Kernn-Larsen avec son autoportrait de 1937 « Connais-toi toi-même », Milena Pavlović-Barili (plusieurs autoportraits, dont Mould of Beauty, 1941, et Autoportrait avec un bouclier et un aigle, 1940), Gertrude Abercrombie (plusieurs autoportraits, dont Autoportrait de ma sœur, 1941), Bridget Tichenor (en) (Autoportrait [s.d.]), Sylvia Fein (en), Greta Freist (Nature morte au chapeau, 1946) et Gerrie Gutmann (en) (1946). On distingue parfois comme post-surréalistes Eileen Agar (1927) et Helen Lundeberg, auteure de Double portrait de l'artiste dans le temps (1935) et Autoportrait (avec paysage) (1944).
Au Mexique, la période qui suit la révolution mexicaine voit les artistes se détacher des influences européennes du siècle précédent, et en même temps la création cesse d'être un monopole masculin. La peinture mexicaine féminine de cette époque est proche du surréalisme, quoique Frida Kahlo s'en soit défendue avec humour (« Le surréalisme est la surprise magique de trouver un lion dans un placard, là où on était sûr de trouver des chemises »), ou de façon plus sérieuse, déclarant « Ils me disent surréaliste, mais je ne le suis pas. Je n'ai jamais peint de rêves, mais ma propre réalité » ; elle avait surtout été irritée par le parisianisme d'André Breton et son cercle, trop intellectuel, bourgeois et oisif à ses yeux : « Certains critiques ont tenté de me classer parmi les surréalistes, mais je ne me considère pas comme telle [...] En fait, j'ignore si mes tableaux sont surréalistes ou pas, mais je sais qu'ils sont l'expression la plus franche de moi-même [...] Je déteste le surréalisme. Il m'apparaît comme une manifestation décadente de l'art bourgeois ». Avec près de soixante autoportraits, dont Frieda et Diego Rivera, Autoportrait à la frontière du Mexique et des États-Unis, Souvenir, le cœur (en), Autoportrait avec un singe, Autoportrait au collier d'épines et colibri [image sur en:Self-Portrait with Thorn Necklace and Hummingbird], Le Cadre (seul Kahlo en France, au Musée national d'Art moderne [image sur The Frame (painting)|The Frame]), Les Deux Fridas, La Table blessée (en), La Colonne brisée, Le Cerf blessé, L'amour étreint l'Univers, la Terre (Mexique), moi, Diego, et Señor Xolotl (en), Diego et Moi (en), Frida Kahlo est devenue l'équivalent féminin d'un Rembrandt pour le XXe siècle, la pionnière de l'art visionnaire, la figure de proue de l'autoportrait féministe et la plus éminente ambassadrice de l'art mexicain. Parmi les nombreuses autres artistes mexicaines ou installées au Mexique notoires de cette époque, Nahui Olin, María Izquierdo, Rosa Rolanda Covarrubias (en) et Olga Costa (en) se sont également distinguées par leurs autoportraits.
Victime de la ségrégation raciale aux États-Unis, Lois Mailou Jones est établie en France lorsqu'elle peint son autoportrait de 1940. Parmi les peintres dont l'art a contribué à démarginaliser les femmes noires se trouve aussi Claudette Johnson (en), membre de la communauté afro-caribéenne du Royaume-Uni et cofondatrice du BLK Art Group (en).
Deux représentantes de la peinture non figurative, Maria Helena Vieira da Silva et Lee Krasner, figure majeure de l'expressionnisme abstrait, ont fait plusieurs autoportraits dans les années 1930-1940,,,.

### 1945-2020
L'après-guerre est une période de longue éclipse de l'autoportrait en peinture. Il est significatif de constater que la seconde moitié (correspondant à l'après-Libération) d'un ouvrage de 480 pages consacré aux femmes artistes à Paris dans une chronologie de 1880 à 2007 ne mentionne plus ce type de représentation. L'art féministe apparu dans les années 1960-1970 semble avoir relégué la peinture au rang des antiquités, et la plupart des artistes qui s'y adonnent ont abandonné le figuratif. Parmi les quelques anciennes, il y a Émilie Charmy et Pān Yuliang, qui mourront oubliées et dans la pauvreté. En dehors de la France, plusieurs femmes peintres à la carrière particulièrement longue, Vanessa Bell, Lotte Laserstein, Alice Neel, Adriana Pincherle, Maria Lassnig (cf. Âges extrêmes), ainsi que Zinaïda Serebriakova (jusqu'en 1956), Charley Toorop (jusqu'en 1954), Marie-Louise von Motesiczky, Rita Angus, Tove Jansson, produisent toujours des autoportraits. Frida Kahlo fait son dernier en 1954, l'année de sa mort, en rendant hommage à Staline ; tout en se déclarant « alliée inconditionnelle du mouvement révolutionnaire communiste », elle ignorait certainement les purges dont étaient victimes les artistes soviétiques non-conformistes, et leurs conditions de vie de l'autre côté du rideau de fer, où aucune de ses œuvres n'aurait pu voir le jour. Artistiquement, l'URSS était un monde à part, soumis au réalisme socialiste soviétique, dont peu d'autoportraits féminins semblent être issus ; Tatiana Iablonskaïa a fait les siens jusqu'en 1995, avec au moins un en costume ukrainien (1946). En 1974, Larisa Kirillova (ru) fait cet autoportrait anachronique, délaissant le style sévère soviétique de l'époque pour s'inspirer des portraits de la Renaissance.
Evelyne Axell, pionnière en Europe et icône du pop art, a utilisé son image dans ses œuvres et réalisé des autoportraits en peinture ou en techniques mixtes,,.
La "Nouvelle subjectivité" de Jean Clair (1976) veut consacrer le retour de l'expression figurative, et « le retour (non archaïque) dans la réalité des choses » (Catherine Millet). Sylvia Sleigh, déjà auteure d'un autoportrait (en) en 1941, ayant pu reprendre la peinture après s'être séparée de son premier mari, a souvent fait des nus masculins ; l'un de ses autoportraits les plus connus est celui où elle peint Philip Golub, alors âgé de 17 ans, en imitation de la Vénus de Velázquez (1971). Paula Rego détestait se peindre elle-même et refusait d'utiliser la photographie ; dans des tableaux que l'on pourrait assimiler à des autoportraits (autoportrait « par substitution », selon le terme de Frances Borzello), c'est pendant trente ans son alter ego Lila Nunes qui la remplace : « Elle est moi sur la plupart des tableaux » et « Lila, c'est moi », a-t-elle déclaré. Joan Brown et Jean Cooke (en) produisent aussi de nombreux autoportraits jusqu'en 1990.

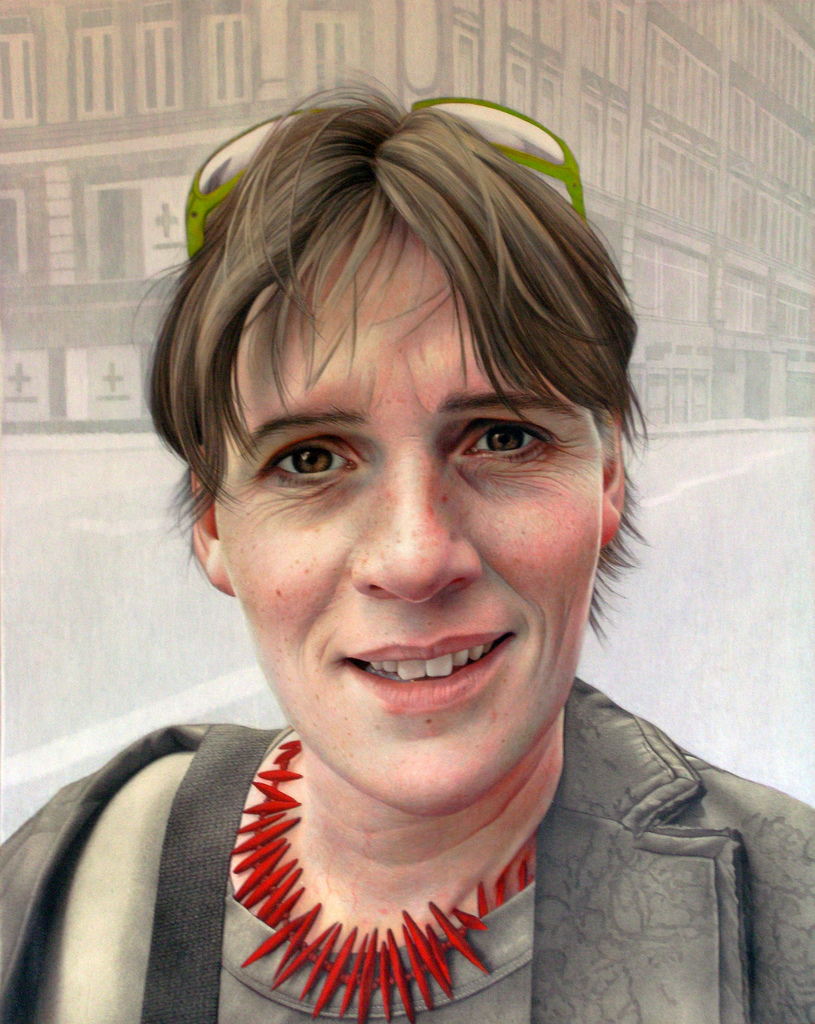
Annemarie Busschers, 2006

La génération du baby-boom et la suivante redonnent une grande présence à l'autoportrait féminin, où la peinture est néanmoins fortement concurrencée par la photographie. Aux anciennes techniques, huile, aquarelle, pastel, tempera, s'ajoute bientôt l'acrylique, qui connaît une grande diffusion et favorise l'éclosion de nombreuses peintres aussi bien amateures que professionnelles. Parmi toutes ces nouvelles artistes, appartenant à des courants divers, réalisme, art figuratif, réalisme magique, art visionnaire, etc., on citera : aux États-Unis, Mary Beth McKenzie (en), Susanna Coffey, Adrian Piper, Gaela Erwin (née en 1951), Karen Yee (1960-2016), Nicole Eisenman, Patricia Watwood (en), Anna Rose Bain (née en 1985), et celles qui y ont émigré, comme Eteri Chkadua (née en Géorgie en 1965), Kate Lehman (née à Londres en 1968) et Katie O'Hagan ; au Royaume-Uni, Diane Ibbotson (en) (Self Portrait in Best Dress, 1970), Celia Paul (en), Jennifer McRae, née en 1959, Alison Watt, Ishbel Myerscough, née en 1968, primée au National Portrait Gallery's Annual BP Portrait Award en 1995, Chantal Joffe (en), Jenny Saville, la plus cotée (Propped, 1992), « peintre de la chair » pour ses autoportraits nue et aux corps difformes,, Alicia France, née en 1993.
Bien d'autres artistes sont également à citer, dont la Française Angélique Bègue, la Chinoise Yu Hong (en), Yana Movchan, née en Ukraine en 1971, auteure de Beautiful Me (2014), Louise Camille Fenne, née au Danemark en 1972, Sacha Lees, de Nouvelle-Zélande, l'hyperréaliste Annemarie Busschers, Helene Knoop et Tsering Hannaford (en).

## Représentations

### Le sujet

#### Visage

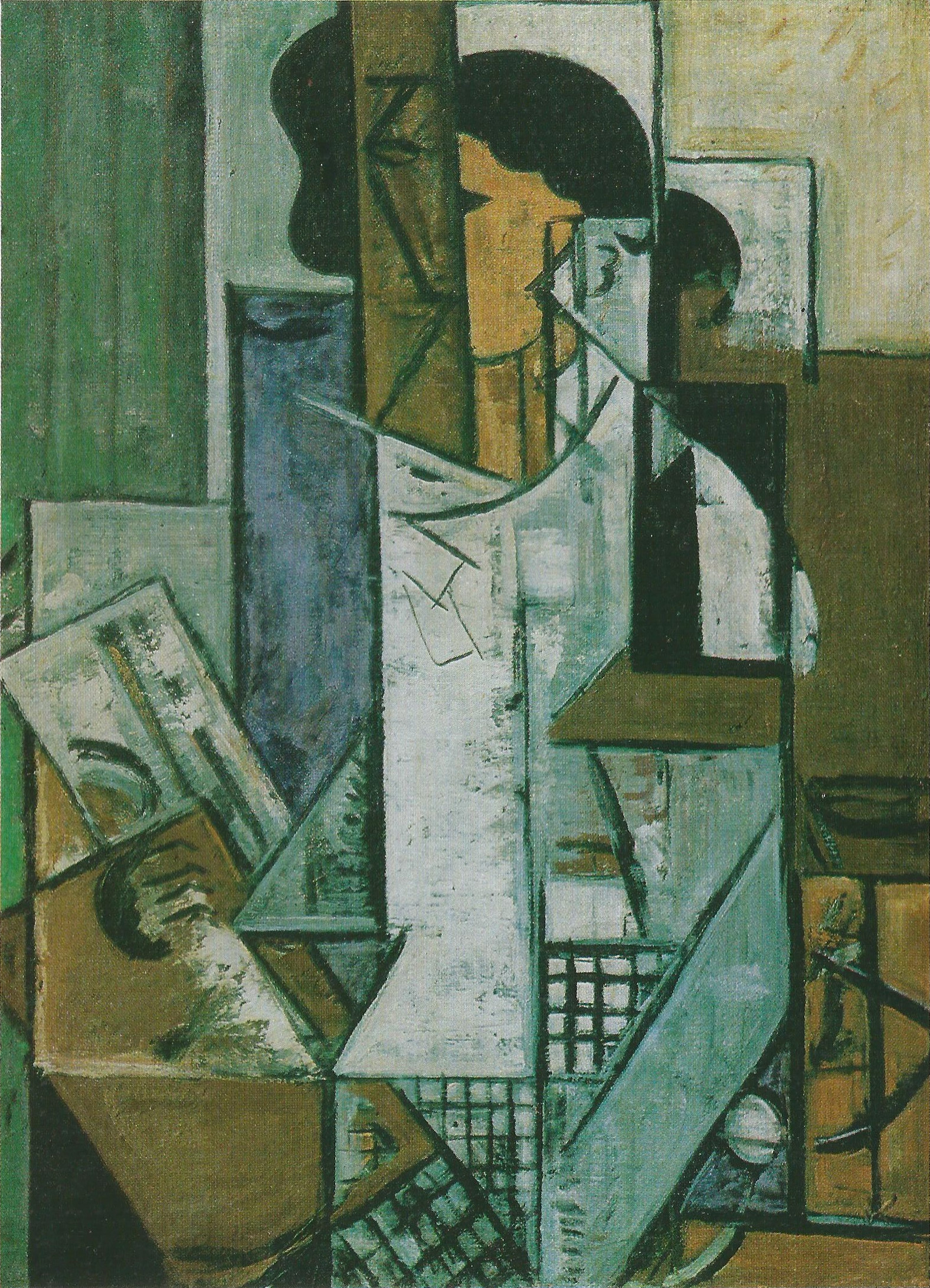
Nadejda Oudaltsova, autoportrait avec palette, 1915

Présent dans des milliers d'autoportraits féminins, le plus souvent de trois quarts face, le visage est la principale partie du sujet représentée : c'est celle par laquelle se manifeste l'identité, « cet air du visage qui fait qu'on ne prend pas un individu pour un autre », mais qui est dite aussi « le miroir de l'âme ». Avec les nouveaux courants picturaux des XXe et XXIe siècles, et en dehors de l'abstraction, il arrive que des portraits peints soient assez éloignés des portraits photographiques disponibles, ou qu'ils soient en profil perdu ou de dos, ou même ne comportent pas de tête du tout (Marisa Roesset Velasco (es), Autoportrait allongée sur le sol, 1927,
Joan Semmel, Luchita Hurtado…). Ces œuvres qui ne permettent pas l'identification sont néanmoins réalisées en tant qu'autoportraits par leurs auteures.
Dans un de ses nombreux ouvrages consacrés aux autoportraits, Pascal Bonafoux écrit « C'est le regard d'abord qui est peint ; les traits du visage sont anecdotes, comme le reste ». Transmis par les yeux, fixé sur la toile par l'artiste se prenant elle-même comme modèle, avant d'être livré à l'autre regard d'un éventuel spectateur — un processus décrit improprement par la classique formule « elle regarde le spectateur » —, le regard peut laisser ce spectateur indifférent, ou au contraire l'attirer comme un aimant, voire l'immobiliser comme par un effet médusant. Les portraitistes soignent en général la restitution des yeux, en assortissant les couleurs du tableau à celle de leurs iris, et les yeux très clairs, ceux de Sofonisba Anguissola, Julie Wilhelmine Hagen-Schwarz, Louise De Hem, Aurélia de Souza ou Ottilie Roederstein par exemple, accrochent d'emblée le regard du spectateur, tout comme les yeux de feu de l'expressionniste Marianne von Werefkin en 1910 et 1920, qui écrit : « Je suis seule à flamboyer, à produire cette chaleur intense qui doit être à la source de toute œuvre vraiment grande ». Cependant, plus qu'à la captation éventuellement hypnotisante du seul regard, ces réactions individuelles sont dues à l'ensemble de l'expression faciale, ou, au contraire, à son interrogative inexpressivité.

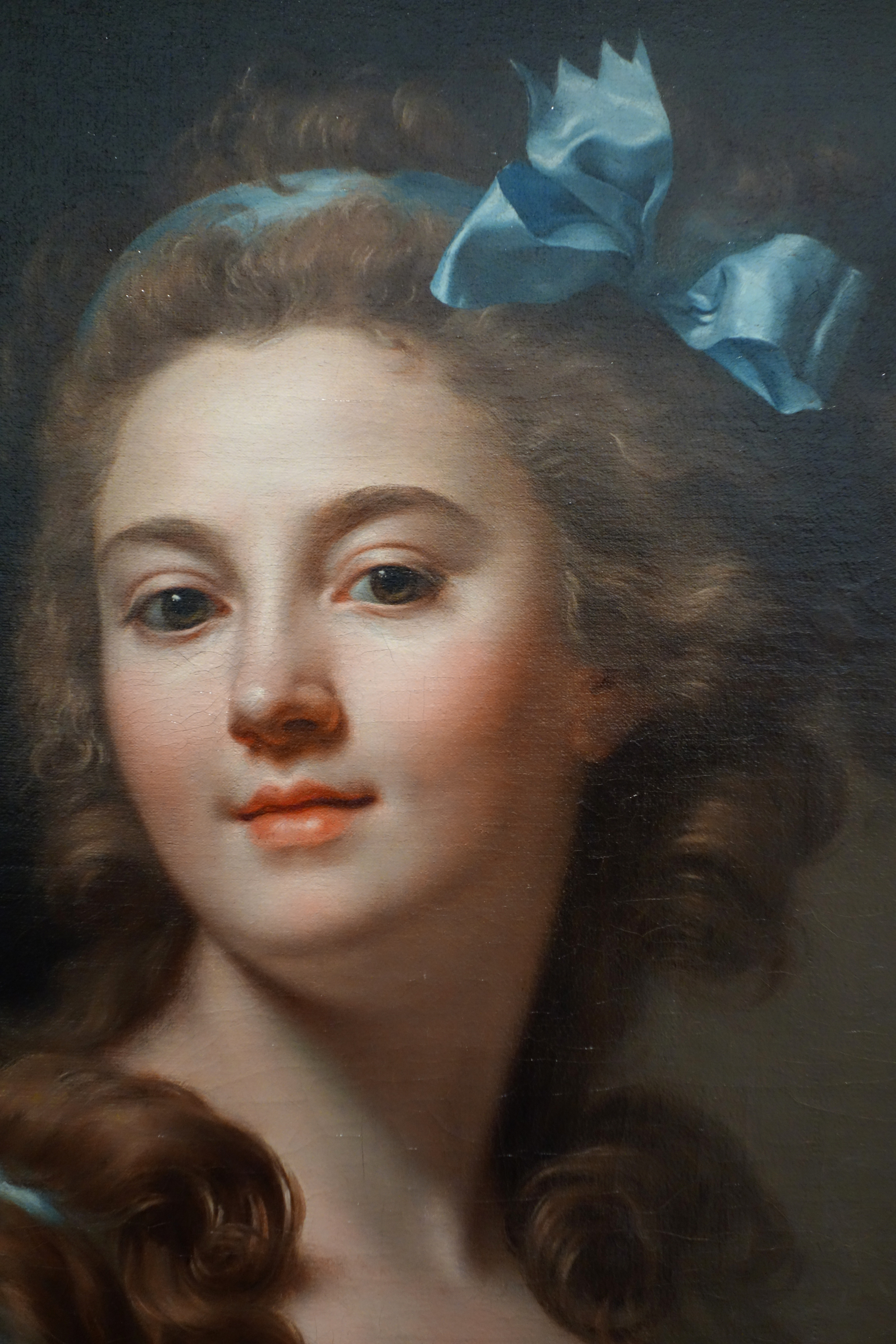
Marie-Gabrielle Capet, c. 1783 (détail)
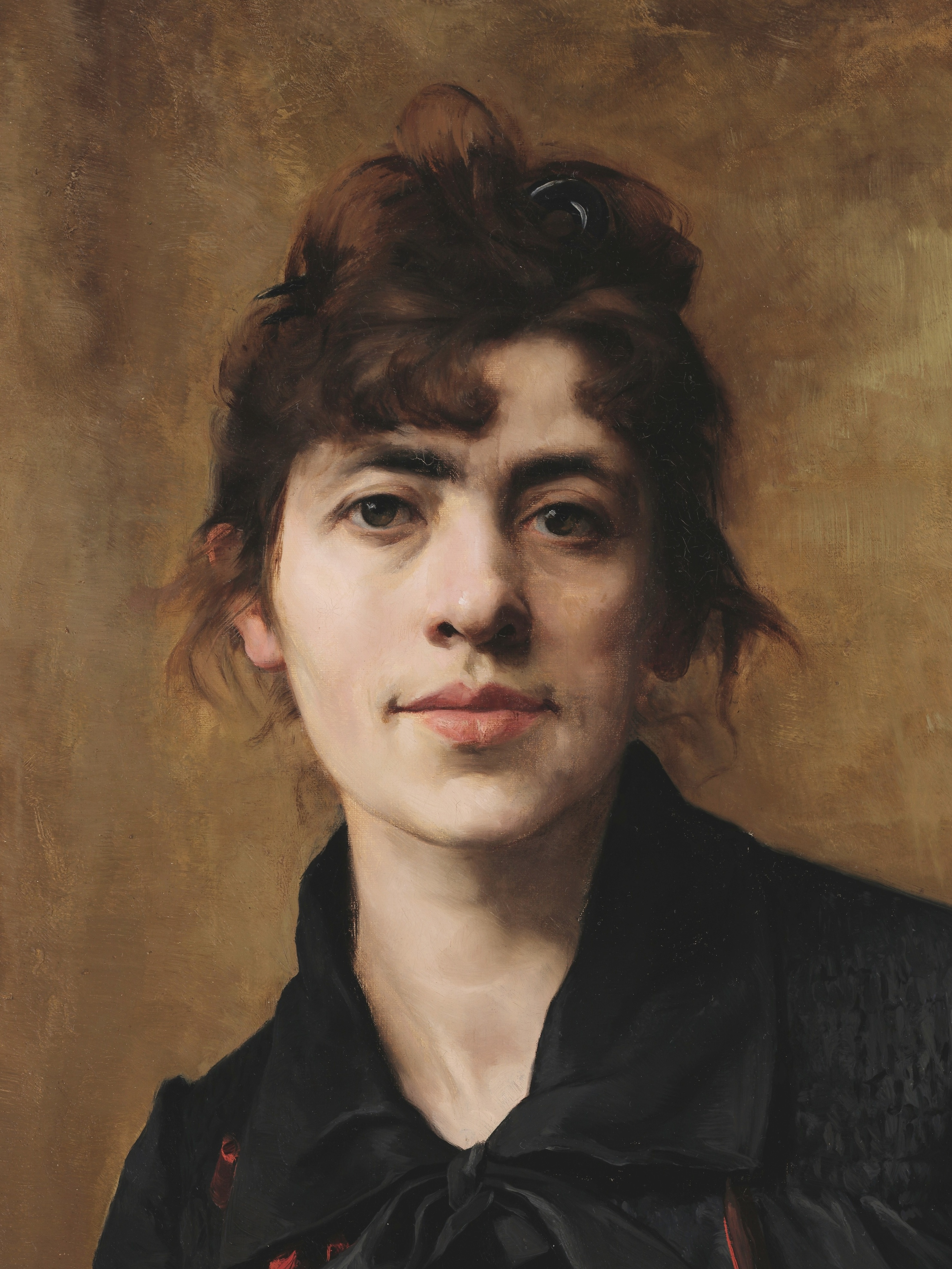
Anna Bilińska, 1887 (détail)
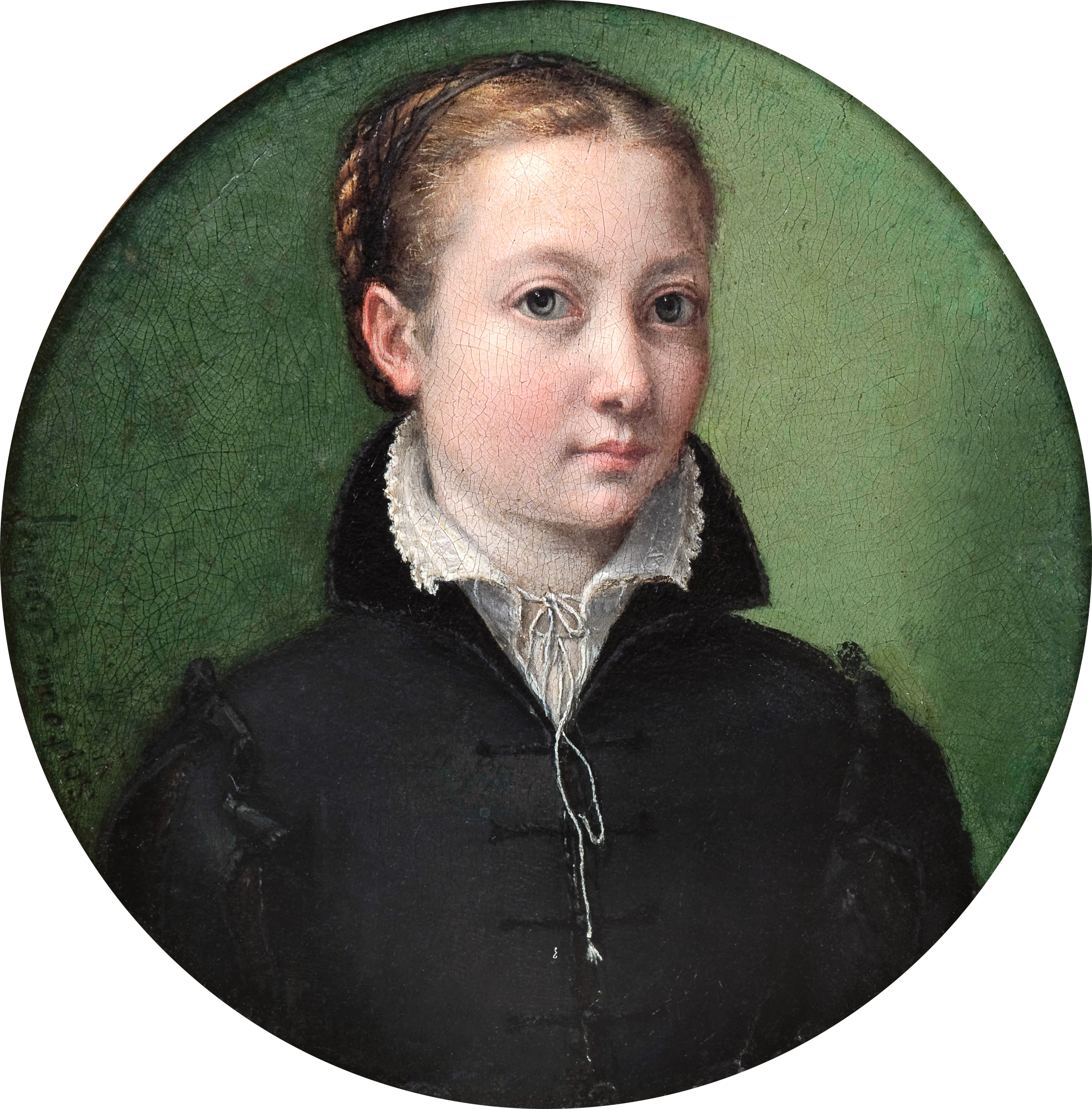
Sofonisba Anguissola, c.1555
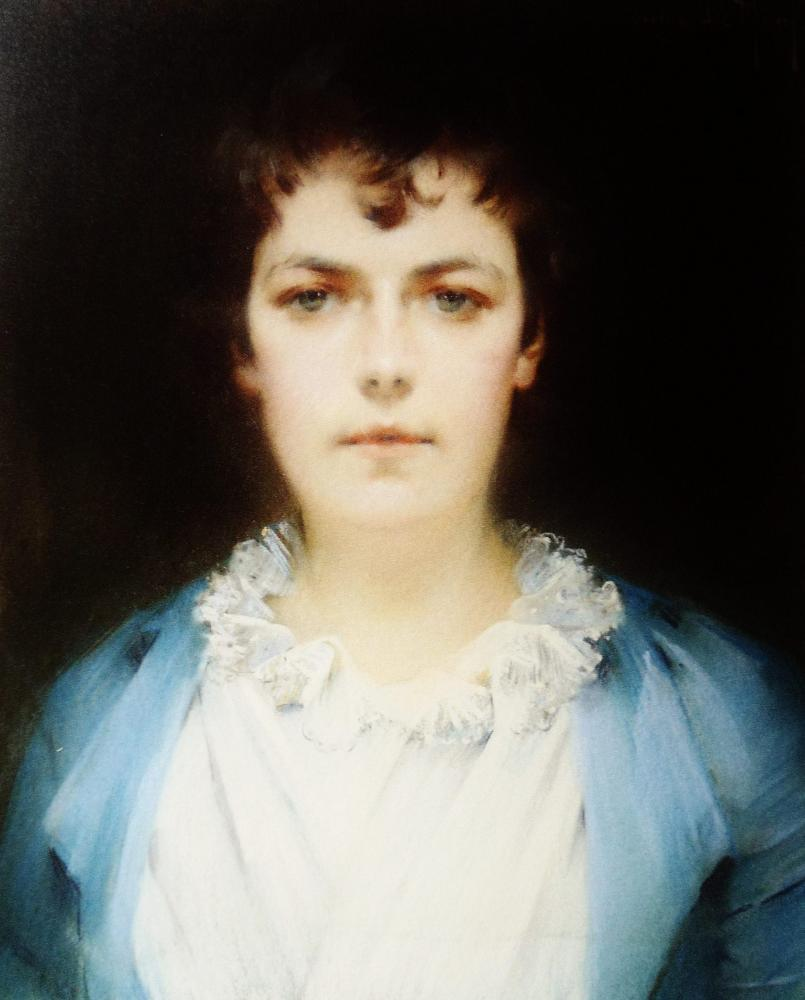
Louise De Hem, 1890
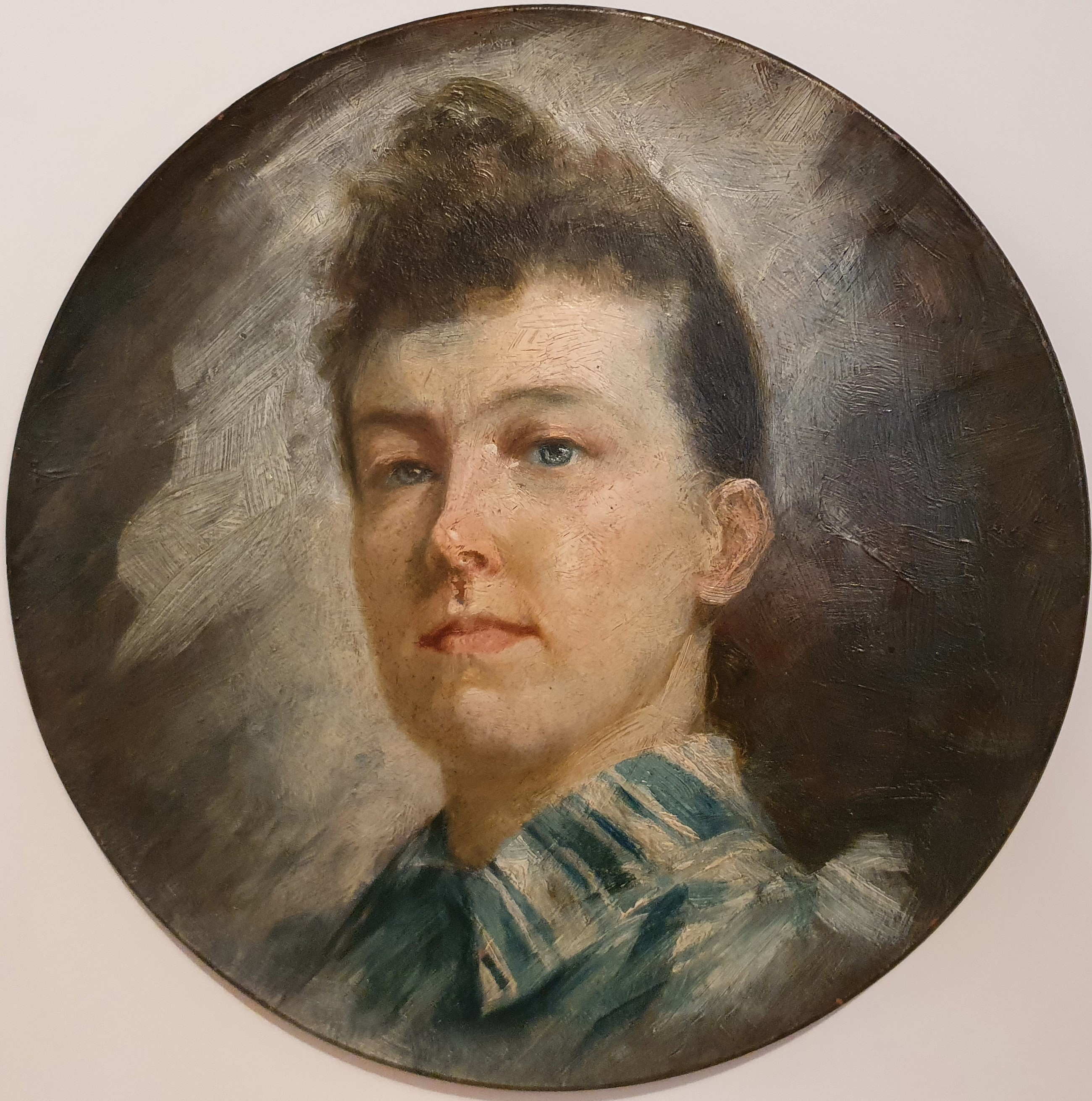
Aurélia de Souza
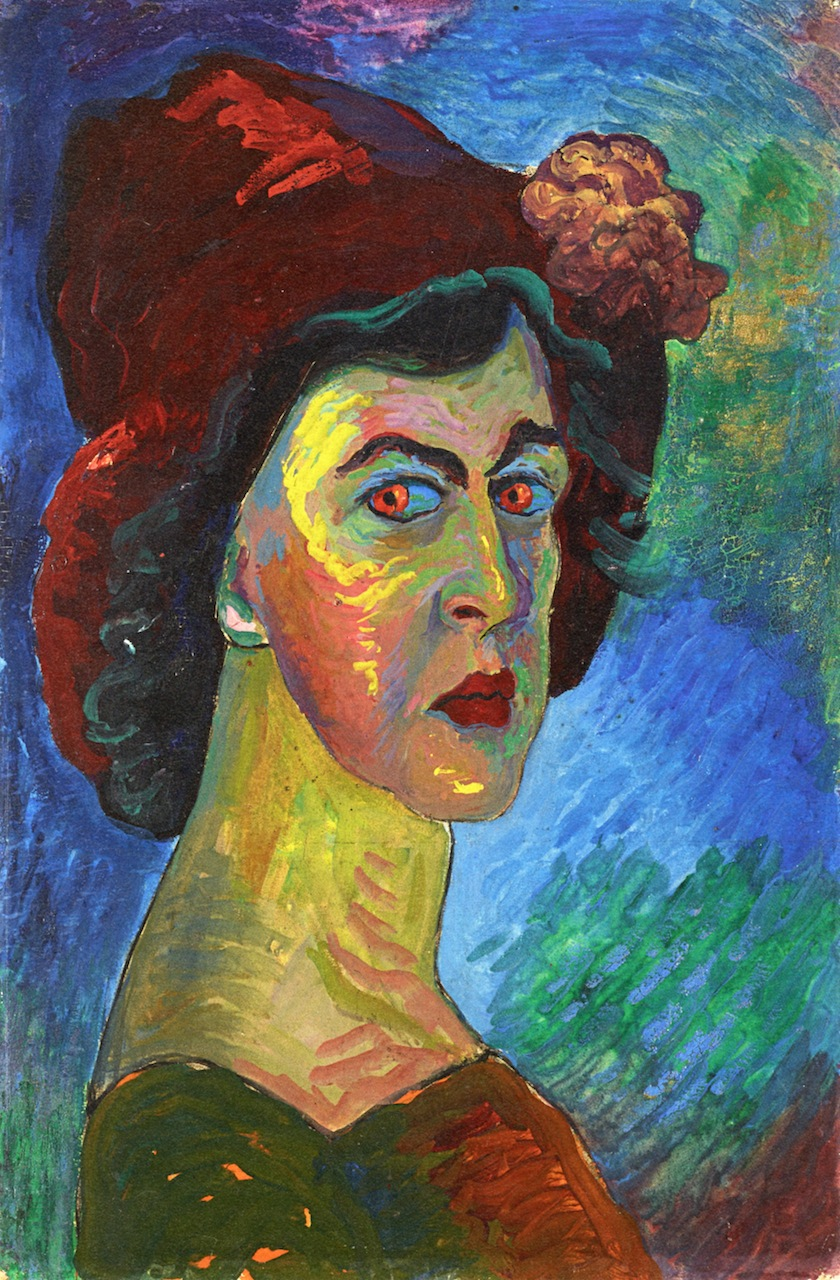
Marianne von Werefkin, 1910

Avec ses autoportraits de 1781, 1782 et suivants (cf. Rouge), Élisabeth Vigée Le Brun révolutionne la représentation du visage féminin : un sourire dévoile quatre, cinq ou six de ses dents, parfaitement dessinées ; elle applique aussi ce procédé à de nombreux portraits d'aristocrates. Il s'agit bien d'une grande nouveauté — qui, comme toutes celles de Vigée Le Brun, sans aller jusqu'au scandale de la robe de mousseline de Marie-Antoinette, a suscité de vives réactions —, car dans son autoportrait de 1633, la riante Judith Leyster avait évité de dessiner ses dents, et aucune artiste ne s'était ensuite portraiturée autrement que bouche fermée. Peu après Vigée Le Brun, Marie-Gabrielle Capet (c.1783) et Marie-Victoire Lemoine (c.1785) esquissent un sourire dans leurs autoportraits, mais, à de très rares exceptions (Isabelle Pinson, 1823, Alice Pike Barney,1896 et 1900, Alina Bondy-Glassowa (pl), Zinaïda Serebriakova en 1911, Margaret Foster Richardson (en), 1912, Laura Knight, 1921, Amrita Sher-Gil en 1930 — cf. 1900-1945 —…), la denture restera exclue de l'autoportrait féminin. Cette absence n'empêche pas les sourires d'Elin Danielson-Gambogi en 1899, de Zinaïda Serebriakova sur plusieurs autoportraits de 1907 à 1921, de Susanne Granitsch (de) ou encore de Gladys Rockmore Davis (en) en 1942.
Frida Kahlo, sur la plupart de ses autoportraits, accentue l'épaisseur de ses sourcils et sa synophridie, et ne masque pas sa pilosité labiale, habituellement retouchée par les photographes, mais qu'elle ne renie pas et agrée comme faisant partie de son ascendance ibérique.

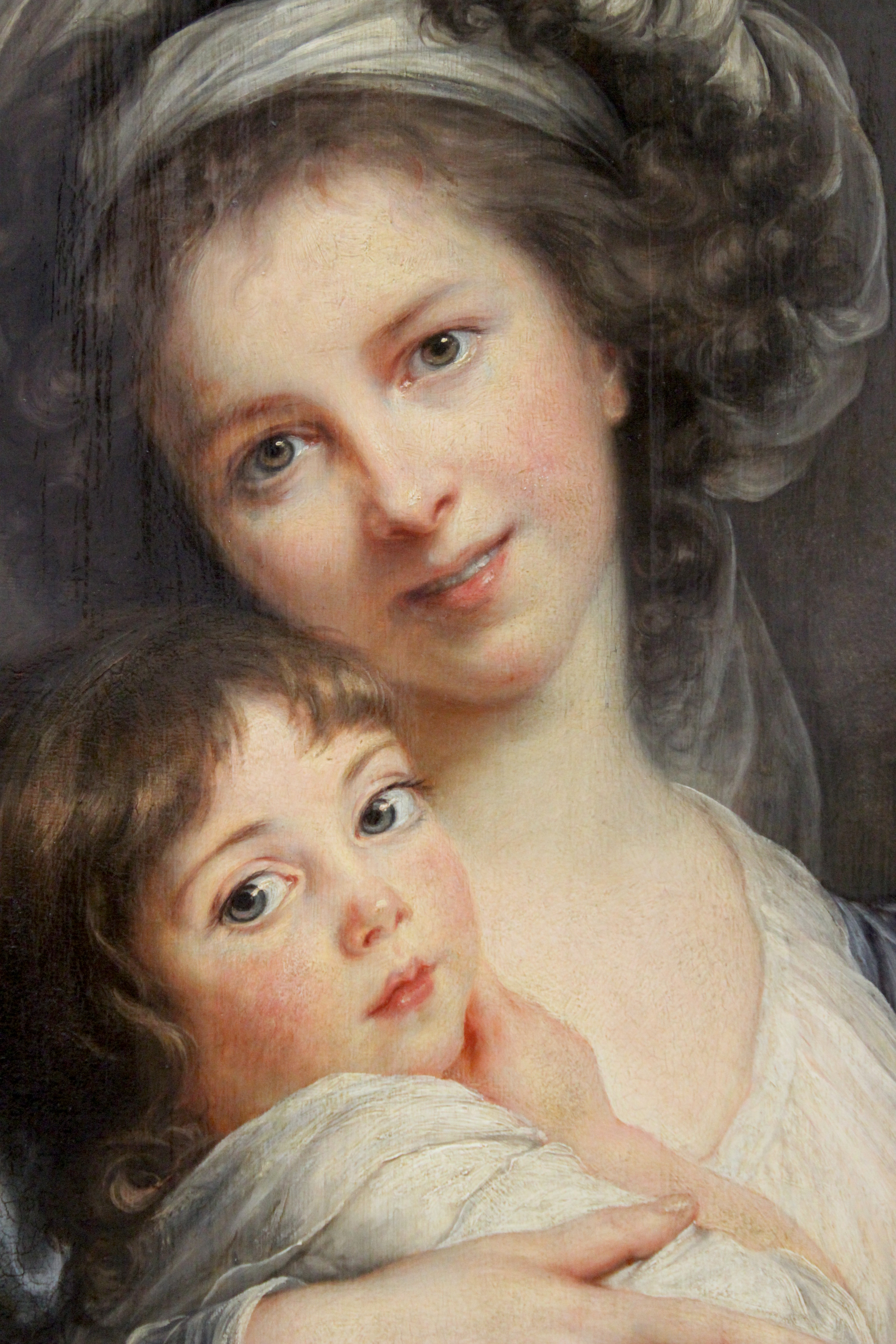
Vigée Le Brun, 1786 (détail)
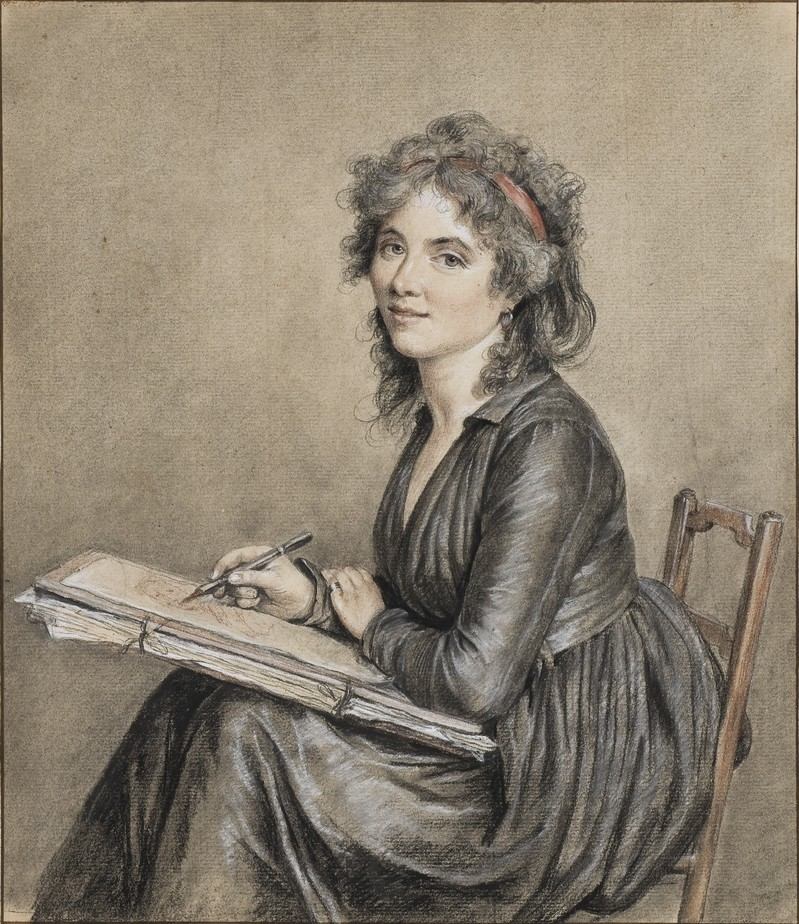
Marie-Gabrielle Capet, c.1783
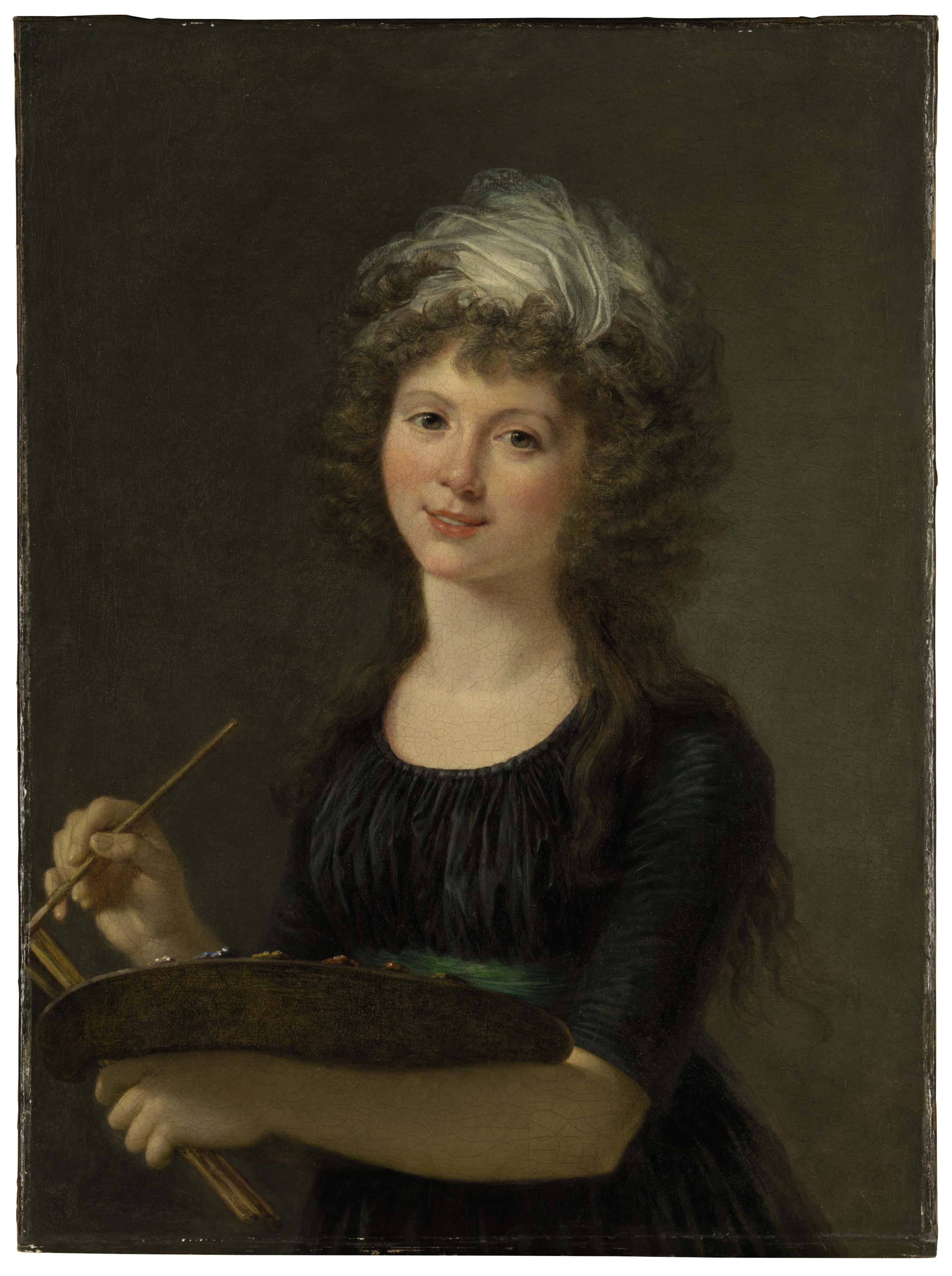
Marie-Victoire Lemoine, c.1785
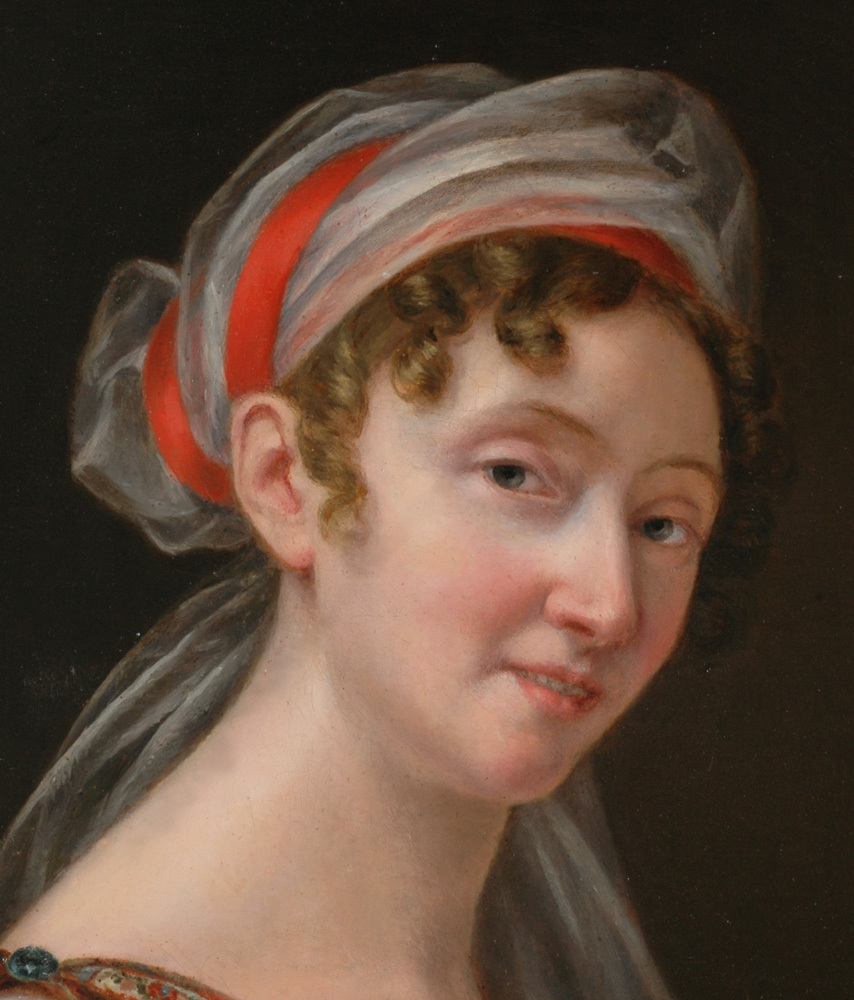
Isabelle Pinson (détail), 1823
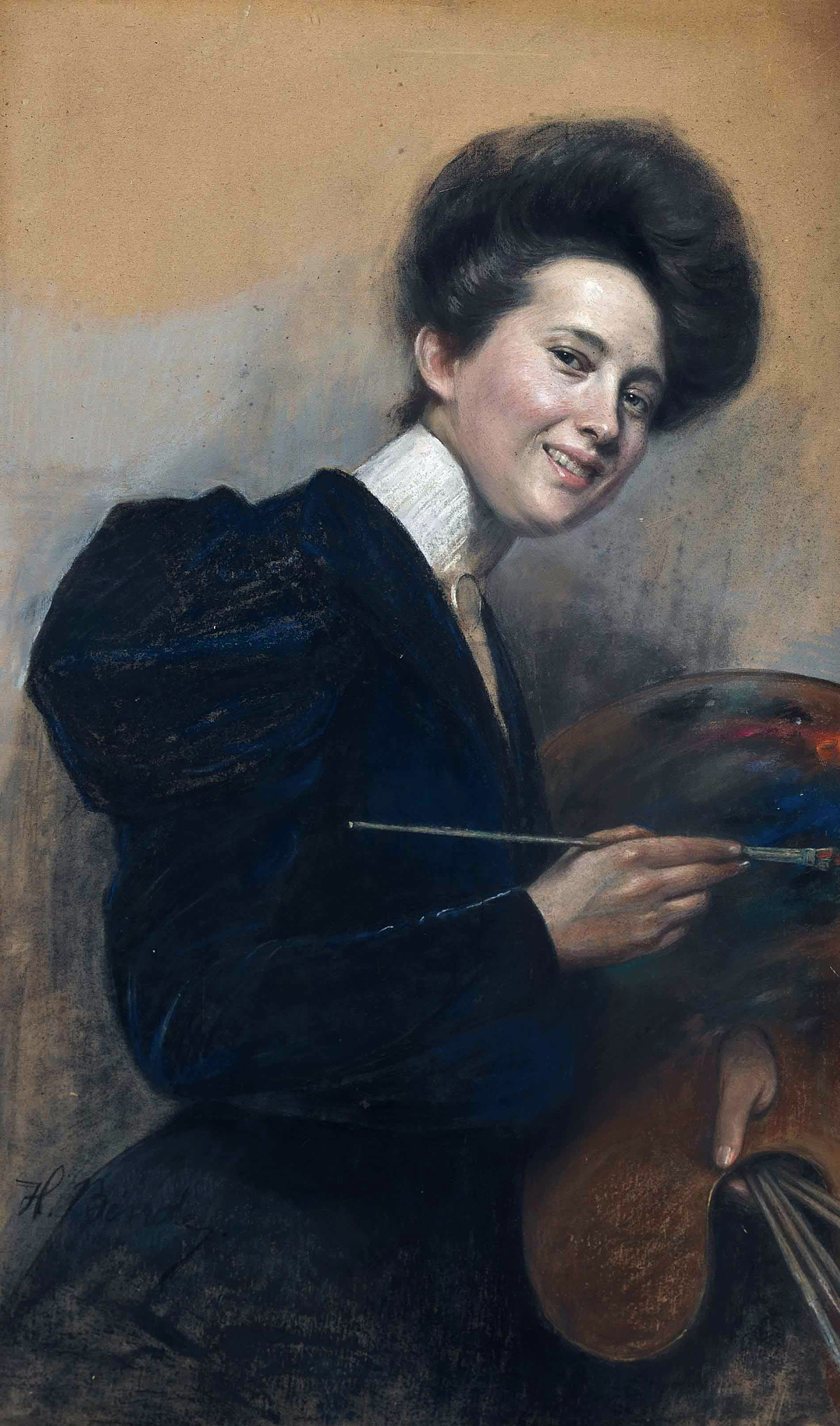
Alina Bondy-Glassowa

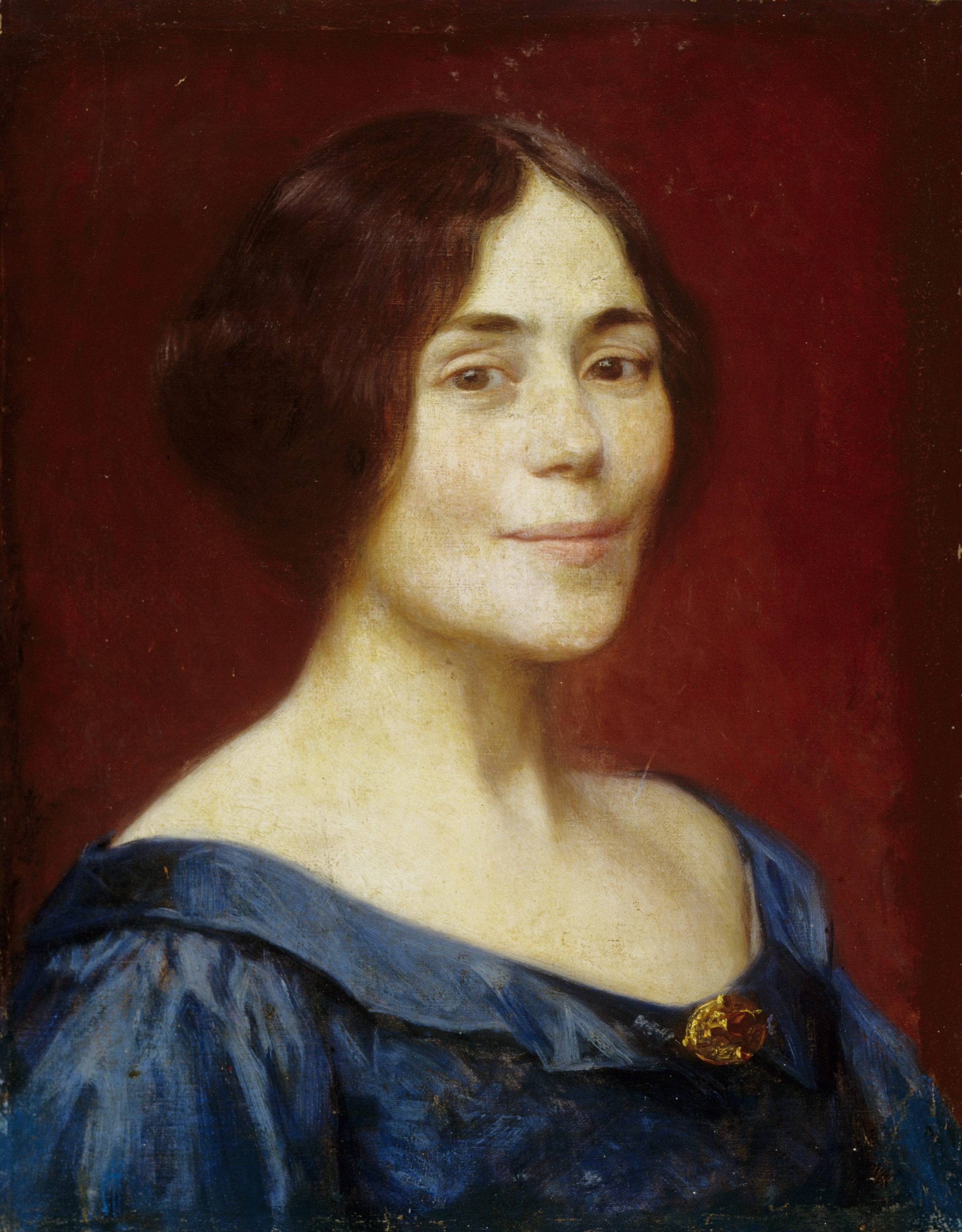
Elin Danielson-Gambogi, 1899
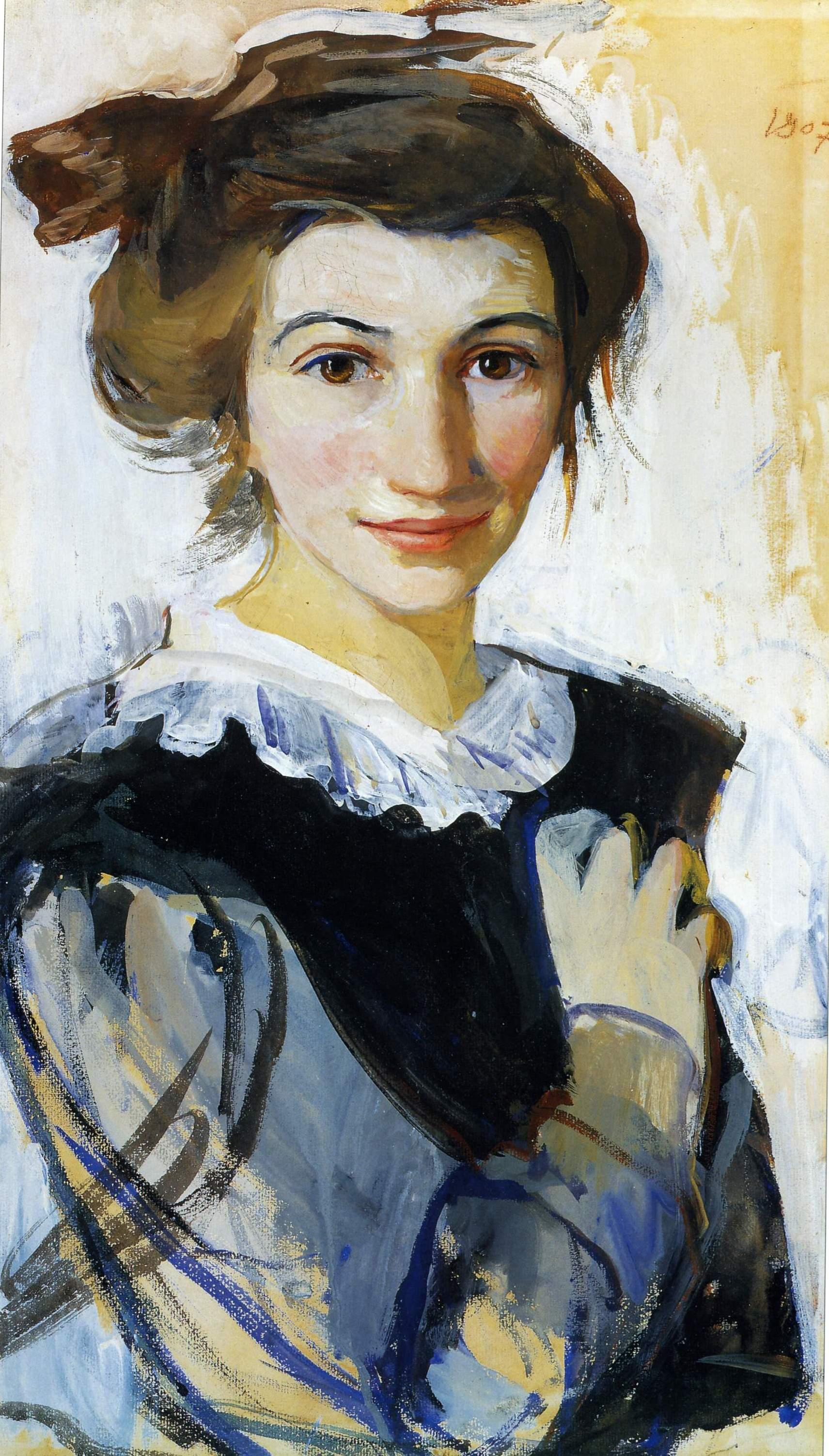
Zinaïda Serebryakova, 1907
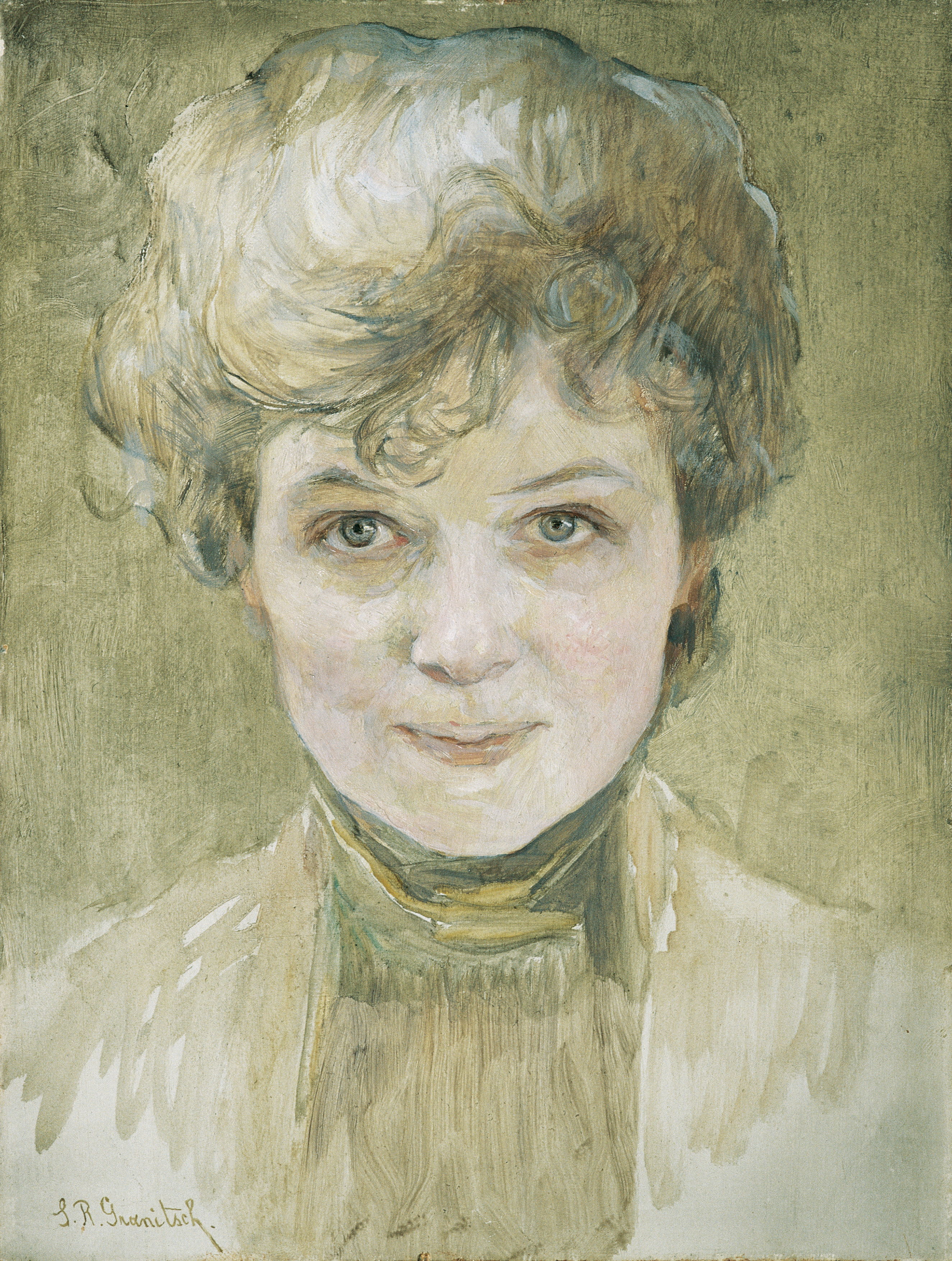
Susanne Granitsch, c.1910-1915
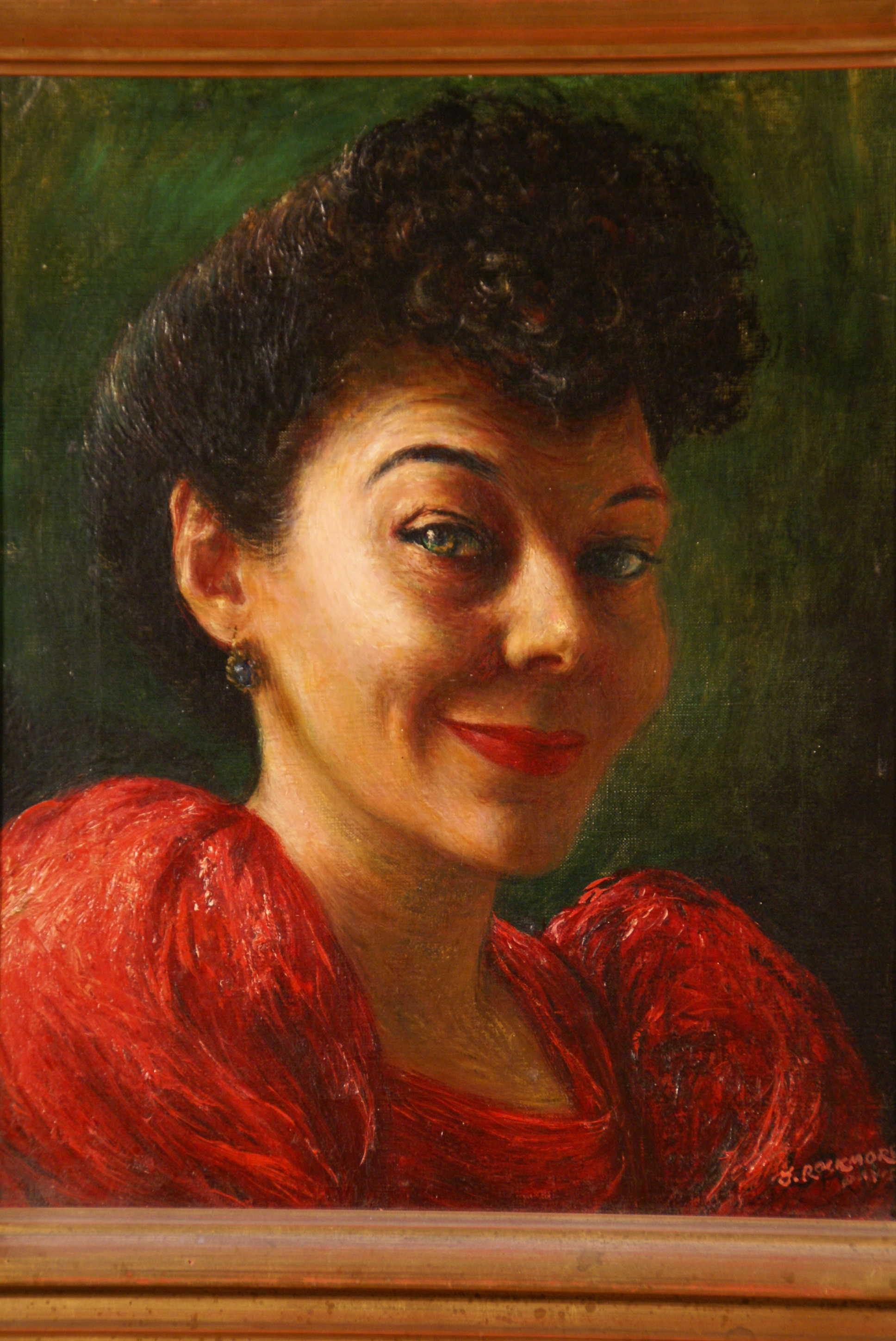
Gladys Rockmore, 1942

Principale partie du corps présente dans l'autoportrait, le visage en est parfois la seule. Alors que le premier portrait photographique date de 1839, l'évolution technique n'en permet la popularisation que dans les années 1860-1880, notamment avec la pionnière britannique Julia Margaret Cameron, qui, comme ses jeunes collègues Nadar et Carjat, donne à ses modèles les poses traditionnelles du portrait en peinture, mais se démarque aussi par des plans rapprochés au cadrage serré autour visage, sans décor, de face et avec le regard dans l'objectif, comme pour ce portrait de Julia Jackson réalisé en 1867 évoquant les photographies d'identité du XXe siècle. Bien qu'un lien avec l'art de la photographie ne soit probablement que conjoncturel, plusieurs artistes de cette époque se représentent sur ce modèle mettant en avant l'identité et rejetant tout accessoire ou attribut lié à la profession et à la féminité : Louise Jopling, Christiane Schreiber (c.1870), Elizabeth Thompson, Louise Abbéma, Leis Schjelderup (no), Hanna Hirsch-Pauli, Anna Ancher, Venny Soldan-Brofeldt, Aurélia de Souza, Louise De Hem, Marie Krøyer, Marie Laurencin dans ses premiers autoportraits de 1904,, Émilie Charmy…
Cette représentation de type "photomaton" devient plus banale après 1930, et les séries de portraits de Nora Heysen, Zinaïda Serebriakova, Pān Yuliang, Frida Kahlo, Lotte Laserstein, Leonor Fini, Charley Toorop, Rita Angus, Tove Jansson, Diana Dean (en), Ishbel Myerscough, Chantal Joffe (en)… en comportent toutes au moins une.

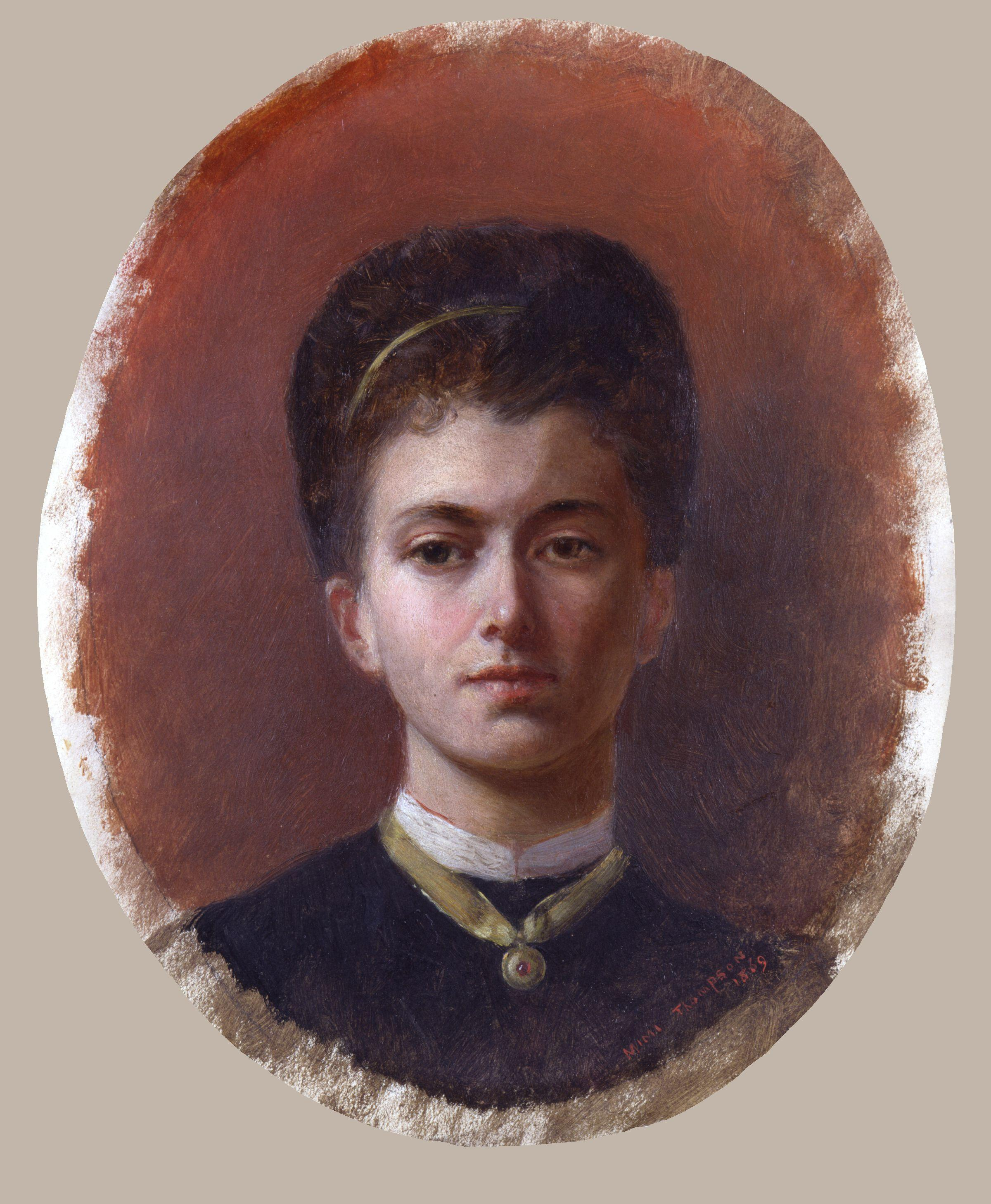
Elizabeth Thompson, 1869
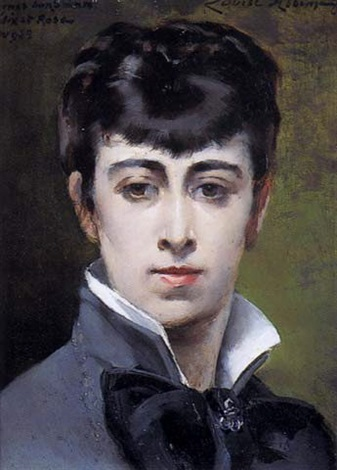
Louise Abbéma, 1876
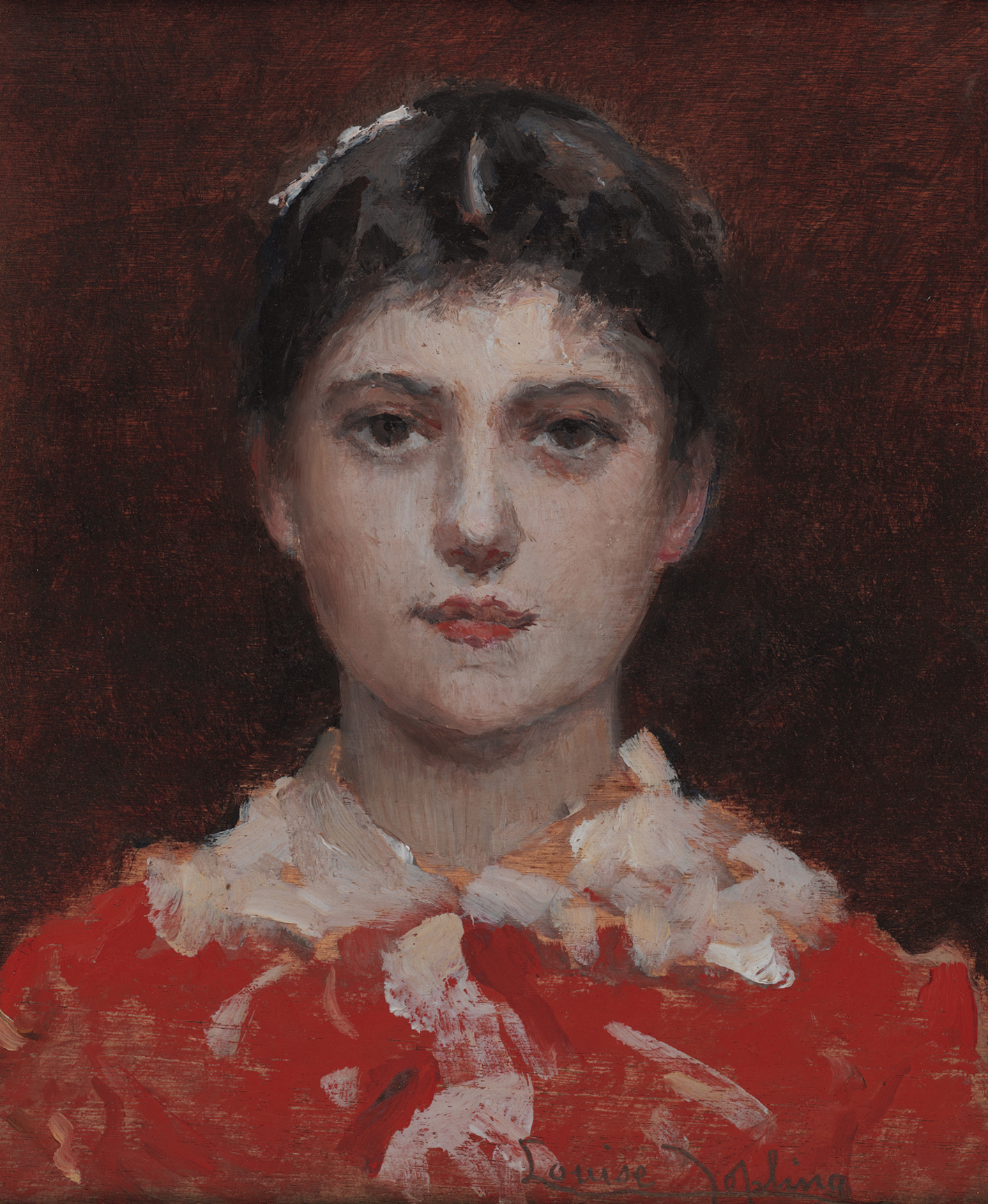
Louise Jopling, 1878
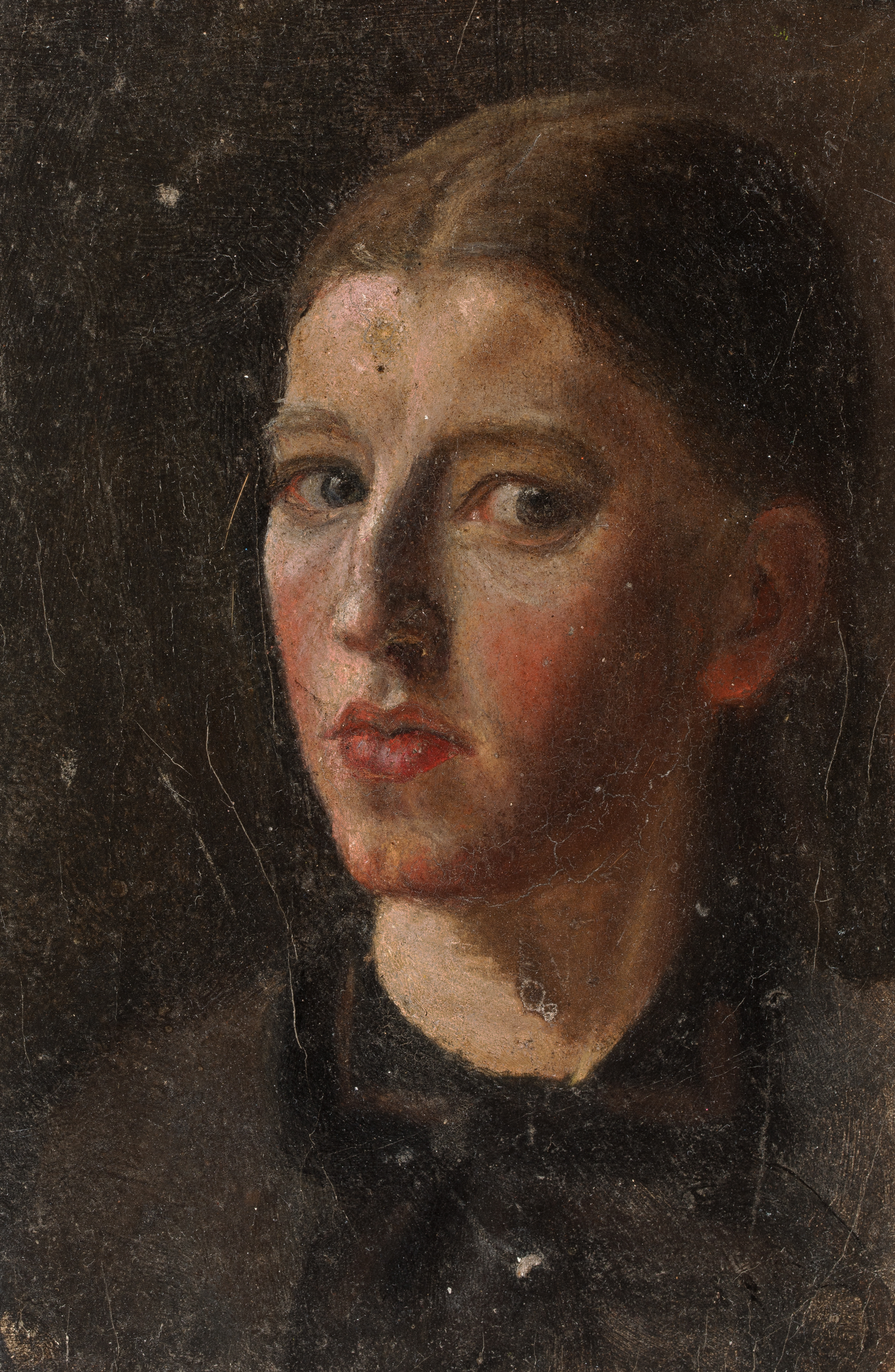
Anna Ancher, c.1878
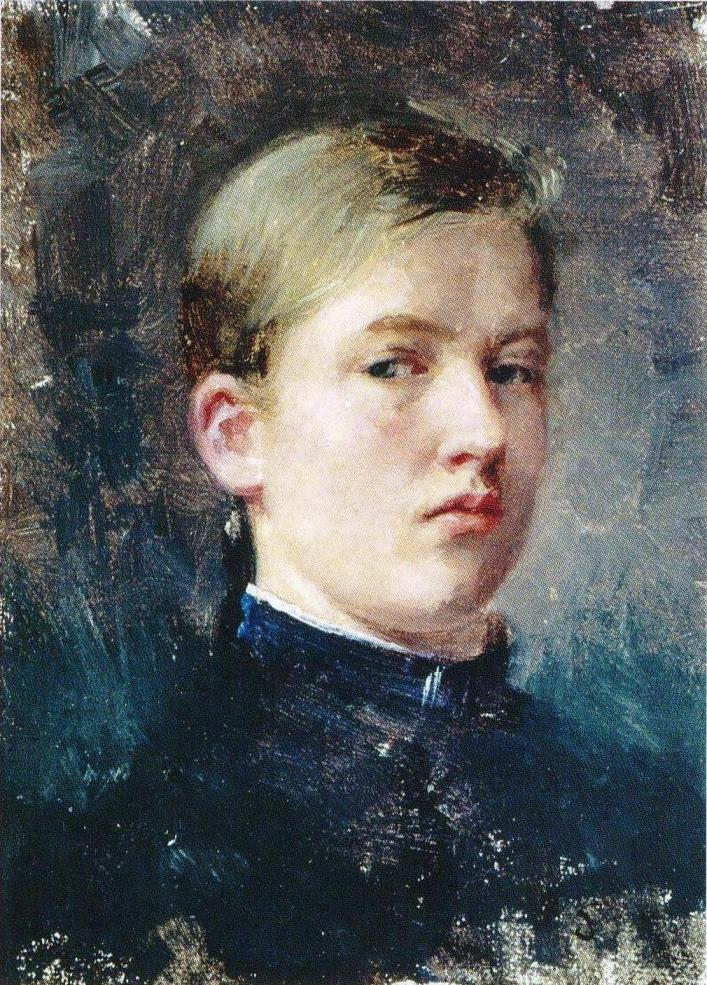
Venny Soldan-Brofeldt, 1882
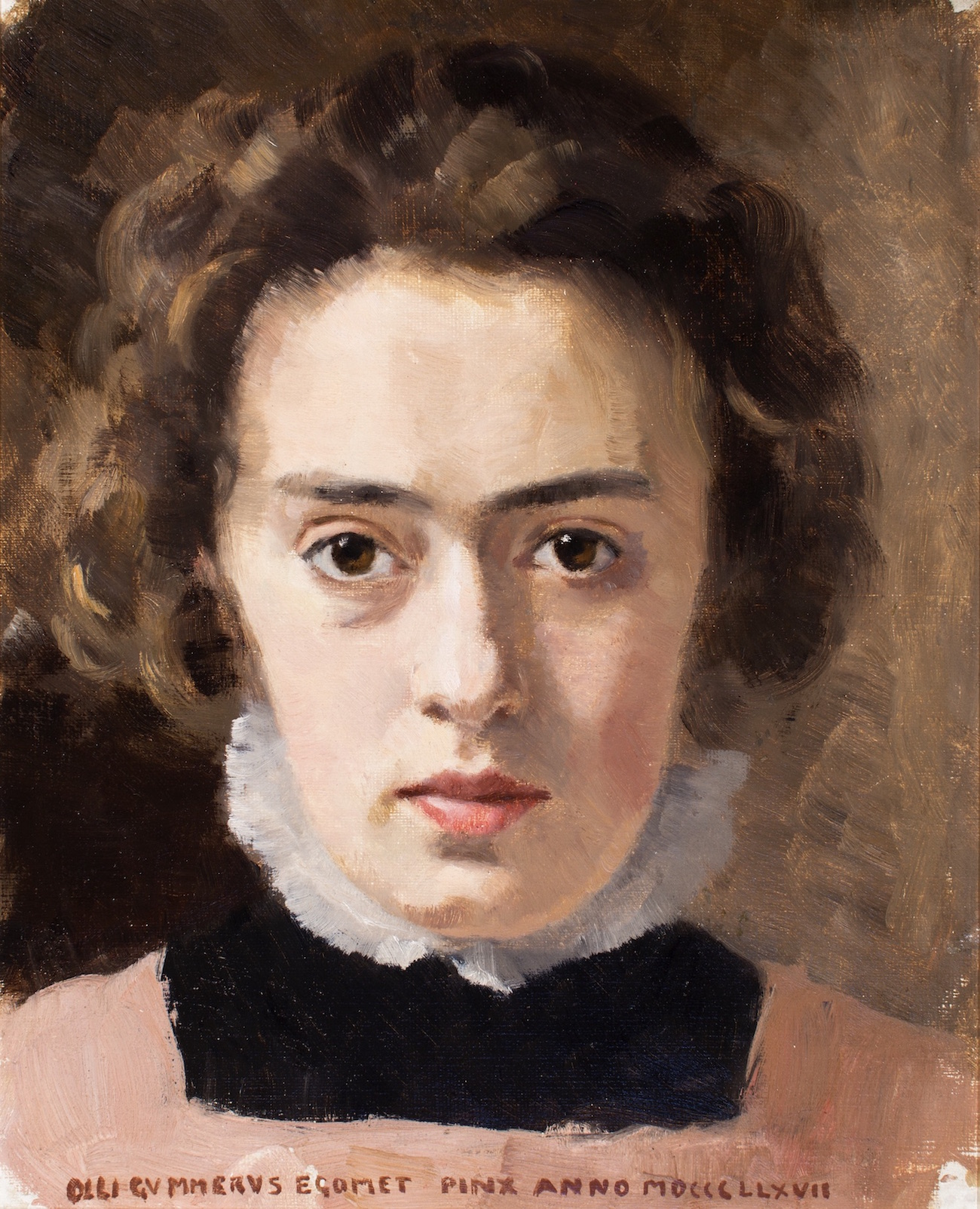
Olga Gummerus-Ehrström, 1897
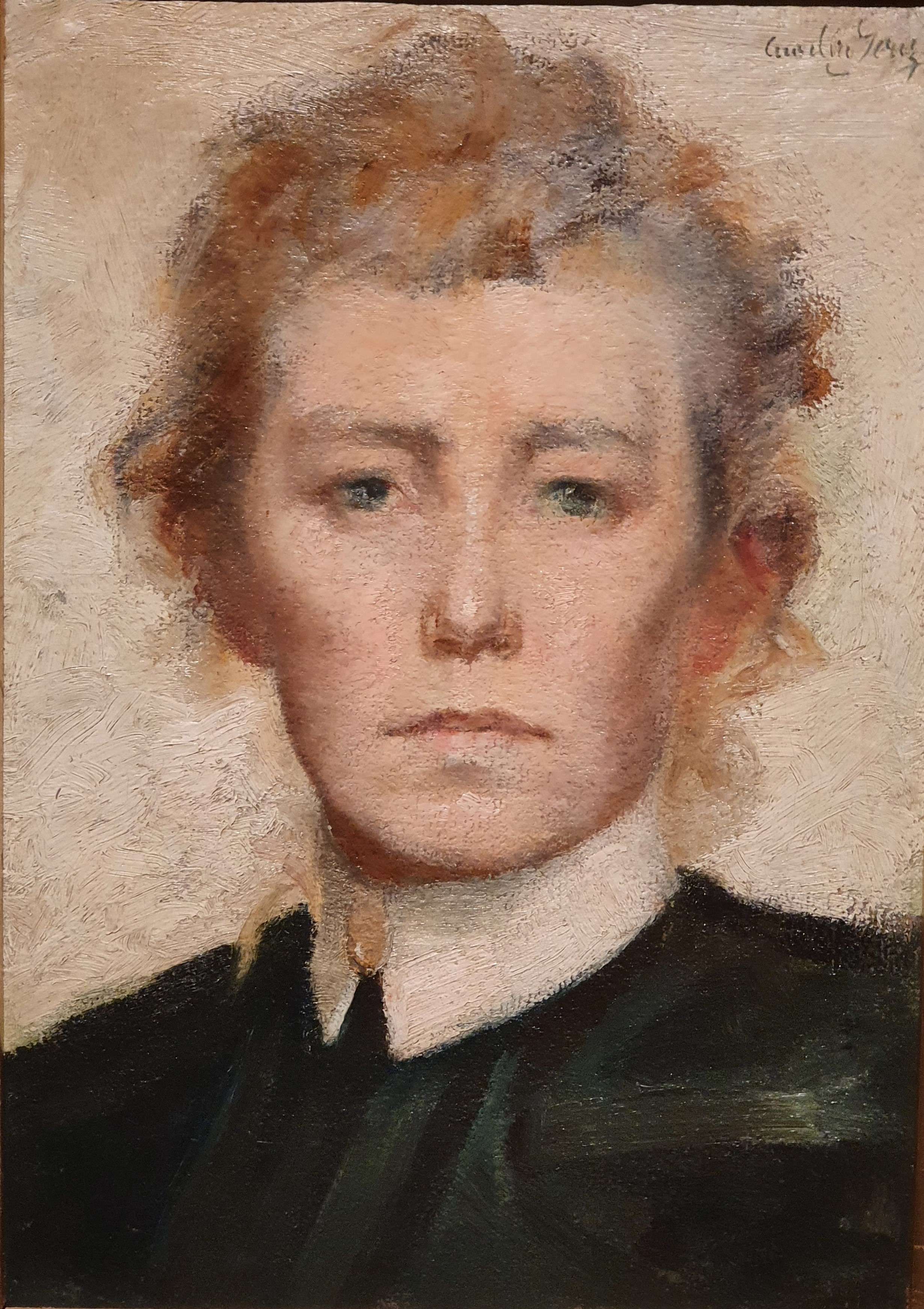
Aurélia de Souza, c.1895
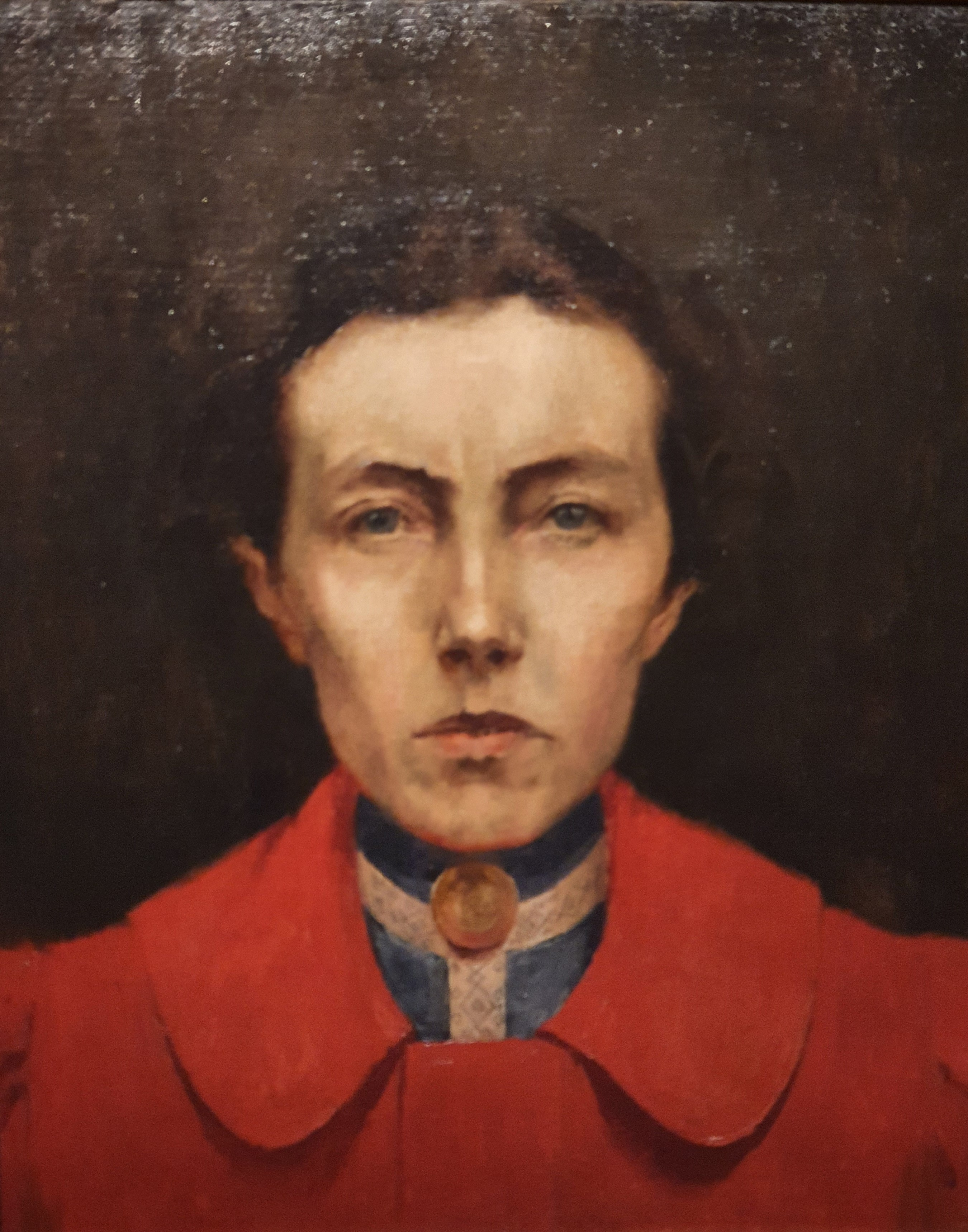
Aurélia de Souza, c.1900

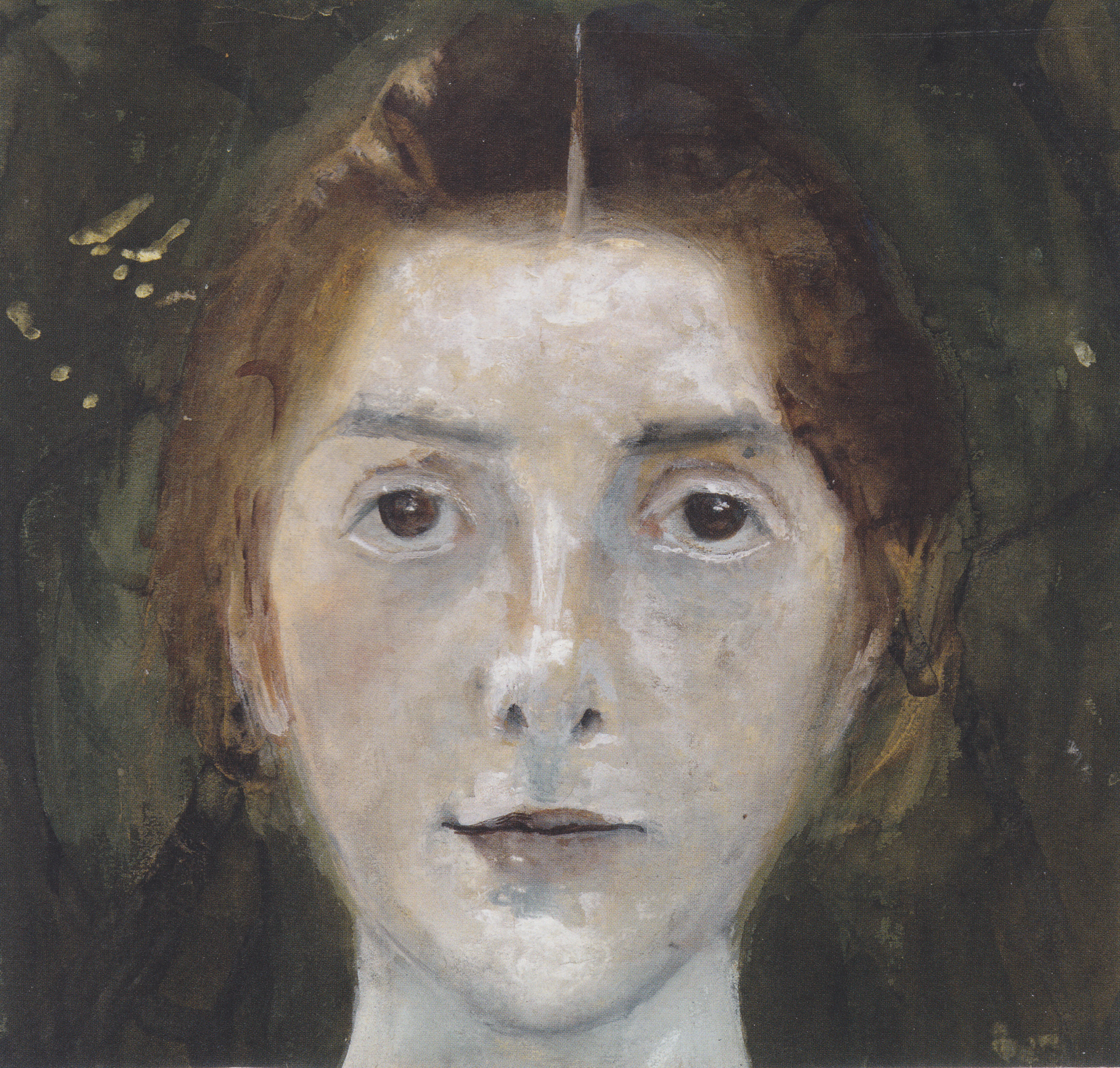
Paula Modersohn-Becker, 1897
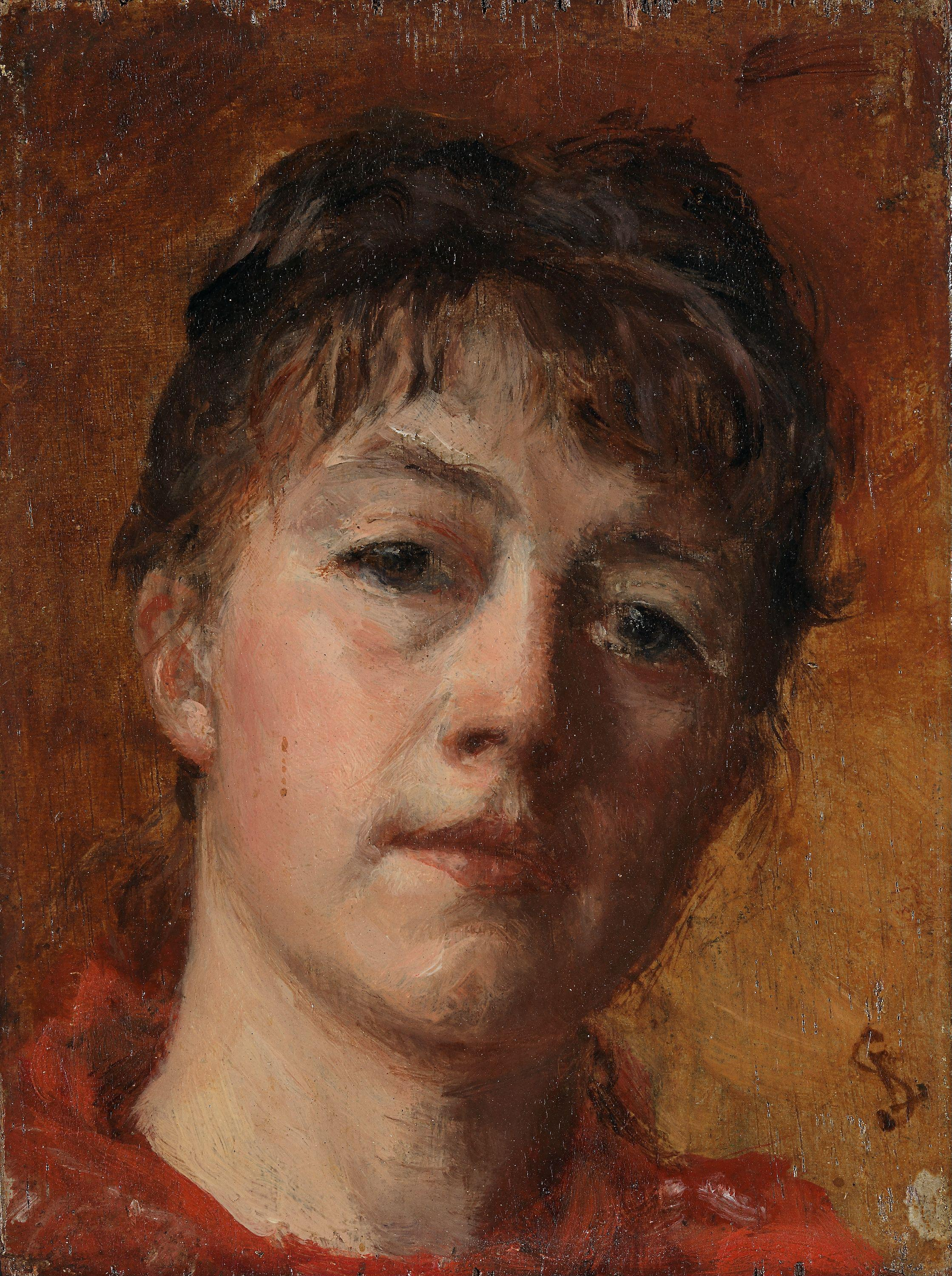
Leis Schjelderup, 1886
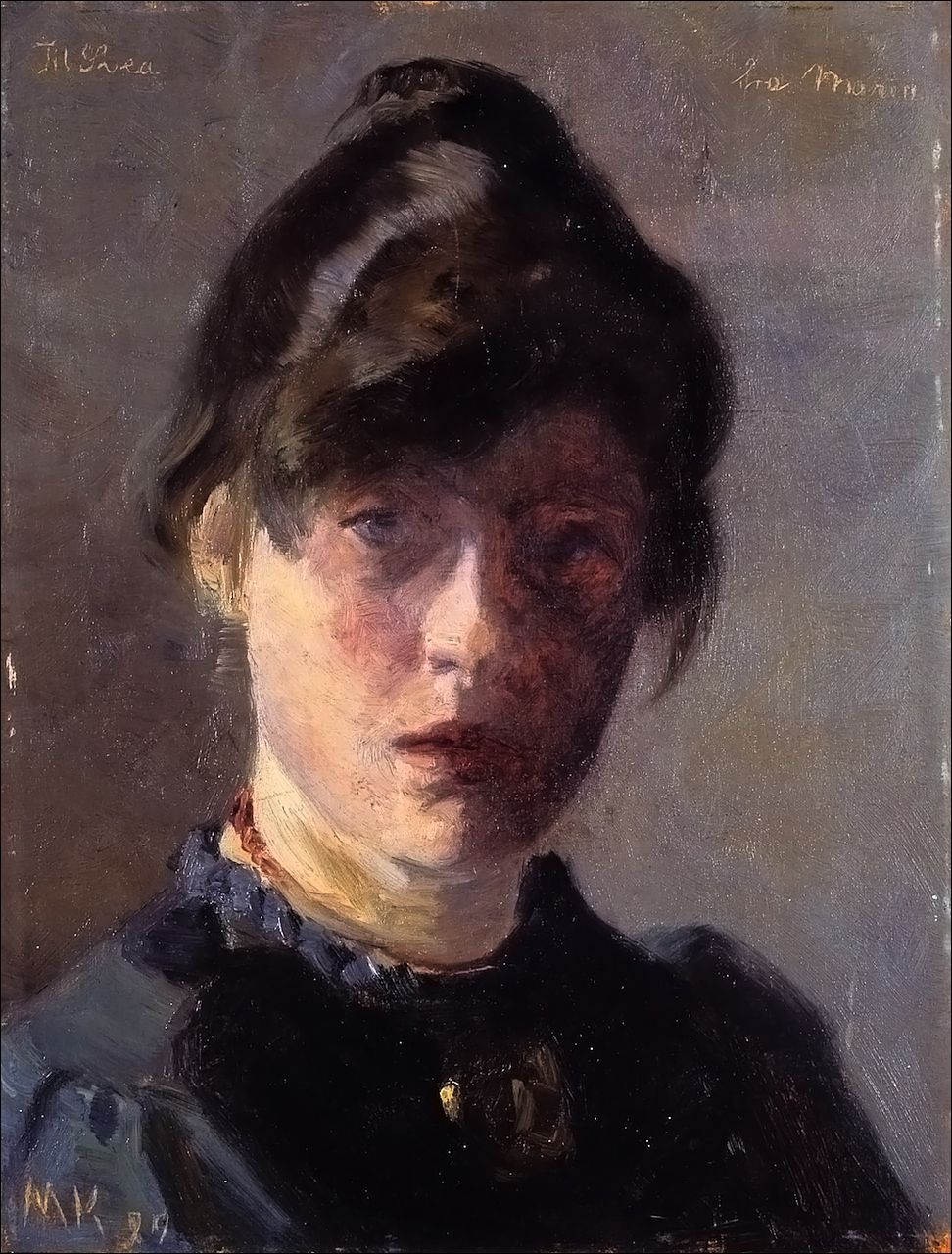
Marie Krøyer, c.1900
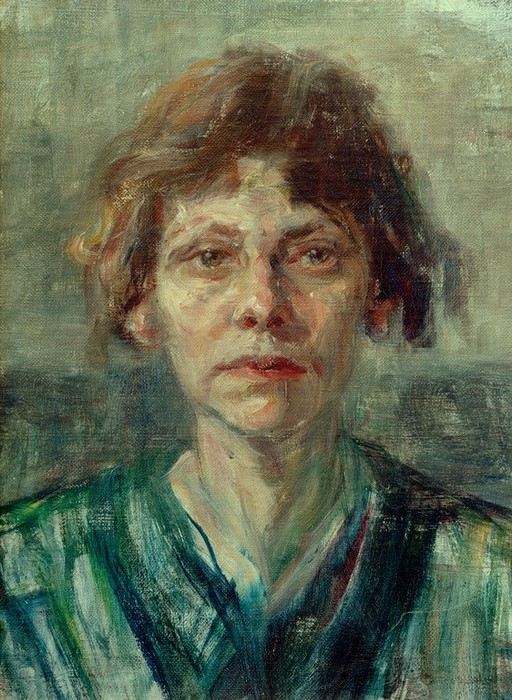
Maria Slavona, 1910
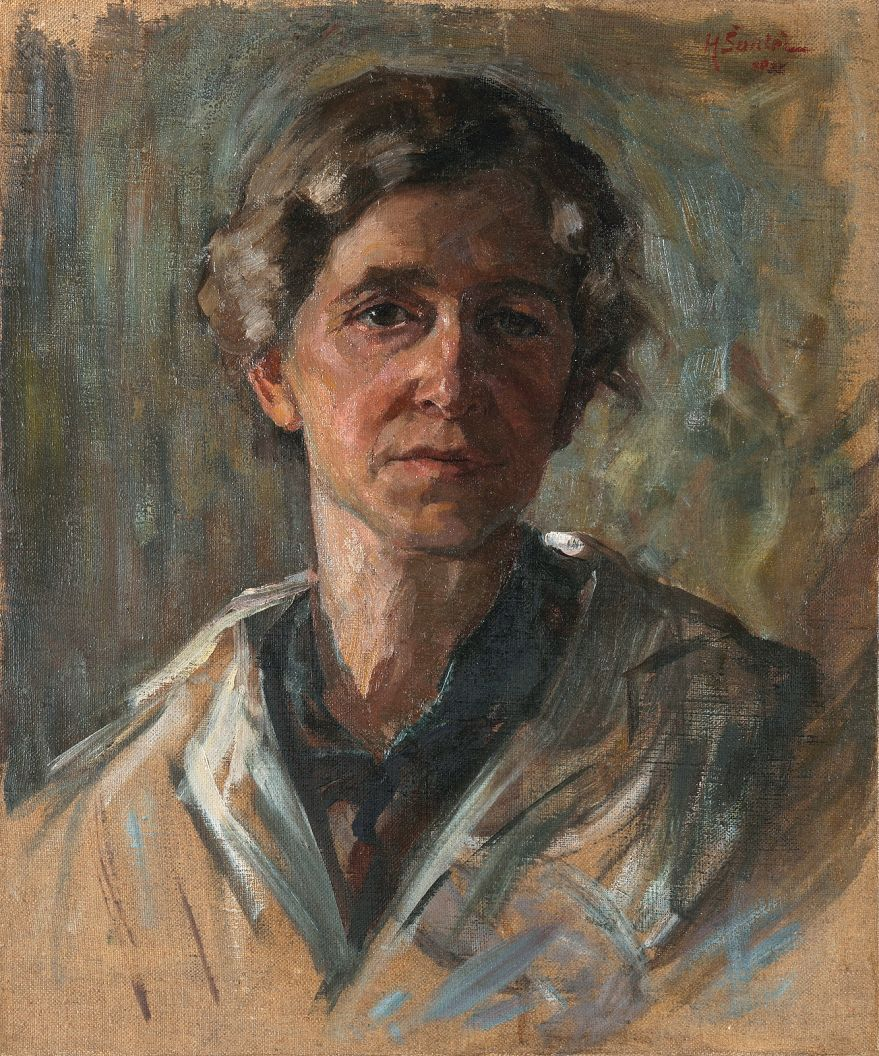
Henrika Šantel, 1922
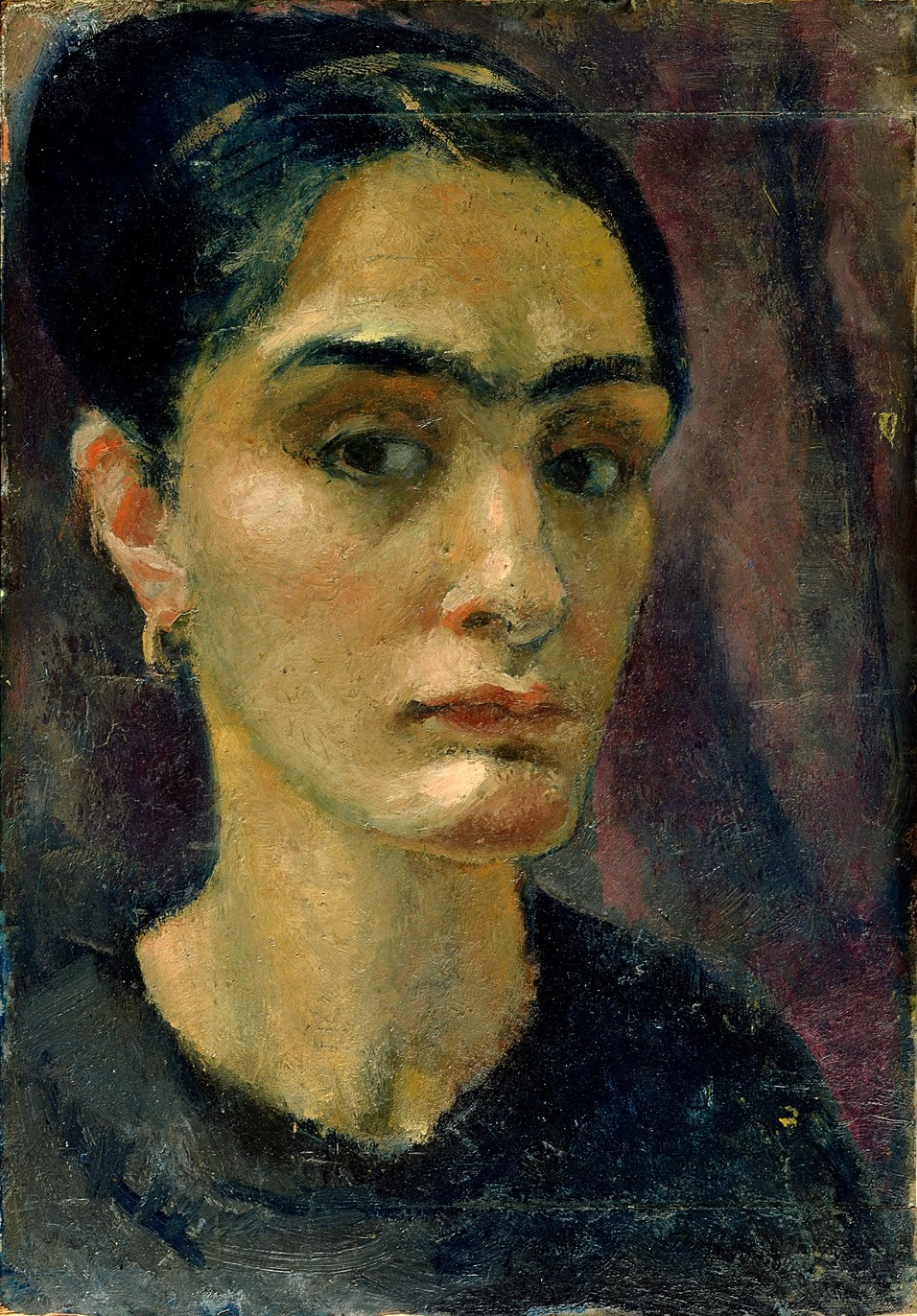
Anita Rée, c.1925
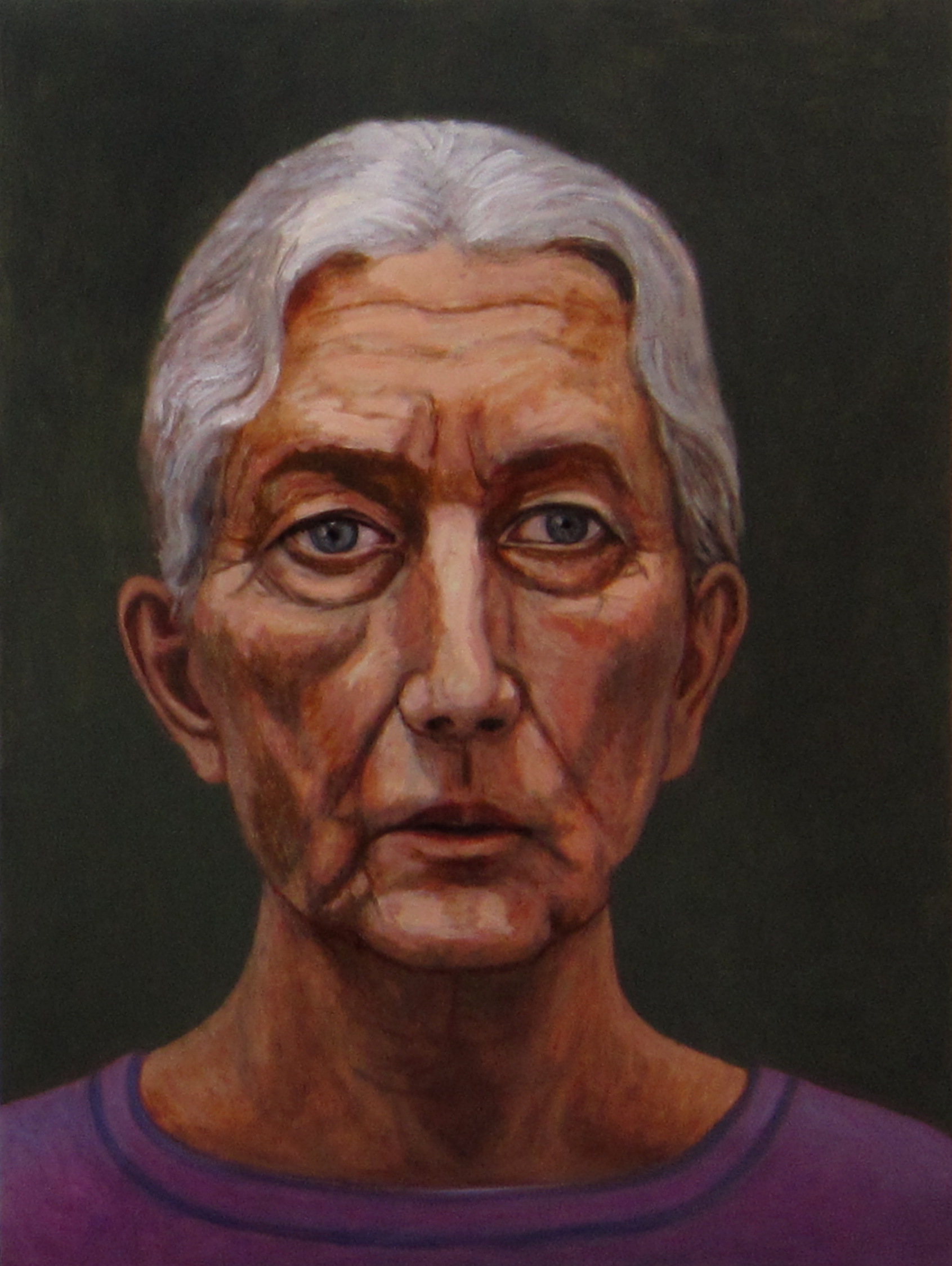
Diana Dean, 2014

#### Chevelure
Élément le plus constant de l'autoportrait féminin, avant même le visage, la chevelure peut très exceptionnellement en être absente, soit cachée entièrement par un voile ou un turban, soit disparue en raison d'une calvitie, à la suite d'une chimiothérapie par exemple (Karen Yee †2016, Fight Like A Girl, 2012). Dans l'immense majorité des cas, cette coiffure se conforme à la mode du temps, mais sans en suivre les extravagances. Ailleurs, elle n'en tient pas vraiment compte, ou même peut prendre un aspect de rébellion contre le conformisme de la société, par exemple à la fin du XIXe et au début du XXe siècle lorsque des jeunes femmes rabattent une frange sur leur front (Marie Bashkirtseff, Sarah Bernhardt, Louise Abbéma, Ellen Day Hale (en)) ou troquent leur longue chevelure contre une coupe au carré (Dora Carrington en 1913) ; quelques-unes, comme Annemarie Heise, Lotte Laserstein dans les années 1920, ou Gluck, adoptent une coupe masculine. On pourrait citer à propos des autoportraits des XVIIe et XVIIIe siècles la "Hurluberlu", à la mode de 1660 à 1680, portée notamment par Mary Beale, Élisabeth-Sophie Chéron et Anne Killigrew, ou d'autres rendues célèbres par les personnalités qui les ont diffusées, comme « la Sévigné », mais dont les surnoms sont depuis longtemps tombés dans l'oubli. Après le retour au naturel de la fin du XVIIIe siècle, on voit les coiffures à l'antique d'Angelica Kauffmann, Constance Mayer (1801) et Maria Callani (1802), puis la coiffure courte "à la Titus",, portée notamment par Henriette Lorimier en 1807 et Vigée Le Brun en 1808, et qui perdure jusqu'en 1811. C'est ensuite le retour durable aux cheveux longs, que Zinaïda Serebriakova peigne dans son Autoportrait à la table de toilette de 1909.

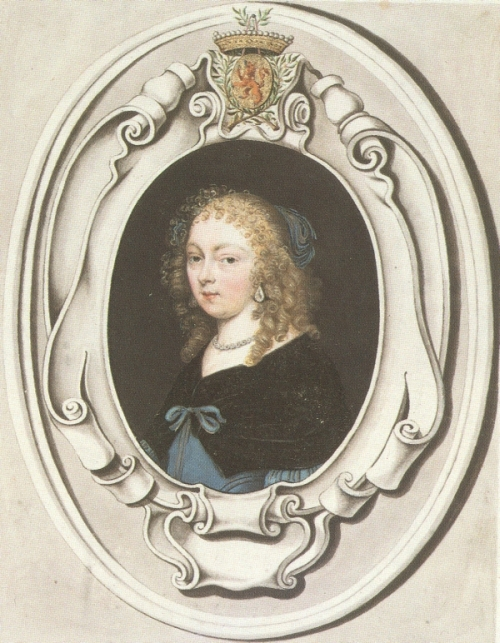
Gesina ter Borch à la Sévigné, 1661
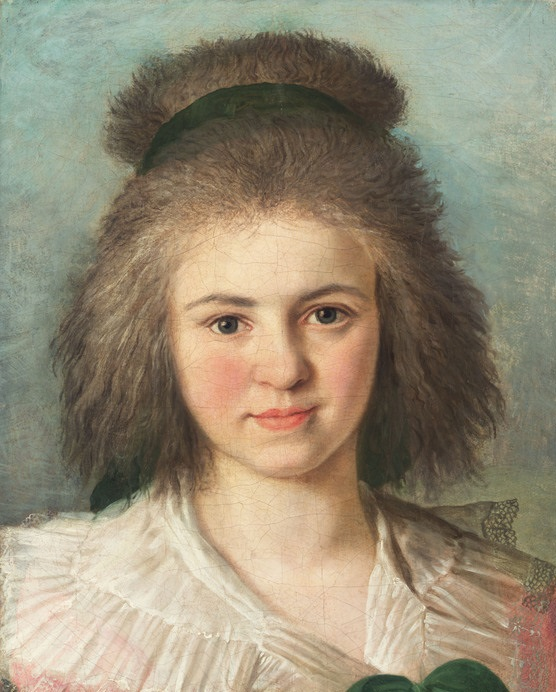
Ludovike Simanowiz (de), 1792
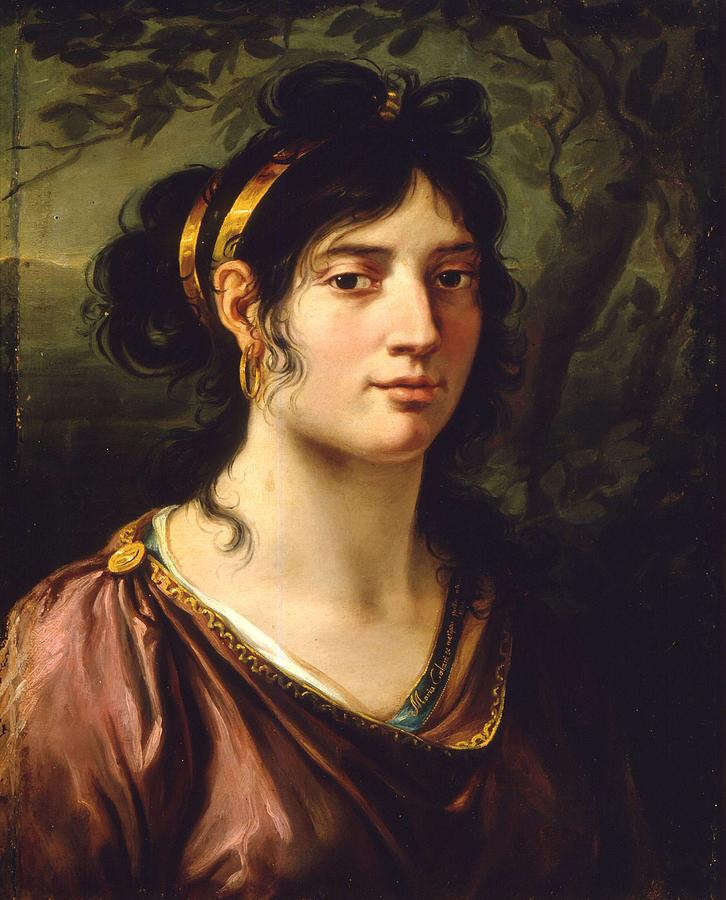
Maria Callani, 1802
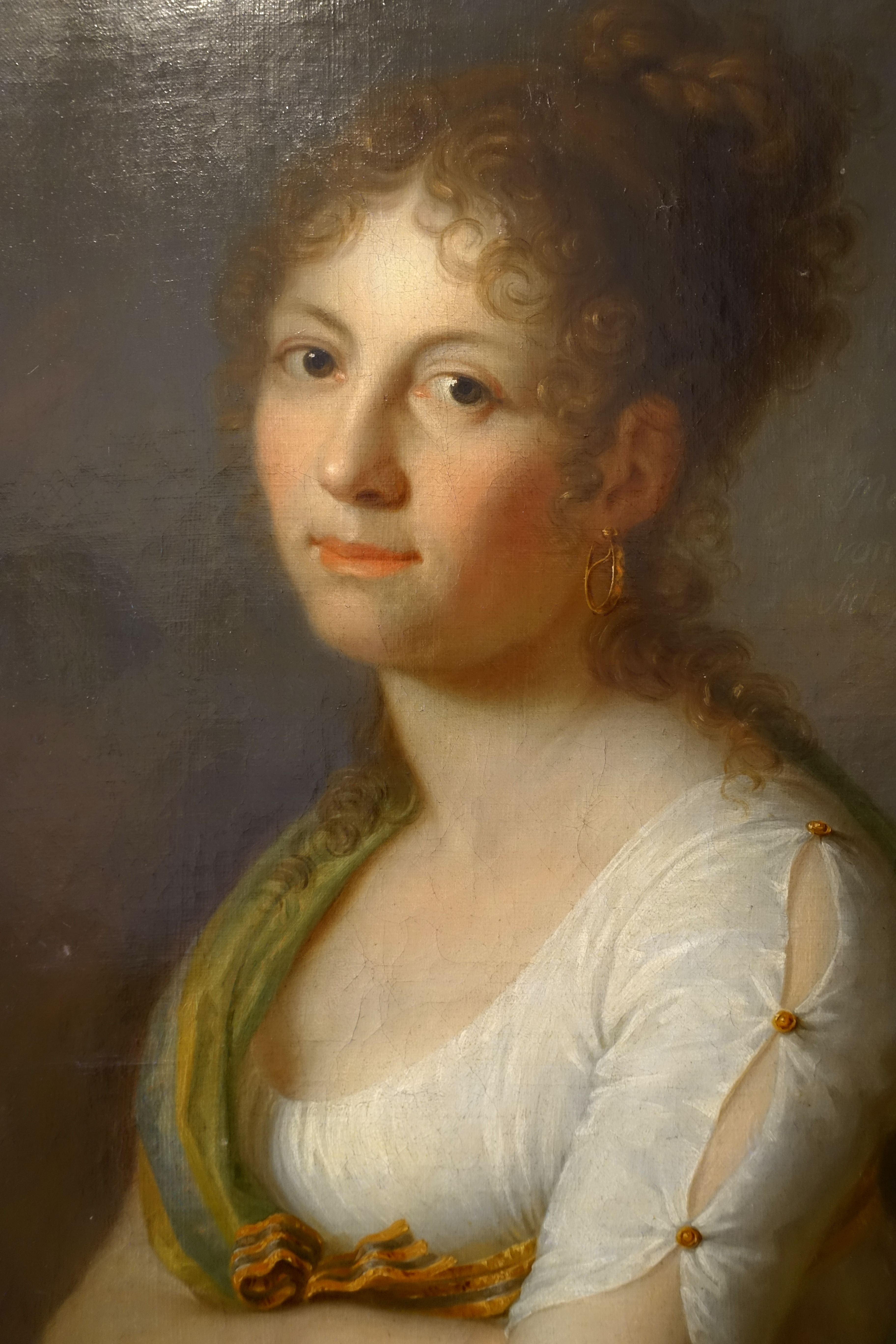
Margarethe Geiger (de), 1804
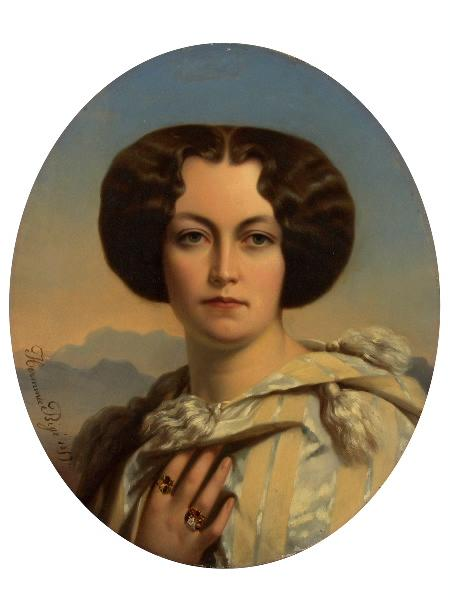
Herminie Collard, 1857
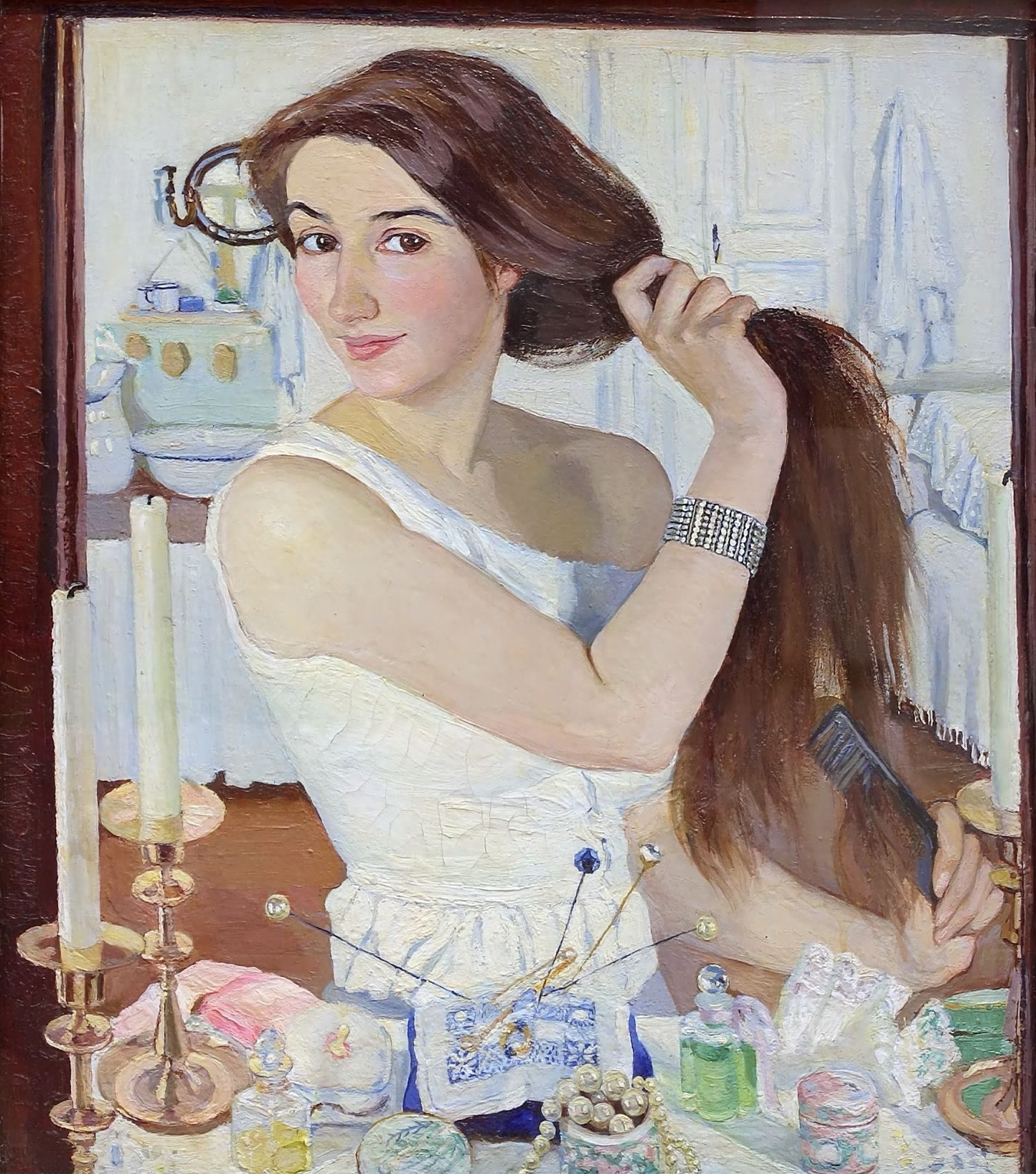
Zinaïda Serebriakova à la table de toilette, 1909

Par l'intermédiaire des nouveaux magazines de mode à grand tirage diffusés en province, et aussi dans toute l'Europe et aux États-Unis, avec des illustrations privilégiant les coiffures les plus élaborées, la chevelure acquiert au XIXe siècle une dimension sociale et culturelle sans précédent, et, grâce à la littérature, une riche signification symbolique, que Carol Rifelj a bien décrite à partir des œuvres de vingt grands romanciers français ; les cheveux y renseignent le lecteur sur la personnalité des protagonistes, mais aussi sur leur situation sociale. Ainsi que le rappelle Katherine Rondou, ce XIXe siècle est la période phare de la tricophilie : l'abondance, l'épaisseur et la longueur des cheveux sont des facteurs d'érotisation.
Énumérant différentes coiffures de personnages de roman, Carol Rifelj relève ainsi qu'elles servent d'indication de la sensualité ou d'annonce de séduction. Parmi ces coiffures du XIXe siècle plus ou moins liées à la sensualité, à la tricophilie et au fétichisme, les boucles et les bandeaux sont particulièrement bien représentés dans l'autoportrait féminin.
La coiffure contemporaine du premier romantisme, visible dans les années 1810 et 1820 sur les autoportraits de Marie Ellenrieder, Amile-Ursule Guillebaud, Rolinda Sharples, Mary Ellen Best, Sarah Goodridge, Marie-Victoire Jaquotot ainsi que sur la demi-douzaine d'Hortense Haudebourt-Lescot, comporte typiquement des boucles de chaque côté des tempes et un chignon placé haut sur le crâne. Quelquefois, seules ses boucles sont visibles, s'échappant d'un turban, dont la mode est alors à son apogée (Julie Duvidal de Montferrier, Sarah Biffin), ou d'une capote en paille (Wilhelmina van Idsinga), cf. Chapeaux et autres couvre-chefs.
Apparues en 1829 et à la mode jusque dans les années 1850, les boucles à l'anglaise, que les romanciers utilisent pour connoter l'élégance et la beauté, exigent un travail considérable de la part du coiffeur ou de la chambrière, et dénotent ainsi le statut social bourgeois ou noble de celle qui les porte. Elles sont visibles chez Ida Maier-Müller (1845), Sophie Rude (1841), Therese aus dem Winckel, Camilla Guiscardi (1845) et de nombreuses autres artistes.

Boucles à l’anglaise
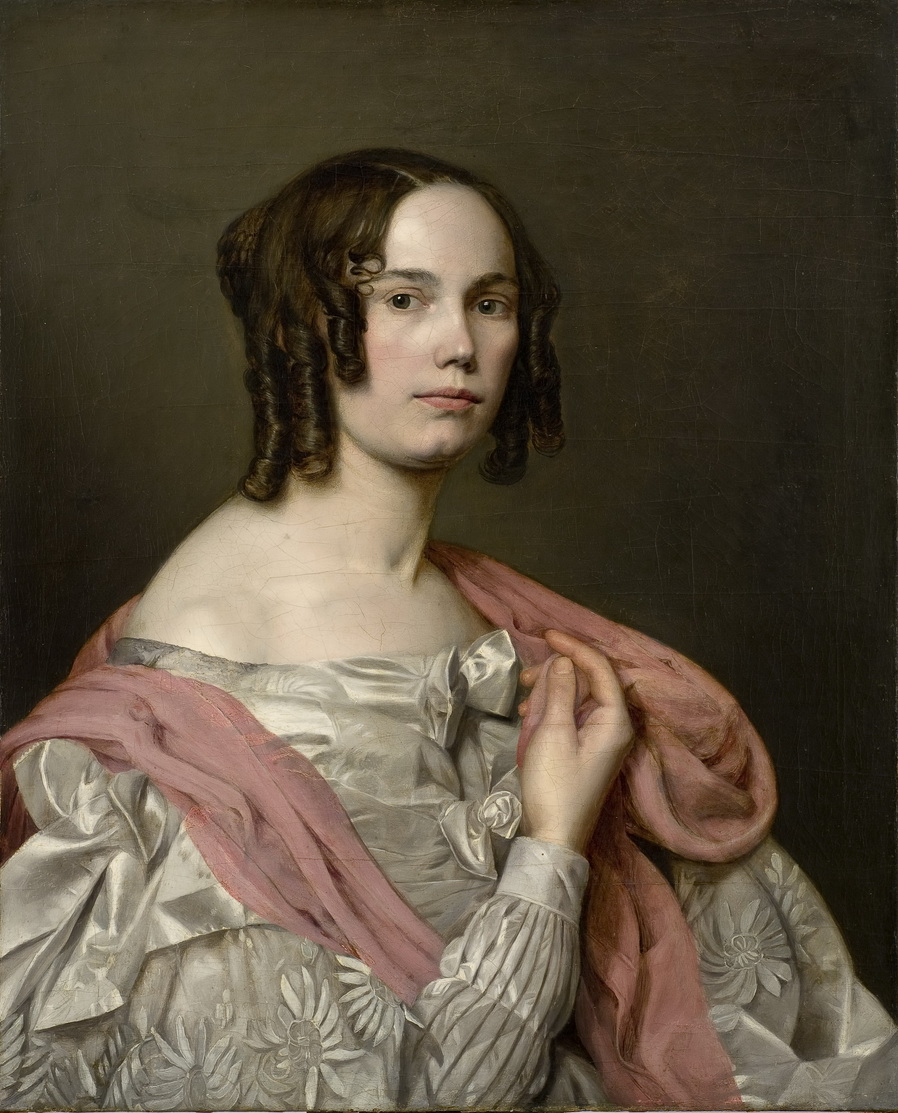
Katarina Ivanović, 1836
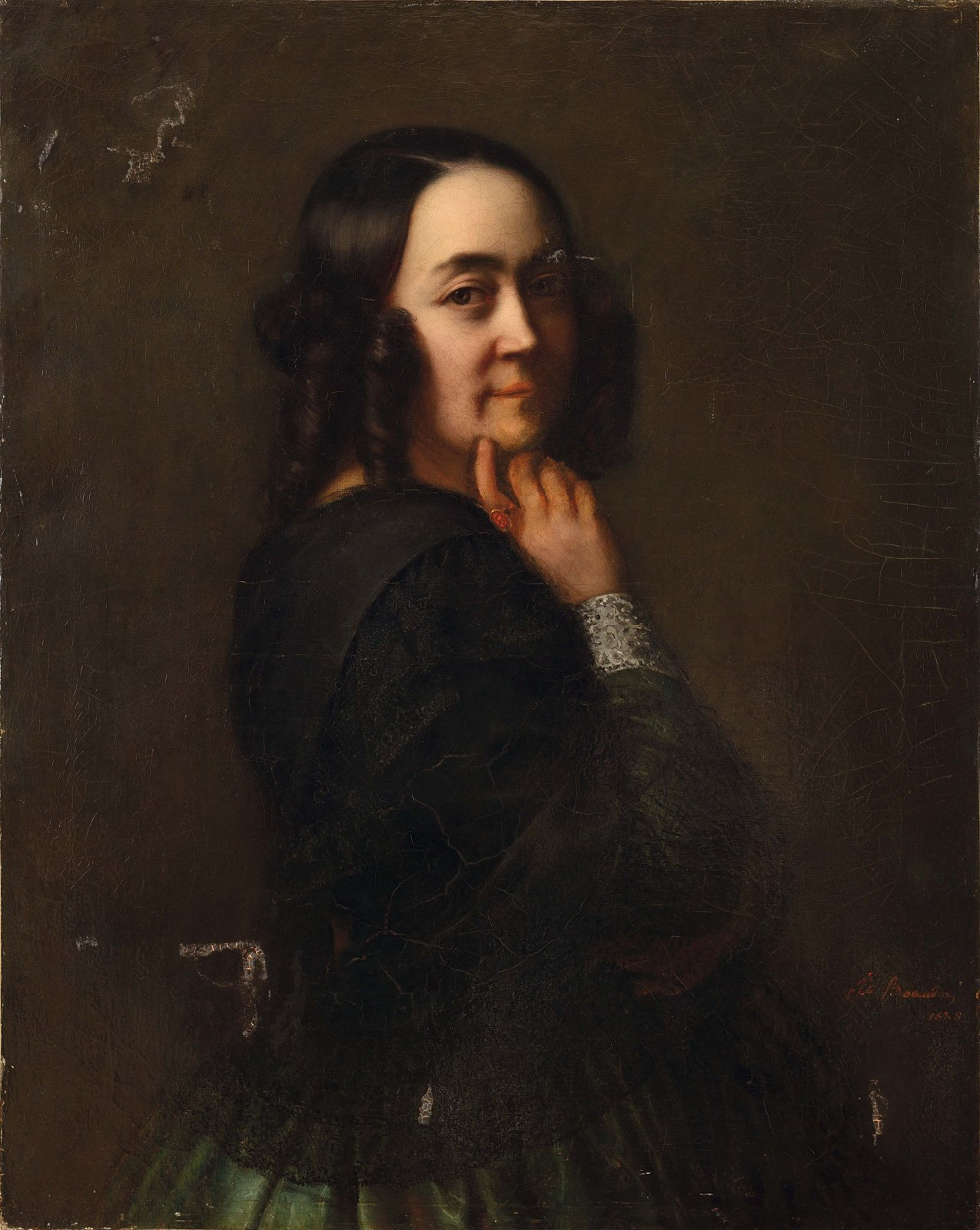
Félicité Beaudin, 1838
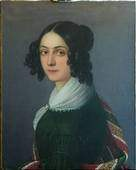
Ida Botti Scifoni (it), 1839
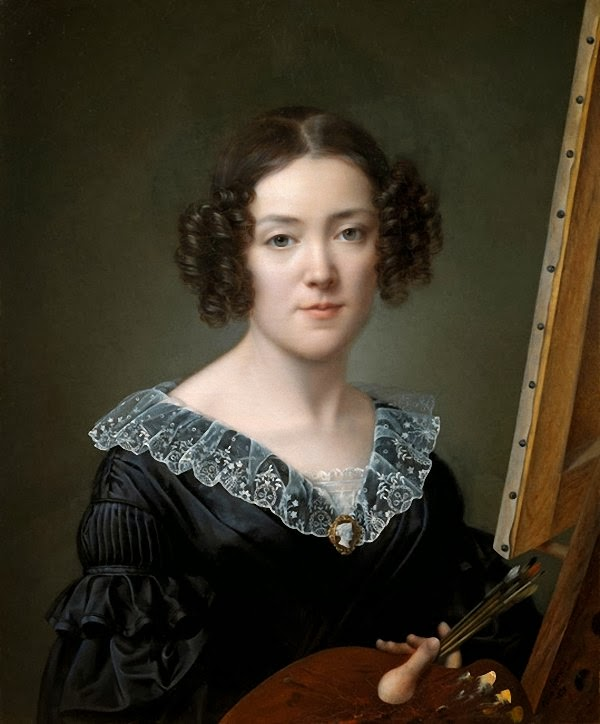
Elisa Counis (it), 1839
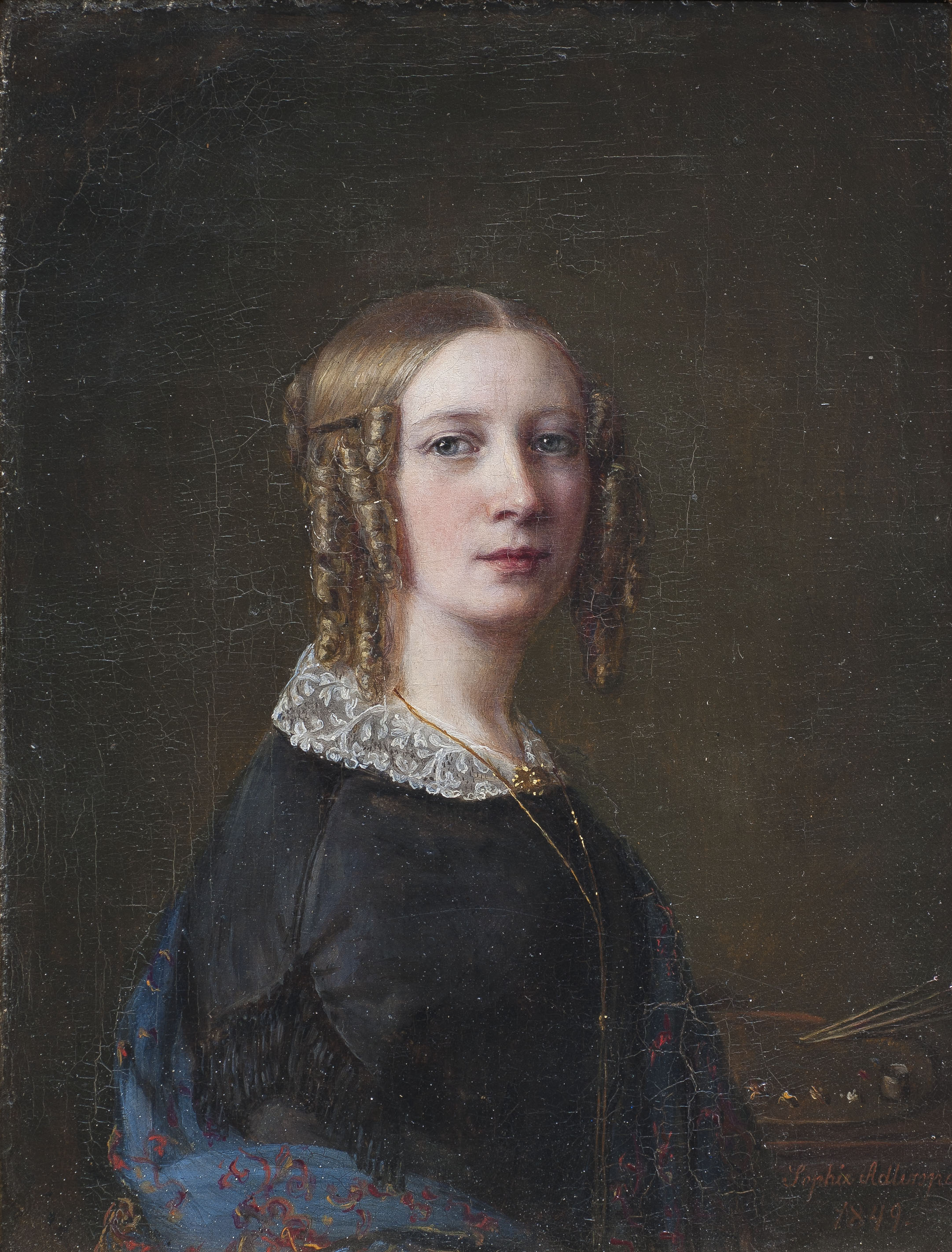
Sofia Adlersparre, 1839
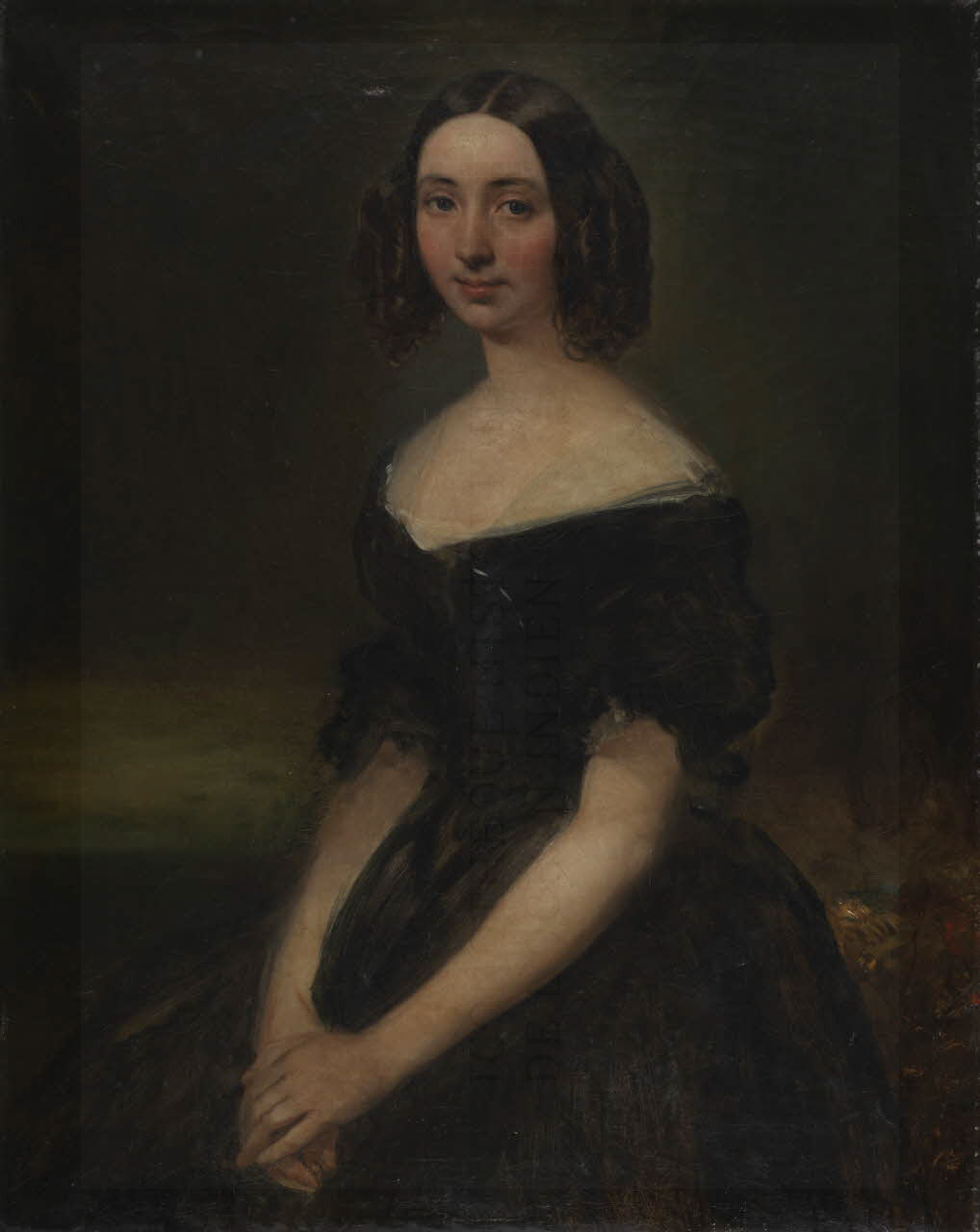
Adèle Ferrand, c.1840

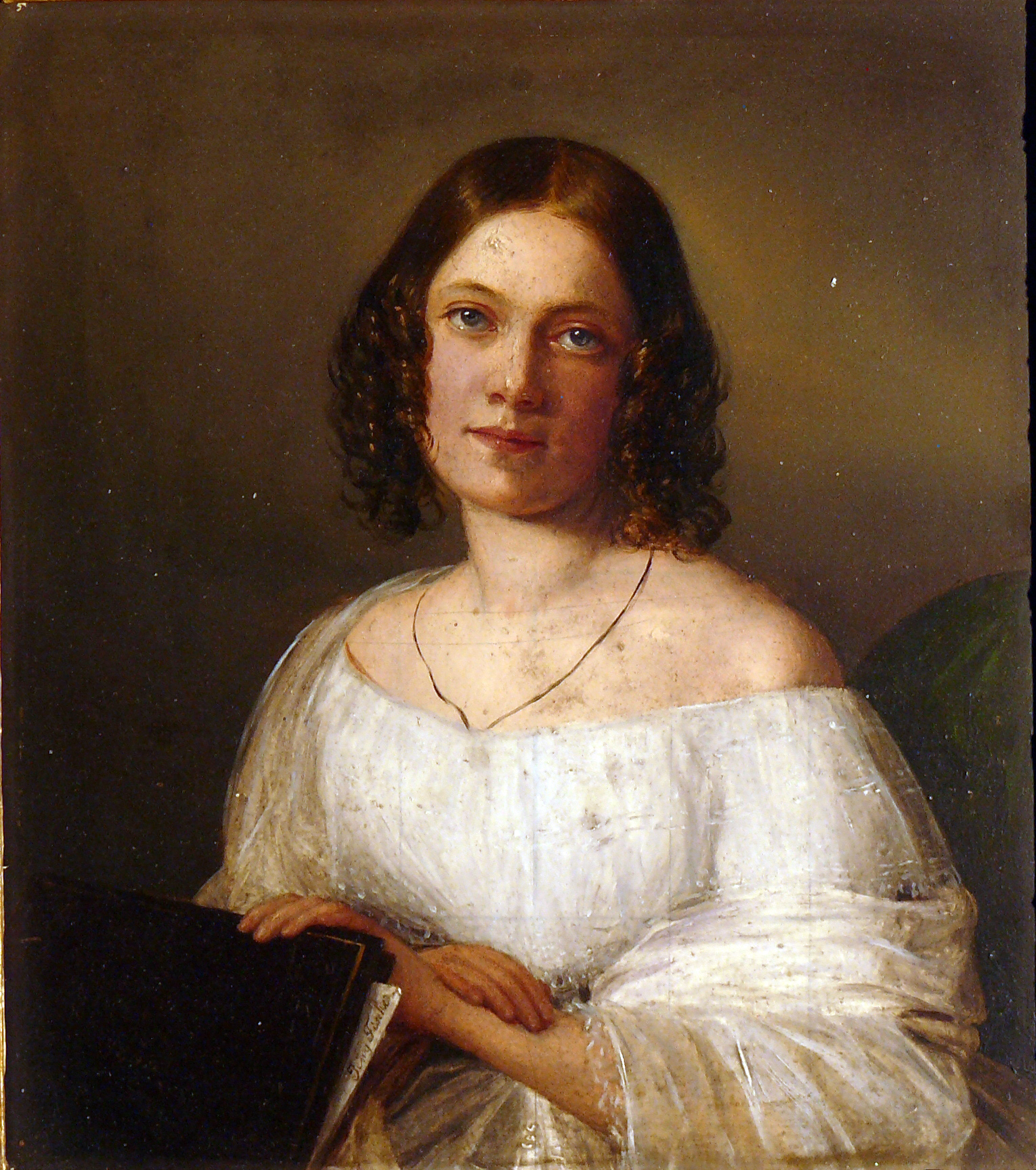
Johanna Fischer (de), c.1840
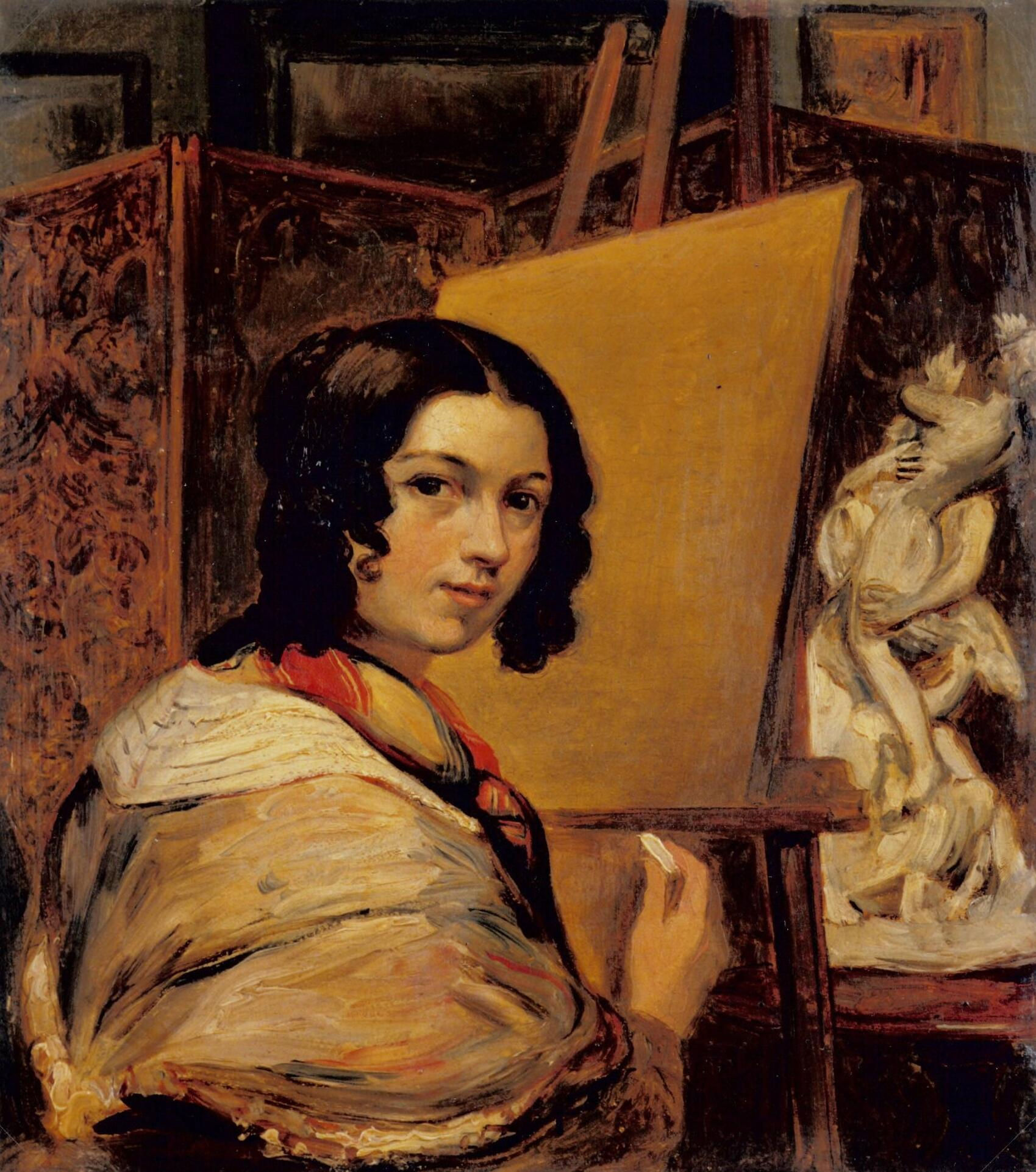
Johanna Aleida Budde (en), c.1840
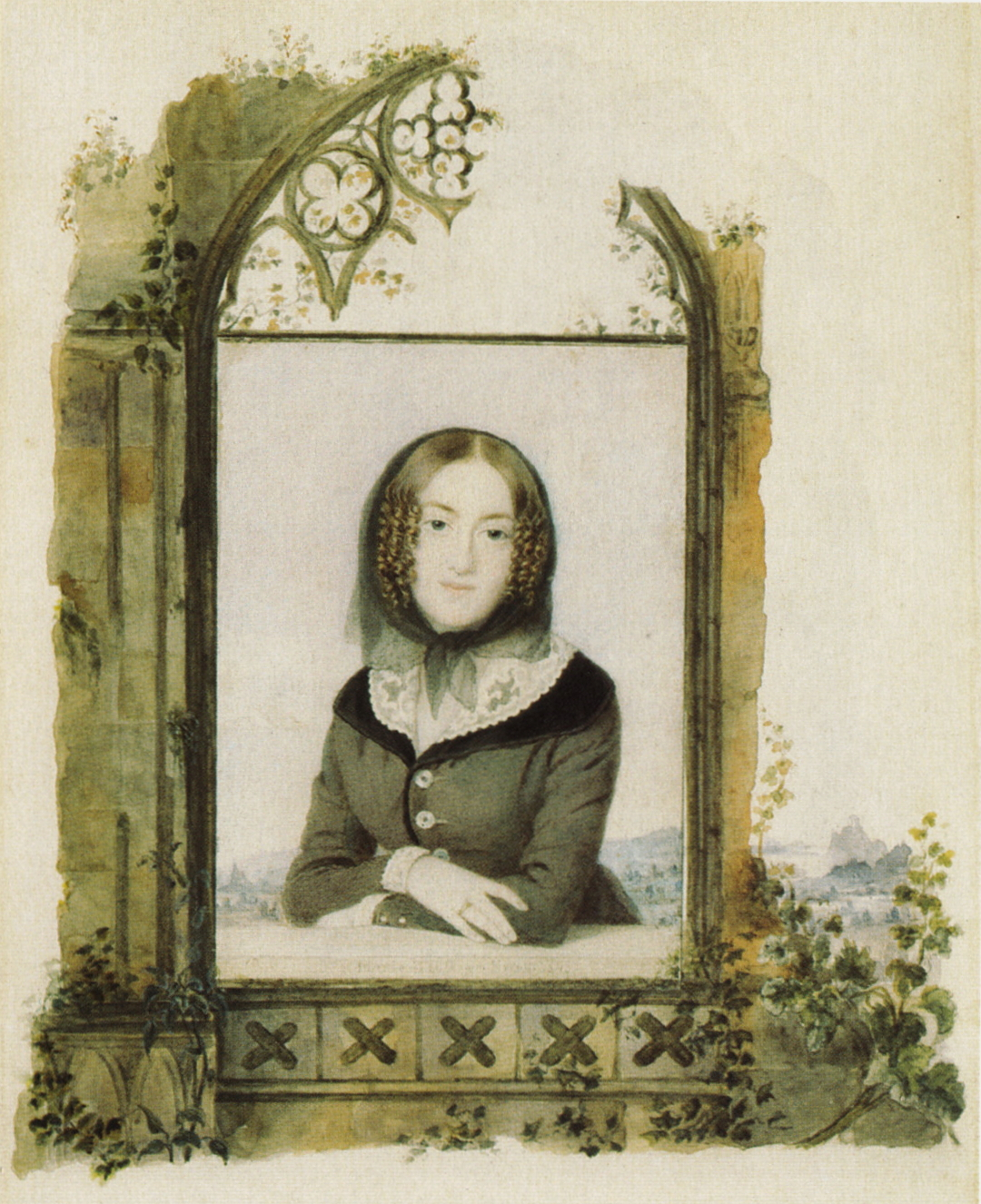
Marie Krafft (de), 1843
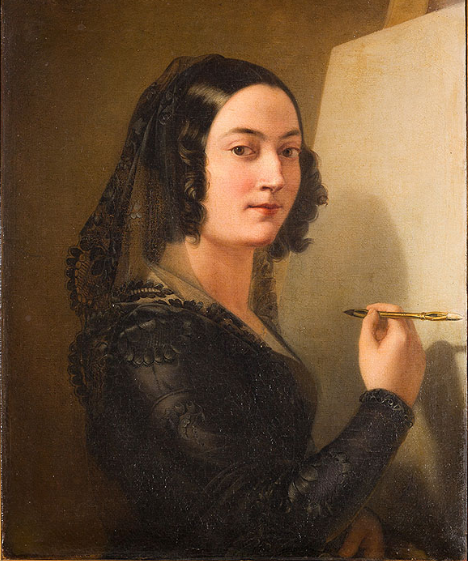
Amalia de Angelis, c.1845
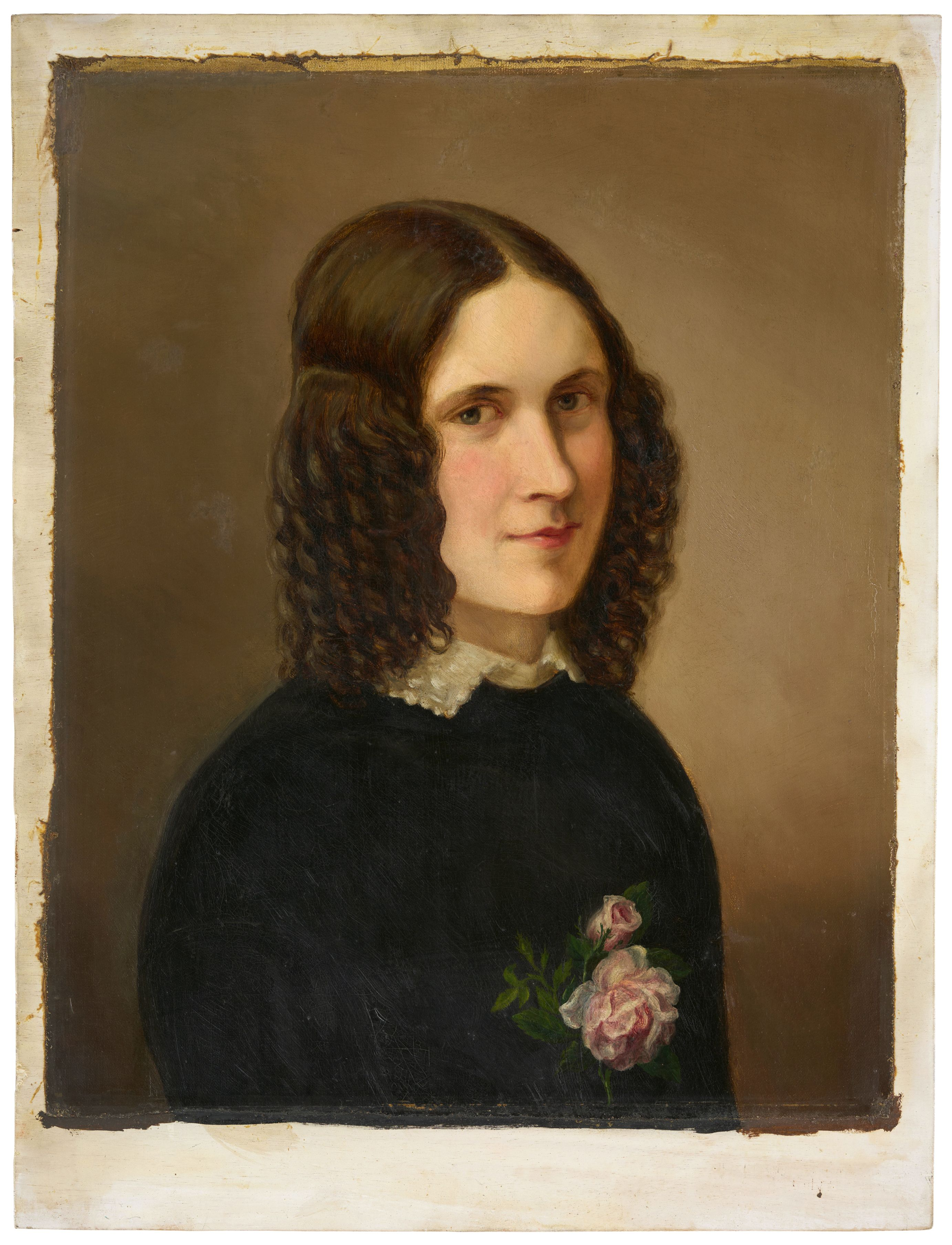
Ida Maier-Müller, 1845
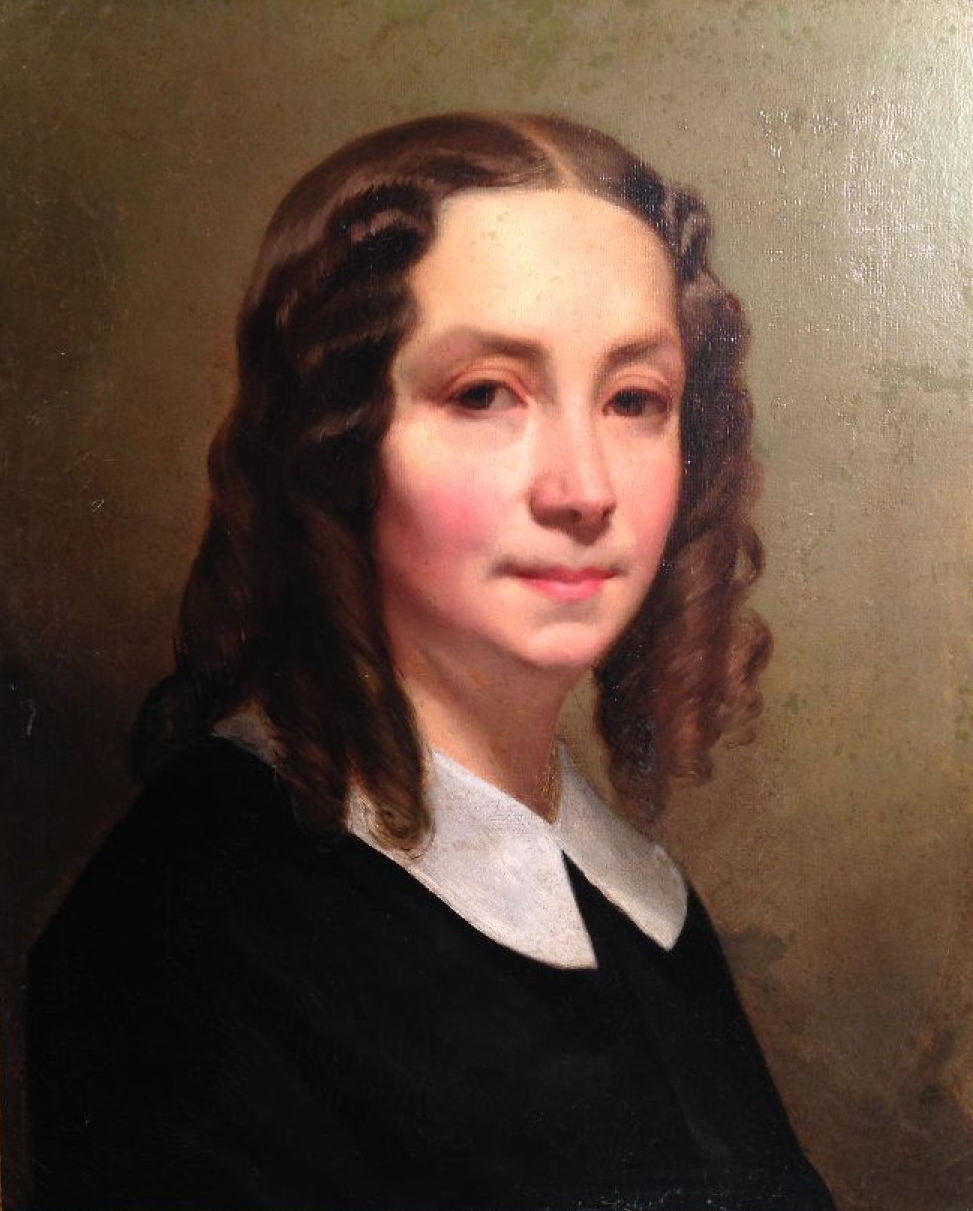
Aimée Delville-Cordier, 1856

Une coiffure romantique plus simple et plus modeste, dite « en bandeaux », coexiste un temps avec les anglaises jusqu'à l'abandon de celles-ci, puis disparaît avec le retour progressif des boucles ; les cheveux sont séparés par une raie médiane et répartis des deux côtés en bandeaux recouvrant les oreilles, sous des macarons, ou tirés en arrière en chignon bas ; le lissage et la brillance de ces bandeaux s'obtiennent par l'application de bandoline. Ce type de coiffure est notamment visible chez Aasta Hansteen (1844), Elisabeth Jerichau-Baumann (1845 et 1848), Marie-Élisabeth Blavot-Cavé, Teresa de Saldanha (à 13 ans, en 1851), Emma Gaggiotti-Richards (1853), Caroline von der Embde (de) (1855), Zofia Szymanowska-Lenartowicz, Louisa Grace Bartolini (1857), Birgitte Levison (da) (1858) et Ann Mary Newton (1863).

Bandeaux
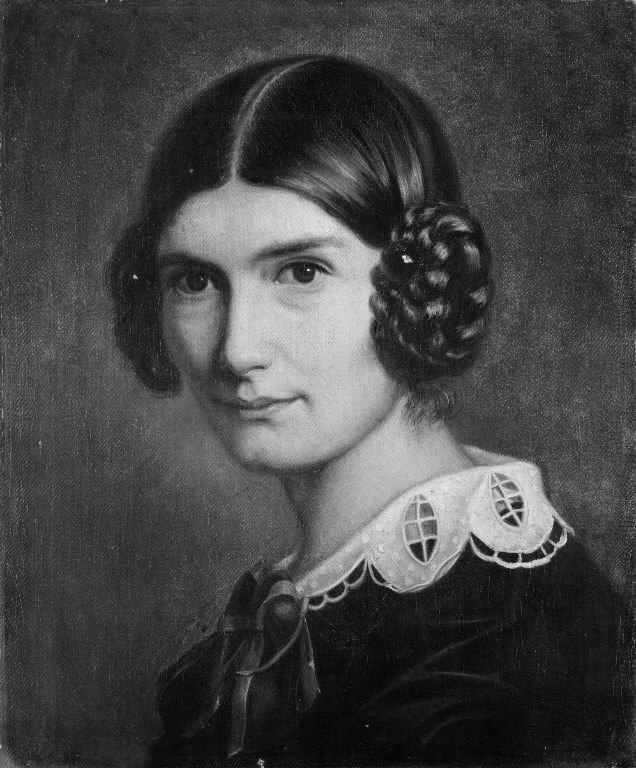
Birgitte Levison avec macarons, 1858
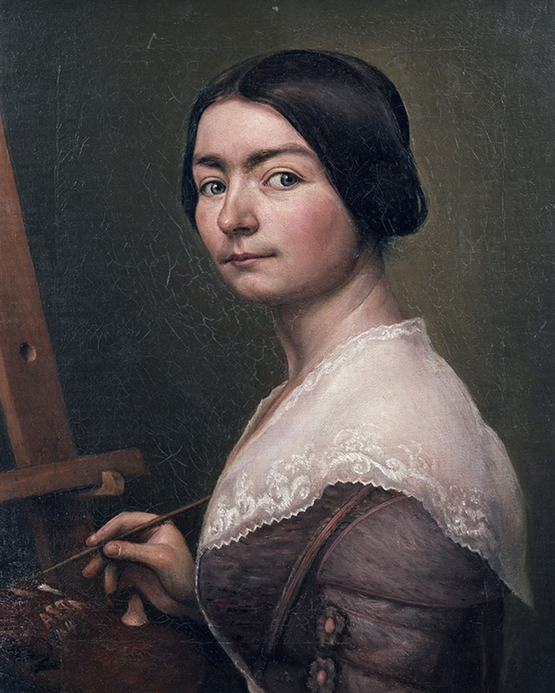
Aasta Hansteen, 1844
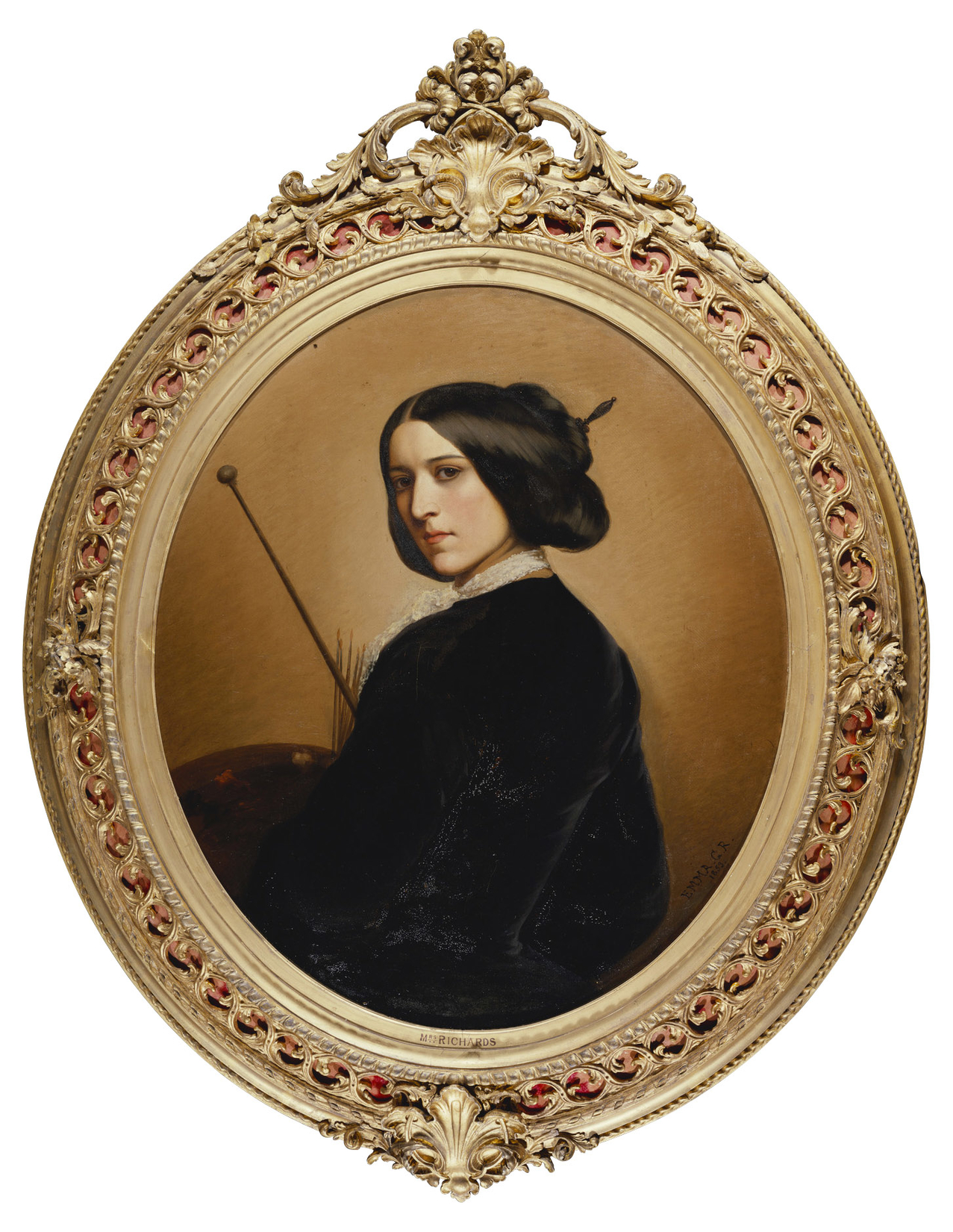
Emma Gaggiotti-Richards, 1853
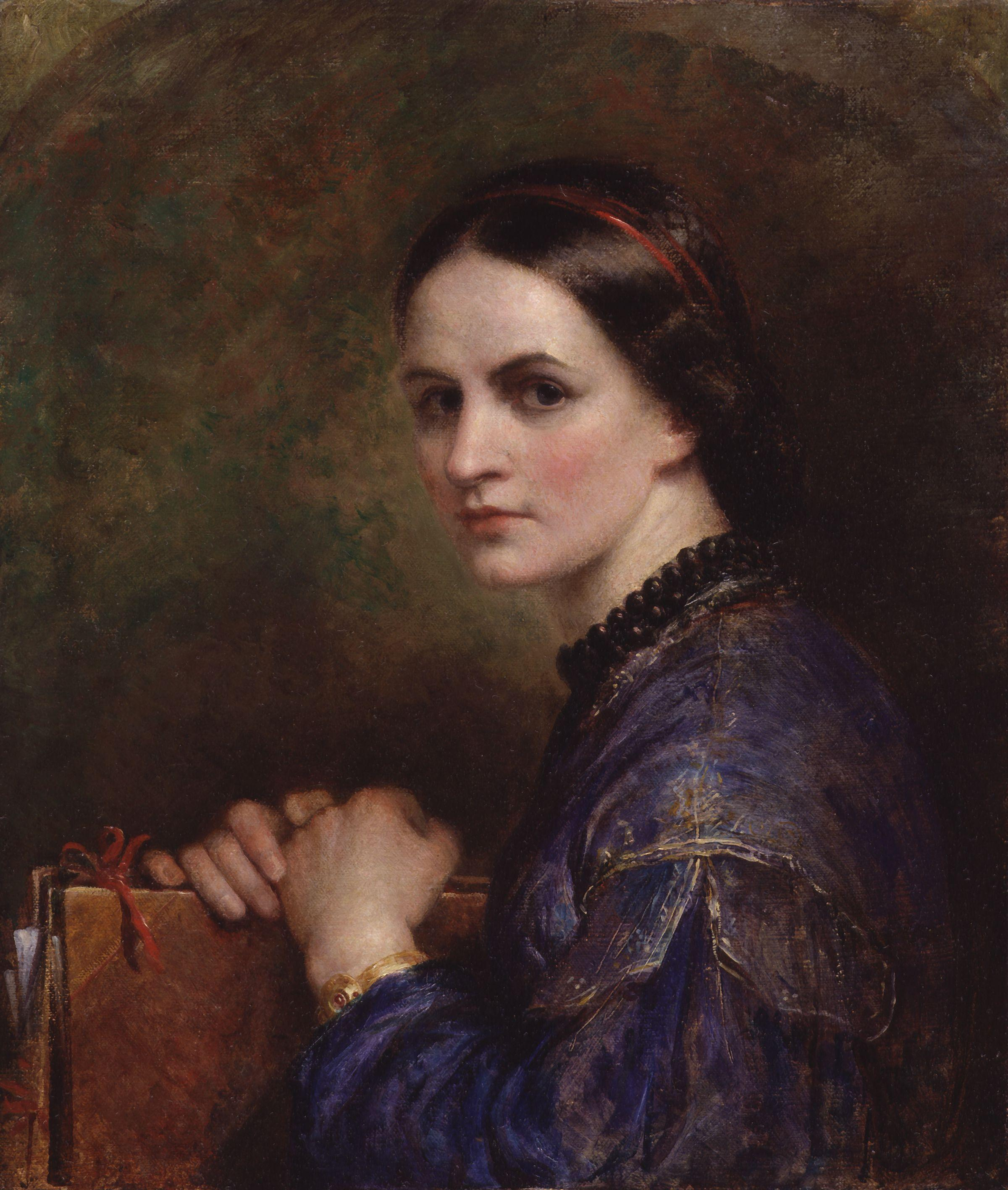
Ann Mary Newton, 1863

À la différence de leurs contemporaines aux cheveux moins longs ou rassemblés sur la nuque, les rares artistes symbolistes se représentent avec de longs cheveux en cascade et sans boucles. Rompant avec un siècle de cheveux longs, la coupe à la garçonne des Années folles (Charley Toorop, Dod Procter (en), Margaret Stuber Pearson, Elfriede Lohse-Wächtler, Else Berg) inaugure la grande variété de coiffures du XXe siècle.

#### Buste et corps entier

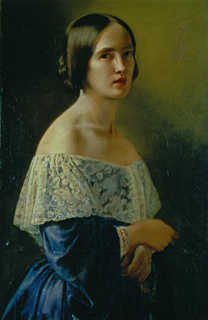
Elisabeth Jerichau Baumann, 1845

Les représentations en buste et à mi-corps jusqu'à la taille ou aux hanches sont de très loin les plus fréquentes ; quant au corps entier, il est figuré le plus souvent en position assise lorsqu'il s'agit d'un portrait « professionnel », comme celui de Caroline von der Embde (de), ou allongé pour les odalisques, sujet couru dans la peinture, mais rare en autoportrait féminin. Les autoportraits centrés à hauteur des épaules sont très nombreux ; ceux d'Elisabeth Jerichau-Baumann (1845) et Zofia Szymanowska-Lenartowicz (1855) se distinguent par des épaules découvertes selon la mode victorienne dans un décolleté mis élégamment en valeur par une berthe de dentelle. Ailleurs, les épaules nues n'apparaissent que dans les allégories et portraits historiés et dans les nus. À la limite de cette dernière catégorie, des représentations modernes (Anita Rée et Elfriede Lohse-Wächtler en 1930, Kate Lehman, 2003), cadrées sous des épaules dénudées, suggèrent une nudité plus étendue.
Portraitistes professionnelles réputées dans le Londres du XVIIe siècle, Joan Carlile, Mary Beale et Anne Killigrew sont amenées à peindre des portraits en pied d'aristocrates et de membres de la cour. Avec son autoportrait en robe rouge (cf. Rouge) des années 1680, la toute jeune Anne Killigrew semble être la première à avoir appliqué à elle-même cette représentation de prestige.
Après celui de Killigrew, l'autoportrait individuel debout en pied reste assez rare ; on le rencontre avec Rose-Adélaïde Ducreux à côté de sa harpe (1791), Helena Darmesteter (1905), Clémentine-Hélène Dufau (1911), María Roësset Mosquera (es) (1912), Bettina Bauer (1928), Marie-Louise von Motesiczky chez sa couturière  (1930), Karin Luts (1943), dans plusieurs nus, et chez des artistes qui se présentent avec les attributs ou dans les conditions de leur profession : Marie-Nicole Vestier (1793), Hortense Haudebourt-Lescot (1821), Sofia Sukhovo-Kobylina (en) (1847), Rebecca Dulcibella Orpen (en) (1885), Vilma Lwoff-Parlaghy (c.1893), Irène Zurkinden (1935), Lotte Laserstein (1938), Margaret Fitzhugh Browne (en), Constanza Weiss (2010)...

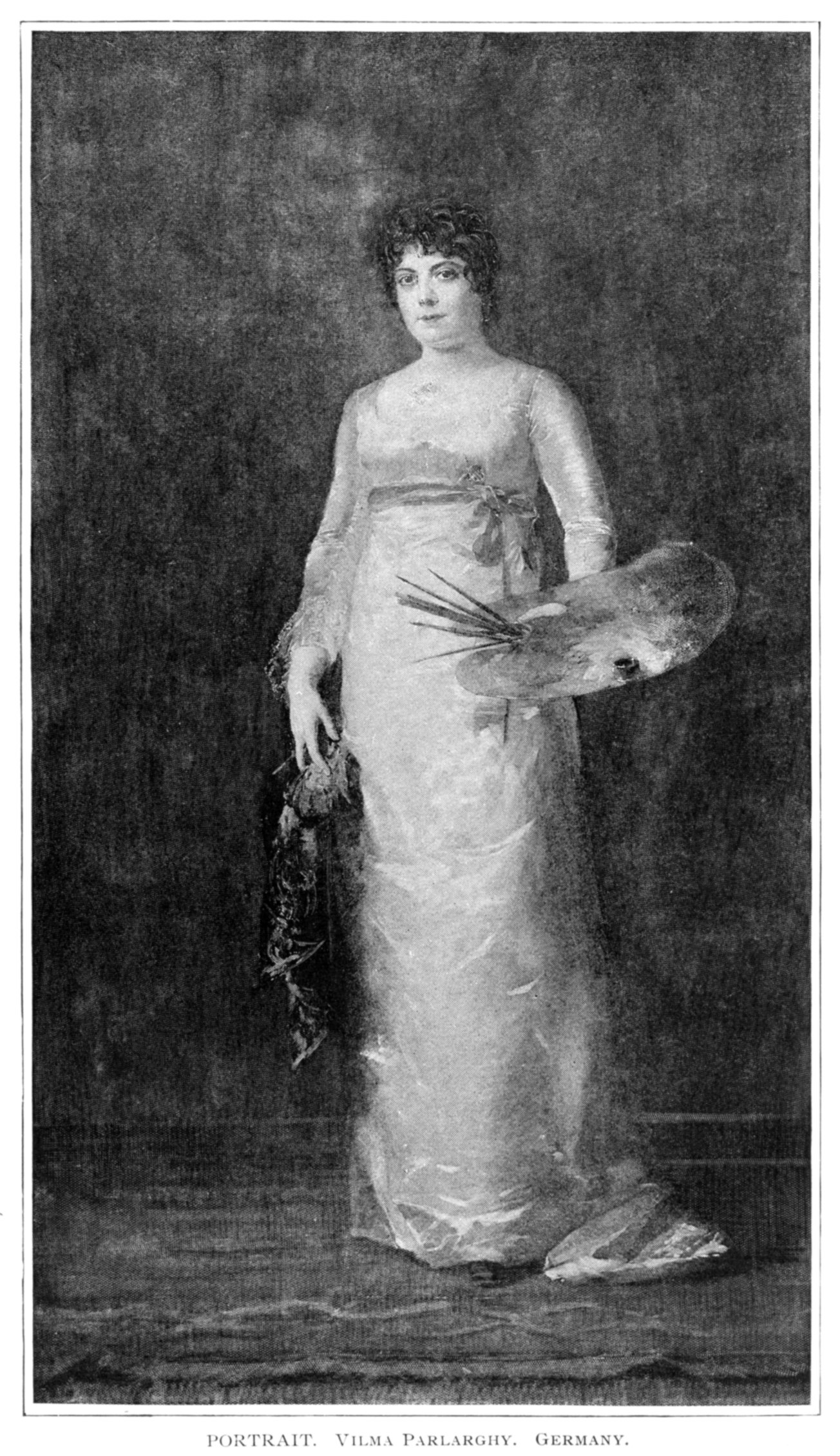
Vilma Parlaghy
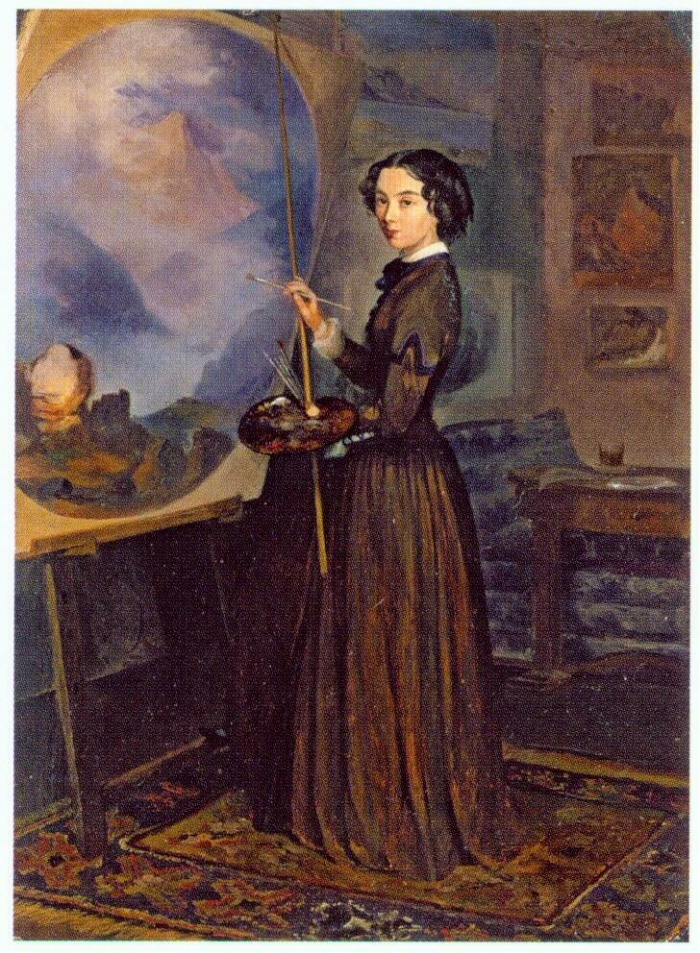
Sofia Sukhovo-Kobylina
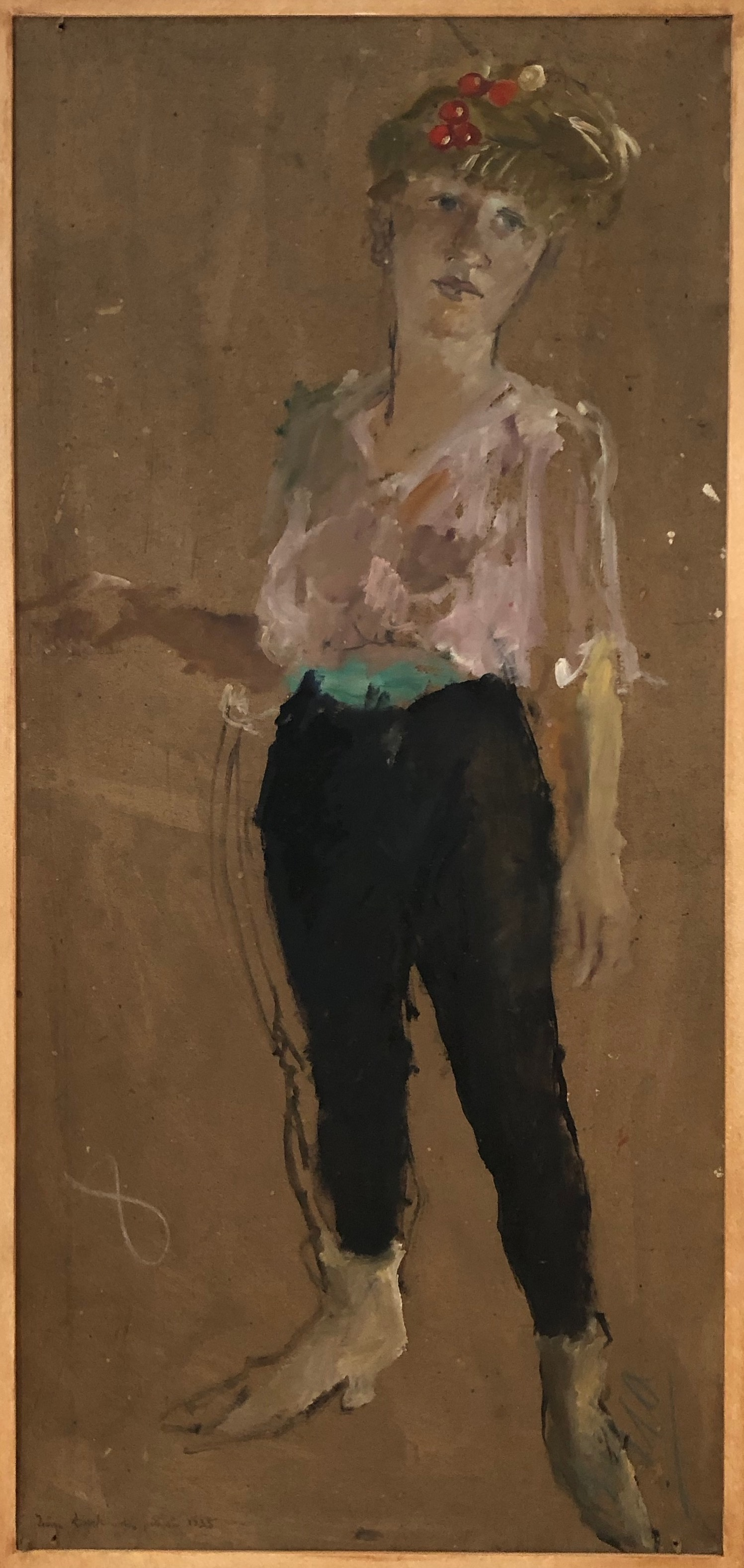
Irène Zurkinden
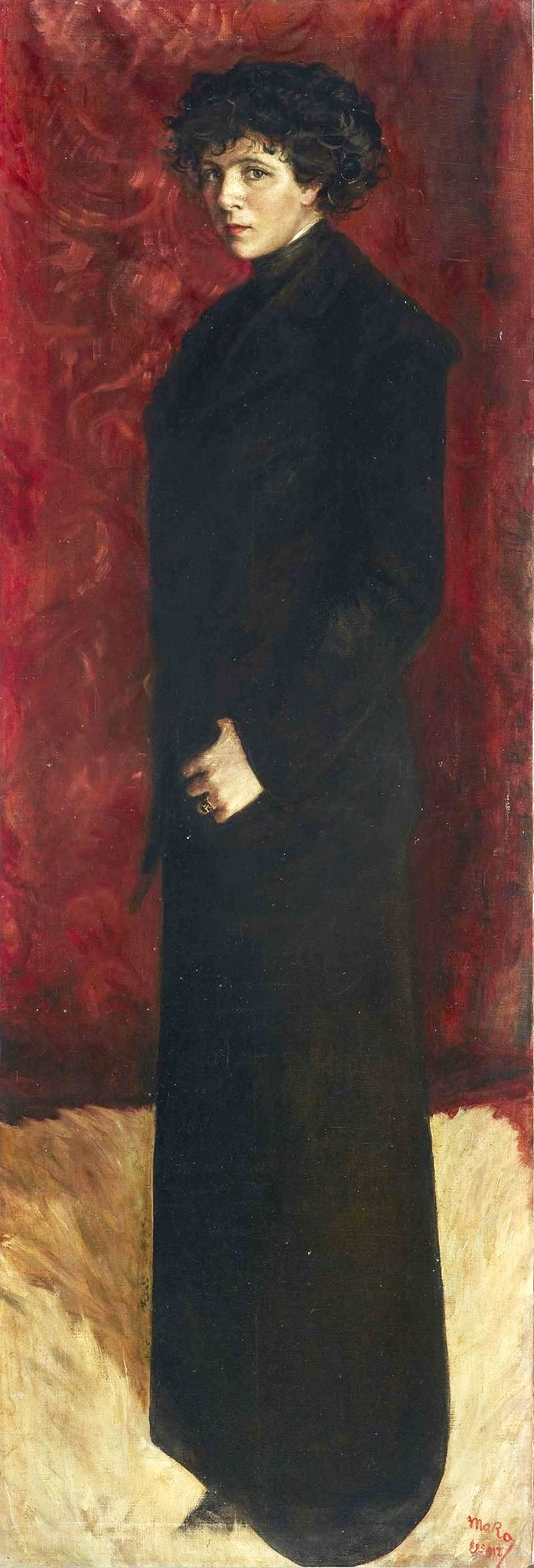
María Roësset Mosquera, 1912
Karin Luts

#### Profil
Les autoportraits de profil sont très rares, du moins jusqu'à la fin du XIXe siècle où la photographie peut remplacer le double miroir. Une des raisons est que, depuis l'Antiquité, le profil est associé par la numismatique à l'image des puissants, princes, rois, etc. ; peindre quelqu'un de profil est donc un choix qui n'a rien d'anodin. Datant des années 1770-1780, les autoportraits en profil de médaille de l'académicienne Anne Vallayer-Coster sont connus par des gravures (cf. Statue). Un des premiers exemples dégagés de cette idée de gloire, au début du Romantisme, est celui de Marie Ellenrieder en 1819, où elle figure en profil strict avec pinceaux et palette, semblant très attentive à son travail. Plus tard ont été réalisés des portraits de profil par Elisabeth Jerichau-Baumann, Marie Petiet (1875), Aniela Poraj-Biernacka (pl) (c.1880), Vilma Lwoff-Parlaghy (c.1880-1890), Sophie Schaeppi, Louise Breslau, Thérèse Moreau de Tours, Aurelia Navarro Moreno (1906), Marguerite Burnat-Provins, Hilma af Klint, Élisabeth Chaplin, Olga Gummerus-Ehrström (fi), Olga Della-Vos-Kardovskaïa, Rita Angus (Cleopatra, 1938)… Parmi les nombreux autoportraits de Zinaïda Serebriakova, il y en a un de profil en 1910, non achevé, où on la voit tenir le deuxième miroir. Ceux de  (en) et Dod Procter (en) illustrent bien la coupe à la garçonne typique des années 1920 à la Louise Brooks. On peut voir Amrita Sher-Gil coiffée d'un béret en 1931 (cf. Chapeaux et autres couvre-chefs). Gluck a fait le double portrait Médaillon (en) et Ishbel Myerscough a fait le sien en 2015.

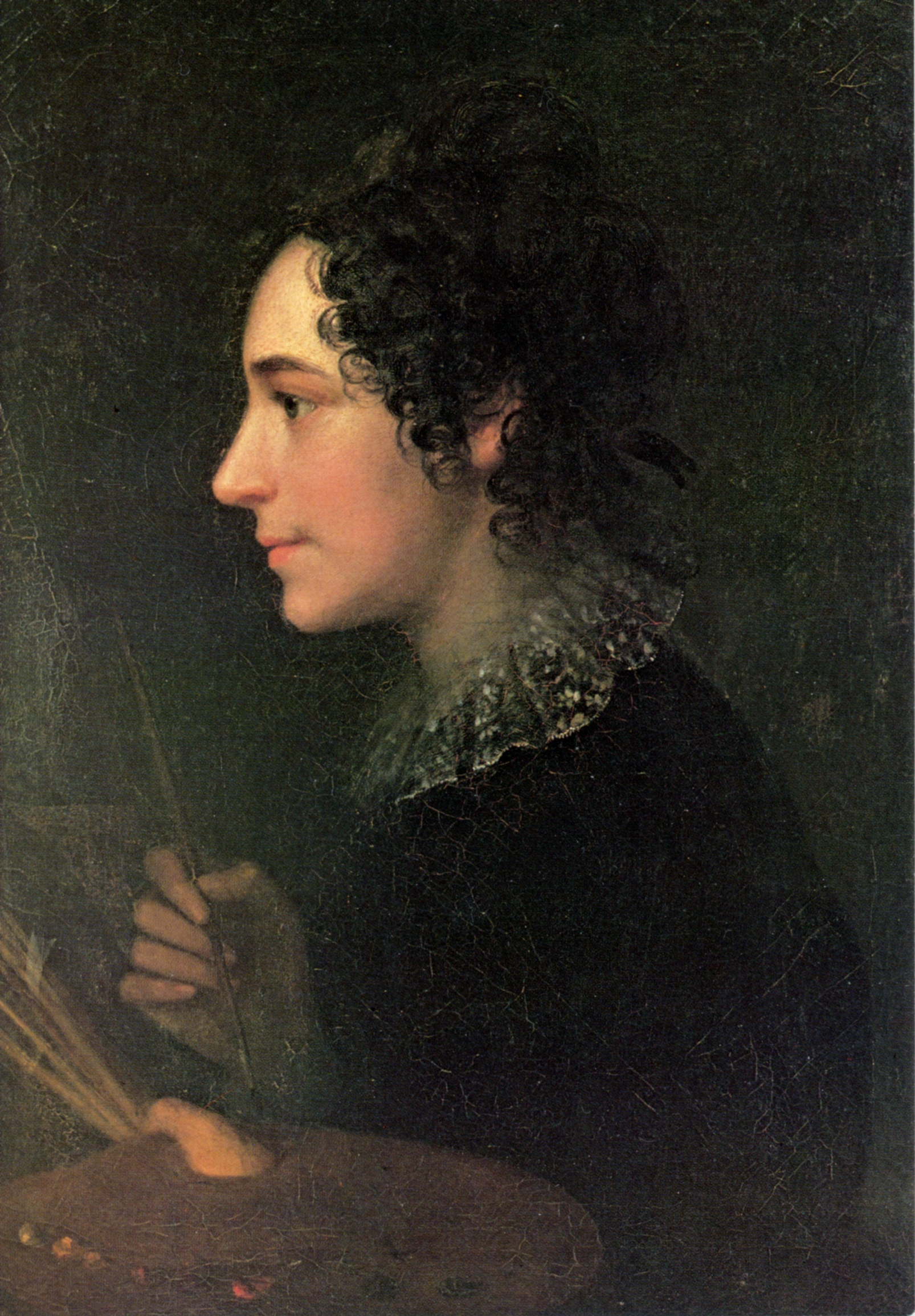
Marie Ellenrieder 1819
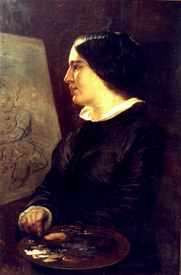
Elisabeth Jerichau-Baumann, 1858
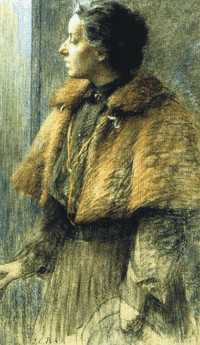
Louise Breslau, 1891
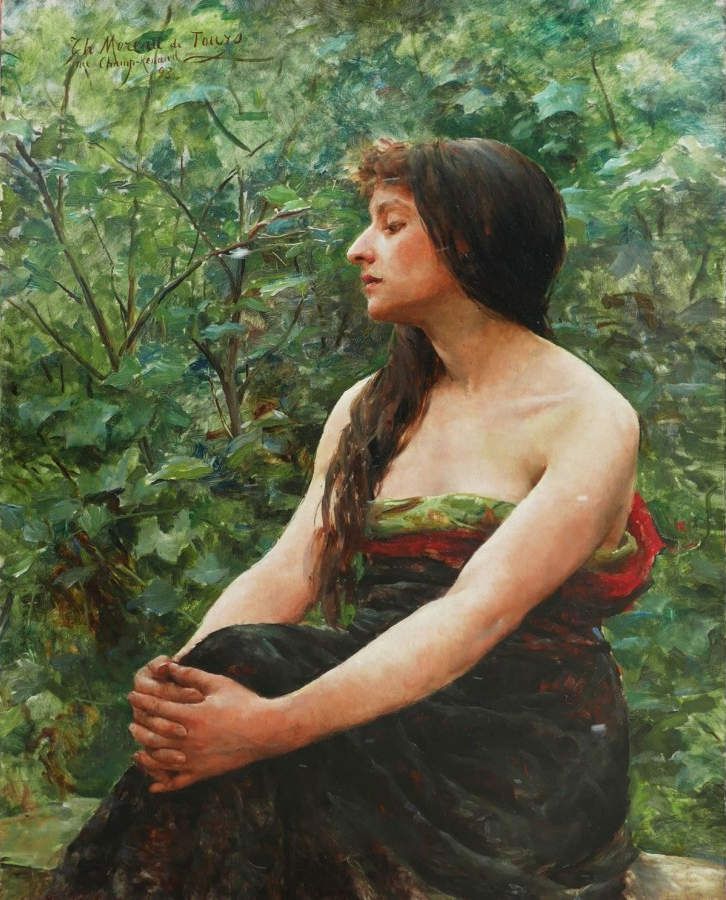
Thérèse Moreau de Tours, 1893
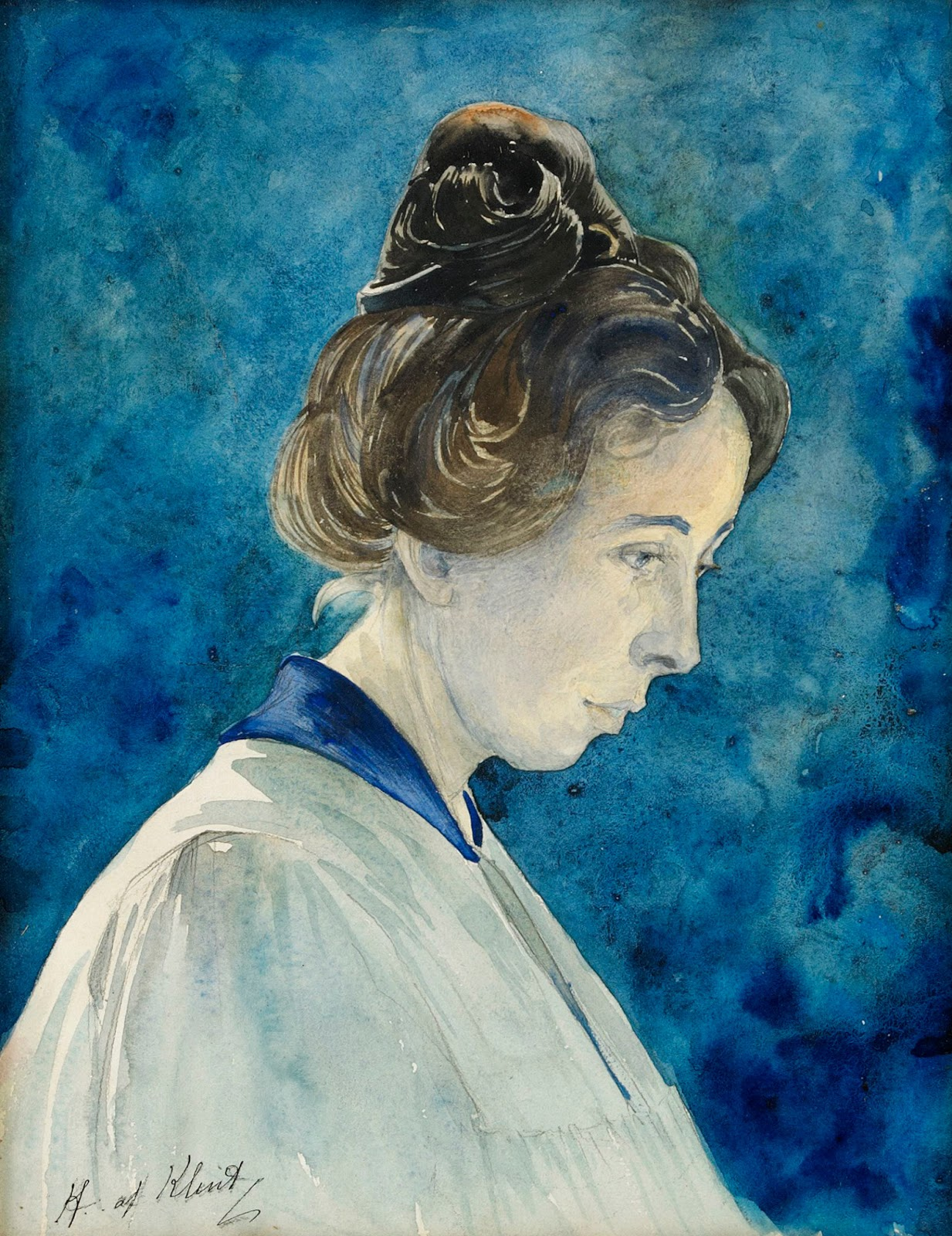
Hilma af Klint
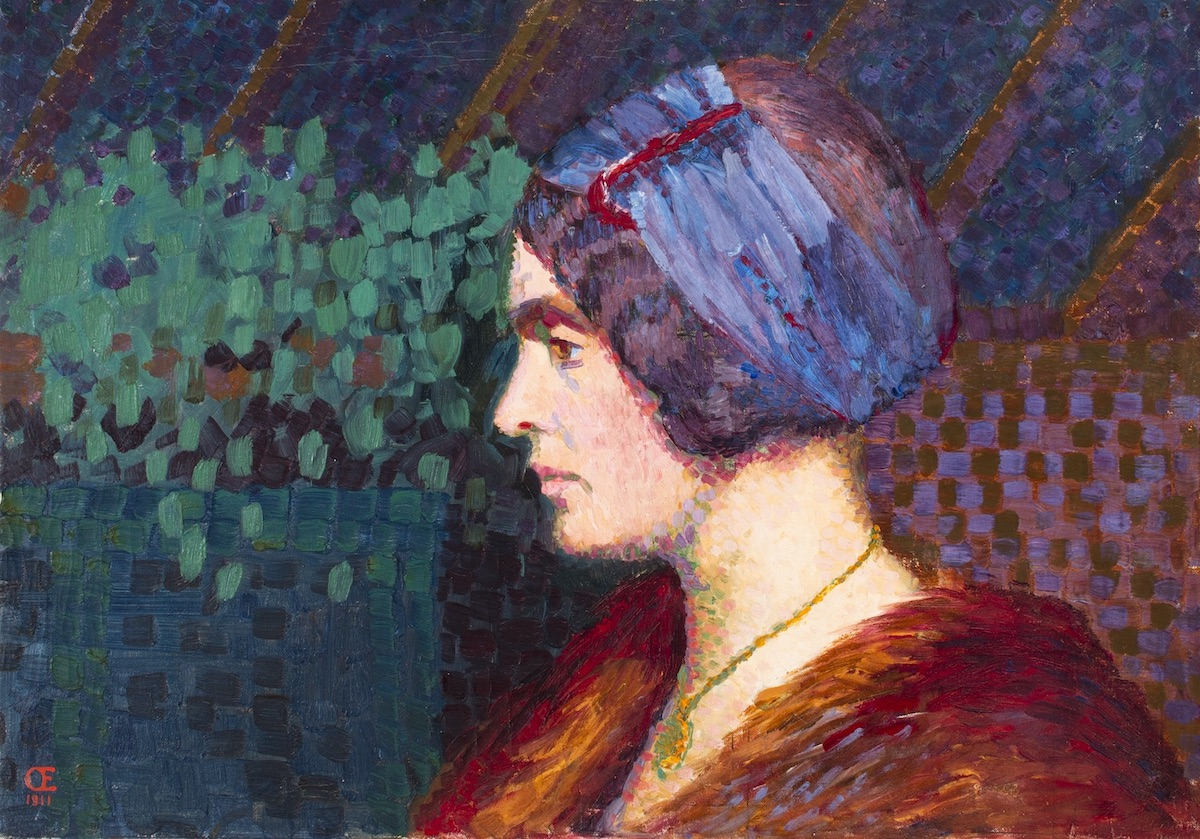
Olga Gummerus-Ehrström, 1911
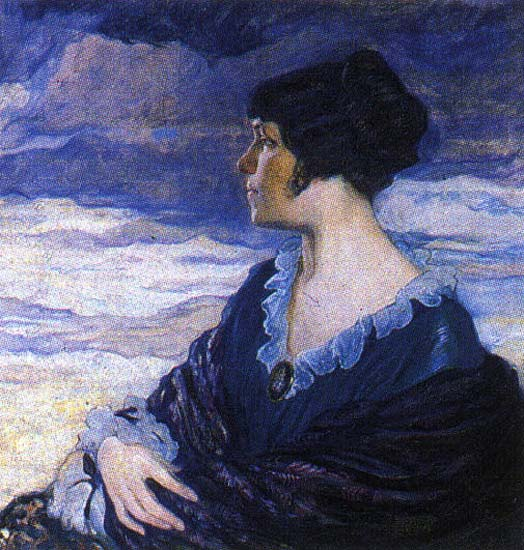
Olga Della-Vos-Kardovskaïa, 1917

#### Nus
Le premier nu féminin peint par une femme, peut-être déjà un autoportrait, date de 1590 ; c'est un tableau de Lavinia Fontana, une allégorie connue sous les noms de Prudence ou Urania. Grâce à plusieurs miroirs, le corps de la muse ou déesse apparaît en entier de trois quarts face et partiellement de dos, mais le pubis est habilement caché, de même qu'il reste hors du regard dans les Vénus et Minerve s'habillant, autres nus de Fontana. On peut présumer que c'est son propre corps que l'artiste a peint à l'aide de miroirs, auquel cas il s'agirait du premier autoportrait féminin nu.
Peut-être mieux que celui de Fontana dans Urania, le visage d'Artemisia Gentileschi est bien reconnaissable dans plusieurs de ses tableaux des années 1610-1620 dont l'héroïne est nue : Danaé, Cléopâtre, sa première Lucrèce, Suzanne, et les corpulences sont identiques. Jennifer Higgie pense en effet que, dès cette première Suzanne réalisée à l'âge de 17 ans, Artemisia s'inspire de son propre corps ; il n'y a cependant pas d'authentification incontestable en tant qu'autoportraits – pas plus d'ailleurs que pour l’Allégorie de la Peinture de 1638-1639. Il faut attendre les années 1900 pour que des artistes se représentent intégralement nues sous leur propre signature. Moins connus que son Autoportrait au sixième anniversaire de mariage du 25 mai 1906, deux tableaux de Paula Modersohn-Becker, exécutés quelques semaines plus tard un peu comme des essais pour un tableau jamais réalisé, la représentent en pied et entièrement nue, y compris, ce qui est sinon une nouveauté en nu féminin, du moins une première en autoportrait, avec sa pilosité pubienne. Tenant un citron et une orange, elle est coiffée dans le premier d'un chapeau et les traits de son visage ne sont pas dessinés (Selbstbildnis als stehender Akt mit Hut), tandis que dans le second, son visage est un peu reconnaissable, et elle a au cou le collier d'ambre qu'elle porte dans d'autres autoportraits. La Croate Nasta Rojc (hr) a réalisé en 1908 une série de tableaux symbolistes où elle apparait entièrement nue, également avec sa pilosité pubienne : Vision (autoportrait devant la vision), Engagement, Au milieu des formes démoniaques (elle se cache le visage dans les mains), Une femme relie les continents et Femme aux yeux excavés (avec un corbeau à côté d'elle). Les traits de son visage sont assez imprécis ou cachés, ou aux orbites vides, mais sa chevelure est bien reconnaissable ; après cette série, Nasta Rojc a réalisé jusqu'en 1949 une dizaine d'autres autoportraits, dont Autoportrait symboliste. Moi lutteur, où elle est habillée en homme (1914), un autre en 1925, le pendant du portrait de sa compagne Alexandrine Marie Onslow (habillée de façon masculine), et les deux plus connus en 1912, quasiment identiques hormis les dimensions, Autoportrait au fusil et Autoportrait au costume de chasseur, rarissimes autoportraits féminins avec un fusil dans l'histoire de la peinture avec Reposo de Marisa Roesset Velasco (es) de 1928.
Sans être revendiqué comme autoportrait par la pudique Marie Laurencin, dont aucun des nombreux autoportraits effectués de 1904 à 1944 ne comporte de nudité, c'est cependant son visage, dessiné à la manière des premiers cubistes comme dans Groupe d'artistes et dans ses autoportraits de 1908, qui apparaît dans le Nu allongé au paon de la même année. Il en est de même pour Jacqueline Marval avec L'Odalisque au guépard de 1900 (cf. Animaux) et Les Odalisques (1902-1903), où on reconnaît le visage aux yeux en amande de la jeune femme.
En 1909, Suzanne Valadon se représente en pied et nue dans Adam et Ève (cf. Amies, amants et amantes). D'autres artistes suivent, Florine Stettheimer en « Vénus allongée » (1915), Émilie Charmy à plusieurs reprises dans les années 1910-1920, Nahui Olin, seule ou avec ses amants (cf. Amies, amants et amantes). Innovant par rapport aux modèles de la Renaissance ou ingriste habituels, une nouvelle représentation, en frontalité debout sans le moindre contrapposto, apparaît avec Mina Loy (Scène surréelle, c.1930), Macena Barton (en) en cariatide Art déco, c.1932 et Freda Robertshaw (en) avec les jambes légèrement écartées (Standing Nude, 1944). Réalisé en une soirée par Greta Freist dans le studio d'un ami peintre pendant qu'il dormait, La Danseuse de 1938 est l'un de ses quelques autoportraits, dont La femme aux roses (1937) et la surréaliste Nature morte au chapeau (1946). Pān Yuliang a fait environ 2000 dessins et peintures de femmes asiatiques nues, mais n'avait pas souvent les moyens de payer des modèles, et plusieurs de ses nus, comme Narcissisme de 1929, sont certainement des autoportraits.
La pratique de l'autoportrait nue devient de plus en plus répandue à la fin du XXe siècle et au XXIe siècle (cf. Caractères sexuels). Dans les années 2012-2014, Angélique Bègue, née en 1970, a fait une série d'autoportraits en odalisques.

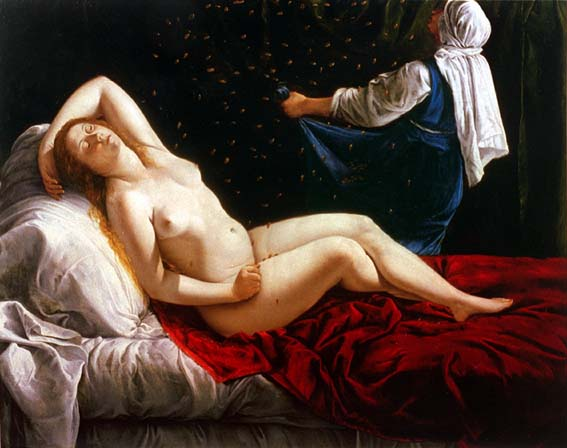
Artemisia Gentileschi, Danaé
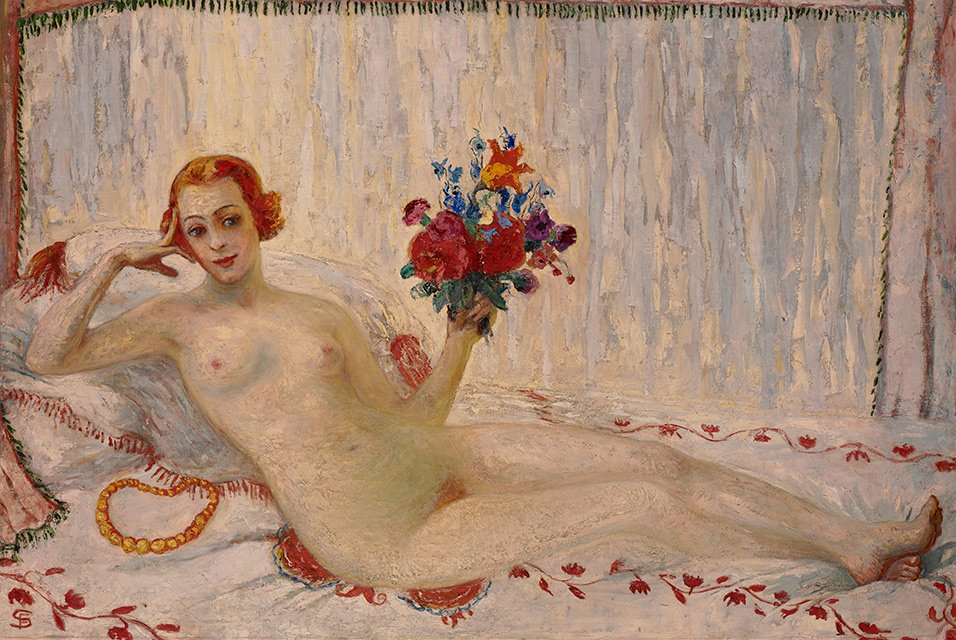
Florine Stettheimer, c 1915-16
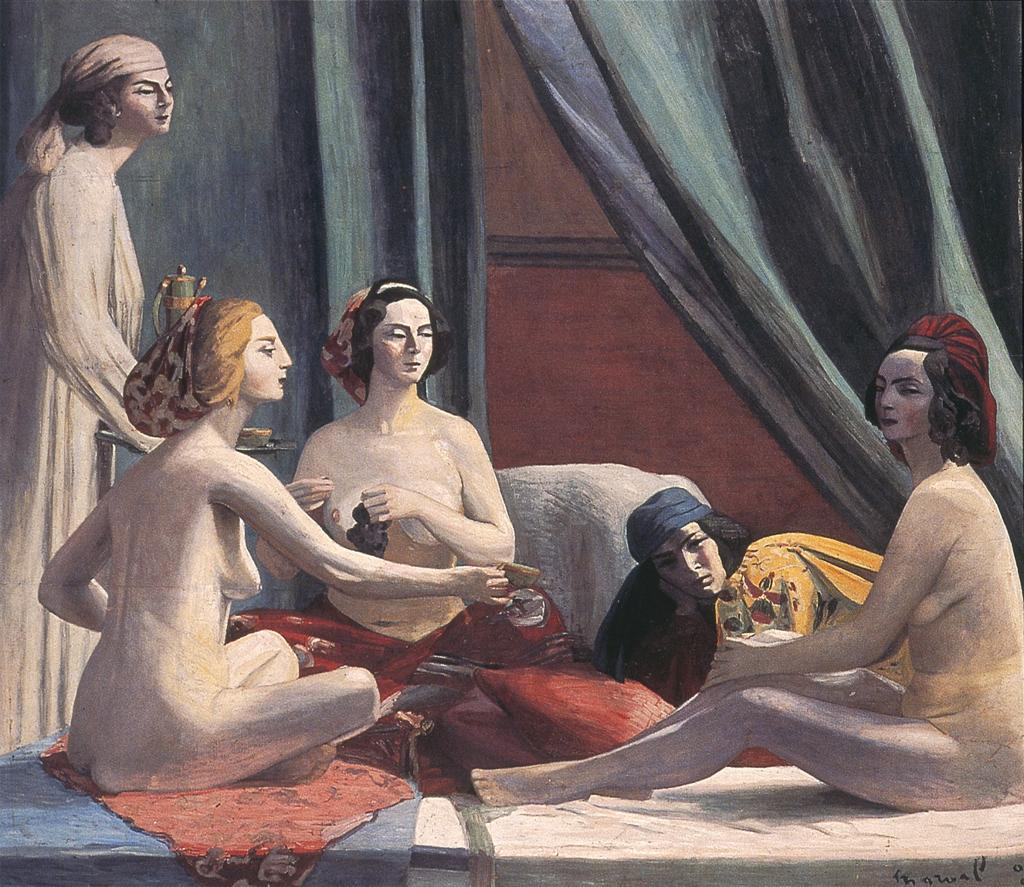
Jacqueline Marval, Les Odalisques 1902-1903
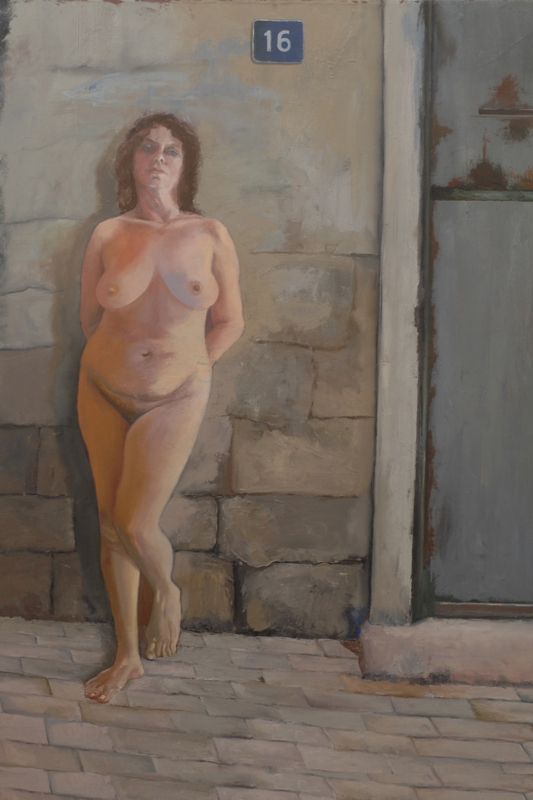
Ora Ruven, 2009

#### Caractères sexuels

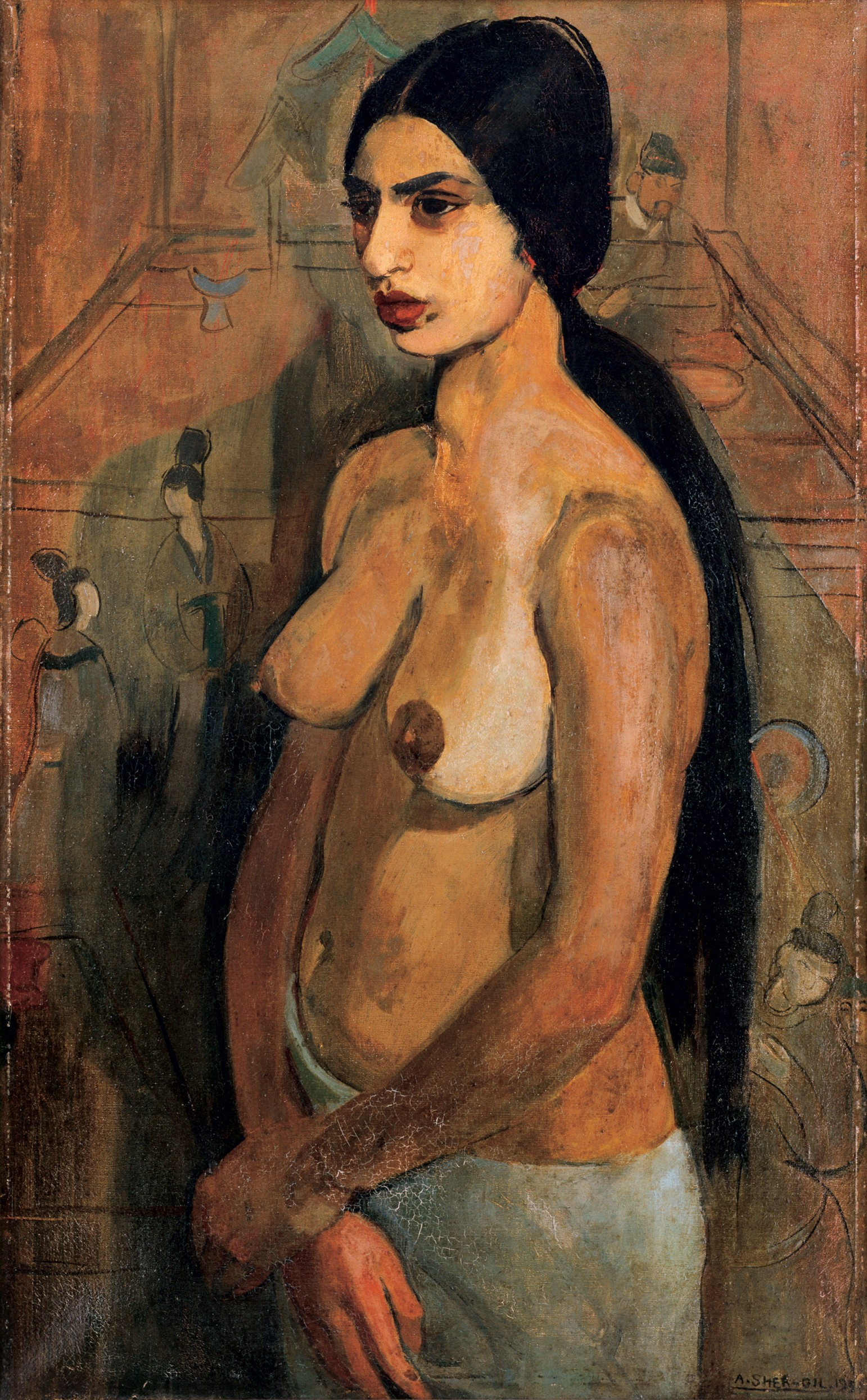
Amrita Sher-Gil
Autoportrait en Tahitienne, 1934

Hormis les seins, les caractères sexuels secondaires féminins (rapport taille/hanches, répartition du tissu adipeux, etc.) ne se prêtent pas à une description dans le domaine du portrait artistique. La poitrine habillée peut être mise en valeur de telle façon qu'elle attire d'emblée le regard, par exemple présentée de trois quarts et au centre du tableau par Elisabeth Geertruida Wassenbergh (en) et Rosalie Drouot (1791-1826). Mais c'est sur sa nudité représentée en peinture depuis la Renaissance que les historiens de l'art ont surtout porté leur attention ; il est établi que l'exposition de seins nus n'était pas considérée comme impudique du XVe au XVIIe siècle, époques où Marietta Robusti « la Tintoretta » et Michaelina Wautier (Le Triomphe de Bacchus, cf. Autoportrait dans l'assistance) se sont peintes avec un sein apparent. Des images d'un sein dénudé chez des jeunes filles ou de très jeunes femmes portraitisées par des femmes sont encore visibles au XVIIIe siècle (quelques tableaux de Therbusch, Vigée Le Brun, M.-V. Lemoine ou J.-Ph. Ledoux par exemple), mais, sauf dans des cas particuliers comme les allégories et les autoportraits historiés, et jusqu'au XXe siècle, l'imagerie se limite à des décolletés plus ou moins échancrés selon la mode de l'époque, où l'aréole et le mamelon ne sont pas visibles.
Paula Modersohn-Becker est considérée comme la première à avoir montré sa poitrine nue dans ses autoportraits de 1906. Après elle, de très nombreuses artistes ont fait de même, soit en buste, soit en nudité du corps entier. Suzanne Valadon se peint par trois fois en buste avec les seins nus, en 1917, 1924 et 1931, « signant là les premiers autoportraits connus exécutés par une femme qui immortalise le corps vieillissant ». Elle est rejointe dans cette démarche par Ishbel Myerscough, qui se peint régulièrement nue en buste depuis 1991 (Me Aged 50, 2019). Aux pionnières Moderson-Becker et Valadon, Lauren Jimerson ajoute Émilie Charmy, auteure de deux portraits de femme se caressant, Autoportrait dans une robe de chambre ouverte (c.1916-1918) et Nu tenant son sein (c.1920). Anna Lois White se représente en train de peindre dans Autoportrait nue au chevalet (1935) et Amrita Sher-Gil en Tahitienne avec des estampes japonaises en arrière-plan, en référence à Gauguin et Van Gogh. Dans son autoportrait surréaliste Birthday de 1942, Dorothea Tanning montre sa poitrine nue. Maria Lassnig a fait de nombreux autoportraits nue, dont Autoportrait avec un bâton (1971).
Avec Beauté révélée, Sarah Goodridge envoie en accompagnement de son autoportrait une audacieuse déclaration d'amour à Daniel Webster sous forme d'une image de sa poitrine dénudée, authentifiée par un petit grain de beauté (cf. Mouche).

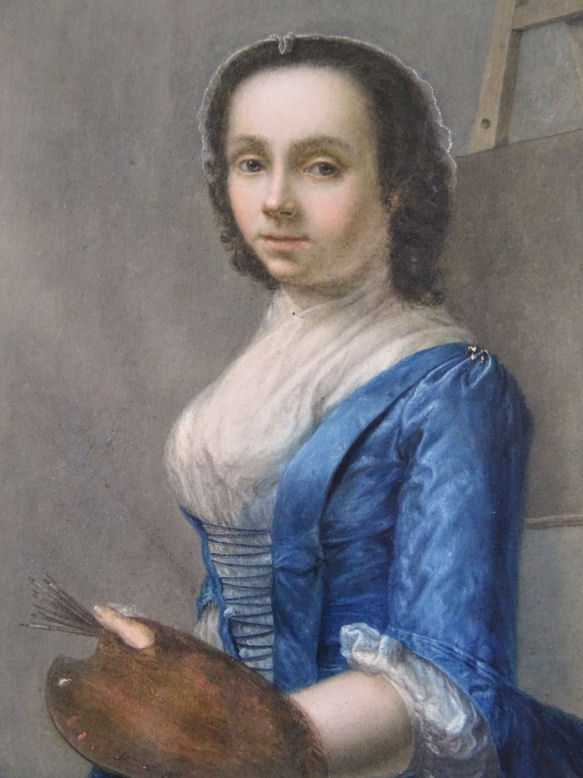
Elisabeth Wassenbergh, 1754
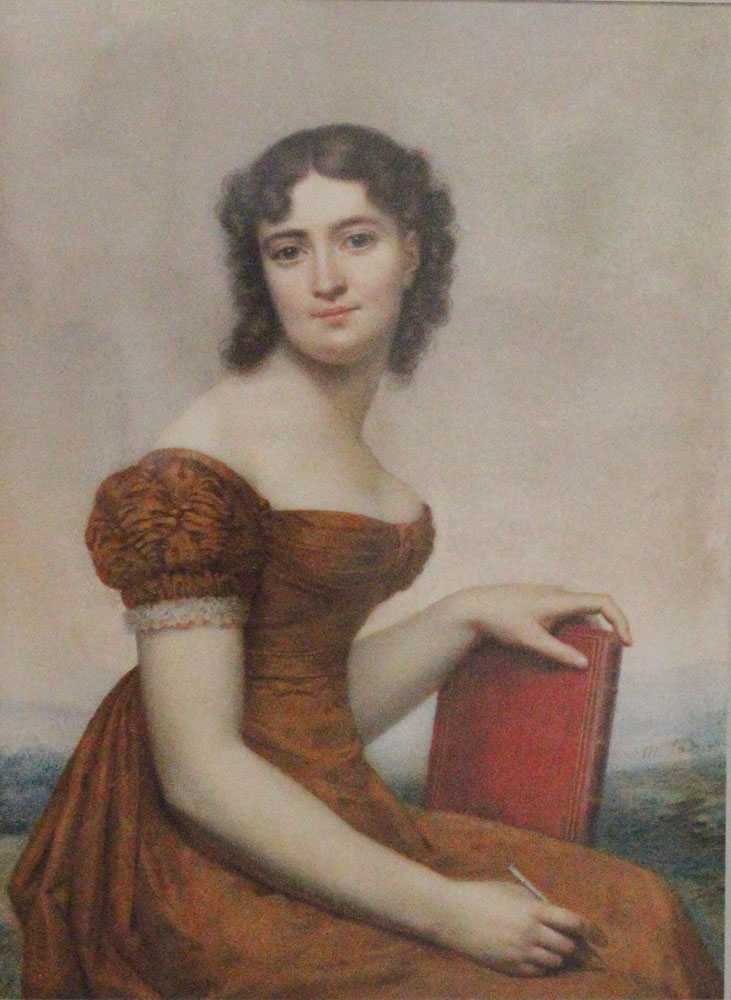
Rosalie Drouot c.1822
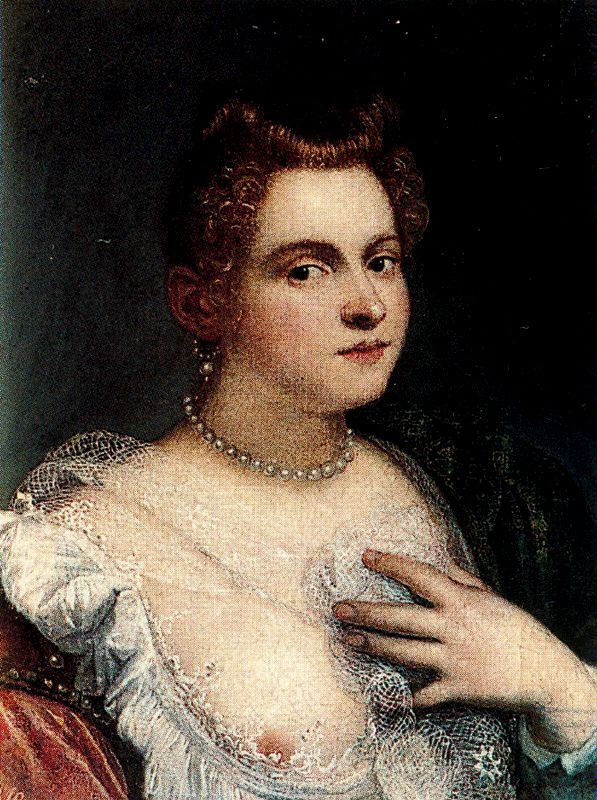
Marietta Robusti c.1588
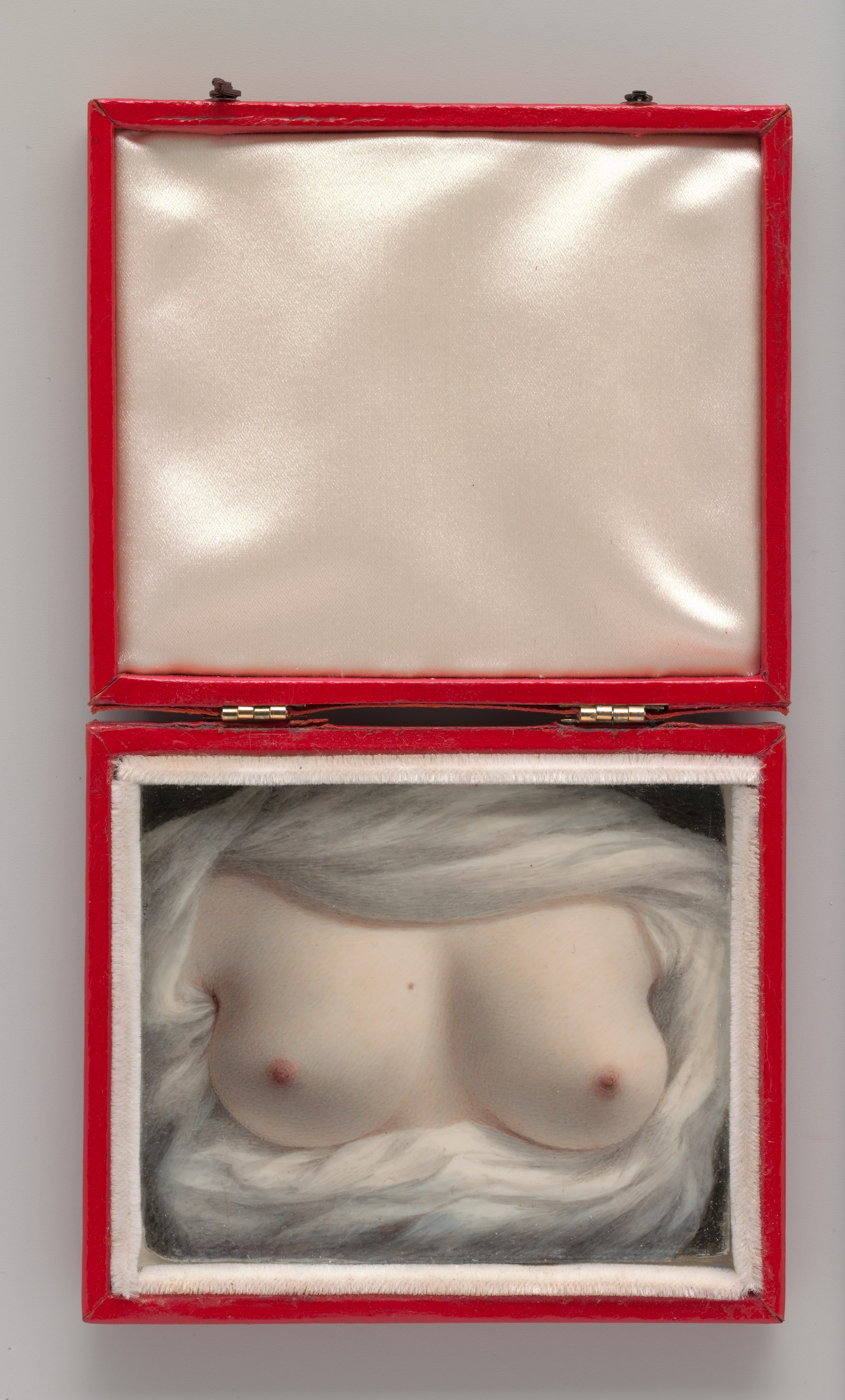
Sarah Goodridge Beauté révélée
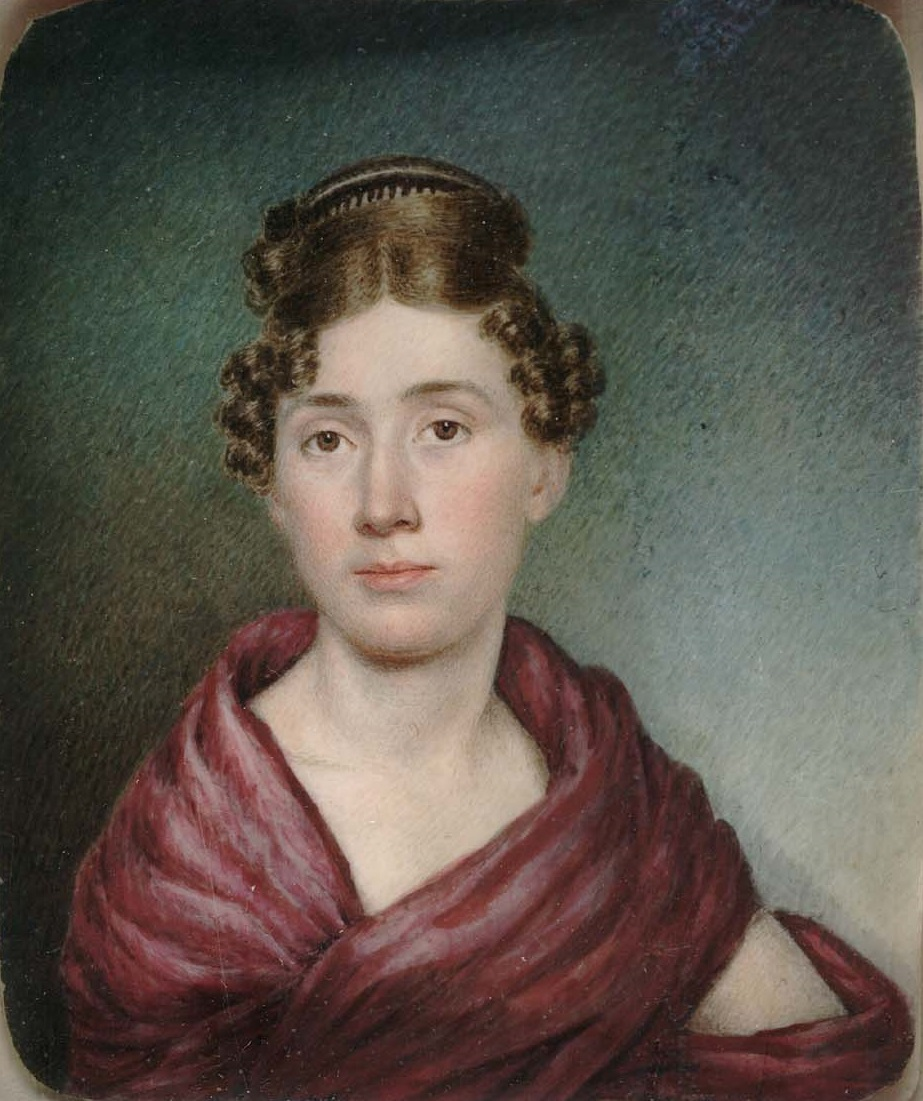
Sarah Goodridge, 1822
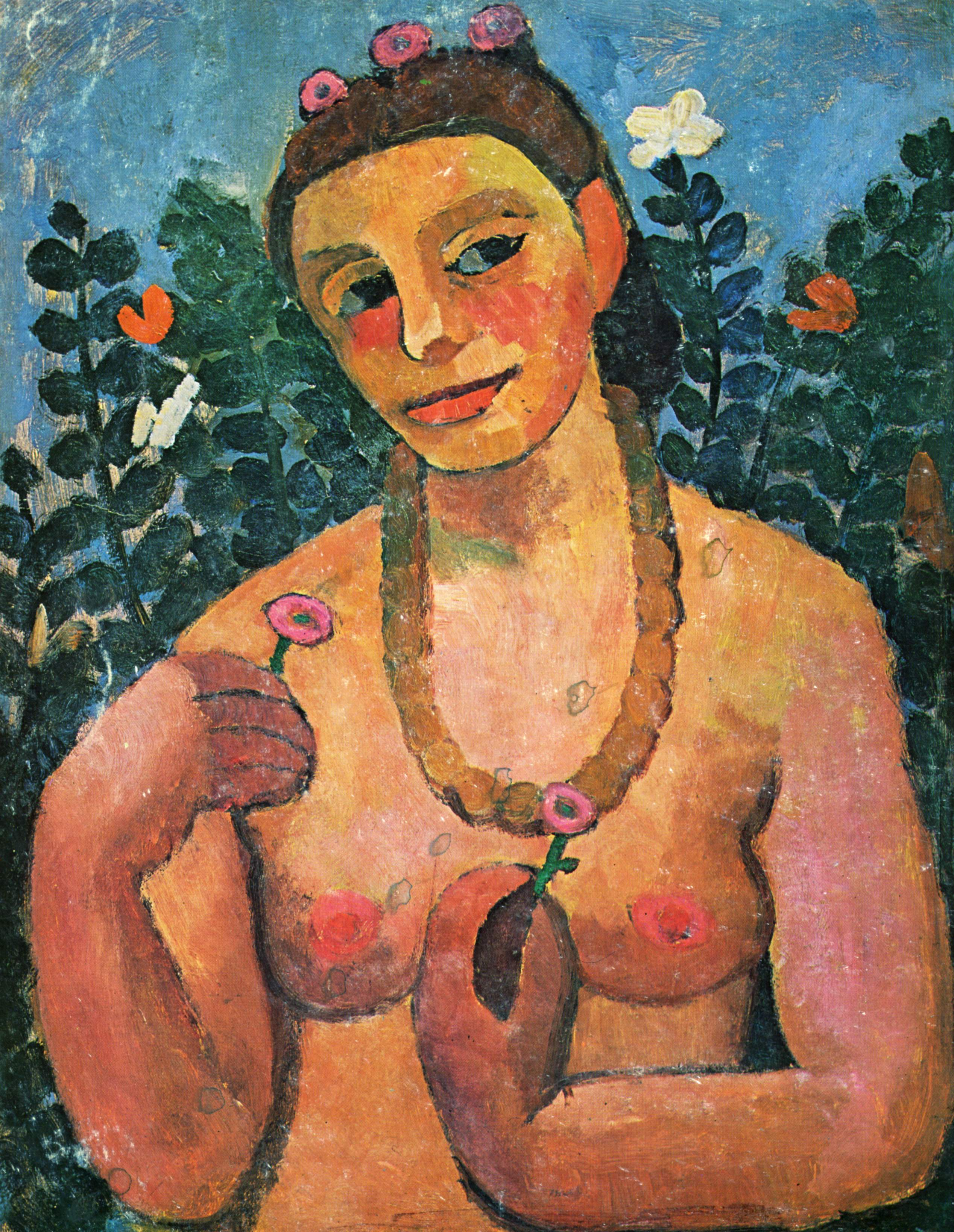
Paula Modersohn-Becker Autoportrait avec collier d'ambre, 1906

Les organes génitaux externes féminins sont très rarement représentés dans les tableaux réalisés par des femmes, encore moins dans leurs autoportraits, et jamais avant le XXe siècle. En plus de la censure en vigueur depuis saint Augustin et le Moyen Âge, la vulve, peu accessible à son propre regard autrement que par le miroir, se prête difficilement à la représentation picturale. Jenny Saville en fournit un exemple en 2003 avec Reflective flesh. Dans les années 1940, et avec ses moyens d'autodidacte, Olga Carol Rama, fille d'un fabricant de bicyclettes de Turin, a fait les séries d'aquarelles érotiques Dorina et Appassionata, avec des vulves et des roues de bicyclette, des pénis et de longs serpents en chambre à air sortant de son vagin, tombant évidemment sous le coup de la censure italienne de l'époque ; elle change ensuite de registre, se rapprochant de l'art concret, et, dans les années 1970, elle revient aux chambres à air, qu'elle découpe et colle sur la toile. Jill Mulleady (en) a fait un autoportrait assez voisin, avec une deuxième bouche et un serpent,. En 1975, Renata Rampazzi (née en 1948) a fait des « Autoportraits par en dessous » avec l'image de sa vulve en rouge carmin.

#### Attitudes
Toutes les attitudes et postures du portrait en peinture sont présentes dans l'autoportrait féminin ; certaines sont toutefois exceptionnelles, comme les jambes croisées ou écartées — sauf en cas de robes très larges et longues —, et d'autres plutôt rares, mais ayant une signification particulière. Les bras croisés indiquent classiquement un état d'inactivité ou de passivité ; cette attitude est cependant à interpréter en fonction de la position des mains, de l'expression du visage, de la posture et du contexte. Dans l'autoportrait de 1787, on a pu reconstituer à partir de sa biographie ce qui a incité Maria Cosway en position assise à croiser ses bras et à cacher sa main droite (cf. Ego masculin). D'Ottilie Roederstein, l'autoportrait de 1926 aux bras croisés avec mains cachées, visage mécontent et mèches en rébellion, fait évoquer également une période de crise ou de forte contrariété. Il n'en est pas de même pour Nélie Jacquemart (1880), Tatiana Iablonskaïa et Paraskeva Clark (en) (Moi-même, 1933),, qui arborent un visage étale, debout, droites et sûres d'elles dans une attitude faisant barrière à toute critique éventuelle. La main sur la hanche est également un signe classique d'affirmation de soi, que l'on voit chez Jenny Nyström (1884), Anna Bilińska (1892), Marianne von Werefkin (Autoportrait en blouse de marin, 1893), Gwen John (1900), Teresa Feoderovna Ries (1902), Juliette Roche (Autoportrait à Serrières, c.1925), Chien-Ying Chang (en) (1936) et Anna Zinkeisen (c.1944).

Ottlie Roederstein, Autoportrait aux bras croisés, 1926
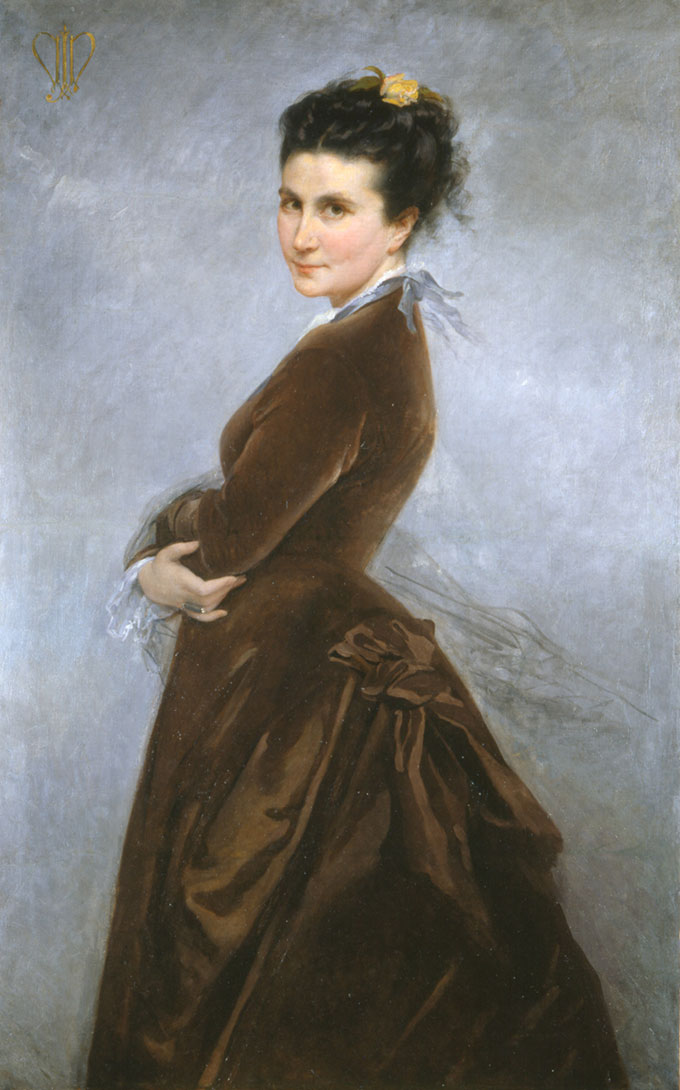
Nélie Jacquemart, 1880
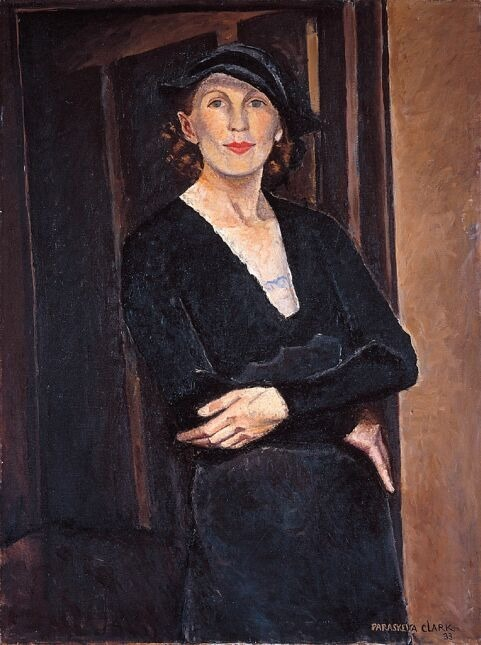
Paraskeva Clark, 1933
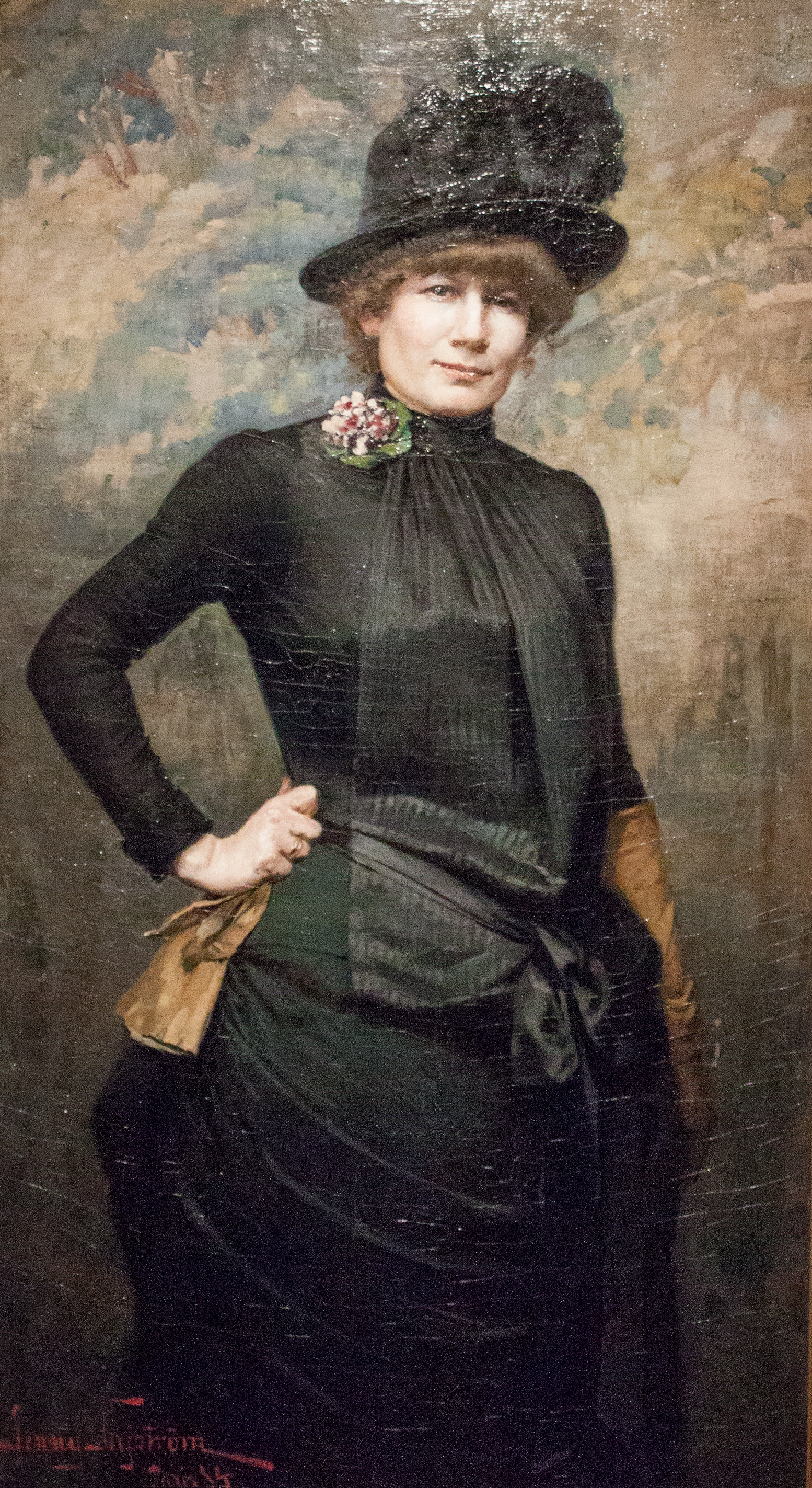
Jenny Nyström, 1884
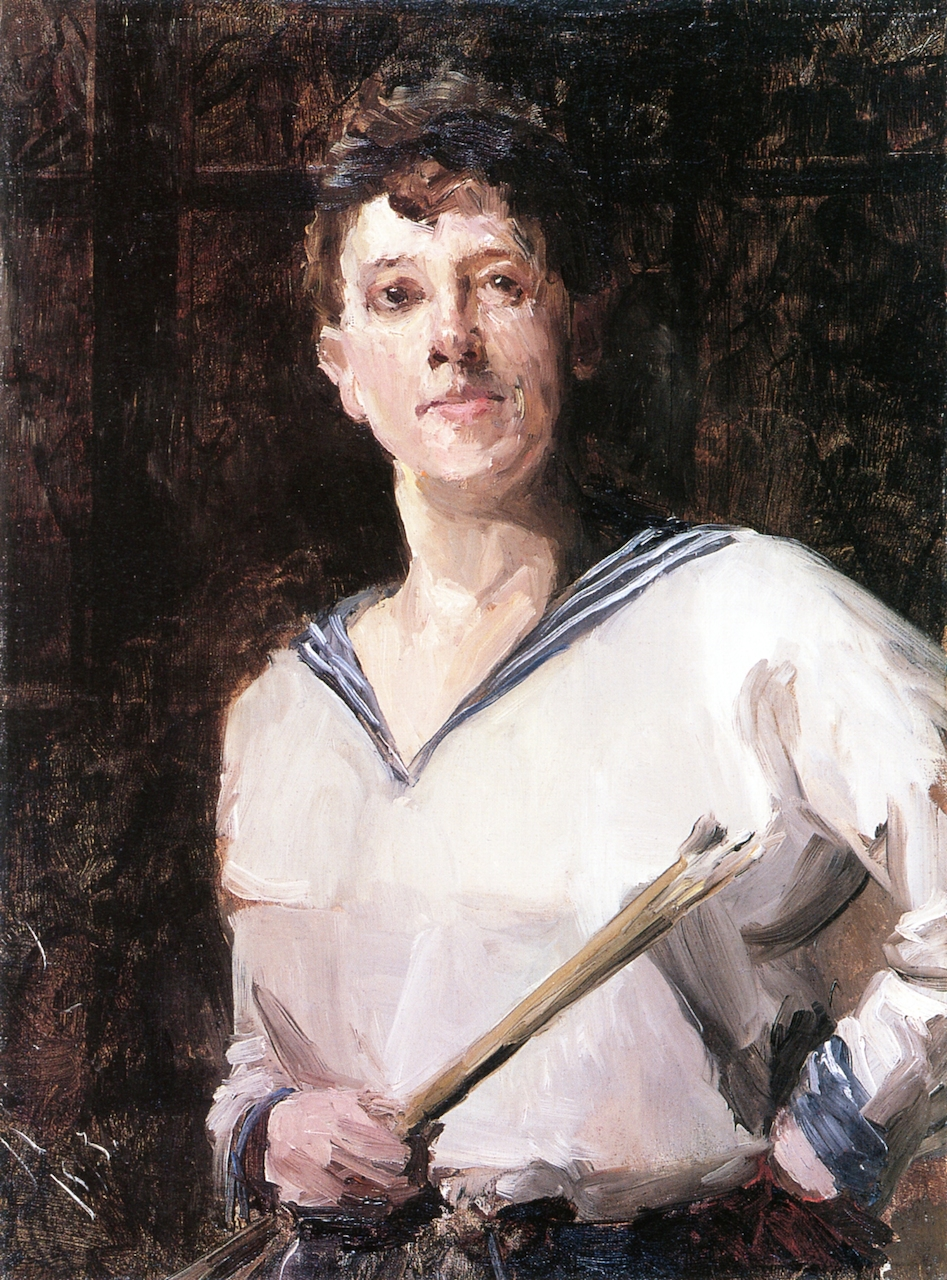
Marianne von Werefkin, 1893

Une main dans la chevelure est un signe de séduction largement utilisé dans la photographie publicitaire et la presse pour hommes, mais cette attitude est plus que rarissime dans l'autoportrait féminin en peinture. Moins univoque, pouvant dans certains cas correspondre à l'image de la mélancolie, la main sur le visage se voit notamment chez Anna Rosina de Gasc (1767), Leonor de Almeida Portugal (1787), Marie-Guillemine Benoist (1796), Félicité Beaudin (1838), Lilly Martin Spencer (1840), Elise Ransonnet-Villez (de) (1878), Alice Pike Barney (Autoportrait en repos, c.1895, Autoportrait avec jabot, 1896), Dora Wahlroos (1901), Henrika Šantel (1914), Zinaïda Serebriakova (1924)…

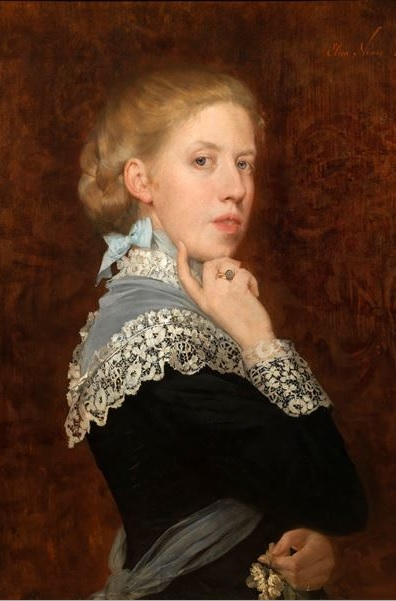
Elise Ransonnet-Villez, 1878
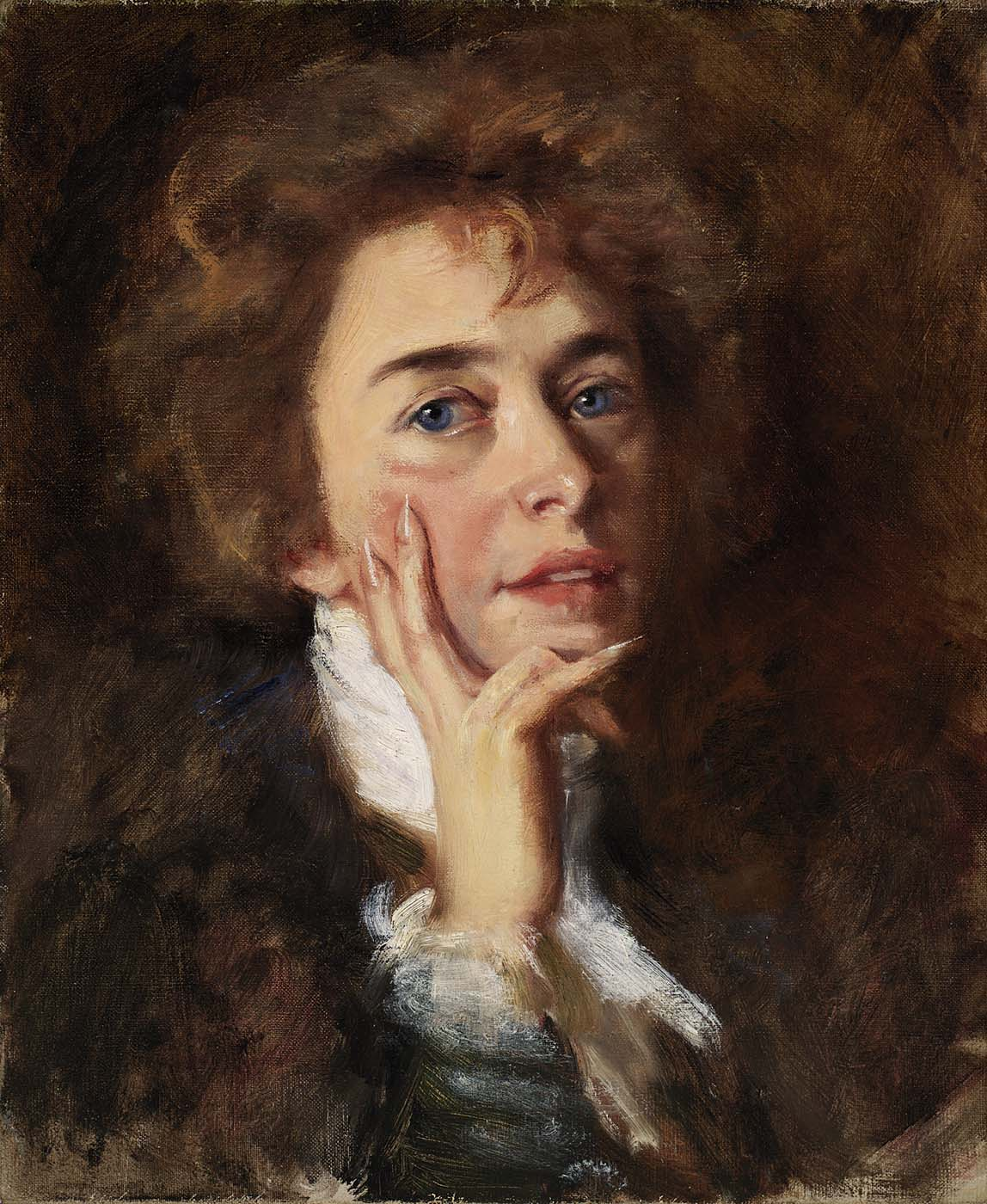
Alice Pike Barney, 1896
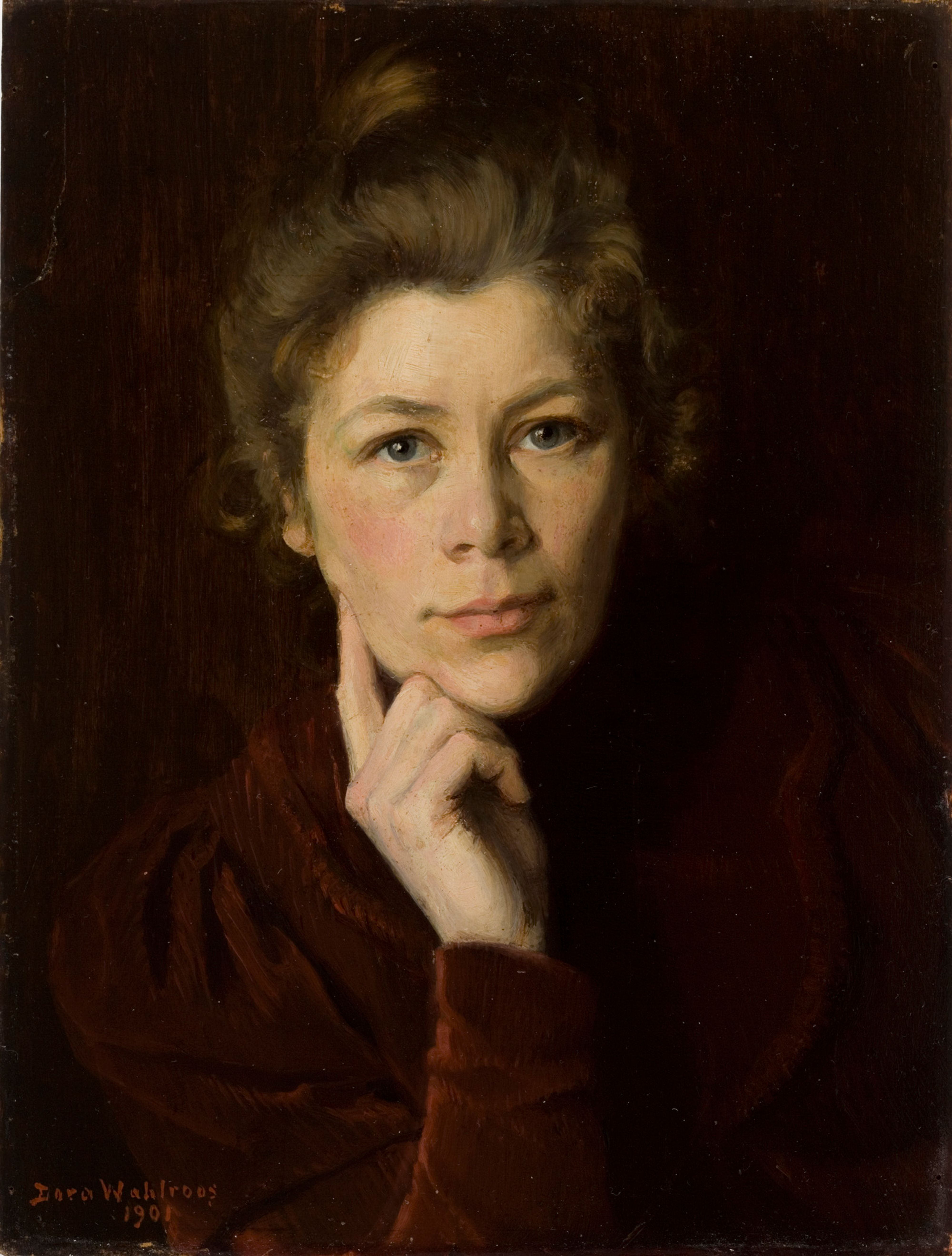
Dora Wahlroos, 1901
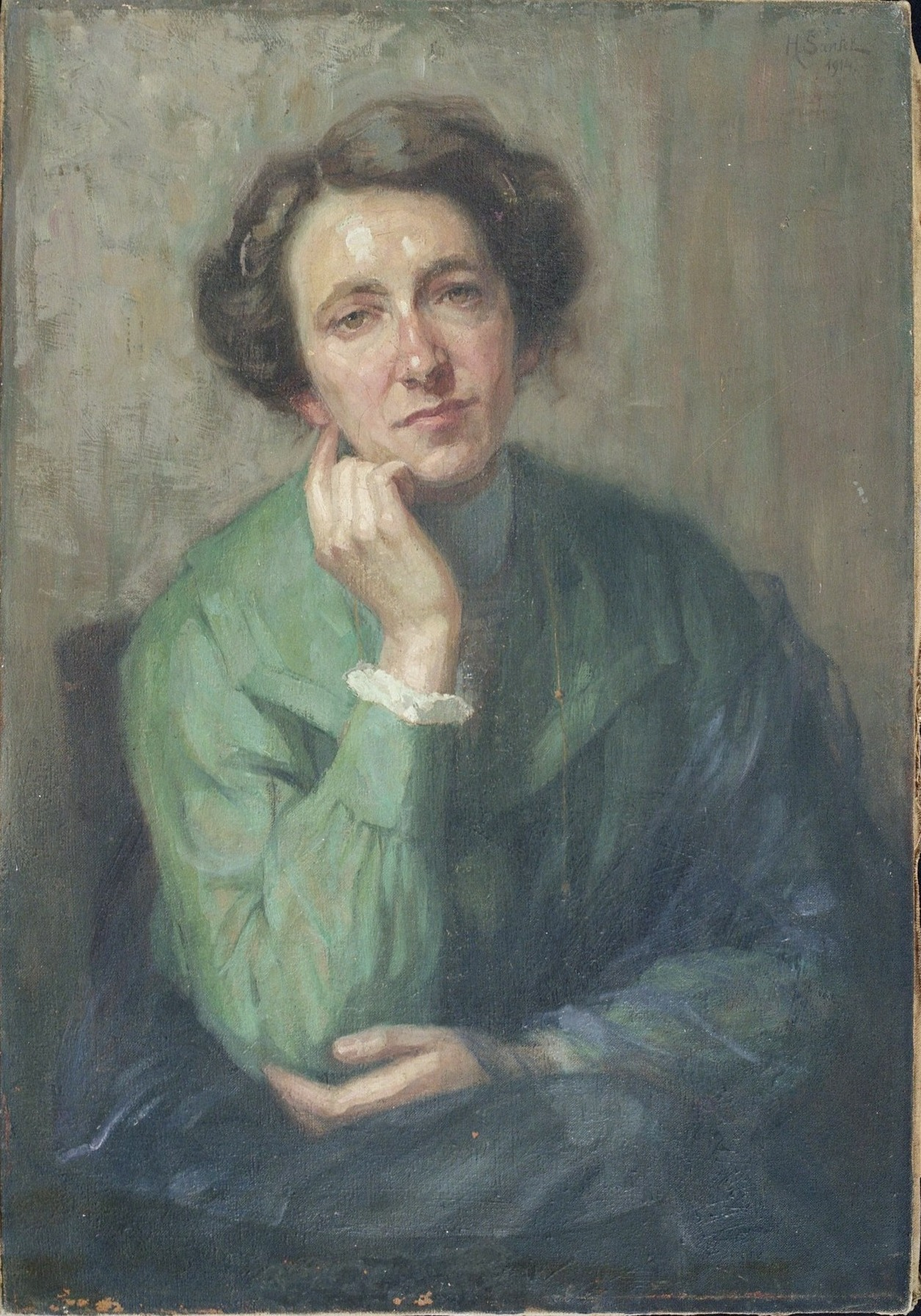
Henrika Šantel, 1914
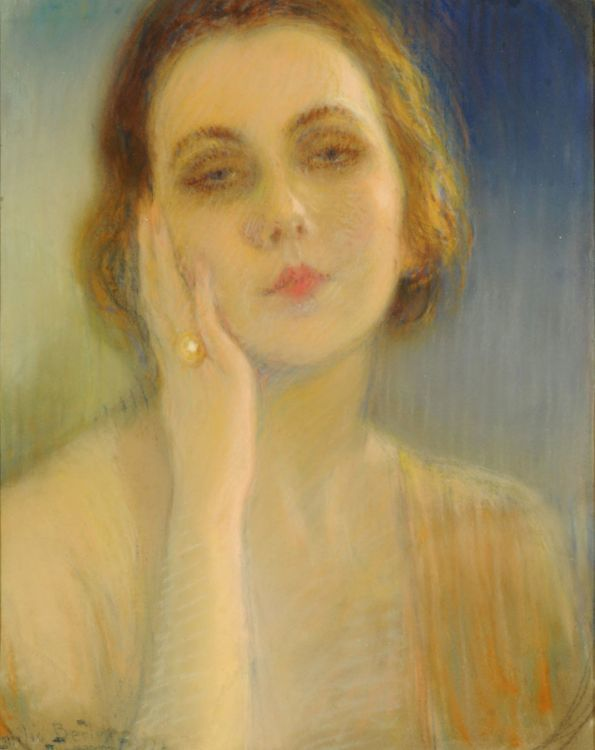
Emilia Bertolé (es), 1923

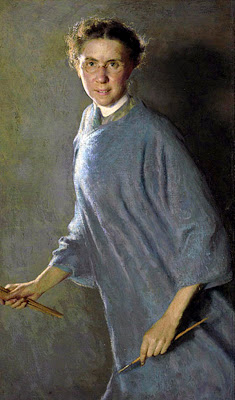
Margaret Foster Richardson : A Motion Picture, 1912

Les personnages des autoportraits sont assez souvent debout, très rarement en pied (cf. Corps entier), mais pratiquement toujours statiques. Certainement influencée par les chronophotographies de Marey et de Muybridge, Margaret Foster Richardson (en) (1881-1945), a réussi, avec son autoportrait A Motion Picture (1912), à donner la même idée de mouvement. Rosa Rolanda Covarrubias (en) (1895-1962), danseuse de revue à Broadway avant son mariage avec Miguel Covarrubias, a fait quelques autoportraits, dont un dansant au cours d'une fête mexicaine. Anna Walinska (en), qui a donné un récital de danse flamenco au Town Hall de New York au profit des républicains espagnols, se représente en danseuse espagnole avec castagnettes, accompagnée par Carlos Montoya à la guitare, dans Flamenco (1939).
Avec Yolanda López (en) (1942-2021), la course en avant est devenue l'image symbolique forte d'un mouvement politique et féministe des années 1970 aux États-Unis ; adepte de la course à pied, Yolanda López, dans son Portrait de l'artiste en Vierge de Guadalupe (1978), se peint en marathonienne victorieuse revêtue de la cape étoilée de la Vierge mexicaine, n'ayant plus besoin du soutien de l'ange, mais enjambant le petit aigle américain mis à terre par le féminisme chicana et son irradiante héroïne.

#### États physiologiques
Les états physiologiques propres au sexe féminin sont rarement représentés dans les autoportraits, jamais avant le XXe siècle, un peu plus souvent après 1970. Les règles sont quasi absentes de l'iconographie ; Joan Semmel montre son corps tel qu'elle le voit lorsqu'elle se regarde, sans miroir, avec une serviette rouge entre les cuisses (Me Without Mirrors, 1974). La grossesse est un peu plus souvent représentée ; l'image la plus connue est celle de Paula Modersohn-Becker en 1906 (Autoportrait au sixième anniversaire de mariage, signé P.B., sans le M. de son nom marital Modersohn), alors qu'elle n'est pas enceinte, et séparée de son mari pour un temps qu'elle envisage définitif. Depuis la Renaissance, le code de la femme enceinte en peinture (en) lui fait poser une main sur l'épigastre ; ce n'est que dans une iconographie récente qu'elle apparaît soutenant son ventre. En 1907, Paula Modersohn-Becker est réellement enceinte, ce qu'elle indique par la position de sa main et les fleurs tenues fièrement en symbole de fertilité ; c'est à la fois son dernier autoportrait, et le premier connu d'une femme enceinte jusqu'à la redécouverte du tableau de 1906 de Zinaïda Serebriakova, mariée en septembre 1905 et enceinte de son premier fils, Zhenya.

Paula Modersohn-Becker
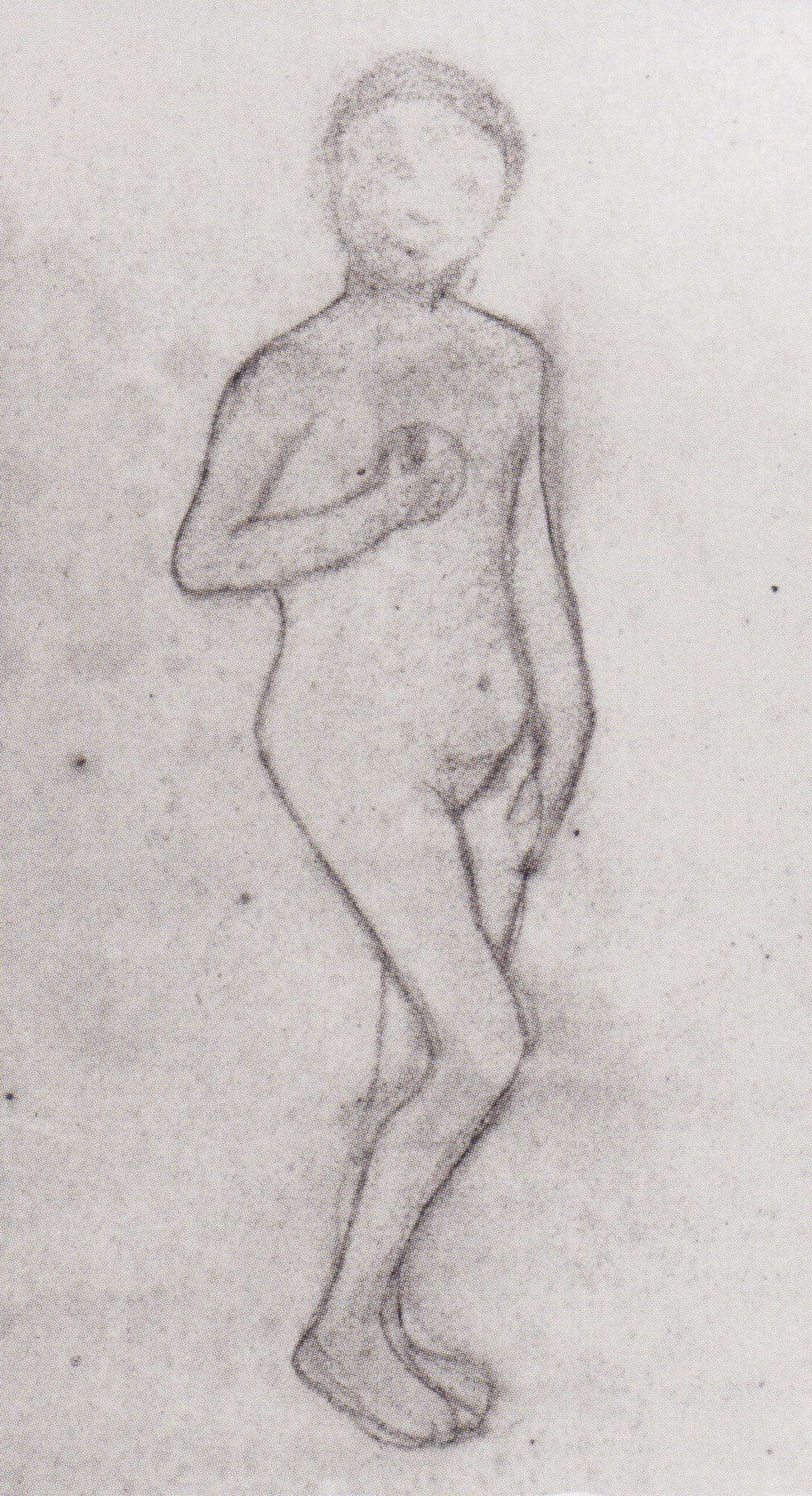
esquisse pour un portrait de jeune fille, 1906
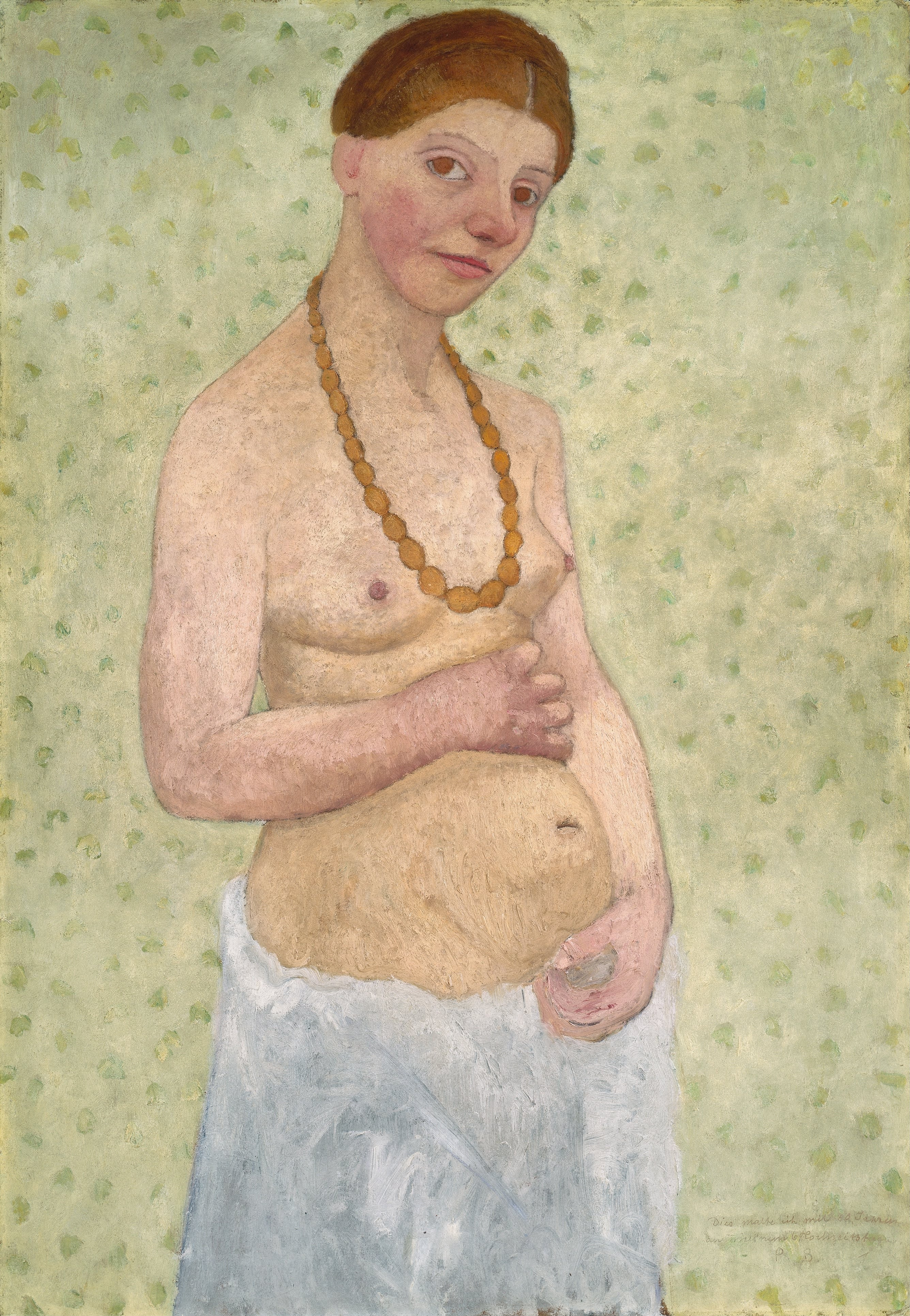
25 mai 1906
1907
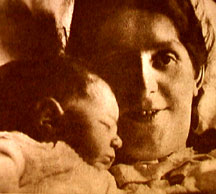
avec sa fille Mathilde novembre 1907

Chantal Joffe (en) a fait son Self-Portrait Pregnant II en 2004. Patricia Watwood (en), née en 1971, avec Création (2006), et Anna Rose Bain (née en 1985) se représentent enceintes et dans leur activité de peintre. Dans son double autoportrait récompensé par un prix, la même Anna Rose Bain figure de profil, enceinte, puis quelques semaines plus tard, de face portant son bébé (L'attente et la récompense).
Les images d'accouchement, de post-partum et d'allaitement sont beaucoup plus rares. Avec son corps vu d'en haut, directement par le regard ou par l'intermédiaire d'un appareil photographique, Luchita Hurtado fait en 2018-2019 une série sur la naissance ; il ne s'agit évidemment pas de sa propre parturition, puisqu'elle est alors âgée de 98 ans, mais c'est la mise au monde d'une femme par une femme ; l'angle de vision est le même que dans ses précédents autoportraits et dans ceux de Joan Semmel. Cecile Walton a offusqué le regard masculin de 1920 avec Romance, vu alors comme quasi blasphématoire par le fond comme par la forme, de plus peint par une femme ; exposé maintenant à la Galerie nationale d'Écosse, son titre est seulement qualifié d'"ironique"… L'artiste représente le moment idyllique entre la mère et son nouveau-né, en sachant qu'il sera bref - c'est le propre de toute romance, ou de la vie de cette rose tombée en pétales au sol à côté du lit ; le premier fils, quatre ans, est presque hors cadre, et l'absence du père, alcoolique à la vie dissolue, préfigure la séparation du couple trois ans plus tard. Nella Marchesini (it), après ses autoportraits de 1930 à 1937 où elle est enceinte de Laura (it), Renzo et Anna, les trois enfants qu'elle a eus de son mariage avec le peintre Ugo Malvano (it), donne le sein dans Femme et enfant (1938).
Frida Kahlo, qui n'a pas eu d'enfant, se peint sur un lit ensanglanté après sa deuxième fausse couche survenue début juillet 1932 à Detroit (L'Hôpital Henry Ford, 1932). Son tableau inachevé Frida et la césarienne (Hôpital) (non daté, 1929-1932 ?) est également en relation avec l'une de ses fausses couches. Elle a représenté l'accouchement de sa mère dans Ma naissance (1932) et l'allaitement dans Moi et ma nourrice (1937), où elle a son visage d'adulte.
Avec les réserves émises sur ses « autoportraits par substitution », Paula Rego, avec une expérience personnelle de plusieurs avortements, manifeste contre les lois anti-avortement au Portugal en faisant la série de douze pastels Abortion en 1998.

### L'entourage

#### Enfants
Les premiers autoportraits avec fille sont ceux d'Élisabeth Vigée Le Brun et de sa fille Julie, qui sont aussi les plus souvent reproduits dans les publications papier ou numériques. Madame Vigée Le Brun et sa fille, par exemple, montre la mère enlaçant son enfant. Constance-Marie Charpentier (Portrait d'une femme portant son enfant, 1799), Adèle de Romance, et Isabelle Pinson ont fait quelques années plus tard un autoportrait avec leur fille. De 1883 à 1887, Berthe Morisot fait à côté de sa fille Julie Manet quelques-uns de ses rares autoportraits (elle ne se représentera seule que deux fois, en 1885), mais sans détailler les traits du visage de la fillette, et des esquisses et des dessins avec elle jusqu'en 1890. Après celui de Mary Beale en 1664, les autoportraits avec fils restent très rares et concernent des artistes qui, comme Beale, n'ont pas eu de filles, ou, comme Elsa Haensgen-Dingkuhn (de) ont eu un fils resté longtemps enfant unique ; Jenny Nyström fait son portrait avec son fils unique Curt (sv) âgé de deux ans, et Elena Luksch-Makowsky, qui aura trois fils à sa charge après son divorce, fait Ver sacrum avec son nourrisson Peter en 1901, puis un autre portrait avec le petit Andreas en 1908.

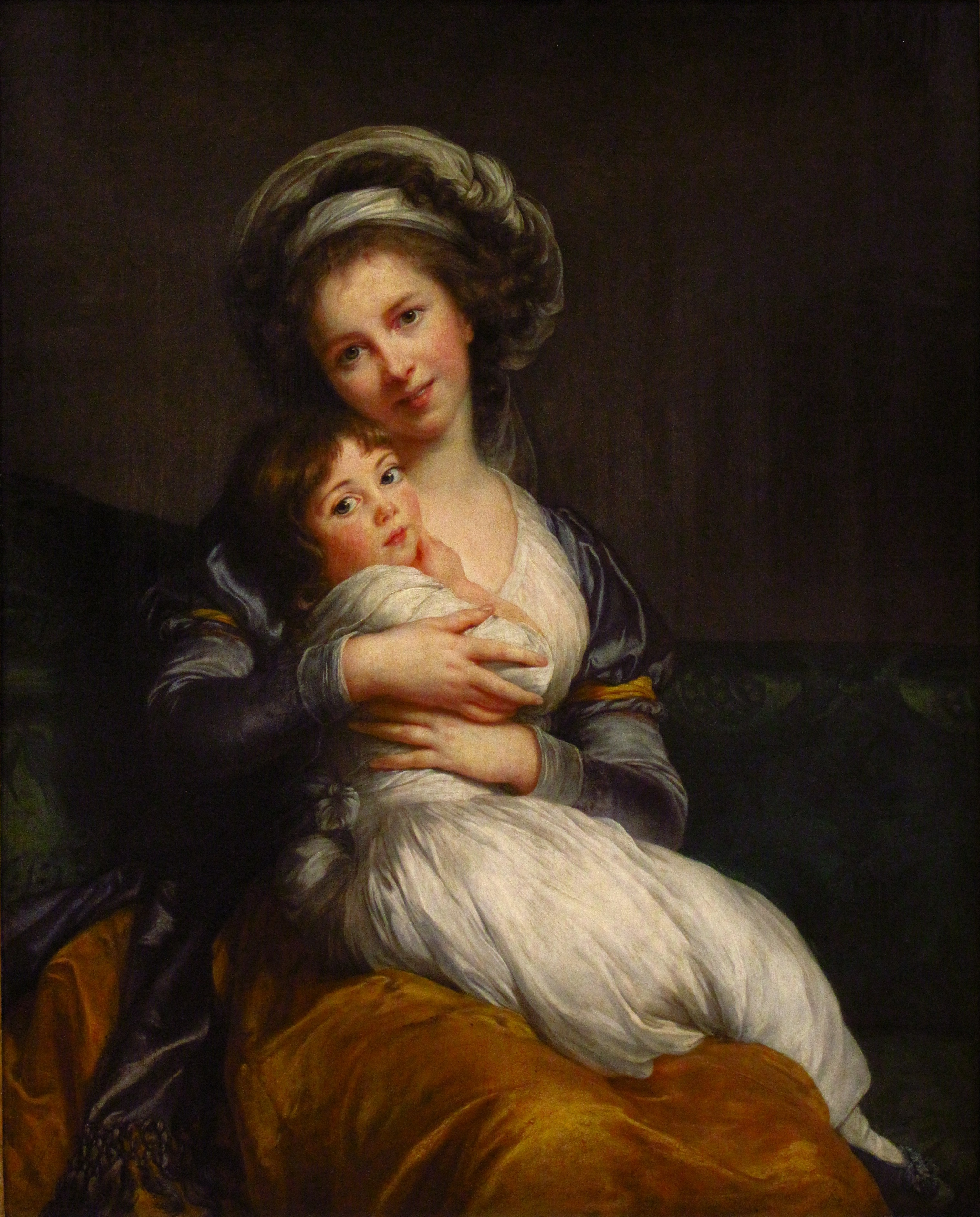
É. Vigée Le Brun 1786
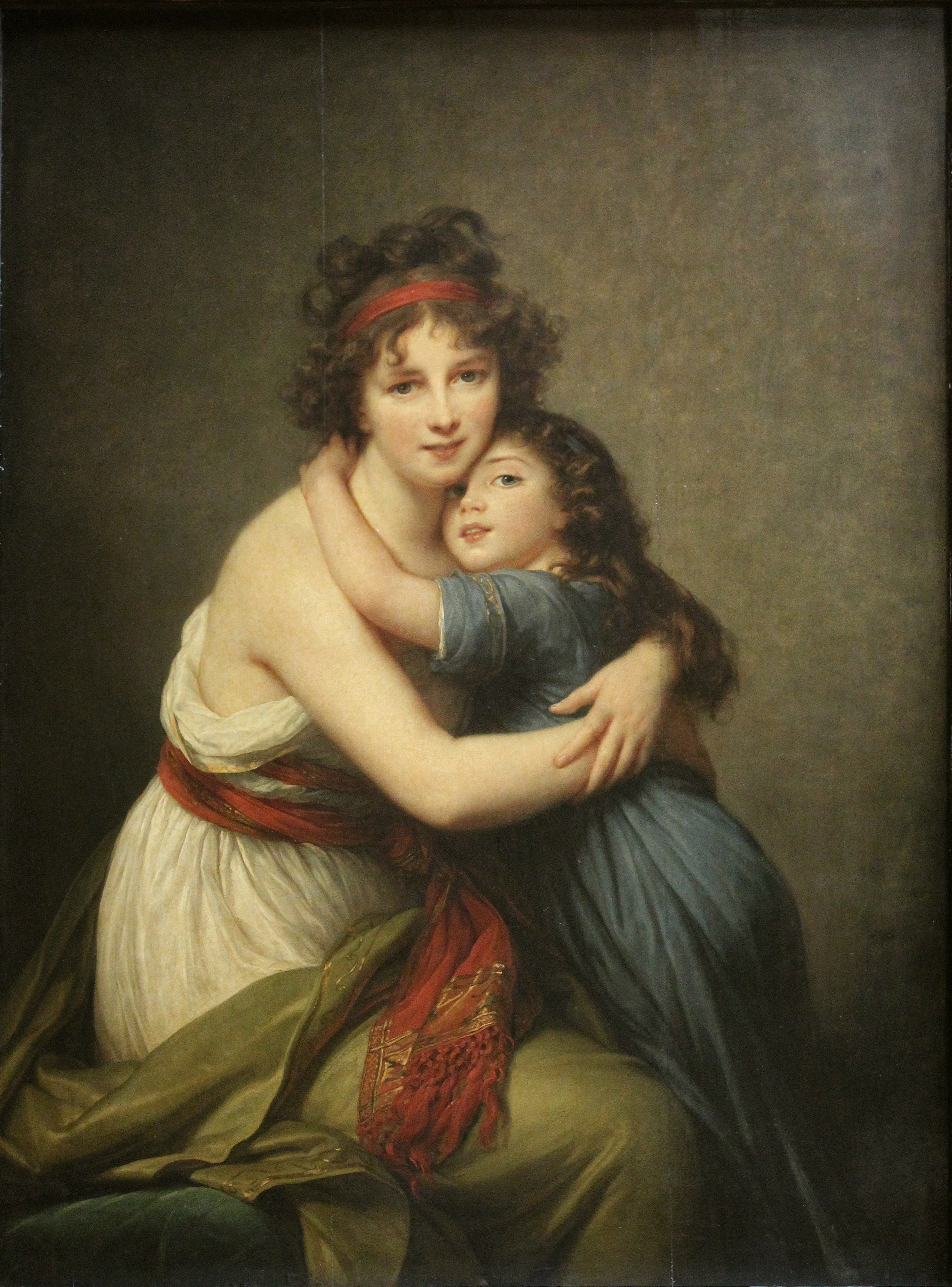
É. Vigée Le Brun 1789
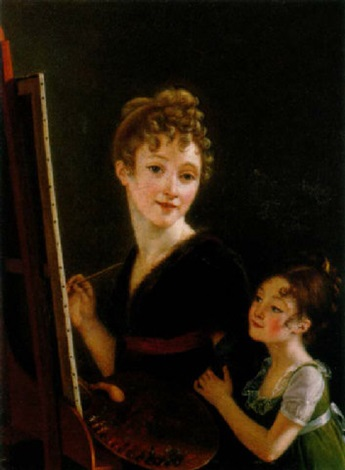
Isabelle Pinson 1804
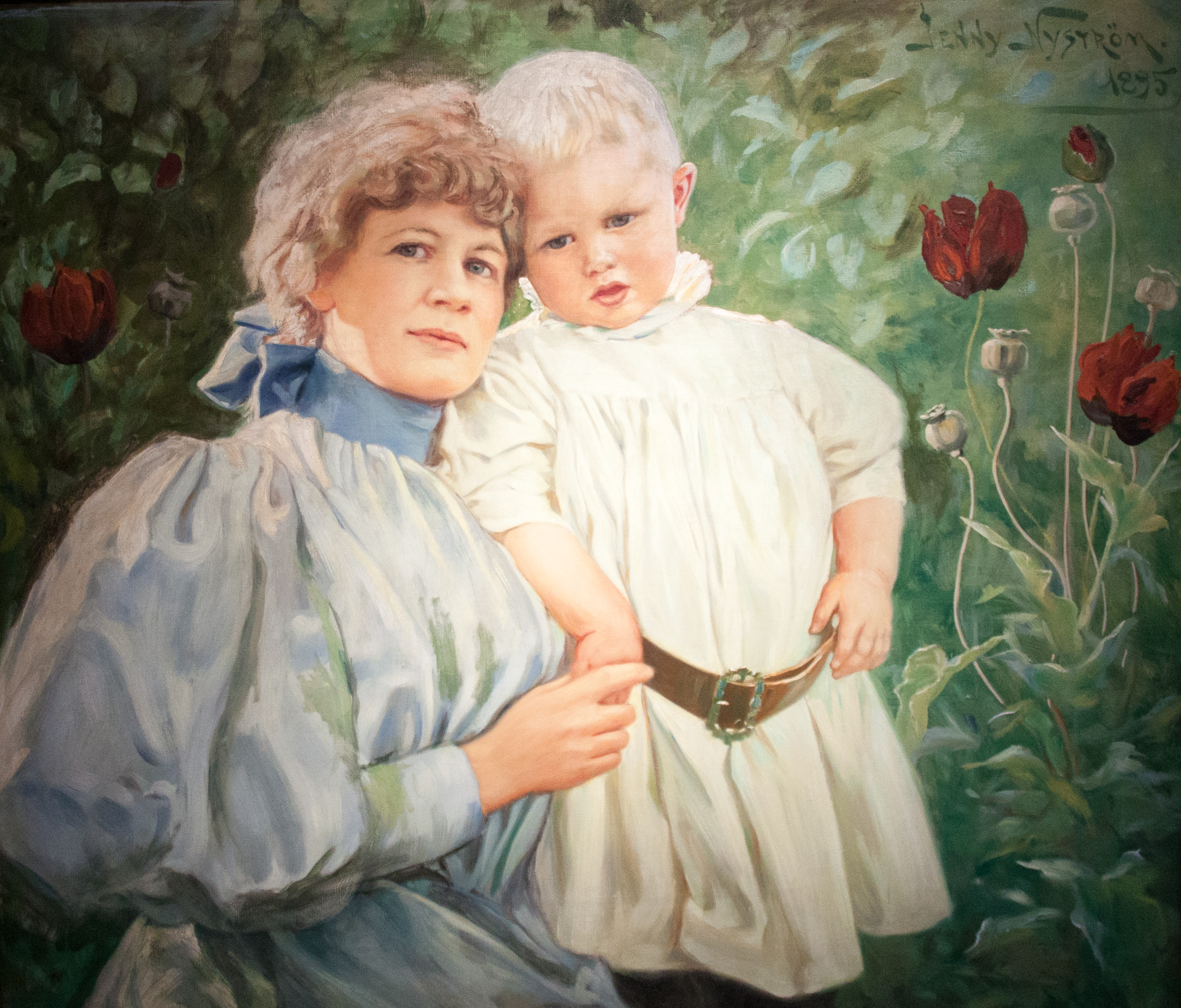
Jenny Nyström avec son fils, 1895
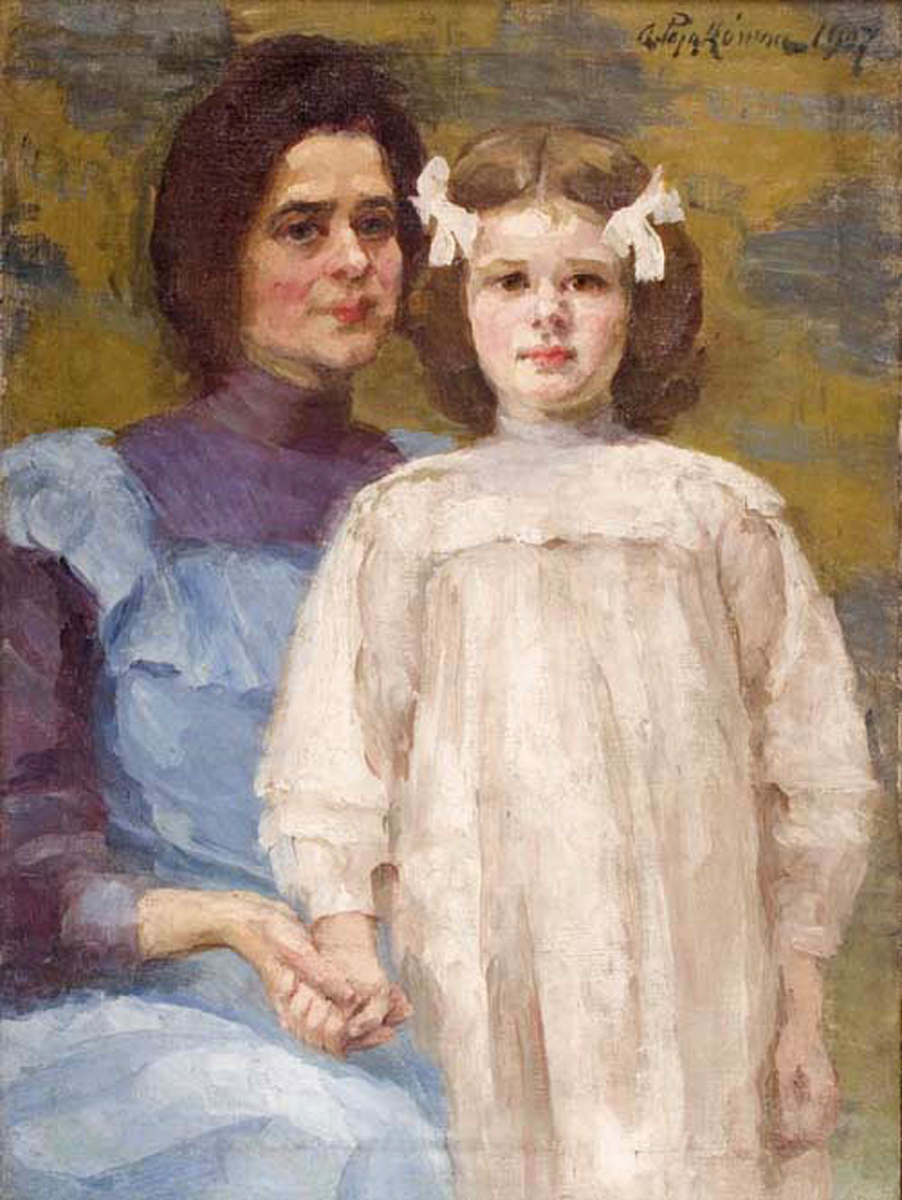
Aniela Pająkówna 1907

Zinaïda Serebriakova, auteure de nombreux autoportraits et mère de quatre enfants dont elle fait les portraits, exécute au moins deux autoportraits avec eux : un avec ses deux filles Tatiana et Katya (1921), et une composition originale, Autoportrait dans le miroir, avec les deux filles sages et au loin un garçon turbulent (1917).
Charley Toorop a fait de nombreux autoportraits de 1922 à 1954, dont en 1929 un autoportrait avec Edgar, Johannes et Annetje, les trois enfants qu'elle avait eu au cours de son mariage malheureux avec le philosophe intempérant Hendrik Fernhout ; comme dans ses autres autoportraits en groupe, son image transformée en gauchère par le miroir contraste avec l'image non inversée des enfants ; plus tard, on retrouve ses trois enfants devenus adultes avec conjoints et plusieurs artistes dans Dîner avec des amis (1932-1933), où, comme dans un tableau historique de la Renaissance, elle est la moins visible mais la plus repérable, et plus tard encore, son fils aîné Edgar Fernhout devenu peintre dans Trois générations (cf. Statue).

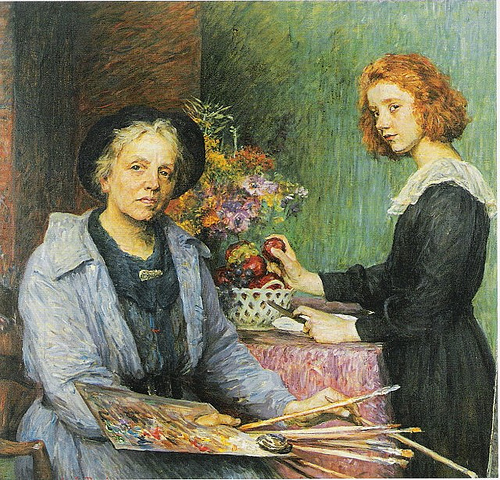
L'Artiste et son modèle (1921) Louise Catherine Breslau et Hélène, petite-fille de Maria Feller.

Ishbel Myerscough se représente seule avec sa fille, mais aussi à trois avec son amie peintre Chantal Joffe (en) (2013) et avec leurs filles dans Mothers and Daughters (2014). Chantal Joffe a fait une série d'autoportraits avec sa fille dans les années 2000 et 2010, où elle se peint souvent nue.
Louise Catherine Breslau n'a pas eu d'enfants, mais elle a recueilli Hélène, la petite-fille de ses amis Maria Feller et Henri Le Crosnier, qui est devenue en quelque sorte son enfant adoptive, et son modèle pour plusieurs portraits, dont son dernier autoportrait en 1921, L'Artiste et son modèle, légué par Madeleine Zillhardt au Musée de Genève.

#### Sœurs

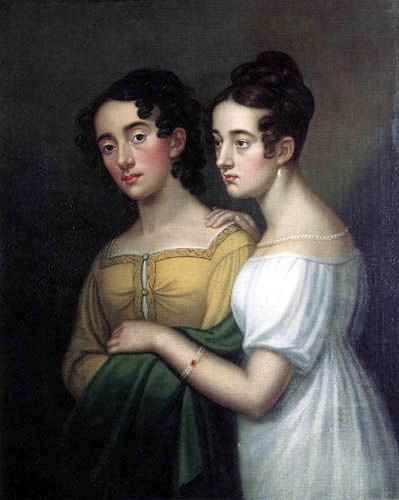
Caroline et Wilhelmine Bardua, 1817

Sofonisba Anguissola a peint plusieurs fois ses sœurs, mais sans les inclure dans un autoportrait, ce qu'a fait au siècle suivant Rosalba Carriera, mais seulement par l'intermédiaire d'un tableau dans le tableau (cf. Tableau dans le tableau). En 1785, tout juste âgée de 17 ans, Marie-Guillemine Leroulx-de Laville se représente avec sa sœur cadette Élisabeth dans Deux jeunes personnes. Caroline Bardua s'est peinte en double portrait avec sa sœur Wilhelmine (de), artiste également ; sur ce tableau, Caroline apparaît enceinte, même si, comme sa sœur, elle est toujours restée célibataire, et qu'on ne lui connaisse pas de descendance : Wilhelmine, en blanc, couleur de la virginité, pose sa main sur l'abdomen de Caroline en vert, couleur de la femme enceinte selon un code des couleurs remontant au XVe siècle,. Comme le feront plus tard les époux Marie et Peder Severin Krøyer, les sœurs Anaïs et Héloïse Colin ont chacune portraituré l'autre dans un portrait croisé de 1836. À New York, Florine Stettheimer se peint avec ses sœurs Ettie et Carrie et leur mère Rosetta dans Portrait de famille I (1915) et Portrait de famille II (1933). En 1912, à 22 ans, Élisabeth Chaplin fait un triple portrait (Les trois sœurs) où elle est entourée de ses jeunes sœurs Yvette et Antoinette, mais où ne figure pas son frère Jean-Jacques alors âgé de 15 ans. En autoportrait féminin, il semble bien qu'il n'y ait aucun double ou triple portrait avec un frère.

#### Doubles

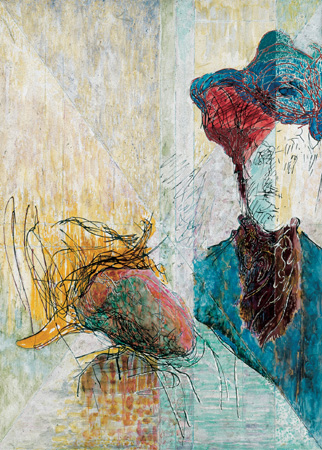
Ilka Gedő, double autoportrait, 1985

En l'absence de sœurs jumelles peintes par elles-mêmes, il y a quelques autoportraits doubles, dont celui de Ginevra Cantofoli en Prudence, déesse allégorique aux deux visages, l'un réfléchissant sur le passé en regardant dans un miroir, l'autre envisageant l'avenir avec circonspection, une qualité attribuée symboliquement au serpent. Très peu de doubles existent dans l'histoire de la peinture, et le plus célèbre est Las dos Fridas (Les Deux Fridas), portrait en symétrie de Frida Kahlo réalisé peu après son divorce d'avec Diego Rivera en 1939 ; de nombreuses interprétations ont été émises au sujet de ce tableau, qui illustre la dichotomie entre une Frida voulant se libérer de Diego mais reste brisée par la séparation — son cœur est ouvert comme pour une réparation chirurgicale — et une autre qui lui reste attachée indéfectiblement. Les deux visages sont identiques et sans expression, mais les robes sont contraires, la mexicaine populaire et colorée côté Diego, le corsage ouvragé en dentelle blanche et jupe blanche de l'autre ; un flux sanguin relie les cœurs des deux Frida, mais sa dérivation vers le ventre de la Frida blanche a été sectionnée, l'hémorragie étant provisoirement clampée par une pince hémostatique de sauvetage. Les autoportraits de Jennifer McRae (née en 1959) veulent illustrer une dualité constitutionnelle : Double Exposure I et II (2001 et 2017), We Two are One, Strangers Perfect (Summer Days), Two Imaginary Girls (2001). Fille unique, Gertrude Abercrombie peint son double en moderne bacchante dans Autoportrait de ma sœur (1941).

#### Père et mère
Selon Omar Calabrese (it), une des contradictions dans l'histoire de l'autoportrait féminin est la relation à la figure du père ; après avoir énuméré quatorze grandes artistes du XVIe au XVIIIe siècle filles de peintres plus ou moins renommés, dont Elisabetta Sirani et Artemisia Gentileschi, il souligne l'absence du père dans leurs autoportraits. Cependant, en considérant l'alternative "tableau dans le tableau" (cf. Tableau dans le tableau), il existe au musée de l'Ermitage un Autoportrait en train de peindre le portrait de son père d'Elisabetta Sirani ; réalisé à la fin de la courte vie de l'artiste, ce tableau, adapté par Luigi Martelli en une gravure publiée en 1883, la montre peignant le buste de son père, le peintre Giovanni Andrea Sirani, qui lui survivra cinq ans. De la même façon, un autoportrait (en) d'Artemisia Gentileschi en allégorie de la Peinture (c.1635-1640) la montre en train de peindre un homme avec moustache et barbichette à la Van Dyke, en hommage à son père Orazio Gentileschi (1563-1639) dans sa jeunesse. Sans figurer leur père, des filles signaient en précisant « fille de » : « Catharina [Hemessen], fille de Jan », « Lavinia [Fontana], fille de Porsperi Fonatane (sic) », « Lucia Anguissola, fille d'Amilcare »… Et pour nuancer la remarque de Calabrese, il convient de rappeler qu'avant Mary Beale et Adélaïde Labille-Guiard (1785), aucune autoportraitiste ne faisait figurer un autre personnage qu'elle-même, ou éventuellement une servante anonyme. Le premier autoportrait féminin qui intègre la figure du père se situe au tournant des XVIIIe – XIXe siècles : il s'agit de l'Autoportrait de Constance Mayer avec son père, Pierre Mayer, qui l'avait reconnue comme sa fille lorsqu'elle avait 15 ans, et pour qui elle avait une grande affection. C. Mayer avait déjà présenté au Salon de 1796 un autoportrait montrant une esquisse du portrait de sa mère, mais elle était largement précédée pour cette représentation par Françoise Basseporte, très tôt orpheline de son père commerçant, et auteure du Portrait de Mlle Basseporte et de Mme sa mère. Dans l'Annonciation (autoportrait avec la figure du père) de 1931, Nella Marchesini (it), au ventre légèrement arrondi et aux larges ailes d'ange, annonce à son père la venue d'un enfant. Dans un autre de ses autoportraits, son père et sa mère sont présents (Autoportrait au chevalet avec parents) c.1929. Élisabeth Chaplin, qui vivait avec sa compagne Ida Capecchi et également avec sa mère la sculptrice Marguerite Chaplin Bavier-Chauffour lorsque celle-ci est devenue veuve, a fait un autoportrait avec elle en 1938.
À propos des filles de peintres des XIXe et XXe siècles, une hypothèse avancée par Linda Nochlin pour expliquer l'absence du père dans leurs autoportraits serait une forte et nécessaire propension à la rébellion, y compris contre l'autorité parentale. Quoi qu'il en soit, dans les rares exemples connus, les filles rendent hommage à un père ou une mère qui était leur professeur : Giovanni Andrea Sirani pour Elisabetta Sirani, Jean Bardin pour Ambroise Marguerite Bardin (1791), Ellen Sharples pour Rolinda Sharples, Julius Mařák pour Josefina Mařáková (en). La mère de Chantal Joffe (en), Daryll Joffe, aquarelliste, est représentée dans Self-Portrait Dressed with My Mother et Self-Portrait Naked with My Mother (2020).

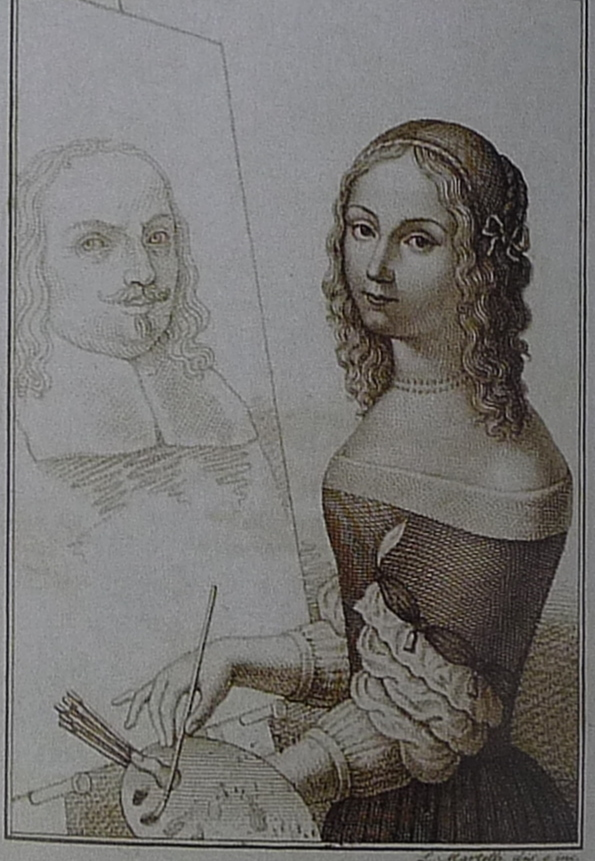
Elisabetta Sirani et son père, c.1665, gravure de Luigi Martelli
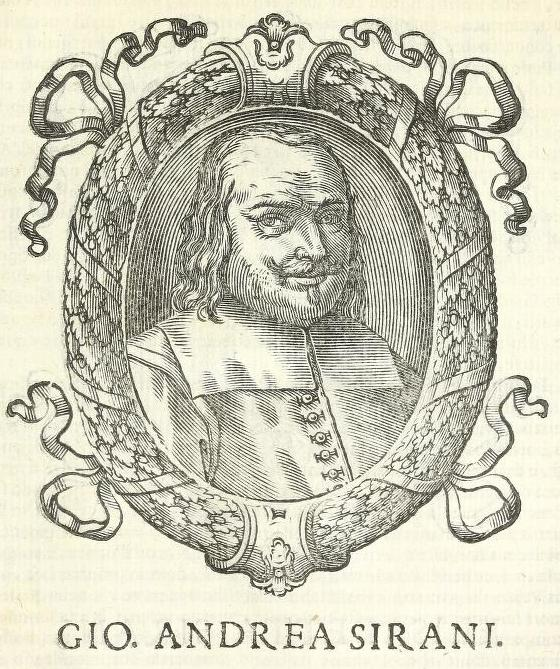
Giovanni Andrea Sirani, gravure de 1678 C.C. Malvasia
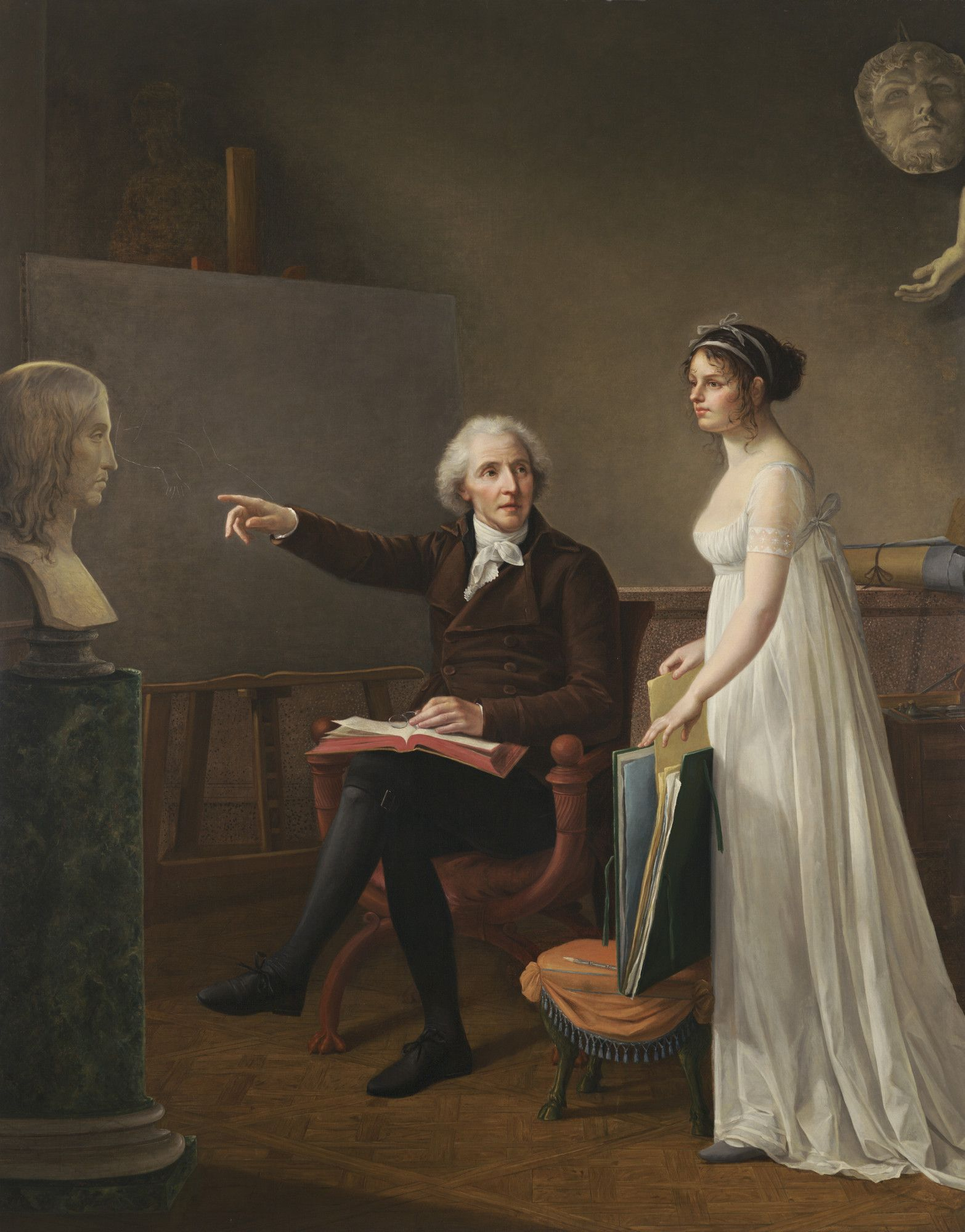
Constance Mayer, Autoportrait de l'artiste avec son père, 1801
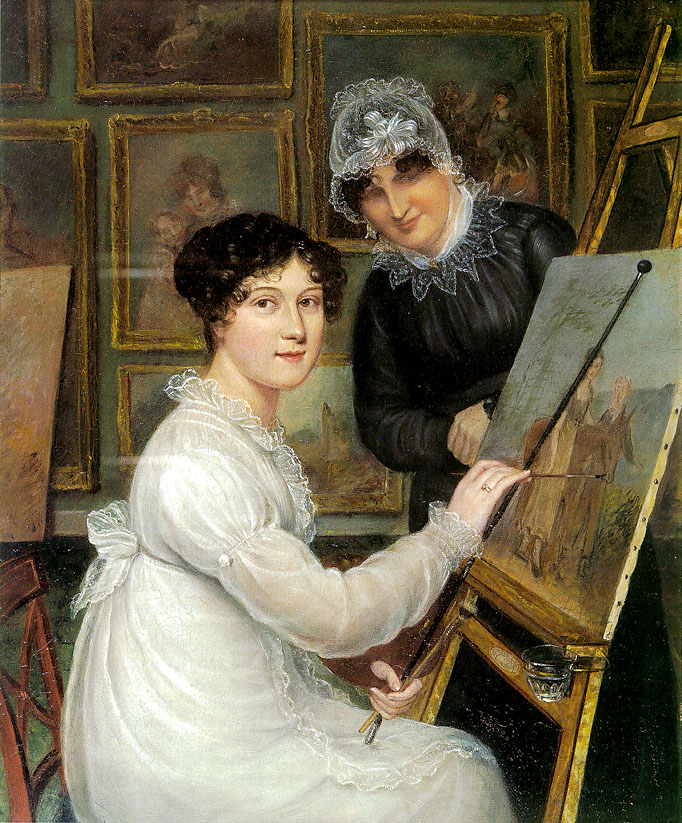
Rolinda Sharples avec sa mère, 1816
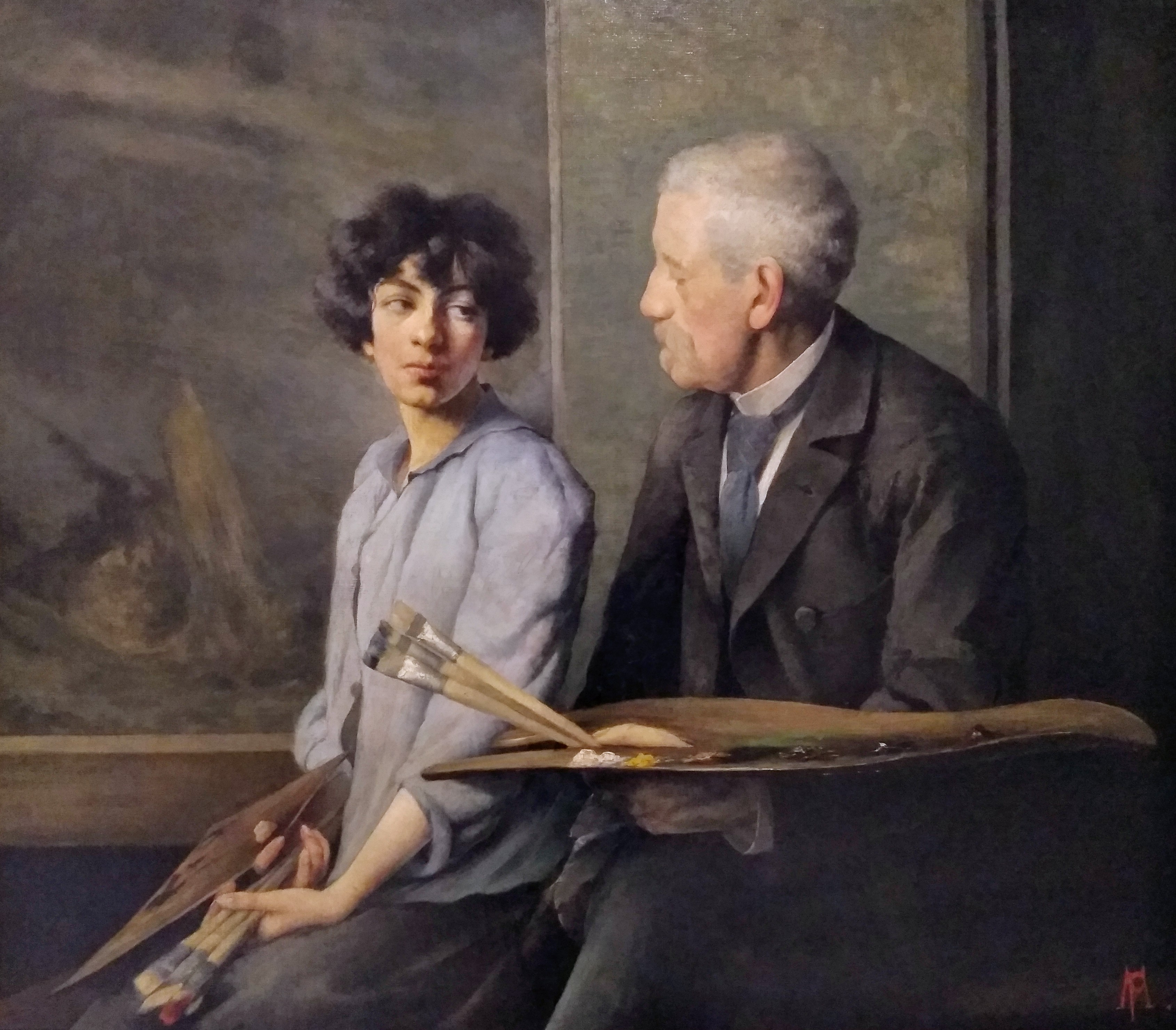
Josefina Mařáková avec son père, 1896

#### Mari
Alors que les peintres se représentent volontiers avec leur épouse, les autoportraits avec mari sont rarissimes. Omar Calabrese pense qu'il s'agit « d'un acte volontaire, accompli pour mieux mettre en lumière la figure de la femme artiste qui risquerait sinon, dans le schéma social en vigueur entre le XVIe et le XIXe siècle, de n'être plus qu'un simple appendice du conjoint ». Émise pour une période couvrant quatre siècles, cette hypothèse ne saurait cependant en expliquer la totalité des cas, ni ceux des siècles suivants.
D'allure allégorique, présenté aussi bien comme un autoportrait de Gaetano Piattoli (en) avec sa femme que d'Anna Bacherini Piattoli avec son mari, le tableau est un double portrait du couple uni par le mariage en 1741, tenant un même pinceau à double embout ; comme dans ses autoportraits solo, Bacherini apparaît en droitière et avec un visage identique, et il est vraisemblable qu'elle se soit peinte elle-même. Le double portrait de Marie et Peder Severin Krøyer échappe quant à lui au genre de l'autoportrait féminin, puisqu'on sait, grâce à l'absence d'inversion des visages, que chacun a peint l'autre.
Assez souvent, les maris sont eux-mêmes des artistes, ou des intellectuels, la condition essentielle pour être représenté étant qu'ils respectent, ou mieux encore, admirent et favorisent l'activité artistique de leur épouse, et qu'ils ne rechignent pas à prendre la pose. Il faut aussi remarquer que, pour des raisons très diverses, dont l'homosexualité, beaucoup d'artistes étaient restées célibataires, ou vivaient en couple non légitimé, ou encore n'avaient été mariées que pendant quelques années, pas toujours heureuses. Après six ans de mariage, lorsque Marie Laurencin écrit à son amie Nicole Groult « Pourquoi je mène cette vie à l'étranger avec un alcoolique ? Je ne veux plus dépendre de personne. », elle exprime un besoin de liberté que beaucoup d'autres ont ressenti avant ou après elle.
Mariée en 1820, Hortense Haudebourt-Lescot se représente dans une scène de genre avec l'architecte Louis Pierre Haudebourt au cours de leur voyage de noces en Italie, où elle apparaît alors bien différente du sérieux et de la concentration du plus célèbre de ses autoportraits, celui du Louvre de 1825 en peintre rendant hommage à Raphaël et Rembrandt (cf. Chaîne d'or) ; comme c'est la coutume en autoportrait, surtout avec plusieurs personnes, elle se désigne de l'index.
Dans les autres autoportraits concernés, la présence du mari est quasiment toujours associée à celle des enfants : c'est le cas pour Mary Beale avec Charles et leur fils Bartholomew, les conversation pieces de Lilly Martin Spencer tenant son nourrisson (Un peu de conversation, c.1851-1852) ou avec deux enfants (Fi!Fo!Fum! (en), 1858), Liselotte Schramm-Heckmann avec son mari Werner Schramm représenté en train de peindre et leurs deux enfants, Marie Danforth Page (en) faisant le portrait de son mari devant un miroir avec en arrière-plan un portrait d'enfant, ou Lady Muriel Wheeler (1888-1979), future présidente de la Society of Women Artists, en famille avec le sculpteur Charles Thomas Wheeler (en) et leurs deux enfants Robin et Carol en 1933. En 1798, Césarine Davin-Mirvault expose au Salon L'Amour paternel et La Tendresse maternelle, deux portraits d'elle avec son mari et ses enfants. L'aquarelliste Mary Ellen Best (en) était capable de produire des portraits très ressemblants dès l'âge de 12 ans. En 1835, puis après son mariage en 1840 avec Johann Anton Sarg, instituteur et musicien amateur, elle a vécu en Allemagne, où elle a peint des scènes domestiques de style Biedermeier. Certaines d'entre elles concernent sa propre famille, mais elle-même y est rarement présente ; lorsque c'est le cas et que son mari y figure aussi, elle le représente de dos, ou lisant le journal au petit-déjeuner. Reconnaissante à son mari Pan Zanhua de l'avoir sauvée de la prostitution et prise pour deuxième épouse, Pān Yuliang le peint avec son beau-fils Pan Mou dans My Family (1932). Fridel Dethleffs-Edelmann (de) (1889-1982) présente avec Familienbildnis de 1936 l'image d'une famille connue comme heureuse, avec sa petite Ursula (de) et le mari Arist Dethleffs (de) apparaissant au centre comme un saint protecteur. Au contraire, dans In the morning (2011) d'Agita Keiri (née en 1978), le mari n'est visible que dans un miroir, se préparant pour aller au travail, tandis que le petit enfant joue avec les tubes de couleurs de sa maman. Avant le XXe siècle et Frida Kahlo, le seul autoportrait connu d'un couple serait en fait celui d'Elisabeth Alida Haanen (en) et du peintre Petrus Kiers (en) en 1845.

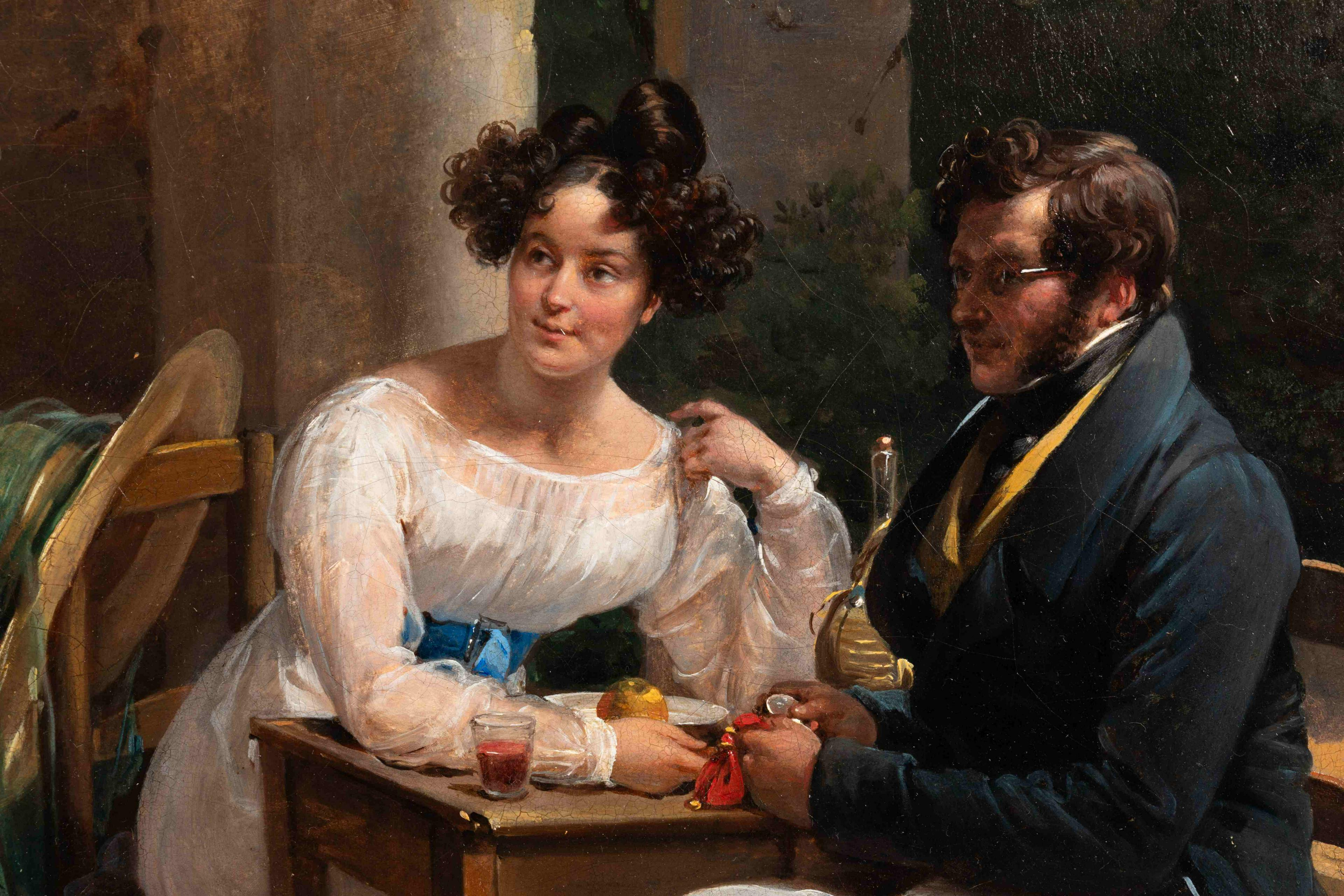
Hortense Haudebourt-Lescot, voyage de noces (détail), 1821
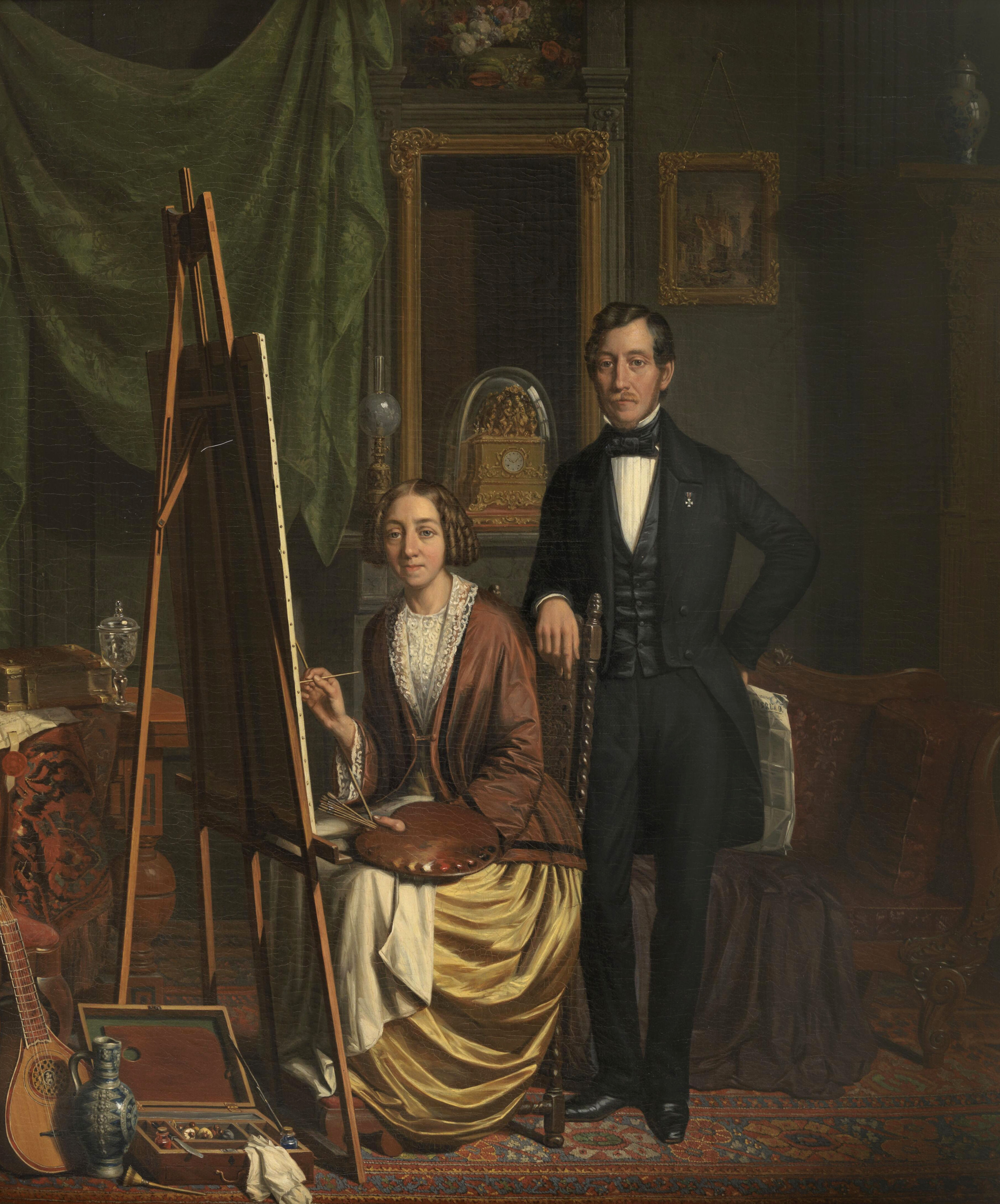
Elisabeth Kiers-Haanen, 1845
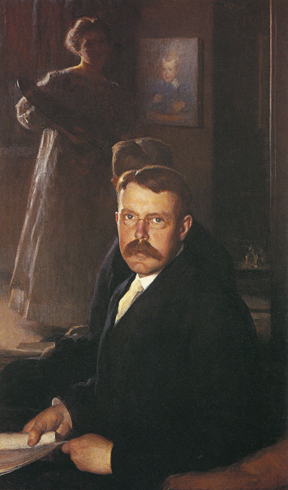
Mary Danforth Page, portrait du Dr Calvin G. Page, 1909
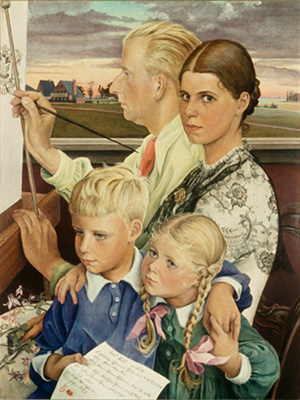
Liselotte Schramm-Heckmann, 1935

Comme souvent dans le domaine de l'autoportrait, c'est Frida Kahlo qui renouvelle l'iconographie de la femme avec son mari. Ses premiers portraits n'ont pas encore ce caractère visionnaire qui fera sa célébrité et sont inspirés des œuvres de la Renaissance qu'elle a étudiées pendant son adolescence dans la bibliothèque de son père Guillermo Kahlo, photographe amateur d'art, et au cours de sa convalescence consécutive à l'accident de septembre 1925 ; son premier autoportrait à l'huile, dit « à la robe de velours » (1926), fait d'après cette photographie, est empreint de maniérisme italien,. Amants, époux, camarades, pratiquant l'amour libre, le couple passionné mais parsemé d'orages qu'elle forme avec Diego Rivera lui inspirera plusieurs tableaux. Le premier, en style naïf, réalisé en 1931, est Frieda et Diego Rivera : les mains jointes — la gauche pour l'homme, la droite pour la femme, code pictural du mariage —, les couleurs des costumes, la tête inclinée de la mariée et sa main gauche sur le ventre sont celles des époux Arnolfini, mais sans la proéminence abdominale de l'épouse ; Frida a déjà fait une fausse couche, et sa main gauche ne sert qu'à maintenir sur son ventre plat le rebozo rouge, ajouté après l'esquisse réalisée quatre mois plus tôt dans laquelle son bras pendait le long du corps ; ce châle recouvre en partie la robe verte, couleur des femmes enceintes (ou espérant le devenir) selon le code pictural de la Renaissance. Par rapport au tableau de Jan van Eyck, l'originalité de l'autoportrait ne vient pas de l'image cachée du peintre, mais de la colombe, symbole d'amour, qui porte le phylactère où Frida cite « son mari aimé » ; en même temps, elle y inscrit précisément la date, avril 1931, qui correspond à déjà plus d'un an et demi de mariage, et on peut penser qu'elle évoque dans ce surtitrage l'absence d'enfant depuis son union et le désir d'être de nouveau enceinte. Les autoportraits plus tardifs, Diego dans mes pensées (ou Autoportrait en Tehuana, 1943), Diego et Frida 1929-1944 (1944), Diego et Moi (en) (1949) et L'étreinte d'amour de l'Univers, la Terre (Mexique), moi, Diego, et M. Xolotl (en), après le divorce et le remariage, correspondent davantage à sa réflexion : « … mon fiancé, mon amant, (mon mari), mon ami, […] mon fils, […] Pourquoi est-ce que je l'appelle mon Diego ? Il n'a jamais été, ne sera jamais mien. Il appartient seulement à lui-même. »
Le XXIe siècle fournit un exemple de l'évolution des mœurs, avec le double portrait du peintre Stephen O'Donnell et de Gigi Little, née de sexe masculin, mariés en 2006 (Les Deux, 2009). Dans Marriage, de Jennifer McRae (2020), on voit deux peintres dont l'un est ressenti et représenté comme indifférent au travail de l'autre, et qui n'ont en commun qu'un grand bac avec des tubes de couleurs.

#### Amies, amants et amantes

Ludovike Simanowiz (en blanc, se désignant de l'index) et Regine Vossler, 1796

C'est un autoportrait inhabituel que fait en 1796 Ludovike Reichenbach, épouse Simanowiz (de) avec son amie la pianiste allemande Regine Vossler (1767-1845) ; la main posée sur la cuisse montre le fort lien qui les unit. Dans Trois Femmes aux ombrelles (1880), Marie Bracquemond se représente entourée de sa demi-sœur Louise et d'une amie. Groupe d'artistes est un portrait de groupe peint par Marie Laurencin en 1908 où sont présents son ami Picasso, Fernande Olivier, et une petite chienne nommée Fricka. Les deux femmes ne s'estimaient pas, ce qui expliquerait la moindre place accordée par la peintre à l'amie de Picasso. En robe bleue, sa couleur préférée, dominant le groupe, celle que ses amis surnommaient « Marie pleine de grâce » tend une rose à son amant Guillaume Apollinaire.
Un peu plus tard, en 1911, Marie Laurencin rencontre Nicole Groult, et les deux femmes vivront une relation amicale et amoureuse jusque dans les années 1930, illustrée par l'autoportrait Femmes à la colombe, Marie Laurencin et Nicole Groult (à la colombe) de 1919. C'est notamment la période où Marie Laurencin fait les décors et costumes du ballet Les Biches de Francis Poulenc.

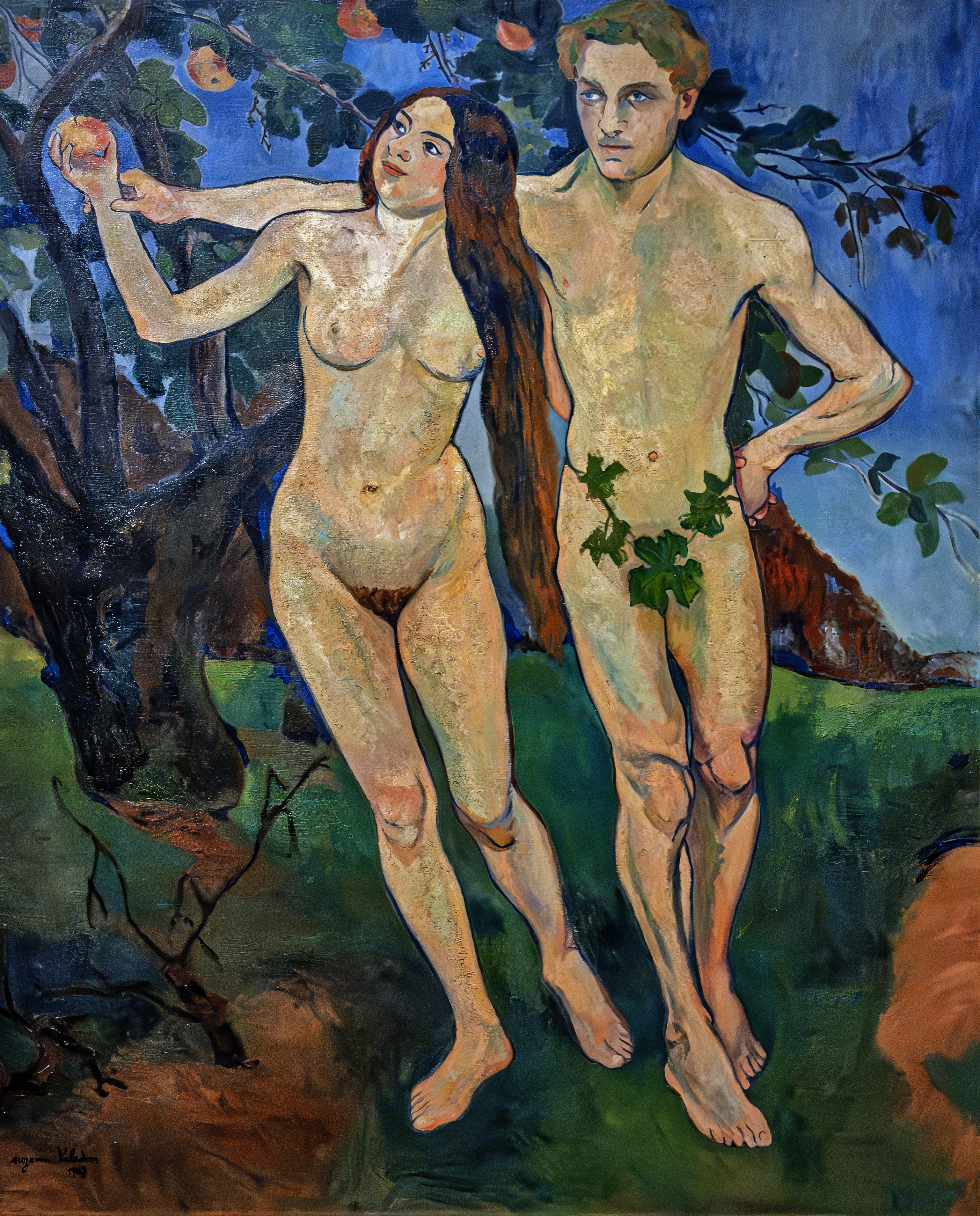
Suzanne Valadon, Adam et Ève, 1909

En 1909, Suzanne Valadon se représente avec son jeune amant André Utter, nus tous les deux ; une ceinture de feuilles de vigne a dû être ajoutée secondairement pour masquer le pénis d'Utter.
Dans une lettre pleine d'amertume adressée par Frida Kahlo le 19 décembre 1925 à son amour de jeunesse Alejandro Gómez Arias (es) qui se détachait progressivement d'elle après l'accident survenu trois mois plus tôt, Frida lui reproche : « jamais je n'oublierai que […] tu m'as prise pour une Nahui Olin ou une autre de son espèce… ». Nahui Olin était réputée être dans les années 1920 la plus belle femme du Mexique. On dit que son physique tout en courbes et son regard d'émeraude subjuguaient la gent masculine, dont Diego Rivera, qui l'a portraiturée et fait figurer dans plusieurs de ses fresques. Fière de son corps, elle n'hésitait pas à le dévoiler devant les photographes, dont Edward Weston, tout en refusant les propositions des studios hollywoodiens, ne voulant pas devenir juste un symbole sexuel exotique. Mariée à 20 ans avant de divorcer à 29 de son mari homosexuel, elle a eu plusieurs amants, et c'est certainement elle qui a fait en peinture les autoportraits de couple les plus sexualisés, dans un style naïf exagérant ses yeux verts, ses cheveux blonds ou roux, sa chair rose et ses fesses rondes, qu'elle mettait toujours en valeur en se peignant de profil, de dos ou de trois quarts dos, le tout généralement sur un fond bleu d'océan. On la voit embrassant un certain Lizardo efféminé à Acapulco (Le Baiser, 1921-22), dans le plus simple appareil avec Matías Santoyo (c.1928) puis avec son ultime grand amour, le capitaine Eugenio Agacino, en croisière à Cuba et à New York.
Leonor Fini s'est aussi représentée avec des amants, eux assez dénudés, elle plus pudique, avant ou après l'étreinte amoureuse : L'Alcôve avec Nikos Papatakis (1941), Dans la tour avec Constantin "Kot" Jeleński (1952), Autoportrait avec Kot et Sergio (1955). Rachel Constantine (en) se montre devant sa toile avec derrière elle un homme nu endormi (Self Portrait with a Man, 2010).
Mariée depuis neuf ans au professeur d'histoire de l'art Michael Greenwood, qui avait réussi à lui faire abandonner la peinture, Sylvia Sleigh se représente avec son amant et futur second mari Lawrence Alloway dans At the Café (1950).
Dans le Déjeuner dans la serre (1877) de Louise Abbéma, le sujet principal est son amante Sarah Bernhardt, habillée d'une longue robe blanche. Sarah B. est portraiturée à regard perdu et souriante, tandis que le rapprochement des bassins et l'attitude des deux femmes sur le sofa oriental ne laisse guère d'équivoque sur leur relation ; très guindés, les autres convives, sauf la petite fille habillée de rose et gris (cf. Rose), regardent ostensiblement ailleurs.
Dans Portrait des amies (1881), Louise Catherine Breslau est vue de dos à profil perdu en train de dessiner ; ses deux amies sont Maria Feller et Sophie Schaeppi, également élève à l'Académie Julian, qui logeaient avec elle avenue des Ternes à Paris. Comme souvent chez Breslau, un chien est présent (cf. Animaux). Deux autres autoportraits montrent Louise Breslau avec Madeleine Zillhardt, sa compagne pendant 40 années : Contre-jour (1888), et La vie pensive (1903).
C'est en 1925 que Lotte Laserstein rencontre à Berlin Gertrud Süssenbach, connue plus tard comme artiste peintre et photographe sous le nom de Traute Rose (de) à la suite de son mariage en 1933. Les deux femmes vont travailler longtemps ensemble, Laserstein faisant de nombreux portraits de sa compagne, nue ou habillée en sportive. Plusieurs autoportraits les représentent ensemble : Autoportrait avec Traute Rose (1928), Moi et mon modèle (1929-1930), Devant le miroir (1930-1931), le plus étonnant étant Dans mon atelier (1928), avec le corps athlétique de Traute Rose allongée en odalisque intégralement nue au premier plan, et le dernier en presque sœurs jumelles en 1963. On peut rapprocher des autoportraits en sororité de Laserstein et Rose l'Autoportrait avec modèle de Charlotte Berend-Corinth (1931).

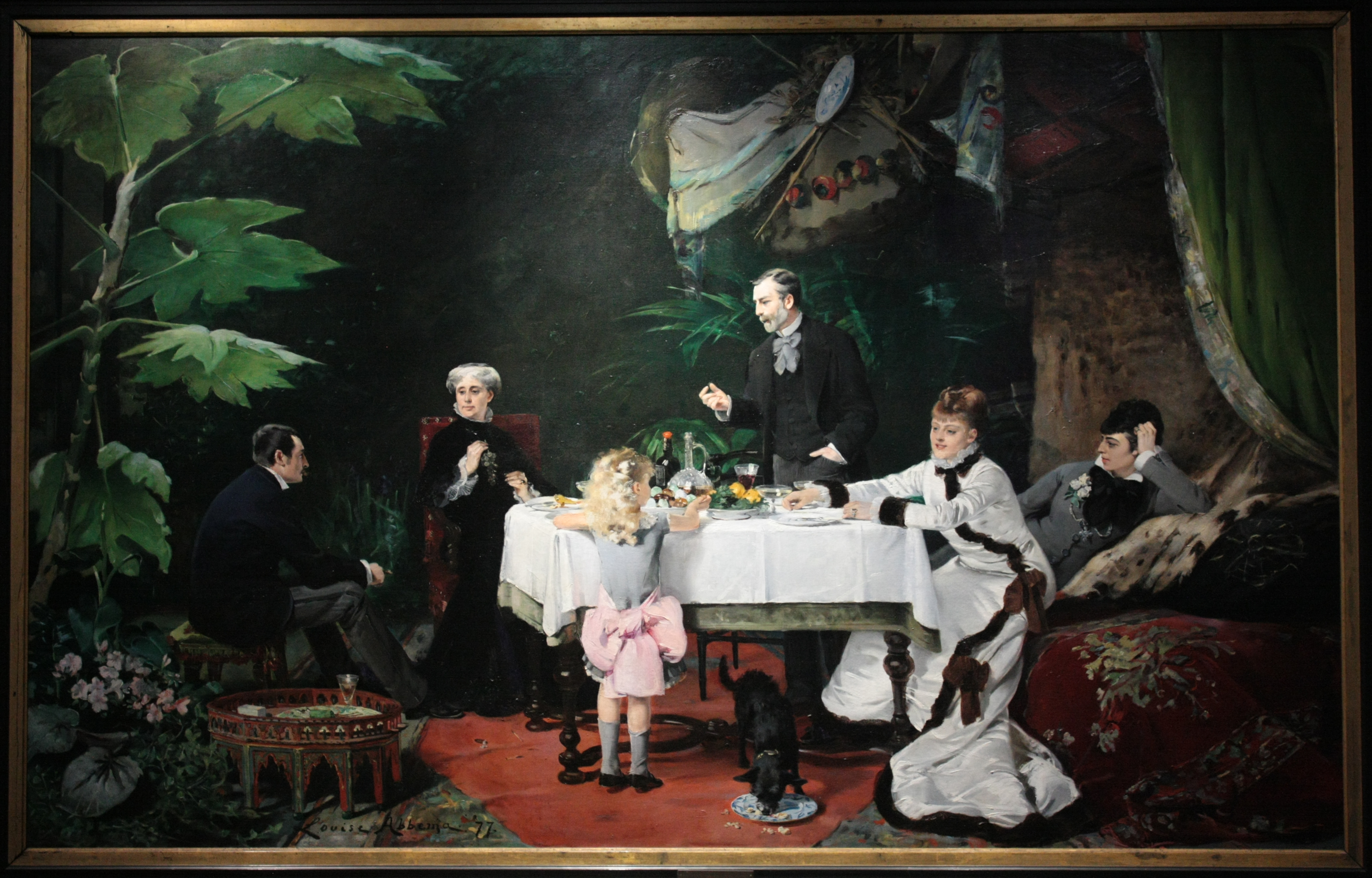
Louise Abbéma Déjeuner dans la serre, 1877
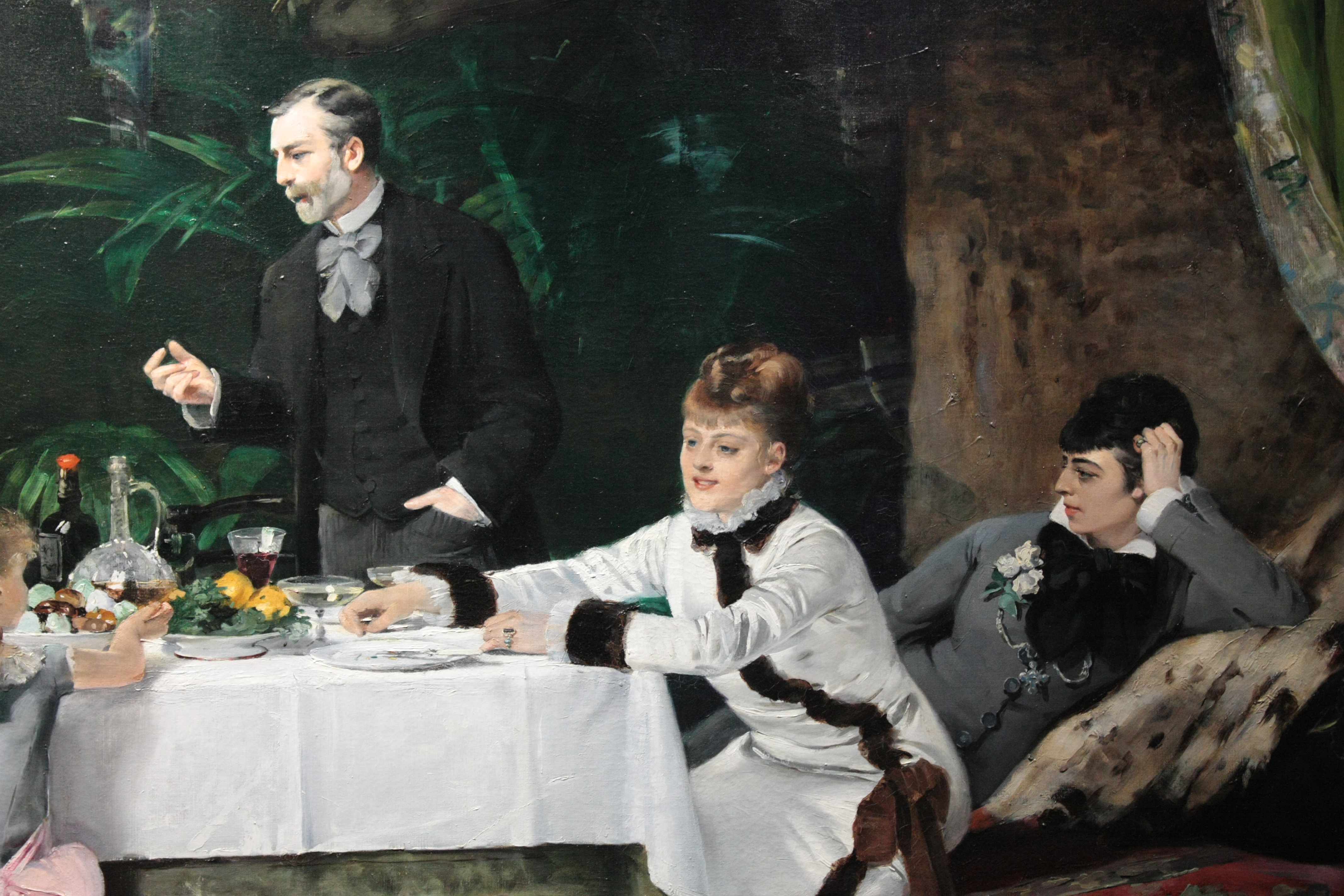
Louise Abbéma, Déjeuner dans la serre (détail)
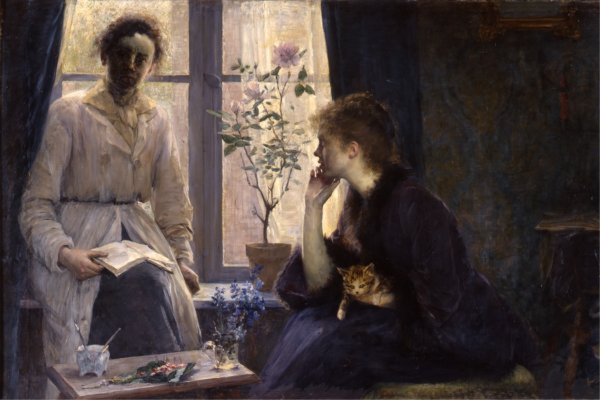
Louise Breslau, Contre-jour, 1888, avec Madeleine Zillhardt.

Claude Cahun s'est représentée avec sa compagne Marcel Moore dans Autoportrait avec Marcel Moore et un chat (annoté Griffes dehors ou pattes… de velours ? (1930).
Une œuvre des plus connues du lesbianisme en peinture a été réalisée par Gluck en 1936 : il s'agit de son autoportrait de profil avec Nesta Obermer (en), Médaillon (en), titré aussi YouWe. Ishbel Myerscough s'est certainement inspirée de YouWe pour Les Amies (2013), avec son alter ego Chantal Joffe. Elle avait déjà fait Two Girls, double portrait d'elles deux nues en buste en 1991, repris en 2015, cette fois en nudité corps entier.

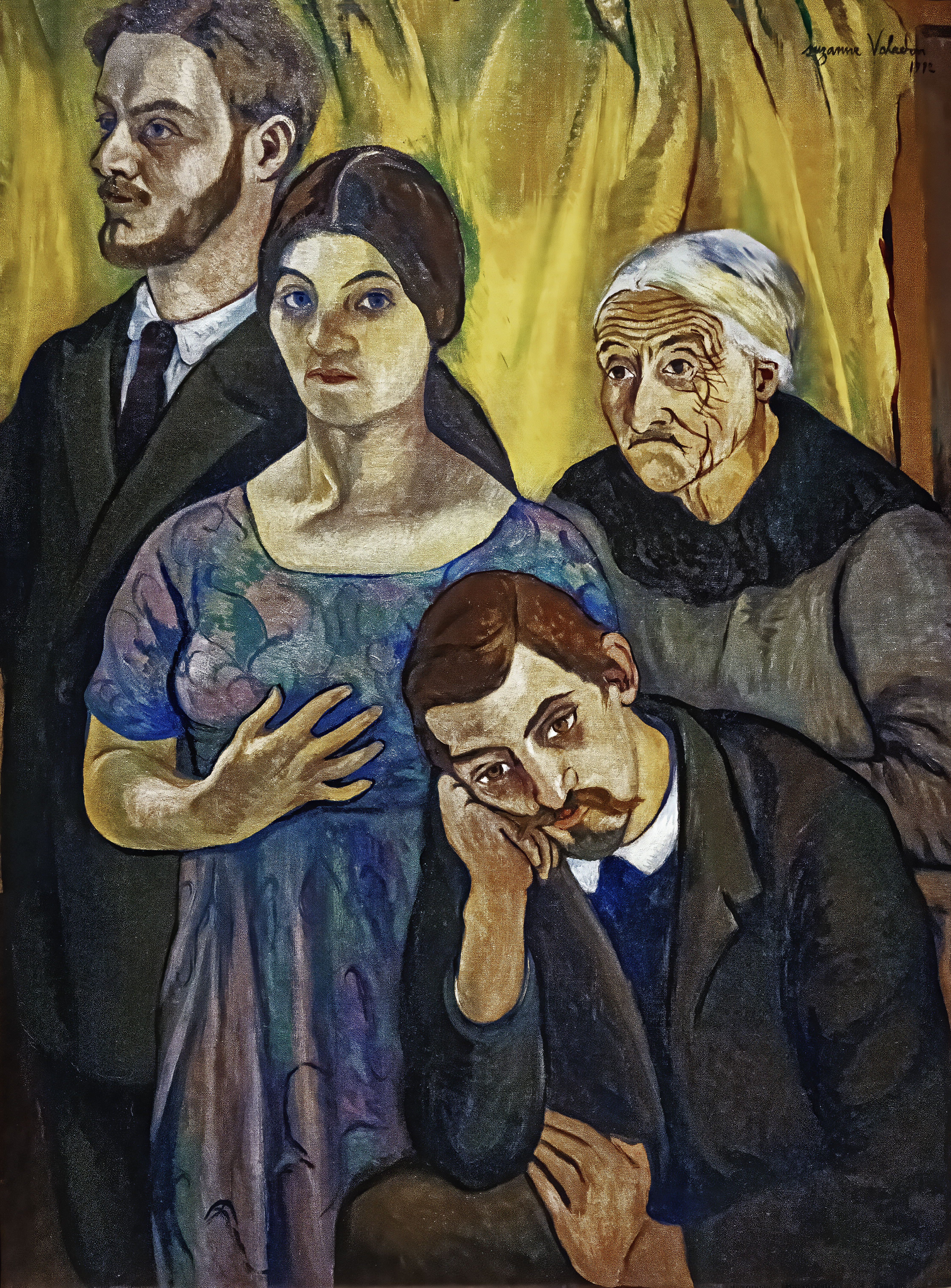
Suzanne Valadon,
Portraits de famille, 1912

#### Portrait de famille
Les portraits de famille avec autoportrait sont pratiqués depuis Jacob Jordaens. Dans de rares cas, une femme s'est peinte elle-même au sein d'un groupe familial plus ou moins élargi, comme Portraits de famille de Suzanne Valadon, Portrait de la famille Kahlo, arbre généalogique avec grands-parents, parents, sœurs, nièce et neveu, de Frida Kahlo (1950-1954), La Famille Messageot Charve de Lucile Messageot (1799), Autoportrait avec sa famille de Teresa de Saldanha (pt), ou Élisabeth Chaplin avec sa mère, ses deux sœurs et son frère, dans Portrait de famille en jardin (1906).
Bien que Suzanne Valadon ne l'épouse qu'en 1914, André Utter fait déjà partie de Portraits de famille (1912), où Valadon, malgré ses 47 ans, se dépeint aussi jeune qu'Utter et Maurice Utrillo, son fils, alors qu'elle vieillit exagérément les traits de sa mère. Comme souvent en portrait de groupe, Valadon, ici debout entre deux peintres, se désigne de la main comme l'auteure du tableau.

### Autoportrait dans l'assistance
Les autoportraits in assistenza, ou « témoins », sont apparus en Italie dès le début du XIVe siècle, et un exemple des plus célèbres revient à Botticelli en 1475.
Vers 1615-1625, en Inde moghole, une femme fait son autoportrait, cachée parmi les épouses et concubines du zenana de l'empereur Jahângîr. L'autoportrait simple ou dans l'assistance était pratiqué par de célèbres peintres des cours impériales mogholes identifiés par leurs signatures, par exemple Mîr Sayyid'Alî (en), Bichitr (en), Bishan Dâs et Bâlchand, mais absolument aucun homme autre que l'empereur n'était autorisé à entrer dans le zenana. En en faisant l'illustration, l'artiste femme qui s'est placée en bas à gauche porte une planche à dessin, comme Bâlchand le fera plus tard sous le règne de l'empereur Shâh Jahân dans Jahângîr recevant le prince Khurram à son retour de la campagne du Mewar. Cette femme pourrait bien être aussi celle qui, dans Jahangir célébrant Holi avec les femmes du zenana, armée d'un piston à jet de liquide coloré, se cache derrière un groupe de musiciennes, mais regarde vers le spectateur et lève la main gauche comme pour attirer son attention,. On sait que des femmes peintres officiaient dans les cours mogholes,,, mais, contrairement à la plupart des nombreuses œuvres qui étaient signées, celles du zenana ne le sont pas, et l'artiste est donc resté anonyme.
Dans le monde occidental, deux des premiers autoportraits féminins dans l'assistance sont dus à Antonia Pinelli (it) dans son tableau Un miracle de saint Jean l'évangéliste en 1614 (deuxième figure à gauche, on la remarque facilement grâce à la grande plume de son chapeau), et à Michaelina Wautier en bacchante au sein nu dans son Cortège de Bacchus en 1649,.
Quelquefois, comme avec Antonia Pinelli, Angelica Kauffmann, Rolinda Sharples, Lilly Martin Spencer, Madeleine Lemaire, Juliette Roche, Florine Stettheimer ou Charley Toorop, l'autoportrait est vraiment « caché ». Un indice cependant, l'artiste se place très souvent en bas à droite, comme Botticelli et nombre de ses collègues, et là où la coutume fait qu'on inscrit généralement sa signature. Répondant à une demande de Rodolphe Julian de peindre l'atelier des femmes de l'Académie Julian (1881), Marie Bashkirtseff est présente dans le tableau, mais seulement visible de dos, comme dans [cette photo] de 1880 où elle est prise en train de peindre ; dans son esprit, il devait s'agir de la première représentation d'un atelier de peintres exclusivement féminin. Angelica Kauffmann a été identifiée en double autoportrait dans Zeuxis choisissant des modèles pour sa peinture d’Hélène de Troie,, le premier comme la modèle non déshabillée, l'autre comme peintre : proche de la toile encore vierge, elle saisit un pinceau ; Zeuxis et son compas ont choisi leur Hélène selon la conception de Winckelmann du « Beau idéal », et c'est une femme qui va la peindre, tandis que la gloire en reviendra à l'illustre Zeuxis ; cette composition est une ingénieuse mise en abyme, où Kauffmann est à la fois modèle pour le canon de la beauté, portraitiste fictive, autoportraitiste sans le dire et peintre de mythologie. Dans Le vestiaire de la salle de bal de Clifton (1818), Rolinda Sharples, vue de face et dégageant son buste de la foule d'une trentaine de personnes, se désigne de l'index comme l'auteure du tableau ; elle apparait aussi avec son carnet de croquis mêlée à la foule du procès du colonel Brereton (1834). Dans la scène de genre champêtre de Lilly Martin Spencer dépeignant un joyeux pique-nique, toute la famille de l'artiste célèbre la fête de l'Indépendance américaine : la corde d'une balançoire s'étant rompue sous son poids, le chef de famille est étalé piteusement sur le sol, tandis que son petit bonhomme de fils tente de le relever, et seule à ne pas participer à l'hilarité générale, l'épouse Lilly accourt pour lui prêter main-forte ; on a suggéré que ce tableau, inspiré par la peinture de Watteau et de Fragonard et émaillé de nombreux détails humoristiques, était aussi un commentaire allégorique sur les changements sociétaux aux États-Unis consécutifs à la guerre de Sécession,. Témoignage des réceptions mondaines chez Madeleine Lemaire, 31 rue de Monceau au temps de Marcel Proust, Five o'clock tea chez les dames Lemaire (1891) montre l'hôtesse en conversation avec Marie Renard  et à ses pieds, "la Loute", son loulou de Poméranie. Juliette Roche se fait figurer dans son monumental American Picnic avec une amie, où elles sont les seules personnes habillées parmi toutes les autres dansant nues (1918) ; elle y est peu reconnaissable, mais a par ailleurs laissé des autoportraits plus traditionnels, dont Autoportrait à Serrières (c.1925). Dans sa série de quatre peintures monumentales Les Cathédrales de New York (1929-1942), Florine Stettheimer apparaît deux fois en bas à droite, dont une en faisant un signe de la main au spectateur.

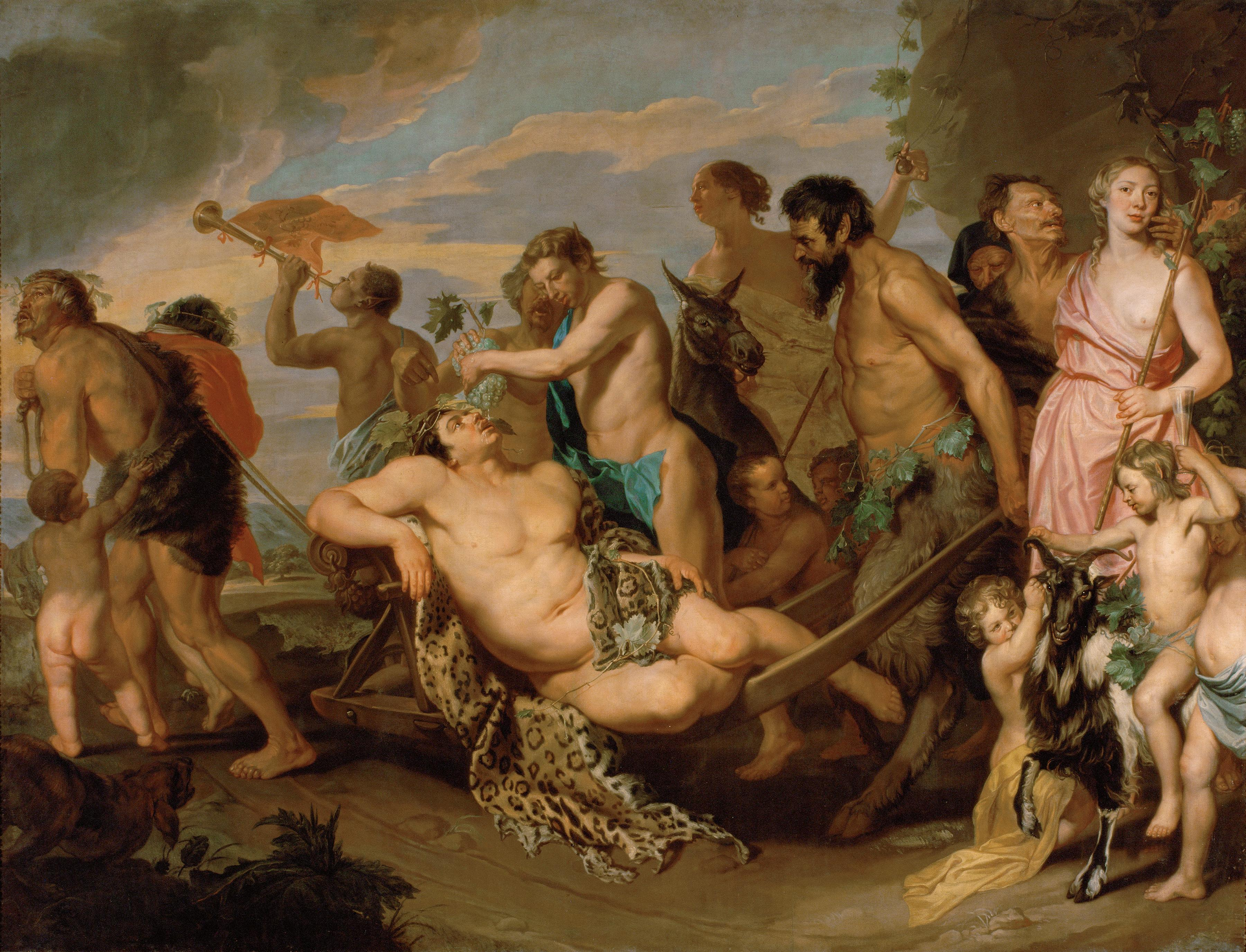
Michaelina Wautier, Bacchus, 1649
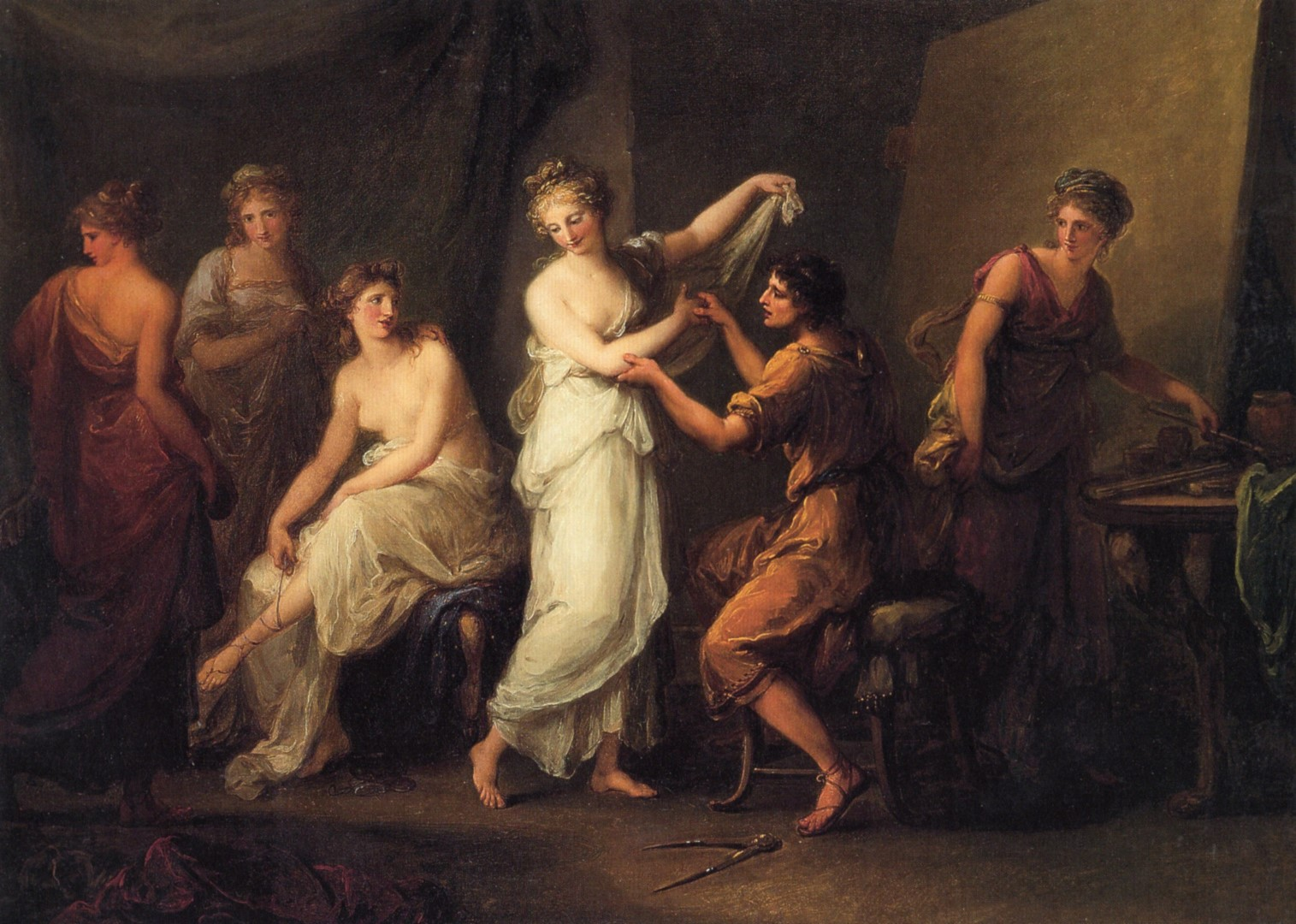
Angelica Kauffmann, Zeuxis, 1778
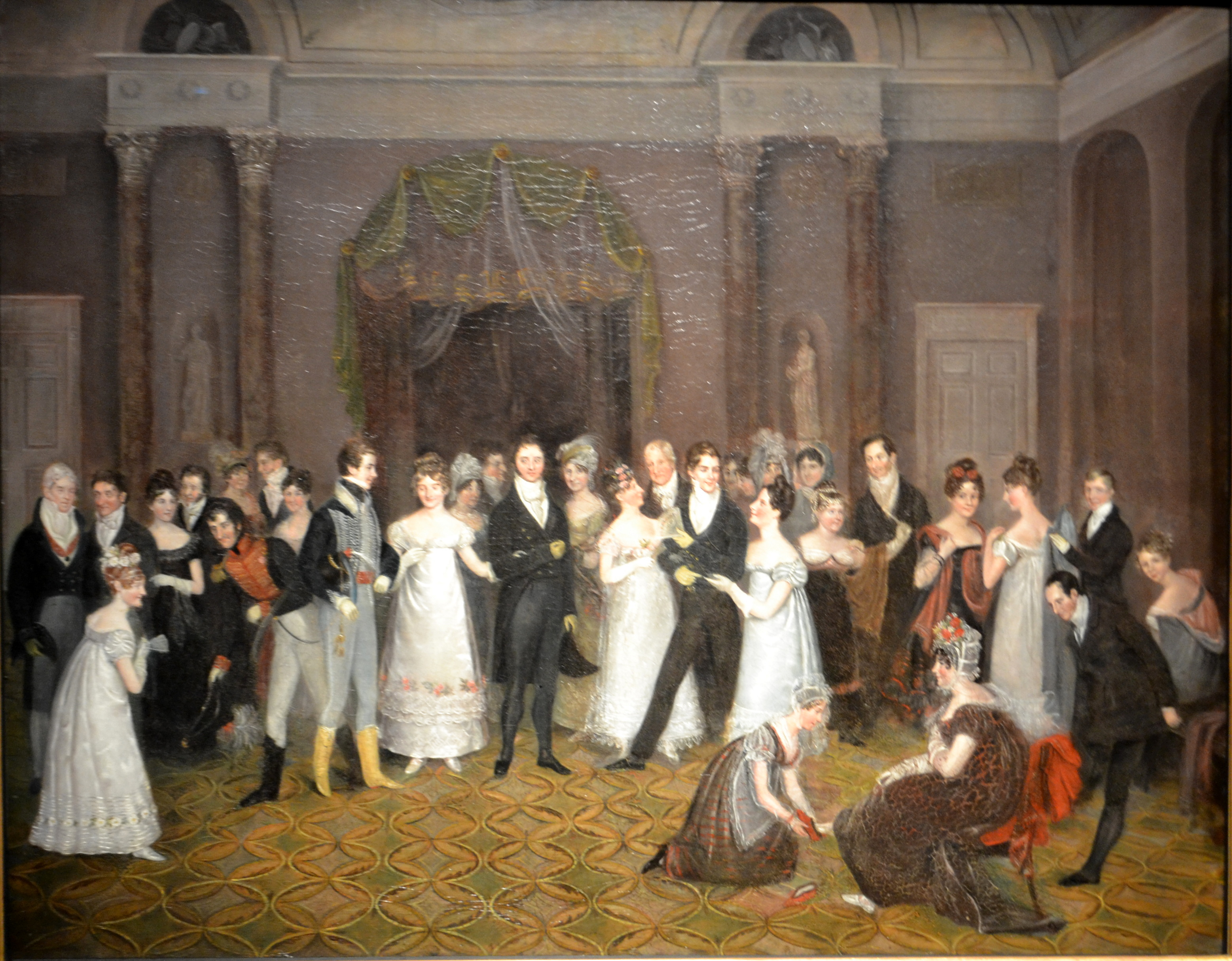
Rolinda Sharples, 1818

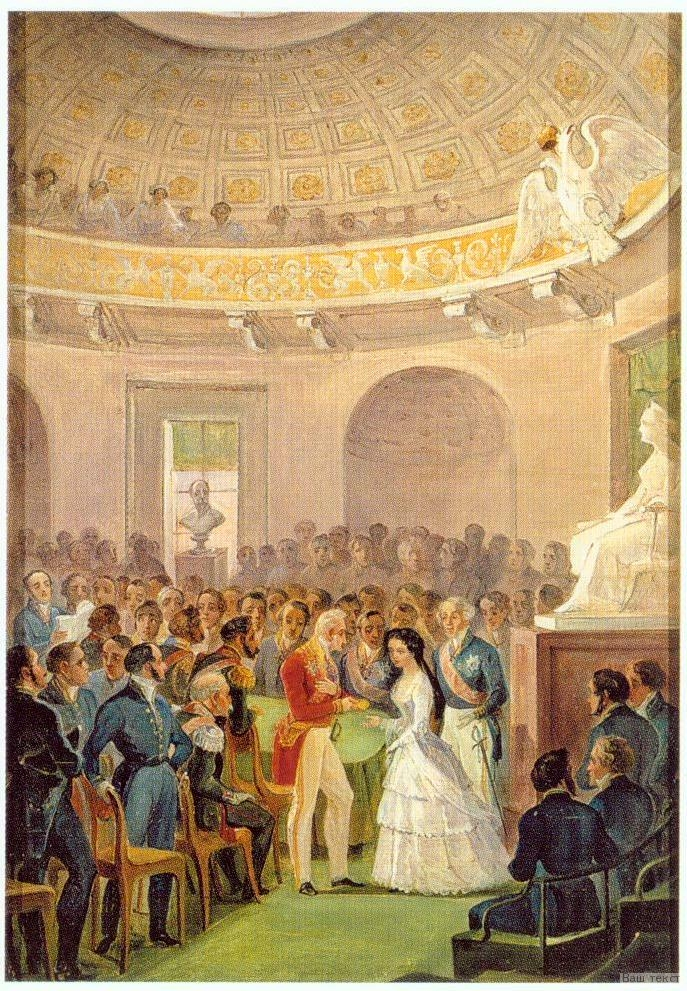
Sofia Sukhovo-Kobylina, 1854
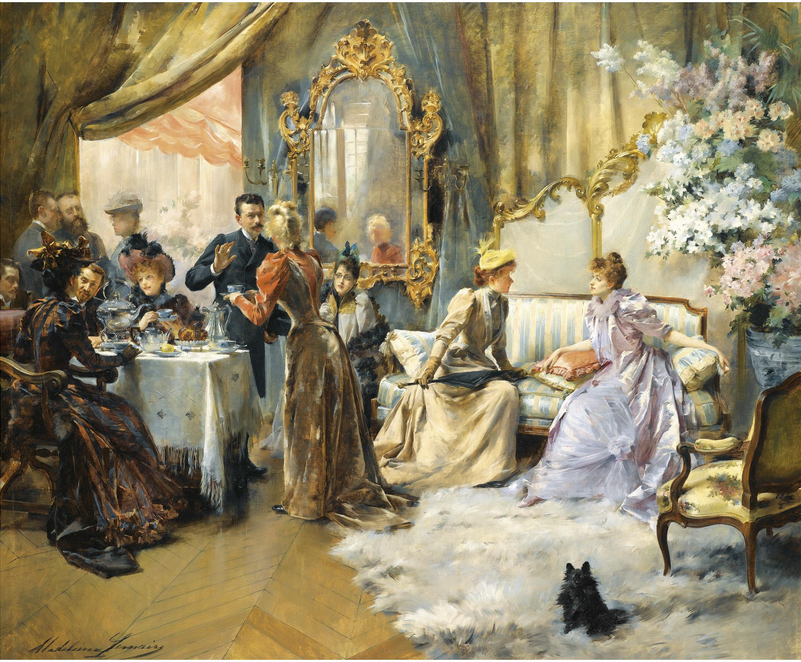
Madeleine Lemaire Five o'clock tea, 1891
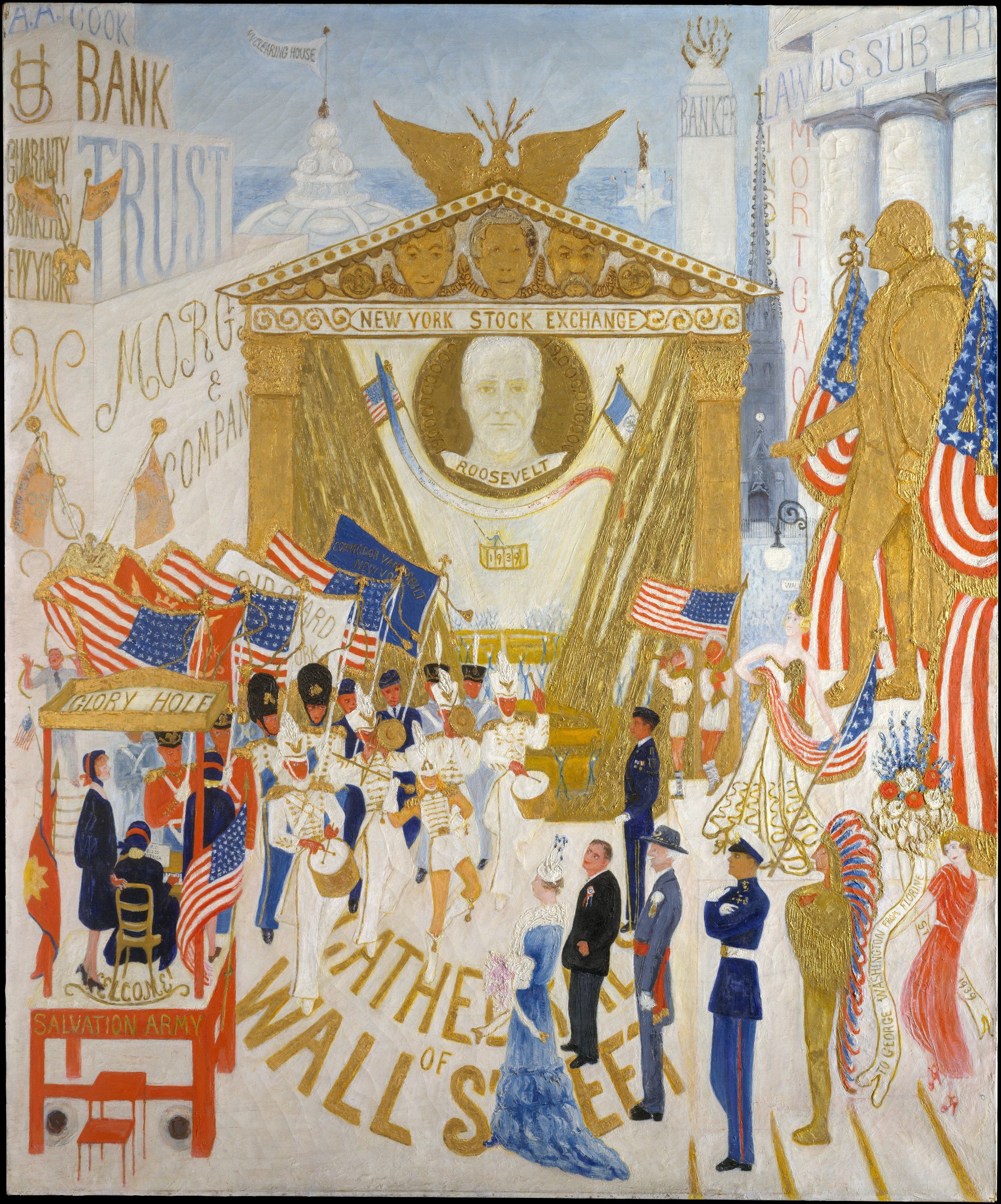
Florine Stettheimer, The Cathedrals of Wall Street, 1939
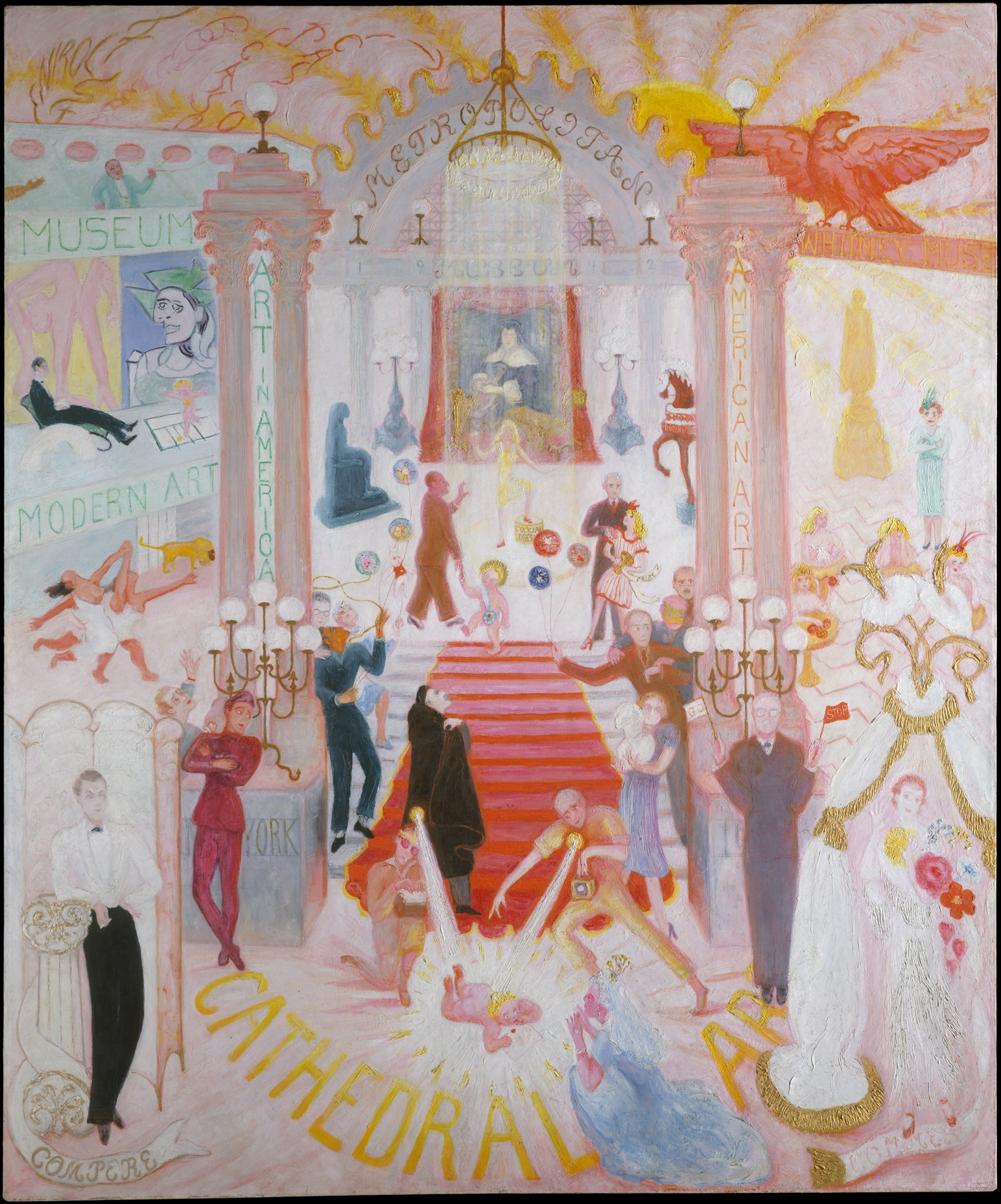
Florine Stettheimer, The Cathedrals of Art, 1942

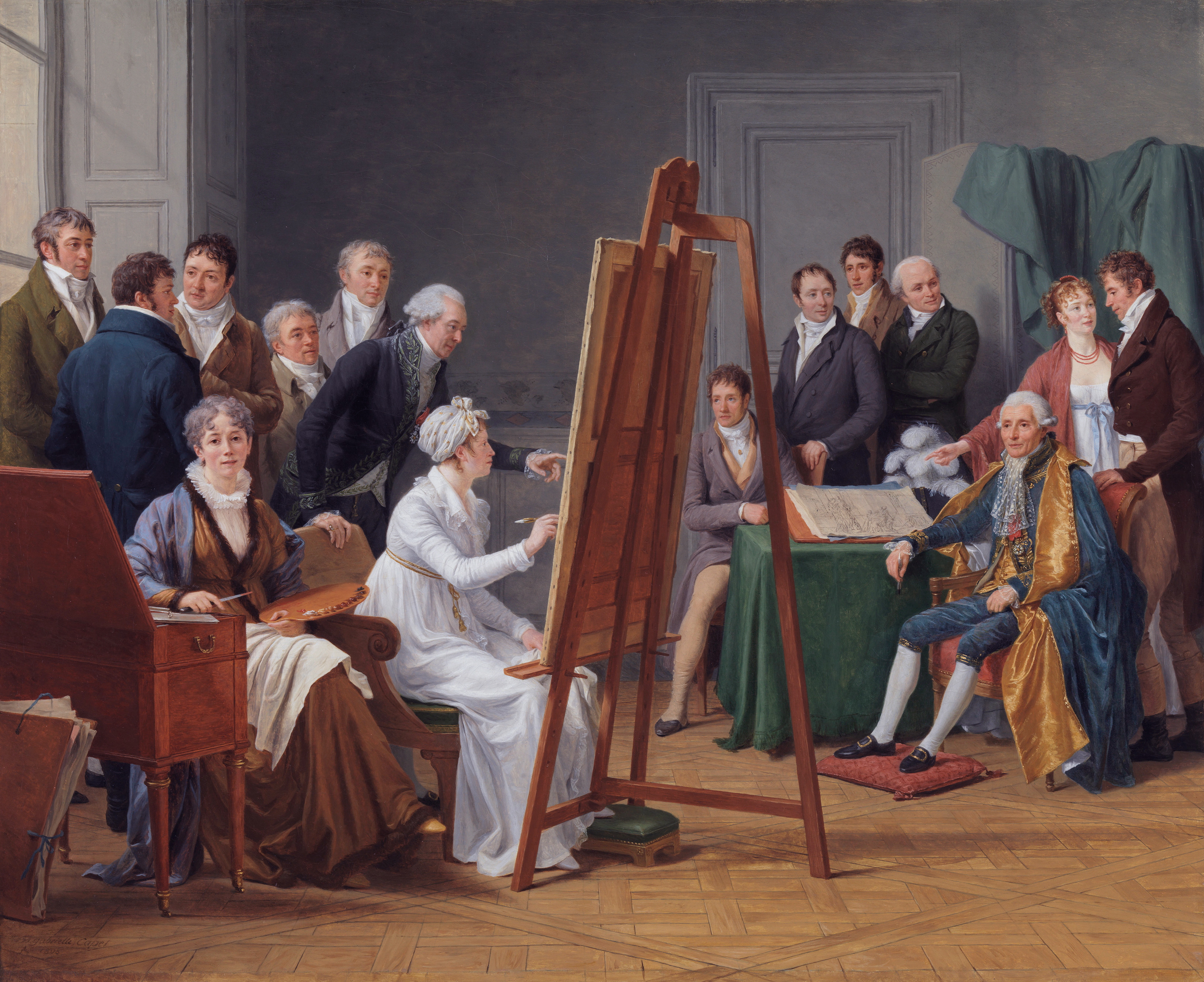
Marie-Gabrielle Capet, L'atelier de Madame Vincent en 1800, 1808

D'autres artistes sont plus aisément identifiables. Dans L'atelier de Madame Vincent en 1800, Mme Vincent est Adélaïde Labille-Guiard, épouse de François-André Vincent depuis 1799, et Marie-Gabrielle Capet, l'auteure du tableau, se tient à côté de son ancienne professeure, à laquelle elle restera dévouée jusqu'à la fin de sa vie. Au sein d'une assistance plus réduite, c'est le même procédé que l'on retrouve avec Marie-Amélie Cogniet dans Intérieur de l'atelier de Léon Cogniet en 1831. Semblant se cacher au fond de l'atelier, Nathalie Gobin, que l'on connait par ses autoportraits, surtout celui en robe japonaise avec le bras qui tient le pinceau en anamorphose, peint le groupe de l'École d'Étampes dans les années 1980. En 1854, Sofia Sukhovo-Kobylina (en) illustre la cérémonie au cours de laquelle le président de l'Académie impériale des Beaux-Arts de Saint-Pétersbourg lui remet une médaille d'or ; elle est en robe blanche et bien au centre de la scène, pour officialiser l'admission des femmes dans cette académie. On reconnait Marie Laurencin dans Apollinaire et ses amis (1909), avec Gertrude Stein, Fernande Olivier, une jeune femme blonde en muse, Apollinaire, Picasso et les poètes Marguerite Gillot et Maurice Chevrier dit Cremnitz ; Marie est au premier plan, en bleu, qui est la couleur la plus claire du tableau — en petit rappel sur Apollinaire pour signifier leur liaison — et la seule personne figurée en entier, avec son pied nu et sa jambe gauche dessinée de façon sexy à travers sa robe. Dans le même esprit, Marie Vorobieff se représente dans quelques-uns de ses tableaux rétrospectifs dits « Hommage aux amis de Montparnasse », où l'on reconnait de nombreux peintres et écrivains des années 1920 ; sur l’un d'eux, elle fait aussi figurer sa fille Marika et le père de celle-ci, Diego Rivera. Charley Toorop, presque cachée mais à la physionomie bien reconnaissable, est présente dans Dîner avec des amis (1932-1933).
C'est la peinture visionnaire de Frida Kahlo qui apporte l'œuvre la plus énigmatique de cette catégorie : l'artiste est au centre de son grand tableau de 1940 La Table blessée (en), réalisé juste après son divorce, où sont présents les deux enfants de sa sœur Cristina, son petit faon Granizo, ainsi que trois objets-personnages : un squelette, un Judas (qui serait Diego Rivera) destiné à être brûlé et une statuette précolombienne Nayarit ; ces trois figures sont également visibles dans Quatre habitants du Mexique (La place leur appartient), une œuvre de 1937 où Kahlo apparaît en petite Frida sans jambes et abandonnée.

### Allégorie et autoportrait historié
En peinture en général, ou pour l'autoportrait en particulier, l'allégorie utilise une réunion d'éléments symboliques — personnage, habits, objets, geste, etc. — pour représenter une abstraction, comme un art, une vertu, une pensée, un sentiment, etc. L'autoportrait historié est un portrait où l'artiste se représente en personnage issu de la mythologie, de l'Histoire, de la religion ou de la littérature ; il peut donc s'agir d'un personnage ayant réellement existé ou complètement fictif. Éventuellement, un même autoportrait peut être décrit comme allégorie ou comme portrait historié, une musicienne en allégorie de la Musique ou en sainte Cécile par exemple.

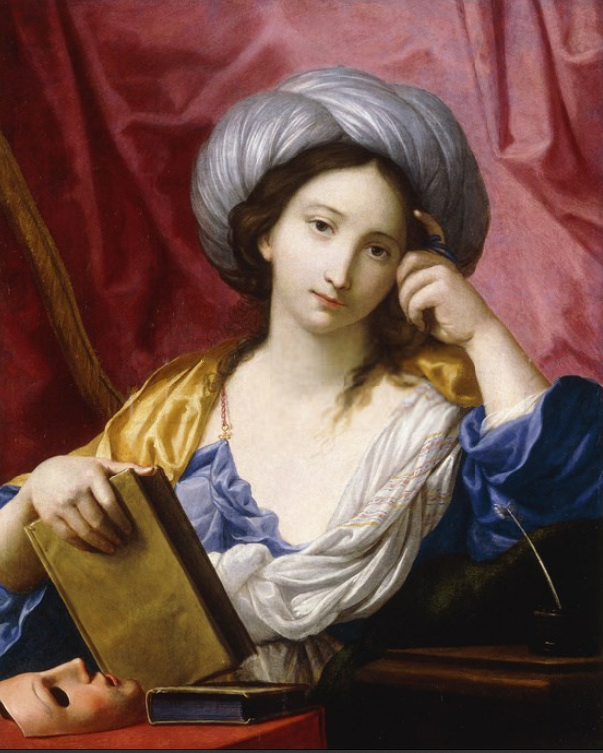
Elisabetta Sirani, Melpomène, 1664

Si l'on s'en tient aux femmes peintres passées à la postérité, la grande majorité de ces portraits est l'œuvre de quatre artistes italiennes des XVIe et XVIIe siècles, la famosissima pittrice Artemisia Gentileschi et trois représentantes de la prestigieuse école bolonaise, Lavinia Fontana, Elisabetta Sirani et Ginevra Cantofoli. À cette période, Bologne rivalisait avantageusement avec Florence et Rome dans le domaine des arts, et, comme l'a souligné Malvasia, une importante proportion de femmes y était active, si bien que quarante-quatre d'entre elles ont pu être recensées au cours du XVIIe siècle ; une grande partie de leur production a disparu, ou reste à découvrir et à attribuer, et c'est ainsi qu'on peut voir ce portrait au chevalet d'une peintre bolonaise non identifiée (Sirani ? Cantofoli ?). Lavinia Fontana était une artiste si remarquable qu'on l'a à son époque considérée comme l'égale d'un homme ; en plus, elle a mis au monde onze enfants.
Gentileschi, Fontana, Sirani et Cantofoli ont effectué quelques autoportraits en dessin et en peinture, ou ont été portraiturées par des contemporains, et on connait donc assez bien leurs traits et leur chevelure pendant la période où elles ont été célèbres. Même une fois résolus les éternels problèmes d'attribution (tableaux d'Artemisia attribués à son père, de Sirani et Cantofoli à Guido Reni, etc.), et malgré les ressemblances des visages, très peu de ces portraits historiés sont catalogués comme autoportraits. Ainsi que l'a fait remarquer Frédérique Verrier-Dubard de Gaillarbois dans son article Larvata prodeo (« J'avance masquée »), le travestissement de ces femmes en héroïnes leur permet de « dire quelque chose de très intime et de très privé sous des couverts quasi impersonnels », ou de « se montrer sans tout montrer ». D'un autre côté, ces tableaux exaltant les vertus et les actes de femmes exceptionnelles répondaient à des commandes de mécènes qui connaissaient personnellement les artistes, et, a priori, l'exposition à un éventuel opprobre masculin n'était pas à redouter. Comme pour les autoportraits de l'illustre Anguissola, le fait d'avoir en portrait une femme célèbre et respectée, jeune et agréable à contempler, ajoutait certainement de la valeur au tableau aux yeux de son commanditaire, et, pour l'artiste, il devenait superflu de prendre un autre modèle que soi-même.
Notamment depuis les études des années 1970 et suivantes, de plus en plus de ces tableaux redécouverts sous l'angle féministe sont maintenant considérés comme des autoportraits, alors qu'ils n'en auront jamais l'étiquette officielle. Concernant Ginevra Cantofoli par exemple, que ce soit en sibylle, nymphe, madone, reines, allégories, etc., on remarque que presque toutes ces figures, dont celle de L'artiste peignant la madone de Saint-Luc est presque toujours retenue comme autoportrait, ont le même visage, ses longs cheveux blonds bouclés étant le plus souvent presque entièrement cachés par un turban. Jennifer Higgie, en accord avec Babette Bohn, fait une constatation identique pour les tableaux d'Elisabetta Sirani, dont Timoclée jetant le capitaine d'Alexandre le Grand dans le puits, ajoutant « Elisabetta est Timoclée »,. Et, en suivant notamment Émilie Hamon-Lehours et Jennifer Higgie, on admet que non seulement les visages mais la plupart des nus des années 1610-1630 d'Artemisia Gentileschi sont faits d'après sa propre personne,,,.

#### Allégories

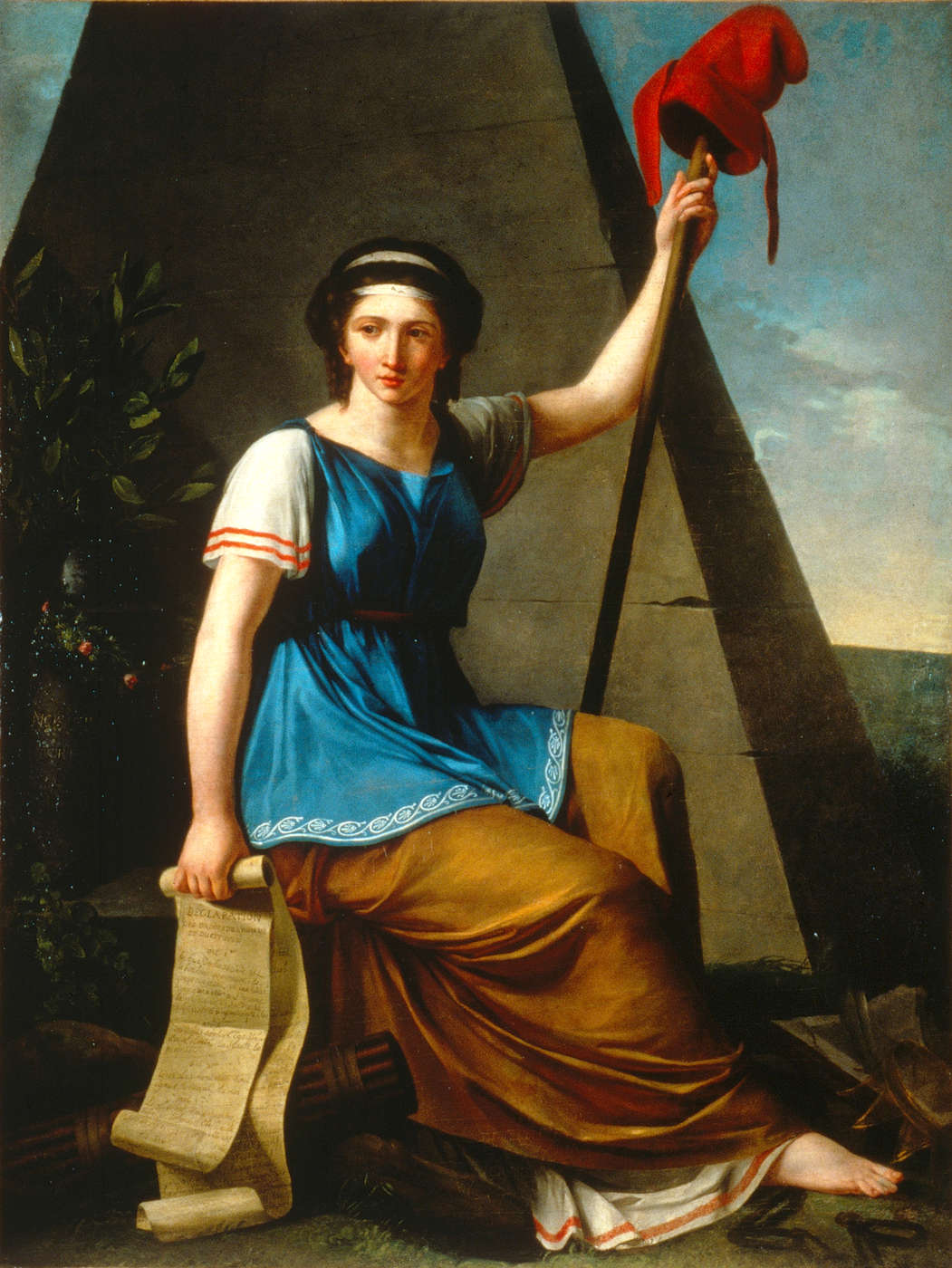
Nanine Vallain, Allégorie de la Liberté, 1793-94

L'autoportrait en allégorie de la Peinture est un sujet assez fréquemment traité aux XVIIe et XVIIIe siècles, notamment par Artemisia Gentileschi (trois fois), Elisabetta Sirani, Ginevra Cantofoli, la princesse Louise-Hollandine du Palatinat (cf. Les aristocrates) et Marie-Victoire Lemoine. Dans un quadruple portrait, Amalia Wilhelmina von Königsmarck (en) (cf. Les aristocrates) se présente en allégorie de la peinture avec diadème, tenant ses pinceaux et le portrait en profil de majesté de la reine Ulrika Eleonora, tandis qu'à sa gauche se trouvent en muse couronnée de lauriers sa sœur Aurore de Kœnigsmarck, femme de lettres admirée par Voltaire et excellente musicienne, peut-être dédoublée ici en Fama s'apprêtant à faire résonner sa trompette en l'honneur des deux sœurs artistes et de leur protectrice désignée du doigt, la reine de Suède.
D'autres allégories sont plus rares, comme celles de la Prudence avec le visage de Ginevra Cantofoli, ou celles de la Libéralité (1657) et de la Musique (1659) avec celui d'Elisabetta Sirani. On présente aussi comme autoportraits d'Artemisia Gentileschi l'Allégorie de l'Inclination (à l'origine beaucoup plus dénudée), et, bien que plus tardive, son Allégorie de la Rhétorique, qui l'évoque avec les traits de sa jeunesse.
Avec son autoportrait en Allégorie de la Liberté de 1793-94, Nanine Vallain, jusque-là essentiellement peintre de portraits et de scènes de genre sur des sujets mythologiques, s'est adaptée au code pictural révolutionnaire de 1792 faisant figurer la France sous les traits d'une femme vêtue à l'antique tenant une pique surmontée d'un bonnet phrygien ; la Déclaration des droits de l'homme manuscrite tenue dans sa main droite est celle de 1793, dont Marie-Jo Bonnet rappelle qu'elle déclencha une vague d'approbation féminine inattendue, mais ne fut jamais appliquée, car suspendue par le gouvernement de la Terreur ; pour M.-J. Bonnet, l'œuvre de Vallain reste « l'expression probablement unique du plus radieux espoir qu'ait soulevé auprès de certaines femmes la Révolution française ». Après cette expérience, Vallain retournera à des sujets non politiques.

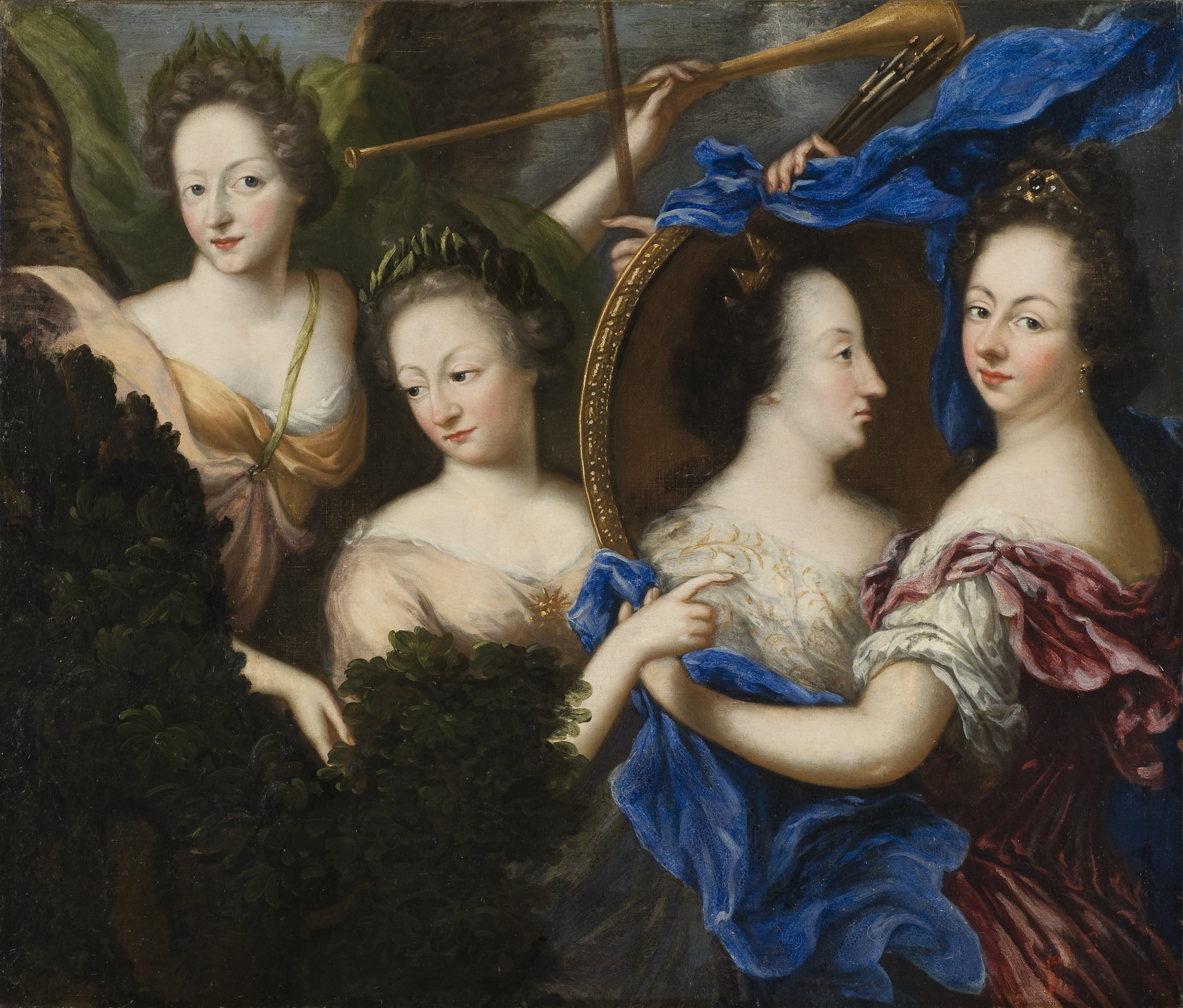
Amalia Wilhelmina von Königsmarck 1689
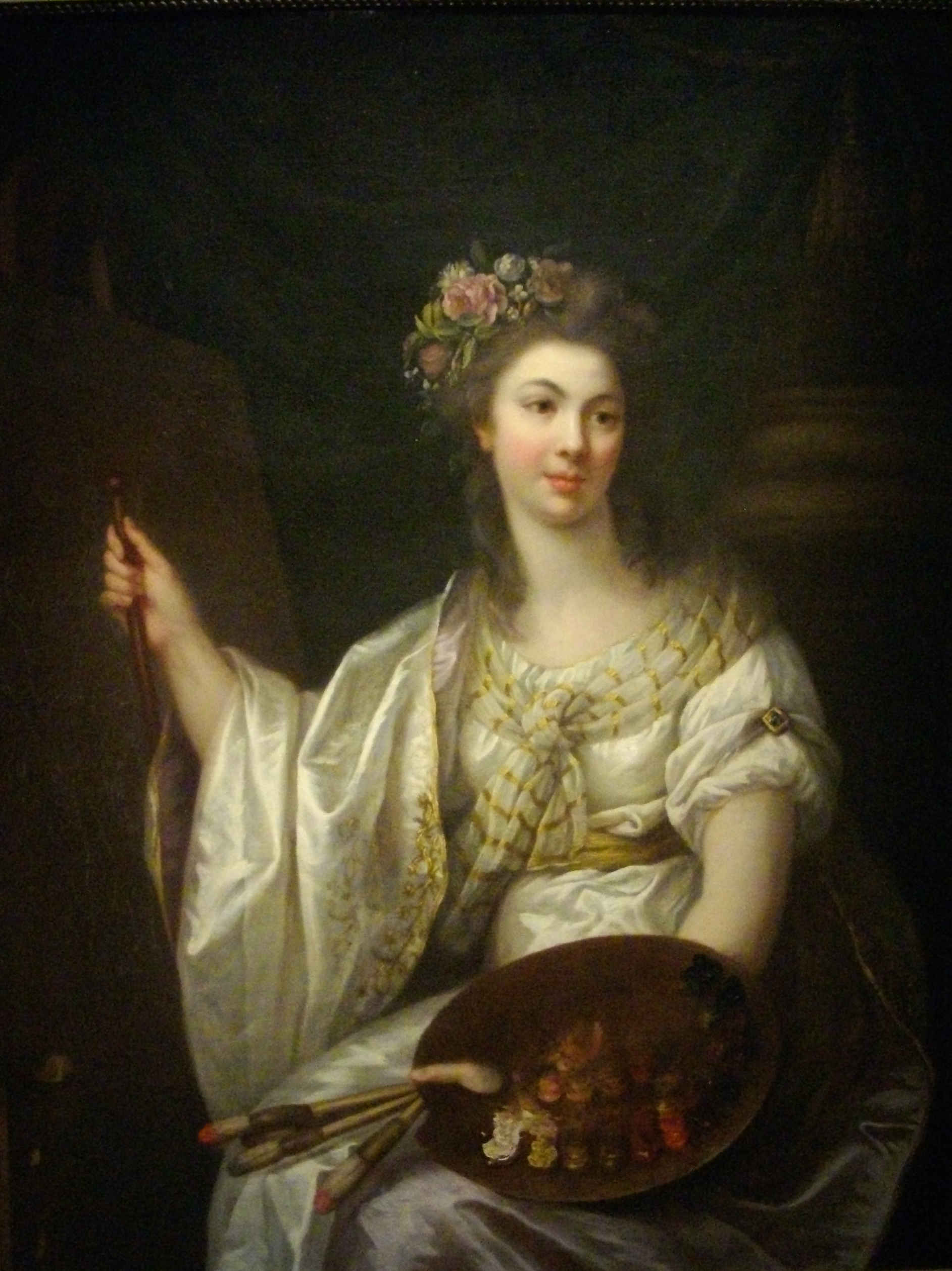
Marie-Victoire Lemoine, Allégorie de la Peinture c.1785
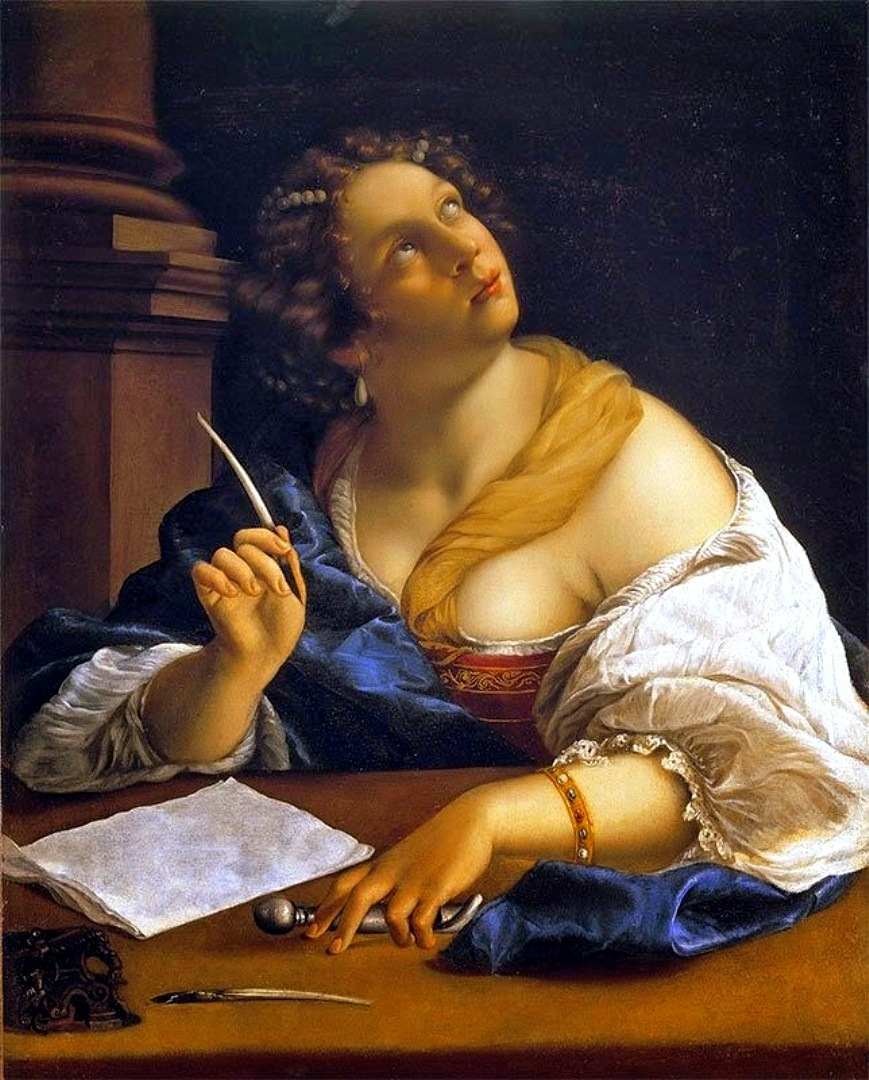
Artemisia Gentileschi, Allégorie de la Rhétorique 1650
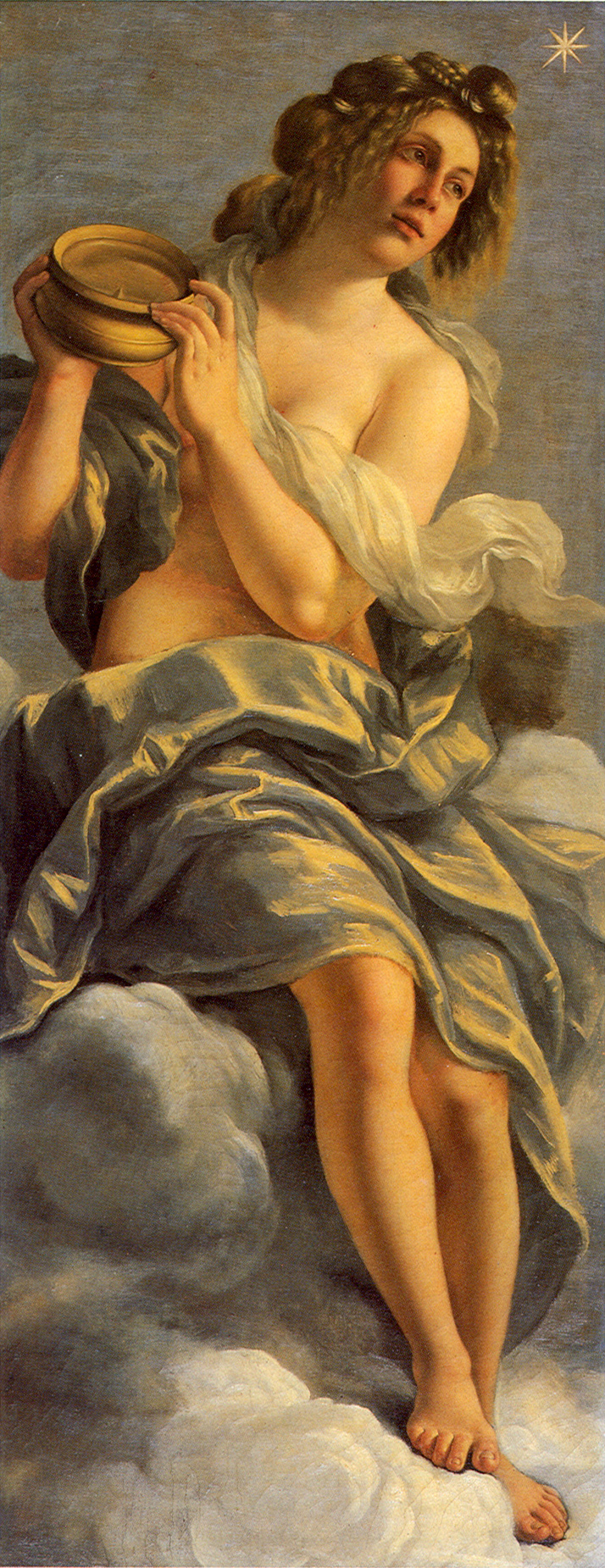
Allégorie de l'Inclination 1616
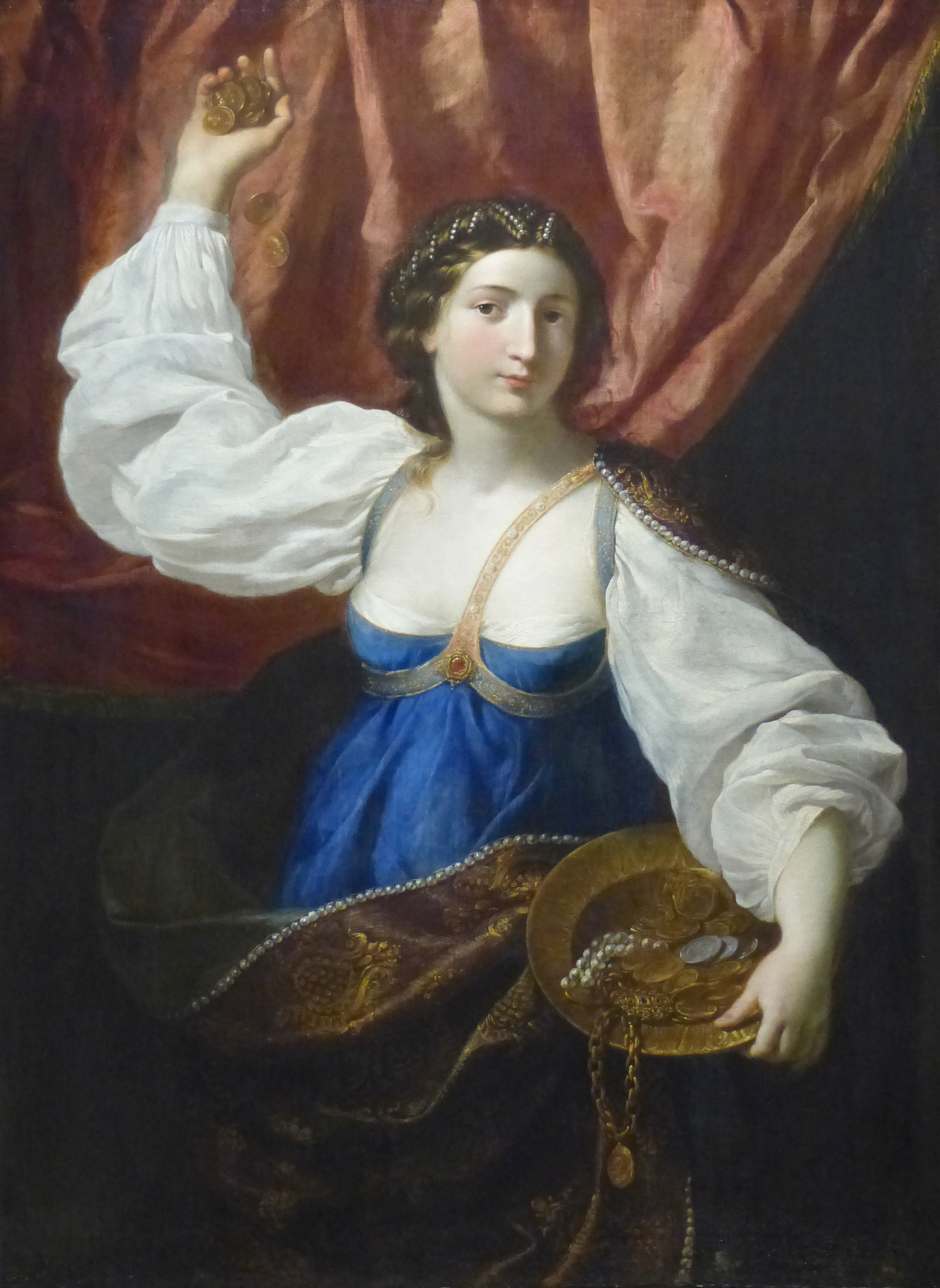
Elisabetta Sirani, La Libéralité, 1657
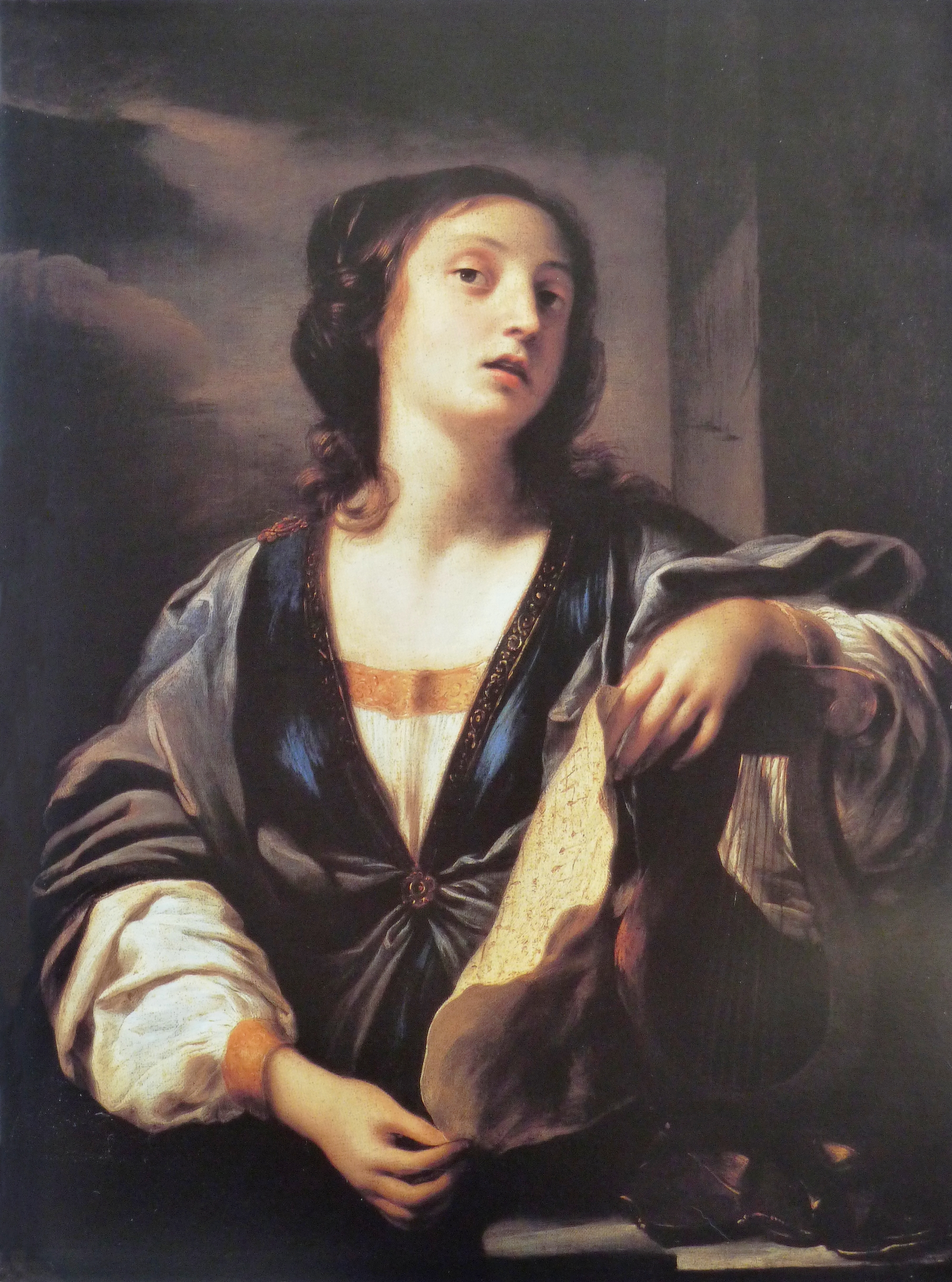
Elisabetta Sirani, Allégorie de la Musique, 1659

#### Héroïnes et femmes fortes. Judith
Plusieurs héroïnes de la Bible ou de l'Histoire au destin tragique, dont Lucrèce, les reines Sophonisbe, Cléopâtre et Bérénice, ont été les sujets de tableaux réalisés par Gentileschi, Fontana, Sirani et Cantofoli ; mais c'est bien Judith qui a le plus inspiré ces artistes.
Cléopâtre apparaît sous le pinceau de Sirani en 1663 en illustration de la légende de la perle (mieux connue par Le Banquet de Cléopâtre de Jordaens), puis l'année suivante dans la même scène, mais avec le sein découvert, préfigurant ainsi la mortelle piqûre de l'aspic. De Cléopâtre en peinture, on représente en effet surtout son suicide, peint par Artemisia Gentileschi à quatre reprises. Lucrèce a été représentée également quatre fois par Gentileschi, et c'est la première (1623-1625) qui est généralement considérée comme un portrait d'elle-même.
Judith décapitant Holopherne est le thème le plus fréquemment traité, d'abord plusieurs fois au XVIe siècle par Lavinia Fontana. Le visage de Fontana est bien connu grâce à plusieurs autoportraits en peinture (à l'épinette, etc.), et on le retrouve tel quel dans Judith avec la tête d'Holopherne (en robe rouge, cf. Rouge), c.1600, une autre Judith avec la tête d'Holopherne en buste (1590-1595), Judith et sa servante au camp d'Holopherne (c.1590), dont il existe cette copie par Denis Calvaert.

Lavinia Fontana
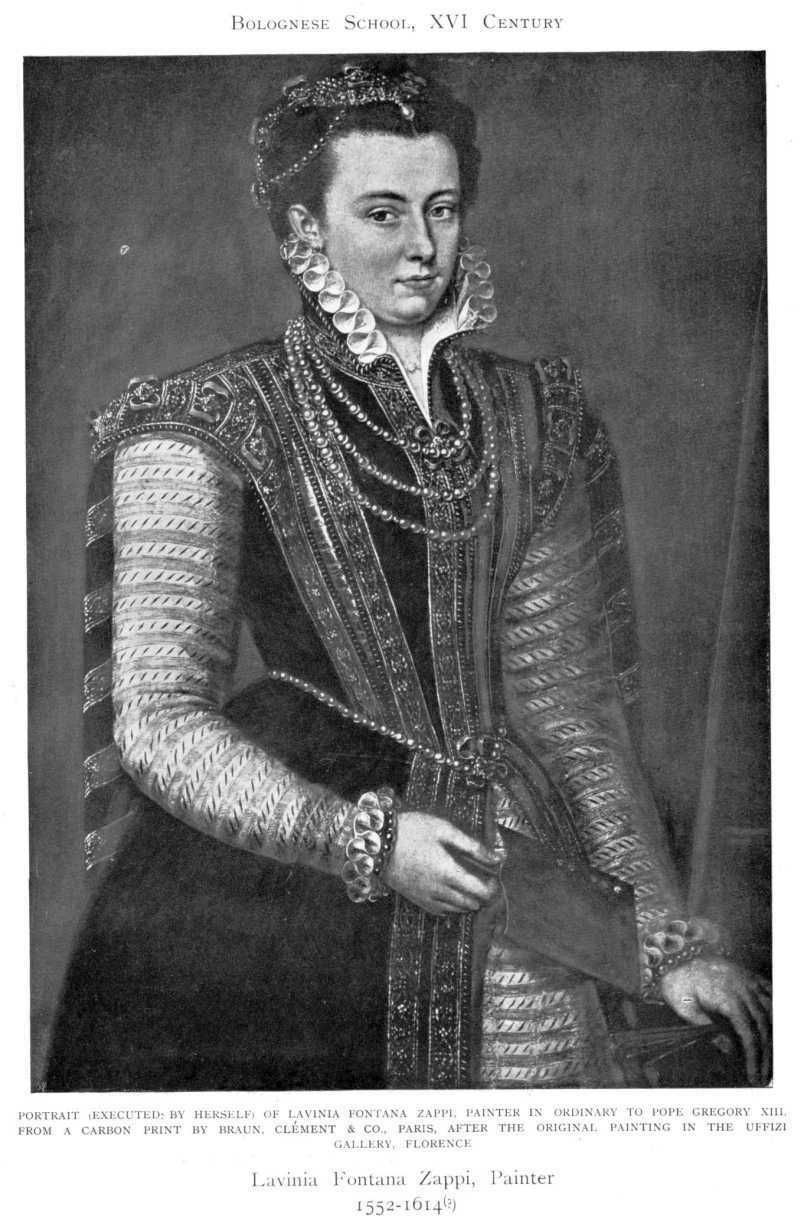
Autoportrait
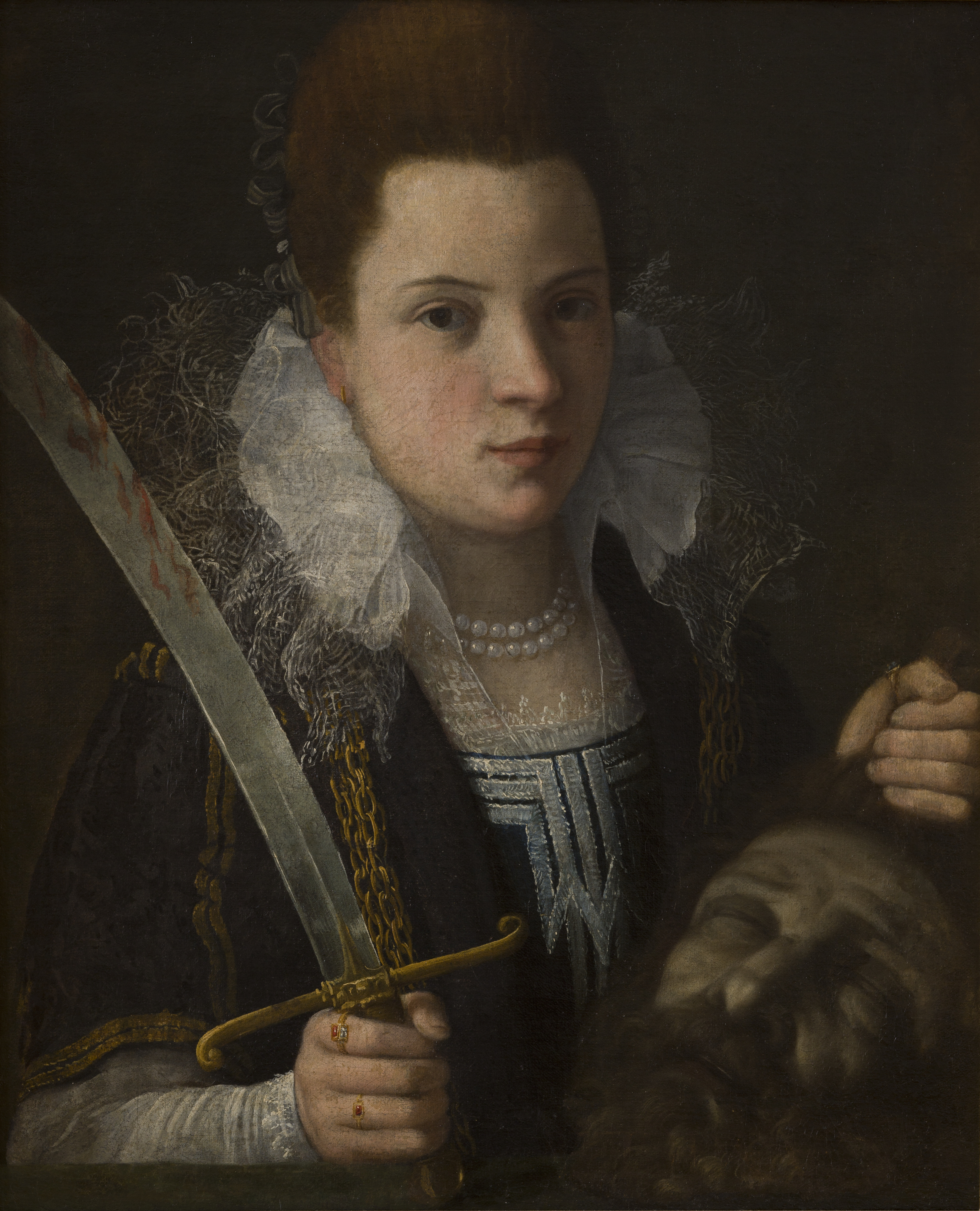
Judith avec la tête d'Holopherne
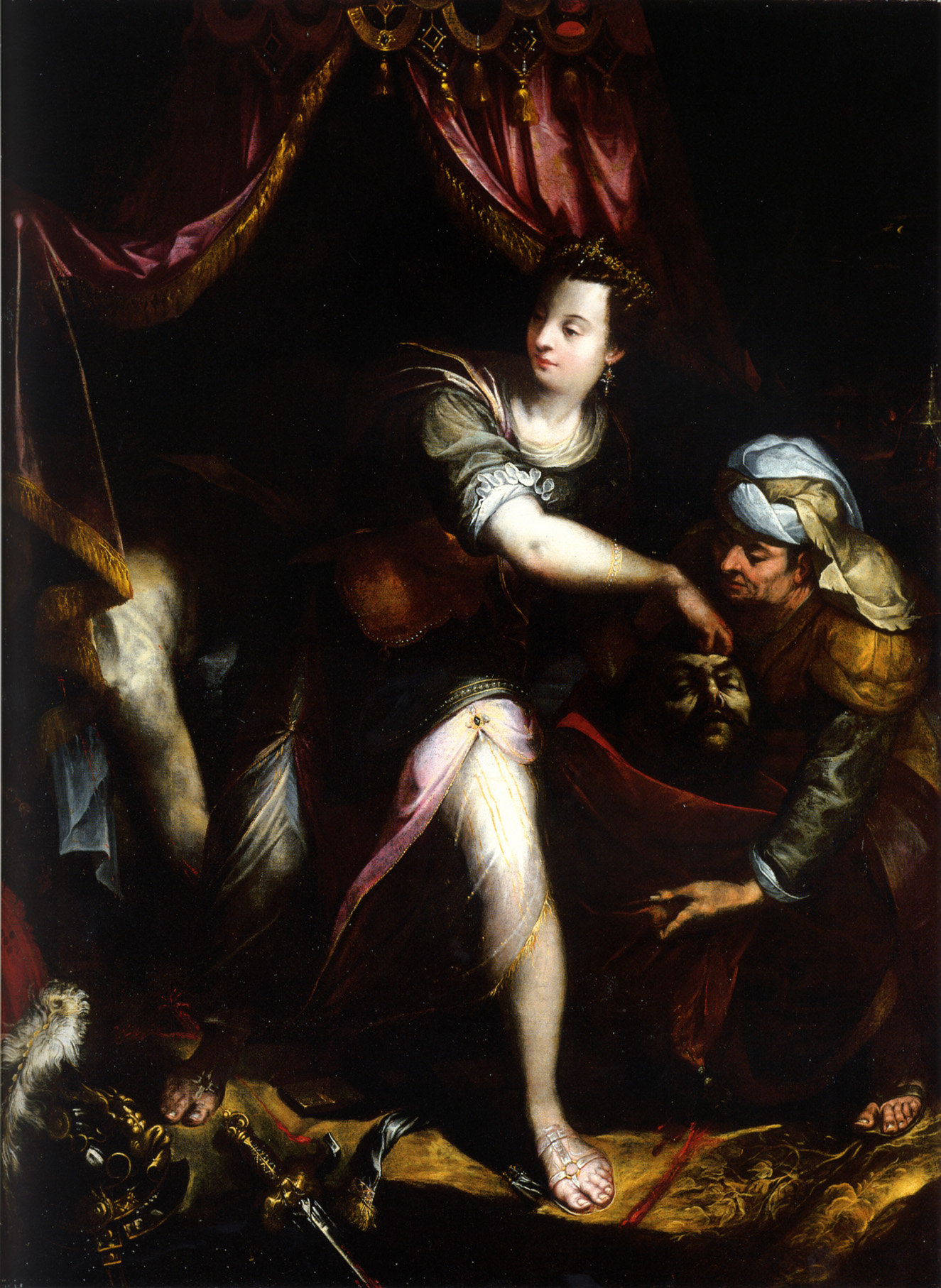
Judith et sa servante au camp d'Holopherne

Elisabetta Sirani n'a peut-être pas fait d'autres autoportraits au chevalet que celui où elle fait le portrait de son père et un ou deux en allégorie de la Peinture. Un tableau présenté très souvent comme son autoportrait, mais plutôt dû à la main de sa sœur Barbara (1641-1692), nettement moins talentueuse que son aînée, ne correspond ni par la technique, ni par la couleur des yeux (bleus au lieu de marron) et l'implantation des cheveux, à ce que l'on peut voir par ailleurs d'Elisabetta Sirani. L'autoportrait en Judith présentant la tête d'Holopherne au peuple de Béthulie, de nuit, avec sa servante et deux pages qui éclairent la scène de 1658 affiche une composition de groupe frontale assez rare et statique, tandis que les deux versions de Judith décapitant Holopherne d'Artemisia Gentileschi sont étonnantes de mouvement et de violence. Deux autres de ses tableaux montrent Judith et sa servante juste après la décollation.
Artemisia Gentileschi a également fait plusieurs versions de Suzanne et les vieillards, dont celle de 1610 est un autoportrait, et un autre tableau avec Yaël plantant un pieu dans la tête de Siséra. Elisabetta Sirani illustre l'épisode où Timoclée fait basculer le militaire qui l'a violée dans un puits, et celui où Porcie s'inflige une blessure à la cuisse.

Artemisia Gentileschi
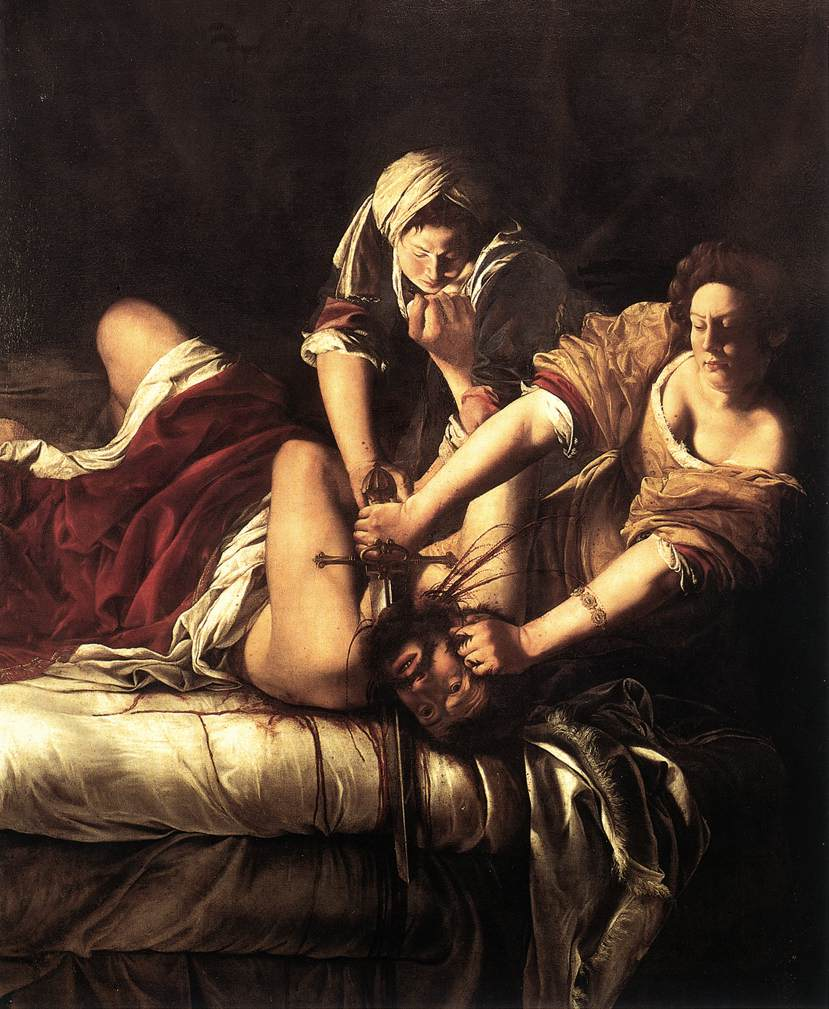
Judith décapitant Holopherne, 1620
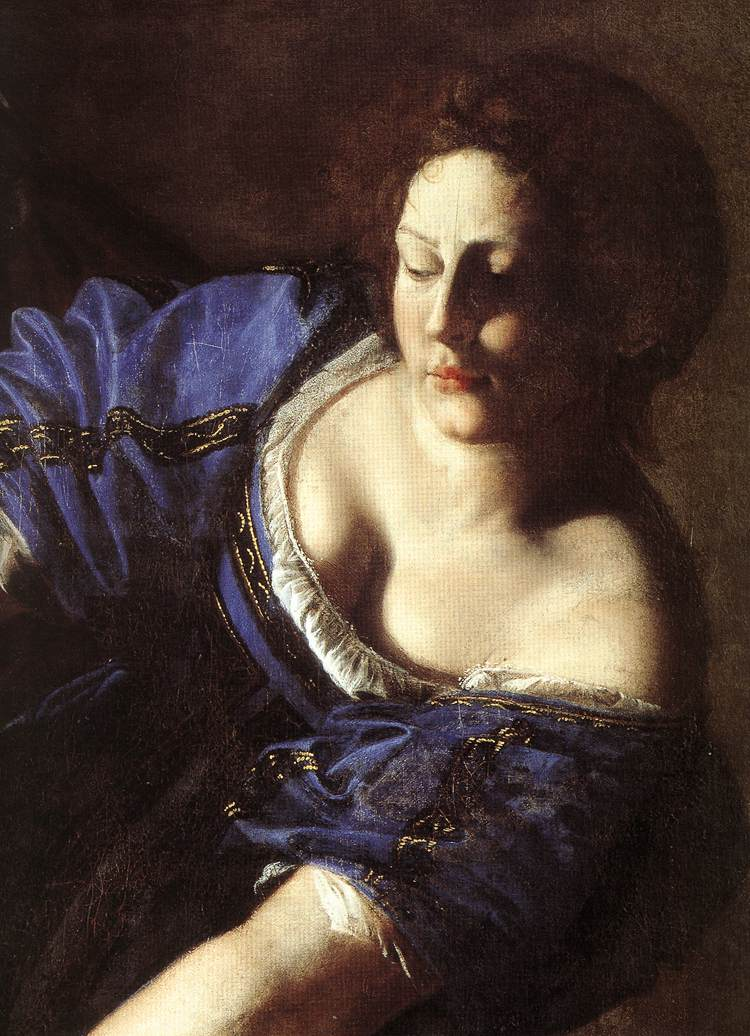
Judith décapitant Holopherne (détail), 1612
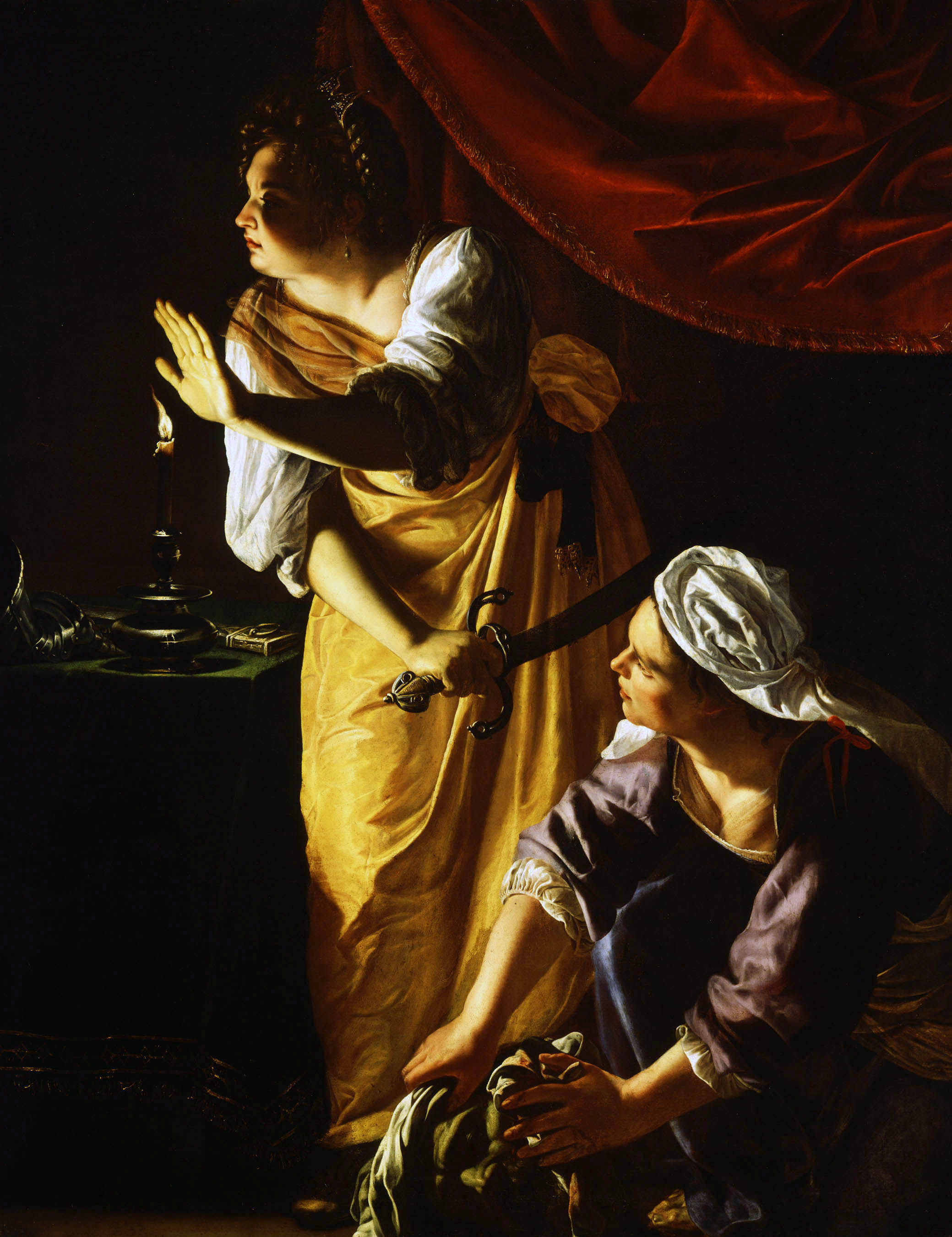
Judith et sa servante avec la tête d'Holopherne, 1625
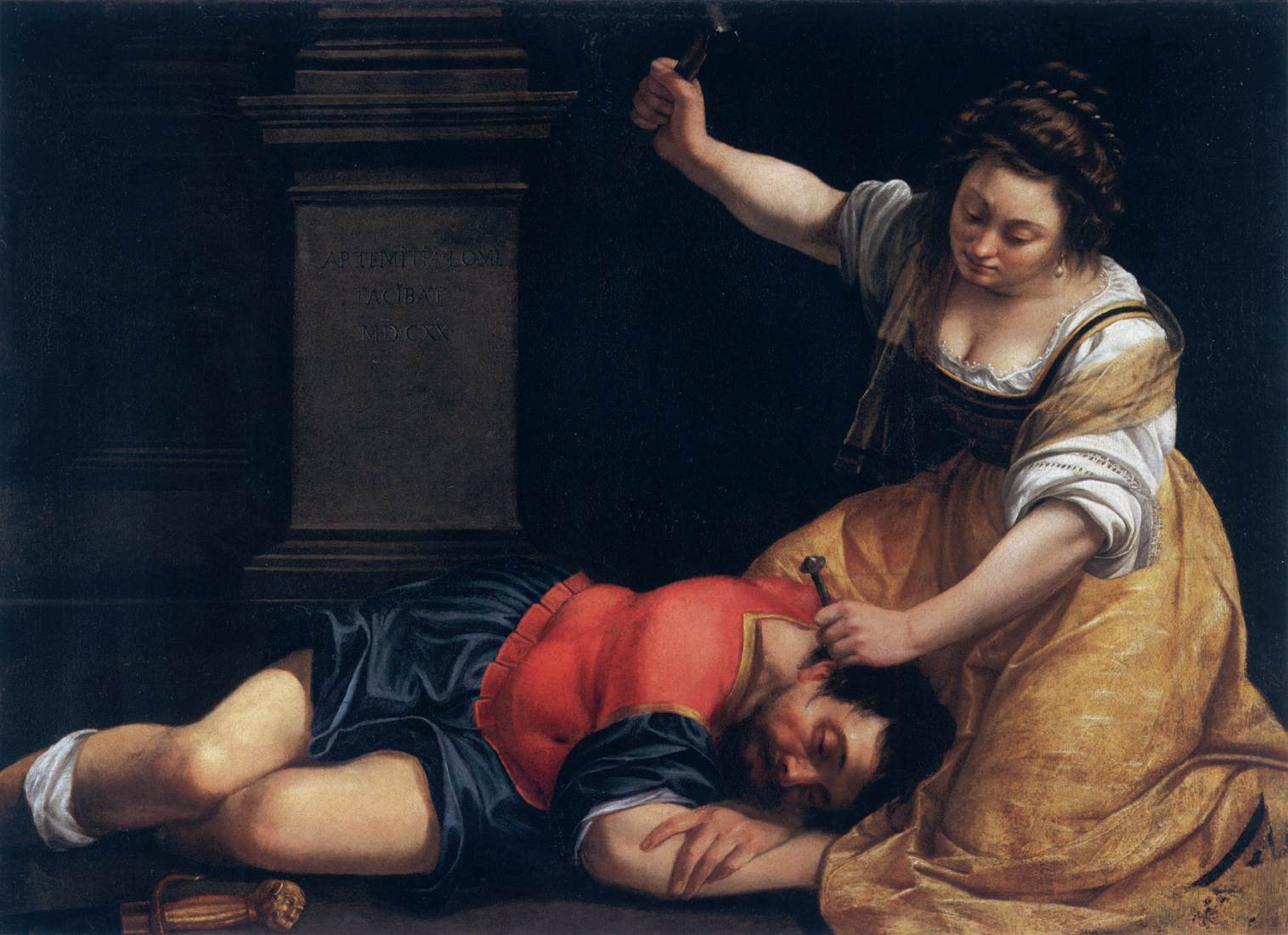
Yaël et Siséra, 1620
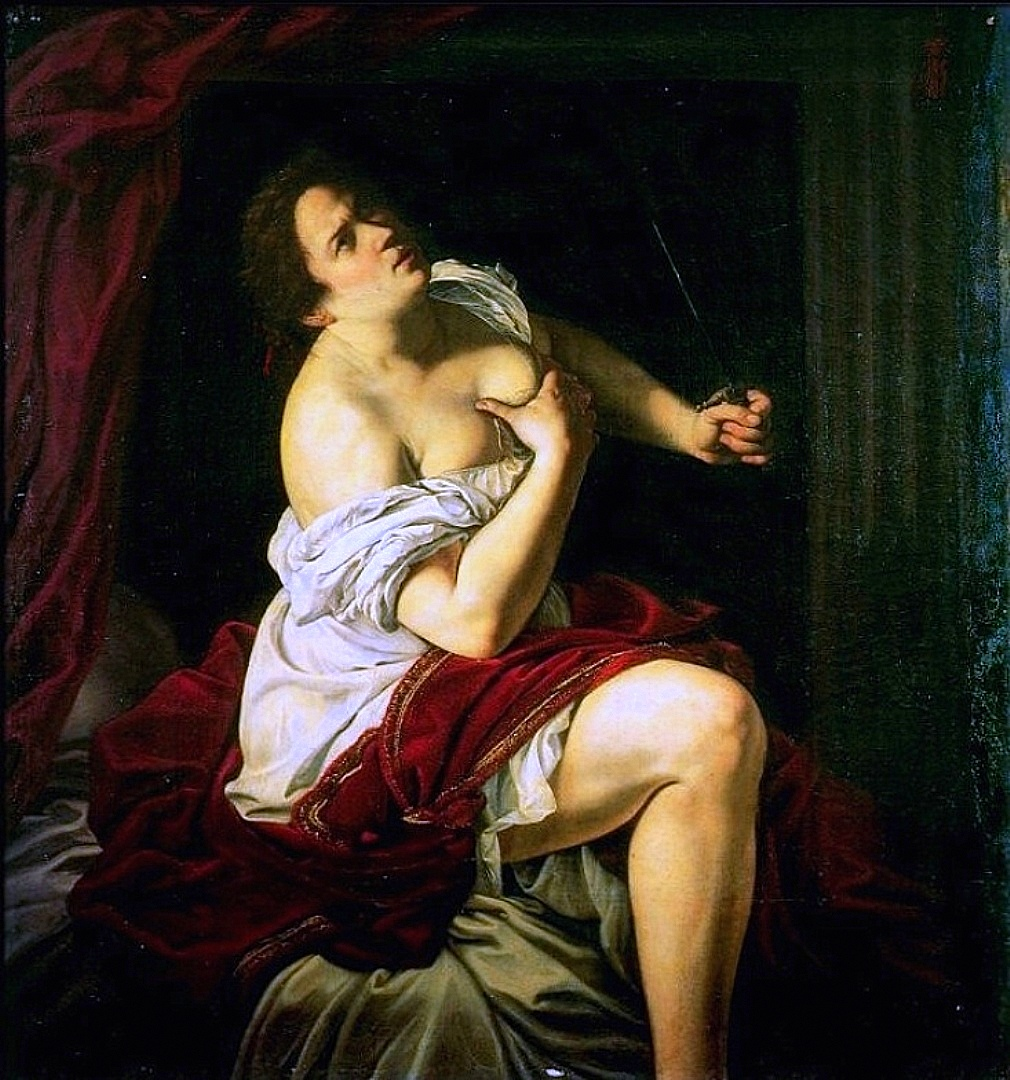
Lucrèce, 1623-1625
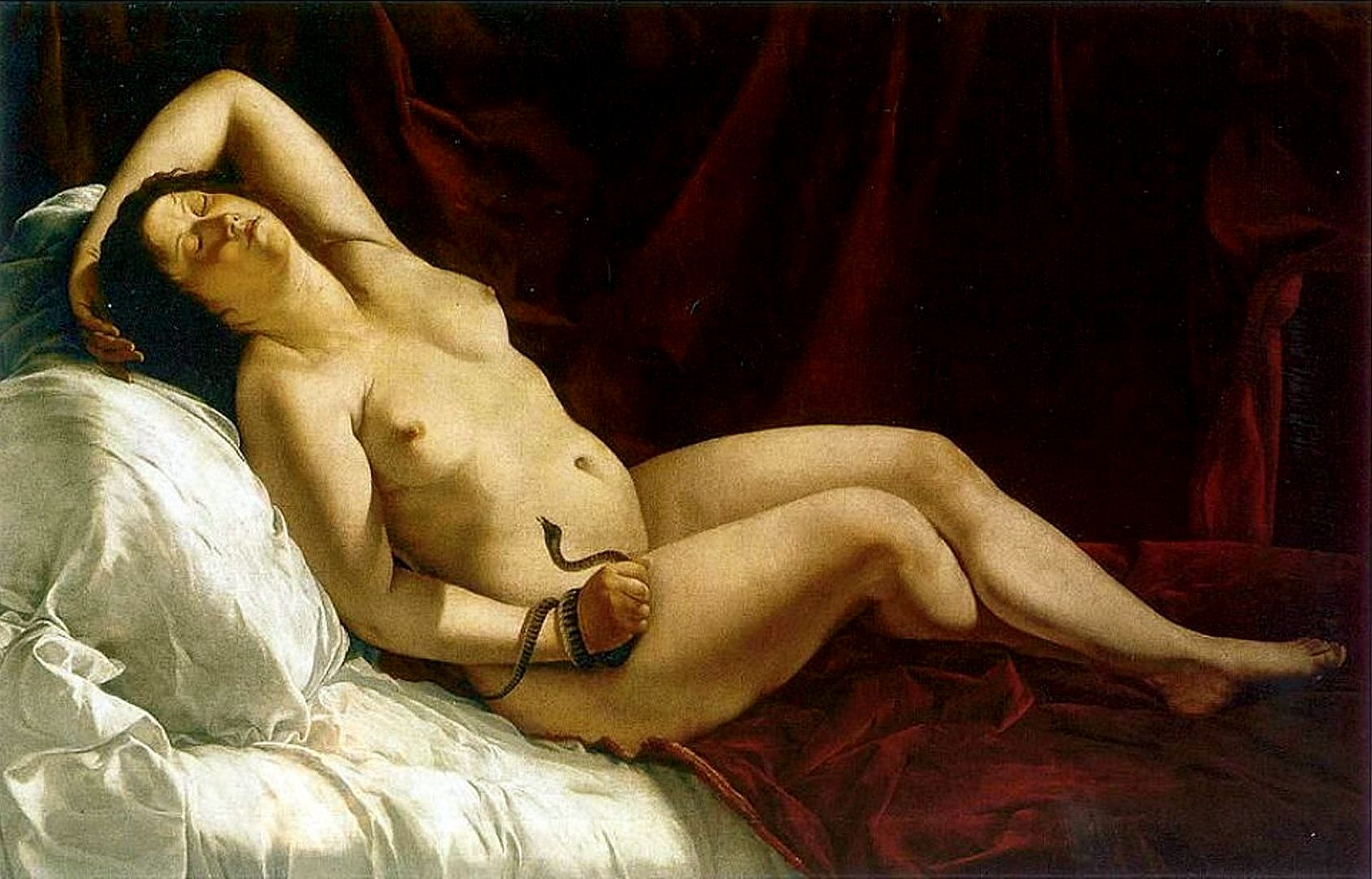
Cléopâtre, 1622

Elisabetta Sirani
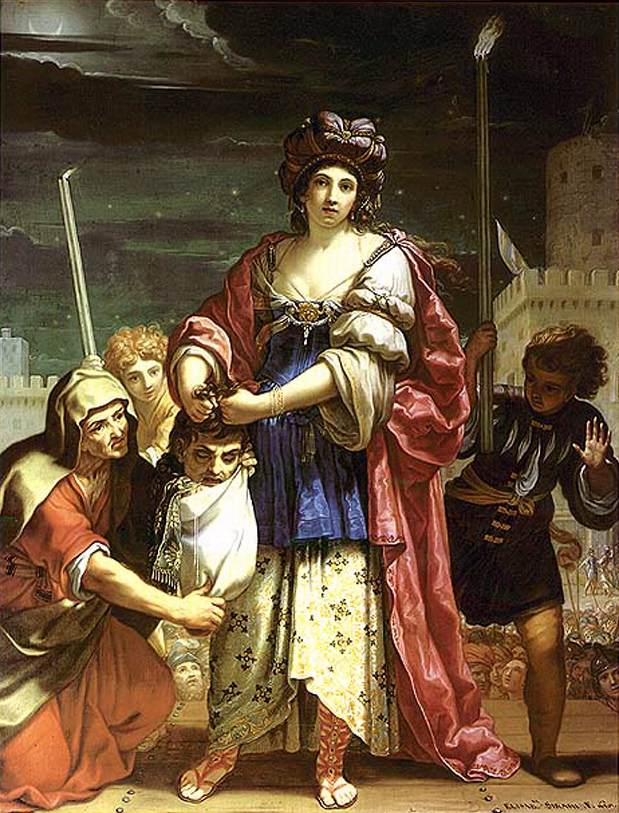
Judith présentant la tête d'Holopherne au peuple de Béthulie, 1658
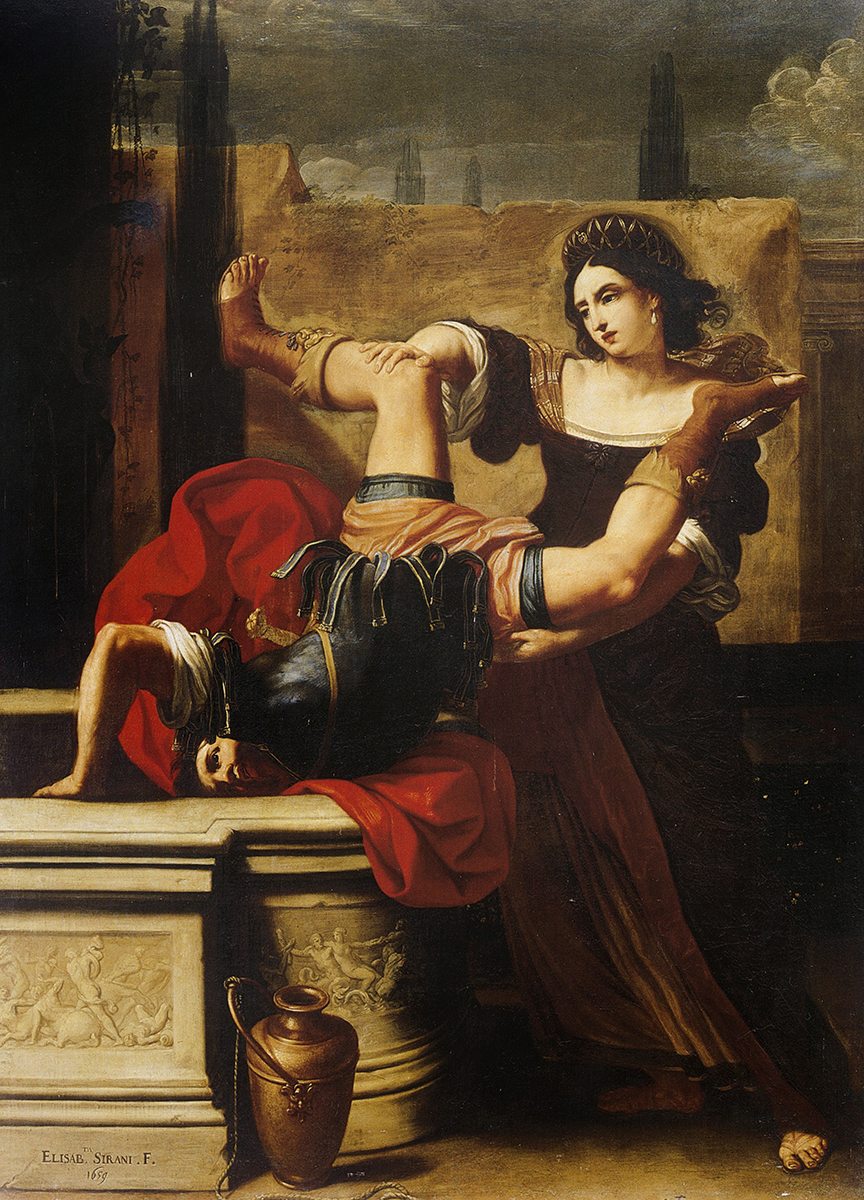
Timoclea précipitant le capitaine thrace dans le puits, 1659
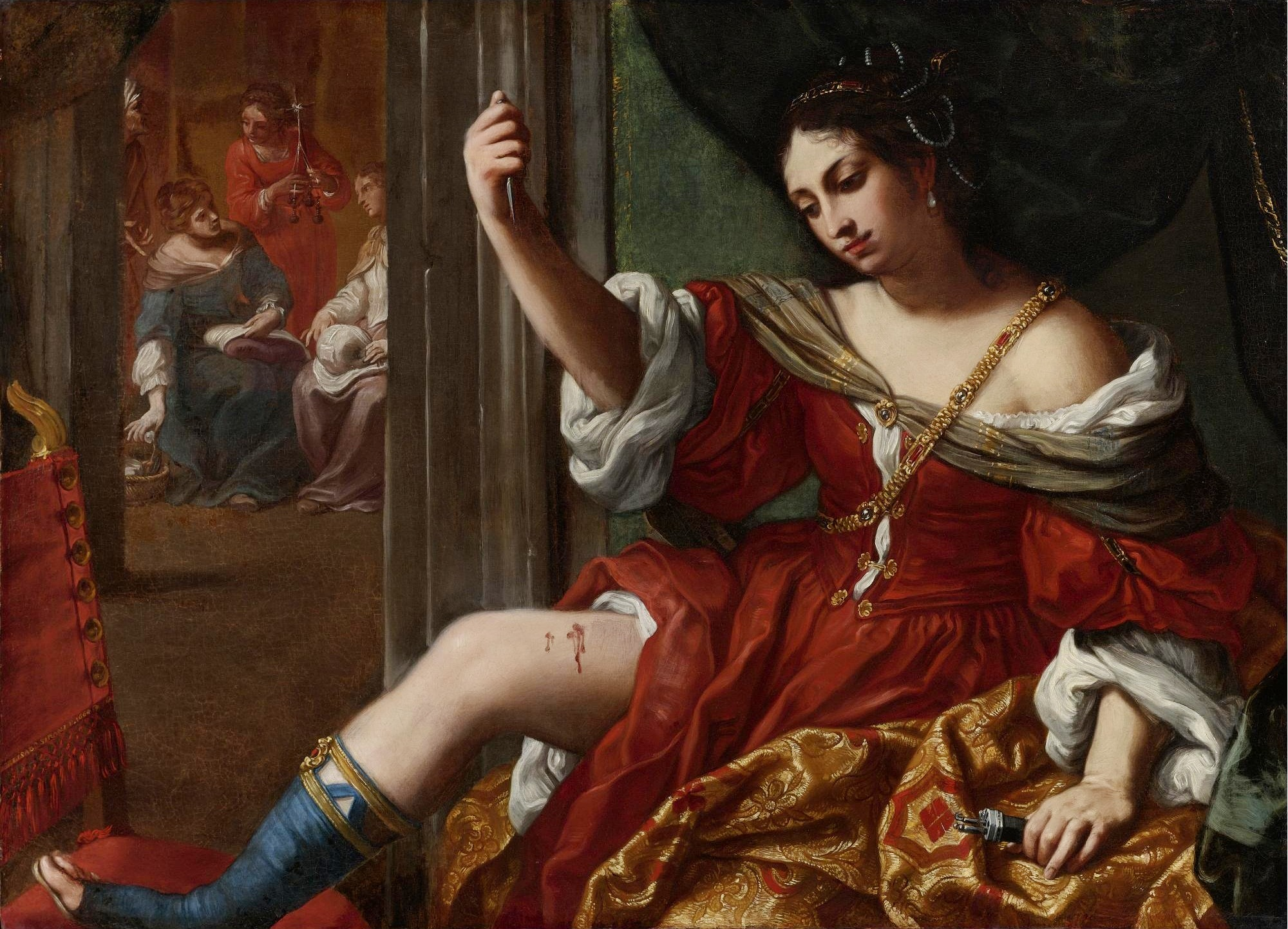
Porcia se perçant la cuisse, 1664
Cléopâtre, 1664

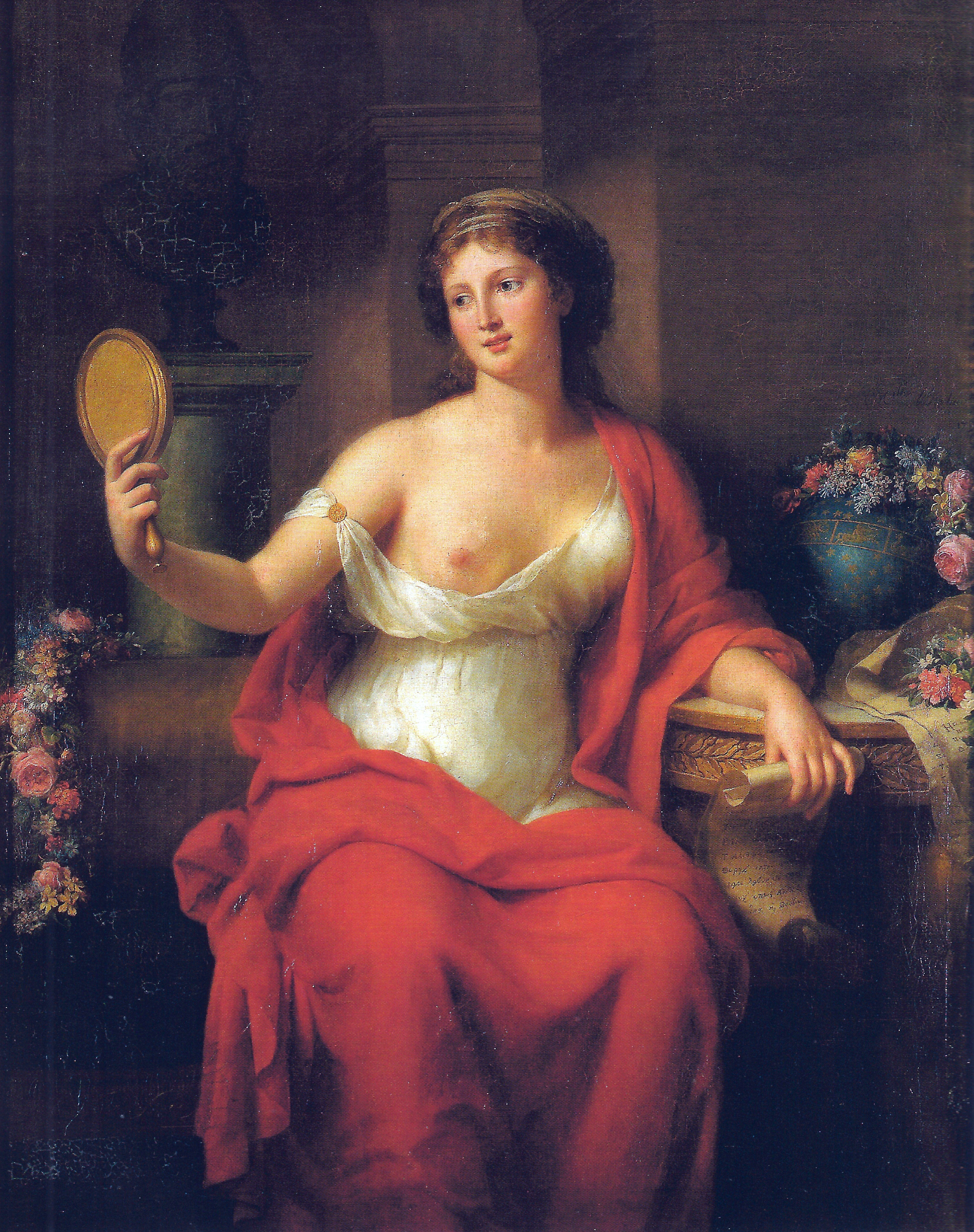
Marie-Geneviève Bouliard
Aspasia, 1794

En pleine Terreur, Marie-Geneviève Bouliard prête ses traits et la nudité de son sein à Aspasia, hétaïre connue pour sa beauté, mais surtout célèbre pour son intelligence et son rôle politique dans la vie athénienne, conseillère privilégiée de Périclès, rhétoricienne et interlocutrice admirée de Socrate, mais conspuée par nombre de ses contemporains. C'est un sujet qui pourrait avoir été inspiré à M.-G. Bouliard par les femmes d'influence Sophie de Condorcet et Madame Roland, cette dernière guillotinée peu de temps auparavant.

#### Méduse
La créature mythologique Méduse est sujette à des représentations dans l'art depuis l'Antiquité ; elle a d'abord été représentée en monstre, puis en figure de femme inspirant l'effroi, et surtout en tête coupée aux yeux hagards ou au regard vide surchargée d'une grouillante chevelure de serpents. La vision psychologique qui prévaut avec le mouvement féministe est celle d'une jeune fille victime d'un viol, de plus punie pour cela, d'où découle son rejet du regard masculin, et la condamnation de celui qui le porte, une justice qui ne devrait pas être rendue par la victime elle-même. Comme on est souvent amené à parler de psychologie dans l'autoportrait, on peut rappeler qu'il est pour Jacques Derrida intimement lié au mythe de Méduse (« S'il y a dans tout portrait un autoportrait, il y a, plus originairement encore, une Méduse dans tout autoportrait. »), une interprétation philosophique de 1990 qui n'a jamais trouvé de contradicteur, ni même d'exégète.
En figuration de la Gorgone, on connaît la Méduse du Caravage, vraisemblablement son autoportrait, et plusieurs autres dans les années 1870-1910 à l'époque de la fascination des artistes symbolistes, orientalistes, pompiers et décadents pour les femmes fatales. Cette dernière vision ne semble guère avoir plu aux femmes artistes et, partant, n'en aurait pas engendré d'autoportraits, quoique la Medusa de 1892 d'Alice Pike Barney puisse s'y apparenter, dans la mesure où la grande ressemblance du modèle Laura Clifford Barney (en) avec sa mère au même âge n'a même pas eu besoin d'être accentuée.

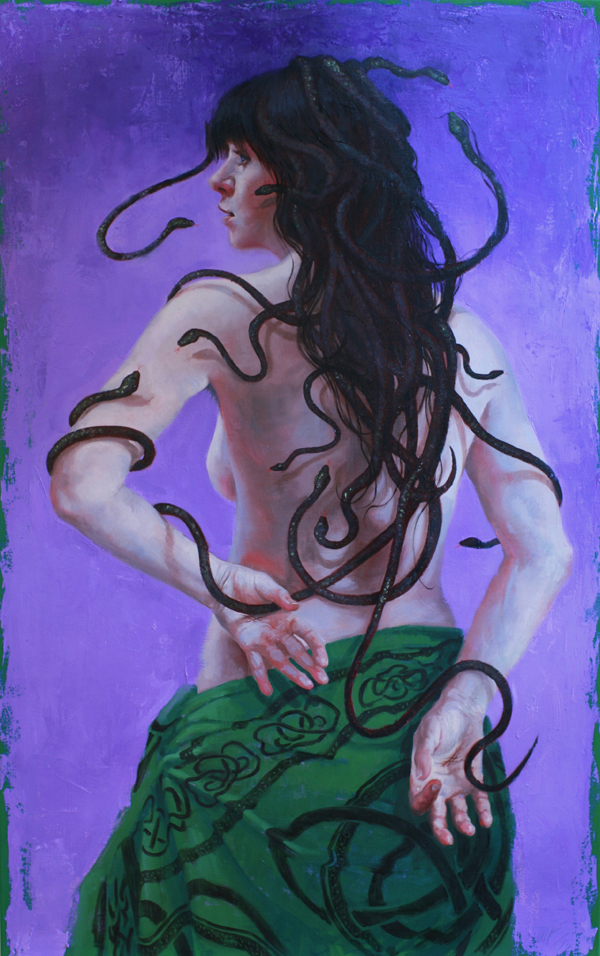
Judy Takács, #Me(dusa)too, 2018

Avec la réappropriation du mythe dans une perspective féministe, les représentations de Méduse par des femmes deviennent plus fréquentes. Auparavant, Rossetti et les préraphaélites avaient déjà revu le mythe avec une certaine empathie ; en 1883, Evelyn De Morgan fait en peinture à l'huile sur relief de plâtre une Méduse au visage innocent et à la chevelure tressée avec soin, dont la seule singularité du regard tient dans ses yeux vairons ; compte-tenu de ce que l'on sait de cette artiste qualifiée maintenant de protoféministe, cette représentation pourrait avoir une dimension personnelle, sur un sujet qu'elle reprendra en sculpture en 1900. En autoportraits récents, on a celui de la portraitiste Gabriela Gonzalez Dellosso (née en 1968), Medusa Self Portrait, celui d'Evelyn Embry (née en 1943) et ceux de la peintre visionnaire Carrie Ann Baade (en) : The Hierophantess with Cat (en triple Gorgone fumant une cigarette, 2007), Temptation of the Penitent Medusa (2010), Self-Portrait as Medusa as Athena (2022), avec l'égide d'Athéna. En 2018, Judy Takács (en), auteure de plusieurs autoportraits, dont un en Athéna avec lunettes, a choisi Méduse comme allégorie du mouvement #MeToo dans ses tableaux #Me(dusa)too et #Me(dusa)too… two, en prenant une modèle pour le corps et la longue chevelure.
Cette sororité Méduse/femme victime/femme forte réclamant justice apparaissait déjà en 1658 avec Elisabetta Sirani portant un médaillon de Méduse dans sa Judith présentant la tête d'Holopherne au peuple de Béthulie, une habile revanche sur Persée brandissant la tête de Méduse.

#### Saintes, saints et Christ
De même que Barbara Longhi avant elle et Josefa de Óbidos après, Artemisia Gentileschi a fait plusieurs de ses portraits en sainte Catherine d'Alexandrie, entre 1615 et 1620, ainsi que deux autres en sainte Cécile. Gentileschi et Óbidos se dépeignent aussi en sainte Marie-Madeleine (cf. Crâne). À peu près à la même époque, sur un modèle de Zurbarán, la princesse Ernestine Charlotte de Nassau-Siegen se représente en sainte Casilda (cf. Les aristocrates, sainte Casilda).

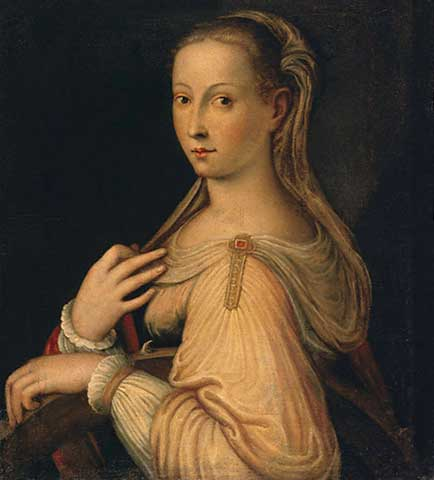
Barbara Longhi, Sainte Catherine d'Alexandrie, c.1590
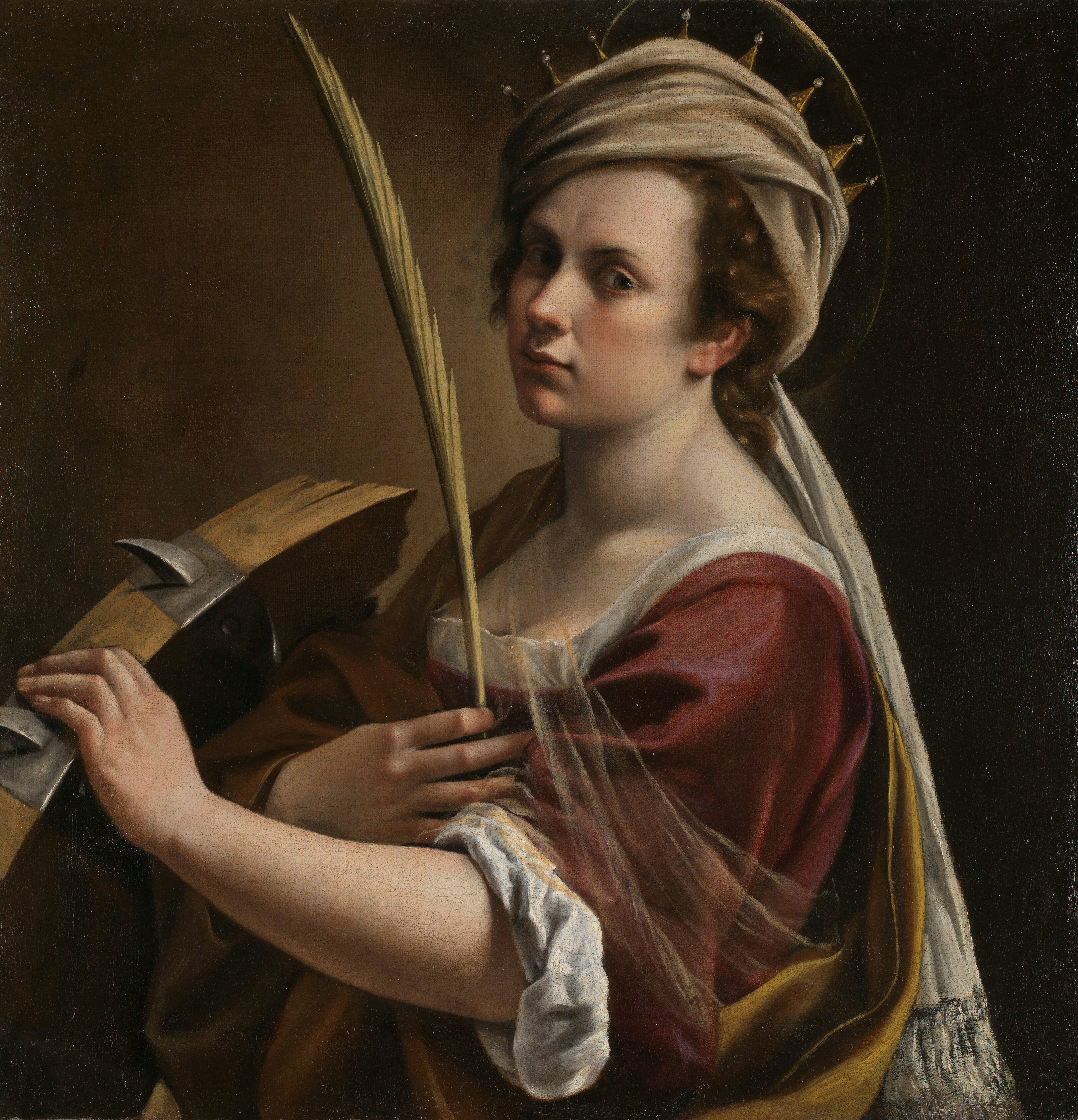
A. Gentileschi, Autoportrait en sainte Catherine d'Alexandrie, c.1615-1617
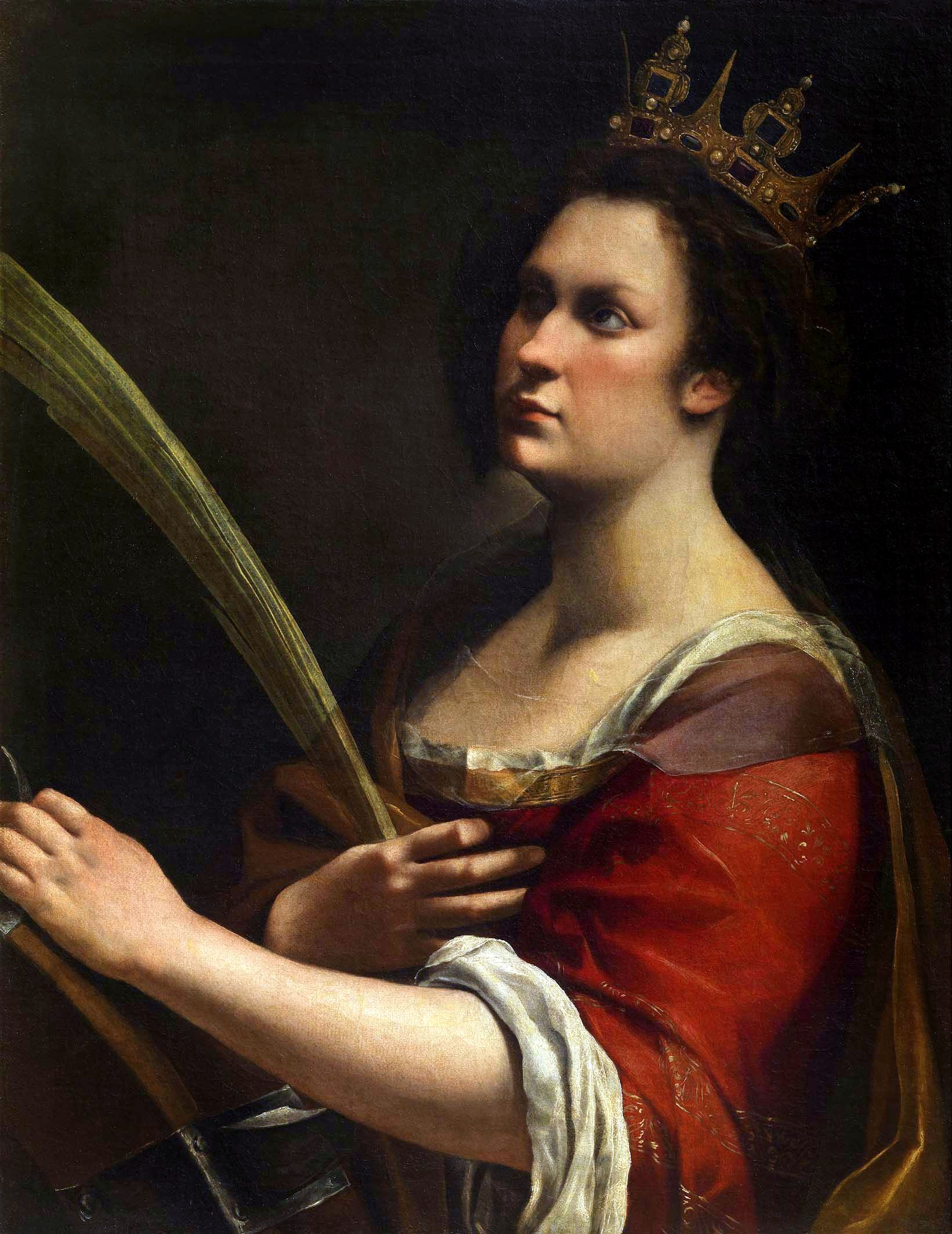
A. Gentileschi, Sainte Catherine d'Alexandrie, c.1618-1620
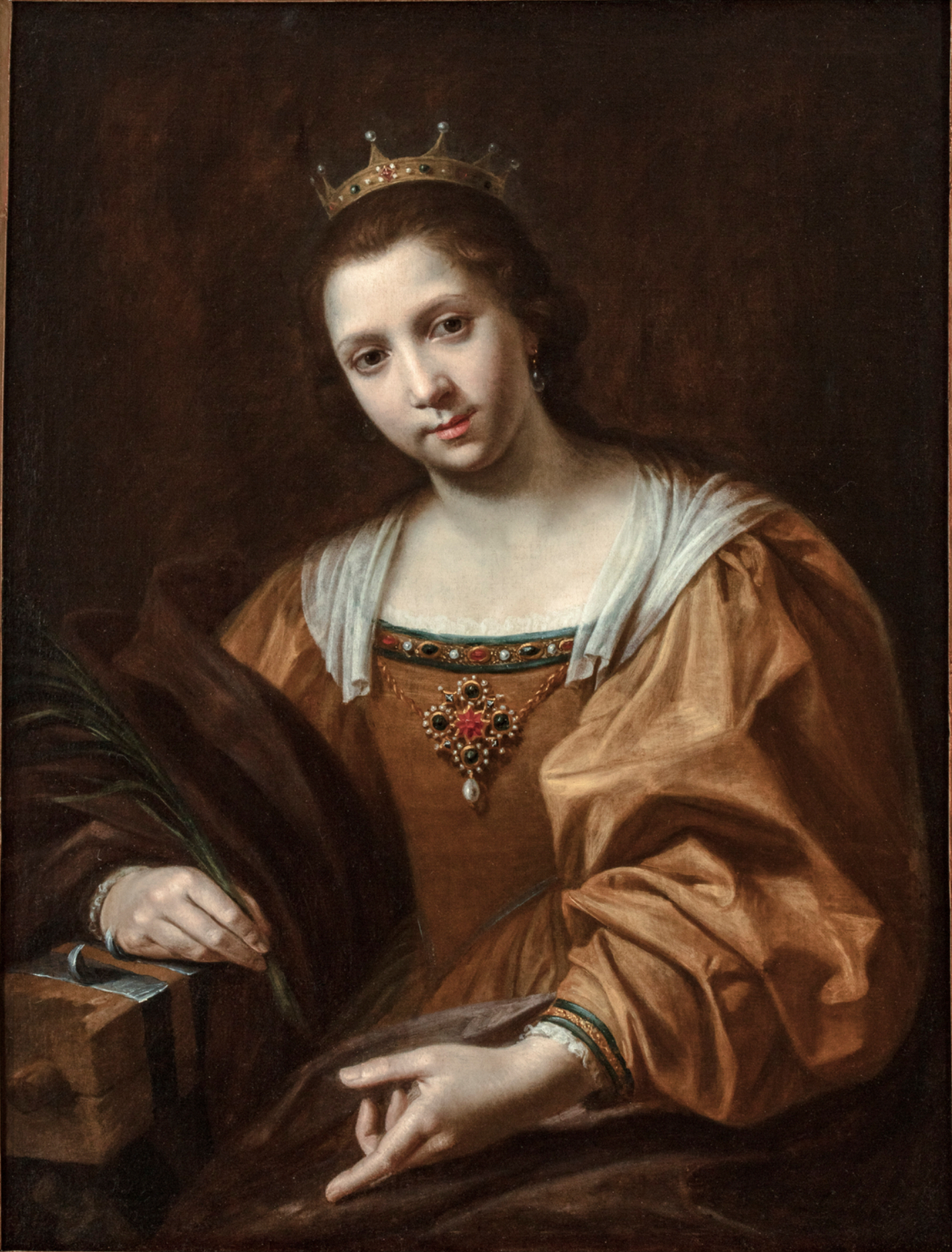
Virginia Vezzi, Autoportrait en sainte Catherine d'Alexandrie, c.1624-1626
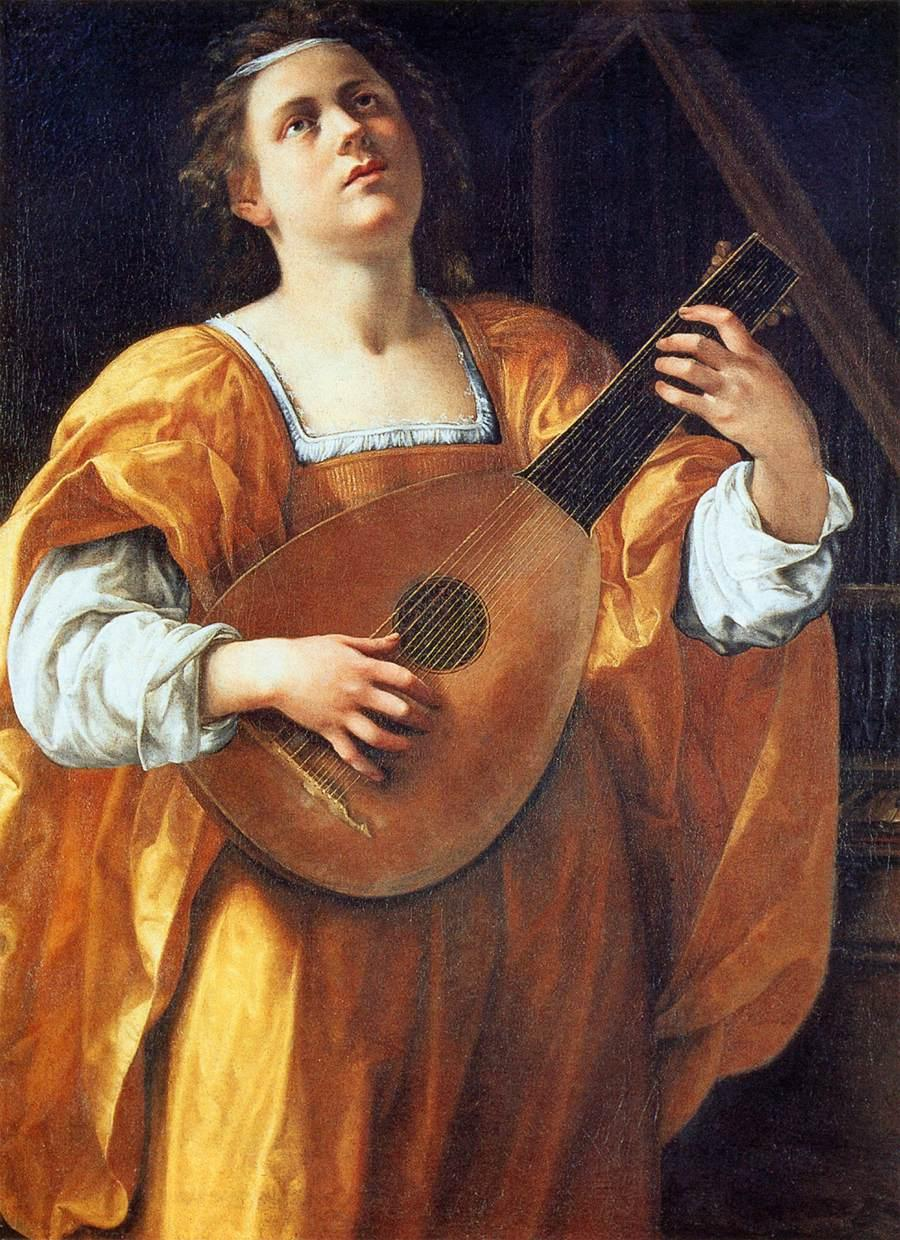
A. Gentileschi, Sainte Cécile, 1620
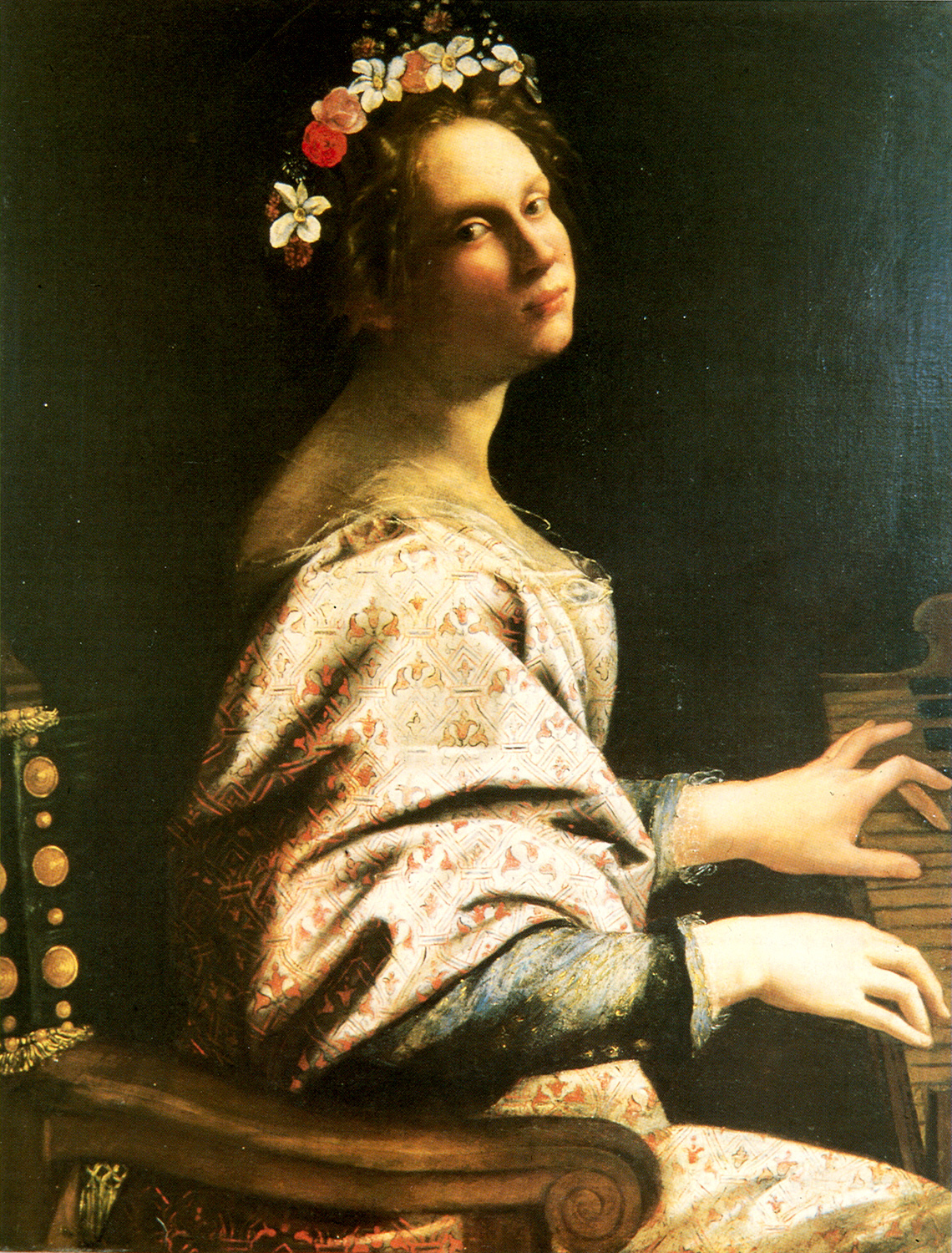
A. Gentileschi, Sainte Cécile, 1620

Lavinia Fontana a fait son autoportrait en Santina, jeune clarisse auréolée (1658) ; avec son carton à dessins, elle apparait en Barbara dans La Vierge et l'enfant apparaissant aux saintes Barbe, Ursule, Catherine d'Alexandrie, Agnès et Marguerite d'Antioche (1601).
Jeanne Jacquemin, l'une des rares peintres françaises symbolistes,, ne dessine que des têtes à la chevelure rousse et aux yeux clairs inspirées d'elle-même, et assez voisines de celle de Botticelli ; elle s'est représentée en saint Georges (pastel de 1893 et estampe pour L'Estampe moderne, no 11, mars 1898), et en Christ avec sa couronne d'épines (La Douloureuse et glorieuse couronne, 1892). À la même époque, Aurélia de Souza donne les traits de son visage austère à ce portrait qu'elle fait du saint portugais Antoine de Padoue (1902). Gaela Erwin, née en 1951, réalise entre 1995 et 2005 une quinzaine d'autoportraits en saintes, saints et Christ.

#### Salomé

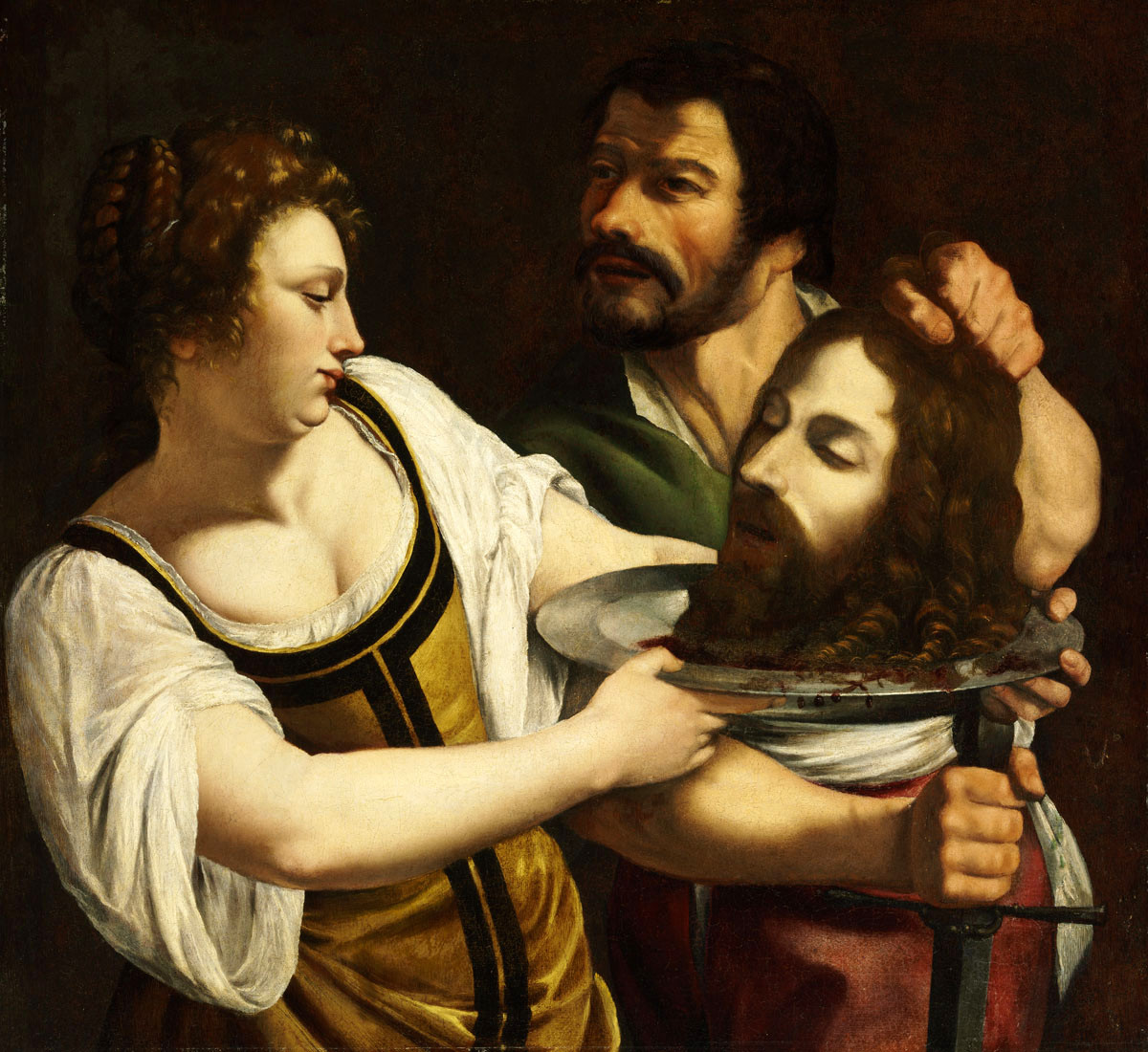
Artemisia Gentileschi, Salomé, c.1610-1615

Entre le Moyen Âge et nos jours, seul le siècle des Lumières a laissé dans l'obscurité la princesse Salomé, sujet par ailleurs d'une abondante iconographie à la Renaissance puis au XIXe siècle et jusqu'en 1914,,. Jeune vierge victime de la concupiscence de son beau-père Hérode, mais ayant certainement été trop loin en réclamant la tête de saint Jean Baptiste après avoir accepté de danser, elle a moins attiré la sympathie des femmes que Judith avec son épée. Seule Artemisia Gentileschi, violée à 17 ans par Agostino Tassi, un ami de son père, qui était aussi son professeur de perspective, a été sensible à son sort ; comme si l'on était à l'issue du « procès pour défloration par force » intenté par Orazio Gentileschi en 1612, on identifie bien Artemisia recevant la tête du condamné sur un plateau - bien que le criminel s'en soit tiré à meilleur compte. Une Hérodiade avec la tête de Jean le Baptiste d'Elisabetta Sirani pourrait aussi être un autoportrait. En 1898, Juana Romani a présenté une Salomé ayant, comme beaucoup de ses portraits, son visage et sa chevelure.
Après avoir été quittée par Alexej von Jawlensky, puis avoir subi le mariage de celui-ci avec Helene Nesnakomoff (de), qu'elle a vécu comme une trahison, Marianne von Werefkin fait un autoportrait en Salomé au sein nu portant la tête coupée de son ex-partenaire de vie (1923) ; la même année, Jawlensky fait Tête de femme « Méduse », Lumière et Ombre.

#### Autres sujets
La Femme au turban (c.1662), réattribuée à Ginevra Cantofoli depuis 2006, est généralement associée au personnage de Beatrice Cenci, dont la tragique histoire est devenue célèbre par la nouvelle de Stendhal de 1837 et la pièce de Shelley. Décapitée à Rome en 1559, alors que Cantofoli n'était pas encore née, la Cenci n'a donc pu être connue de la portraitiste bolonaise ; en revanche, cette femme au turban a bien le visage (et le turban) de celle qui peint la madone de Saint-Luc, portrait peint par Cantofoli vers 1665, accepté presque unanimement en tant qu'autoportrait ; il a été discuté que le visage de la madone était celui d'Elisabetta Sirani, décédée en 1665. Une Circé bolonaise non datée est considérée comme un possible autoportrait d'Elisabetta Sirani, bien que le visage et les cheveux évoquent plutôt ceux de Ginevra Cantofoli, son élève, qu'elle a peut-être prise comme modèle ; elle avait déjà fait son portrait en 1656. Inversement, Cantofoli a fait des portraits de Sirani (E.S. en train de peindre saint Jean-Baptiste enfant avec l'agneau…), et le visage d'une de ses nombreuses sibylles, identique à celui de sa madone de 1665, pourrait être celui de Sirani. Néanmoins, en 2019, Babette Bohn émet des réserves sur plusieurs de ces possibles attributions à Sirani et Cantofoli.

Ginevra Cantofoli
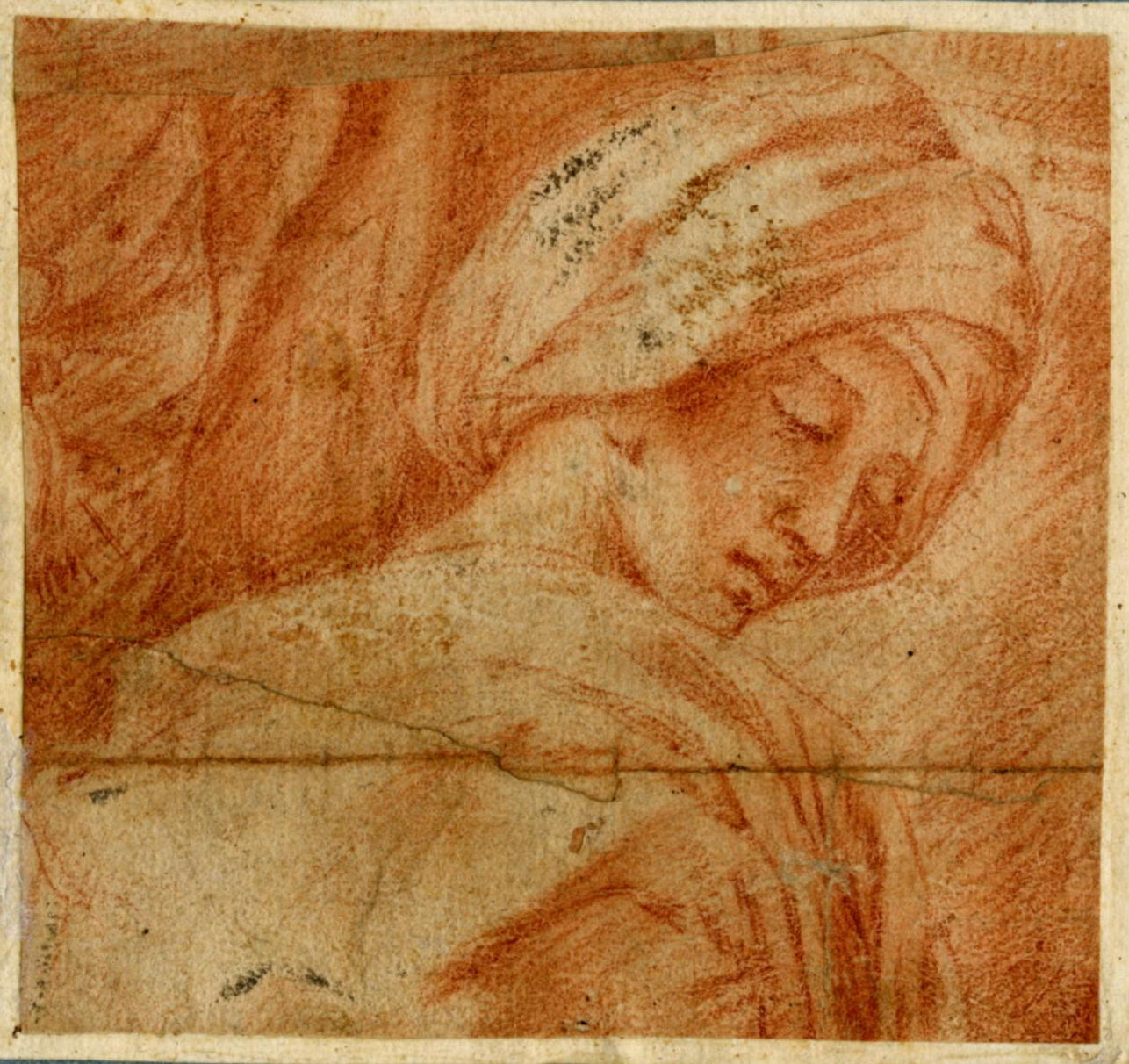
Tête de femme, attribuée jusqu'en 2004 à Guido Reni
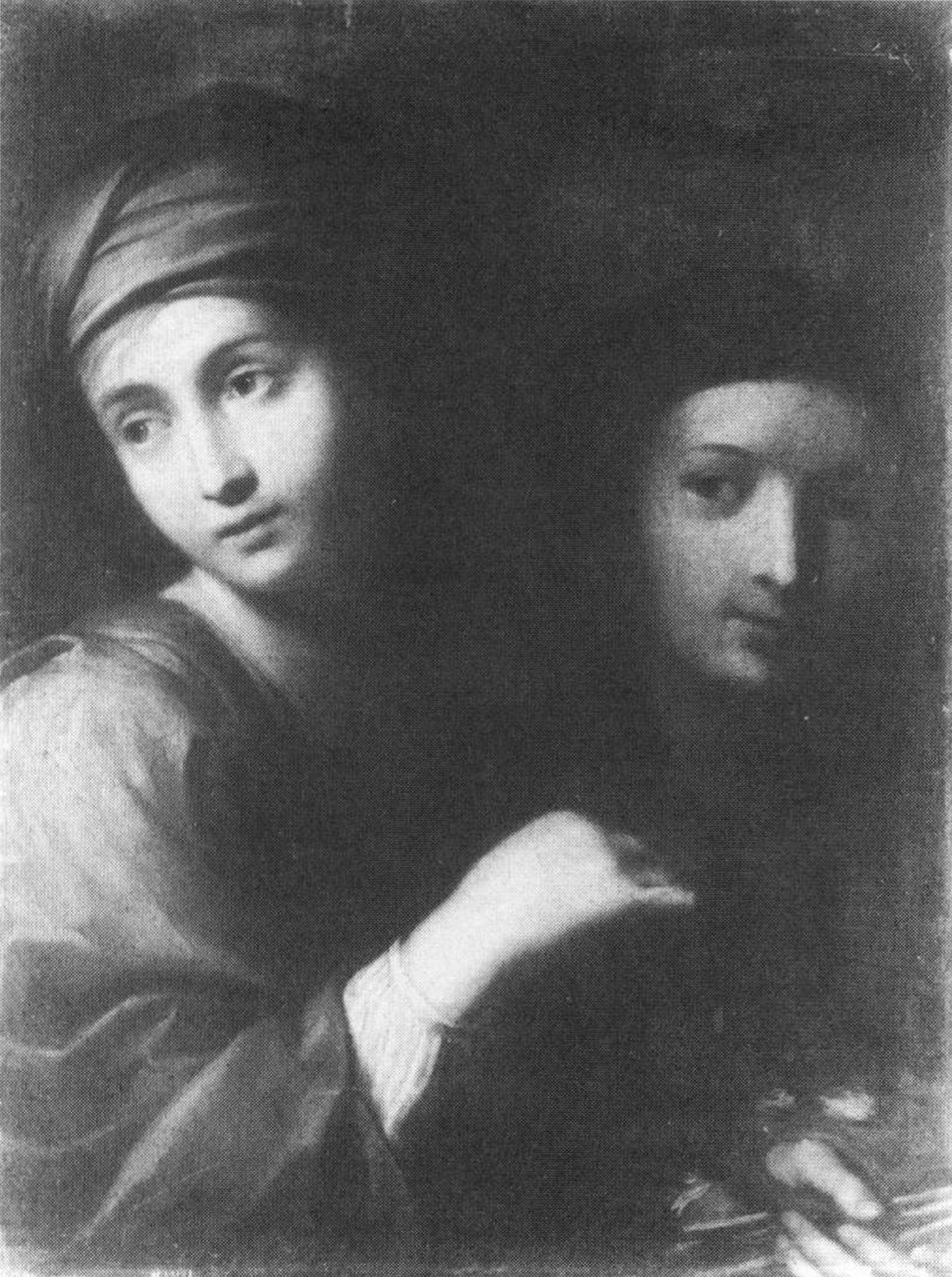
Autoportrait, c.1665
Autoportrait dit autrefois "Portrait de Beatrice Cenci"
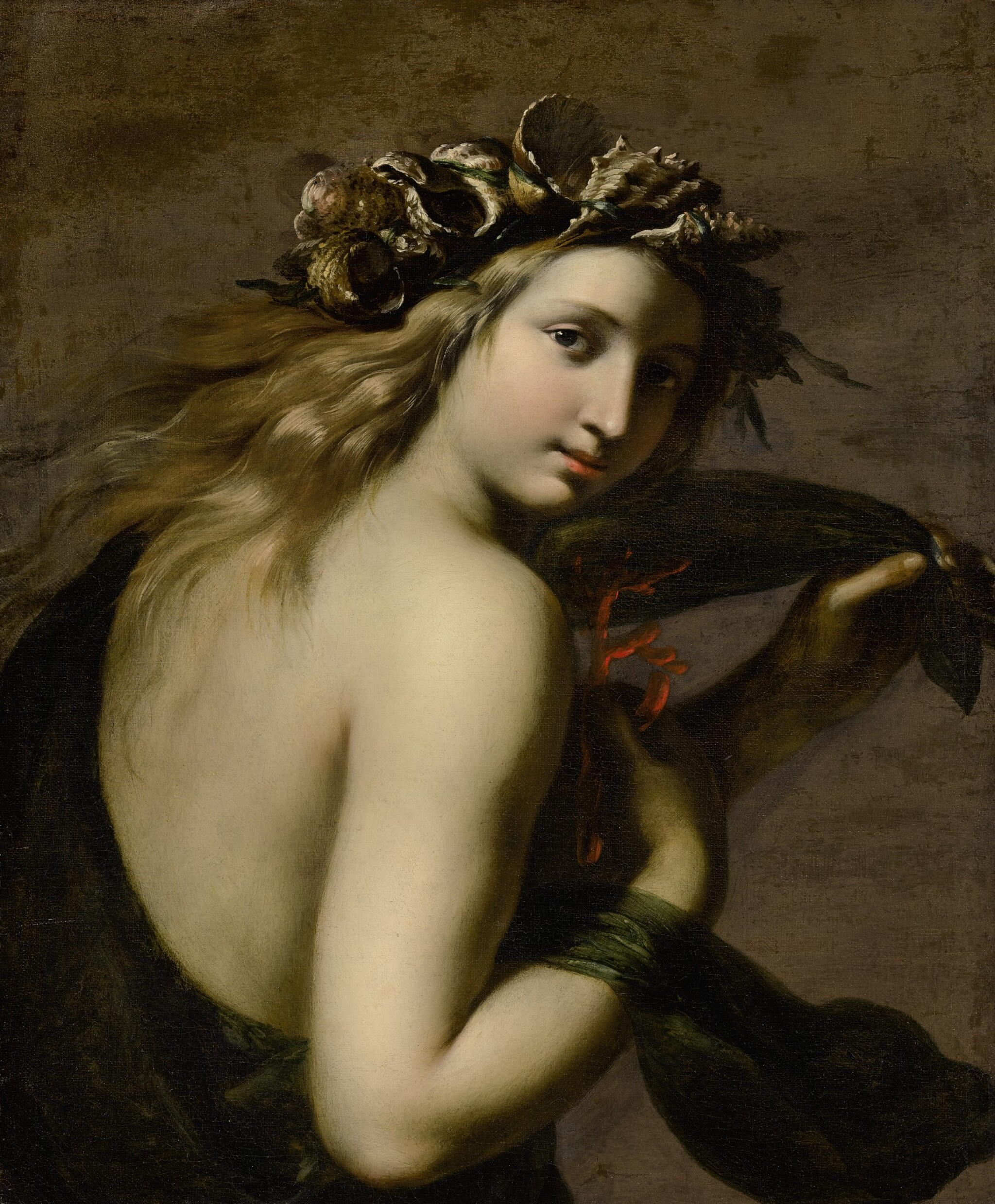
La nymphe Galathée
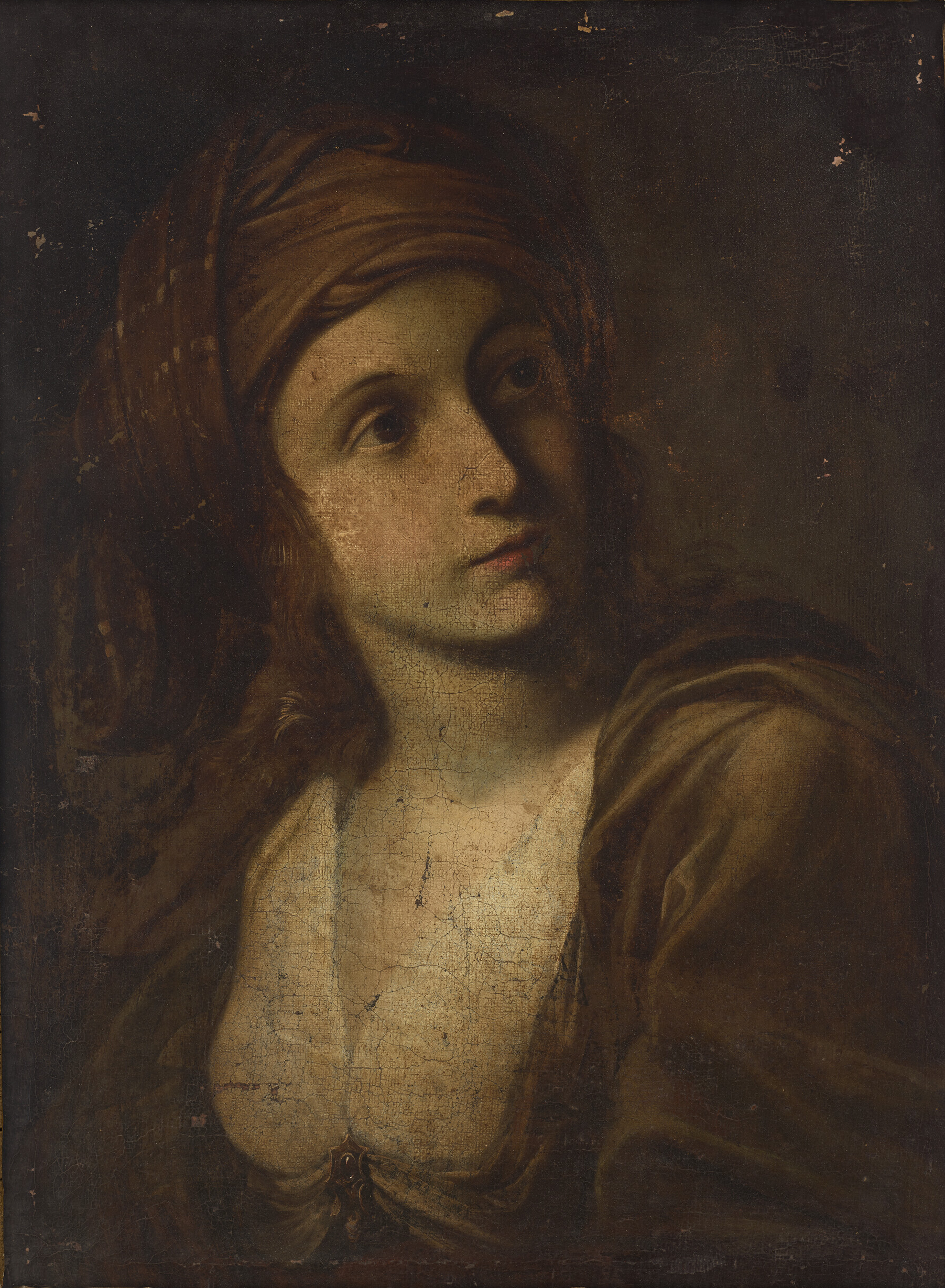
Une sibylle

D'Artemisia Gentileschi, il y a une Danaé (cf. Nus) très semblable à sa Cléopâtre de 1622. On connaît aussi les autoportraits de Giovanna Garzoni en Apollon musicien avec une viole de gambe, de Michaelina Wautier en bacchante, de Lavinia Fontana en Uranie, d'Elisabetta Sirani (1664) et Rosalba Carriera (1746) en Melpomène, de Lady Diana Beauclerk en Terpsichore, de Ginevra Cantofoli en nymphe Galatée et en plusieurs sibylles. Angelica Kauffmann s'est représentée en muse de la poésie, en sibylle, en vestale et en bacchante.
Dans l'esthétique préraphaélite des Béatrice de Burne-Jones (1870), Rossetti (1872) et Marie Spartali Stillman (1895), Jeanne Jacquemin a fait en 1897 son autoportrait en Béatrice. Suzanne Valadon s'est peinte nue en Ève (1909), et Jacqueline Marval en Minerve (1900).

## Environnement

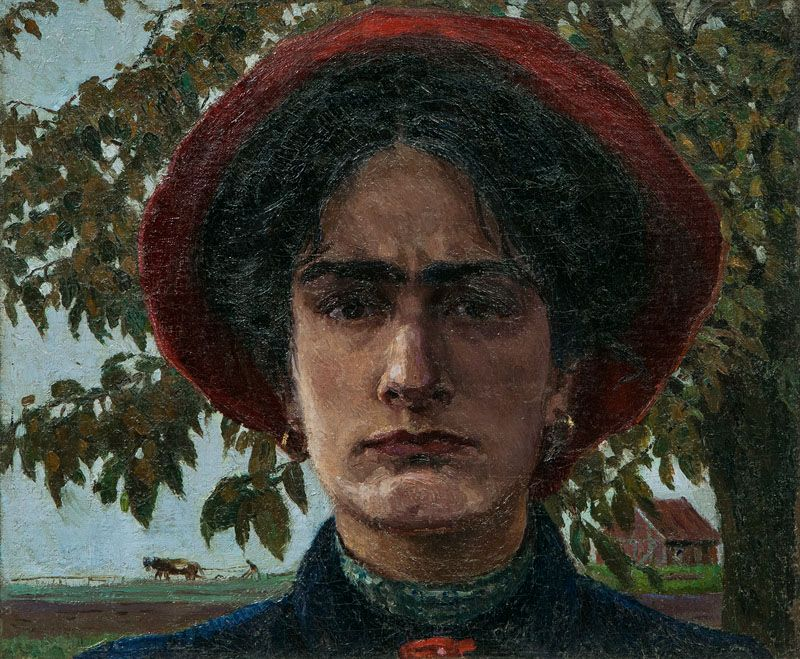
Anita Rée, c.1905

L'arrière-plan des portraits de la Renaissance comporte assez souvent une ouverture sur un paysage, dans une composition abandonnée à l'époque baroque et qui ne réapparaît qu'épisodiquement plus tard, par exemple avec Angelica Kauffmann, chez des romantiques ou avec Milena Pavlović-Barili. La nature est plus souvent évoquée à partir de la fin du XIXe siècle, comme dans les autoportraits d'Anna Stainer-Knittel (de) (1869 et 1880), de Paula Modersohn-Becker, de Thérèse Moreau de Tours (1893), d'Anita Rée, celui de Louise Fraenkel-Hahn devant le fond vert et dense d'une forêt (1910), ceux de Nasta Rojc (hr), puis par les surréalistes et surtout Frida Kahlo.

### Environnement domestique professionnel
« Je ne sors plus de ma chambre : un atelier, je n'ai jamais eu. » (Helene Schjerfbeck, La Revue Moderne des Arts & et de la Vie, no 21, 15 novembre 1923).

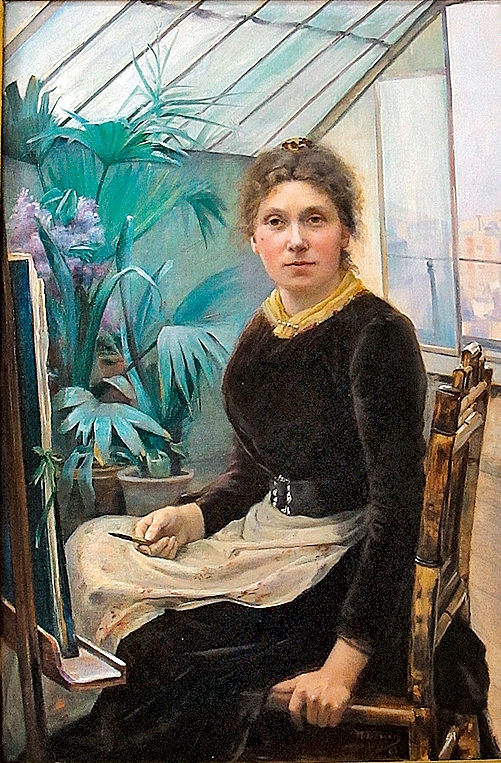
Marie-Louise Bion, 1891

Bien que la toile comporte parfois un extérieur, l'autoportrait est une affaire d'atelier - et même les impressionnistes, dans leurs rares autoportraits, n'y font pas exception. Marie-Victoire Lemoine est l'auteure de l'Atelier d'une femme peintre de 1789, tandis qu'en 1808, Marie-Gabrielle Capet se fait figurer dans L'atelier de Madame Vincent en 1800 en assistante de sa professeure vénérée Adélaïde Labille-Guiard. Pour plusieurs artistes, le lieu où l'on peint n'est parfois qu'une petite chambre dans les combles, comme celle de Mina Carlson-Bredberg (en) ou celle de Gwen John à Paris, ou un coin de l'appartement, comme le montrent Marie-Nicole Vestier dans L'Auteur à ses occupations en 1793, Mary Ellen Best, ou Greta Knutson (Interior with Woman and Child) dans la même pièce où étudie son fils Christophe. Surtout pour les femmes, avoir son atelier ou un lieu de travail rien qu'à soi n'est pas donné à tout le monde, et lorsqu'elles en disposent, certaines artistes en font le sujet de leur peinture, : Amile-Ursule Guillebaud, Mimmi Zetterström (de), Asta Nørregaard (en) (Dans l'atelier, 1883), Rebecca Dulcibella Orpen (en), Elizabeth Coffin (en), Marie Danforth Page (en), qui remplace plaisamment palette et pinceau par une tasse de thé et une petite cuiller, Marie-Louise Bion, Pauline Palmer (c.1900), Elin Danielson-Gambogi, Margaret Lesley Bush-Brown (en), Louise C. Fienne (Self Portrait in the Studio, 2014). Chez Hortense Haudebourt-Lescot, au troisième étage de son hôtel particulier avec vue sur le Panthéon, l'atelier sert aussi de lieu d'enseignement pour ses élèves.

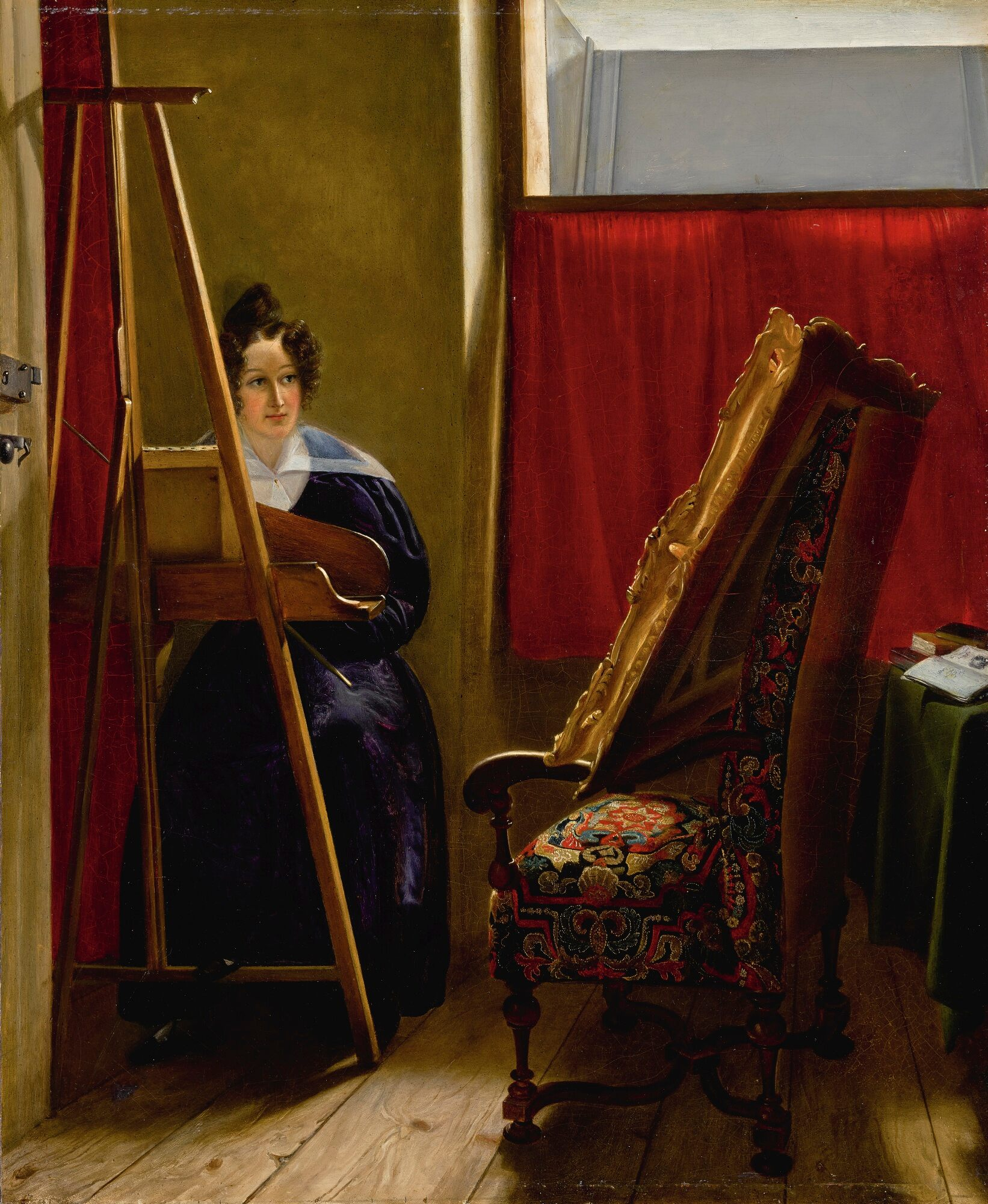
Amile-Ursule Guillebaud, Portrait de l'artiste, assise à son chevalet, c.1830
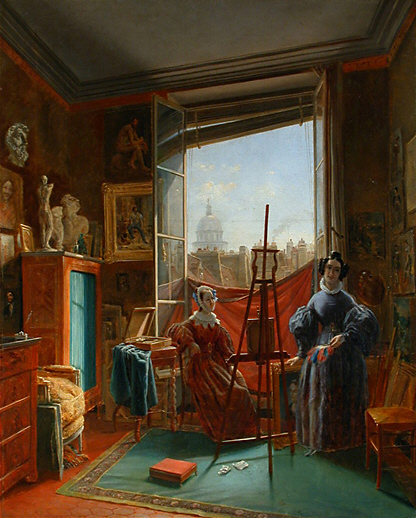
Hortense Haudebourt-Lescot, Atelier de l'artiste à Paris, c.1830-1840
Mimmi Zetterström, 1876
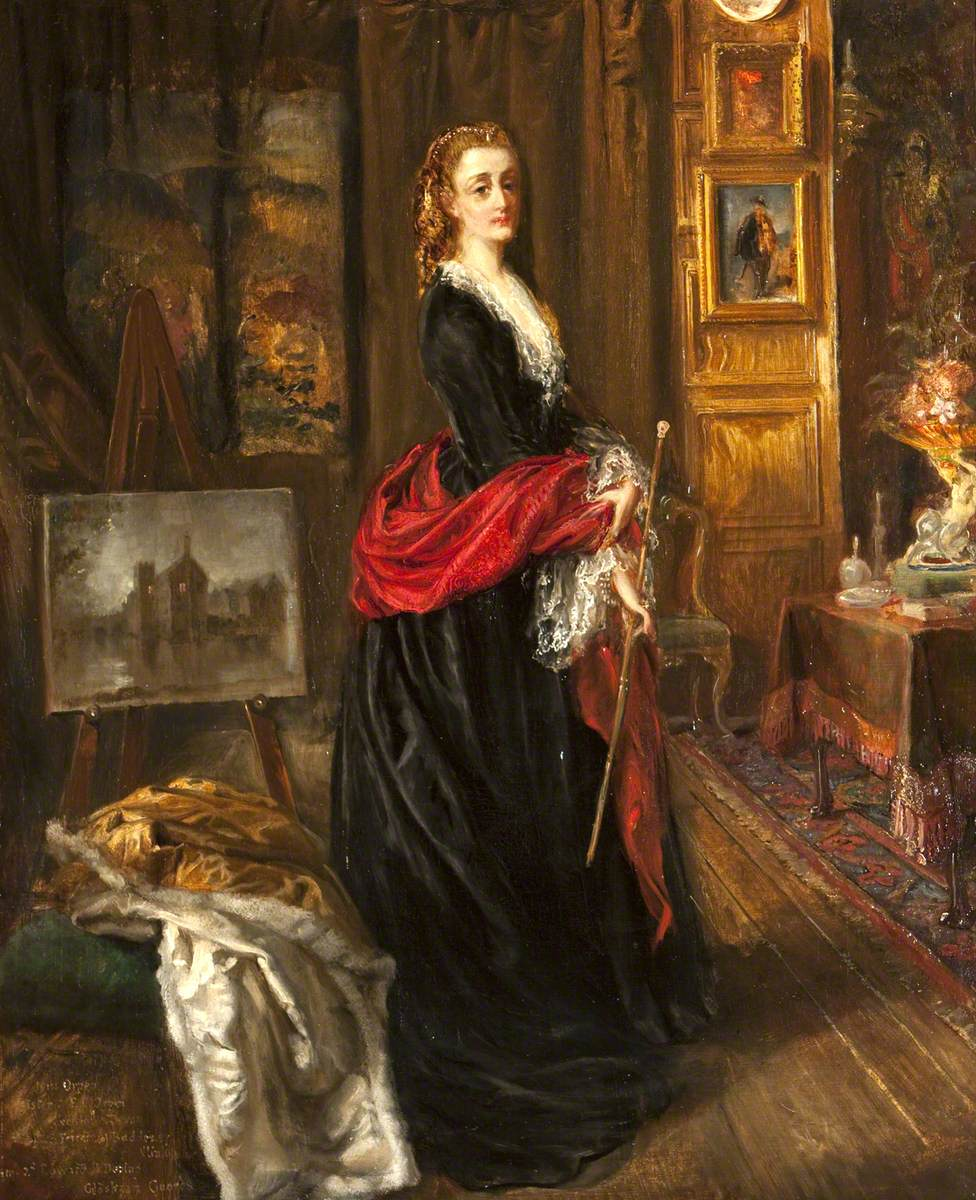
Rebecca Dulcibella Orpen, 1885
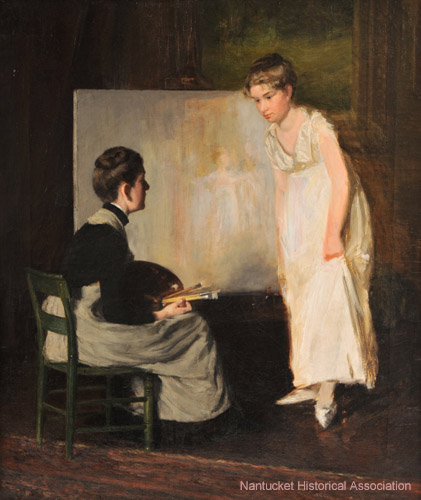
Elizabeth Rebecca Coffin, Portrait de l'artiste en conversation avec son modèle, c.1890
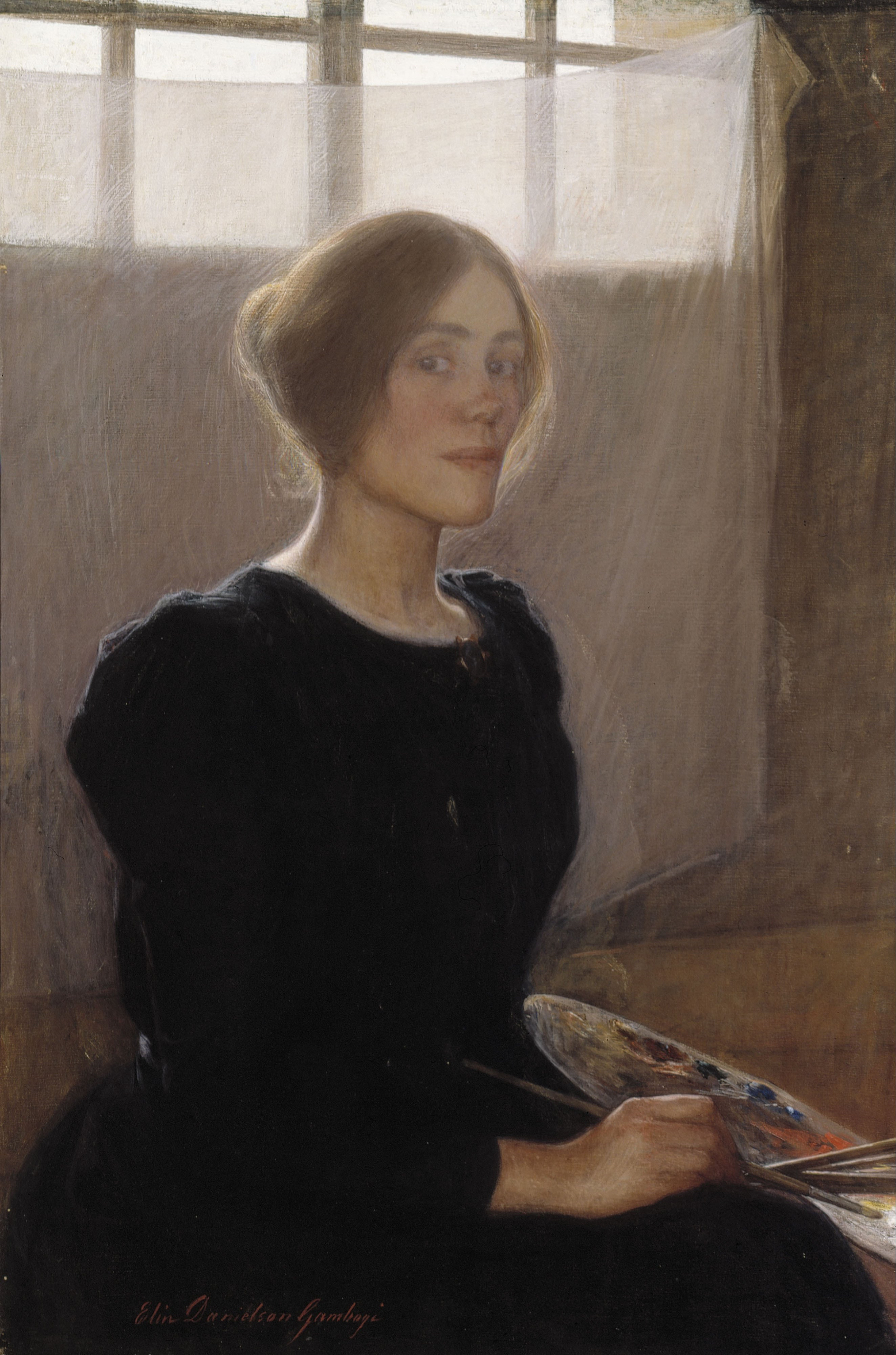
Elin Danielson-Gambogi, 1900
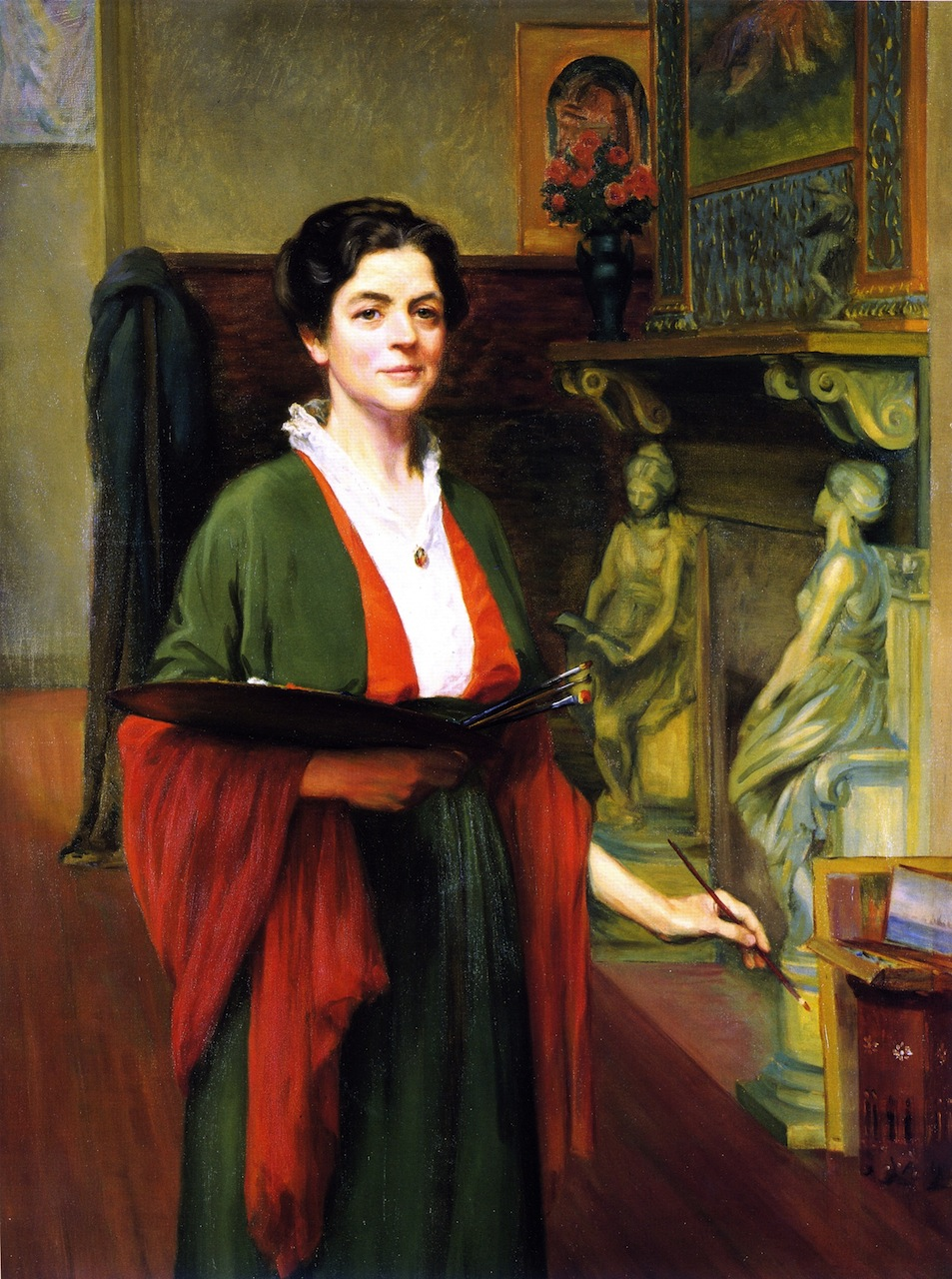
Margaret Lesley Bush-Brown, 1914

### Environnement naturel et patrimonial culturel
Les problèmes environnementaux devenus si préoccupants au XXIe siècle sont déjà évoqués dès les années 1930 dans la peinture visionnaire de Frida Kahlo. Autoportrait à la frontière du Mexique et des États-Unis la montre avec une cigarette dans sa main droite (cf. Cigarette) dirigée vers les États-Unis et les cheminées en forme de cigarettes géantes de l'usine Ford de River Rouge (en) de Dearborn (Michigan), dont les émanations, avec les gratte-ciel et un drapeau étoilé enfumé, obstruent le ciel côté américain. Des usines, des pompes à essence et des déchets sont montrés dans Ma robe est suspendue là-bas (New York) et Henry Ford Hospital (1932). La végétation, les plantes, les racines et différentes espèces animales (cf. Animaux) sont très souvent présentes, et l'eau dans Ce que l'eau m'a donné. L'intérêt pour la culture indigène et le patrimoine préhispanique, partagé avec Diego Rivera, le respect des traditions, les coutumes, le folklore et les habits mexicains apparaissent dans presque tous ses autoportraits. D'autres peintres que Frida Kahlo ont montré une nature luxuriante, ou au contraire appauvrie, comme María Izquierdo, et la conscience qu'ils avaient des questions environnementales, mais avec moins de force et surtout moins de constance que Kahlo. On peut citer un exemple de Paula Rego, où la peintre au travail est toute petite en bas à droite dans la grande allégorie The Artist in Her Studio (1993), où figurent des animaux sauvages, des plantes, un paysan à la moisson, des légumes et une femme tenant une bêche.

## Couleurs
« La couleur est plus forte que le langage. C'est une communication subliminale. » (Louise Bourgeois).
Les vêtements portés dans les autoportraits féminins peuvent être dans des couleurs — ou dans certaines tonalités ou nuances de couleurs — qui ne sont que très exceptionnellement employées dans l'autoportrait masculin ; c'est le cas du rose, du violet et du blanc, et aussi de certains rouges éclatants. L'orangé est partout très rare. Le vert et le bleu se rencontrent à peu près à égalité, mais sont volontiers plus vifs ; le brun est moins utilisé, et le jaune à peine moins quasi absent,. Cependant, les différences varient selon les époques et les pays. En dehors de quelques couleurs spécifiquement féminines, la différence vient surtout de la fréquence relativement plus élevée du rouge.

### Rose
Ainsi que l'a écrit Michel Pastoureau, la place de la couleur rose dans la culture occidentale et le costume a beaucoup varié selon les époques. Ce n’est qu'après le premier tiers du XXe siècle qu'elle est devenue pleinement féminine ; longtemps non genrée avant de devenir presque exclusivement féminine dans les premières années du XIXe siècle, elle subit ensuite un certain discrédit, étant vue à partir des années 1860-1880 comme trop associée au milieu des demi-mondaines et de la prostitution.
Parmi les nombreux textes consacrés au symbolisme des couleurs, on peut lire que le rose évoque la douceur, le bonheur, le plaisir et la beauté, mais aussi le sucré, qu'il peut être sensuel, brutal ou même cru et, comme le rouge dont il dérive, qu'il n'est donc pas exempt d'érotisme, avec « la sensualité de Vénus et l'espièglerie de Cupidon ». Bien que traditionnellement relié à l'univers féminin, du moins à partir du XIXe siècle, le rose n'a guère la faveur des autoportraitistes ; on le retrouve au fil des siècles chez Michaelina Wautier (1649), Anne Killigrew (1685), Ulrika Pasch, Anna Dorothea Therbusch (1782), Hermine David (1904), Olga Gummerus-Ehrström (1892), Florine Stettheimer (Self-Portrait with Palette - Painter and Faun, c.1915), Suzanne Valadon (1918), Frida Kahlo (1932, 1937 et 1940), et, à l'occasion de leur maternité, chez Patricia Watwood et Anna Rose Bain (cf. États physiologiques).

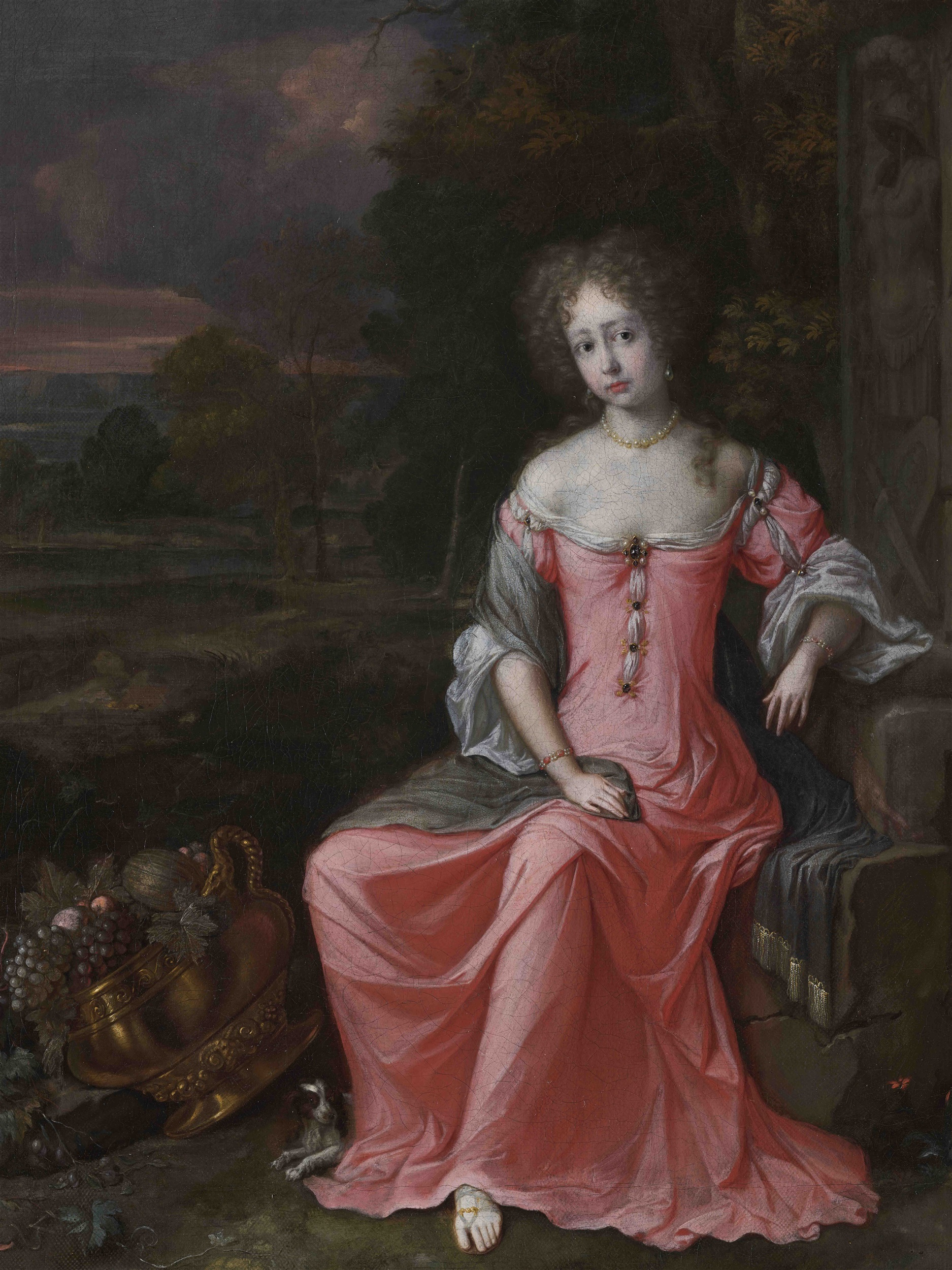
Anne Killigrew, c.1685
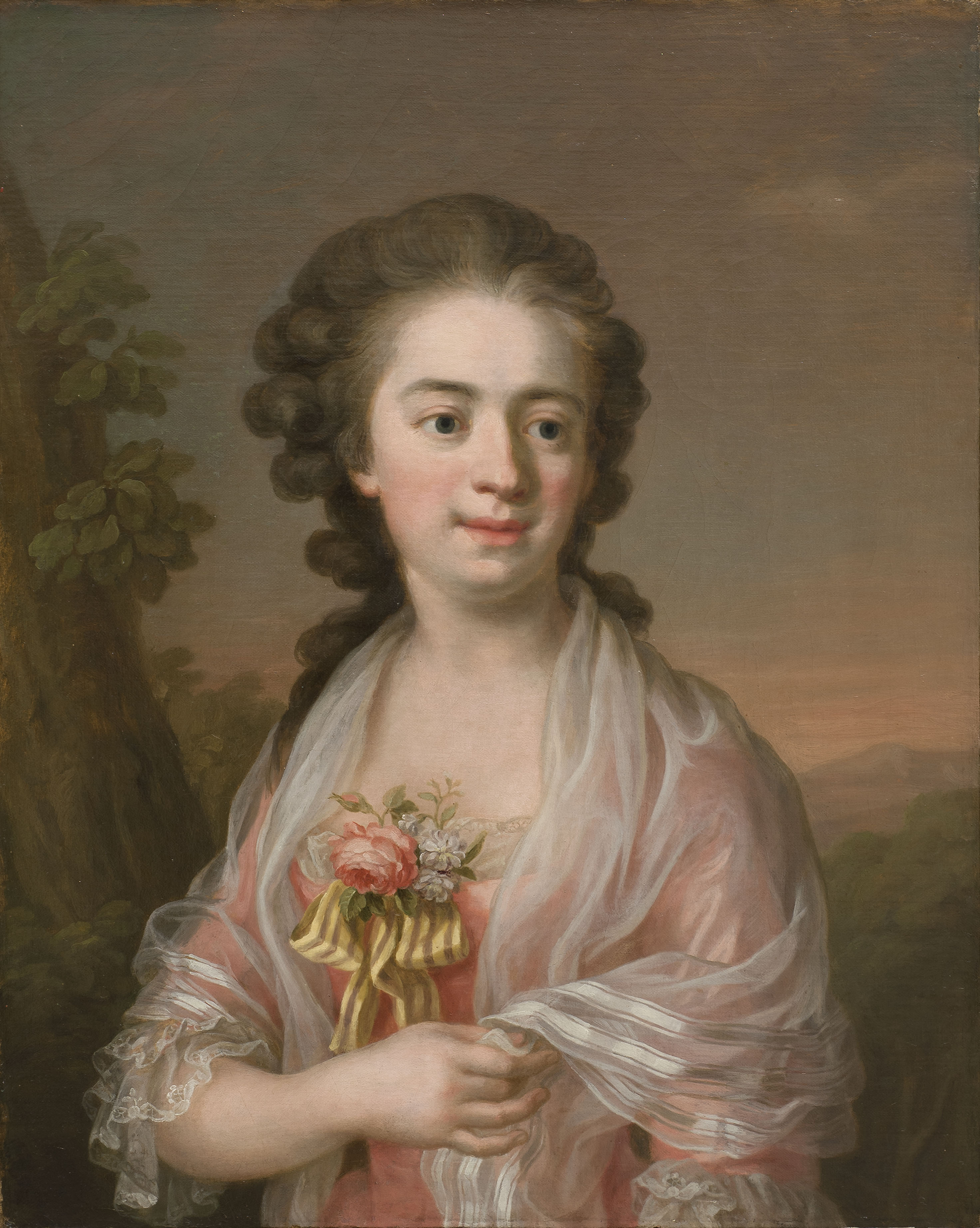
Ulrika Pasch, c.1770
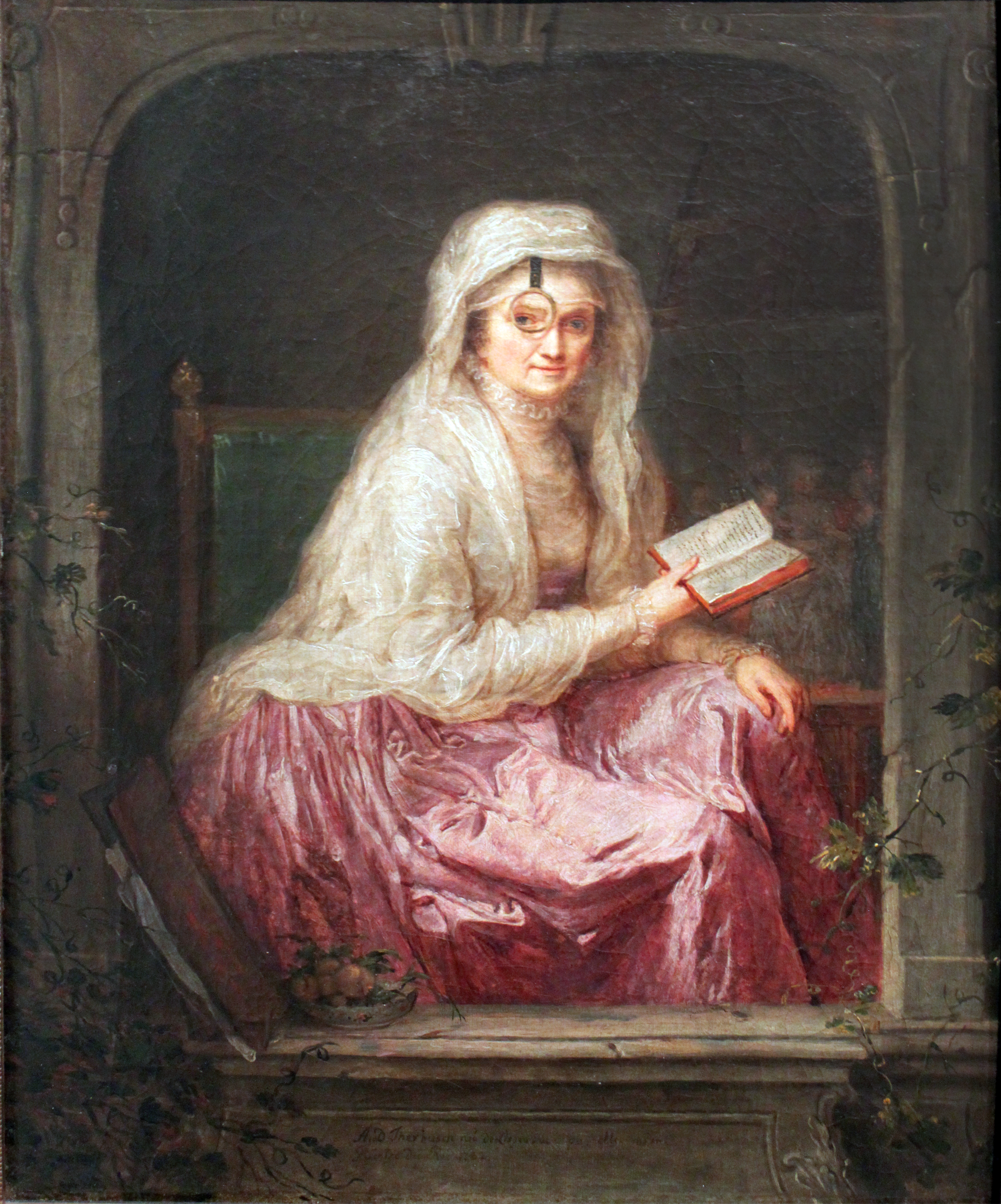
Anna Dorothea Therbusch, 1782
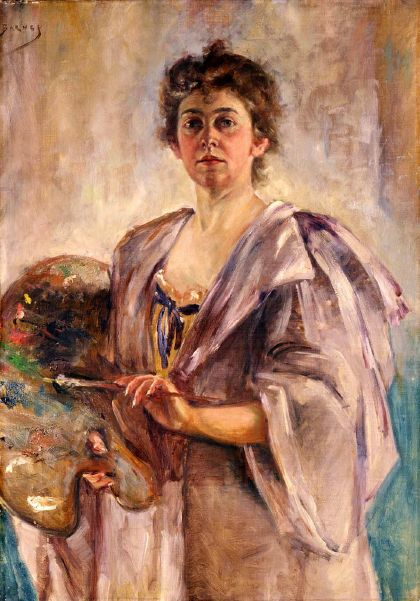
Alice Pike Barney, c.1900

Avant d'acquérir avec des tee-shirts et sweats la fierté homosexuelle qu'elle a au XXIe siècle, l'association de rose et gris, présente dès 1915 dans Portraits (Marie Laurencin, Cecilia de Madrazo et le chien Coco) était déjà liée au lesbianisme : de tous les surnoms dont étaient désignées les homosexuelles des Années folles, « les gris-roses » était le plus relevé. La plupart des portraits féminins et autoportraits de Marie Laurencin des années 1920 utilisent ce rose tendre sur fond gris clair, que l'on voit aussi dans les décors et les costumes du ballet Les Biches, ainsi que dans l'autoportrait de Paule Vézelay (1929) réalisé pendant son séjour parisien alors qu'elle était en couple avec André Masson.

### Violet
Le mauve et le violet ont été utilisés par les féministes, et les couleurs pensée et lavande étaient associées au XXe siècle aux États-Unis et en Angleterre aux hommes efféminés, les pansies ou les lavenders, sobriquets pour ne pas nommer les homosexuels. Dit comme assez aimé des femmes, mais catalogué aussi « couleur du mystère, de la coquetterie et des artifices féminins », le violet, de même que le mauve, est peu présent dans l'autoportrait féminin : Giovanna Fratellini, Vigée Le Brun en 1782, Lilla Cabot Perry, Elin Danielson-Gambogi en 1899, Alice Pike Barney, Georgette Agutte (c.1900), Marie Laurencin, Polly Thayer Starr (en) (La tunique algérienne, 1927), Dorothea Tanning (Birthday, 1942), Anna Zinkeisen (c.1944), et, au XXIe siècle, Constanza Weiss (née en 1967), pour ses autoportraits de 2010 et 2012...

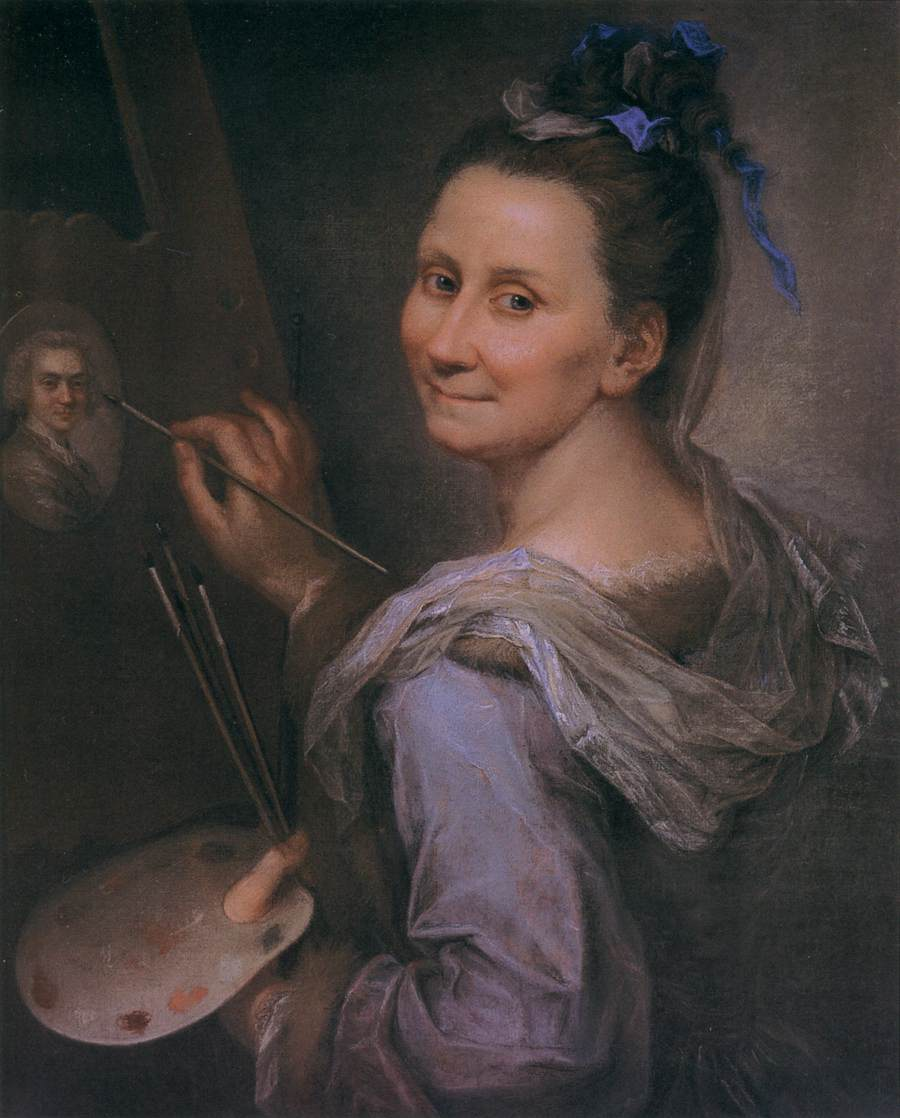
Giovanna Fratellini, c.1720
Lilla Cabot Perry, c.1890
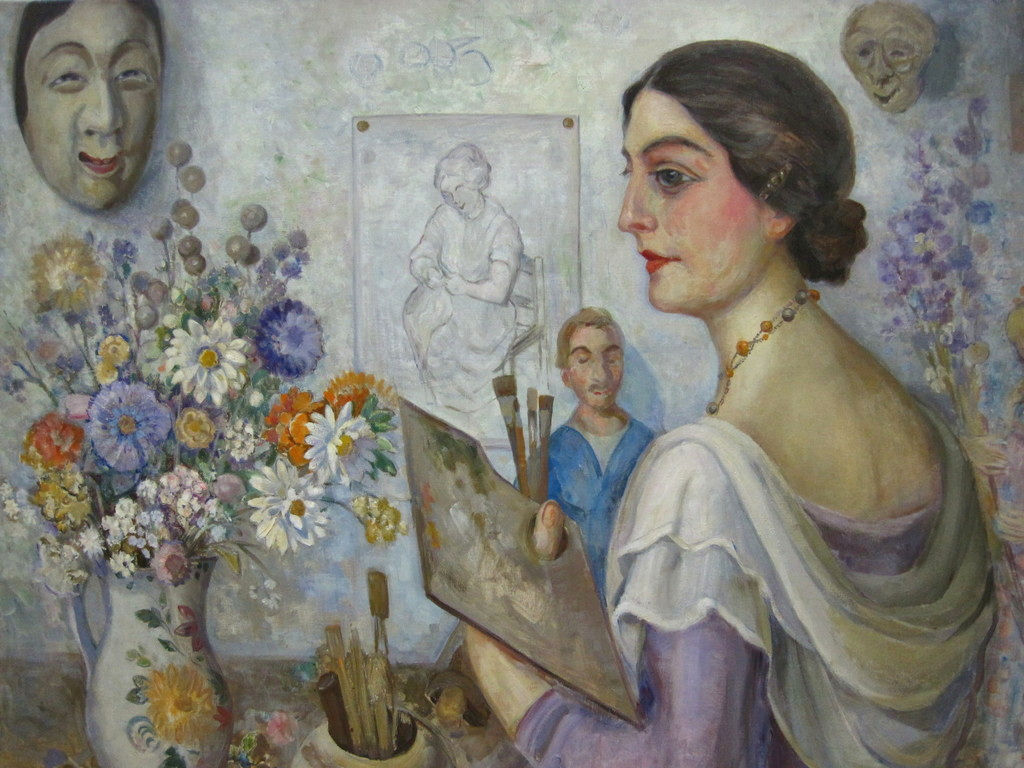
Charlotte Pothuis (nl), c.1900
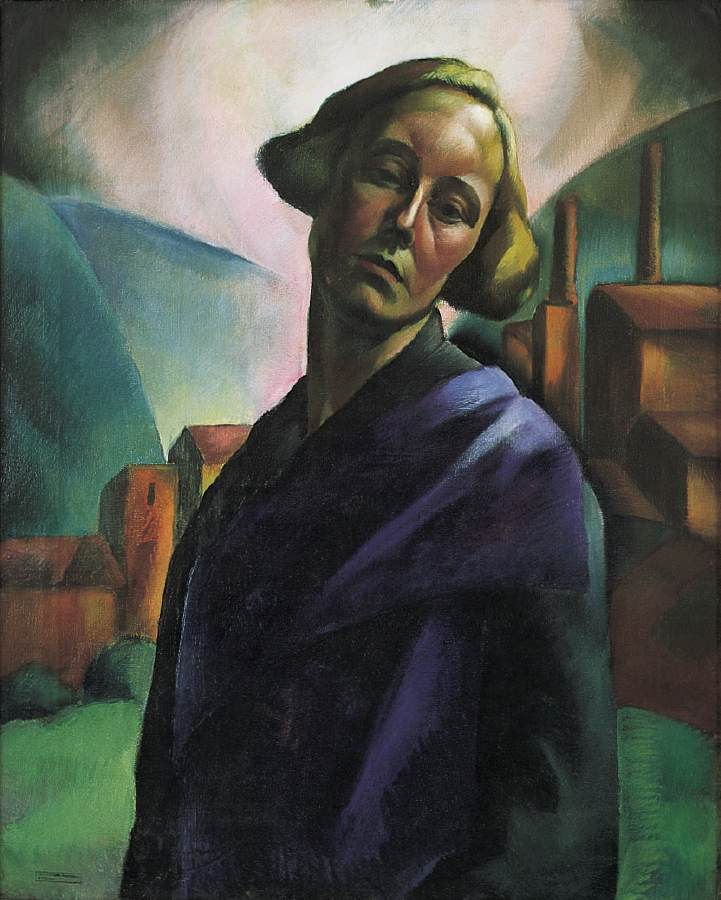
Erzsébet Korb (hu), c.1921
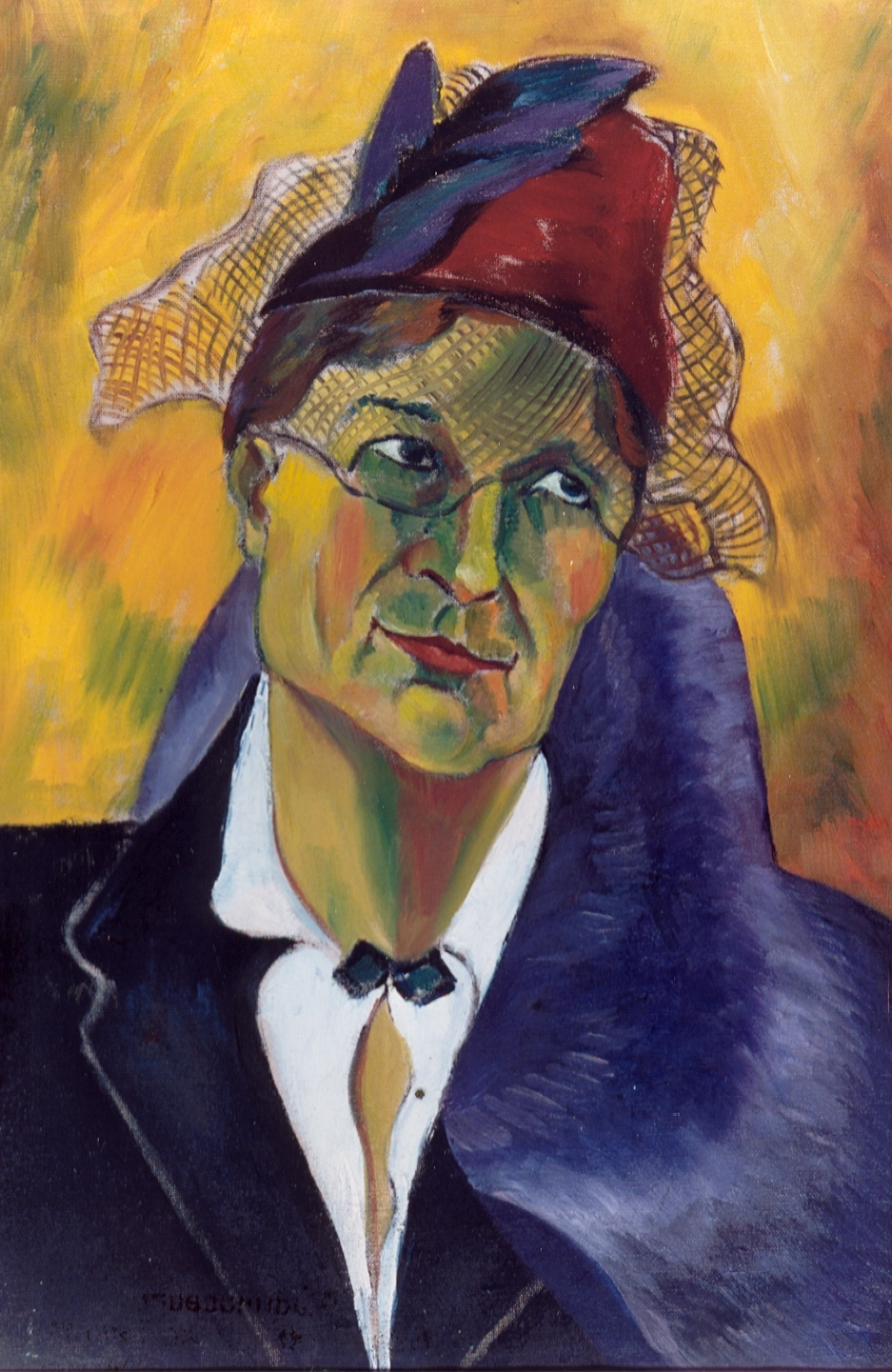
Hanna Bekker vom Rath (de), c.1948

### Rouge
Le rouge est de toutes les couleurs celle qui attire le plus le regard. Sur le plan symbolique, il représente (mais essentiellement pour les hommes) le pouvoir, la puissance et la gloire. C'est aussi une couleur qu'une femme peut porter dans des circonstances où un homme ne le pourrait pas, qui permet par la même occasion « de se rajeunir […], mais peut-être aussi de se faire plus séduisante, plus attirante, pour tout dire plus "sexy" » ; pour les dames de Florence au XIVe siècle, il était un élément indispensable de l'élégance et de la beauté. C'est aussi la couleur de la passion et de l'amour, mystique ou charnel, et celle qui a le plus d'impact sur nos fonctions physiologiques : la sensualité et la séduction lui sont ainsi associées ; « Le rouge est une couleur chargée de sensualité […] Depuis longtemps, il est la couleur de la passion amoureuse. C'est la couleur du sentiment qui brûle comme le feu. C'est la teinte de la séduction et donc du désir. », « Le rouge, c'est l'érotisme, le sexe, la fascination… » (Sonia Rykiel).
Beaucoup de femmes, anonymes ou célèbres, ont été représentées en rouge, et on peut citer en exemple les portraits de Marie-Antoinette et de plusieurs autres aristocrates par Élisabeth Vigée Le Brun. Bien que nombreux, les portraits d'hommes célèbres — princes, papes, Bonaparte, etc. — sont en comparaison moins fréquents ; tout en évitant le rouge cardinal, les autoportraits masculins en rouge ou brun rouge ne sont pas rares aux XVIIe, XVIIIe et première moitié du XIXe siècle. En 1633, Antoine van Dyck réalise son Autoportrait au tournesol, exhibant la lourde chaîne d'or que lui a offerte le roi Charles Ier (cf. Chaîne d'or). Parmi la trentaine d'autoportraits de Joshua Reynolds, seuls quelques-uns sont en rouge, dont celui-ci, où, président de la Royal Academy of Arts, il porte la robe des docteurs de l'université d'Oxford, la même que revêtira Sir Hubert von Herkomer pour son autoportrait de 1907. Ces œuvres sont des autocélébrations de la haute position sociale du peintre, comme l'avait imaginée autrefois Sofonisba Anguissola en se portraiturant en velours rouge et plus grande que nature sous le pinceau fictif de son premier professeur Bernardino Campi (cf. Tableau dans le tableau). Les autres autoportraits féminins en rouge n'ont pas une telle ambition ; ou alors est-ce peut-être, comme l'exprime Louise Bourgeois, l'expression d'« une affirmation à n'importe quel prix, sans se soucier des dangers du combat, de contradiction, d'agression. ». Il est plutôt vraisemblable que les artistes emploient cette couleur parce qu'elles l'aiment et qu'elle leur va bien, sans pour autant négliger la visibilité, la puissance et surtout la séduction qui lui sont attachées. Au temps de Lavinia Fontana à Bologne, porter une belle robe rouge, comme celle d'un de ses autoportraits à 25 ans, indiquait que la jeune fille était prête au mariage ; Frida Kahlo a repris cette tradition de la Renaissance dans son Autoportrait à la robe de velours de 1926 dédié à Alejandro Gómez Arias (es), qu'elle espérait encore épouser.
Le rouge est cependant une couleur dont les autoportraitistes n'abusent pas : il ne concerne parfois qu'un accessoire ou une partie du vêtement, et parmi les femmes qui ont fait des séries d'autoportraits, il n'y a généralement pas plus d'un exemple en rouge. Les autoportraits successifs d'Élisabeth Vigée Le Brun montrent une gradation, partant d'un pastel avec un peu de rose à 16 ans jusqu'à un dernier autoportrait tout en rouge à 53 ans.

Élisabeth Vigée Le Brun
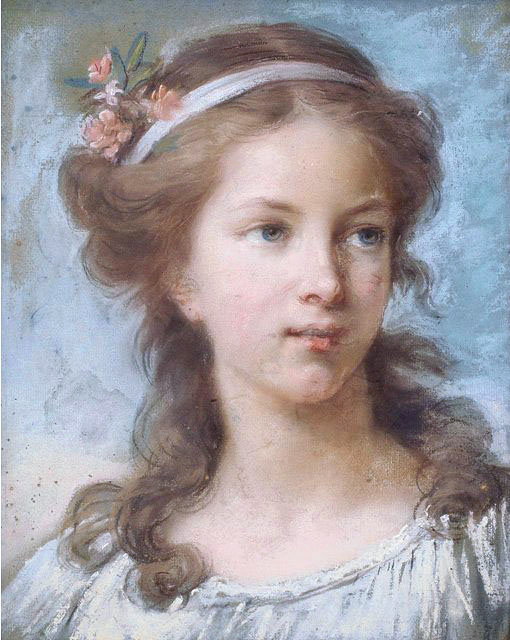
1771
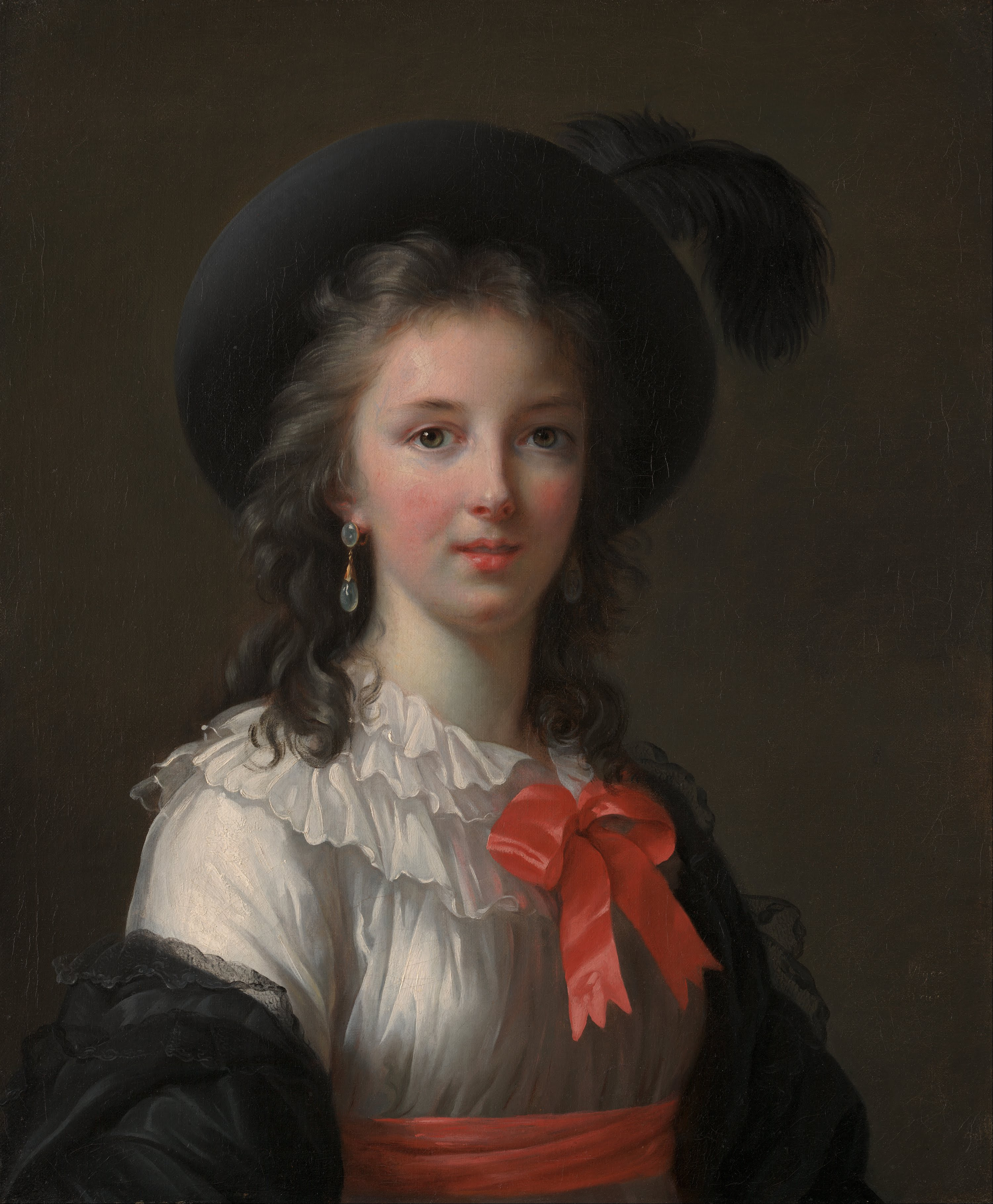
1781
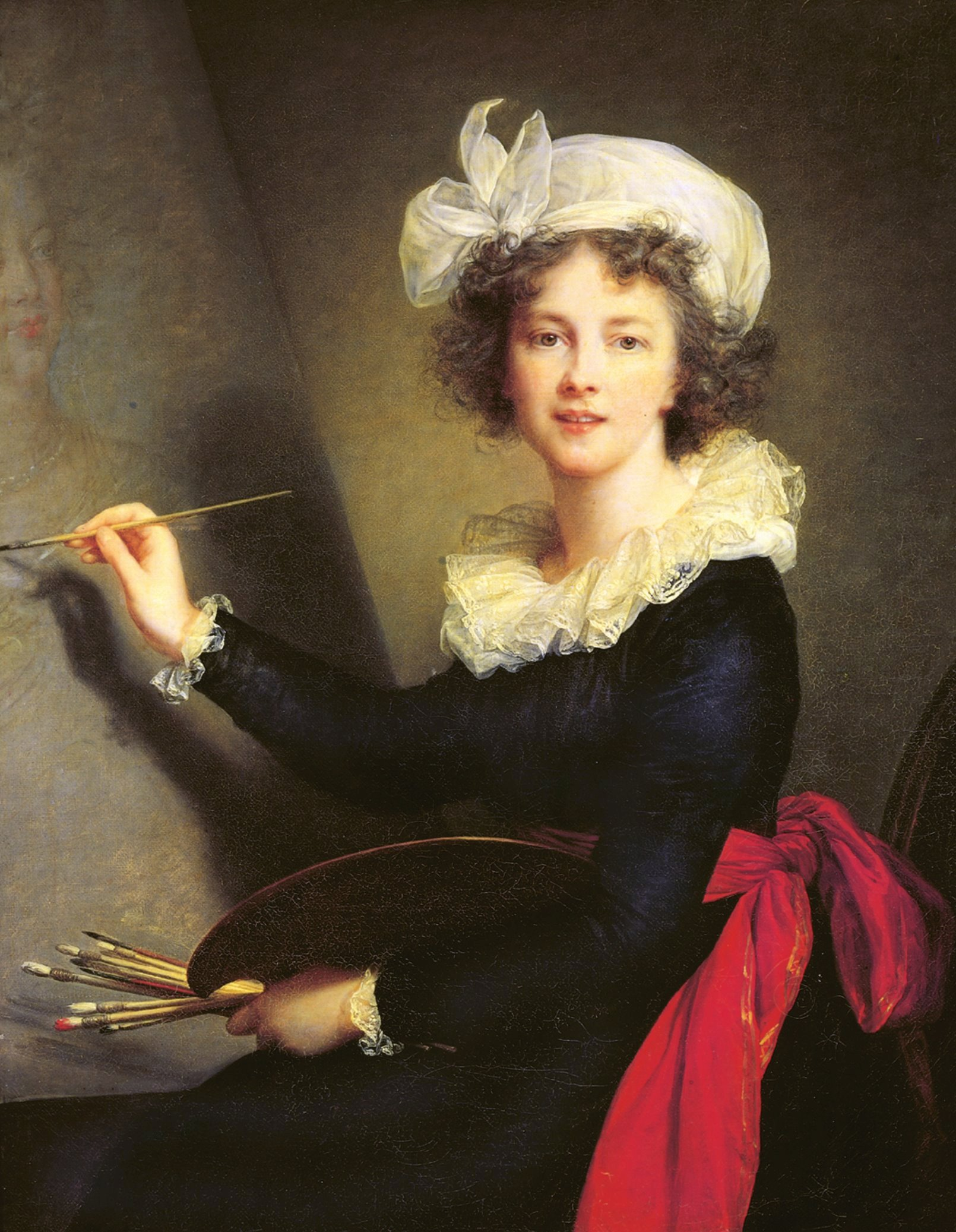
1790
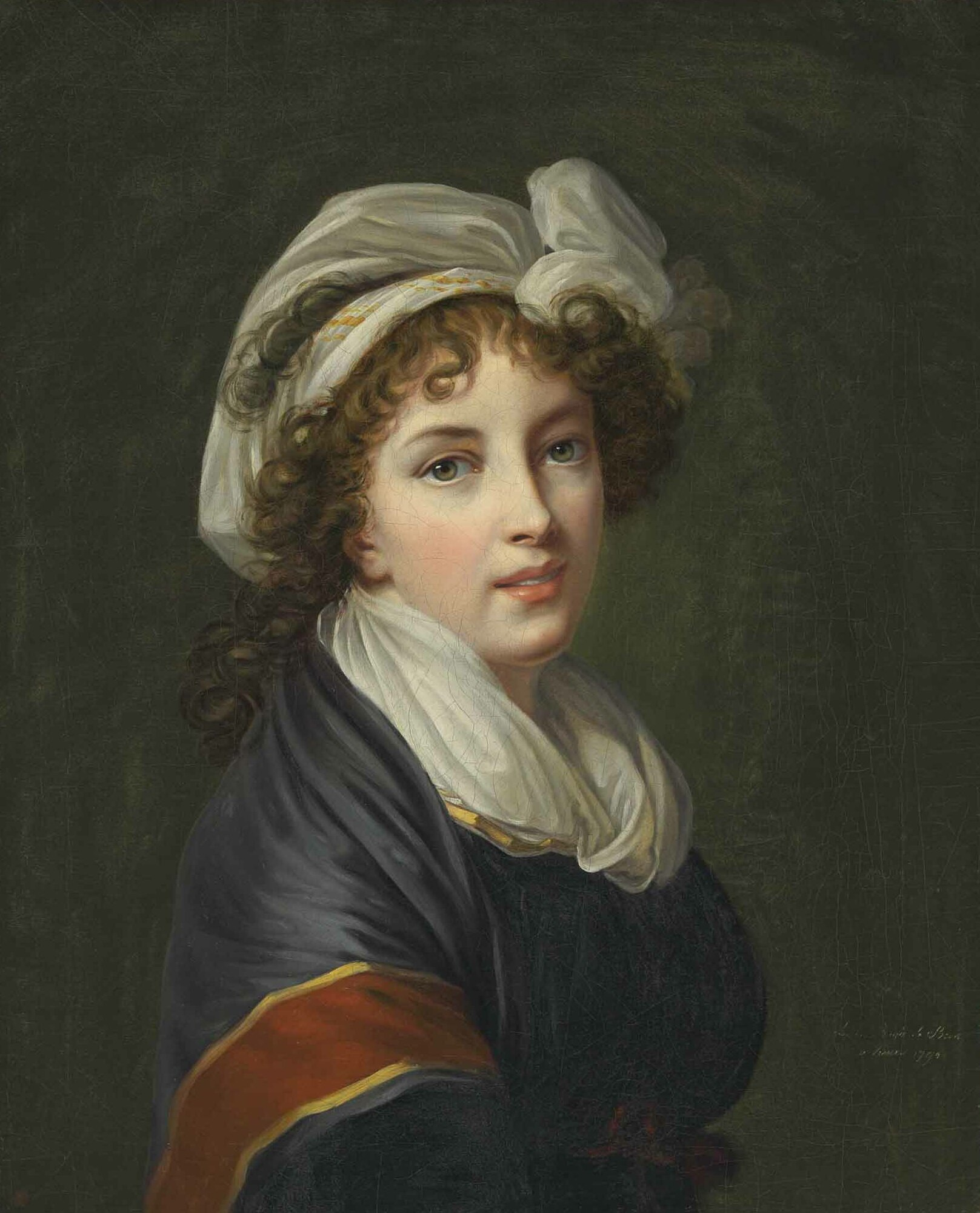
1794
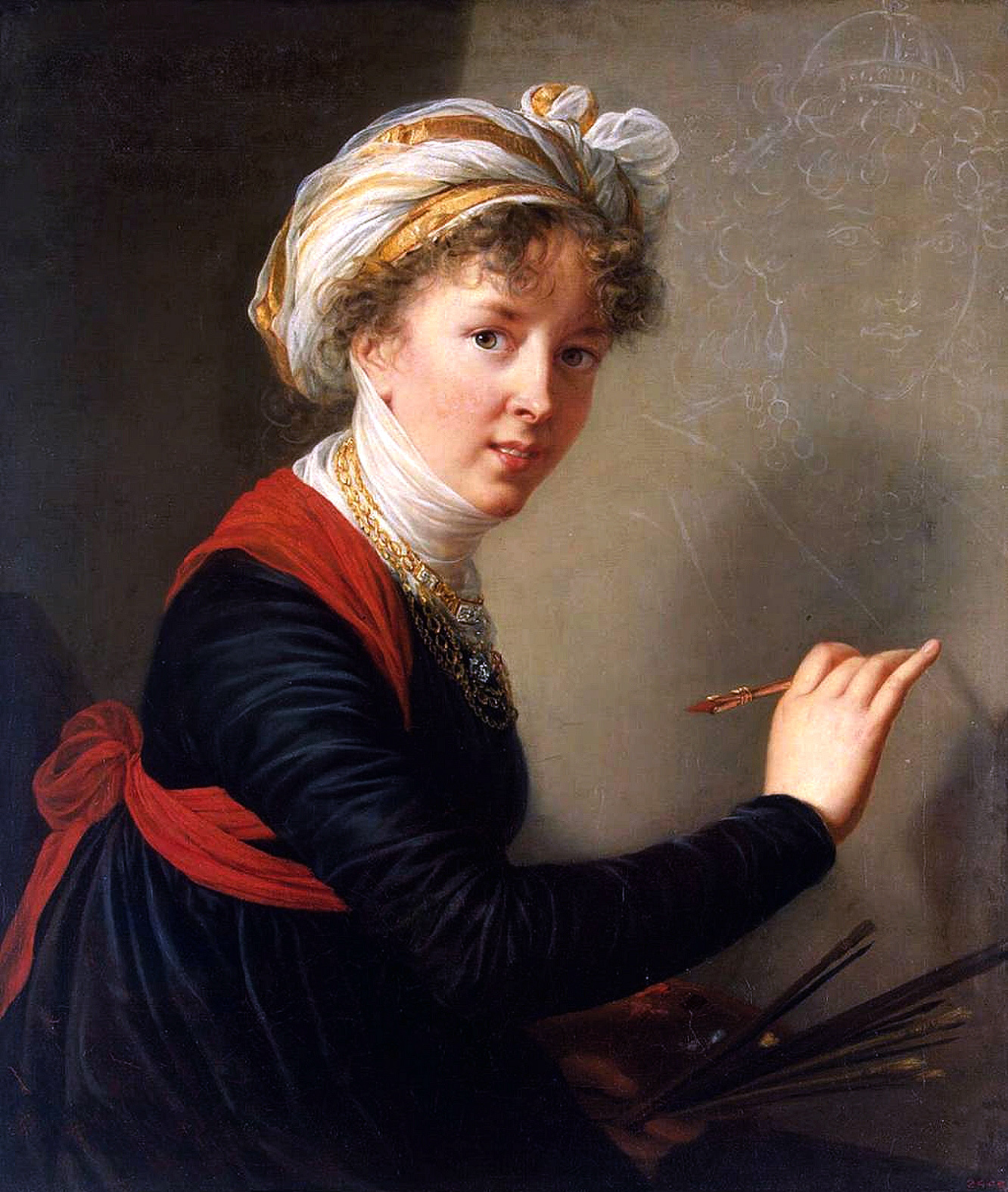
1800
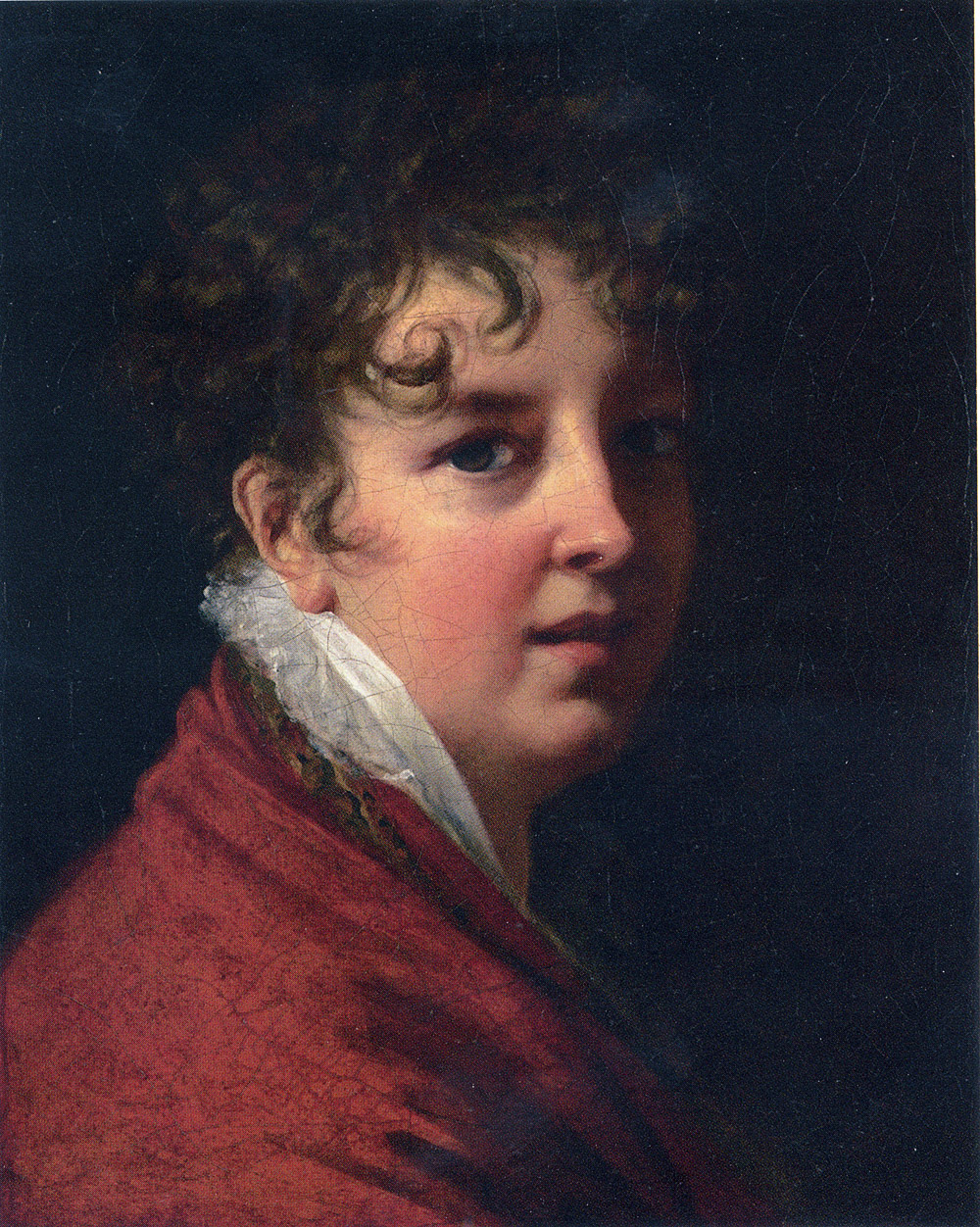
1808

Beaucoup d'autres artistes ont réalisé des autoportraits en rouge, dont Rosalba Carriera, Angelica Kauffmann dans les années 1770, Anna Dorothea Therbusch dans le premier autoportrait (1776) où elle montre son monocle (cf. Lunettes, pince-nez et monocle), Isabelle Pinson (1823), Adèle Kindt, la jeune Sarah Miriam Peale à 18 ans, Louise Jopling (Self portrait no 2 in Red, 1875-78), Elin Danielson-Gambogi, Olga Boznańska, Suzanne Valadon, Anna Gildemeester (1867-1945), Juana Romani (Tizianella), Marguerite Burnat-Provins (c.1900), Louise Fraenkel-Hahn (c.1910), Gwen John deux fois, Florine Stettheimer (Portrait of Myself, 1923), María Blanchard (1921), Tarsila do Amaral (Manteau rouge, 1923), Lady Muriel Wheeler (1888-1979) en 1933 (cf. Mari), Élisabeth Chaplin toute jeune en 1904, portant un châle rouge en 1912, à Florence en 1953, Pān Yuliang (Autoportrait en rouge, 1940 et 1945), Gladys Rockmore Davis (1942), Giuliana Caporali (it) (1955), Rita Angus (1968), Eteri Chkadua (In Red, 1997), Chantal Joffe (en) (dans la série Night Self-Portrait, 2014), Patricia Watwood (en) (Self Portrait in Red, 2015). Parmi ses autoportraits en aristocrates versaillaises avec pouf des années 1770, Stephen O'Donnell (né en 1958) se montre plusieurs fois en robe rouge : La Passagère (2011), Les Perruches et Le petit gris (2012). La profession est évoquée par la présence des outils du peintre ou par l'action de peindre, avec Clara Peeters, Mary Beale, Anna Rosina de Gasc, Sophie Reinhard, Henriette Lorimier (1807), Louise Jopling (Self portrait no 4, 1888), Milly Childers (en), Lluïsa Vidal i Puig, Cecilia Beaux, Bess Norriss (en) (c.1910), Laura Knight (Autoportrait avec modèle nue (en), 1913), Katherine Barker Fussel (en) (1915), Zinaïda Serebriakova en 1921, Alice Endresz (hu) (1928), Fridel Dethleffs-Edelmann (de) (Selbst im roten Kleid, 1929), Amrita Sher-Gil en 1930, Sylvia Sleigh (The Red Dress, 1952), Rita Angus (1966), Rachel Constantine (en) (The Work Day, 2005), Elena Arcangeli, née en 1972, Tsering Hannaford (en) (Self-portrait after Allegory of Painting, 2020)...
Pour Frida Kahlo, après l'amour et la séduction de sa vingtième année dans son Autoportrait à la robe de velours, (1926), et avant le communisme du dernier autoportrait avec Staline, le rouge est surtout la couleur du sang et de la souffrance, et il apparait souvent dans ses autoportraits des dix dernières années.

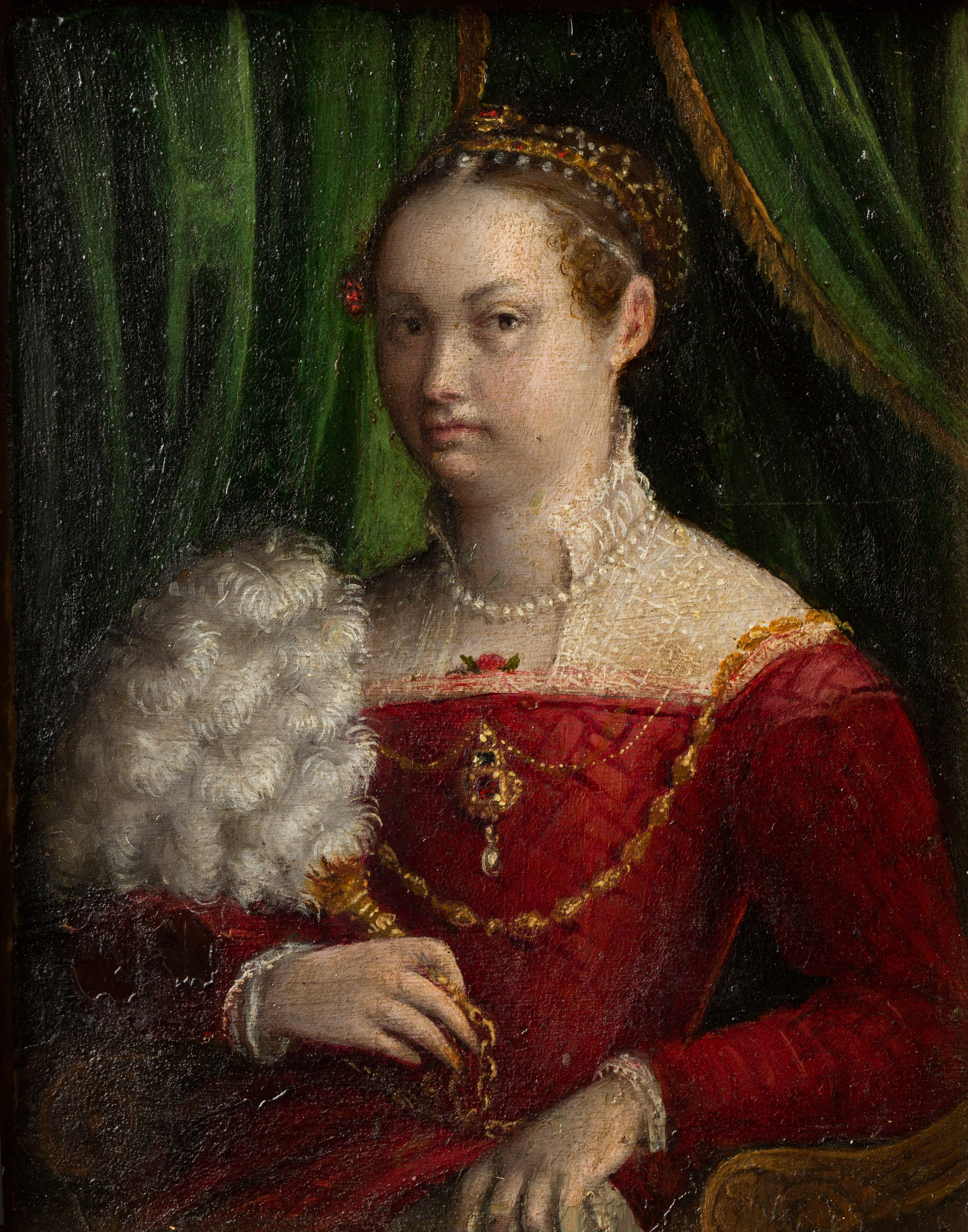
Lavinia Fontana
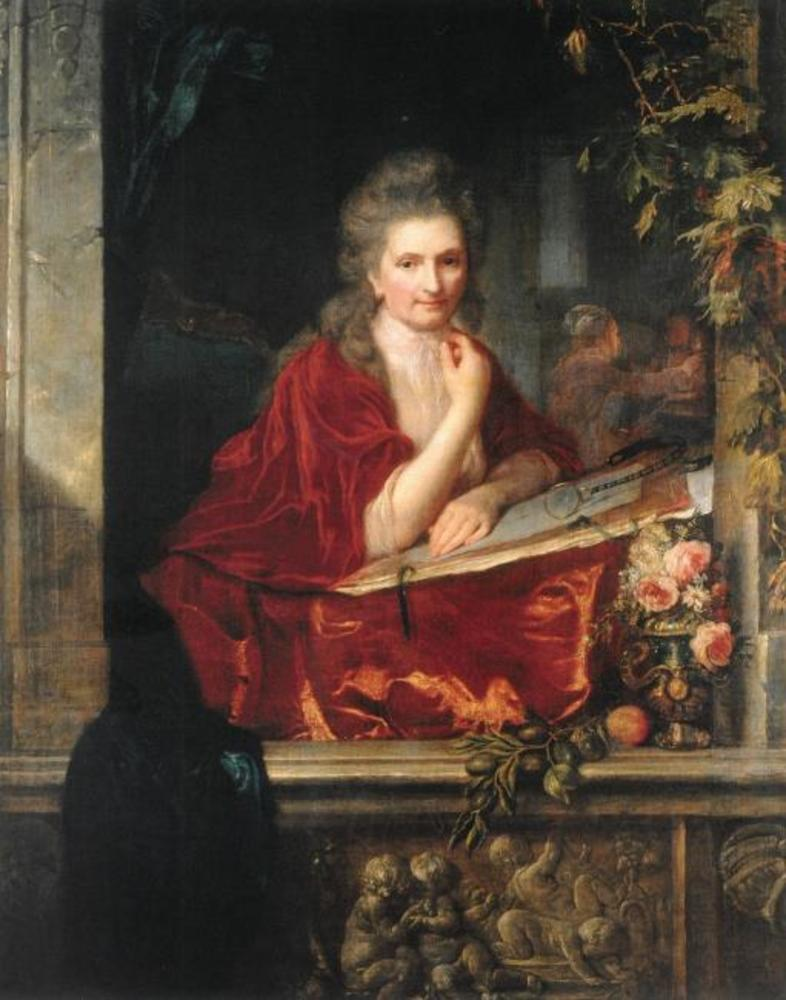
Anna Dorothea Therbusch, 1776
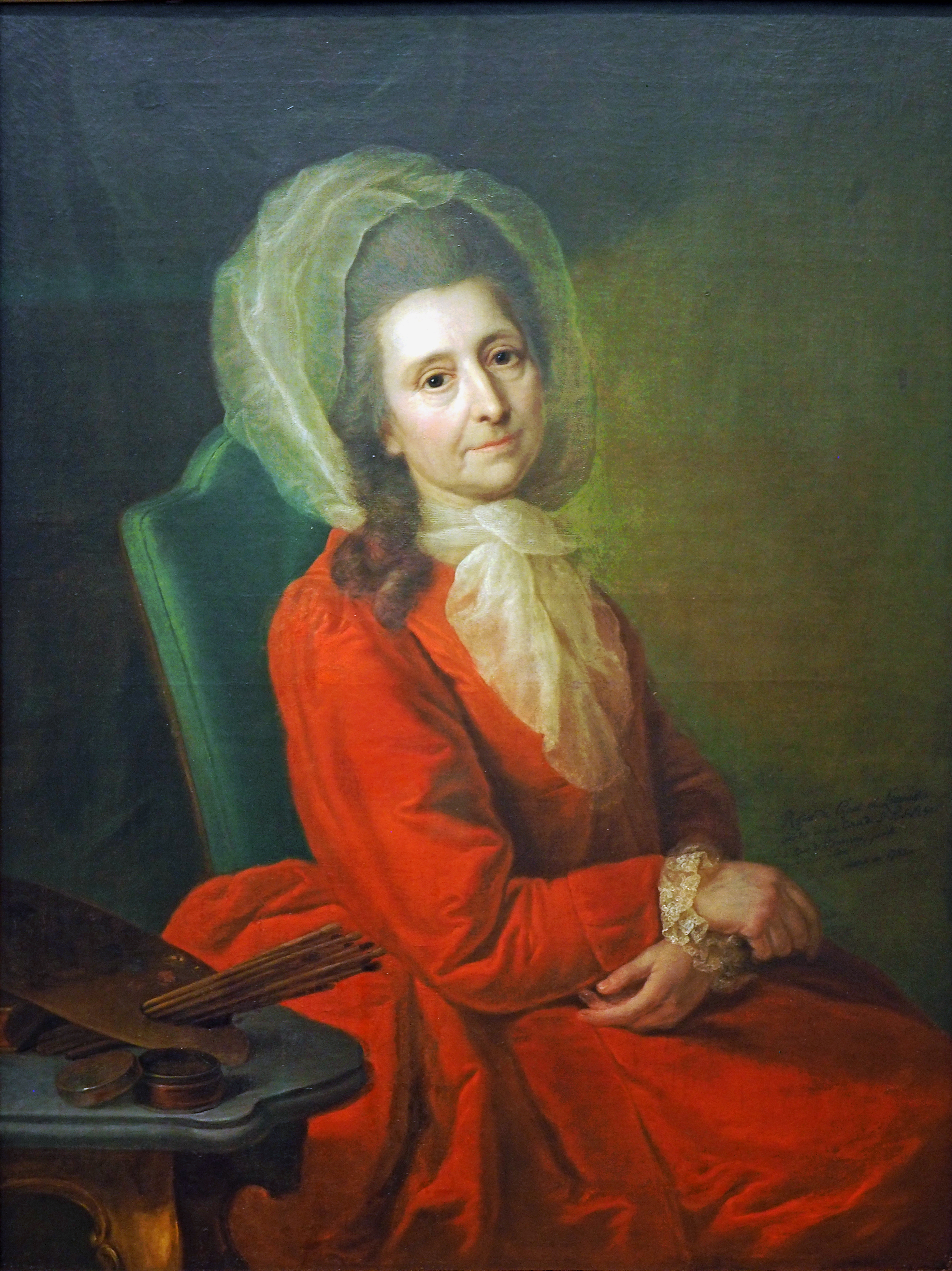
Anna Rosina de Gasc, 1782
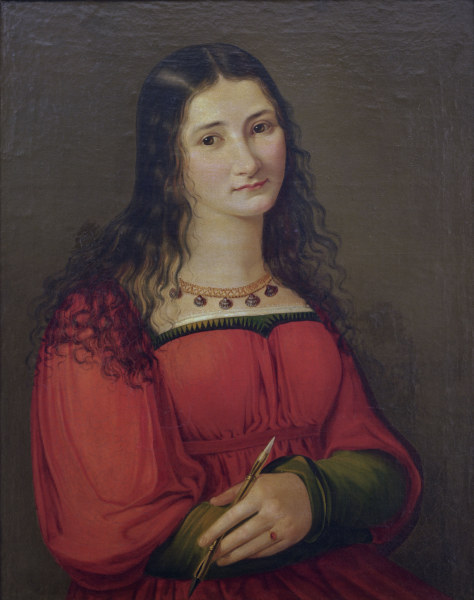
Sophie Reinhard, 1812
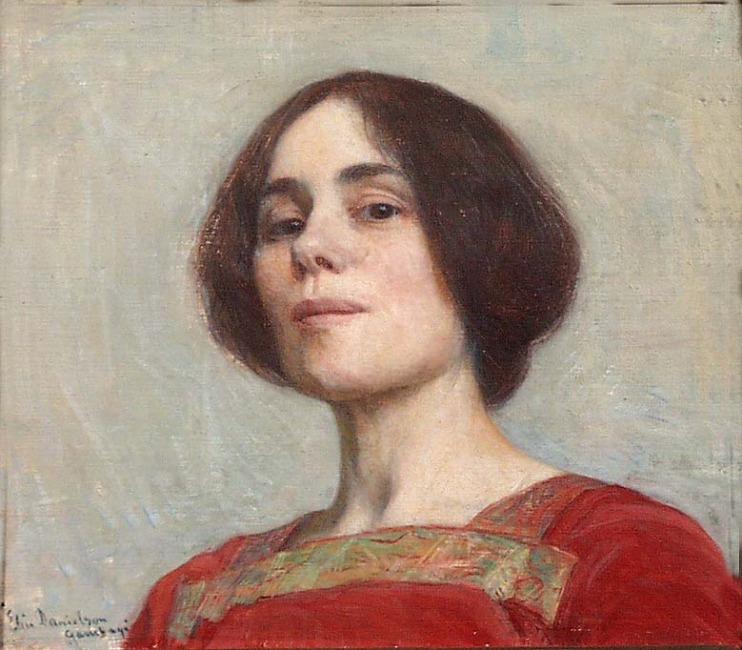
Elin Danielson-Gambogi, 1903
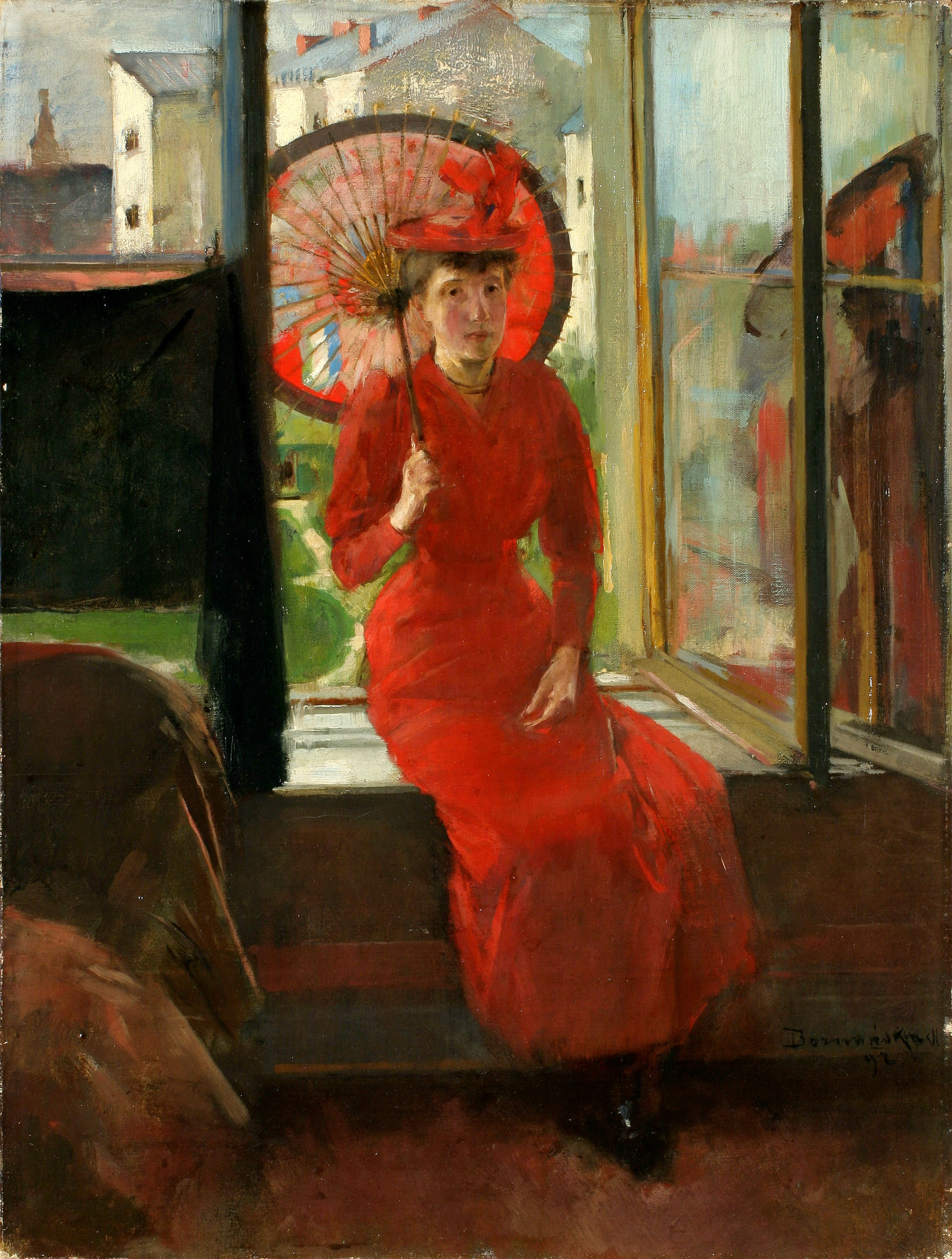
Olga Boznańska, 1892

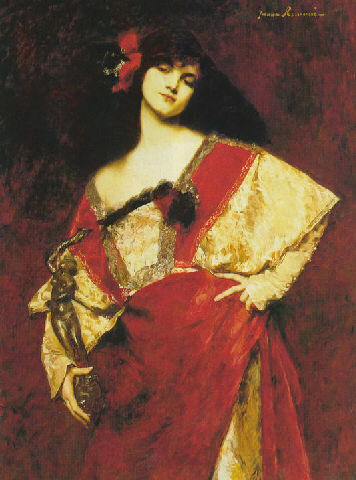
Juana Romani, 1892
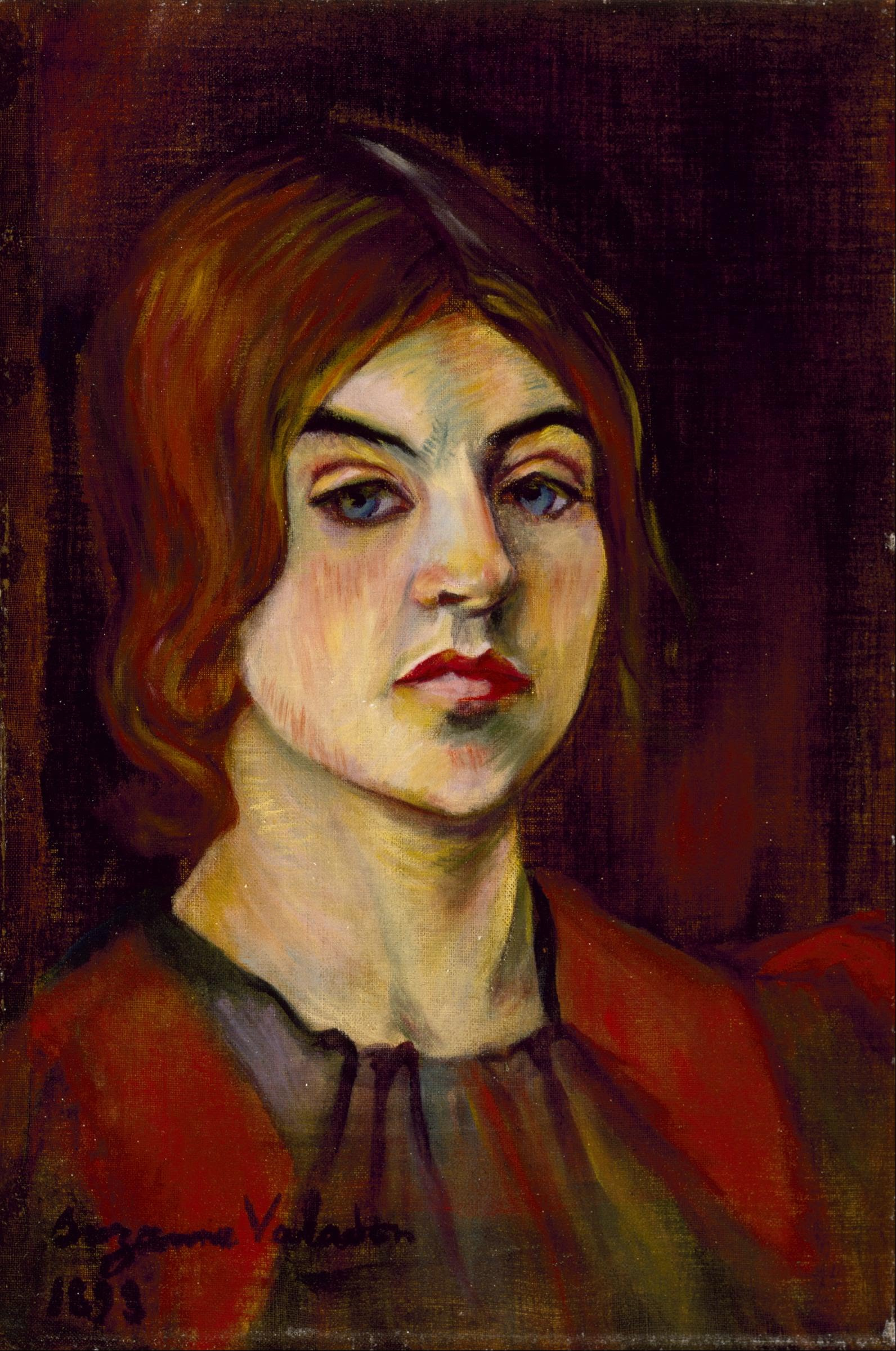
Suzanne Valadon, 1893
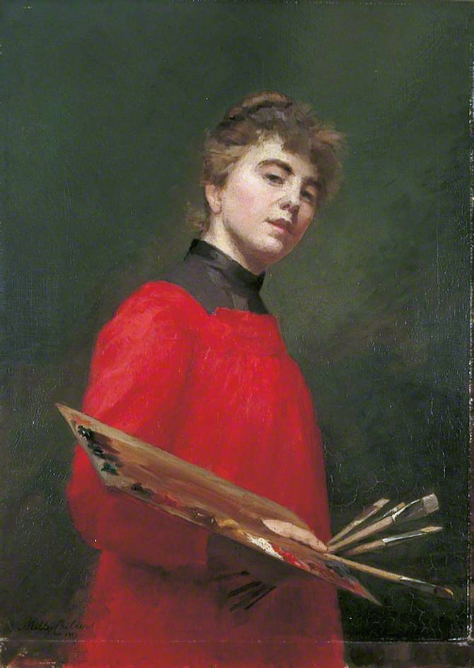
Milly Childers, 1889
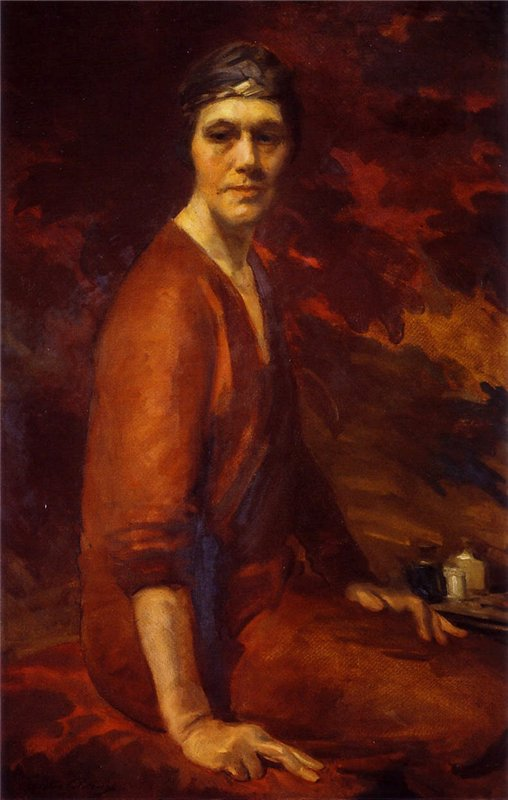
Cecilia Beaux, 1890
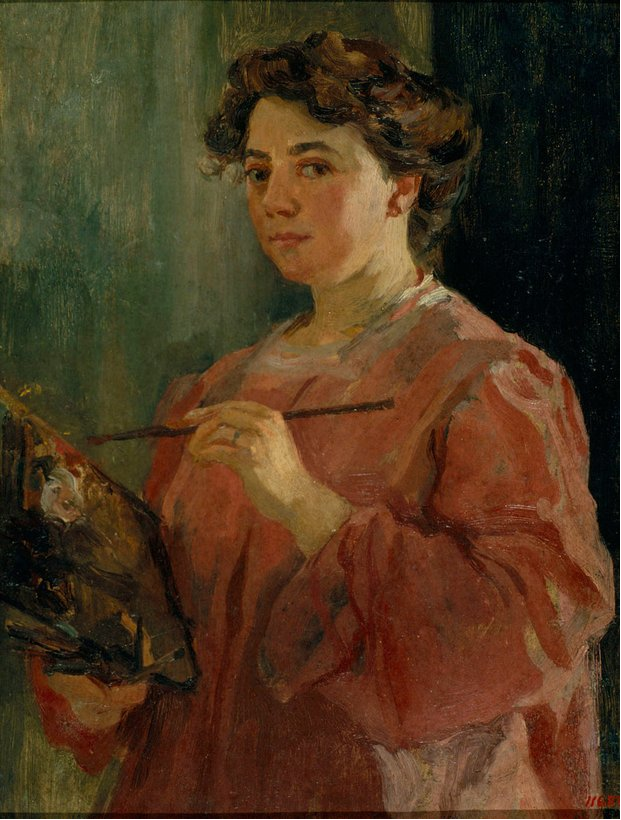
Lluïsa Vidal, c.1899
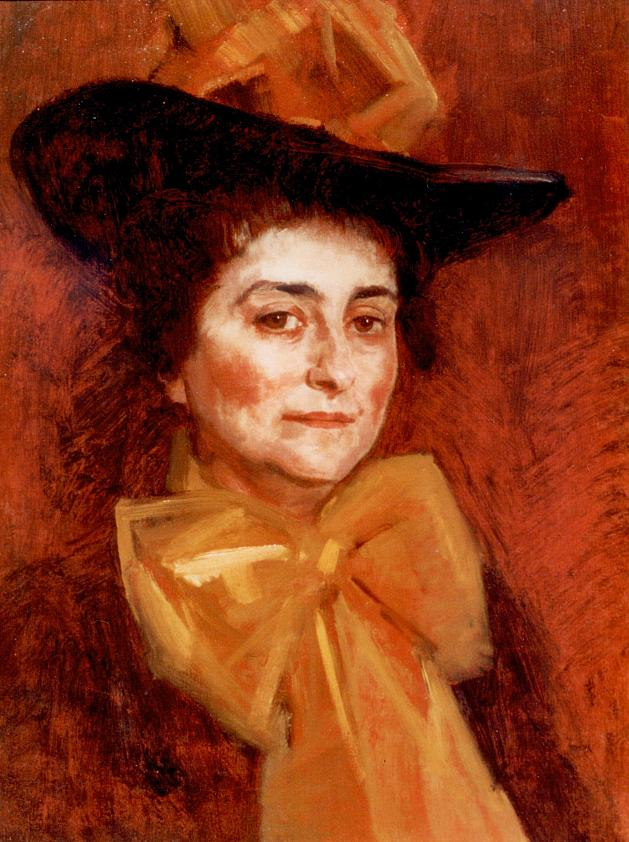
Anna Gildemeester, 1900
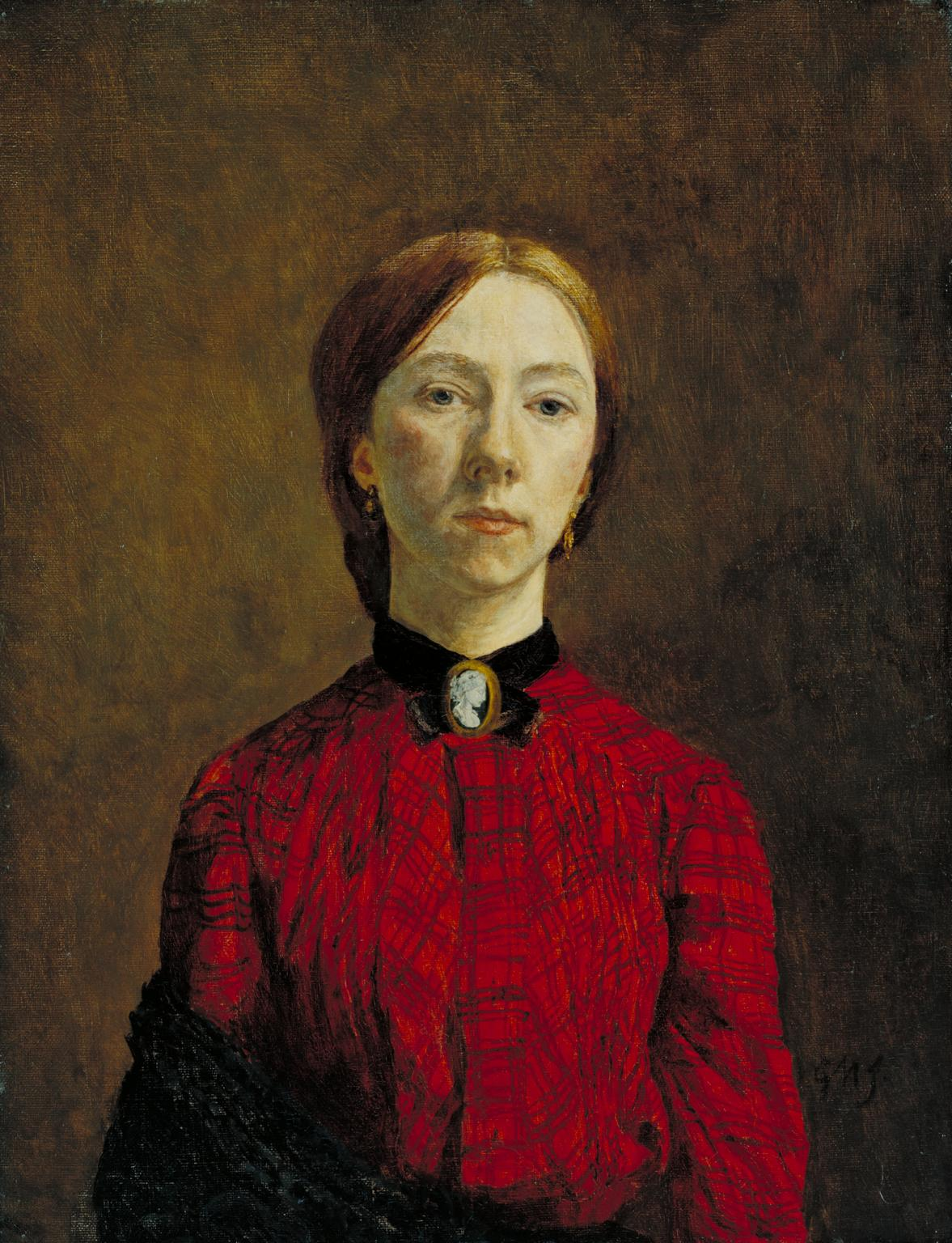
Gwen John, 1902

### Noir
La Réforme condamne le pourpre et l'écarlate, couleurs de la grande prostituée de Babylone. Le rouge et toutes les couleurs vives ou trop voyantes sont rejetées par les luthériens, les calvinistes et les anglicans rigoristes au profit du noir, du gris et du brun ; même ayant connu Paris ou l'Italie, les femmes peintres des pays nordiques, notamment Helene Schjerfbeck, se représentent le plus souvent de façon très austère, avec juste une touche de blanc immaculé pour les cols.

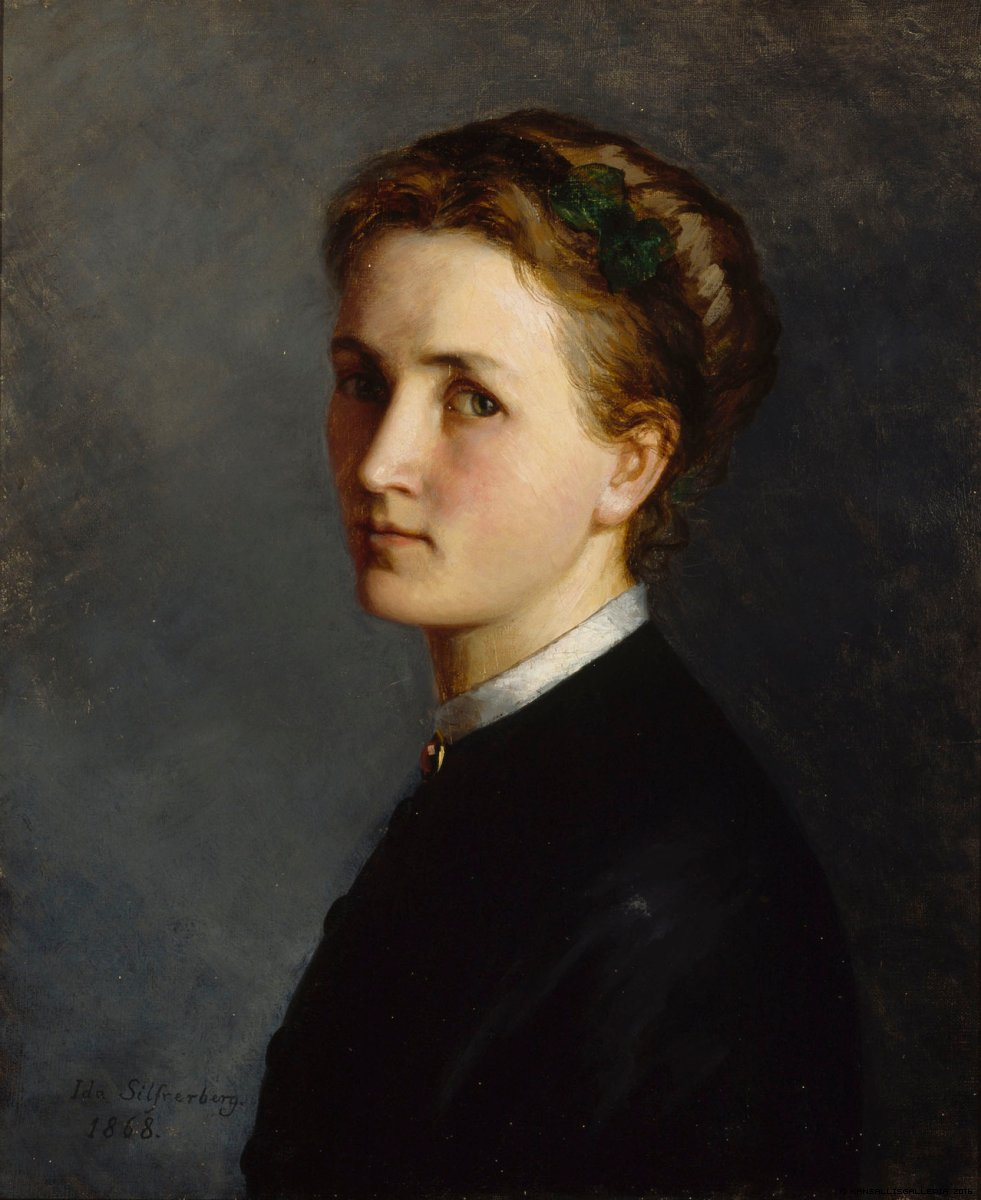
Ida Silfverberg 1868
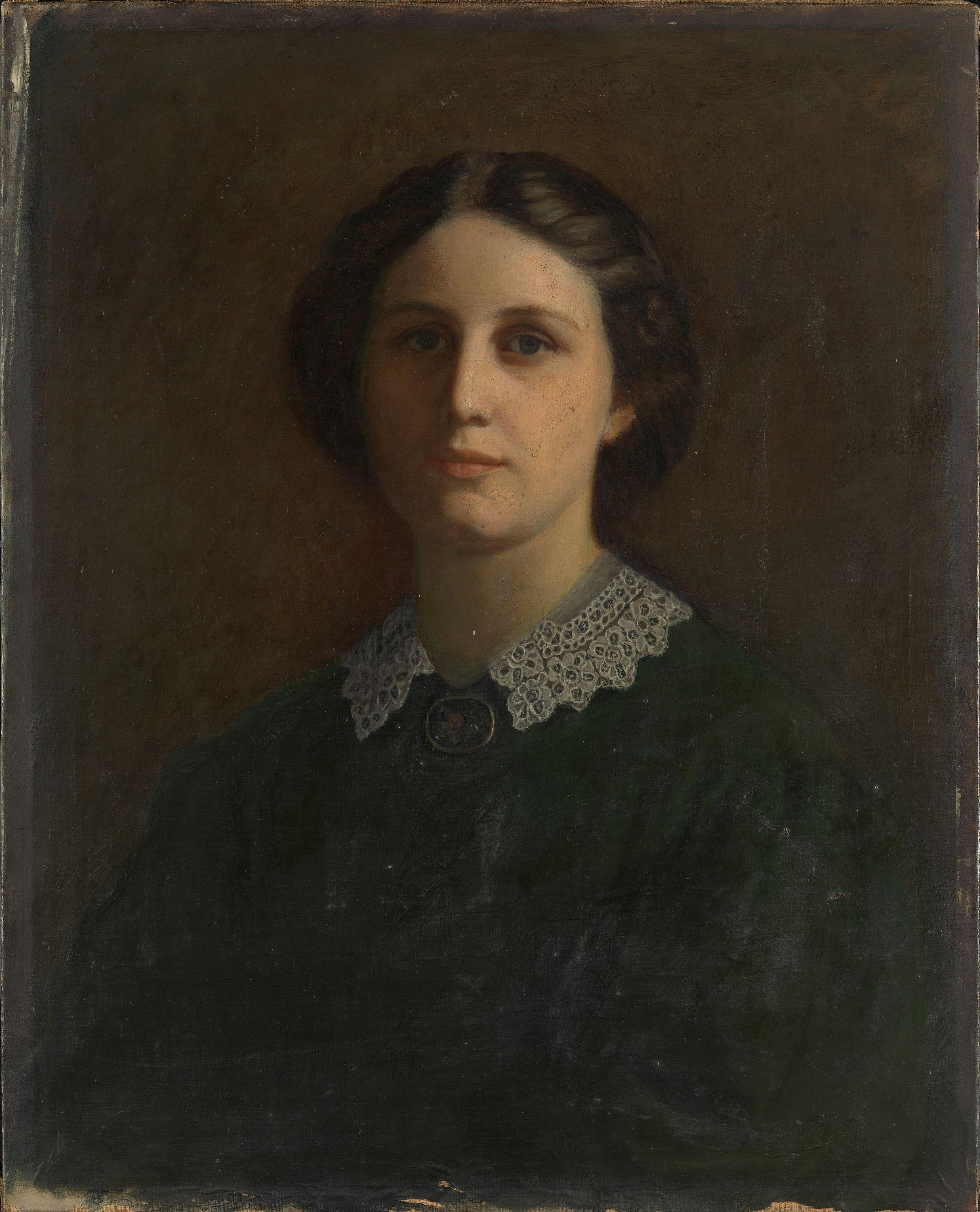
Sofie Ribbing (en) c.1870
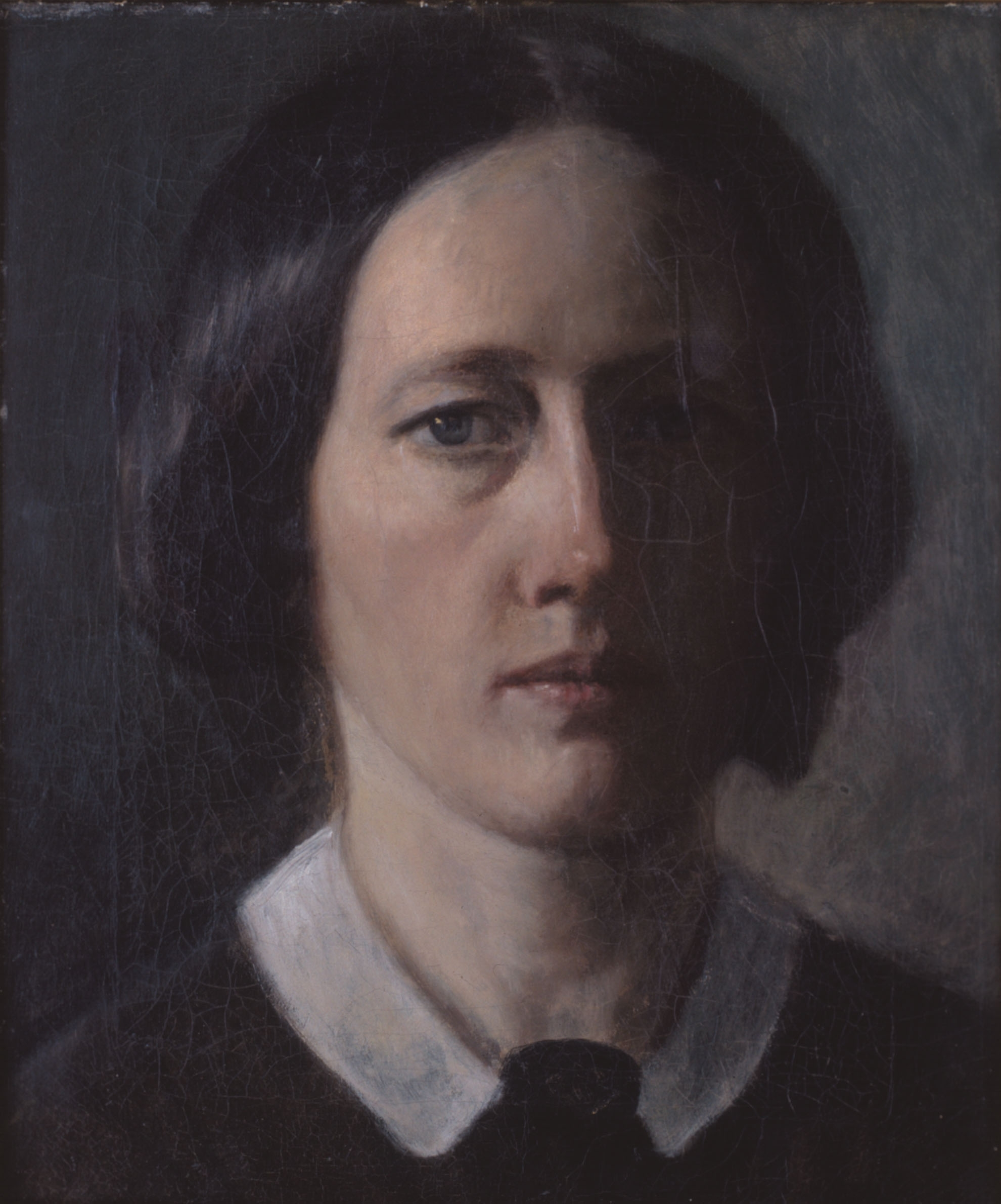
Christiane Schreiber (en) c.1870
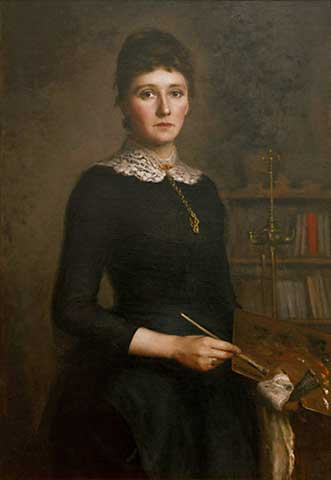
Ludovica Thornam (en), 1885
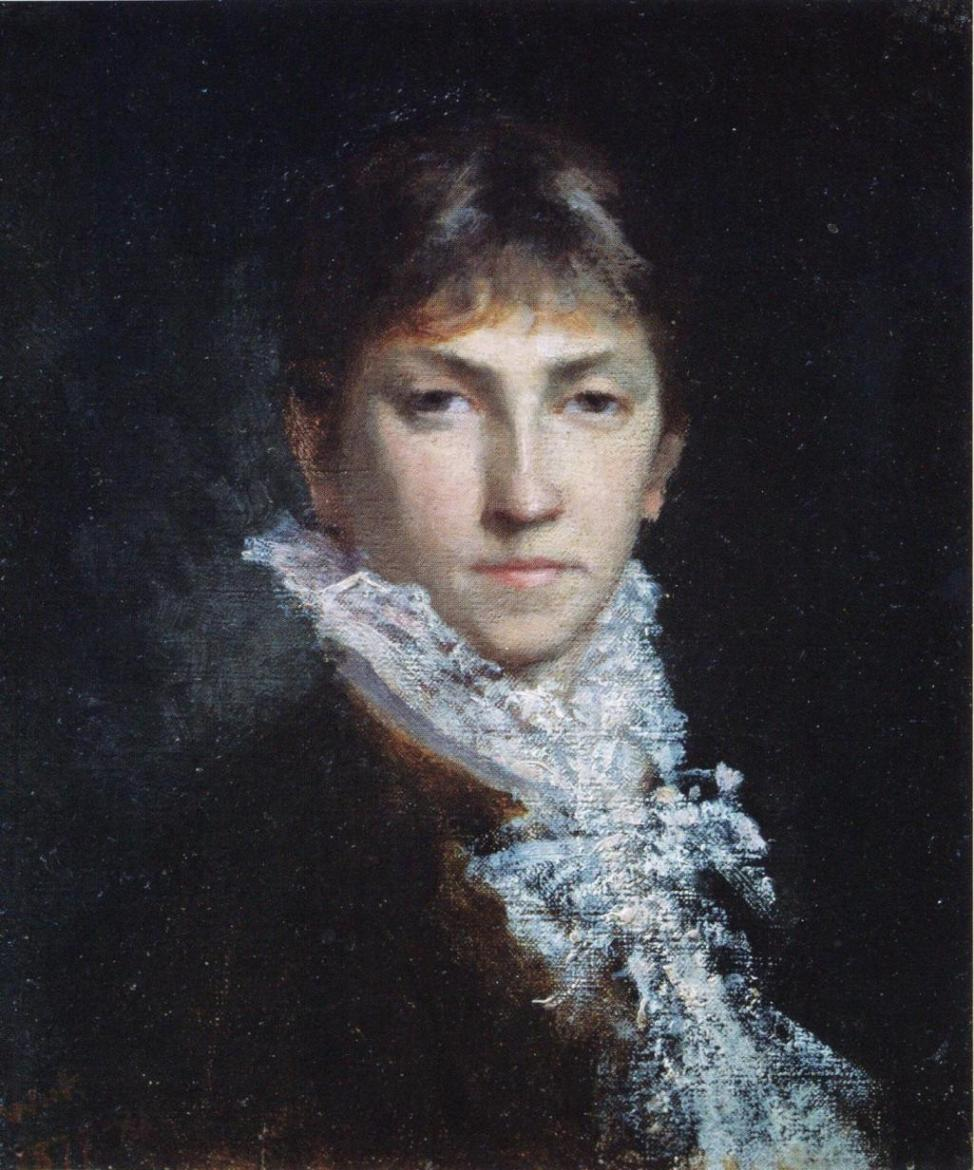
Maria Wiik c.1881
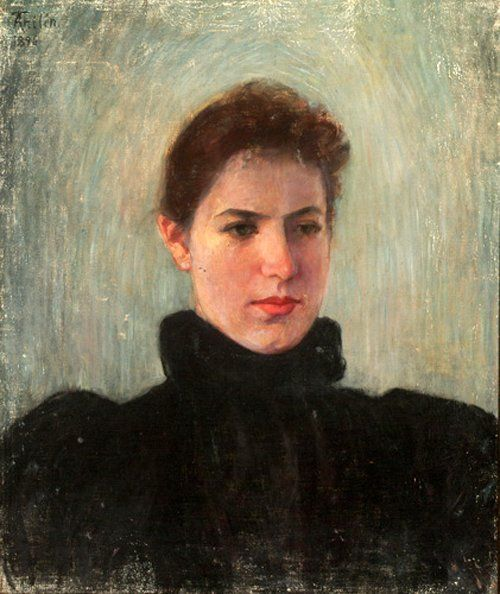
Ada Thilén 1896
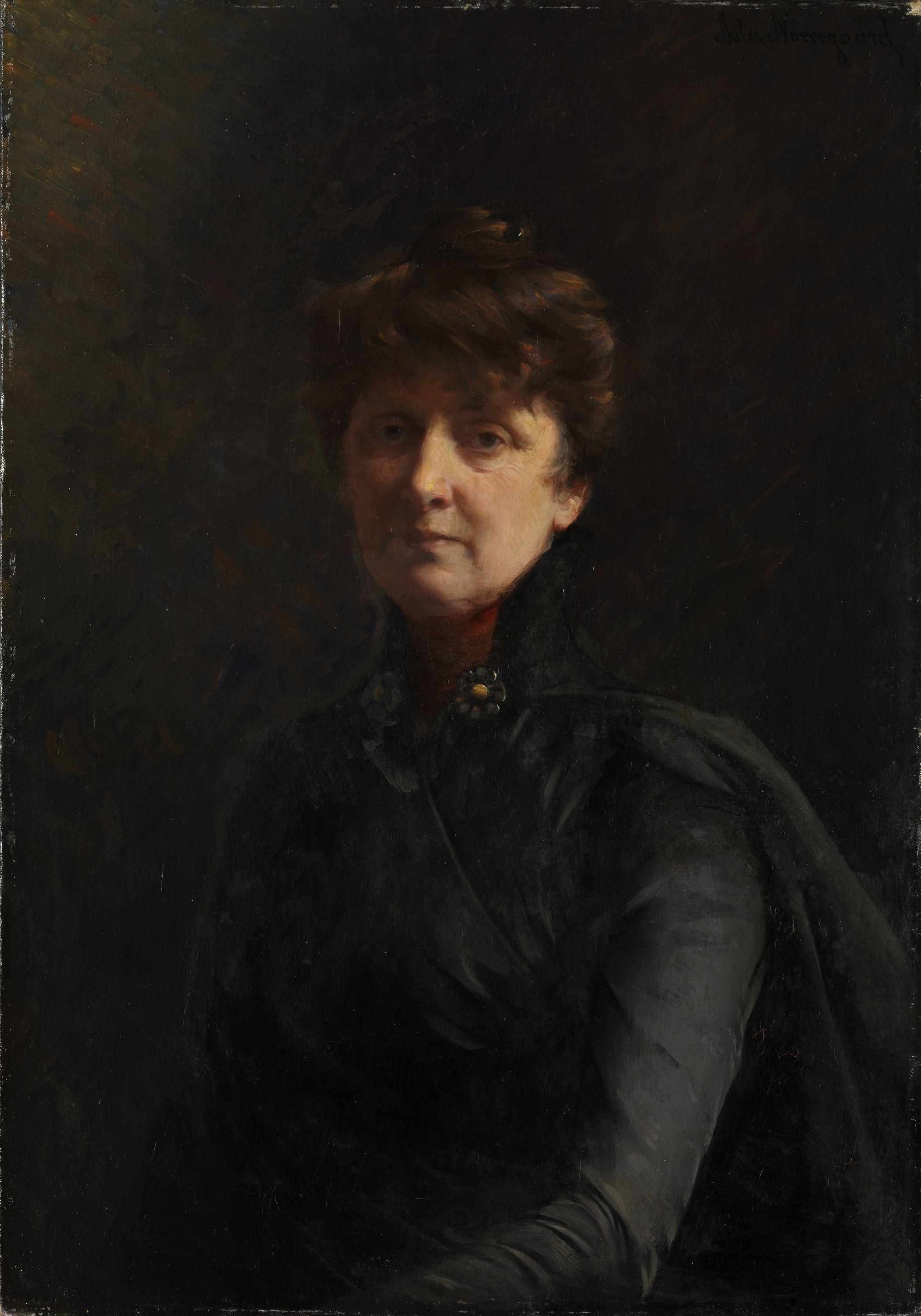
Asta Nørregaard (en) 1911

La mode est au noir sous le règne de Philippe II et au temps de l'Inquisition espagnole, et, comme la plupart des hauts personnages dont elle fait le portrait, Sofonisba Anguissola porte du noir. Le noir de l'étiquette de la cour espagnole va s'imposer à toute l'Europe jusqu'au milieu du XVIIe siècle, continuant à se porter ensuite indépendamment de toute considération religieuse ou sociale, par exemple chez Vigée Le Brun (1790 et 1800), Marie Ellenrieder (1818 et 1819), Adèle Ferrand, Ángeles Santos Torroella (1928), Else Berg (Autoportrait avec pinceaux, c.1929), Fan Tchunpi (en) (1937) et Pān Yuliang (1939, 1940 et 1943) en qipao noir, Marie-Louise von Motesiczky en robe de cocktail (Self-portrait in black, 1959), et beaucoup d'autres, loin cependant d'en faire une couleur spécifique de l'autoportrait féminin.

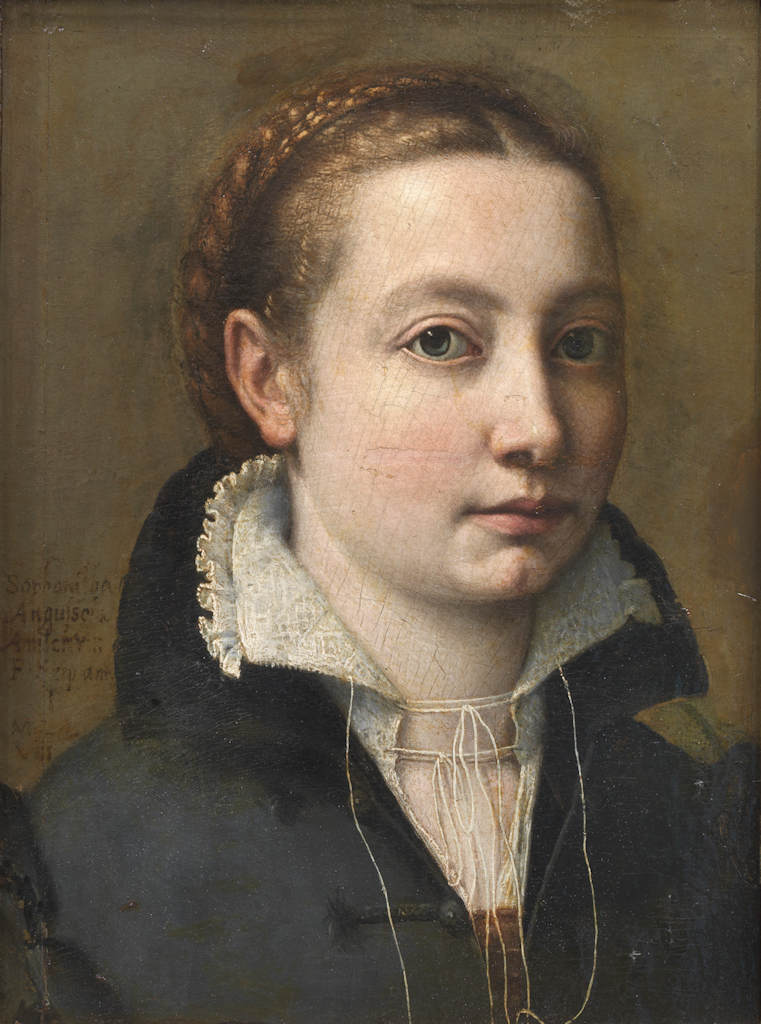
Sofonisba Anguissola 1558
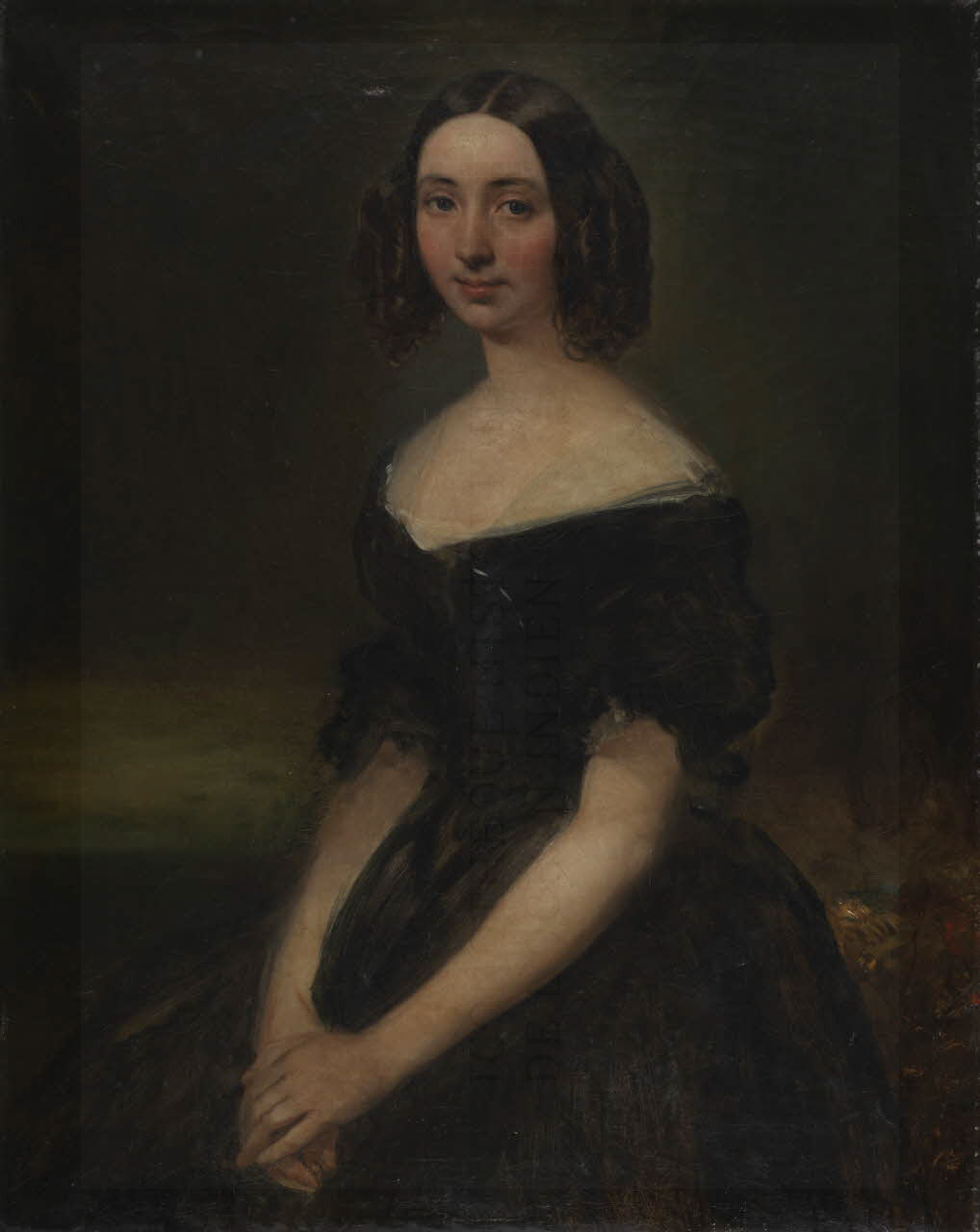
Adèle Ferrand c.1840
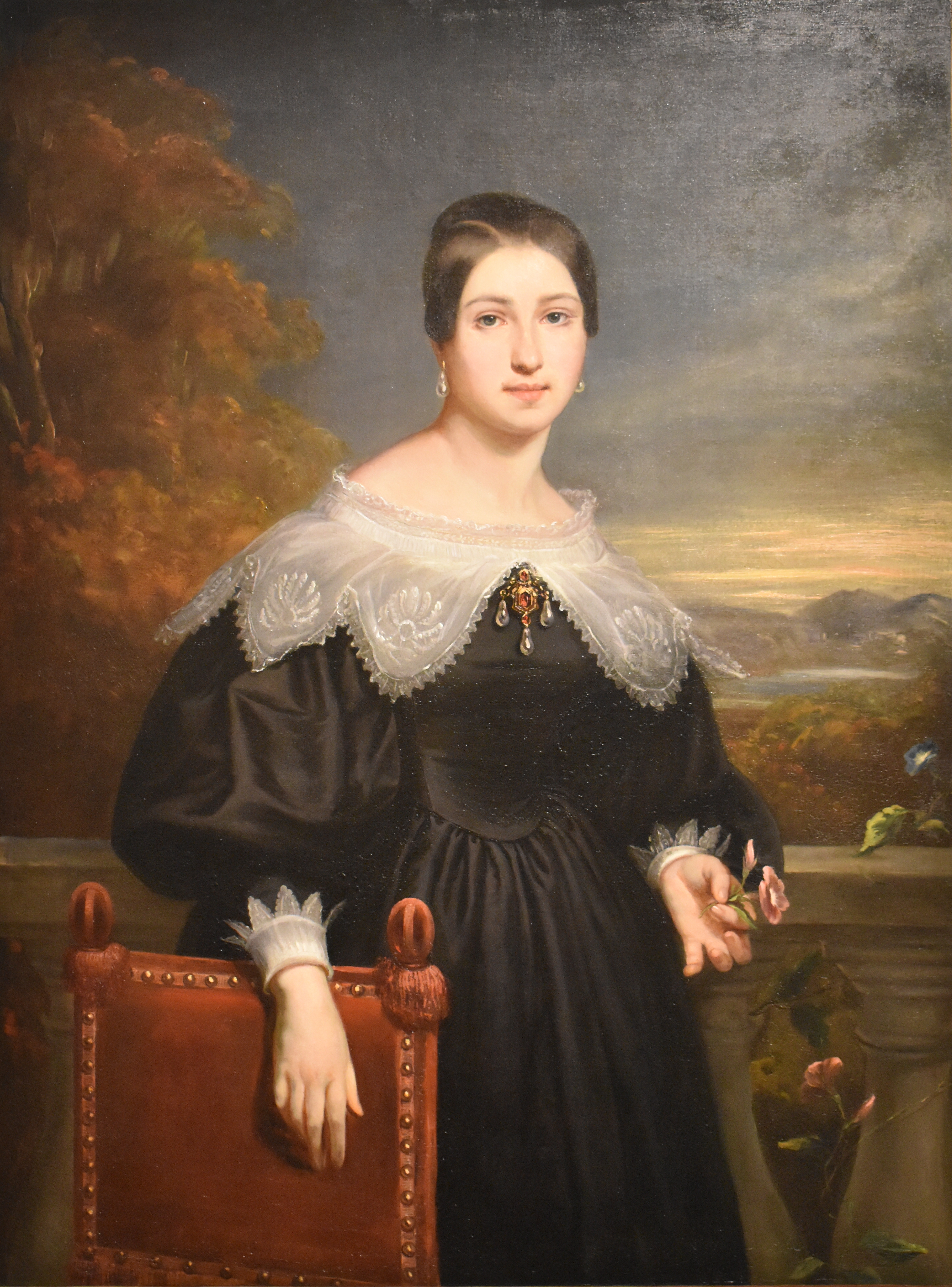
Adélaïde-Élisa de Chénier
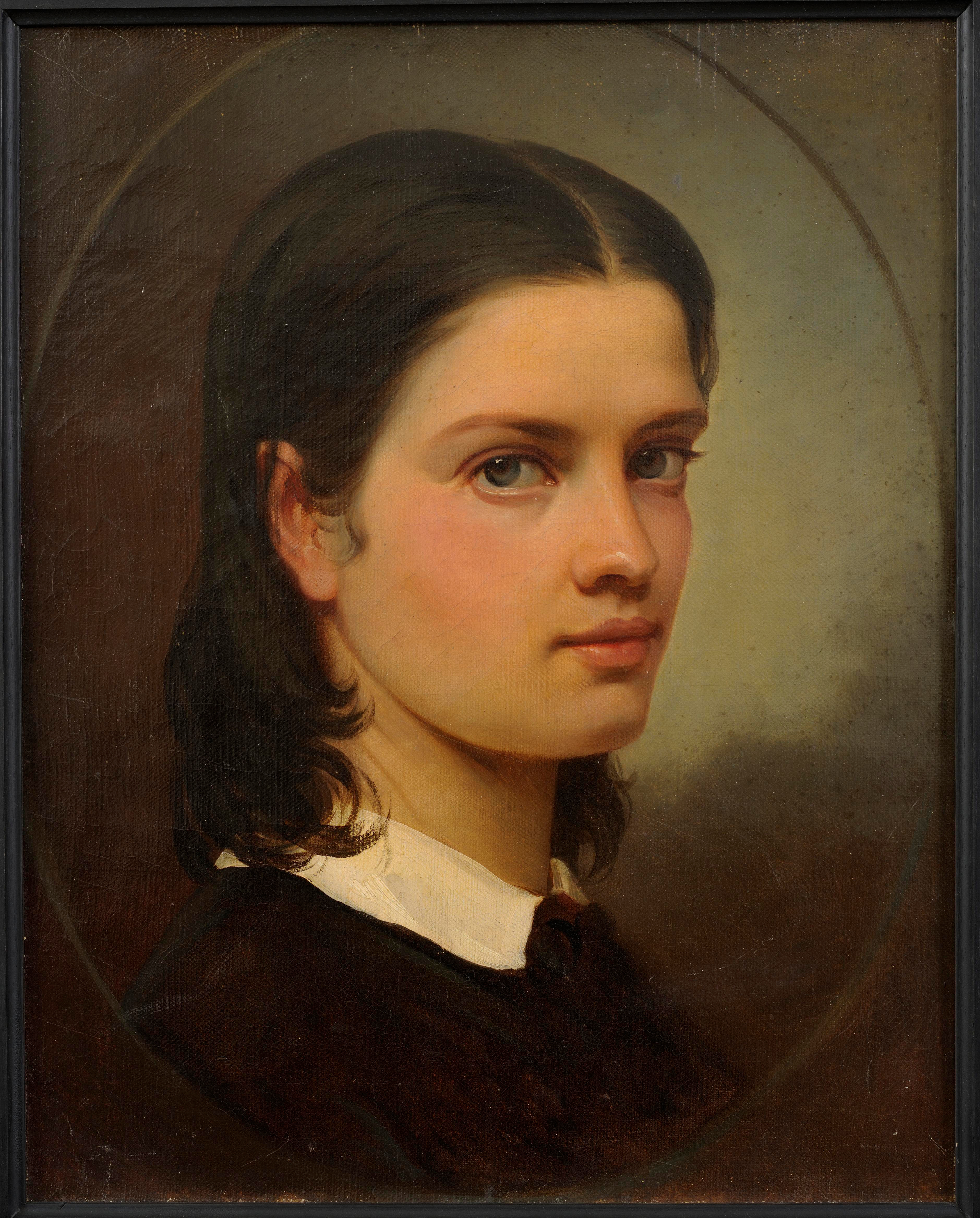
Julie Wilhelmine Hagen, 1855
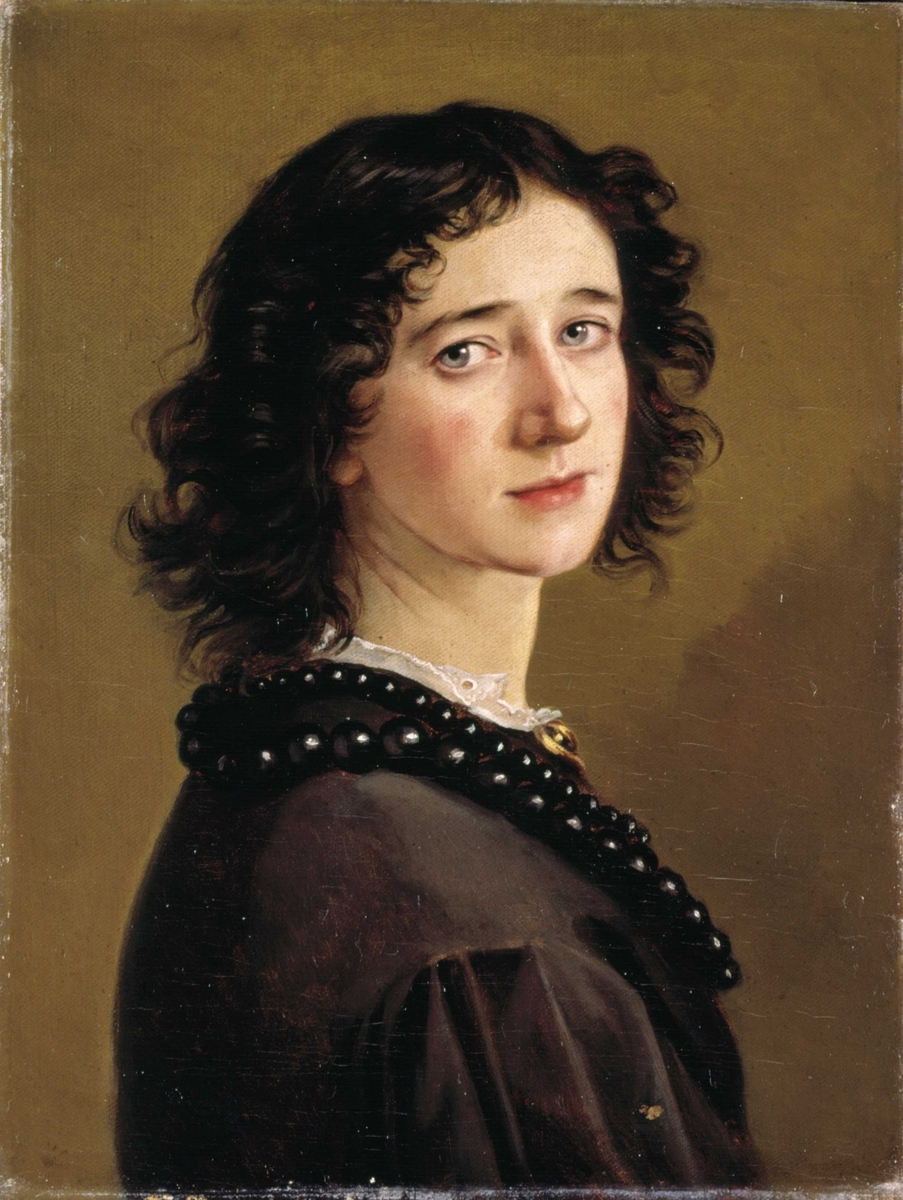
Johanne Mathilde Dietrichson (en), 1865
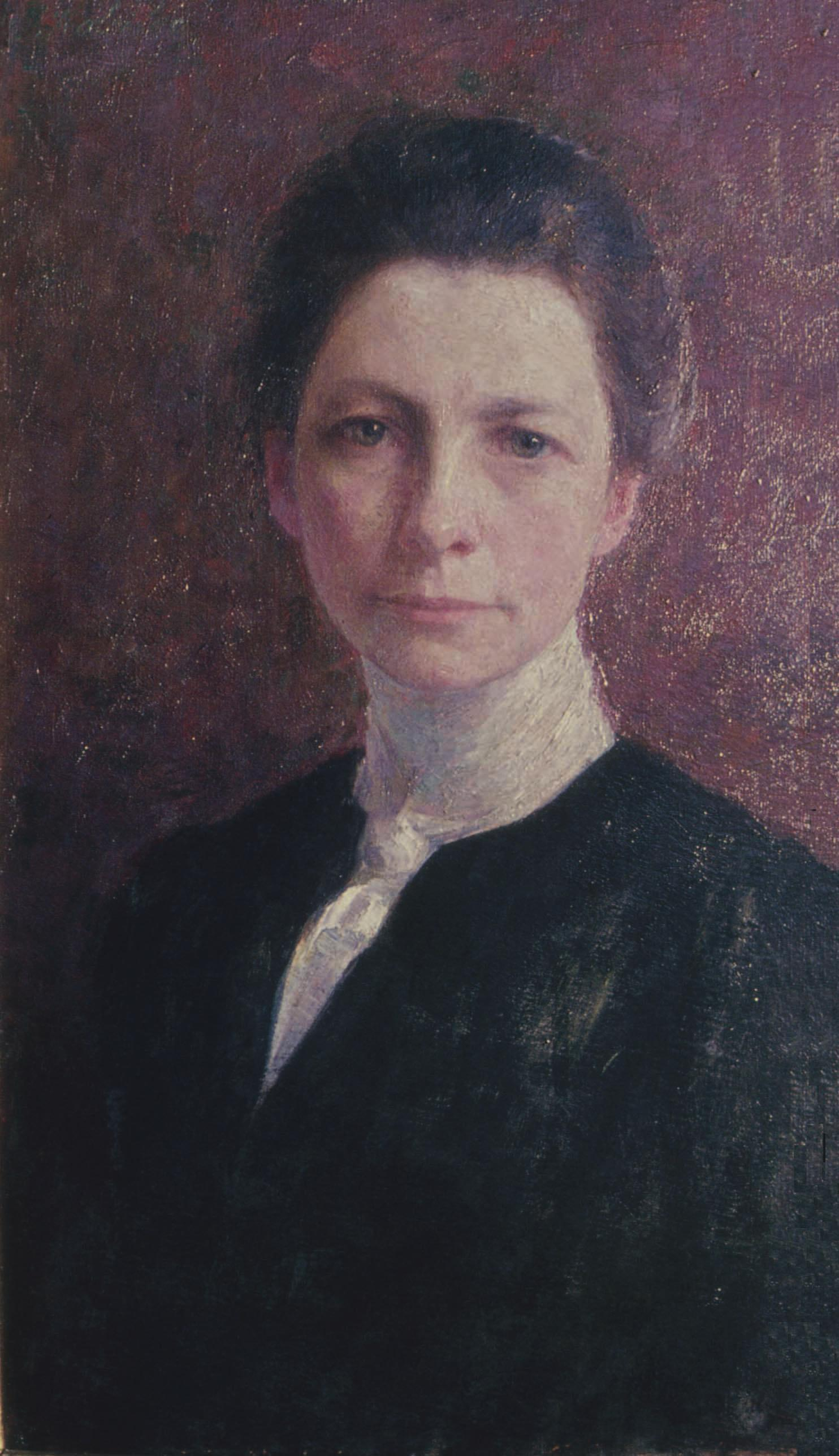
Ivana Kobilca 1895

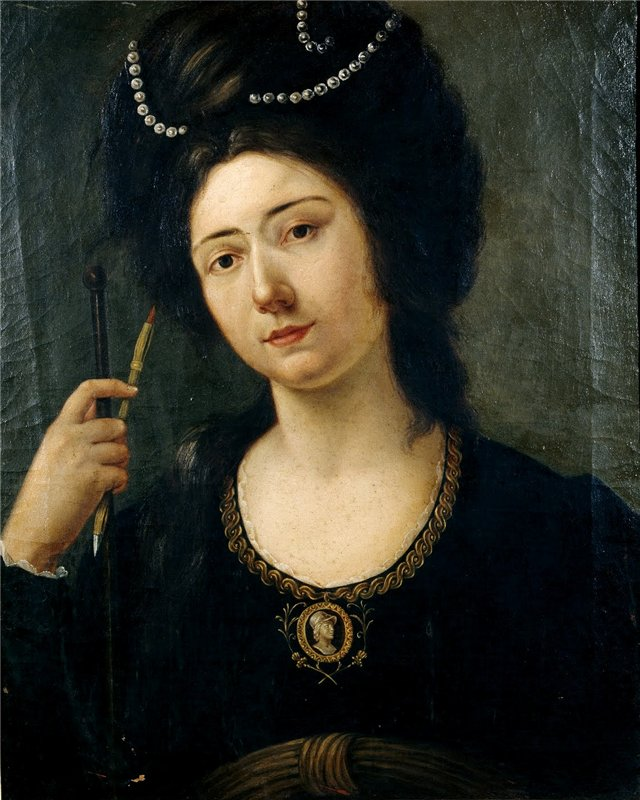
Irene Parenti Duclos (en), avec médaillon de Minerve, 1783
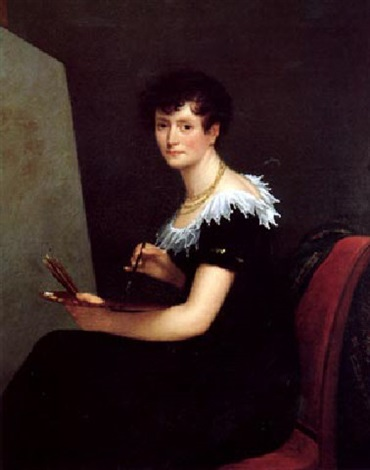
Lucile Foullon 1806
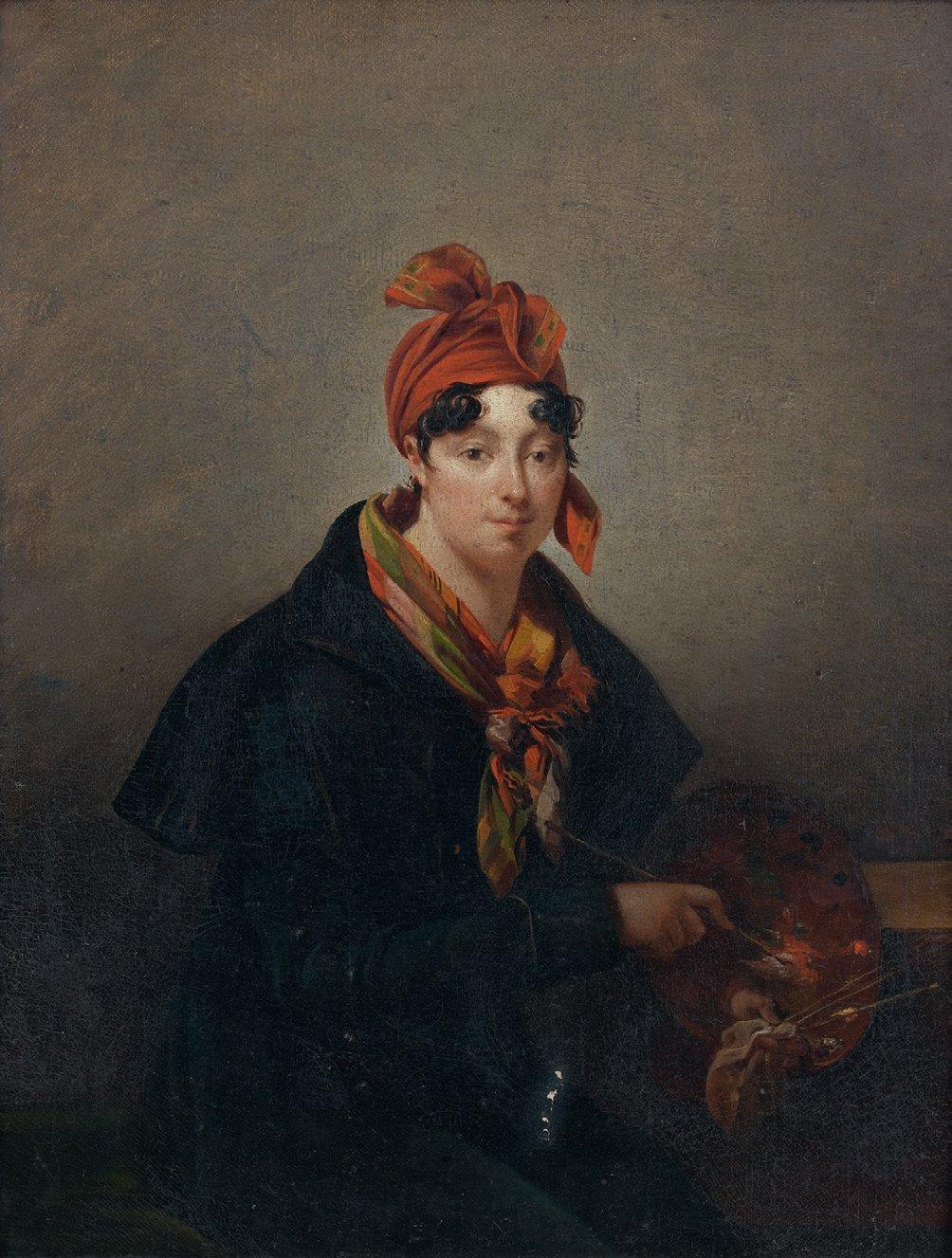
Hortense Haudebourt-Lescot
Anna Bilińska 1896
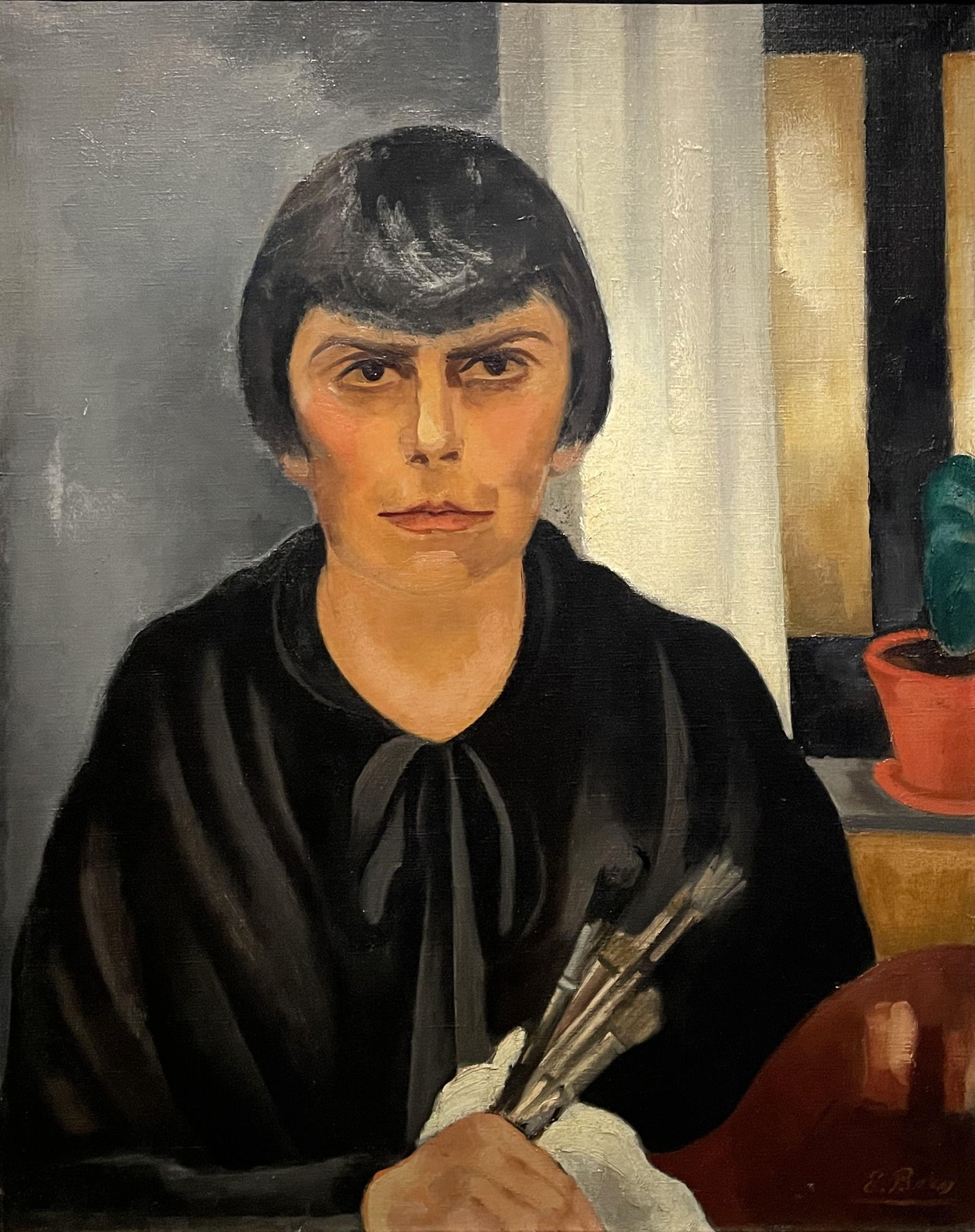
Else Berg c.1929
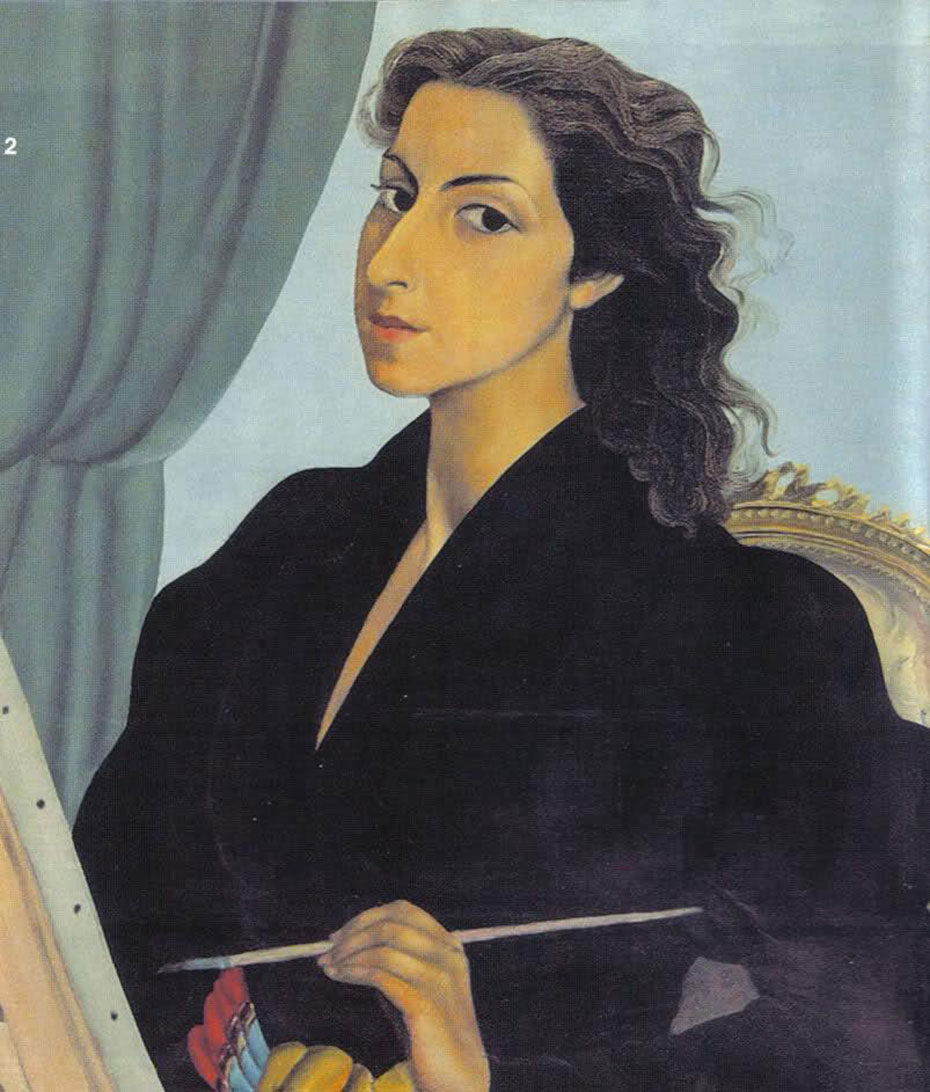
Milena Pavlović-Barili 1938

### Blanc

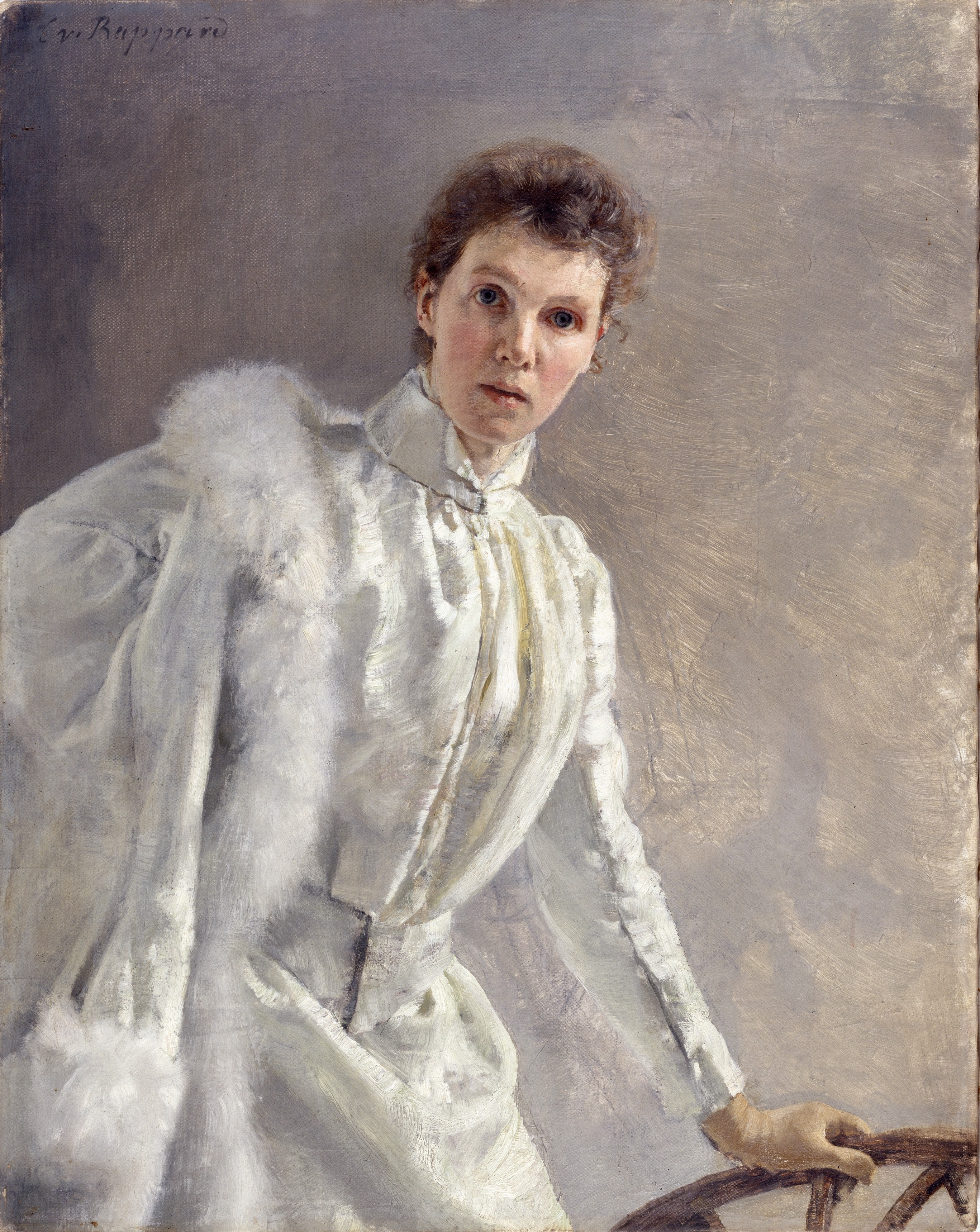
Clara von Rappard 1894
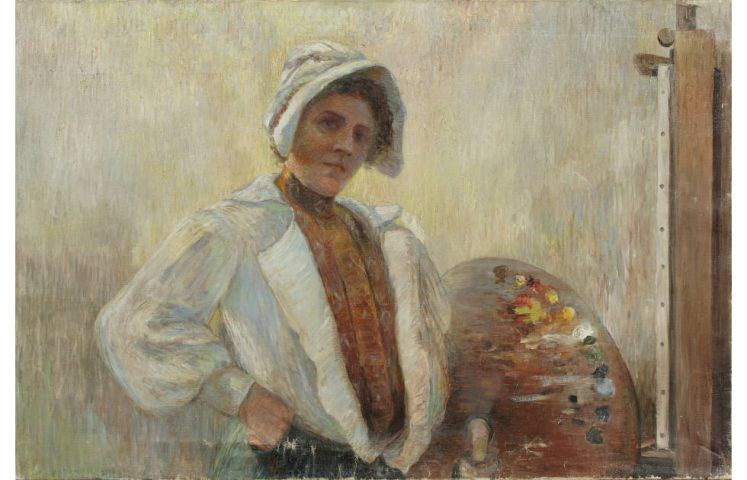
Agatha von Schwabenau 1905
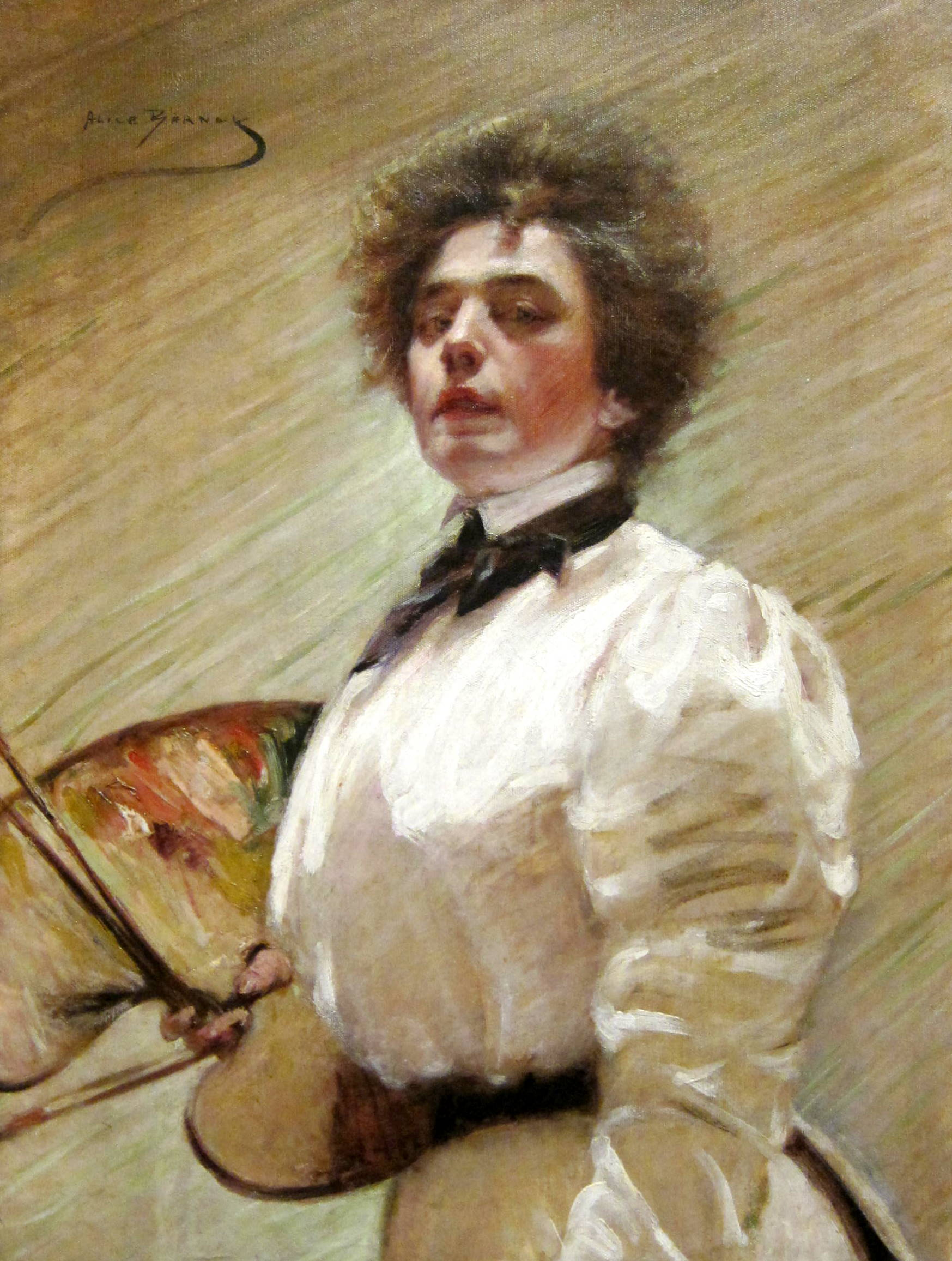
Alice Pike Barney 1906
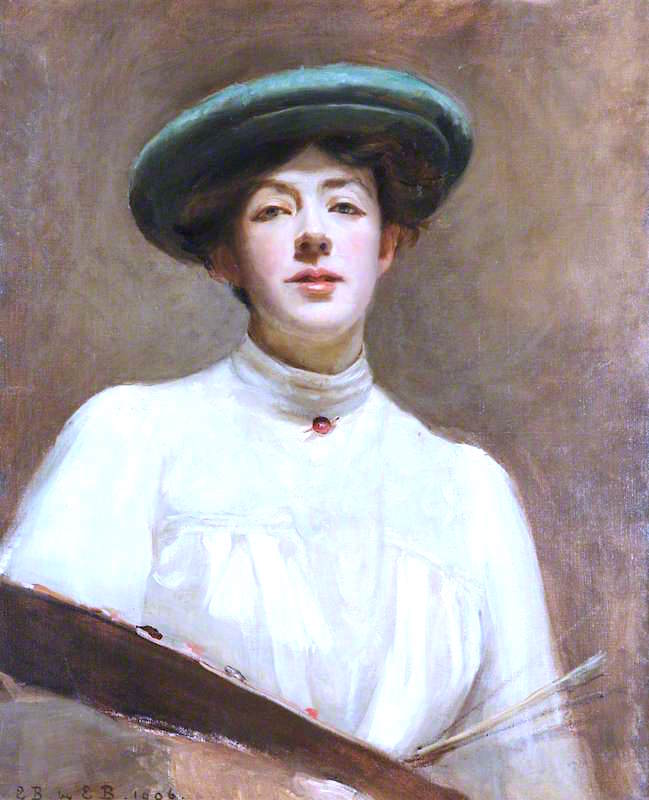
Evelyn Blacklock 1906
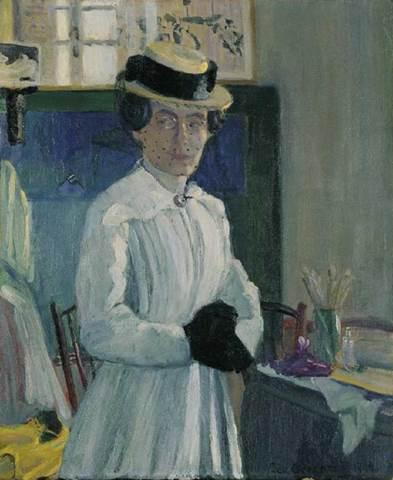
Ida Gerhardi 1907
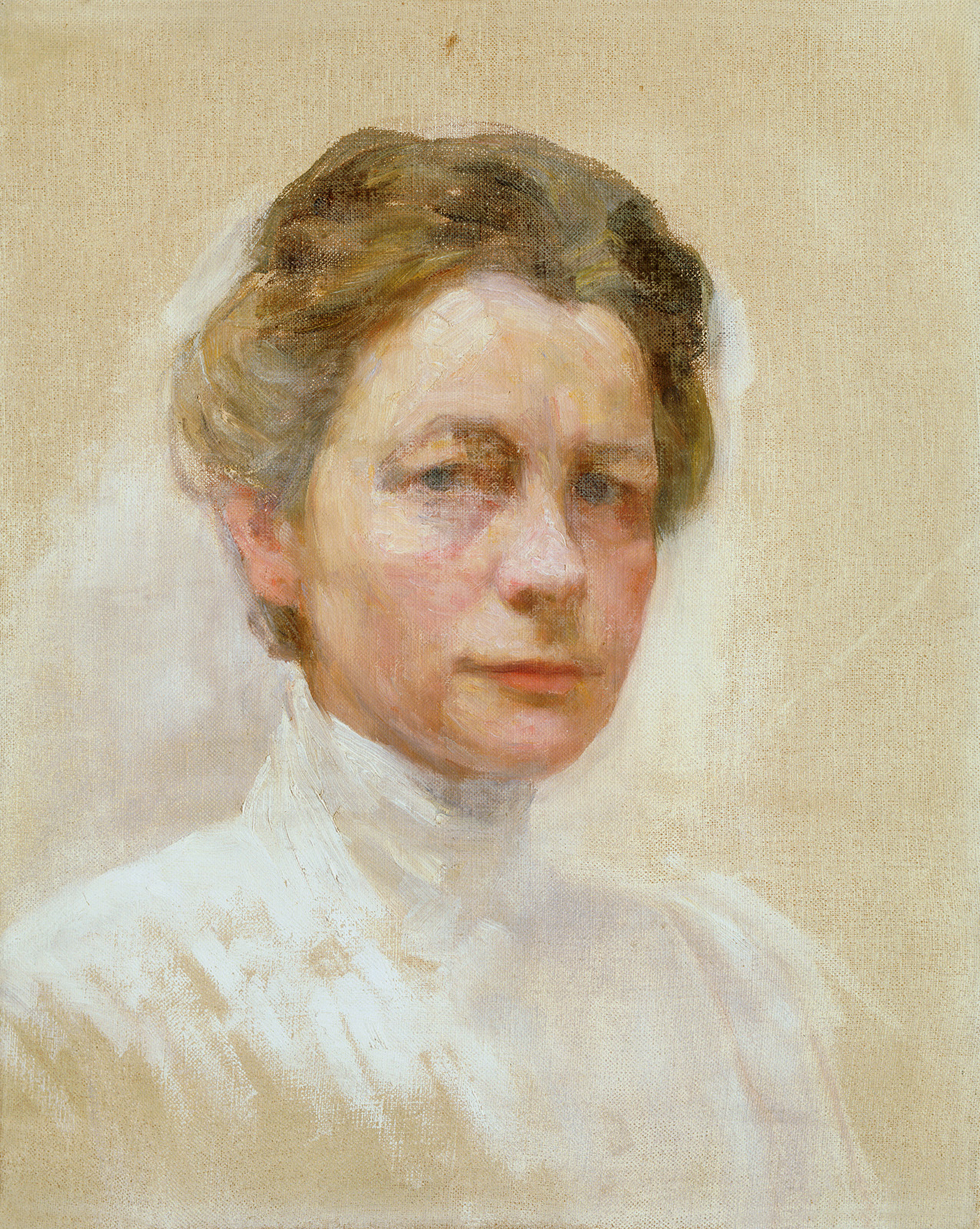
Ivana Kobilca 1907

Michel Pastoureau a rappelé la grande richesse symbolique positive du blanc, faite de pureté, virginité, innocence, sagesse, paix, beauté, propreté… et l'a bien définie comme couleur féminine. Avec le néo-classicisme, la mode remet au goût du jour les tuniques et robes gréco-romaines, dont on a longtemps présumé qu'elles étaient du blanc des statues antiques décolorées par le temps, et que l'on retrouve dans les autoportraits d'Élisabeth Vigée Le Brun (1789), Ludovike Simanowiz (de) (1795), Adèle de Romance (1799), Constance Mayer (1801), Henriette Lorimier (1801), Hortense Haudebourt-Lescot, Rolinda Sharples, et surtout Angelica Kauffmann ; en dehors de l'anticomanie de cette période, beaucoup d'artistes se sont représentées en blanc — entre 1929 et 1951, Frida Kahlo se peint une dizaine de fois en robe blanche —, en en faisant la plus répandue des couleurs féminines de l'autoportrait en peinture.

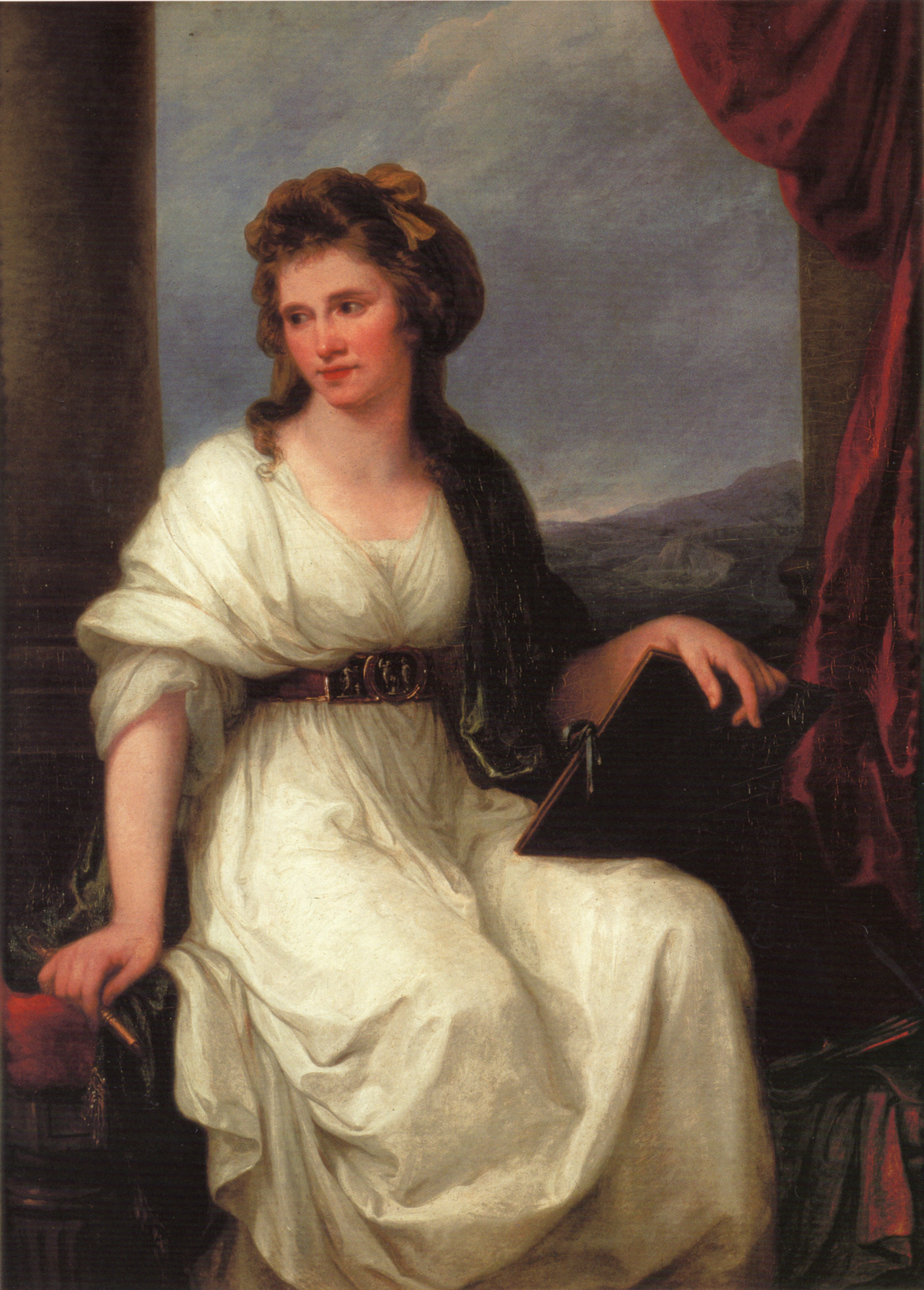
Angelica Kauffmann 1787
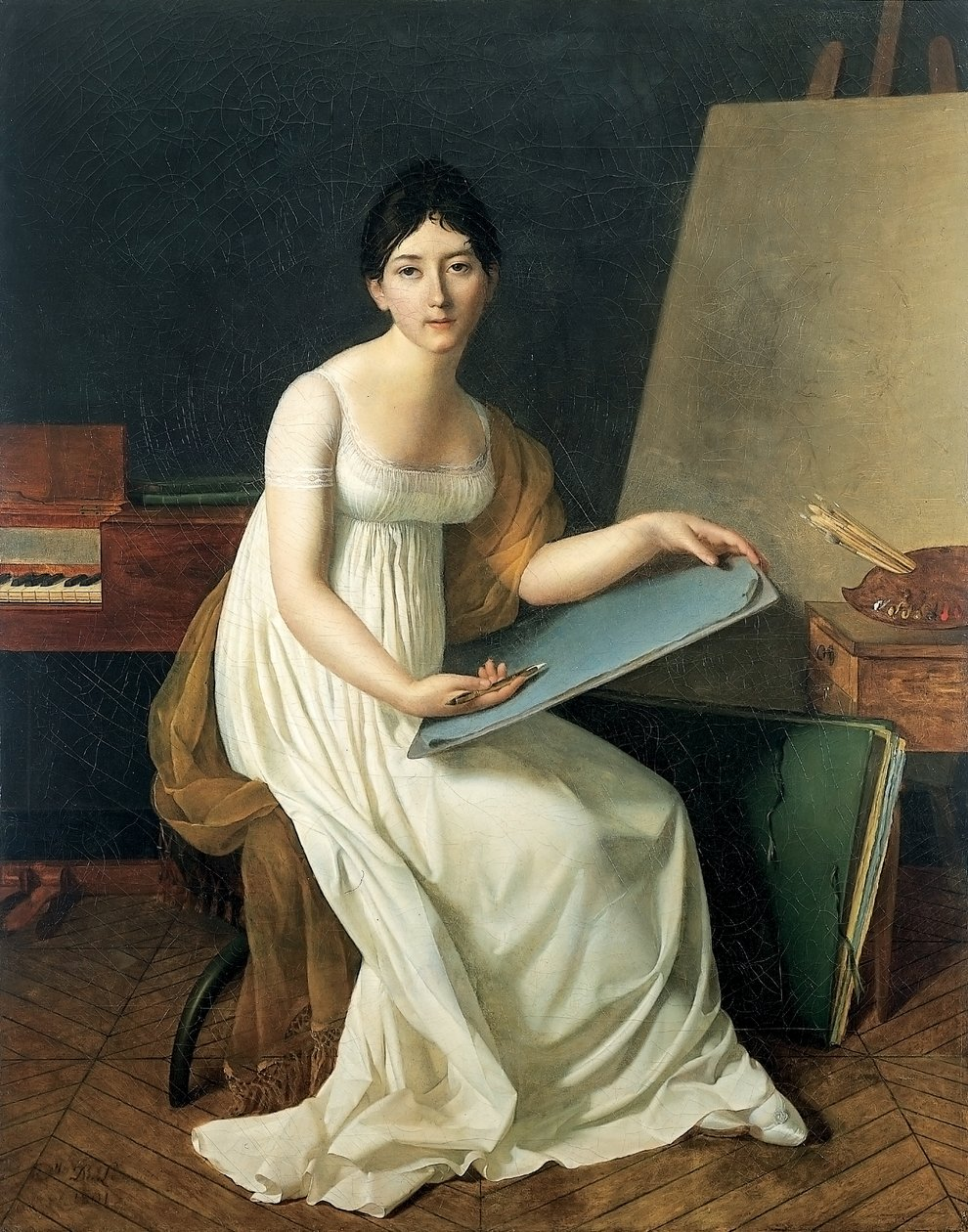
Henriette Lorimier 1801
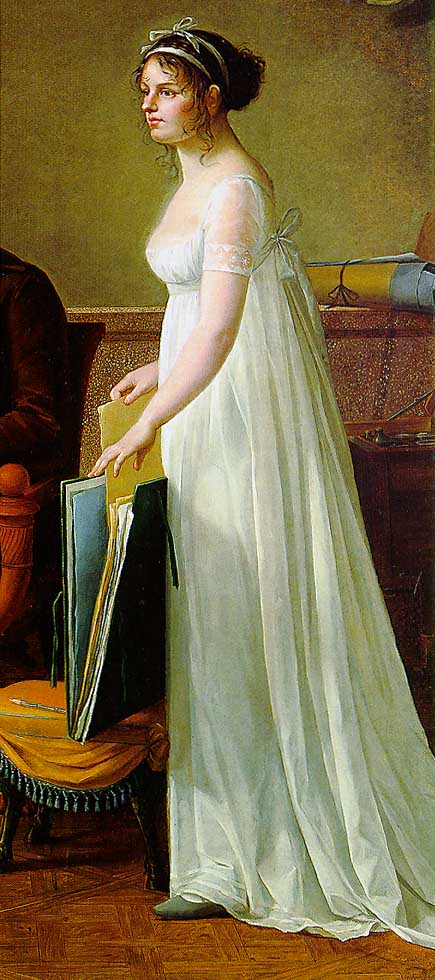
Constance Mayer 1801
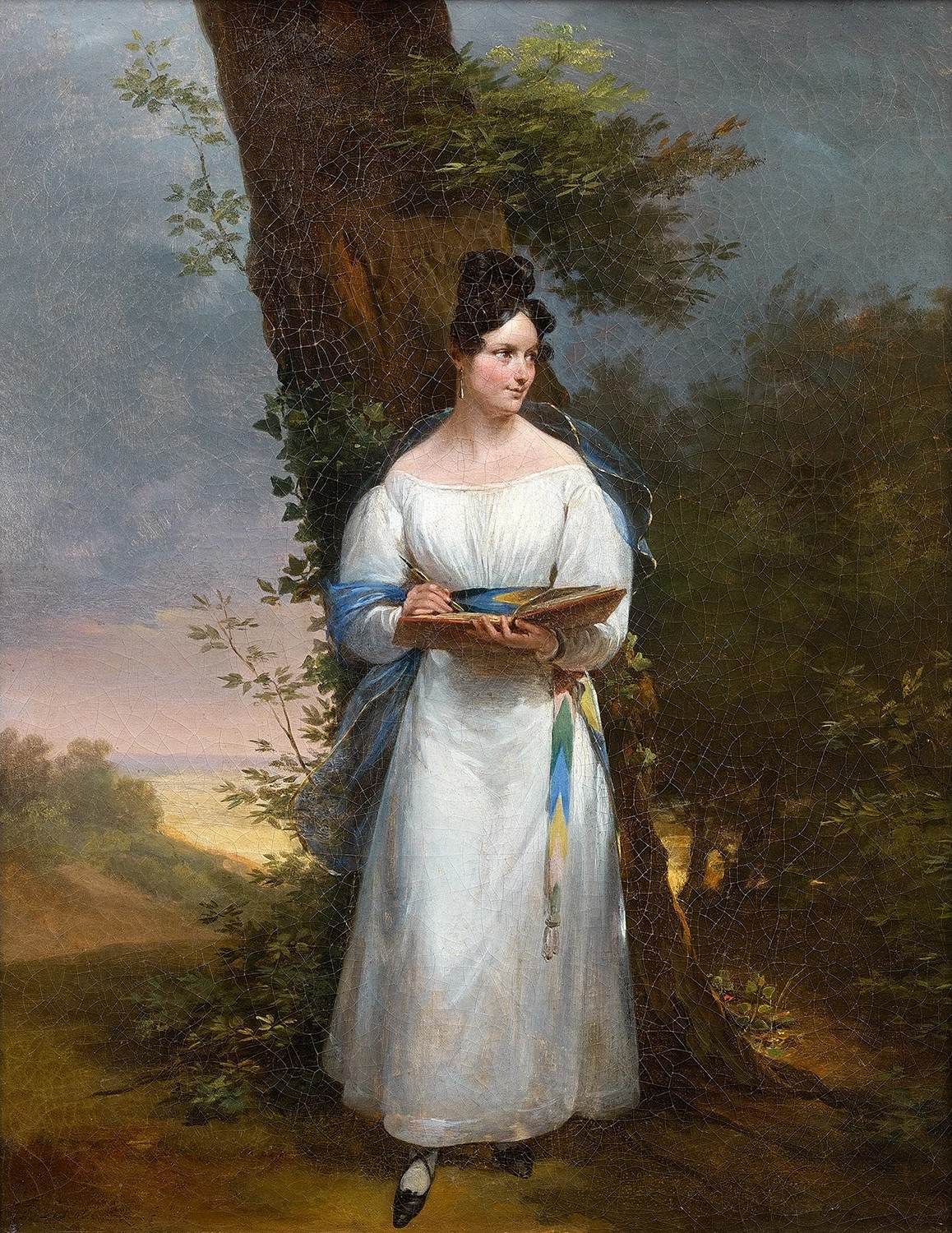
Hortense Haudebourt-Lescot années 1810
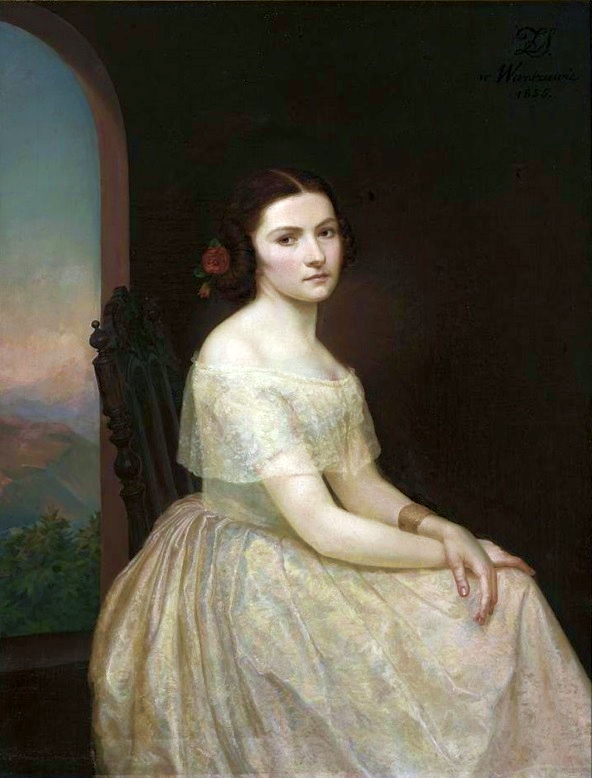
Zofia Szymanowska 1855
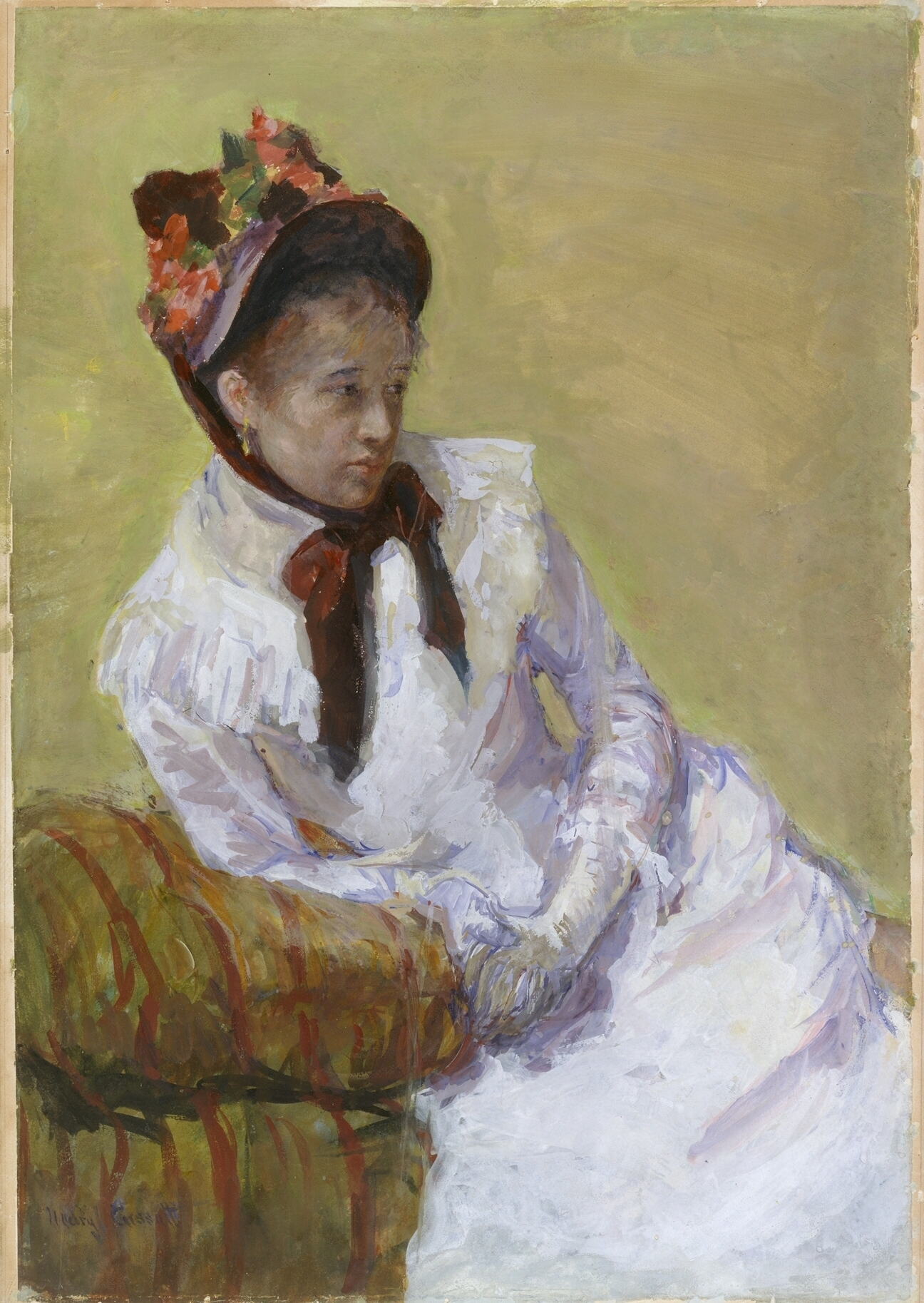
Mary Cassatt c.1878
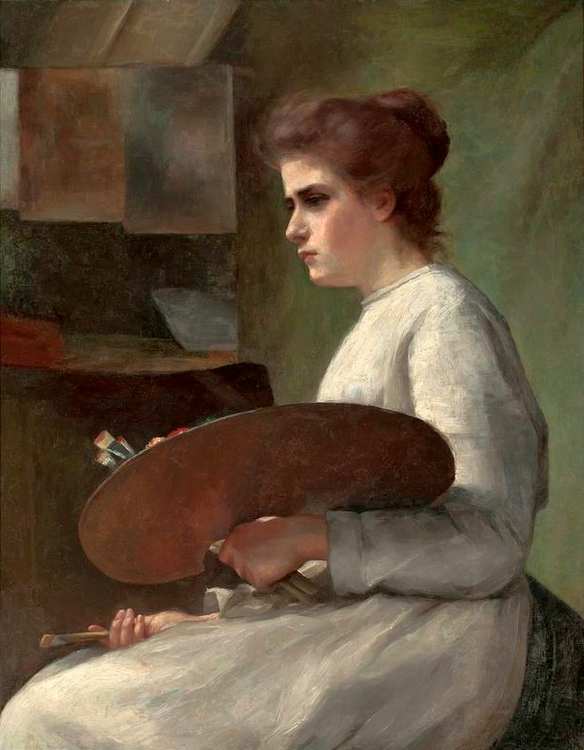
Aniela Poraj-Biernacka (pl) c.1880
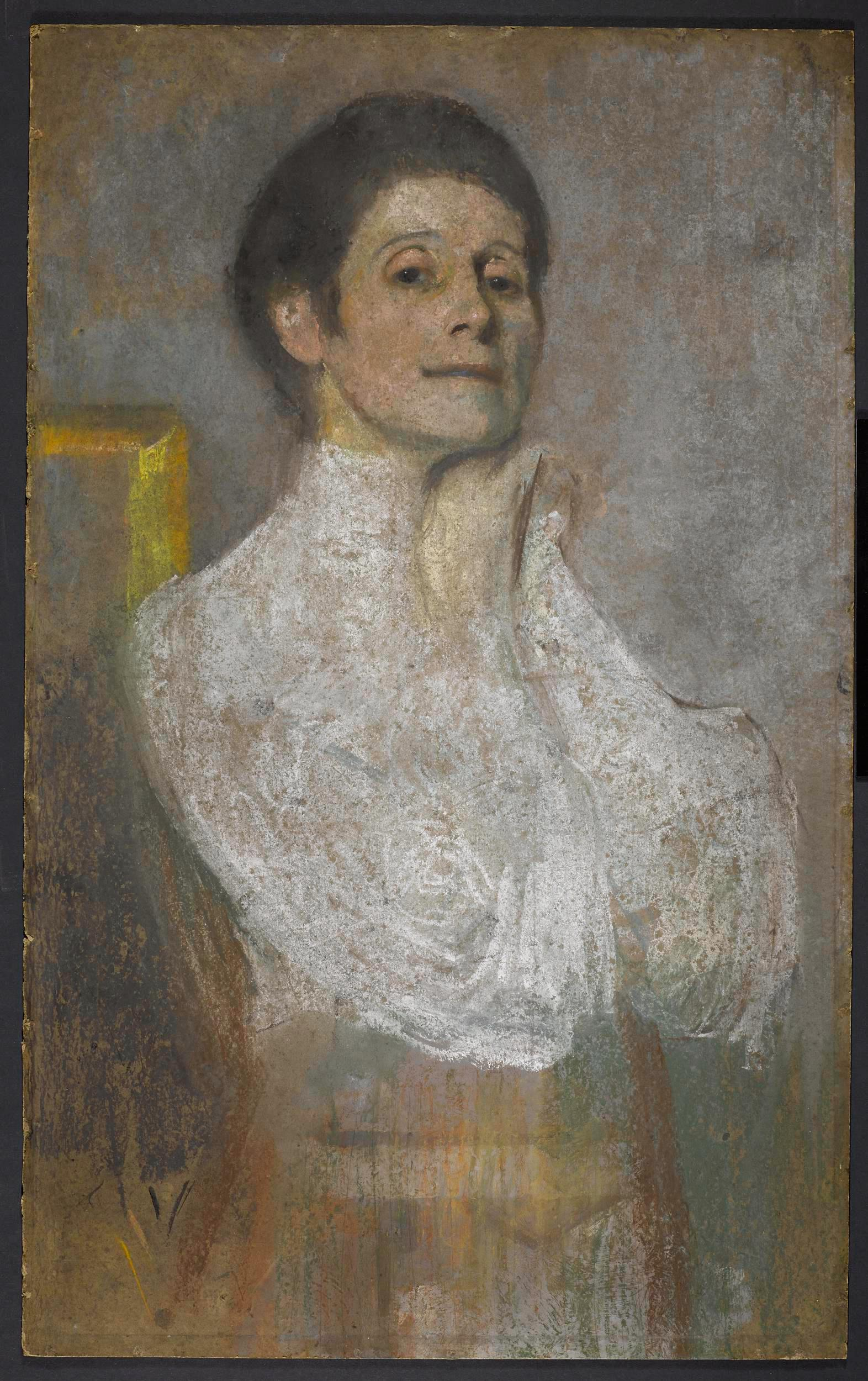
Olga Boznańska c.1906

- Clara von Rappard (en)
1894
- Agatha von Schwabenau (de)
1905
- Alice Pike Barney
1906
- Evelyn Blacklock
1906
- Ida Gerhardi (de)
1907
- Ivana Kobilca
1907

## Les messages et l’expression des sentiments
Davantage que les visages, souvent neutres, les couleurs et des éléments figurés — fleurs, lettres, etc. — contribuent dans l'autoportrait à l'expression de sentiments tels que l'amour, le désir, l'affection, l'estime ou la gratitude, ou encore les espérances, le souvenir, un adieu, ou la tristesse et la mélancolie.

### Messages

#### Fleurs
Employé depuis des siècles, muet mais longtemps plus fort que les mots, le langage des fleurs a été explicité dès le début du XIXe siècle dans des centaines de livres ; les significations données sont si variées, et variables avec les époques, voire abandonnées, qu'on ne peut les emprunter qu'avec circonspection dans l'interprétation des messages de ce type délivrés dans les autoportraits. Cependant, sans risque de se tromper, on peut affirmer qu'une fleur rouge ou rose est toujours un symbole de l'amour.
La rose est la fleur le plus souvent concernée, présentée par Greta Freist (La Femme aux roses, 1937) ou Marie Laurencin dans Groupe d'artistes en 1908. Frida Kahlo, qui a pris l'initiative de rompre sa brève liaison avec Léon Trotski, tient un petit bouquet de fleurs dans son Autoportrait dédié à Léon Trotski dédié au révolutionnaire en exil (1937) ; les deux plus visibles sont des roses roses, et une troisième est placée dans sa chevelure. On voit aussi une rose rose sur les autoportraits d'Ulrika Pasch et d'Ida Maier Müller.
Les fleurs de camélia rouges, si l'on excepte celles de La Dame aux camélias d'Alexandre Dumas fils, symbolisent l'amour, l'admiration et la dévotion. Amrita Sher-Gil a fait en 1930-1931 plusieurs autoportraits à forte dominante rouge (cf. Rouge) ; sur celui dédié à Boris Taslitzky, le plus passionné de ses amants à Paris, dont elle a fait un portrait sur fond rouge, elle porte une fleur rouge (rose ou camélia) qui pourrait être le gage d'amour de Taslitzky, qui l'a aussi portraiturée la même année. Conservé par la famille Taslitzky jusqu'en 2015, c'est un des rares tableaux de Sher-Gil qui ne soit pas retenu en Inde en tant que trésor national d'art. Pour Paula Modersohn-Becker, la relation biographique n'est peut-être que conjecturale, mais, en 1906-1907, à un moment où elle envisage une rupture définitive avec son mari, elle fait un autoportrait où elle tient devant elle une branche de camélia dépourvue de ses fleurs.
Fanny Fleury se représente l'air songeur devant un gros bouquet de chrysanthèmes jaunes et blancs, et Pān Yuliang, si nostalgique de sa Chine natale, a fait plusieurs autoportraits avec des chrysanthèmes de différentes couleurs. Entre significations diverses, on peut lire que le chrysanthème jaune exprimerait l'affection à un ami ou un remerciement, le blanc un amour d'une grande pureté, et le rouge un amour passionnel. La pivoine, présente dans l'autoportrait de Clémentine-Hélène Dufau sous forme d'un bouquet, peut-être venant de lui être offert, a également une symbolique riche ; rose, elle serait une promesse de bonheur ou une déclaration encore timide d'un état amoureux.
Sylvia Sleigh, dans l'illustration de ses rendez-vous à Blackheath Park avec son jeune amant Lawrence Alloway, au moment de leur adieu avant son retour au domicile conjugal (At the Café, 1950), met au premier plan une jacinthe blanche dont la signication « Je suis heureuse de vous aimer » est ici claire. On retrouve cette fleur dans l'Autoportrait avec une jacinthe de Kate Diehn-Bitt en 1941.
L'iris symbolise (entre autres) l'espérance ; dans un de ses autoportraits enceinte, Nella Marchesini (it), avec son petit arrosoir, prend soin de sa plante. En revanche, la signification des iris blancs d'Elsa Oeltjen-Kasimir (de) reste à décrypter. Natalia Gontcharova tient dans son autoportrait de 1907 un bouquet d'hémérocalles fauves dont la couleur orange signifie le contentement ou la joie. Norah Neilson Gray, surnommée "Purple Patch" (« patch violet ») par ses élèves de la classe d'art de l'école de filles St Columba à Kilmacolm, arbore un petit bouquet de violettes. La monnaie-du-pape correspond à l'honnêteté, titre de l'autoportrait de Madeline Green (en) de 1930.

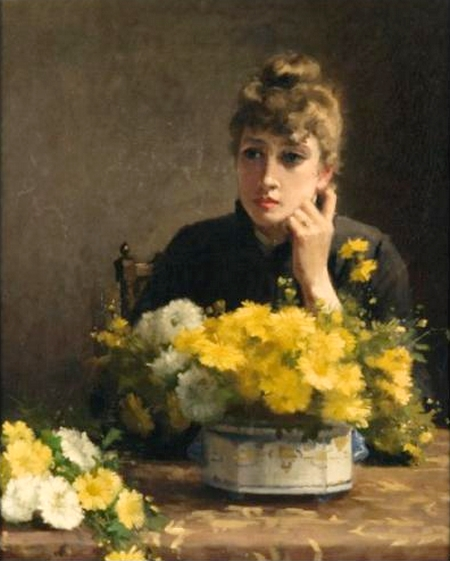
Fanny Fleury, c.1870
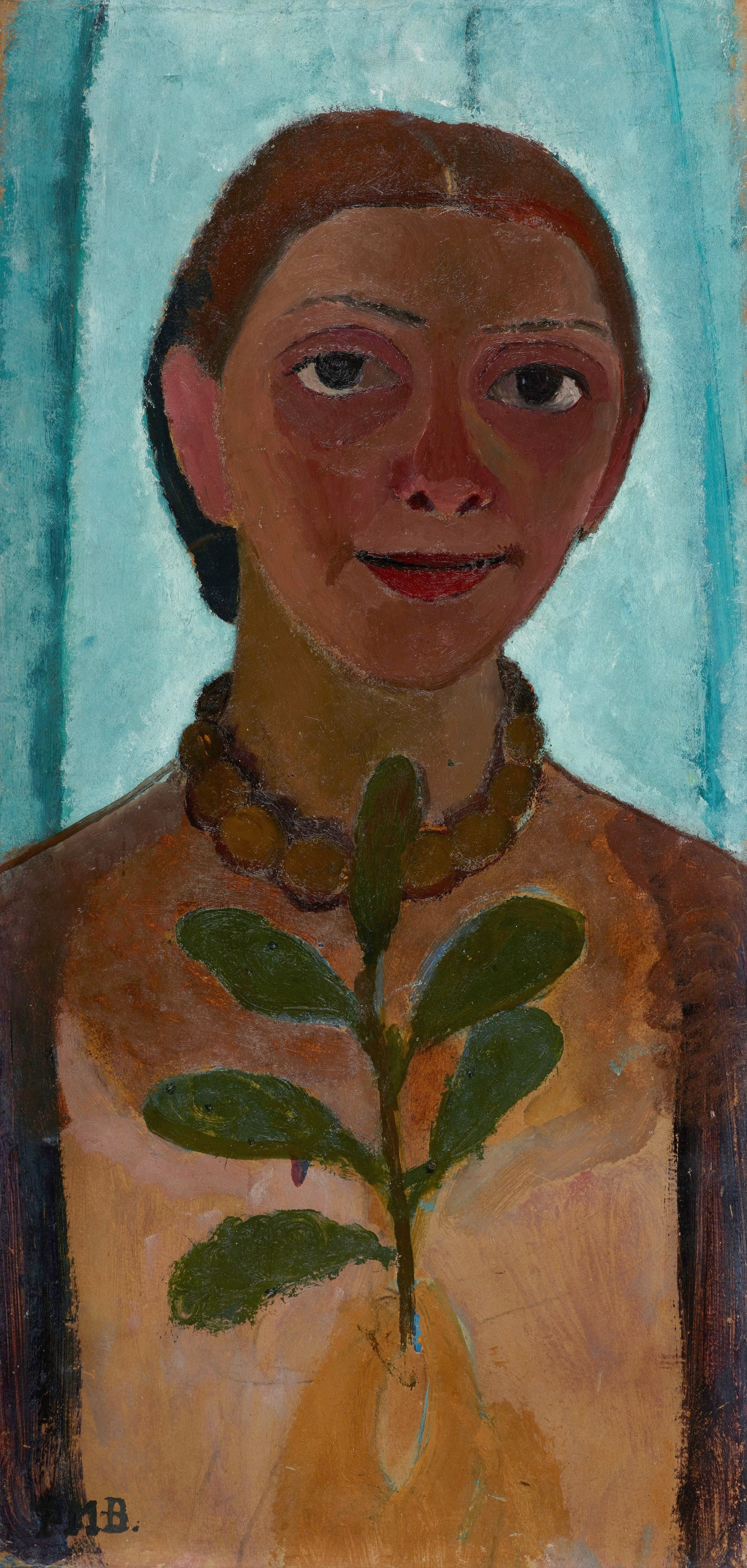
Paula Modersohn-Becker, c.1906-1907
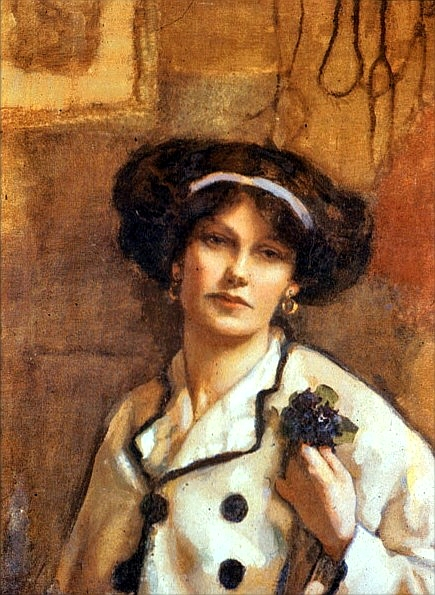
Norah Neilson Gray, 1918
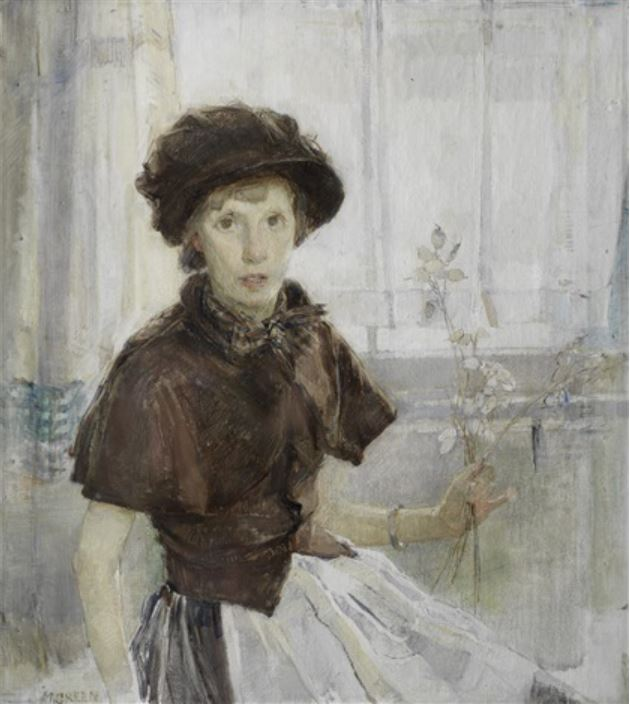
Madeline Green Honesty, 1930
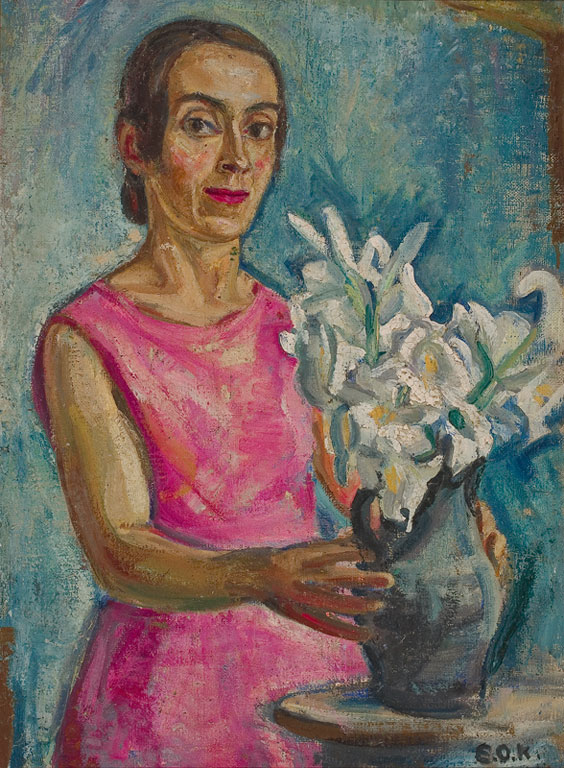
Elsa Oeltjen-Kasimir, 1932

#### Inscriptions, phylactères, billets et lettres

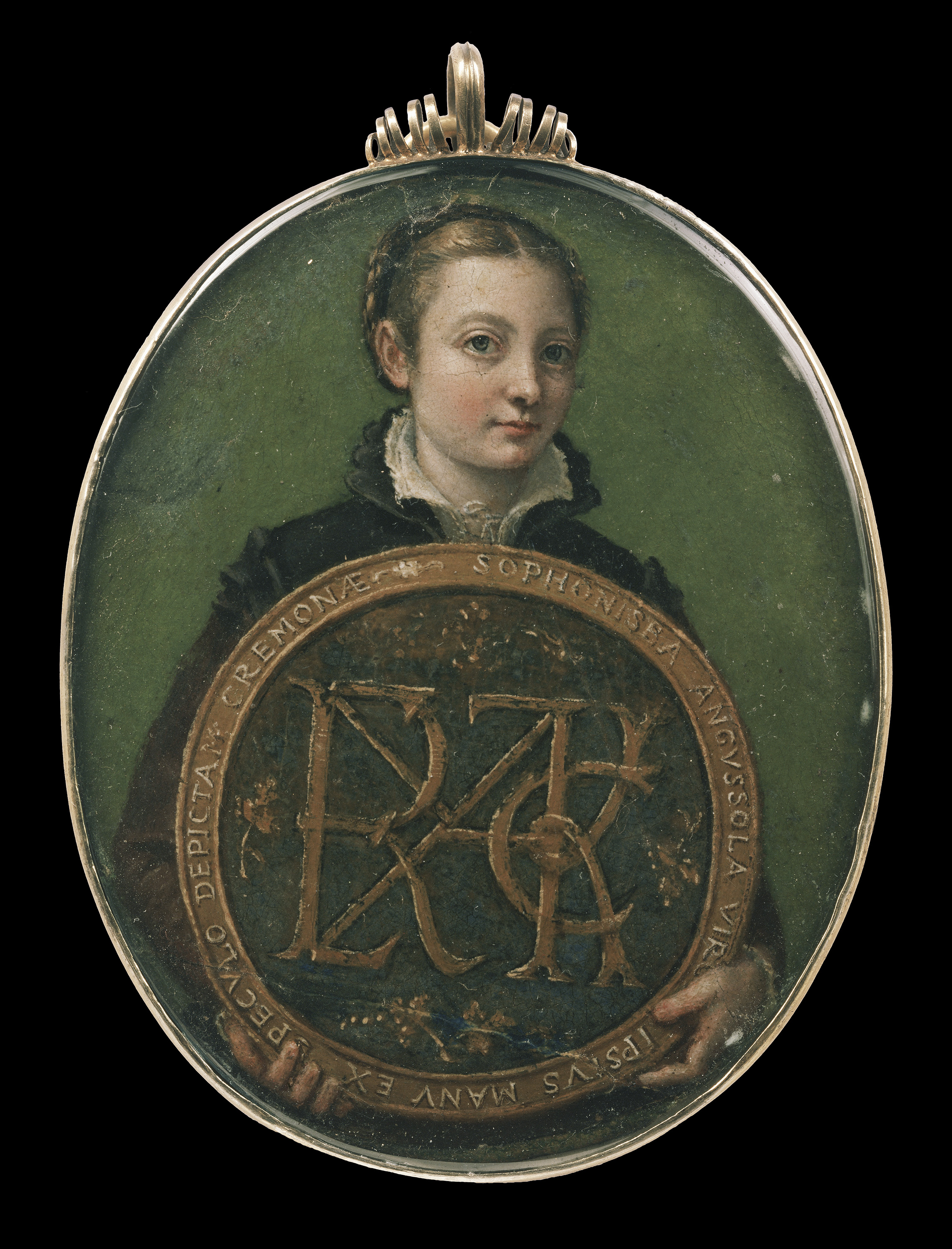
Sofonisba Anguissola, Autoportrait en miniature, 1556

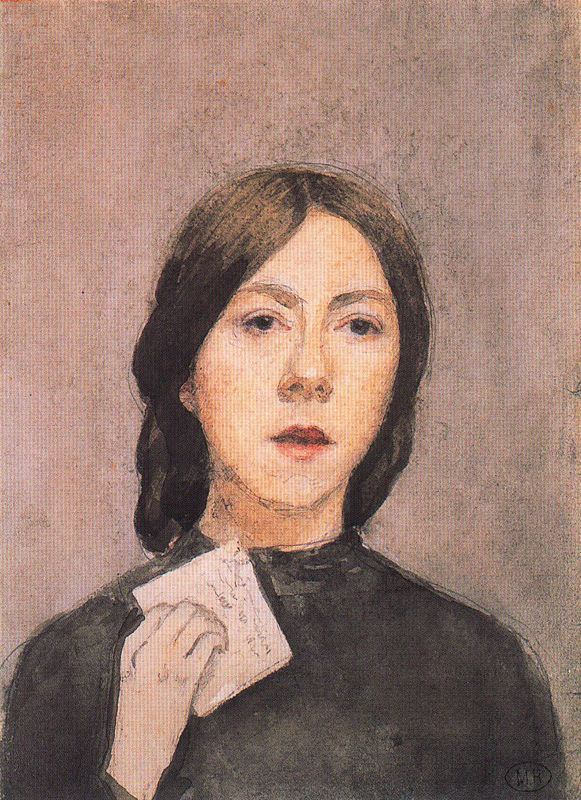
Gwen John, Autoportrait à la lettre

Commencée sous l'égide de son père Amilcare, la carrière de Sofonisba Anguissola est en pleine ascension lorsqu'elle se représente en 1556 dans un portrait en miniature qui démontre aussi bien sa virtuosité que son imagination ; rendant hommage au soutien et à la protection de son père, elle tient devant elle un clipeus virtutis comportant sur le champ un monogramme avec les lettres A.M.I.L.C.R.E entrelacées, et sur l'orle l'inscription en lettres latines : Cremonae Sophonisba Angussola virgo ipsius manu ex speculo depictam (peint de sa main à l'aide d'un miroir par S.A. jeune fille de Crémone). Deux ans auparavant, elle avait déjà mis une mention analogue sur une page d'un petit livre : Sophonisba Angussola virgo seipsam fecit 1554. Et en 1610, âgée de 78 ans, elle place dans la main droite de son autoportrait destiné au roi Philippe III, qu'elle avait vu naître à Madrid, un billet avec les mots : « À Sa Majesté catholique, je baise la main ».
Heute immer noch est une locution adverbiale allemande, pouvant être traduite par « toujours d'actualité ». Frida Kahlo, dont le père Guillermo était d'origine allemande, inscrit Heute ist immer noch au verso de son Autoportrait à la robe de velours de 1926 (cf. Rouge), déclaration d'amour à Alejandro Gómez Arias (es), dont elle sent bien qu'il lui échappe à la suite de son terrible accident de 1925. Kahlo est aussi la première à réutiliser les phylactères du Moyen Âge et de la Renaissance, que l'on voit dans Frieda et Diego Rivera (mi amado esposo) de 1931, Autoportrait aux cheveux lâchés (1947) et dans l'autoportrait dédié à son ami le Dr Leo Eloesser (mi médico y mi major amigo. Con todo mi cariño) en 1940 ; ailleurs, elle se sert d'un cartellino dans l'autoportrait commandé par l'architecte de Rochester Sigmund Firestone (… autorettrato con todo cariño…) (1940), et d'un billet dans l'autoportrait Entre les rideaux de 1937 dédié à Léon Trotski pour son anniversaire, où elle a écrit Para Leon Trotsky, con todo cariño… en souvenir de leur brève liaison.
Sur son autoportrait en robe rouge de 1940, Pān Yuliang, venue seule en France en 1937, montre une lettre arrivée de Chine, où sa famille est restée. Également en rouge, Patricia Watwood (en) tient une enveloppe dans Self Portrait in Red de 2015. Antonietta Raphaël, juive ayant dû fuir le fascisme mussolinien, au visage triste, écrit sur une enveloppe l'adresse du "pittore Mario Mafai", son mari et père de ses trois filles, resté en Italie (Autoportrait avec lettre, 1942).
Gwendolen Mary John, dite Gwen John, après des études à la Slade School of Fine Art de Londres puis à Paris en 1898-1899 avec Whistler, fait ses deux premiers autoportraits habillée de rouge, couleur qu'elle abandonnera ensuite à jamais. En 1904, elle devient modèle pour Auguste Rodin, notamment pour la Muse Whistler, et comme plusieurs autres avant elle, succombe sous la fougue du sculpteur. Elle développe alors envers lui un amour non partagé à l'origine d'un millier de lettres, jusqu'à trois par jour, dans une relation épistolaire complexe avec celui qu'elle appelle « mon Maître », où interviennent "Marie" ou "Mary" (son deuxième prénom) et "Julie", sa confidente imaginaire. Ainsi que l'a souligné Frances Borzello, l'obsession de Gwen John pour Rodin affectera sa vie et son travail pendant plusieurs années ; l'Autoportrait à la lettre (c.1907-1909) conservé au musée Rodin est l'allégorie de cette obsession.

### Affects
À part la fierté de se représenter en artiste, et la notion de narcissisme toujours évoquée lorsqu'on parle de regard sur soi, les émotions ou les sentiments, comme l'amour, le bonheur, la joie, la tristesse, etc., ou les humeurs telles que la mélancolie et la dépression, regroupés sous le terme d'affects, ne s'expriment en autoportrait féminin qu'à partir de la fin du XVIIIe siècle et du début du XIXe.

#### Amour
L'amour sous toutes ses formes et à tous ses degrés est le sentiment le plus présent dans l'autoportrait féminin ; cependant, autre que mystique (cf. Saintes), il n'apparaît qu'à la fin du XVIIIe siècle : maternel (Vigée Le Brun, cf. Enfants), filial (cf. Père et mère), sororel (cf. Sœurs), déclaré par des messages plus ou moins explicites, dont une miniature osée (Beauté révélée de Sarah Goodridge), sexualisé (Suzanne Valadon, Leonor Fini, Nahui Olin, cf. Amants), déçu (Rebecca Solomon, Frida Kahlo), obsessionnel (Gwen John, cf. Lettres), lesbien (Louise Abbéma, Marie Laurencin, Gluck… cf. Amantes), conjugal (Frida Kahlo, cf. Mari)…

#### Tristesse
Certains autoportraits apparaissent empreints de tristesse, alors qu'en l'absence d'élément biographique corroborant toute interprétation individuelle subjective, extrêmement peu d'autoportraits peuvent être réellement qualifiés de tristes.
Frida Kahlo, dont on connait les conséquences du terrible accident dont elle fut victime à 18 ans, mais aussi les déboires conjugaux, sa frustration de ne pas avoir eu d'enfants et ses addictions, a déclaré : « La tristesse est présente dans toute ma peinture ». En dehors d'autres éléments picturaux, plus que par l'expression de son visage, sa tristesse se traduit par la présence de larmes, que l'on voit dans L'Hôpital Henry Ford (1932), Memory, the Heart (en) (Le cœur/Le souvenir, 1937, offert deux ans plus tard à son amant parisien Michel Petitjean), La Colonne brisée [image sur en:The Broken Column] (1944), Sans espoir (1945), un dessin dédié à Marte R. Gómez (es) (1946), l'autoportrait commandé par son dentiste Samuel Fastlicht (1948), L'amour étreint l'Univers, la Terre (Mexique), moi, Diego, et Señor Xolotl (en) (1949) et Diego et moi (en) (1949).
Celia Paul (en), en faisant son autoportrait tous les mois à partir de 2011, a déclaré qu'elle se considérait plus autobiographe que peintre de portrait ; son autoportrait d'avril 2021 reflète sa tristesse après le décès de son mari.

#### Chagrin
Humiliation, honte, autopunition, auto-apitoiement et surtout désespoir, affliction et chagrin sont les sentiments qu'on peut évoquer devant l'Autoportrait aux cheveux coupés de Frida Kahlo, réalisé en 1940 peu après son divorce d'avec Diego Rivera et la brève liaison de ce dernier avec Paulette Goddard, dont Frida n'avait pas de raison de jalouser la coiffure hollywoodienne ; en haut du tableau sont inscrites les paroles de Pelona, une chanson populaire mexicaine machiste qui parle d'une femme aimée puis abandonnée : « Mira que si te quise, fue por el pelo, Ahora que estas pelona, ya no te quieros (Tu vois, si je t'aimais, c'était pour tes cheveux, maintenant que tu es chauve, je ne t'aime plus) ».

#### Mélancolie
Ayant connu de nombreux avatars dans le domaine de l'art, la mélancolie correspond à la dépression majeure de la psychiatrie moderne, et elle peut conduire au suicide ; plusieurs figurations stéréotypées lui sont associées en peinture.
Codifiée dans l'Antiquité grecque, la posture avec la tête inclinée soutenue par une main (celle de la gravure Melencolia I de 1514 d'Albrecht Dürer, détail ici), est fréquente aux XVIe, XVIIe et XVIIIe siècles, et encore jusqu'à la fin du XIXe (Télégramme de Luise Max-Ehrler) ; on la voit notamment dans la Melpomène d'Elisabetta Sirani (1664, cf. Allégorie et autoportrait historié), dans les Pénélope et un autoportrait en sibylle d'Angelica Kauffmann, ainsi que sur l'autoportrait d'Anna Rosina de Gasc de 1767. Josefa de Óbidos, peignant probablement son visage, ajoute des larmes à cette pose mélancolique dans sa Madeleine pénitente (c.1661, cf. Crâne), qui est aussi la pose de plusieurs Marie Madeleine d'Artemisia Gentileschi, dont la Marie Madeleine en mélancolie de 1622-1625.
Parmi les très rares autoportraits féminins mélancoliques, le plus connu est celui de Constance Mayer, datant de 1801. Élève devenue amante puis compagne de Pierre-Paul Prud'hon, habitant un appartement voisin du sien à la Sorbonne à partir de 1806, elle gérait et finançait par sa fortune personnelle la vie du peintre et de ses quatre enfants, tout en collaborant avec lui en tant qu'artiste. On remarque que plusieurs des tableaux de Mayer ont précisément pour thème la famille et le bonheur, mais aussi le malheur. Un autoportrait tardif, avec son embonpoint mentionné par un biographe, la montre posant devant des tableaux de Prud'hon - ou réalisés en commun avec lui, sinon par elle seule. Le 26 mai 1821, dans un accès de dépression favorisé par des évènements qui pourtant auraient dû être insuffisants pour conduire à une telle extrémité, Constance Mayer se tranche la gorge avec le rasoir de son compagnon de vie, en train de peindre dans une pièce voisine.
Après un séjour enchanteur sous les lumières de l'Italie et son retour à Hambourg, et malgré une certaine réussite professionnelle, c'est à partir de la fin des années 1920 qu'Anita Rée souffre de dépression et d'idées suicidaires. Elle a connu plusieurs déceptions sentimentales, et est accablée par le décès de sa mère en 1929 ; le plus connu de ses autoportraits de cette période, où elle s'est peinte nue et supportant sa tête d'une main, évoque bien sa mélancolie. Juive par son père, mais baptisée protestante et ne se considérant pas comme juive, la montée du nazisme l'avait cependant incitée dès 1932 à s'exiler sur l'île de Sylt, où le 12 décembre 1933 elle met fin à ses jours par ingestion massive de barbituriques ; dans sa lettre d'adieu à une amie juive, Frieda von der Porten, elle écrit : « Je ne peux plus trouver ma voie dans ce monde auquel je n'appartiens plus, et n'ai d'autre désir que de le quitter. Quel sens cela a-t-il, sans famille, sans l'art qu'on a aimé autrefois et sans personne, de végéter seule dans un monde aussi indescriptible et fou et de périr peu à peu de ses cruautés ? ».
Une autre représentation allégorique de la mélancolie a été décrite au début du XVIIe siècle par Cesare Ripa dans Della Novissima Iconologia, où il la présente comme une femme avec les coudes posés sur les genoux et les deux mains sous le menton,. Cette posture est celle de l'autoportrait d'Olga Meerson, qui reste surtout connue pour sa relation ambiguë d'élève amoureuse d'Henri Matisse et le portrait qu'elle a fait de lui à l'été 1911 à Collioure, où il lit allongé sur un divan, ce qui dénote une certaine intimité entre eux. Enfant prodige de l'École des beaux-arts de Moscou, mais n'ayant aucune confiance en elle, la « magnifique Juive russe » de Matisse a pu inspirer celui-ci pour Nymphe et satyre (1908-1909), un tableau évoquant le viol, et a posé nue, notamment pour la sculpture Grand nu accroupi (Olga) (1909-1910) ; il est possible qu'ils aient été brièvement amants. Après leur retour de Collioure à Paris, des amis communs mentionnent à Matisse la recrudescence des « idées noires » de Meerson ; le voyage des Matisse et d'Olga à Moscou se termine par une brouille, et, de plus en plus dépressive, après s'être réfugiée dans la drogue, Meerson est traitée dans la clinique bernoise du Pr Paul Charles Dubois. Lorsque Matisse coupe les ponts définitivement avec Olga et sa famille russe, elle renoue avec un ancien ami musicien, Heinz Pringsheim (en), qu'elle épouse et à qui elle donne une fille. Malgré une carrière de portraitiste appréciée, sauf d'elle-même (« Ce que je fais n'a rien à voir avec l'art »), elle se suicide par défenestration du quatrième étage de l'hôtel Adlon de Berlin.
Une troisième représentation de la mélancolie, apparue au début du XIXe siècle, d'esprit romantique, est celle d'une femme assise au sol et prostrée, dénudée ou à peine vêtue, comme chez Füssli (Le silence, c.1800) ou Van Gogh (Sorrow, 1882). Constance-Marie Charpentier, auteure de plusieurs autoportraits, a exposé en 1801 La Mélancolie, où une femme habillée à l'antique (peut-être Charpentier elle-même) figure dans une attitude d'abattement. Dans son autoportrait In Red (1997), Eteri Chkadua (née en 1965) est recroquevillée et vêtue d'une simple couverture dans cette posture mélancolique. Radeau (2011), de Katie O'Hagan, a également une forte connotation mélancolique.

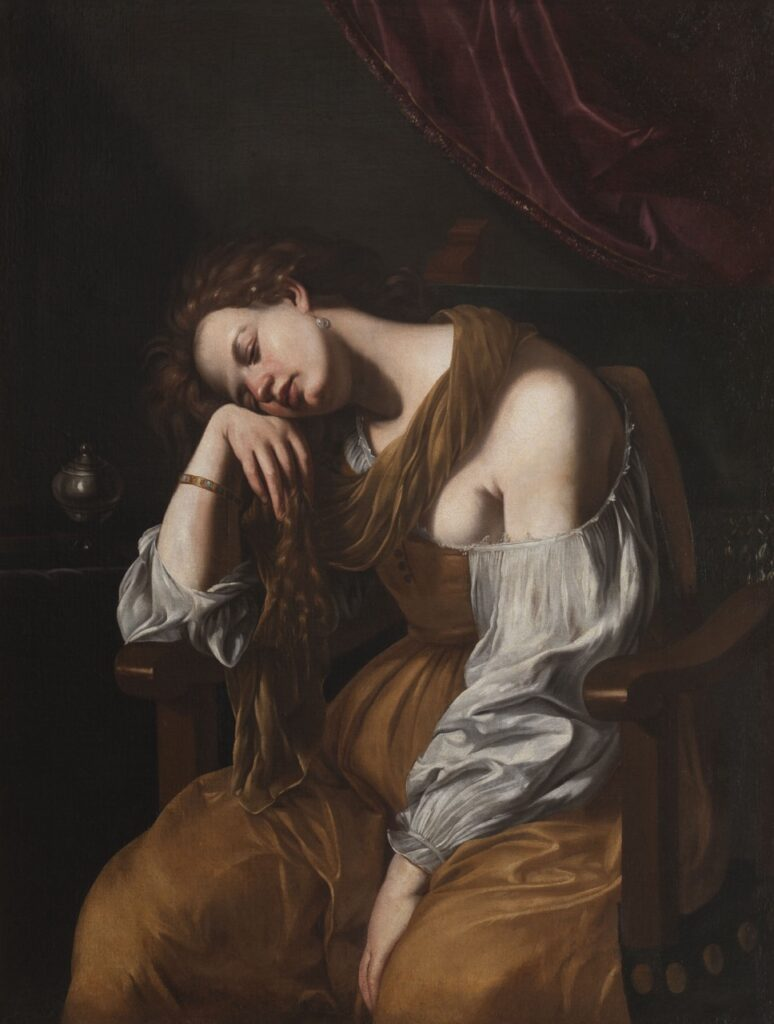
A. Gentileschi, Marie Madeleine en mélancolie
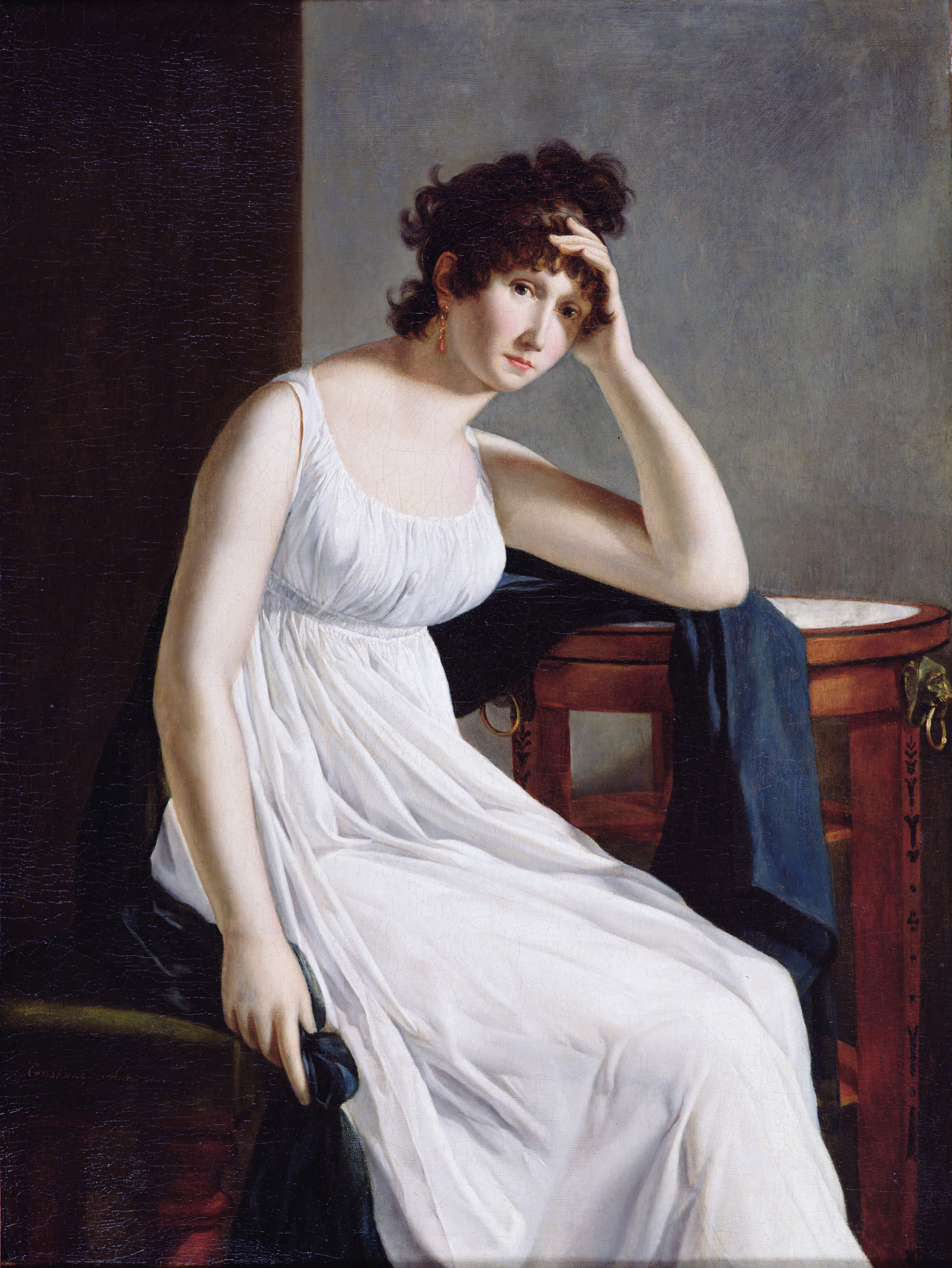
Constance Mayer, autoportrait, 1801
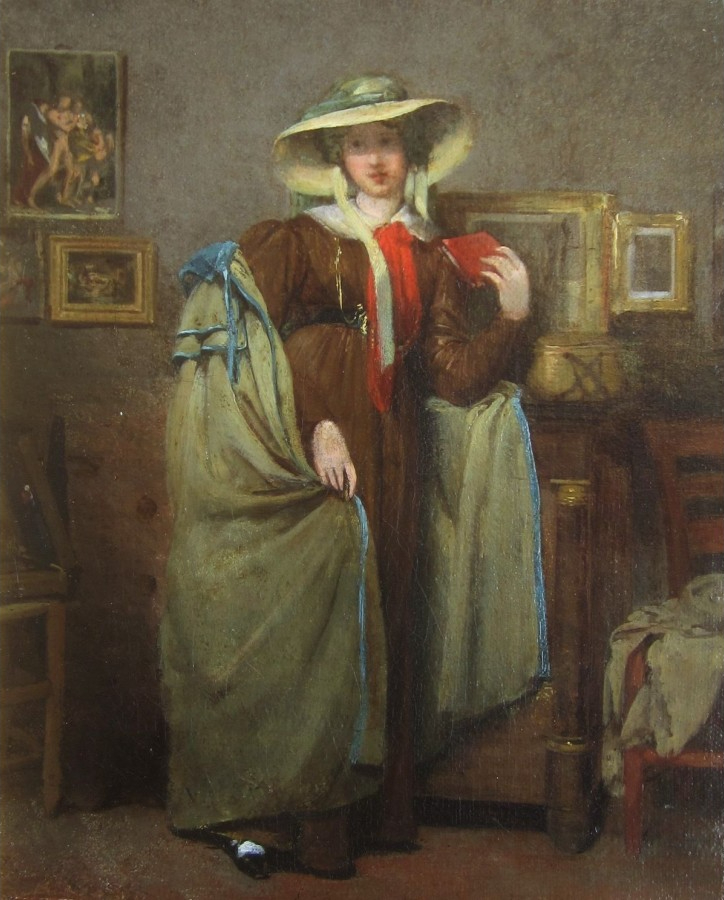
Constance Mayer, Autoportrait devant des tableaux de Prud'hon, c.1810-1820
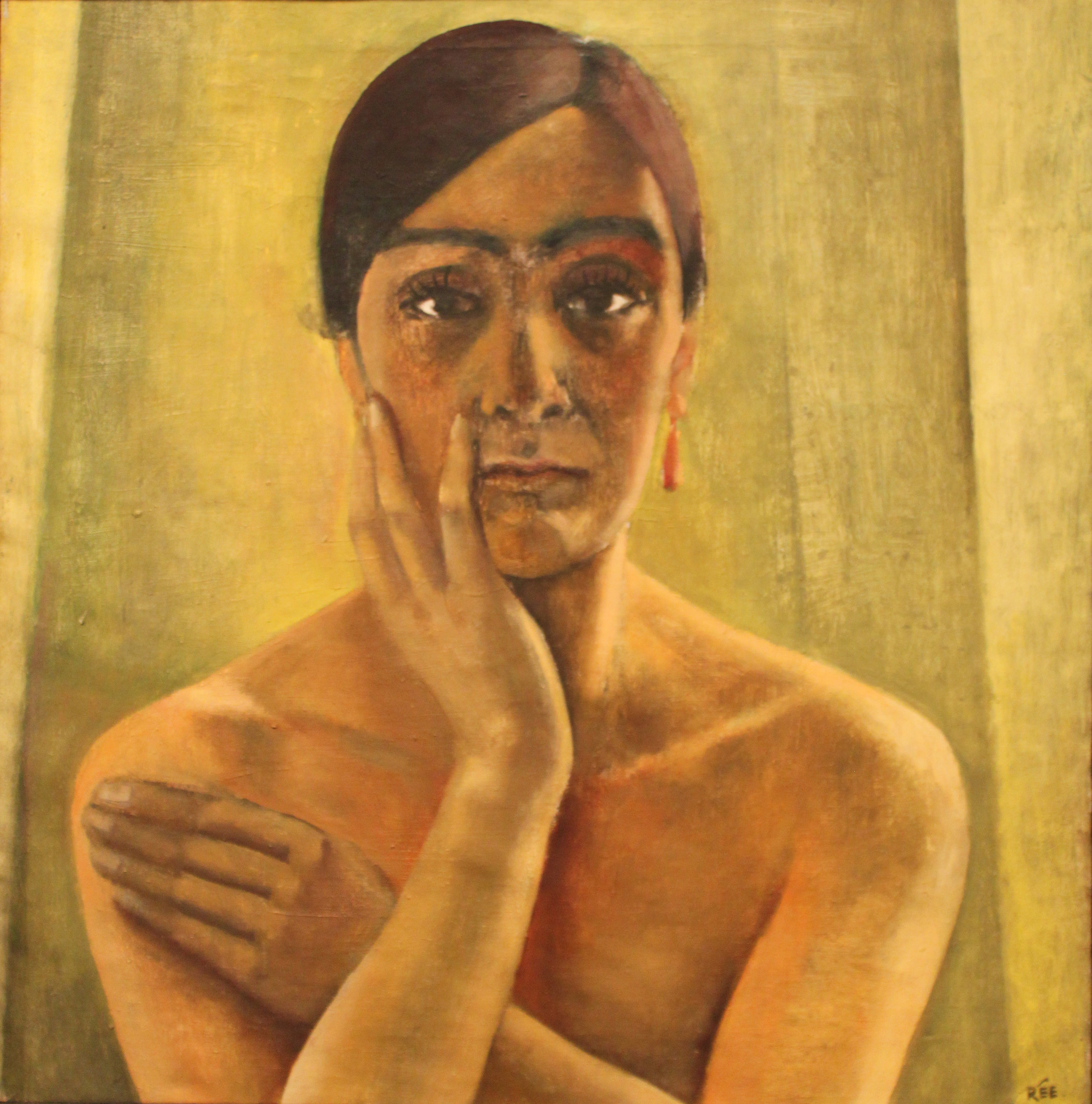
Anita Rée, autoportrait, 1930
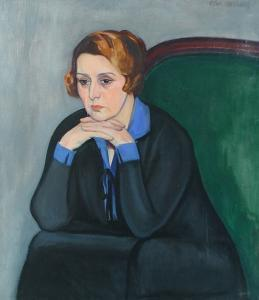
Olga Markowa Meerson, autoportrait [n.d.]
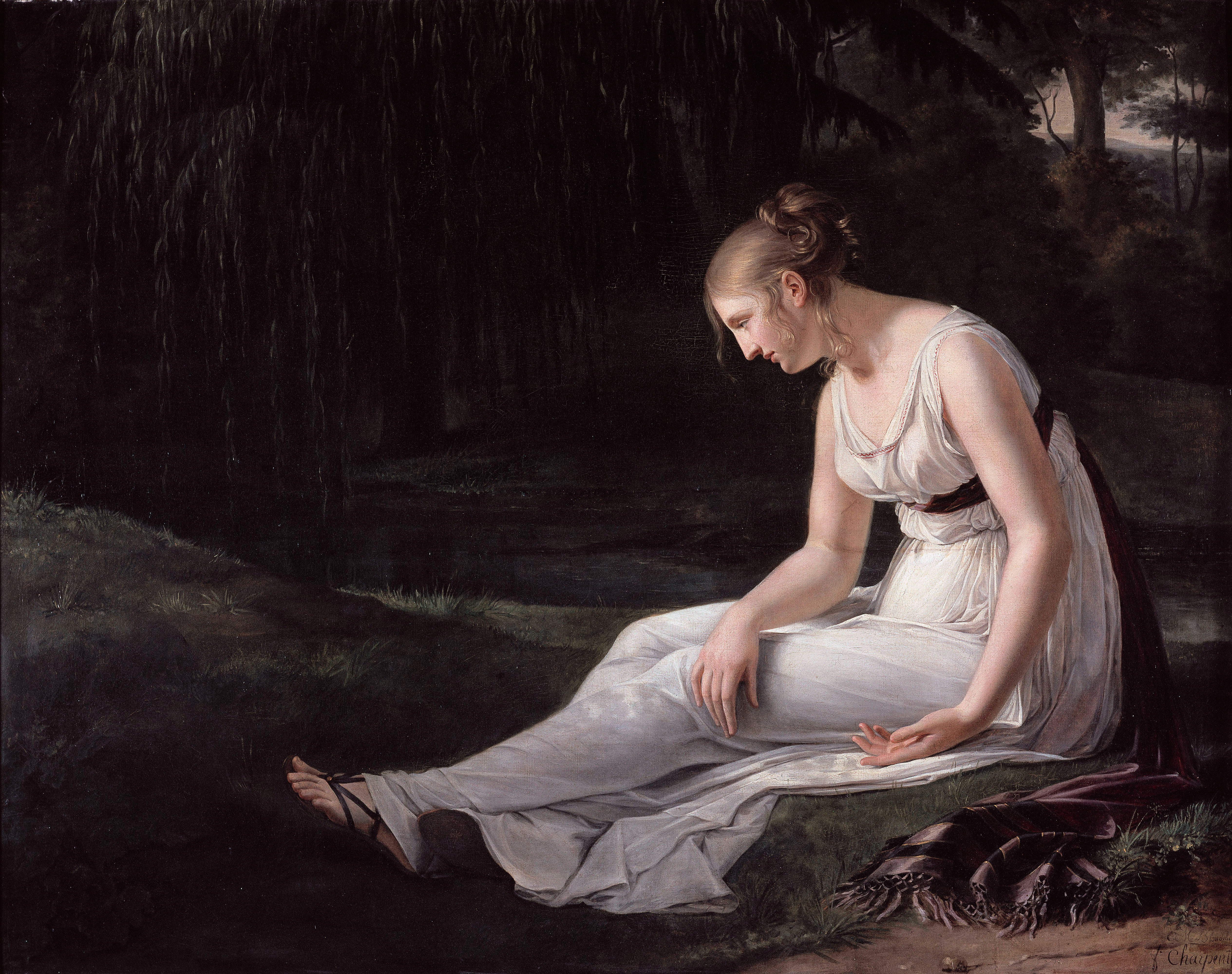
Constance Charpentier, La Mélancolie, 1801

D'autres images de la mélancolie existent, par Helene Knoop et Paula Rego, avec pour celle-ci les réserves émises sur ses « autoportraits par substitution » ; atteinte d'un trouble bipolaire familial, elle fait la série de pastels Depression en 2007 après un épisode dépressif sévère, qui, selon ses propres termes, « l'a presque tuée ».

### Maladie, souffrance, déchéance
L'autoportrait le plus souvent reproduit d'Alison Watt est celui où elle ressent les symptômes d'un état grippal et porte la main sur son front. Après une sérieuse chute, Paula Rego, qui s'était jusque-là très rarement représentée en personne, fait en 2017 cinq autoportraits avec son visage meurtri : « Je n'ai pas aimé la chute… j'ai aimé faire les autoportraits, j'avais quelque chose à montrer », a été son commentaire.
Dans La Colonne brisée [image sur en:The Broken Column], Frida Kahlo, enserrée dans le corset orthopédique destiné à maintenir sa colonne vertébrale détruite, symbolise sa souffrance par les nombreuses semences de tapissier qu'en temps normal elle utilise pour fixer la toile sur le châssis, et qu'elle a plantées là dans tout son corps et sur la toile blanche qui recouvre son bassin.

Helene Schjerfbeck, 1945

Karen Yee (1960-2016), atteinte d'une forme rare de cancer du sein métastatique en 2003, a fait des images de ses mutilations (Self Portrait Survivor, 2008), après une énième chimiothérapie, avec sa calvitie et sa chambre à cathéter implantable, en archange luttant contre le dragon (Fight Like A Girl, 2012), de sa vie avec une épée de Damoclès (Self Portrait with dagger, 2013), et en dernier dans ce qu'elle a appelé alors son couloir de la mort (The Waiting Game,, 2015).
Les autoportraits d'Helene Schjerfbeck réalisés dans ses dernières années illustrent sa déchéance, avec un visage se rapprochant de plus en plus de celui d'un spectre. Rachel Lewis peint son corps d'anorexique dans Suis-je encore une femme ?, de 1990.

### Convictions et opinions politiques, religieuses et sociales
Avec leurs livres rouges, Frida Kahlo, ouvertement communiste (Le marxisme donnera la santé aux malades, 1954) et Pān Yuliang, n'ayant au contraire jamais exprimé ses convictions (Autoportrait tenant un livre, c.1966), affichent leurs opinions politiques.
L'autoportrait permet aussi d'afficher sa croyance et d'affirmer sa foi. Une croix est mise bien en évidence sur les portraits en buste de Lavinia Fontana (1579), Angelica Kauffmann (1753), Mina Karadžić, un possible autoportrait de Charlotte Bonaparte vers 1820, Hortense Haudebourt-Lescot (1825), Mary Ellen Best (en) (1839), Cecilie Dahl (en) et des ferventes catholiques qu'étaient Maria Cosway (1787), Marie Ellenrieder et Franziska Riotte, cette dernière ayant également écrit sur l'histoire du christianisme, et habillée en blanc, couleur de la foi.

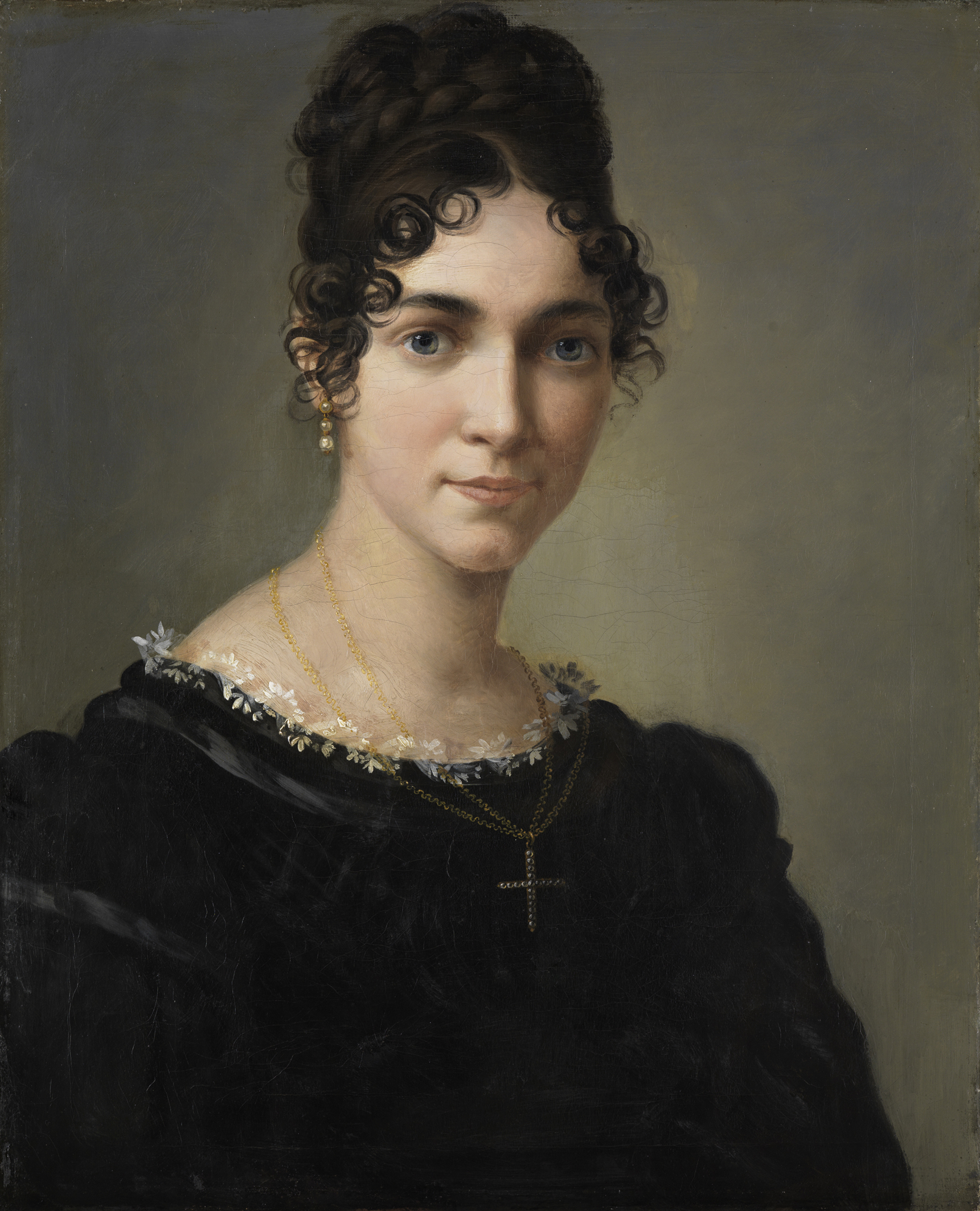
Marie Ellenrieder 1818
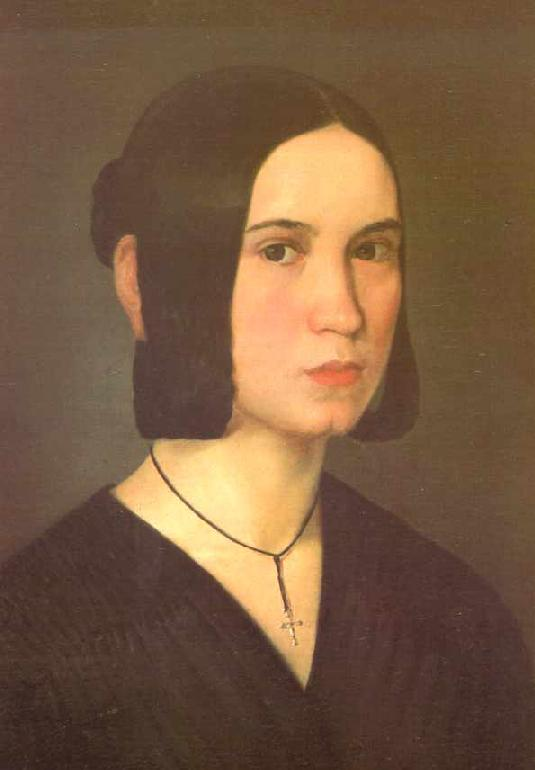
Mina Karadžić
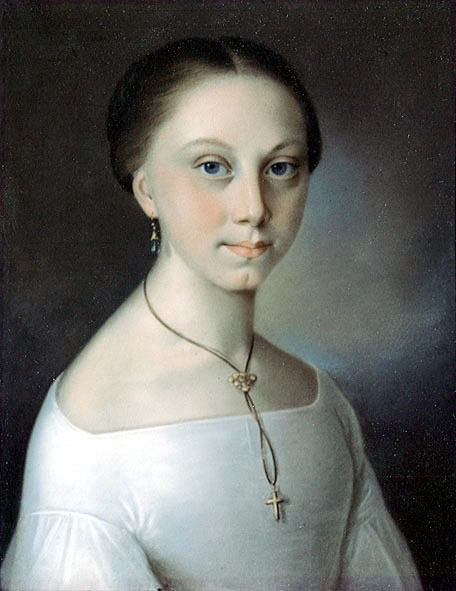
Franziska Riotte 1865
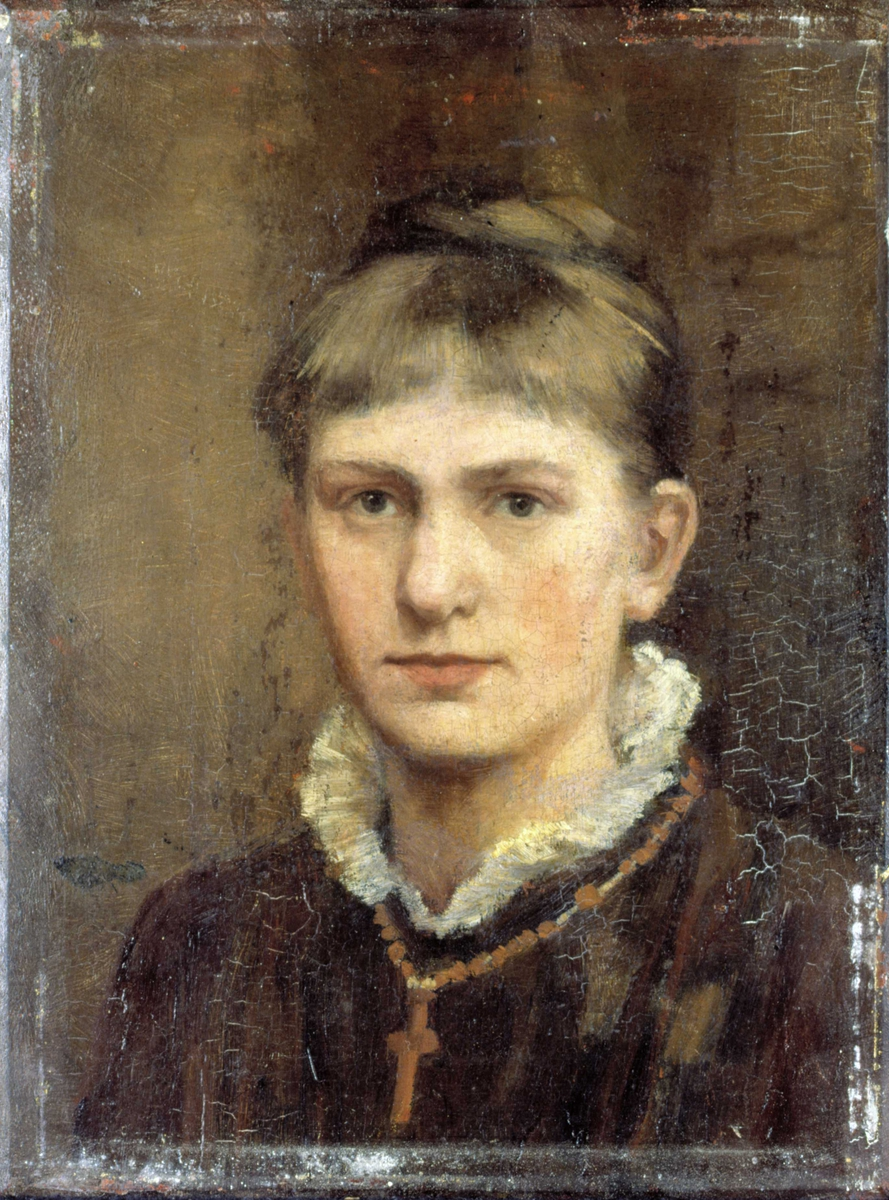
Cecilie Dahl - 1888

Marie-Thérèse Auffray avait un passé de résistante ; en 1965, elle peint La honte 1942-1944, où des femmes couvertes de bijoux boivent du champagne en compagnie d'officiers SS. Elle fait un autoportrait tout simple en 1958, et dans son tableau À la galerie Charpentier 1956, on la voit portant une robe taillée dans la tenue rayée gris et bleu des déportés, tournant le dos au couple formé par son ancien élève Bernard Buffet et Annabel. « Ceux qui n'ont pas senti leurs entrailles se déchirer en regardant passer les survivants des camps de concentration sont indignes de l'humanité », avait-elle écrit en 1951.

### Humour et ironie
L'humour peut aussi être pratiqué dans l'autoportrait féminin, par exemple en se représentant de façon presque grotesque, comme Minna Citron dans Self-Expression (1934), ou dans une classe sociale inférieure, comme Rosalie Emslie travestie en vendeuse ambulante londonienne, avec chapeau à plumes et foulard (1917).
Avec son What Lies in Wait dans l'esprit des illustrations des Weird Tales, Karen Yee, atteinte d'un cancer et porteuse d'un manchon de compression brachial et d'une chambre implantable, se dépeint complètement terrorisée par l'irruption d'un monstre velu derrière la porte.
D'autres autoportraits parodiques sont dus à Evelyn Embry (née en 1943), auteure notamment d'une Mona Lisa avec lunettes et cigarette, Tessa Zerbib (née en 1967) en Courbette d'après Le Désespéré de Courbet (2009), et Gabriela Gonzalez Dellosso (née en 1968), avec sa série d'autoportraits en hommage aux grandes peintres du passé. Gaela Erwin, née en 1951, a fait d'elle une grande variété de portraits, dont certains avec une touche humoristique.

## Éléments annexes

### Alcool
Les femmes se représentent rarement devant un verre ou une bouteille ; quelques étrangères ayant vécu à Paris ont cependant ressenti moins de gêne à le faire : Marie Vorobieff trinquant (rétrospectivement) avec ses amis de Montparnasse en ayant vidé une fiasque de chianti, Greta Gerell (sv), dans son autoportrait Café à Paris (1930), avec vin rouge et cigarette, Lucy May Stanton (en) (Le gobelet d'argent, 1912), et Pān Yuliang, en prostituée — une condition qu'elle avait connue adolescente — devant des bouteilles de vin et de Grand Marnier et un cendrier rempli de mégots (1949) ; c'est le seul de ses nombreux autoportraits où, se peignant en état d'ébriété, elle n'a pas la bouche close et le visage inexpressif. On voit qu'alcool et cigarette vont quasiment toujours de pair, comme pour Joni Mitchell (Both Sides 1) ou Gaela Erwin (autoportrait en Veuve joyeuse). Dans les années 1930, Macena Barton (en) tient un verre à cocktail dans Self Portrait with a Cocktail.
Sans alcool ni cigarette, mais quand même un souvenir de Paris, pour Mihri Müşfik Hanım, qui se représente buvant une tasse de café, et un autre très personnel et intime pour Marie Vassilieff, revisitant le lieu de son coup de foudre quatre ans auparavant, avec l'enfant qu'elle tient sur ses genoux (Le Café de la Rotonde, 1921).

### Animaux

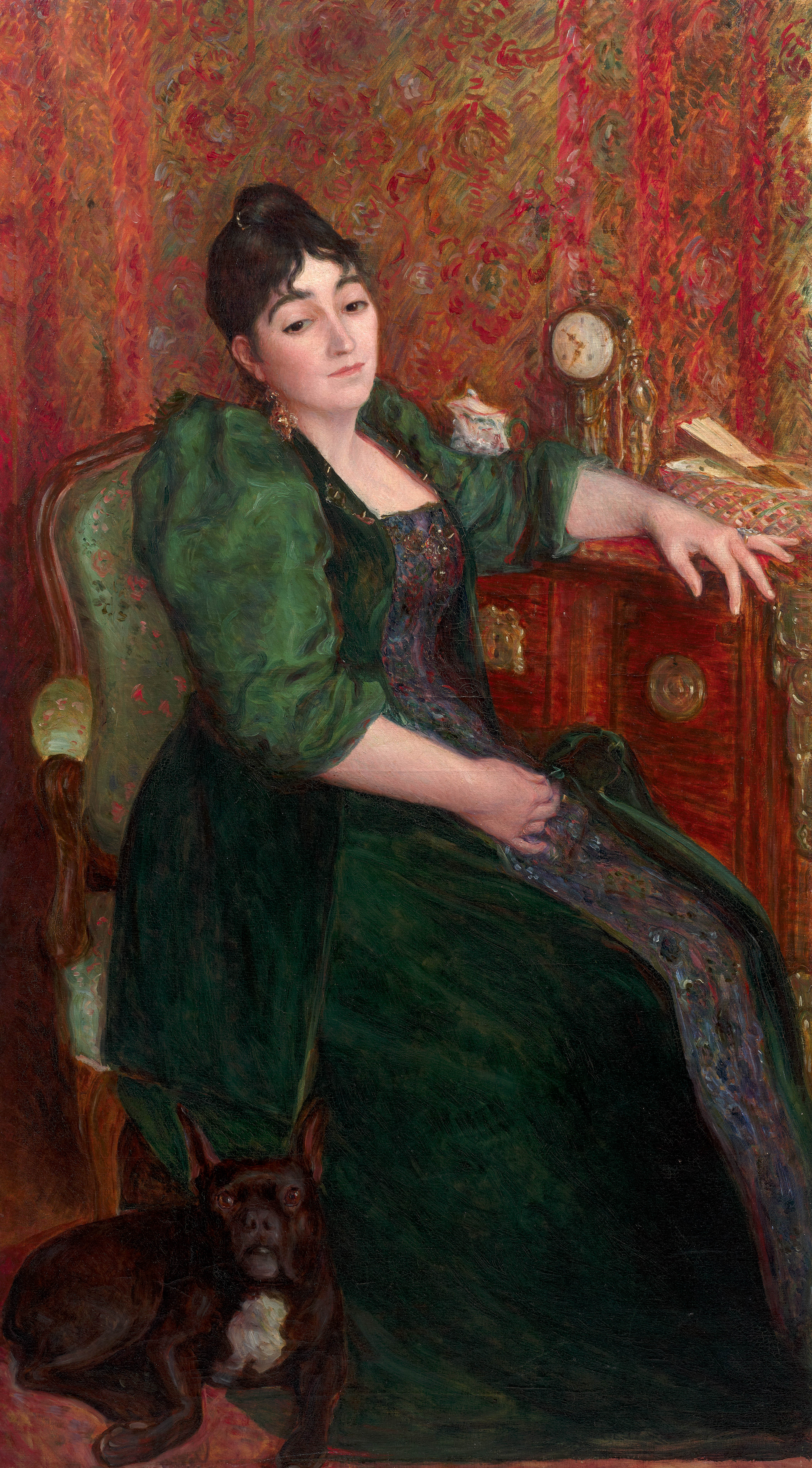
Marie Bracquemond avec son bouledogue français, 1892

Après les moutons d'Élisabeth-Sophie Chéron au XVIIe siècle, les animaux des autoportraits sont le plus souvent des animaux de compagnie, quelquefois des animaux domestiques, et beaucoup plus rarement des animaux sauvages. Sauf dans le cas où l'animal est suffisamment calme pour accepter la pose, l'artiste doit le restituer de mémoire, ou d'après photographie. On comprend que les chats et les chiens soient de loin les plus représentés. Un petit chien se tient au pied d'Anne Killigrew en 1685. Avec Le Peintre et son carlin en 1745, William Hogarth peignant son chien Trump réalise le plus connu de ce type d'autoportrait. À partir du milieu du XIXe siècle, mais surtout au XXe, des chats ou des chiens figurent dans des tableaux de Louisa Grace Bartolini (c.1860), Charlotte Hampel (c.1890), Louise Catherine Breslau (1891), Marie Bracquemond (1892), Lotte Laserstein (1928), Marie Laurencin, Gertrude Abercrombie (1934 et 1953), Mimi Parent (Autoportrait au chat, 1945), Leonor Fini, Gisela Peschke (c.1988), Ishbel Myerscough (Self-portrait with Bongo, 2014), Alicia France, née en 1993 (Self-portrait with Cat, 2017 ; Self-portrait in Green Velvet, 2019), et surtout Frida Kahlo, qui a également fréquemment peint des singes et des perroquets, ainsi que des papillons et un cerf (Le Cerf blessé, 1946). Son premier autoportrait avec un animal de compagnie est Fulang-Chang et moi en 1937, suivi l'année d'après par Autoportrait avec un singe [image sur en:Self-Portrait with Monkey]. Par la suite, elle fait notamment figurer quatre primates dans Autoportrait avec des singes (1943) et quatre perroquets sur Moi et mes perroquets (1941). C'est un petit coyote mexicain qui se tient au côté de María Izquierdo dans son autoportrait de 1939.
Illustrée par Rebecca Solomon, la colombe blessée serrée sur la poitrine d'une jeune fille est le classique symbole de l'amour déçu. Un perroquet est perché sur l'épaule de Margaretha Cornelia Greta Bruigom (1894-1935) tandis qu'elle tient sa palette et son pinceau ; on pourrait y voir une illustration du précepte « l'imitation et la peinture sont inséparables » de Cesare Ripa dans sa description de l'Allégorie de la peinture. D'autres volatiles sont parfois visibles, comme chez Priscilla Roberts (en) (Self Portrait, 1946) ou Louise Camille Fenne (née en 1972) et son cacatoès (2006). Renouant avec la scène de genre en plein air de Chéron, Nasta Rojc (hr) nourrit un coq et des poules (1918).
Le bestiaire des surréalistes est beaucoup plus étrange, avec le lémurien de l'autoportrait Rêve du 21 décembre 1929 de Valentine Hugo, la hyène et son ectoplasme de Leonora Carrington (L'Auberge du cheval d'aube (en), 1937-38), la chimère ailée et griffue de Dorothea Tanning (Birthday, 1942), le scorpion glissé dans le gant de Leonor Fini (1938) ou, toujours de Leonor Fini, l'Autoportrait avec chimère de 1939.

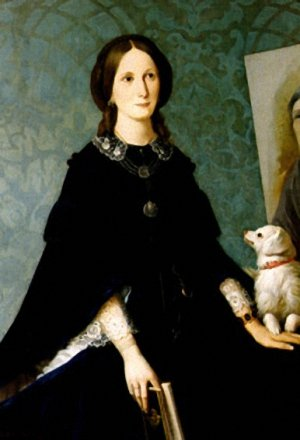
Louisa Grace Bartolini c.1860
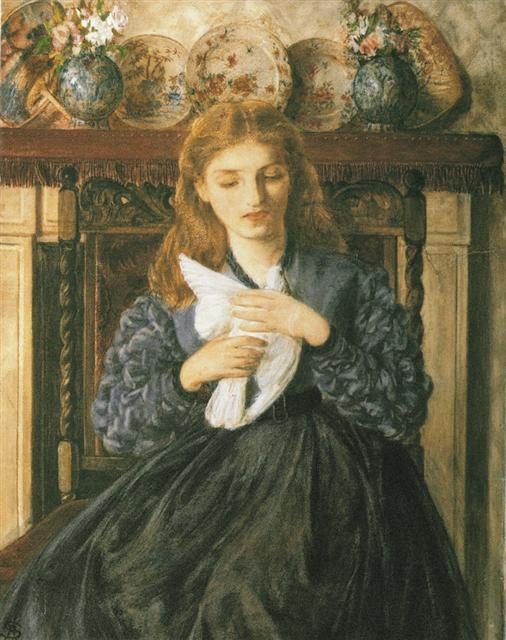
Rebecca Solomon La colombe blessée 1866
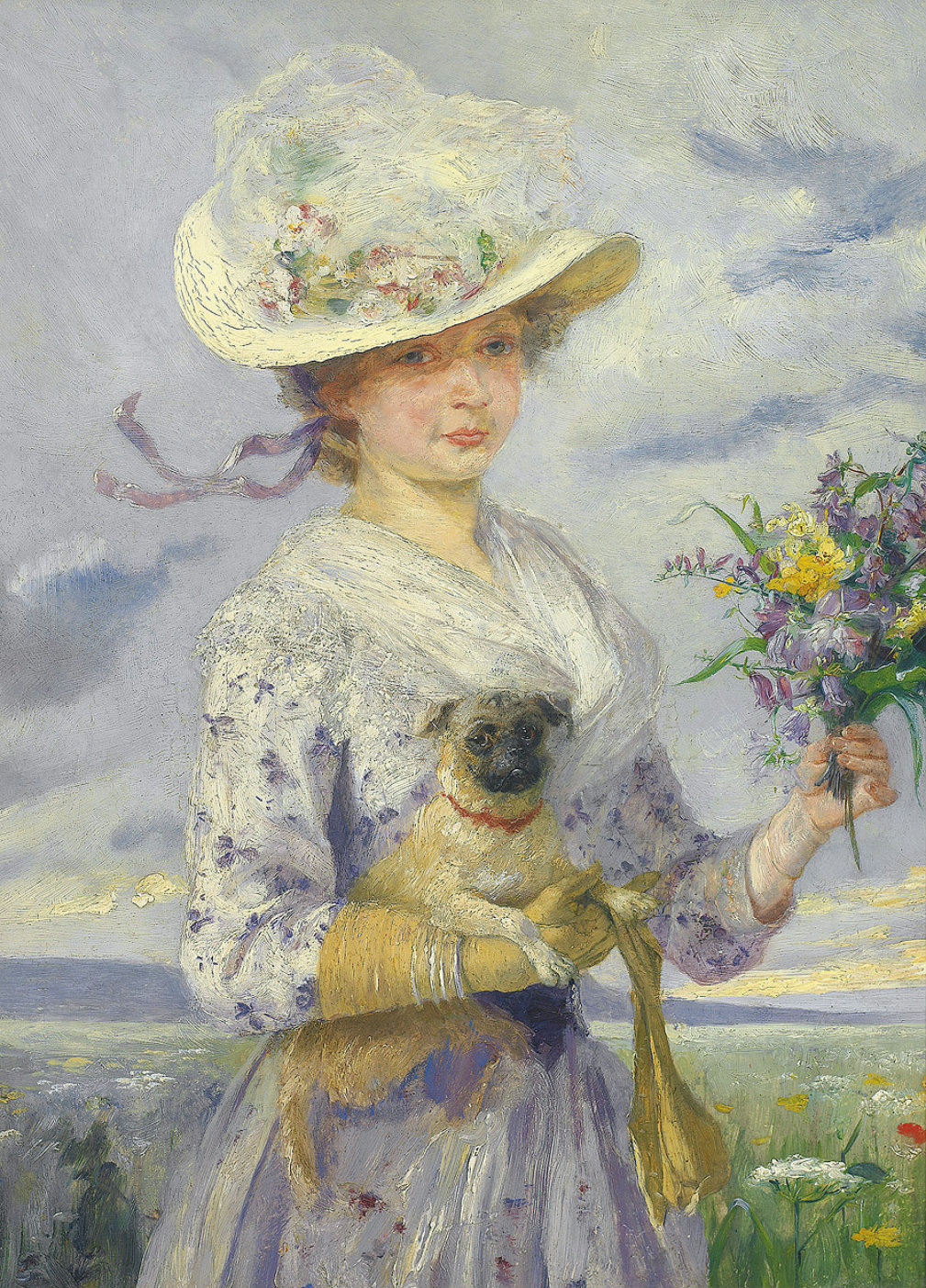
Charlotte Hampel 1890
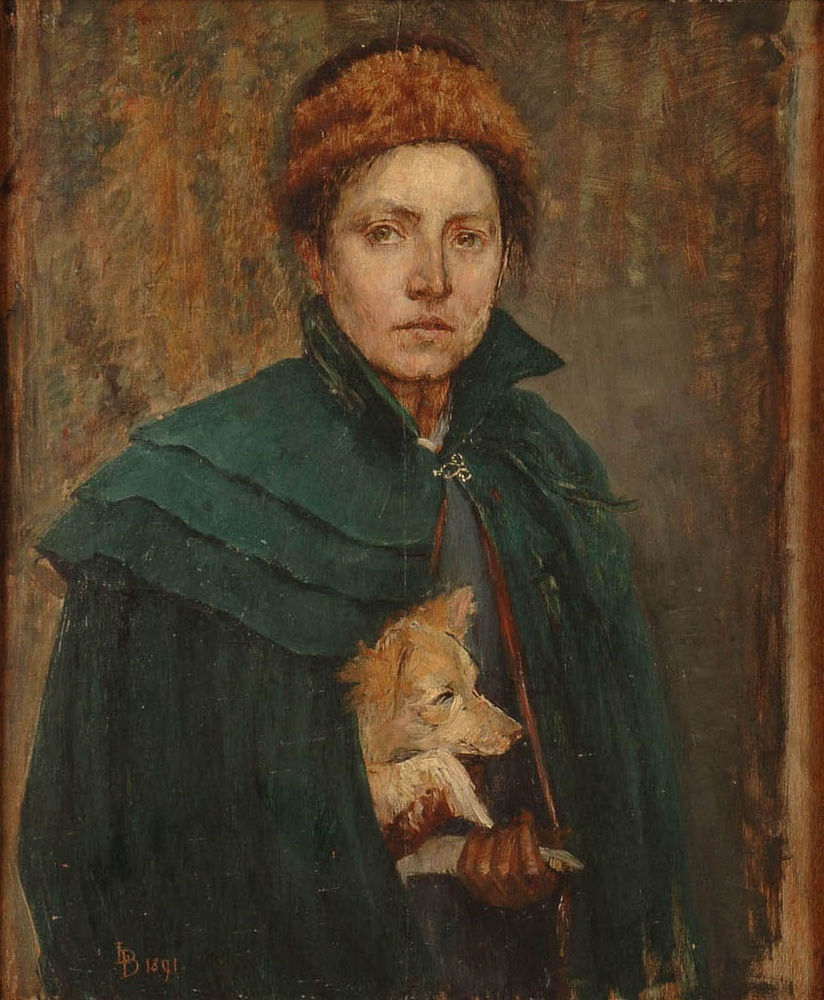
Louise Breslau 1891
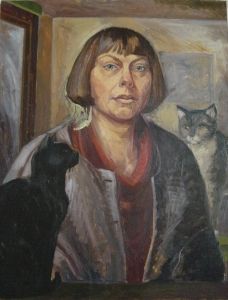
Gisela Peschke c.1988

En 1858, la jeune Anna Knittel (en) se porte volontaire pour une mission que les hommes de son village du Tyrol autrichien jugent trop dangereuse ; il s'agit de descendre en rappel une falaise afin de détruire un nid d'aigle. Elle immortalisera cet exploit dans un tableau où on la voit capturer l'aiglon. Habituée à peindre sur le terrain la flore des Alpes, Anna Stainer-Knittel est aussi l'auteure d'un très original autoportrait dans la montagne, avec la main gauche en visière et la droite tenant la palette, sur le modèle de l'autoportrait de 1748 de Joshua Reynolds ; elle est accompagnée d'une chèvre.

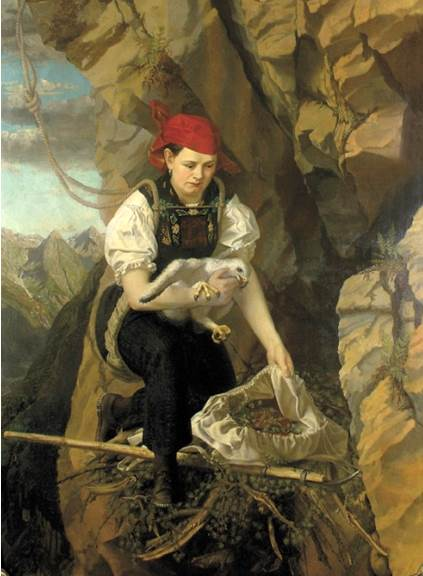
Anna Stainer-Knittel Die Geierwally - c.1880
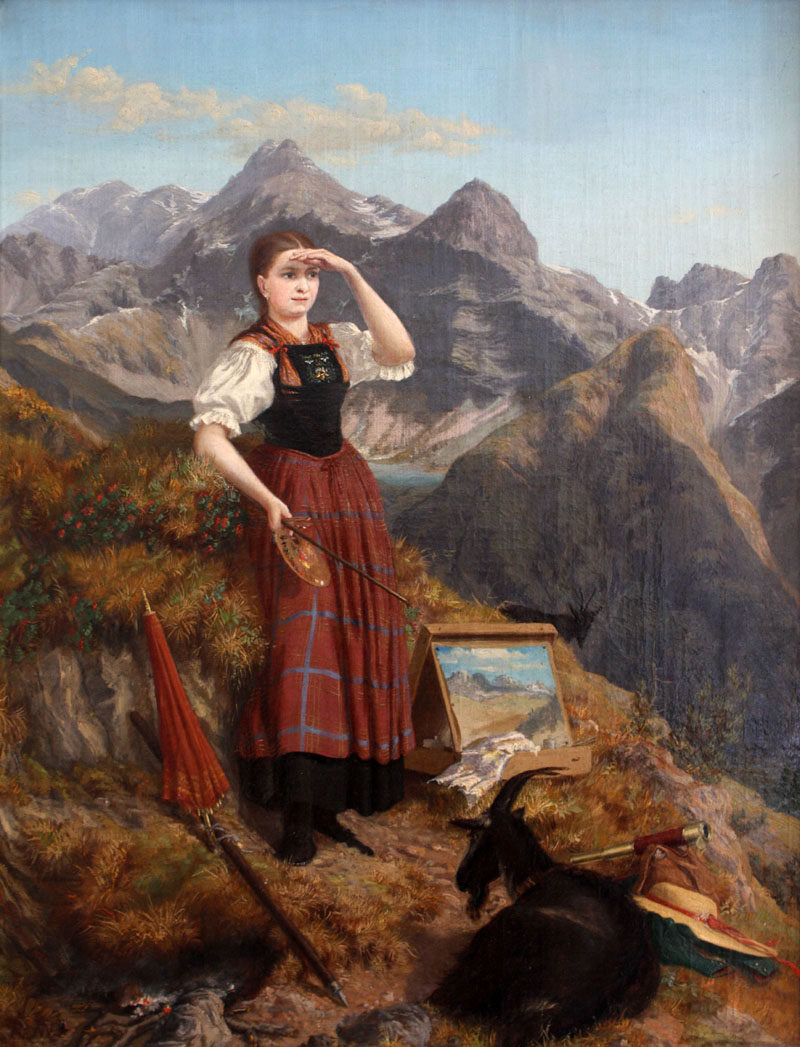
Anna Stainer-Knittel en costume de la vallée du Lech - 1869
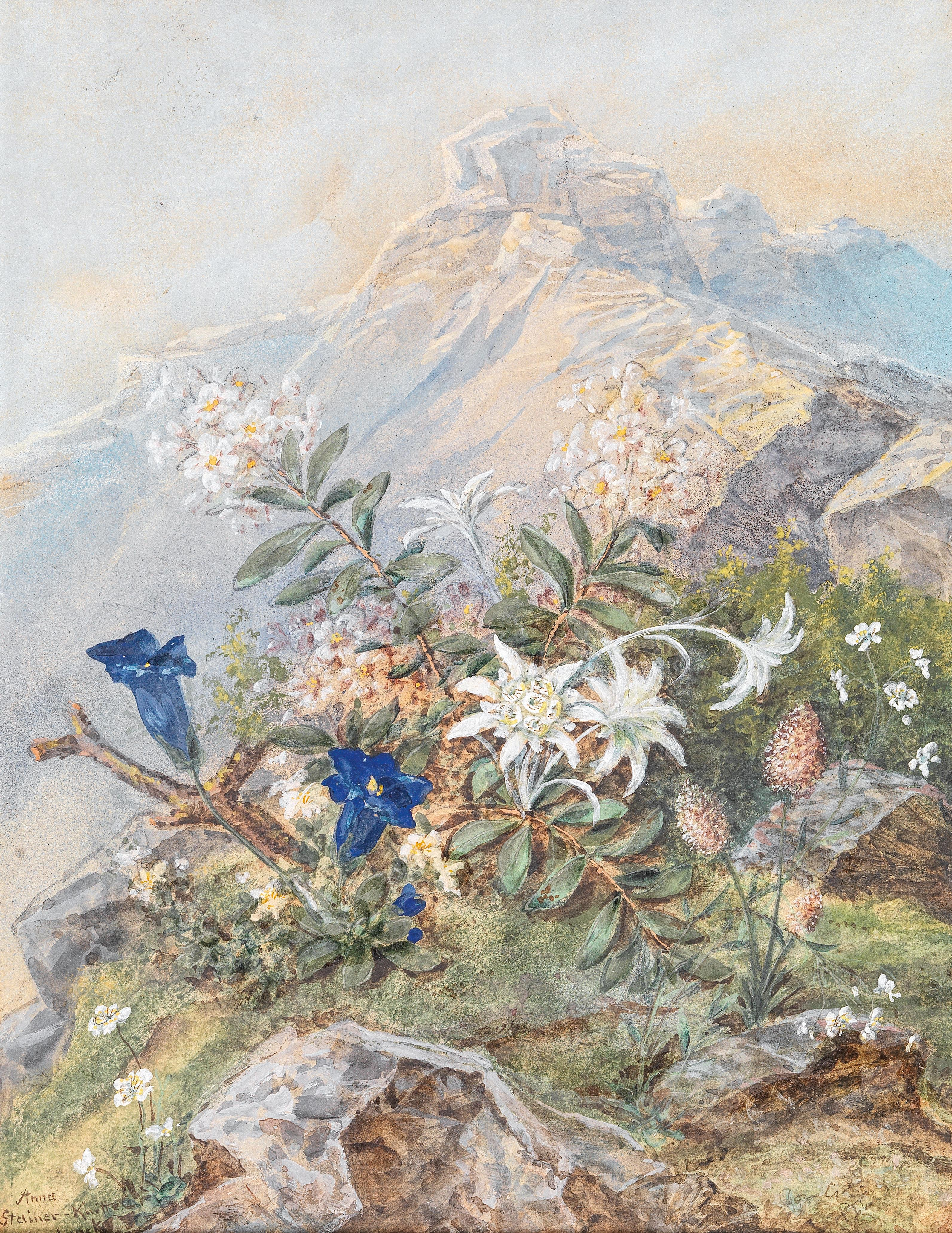
Anna Stainer-Knittel Gentiane et edelweiss
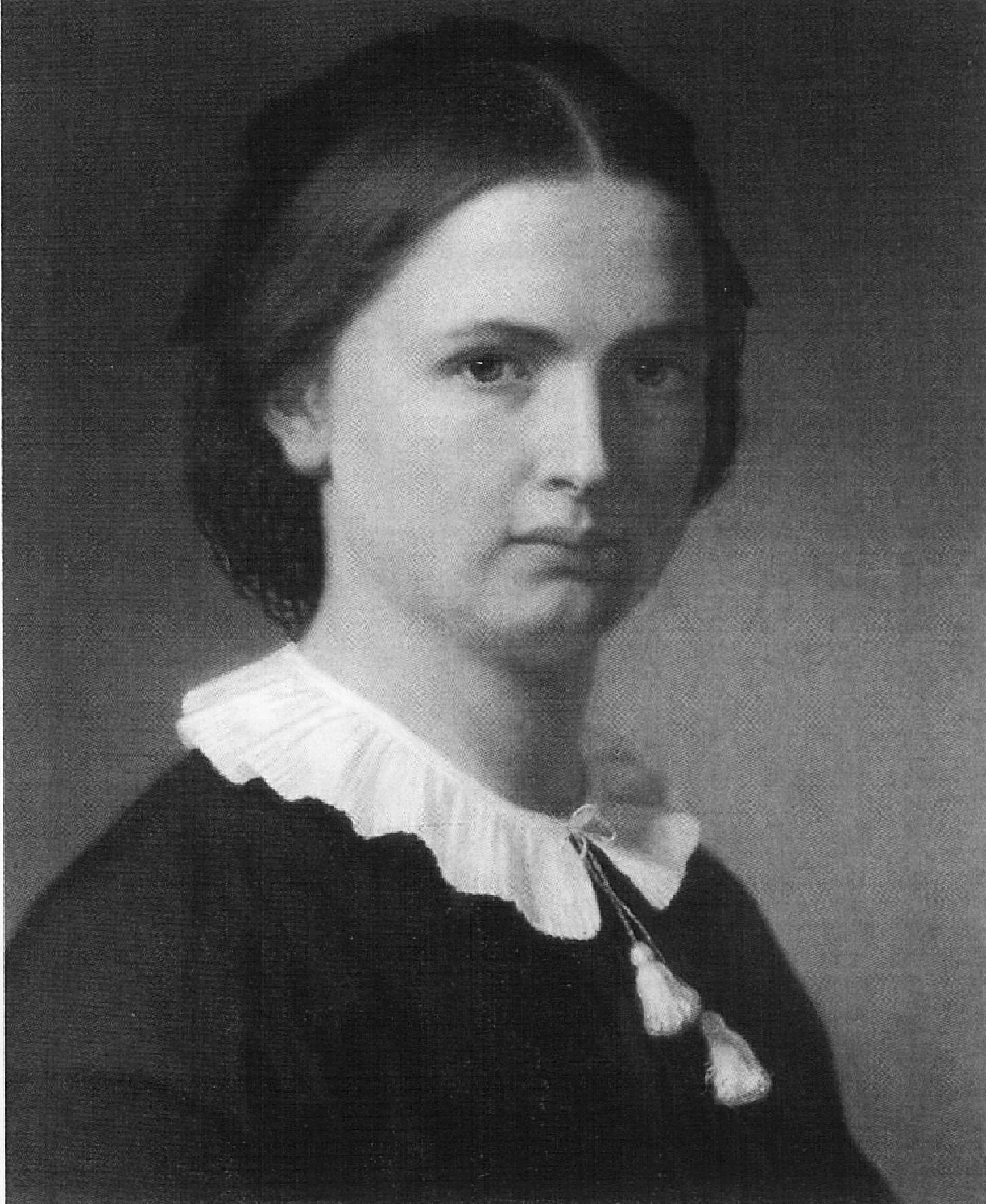
Anna Stainer-Knittel Autoportrait c.1857

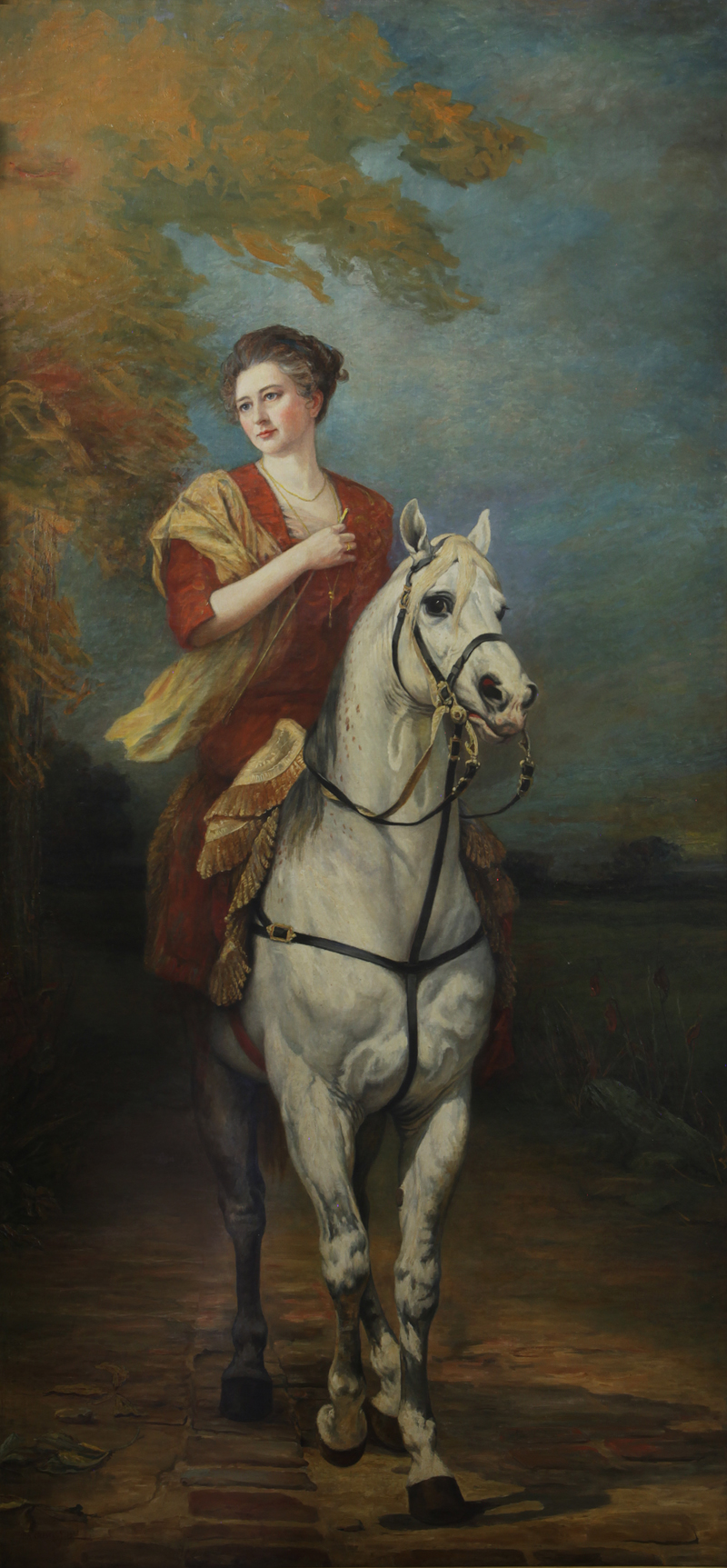
Ida Crawley 1913

Bien que le cheval soit l'animal le plus représenté dans l'art, les autoportraits avec lui sont très rares, réalisés en version masculine seulement par des artistes spécialisés en peinture animalière, comme George Stubbs, Jacques-Laurent Agasse ou Frederic Remington. Selon Catherine Tourre-Malen, en se limitant au domaine équestre occidental, le profil féminin se distinguerait par son caractère non-utilitariste, qui ferait ainsi rapprocher le cheval de l'animal de compagnie ; ceci pourrait expliquer la relative plus grande fréquence des autoportraits féminins avec cheval. C'est un cheval bai qui figure dans les autoportraits de Nasta Rojc (hr) de 1908 et 1922, alors qu'il s'agit ailleurs d'un cheval blanc : les Américaines Ida Jolly Crawley (1867-1946) et Gaela Erwin (née en 1951) se représentent montant un cheval blanc, et Maria Izquierdo à côté d'une figurine blanche.
Dans le tableau L'Auberge du cheval d'aube (en) de Leonora Carrington, rempli de symboles renvoyant à son enfance et sa personnalité, et à sa rencontre avec Max Ernst, son cheval à bascule blanc se dédouble pour s'échapper dans la nature au galop.
D'autres animaux ne sont pas vraiment attendus dans un autoportrait : Jacqueline Marval, au visage avec des yeux en amande si reconnaissables, a laissé d'elle plusieurs portraits dessinés et peints ; en 1900, elle se représente nue étendue à côté d'un guépard ; Joan Brown, comme Tobie, tient un énorme poisson dans Self Portrait with Fish and Cat (1970) et Maria Lassnig est couverte par un tigre (Mit einem Tiger schlafen, 1975).

### Chaîne d'or
Une chaîne d'or peut faire partie d'un autoportrait dans trois circonstances. La première résulte d'un cadeau impérial, royal, papal ou princier fait au peintre, comme cela a été le cas pour Titien, Van Dyck, Rubens ou Vasari et plusieurs peintres de cour, ou encore d'une décoration ; il n'y a peut-être qu'un seul exemple connu où une femme y aurait eu droit, celui de Lizinska Rue, peintresse de la maison de Louis XVIII et intime du roi, lequel, sur ses vieux jours, lui arrangera un mariage avec un de ses subordonnés, M. de Mirbel, de vingt ans plus âgé qu'elle. Arborant sa chaîne d'or, Lizinska de Mirbel est la personnalité la plus en évidence parmi la centaine d'invités représentés sur le vaste tableau Charles X distribuant des récompenses aux artistes à la fin du Salon de 1824 réalisé par son collègue François-Joseph Heim.
La seconde circonstance, à laquelle en revanche aucun homme ne pourrait prétendre, est l'Allégorie de la Peinture ; dans son Iconologie (1593), Cesare Ripa lui donne la figure d'une belle femme, avec, entre autres attributs symboliques distinctifs, une chaîne en or, accessoire qui figure bien dans les tableaux d'Artemisia Gentileschi et Elisabetta Sirani.
Enfin, comme chez Rembrandt, il peut s'agir d'une autoproclamation en maître de la peinture. Par son autoportrait de 1825 avec béret de velours noir et chaînette d'or, Hortense Haudebourt-Lescot rend un double hommage, à Raphaël et son Portrait de Baldassare Castiglione, et au maître hollandais champion de l'autoportrait ; un autoportrait de jeunesse pendant son séjour à Rome la montre avec une chaîne d'or d'un calibre plus proche de celles de Rembrandt. Ravivant au fil des siècles le souvenir de l'iconologie de Ripa, Rosalba Carriera, Élisabeth Vigée Le Brun en 1800, Johanne Mathilde Dietrichson (en) en 1890, Helen Margaret MacKenzie (c.1929), Dame Ethel Walker, première femme admise au New English Art Club puis membre de la Royal Academy of Arts, Juanita Guccione (en) en 1935, se sont représentées avec une chaîne d'or.

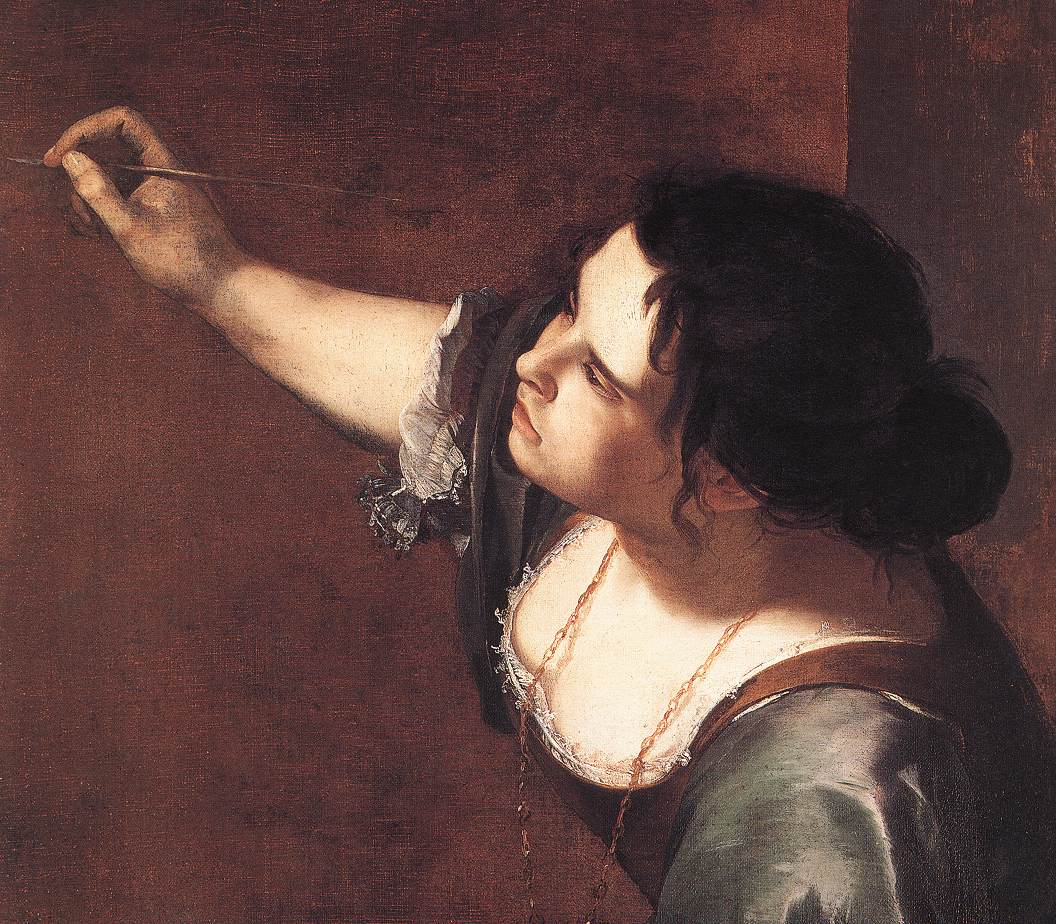
Artemisia Gentileschi 1658
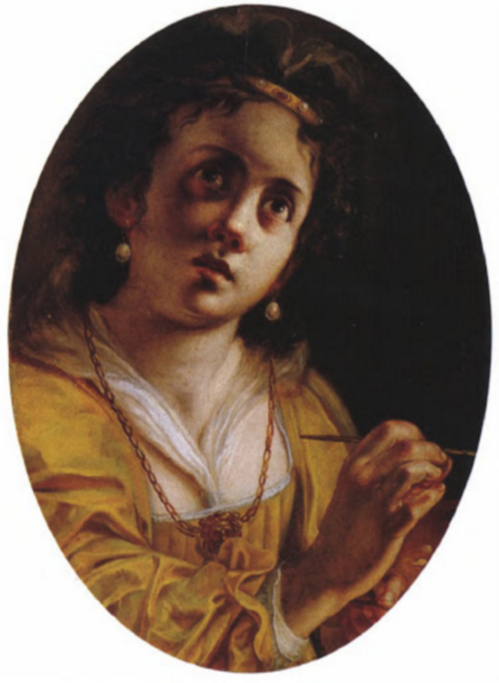
Artemisia Gentileschi
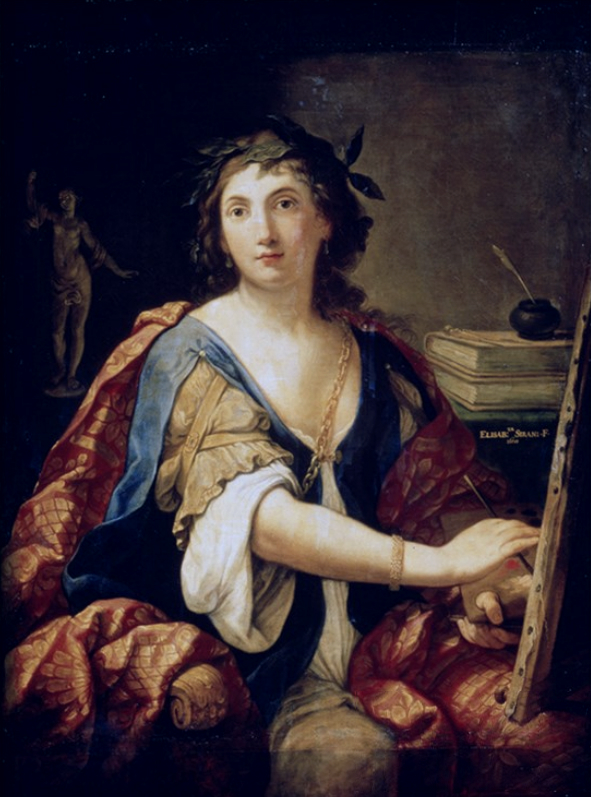
Elisabetta Sirani 1658
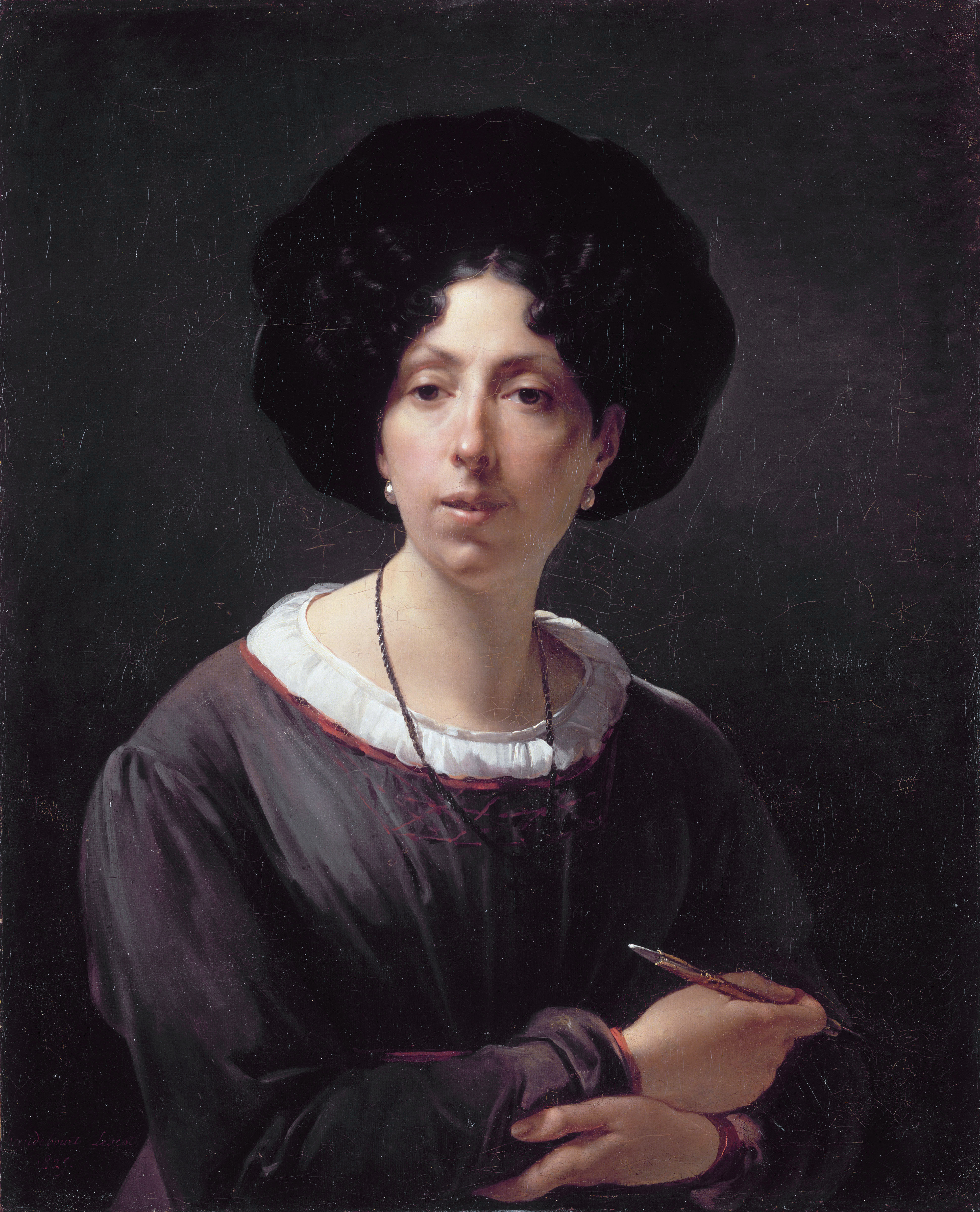
Hortense Haudebourt-Lescot, 1825
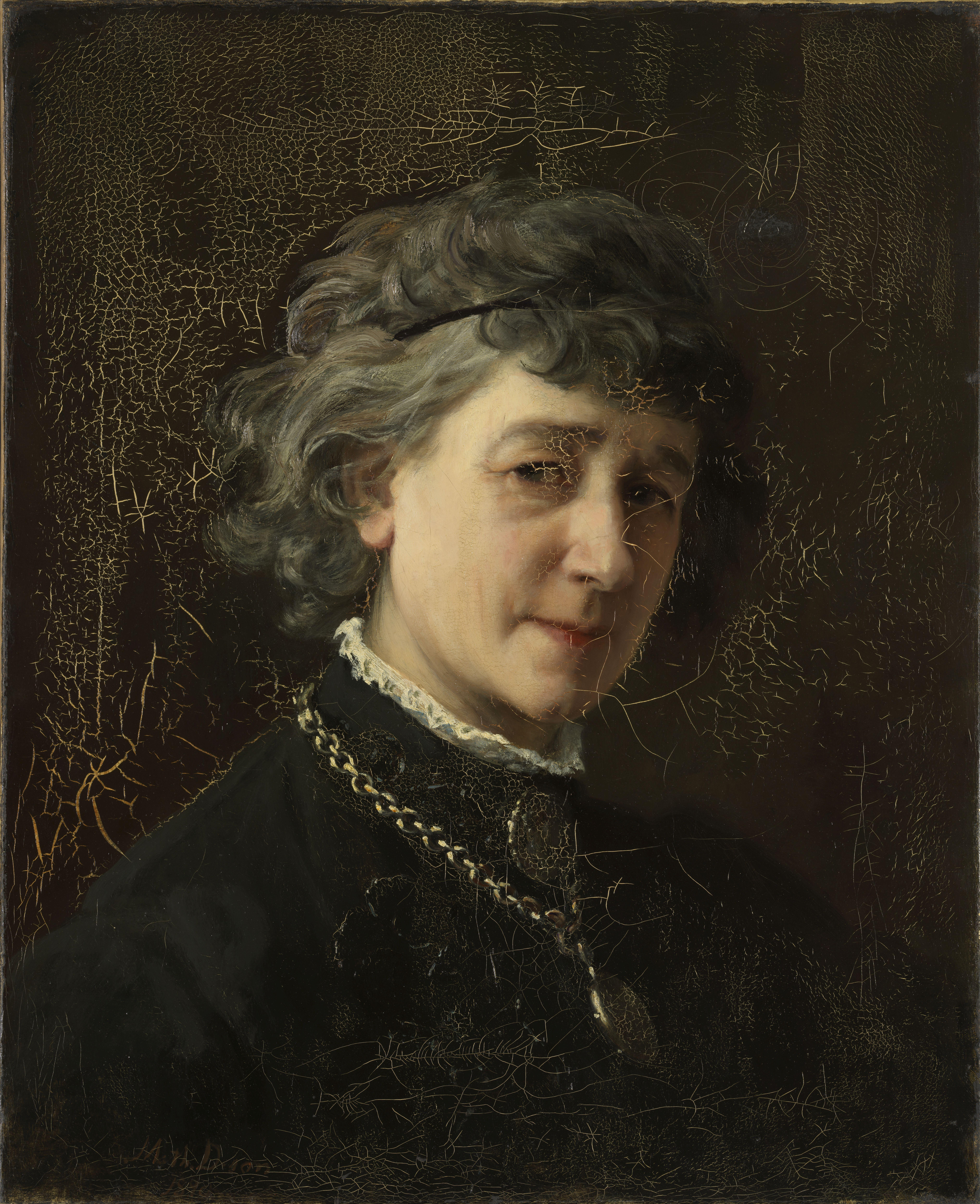
Johanne Mathilde Dietrichson 1890
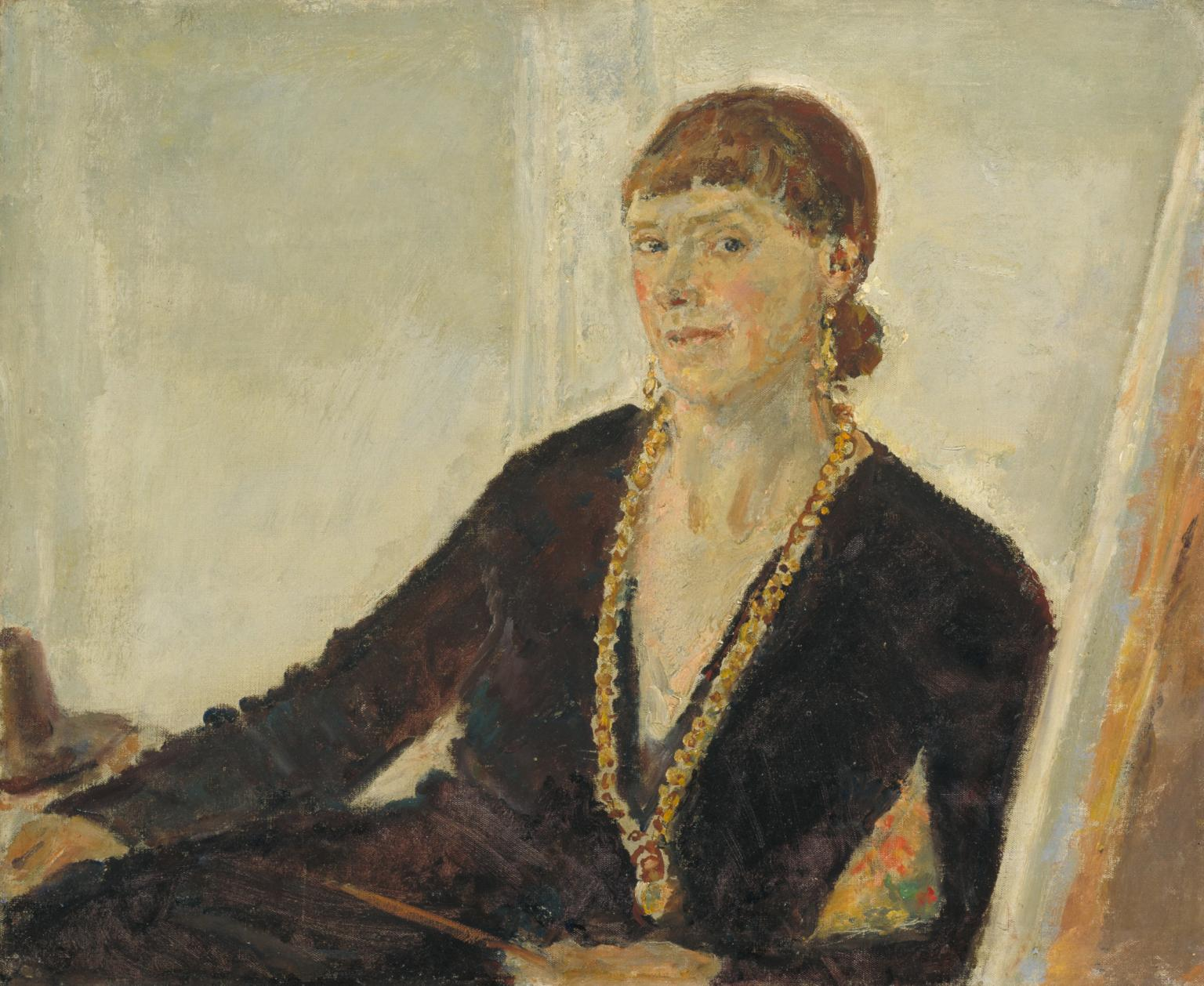
Ethel Walker 1930

Sans qu'il s'agisse d'un autoportrait ni d'une allégorie, une autre peintre est vue montrant ostensiblement sa chaîne en or, Louise Hersent dans le portrait d'elle fait en 1835 par son élève Louise Adélaïde Desnos, devenue sa collaboratrice la plus chère au sein de l'atelier des Hersent ; inversement, Louise Hersent a fait à deux reprises (1828 et 1831) le portrait d'une jeune femme avec chaîne en or, qui semble être Louise Desnos, selon le portrait de celle-ci fait par Louis Hersent.

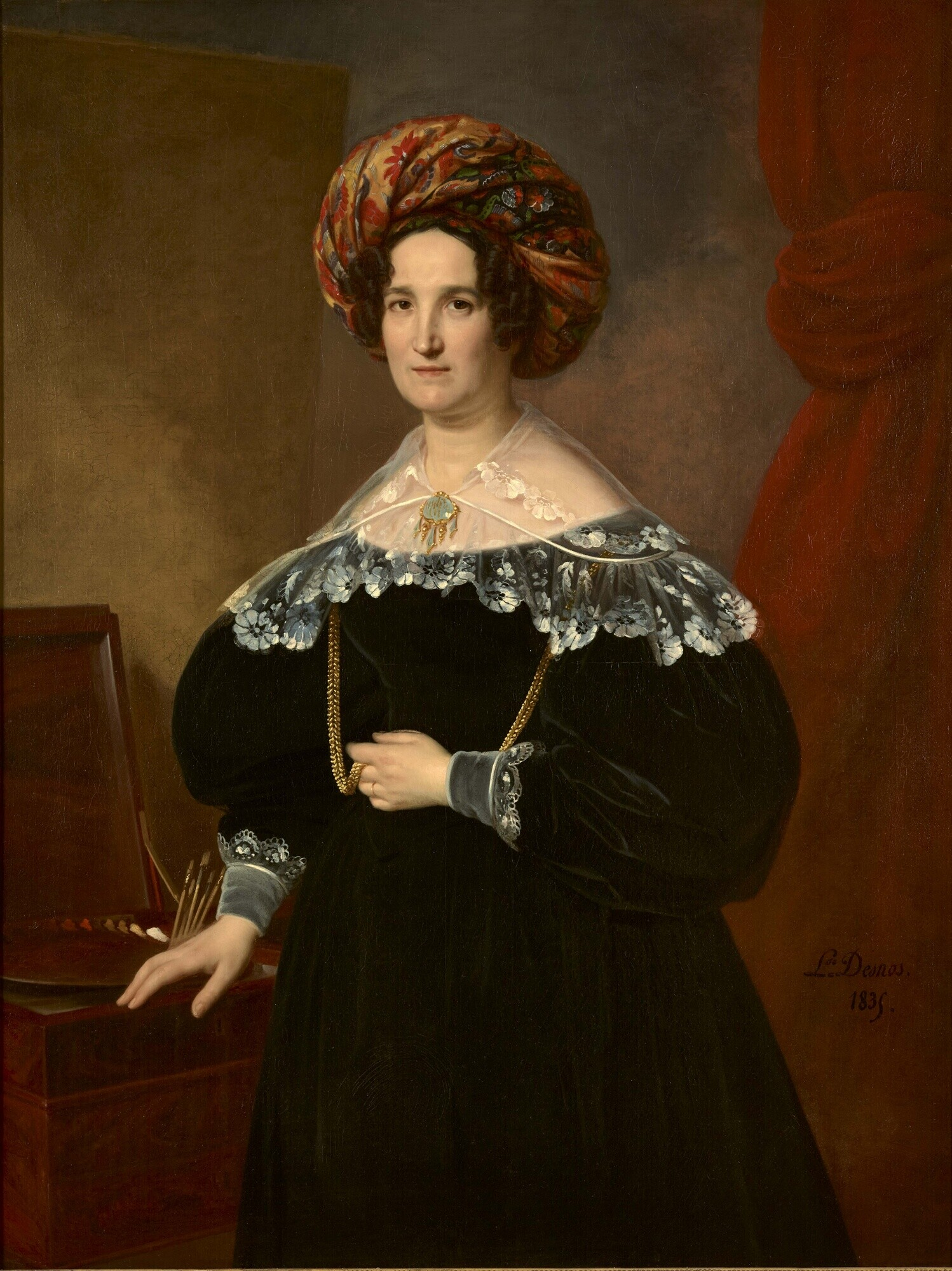
Louise Hersent par Louise Desnos
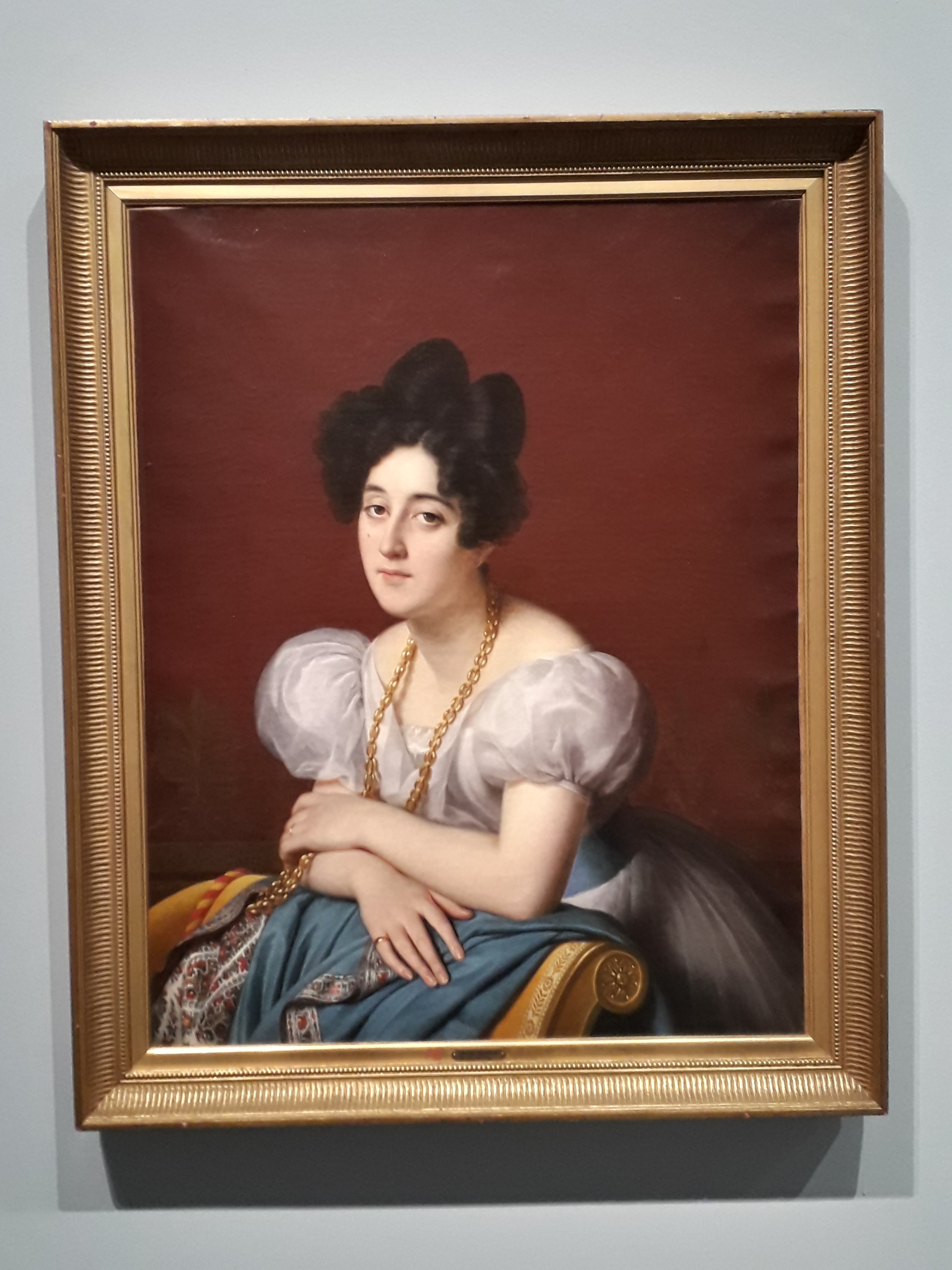
Jeune femme en robe blanche (1828)
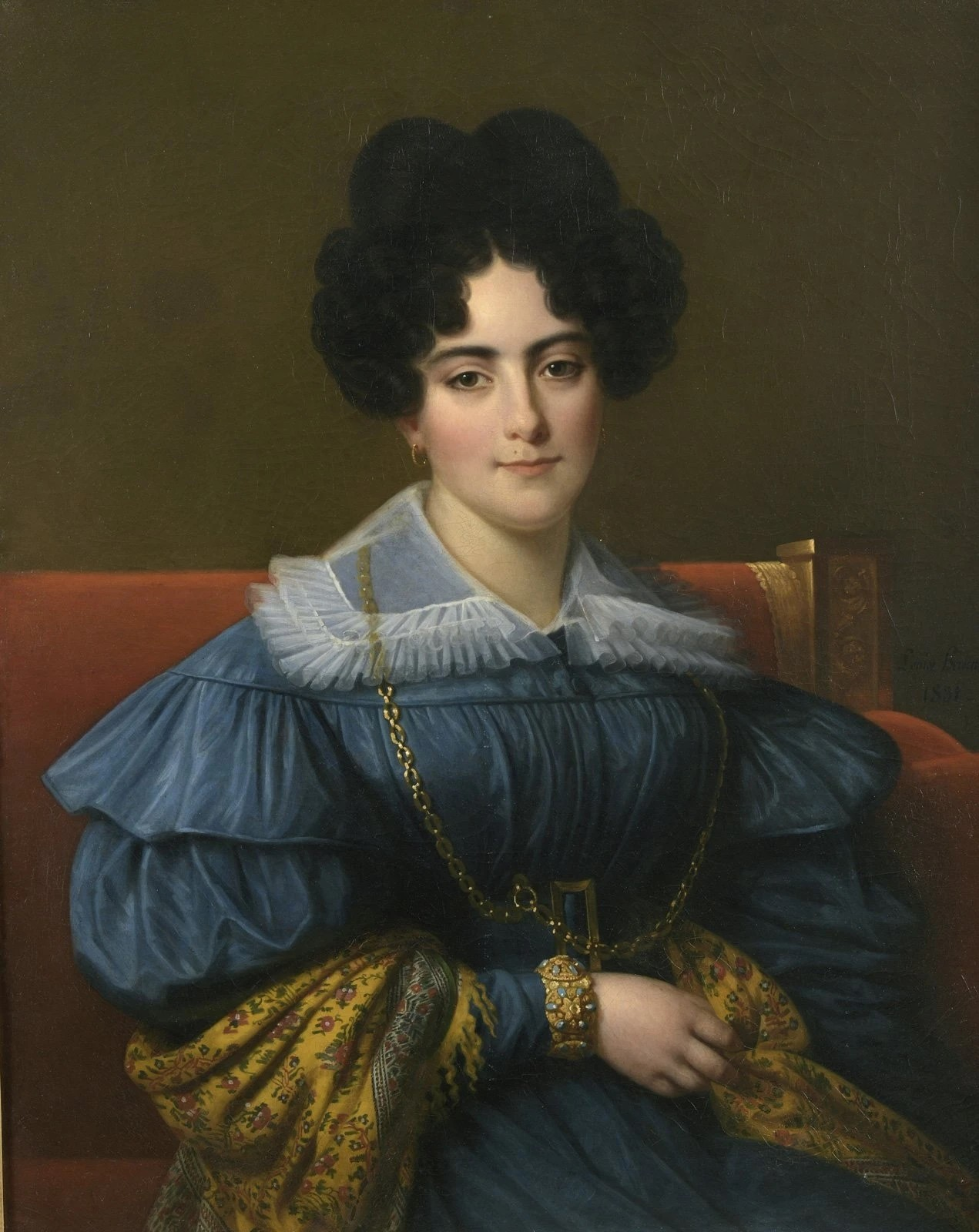
Jeune femme en robe bleue (1831)
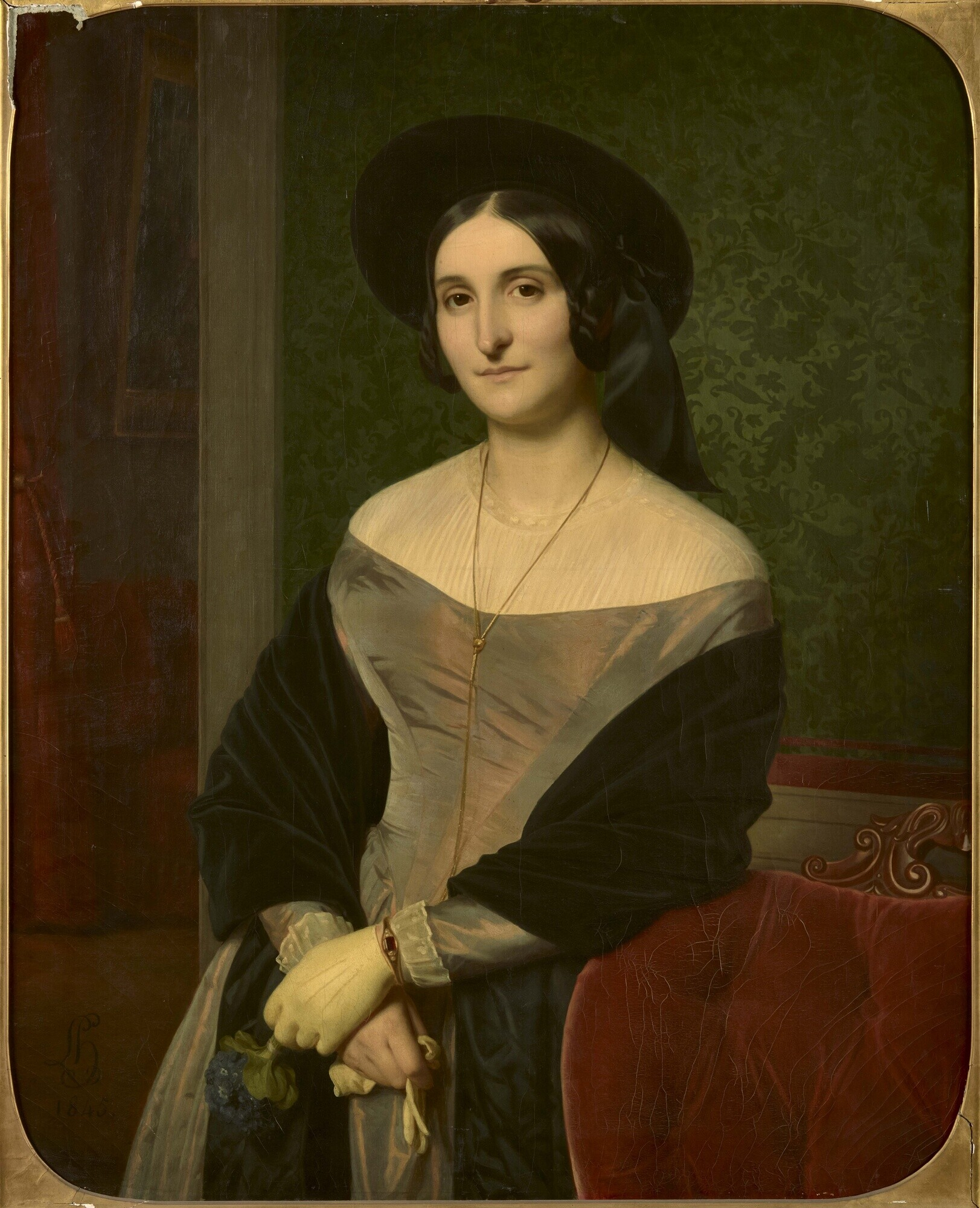
Louise Desnos par Louis Hersent

### Chapeaux et autres couvre-chefs
Dès 1548 et la coiffe de Catharina van Hemessen, l'autoportrait féminin se distingue par la fréquence et la grande variété des couvre-chefs. Ce sont les chapeaux qui sont naturellement les plus présents, de tous types, formes et styles, mais on trouve aussi des turbans (Maria Cosway, 1778 et 1787, Angelica Kauffmann, la peintre de la bouche Sarah Biffin, Julie Duvidal de Montferrier…), des bonnets et des bérets. Toutes ces coiffures peuvent être typiquement féminines, et en général soumises à la mode de leur époque, ou, au contraire et plus rarement, identiques à celles portées surtout par des hommes, comme les fédora, trilby, haut-de-forme (Romaine Brooks, 1923, Otolia Kraszewska…), canotier (Ida Gerhardi (en), 1907, Mary Adshead (en), 1931), béret basque, casquette à visière (Dora Carrington, Käte Hoch) ou même casque de chantier…
Les chapeaux peuvent aussi sortir de l'imaginaire de l'artiste. Leonor Fini a été photographiée avec des chapeaux très larges, mais jamais autant que celui de son autoportrait de 1968, amplification des chevelures d'un roux ardent de quelques-unes de ses créatures.

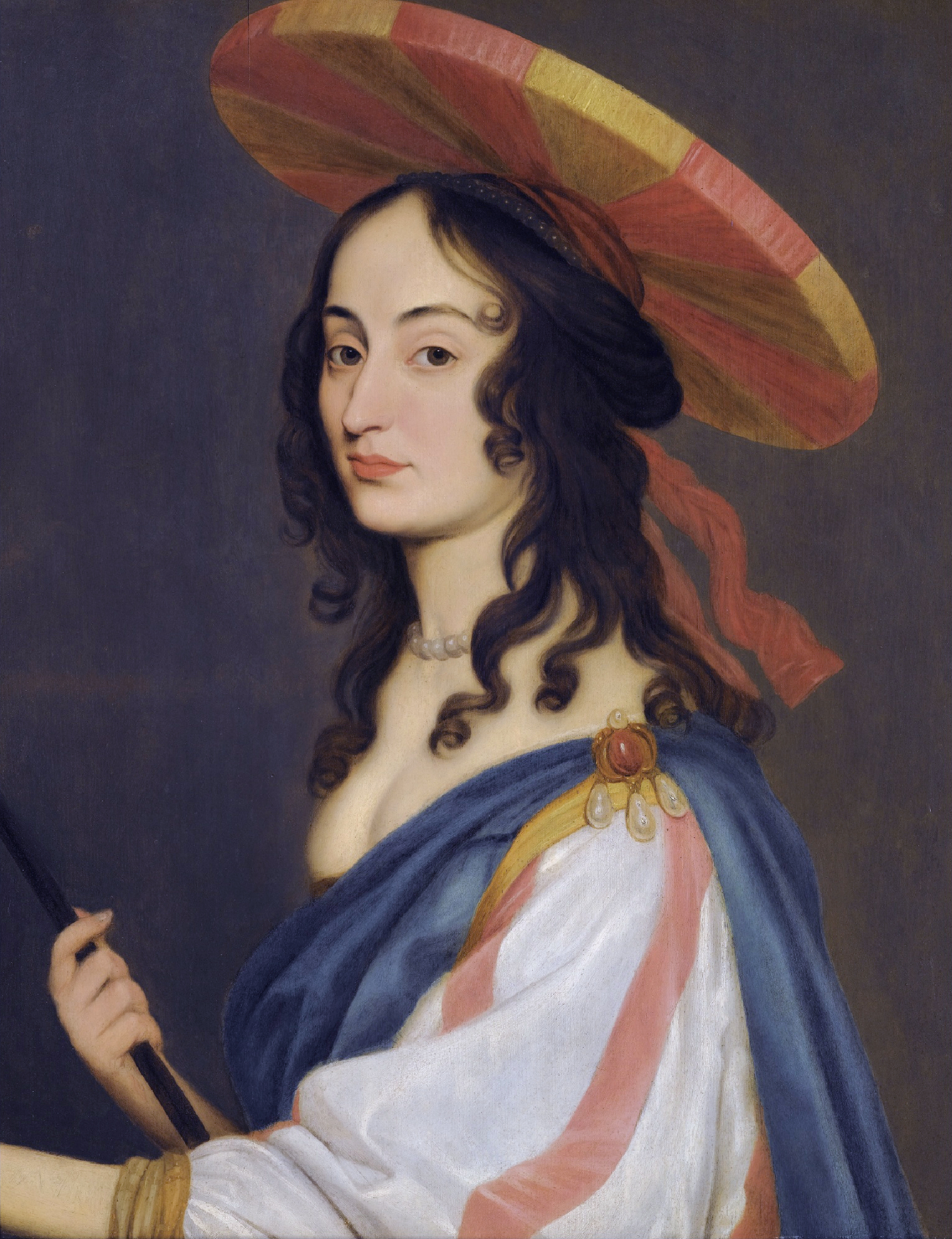
Louise-Hollandine c.1650
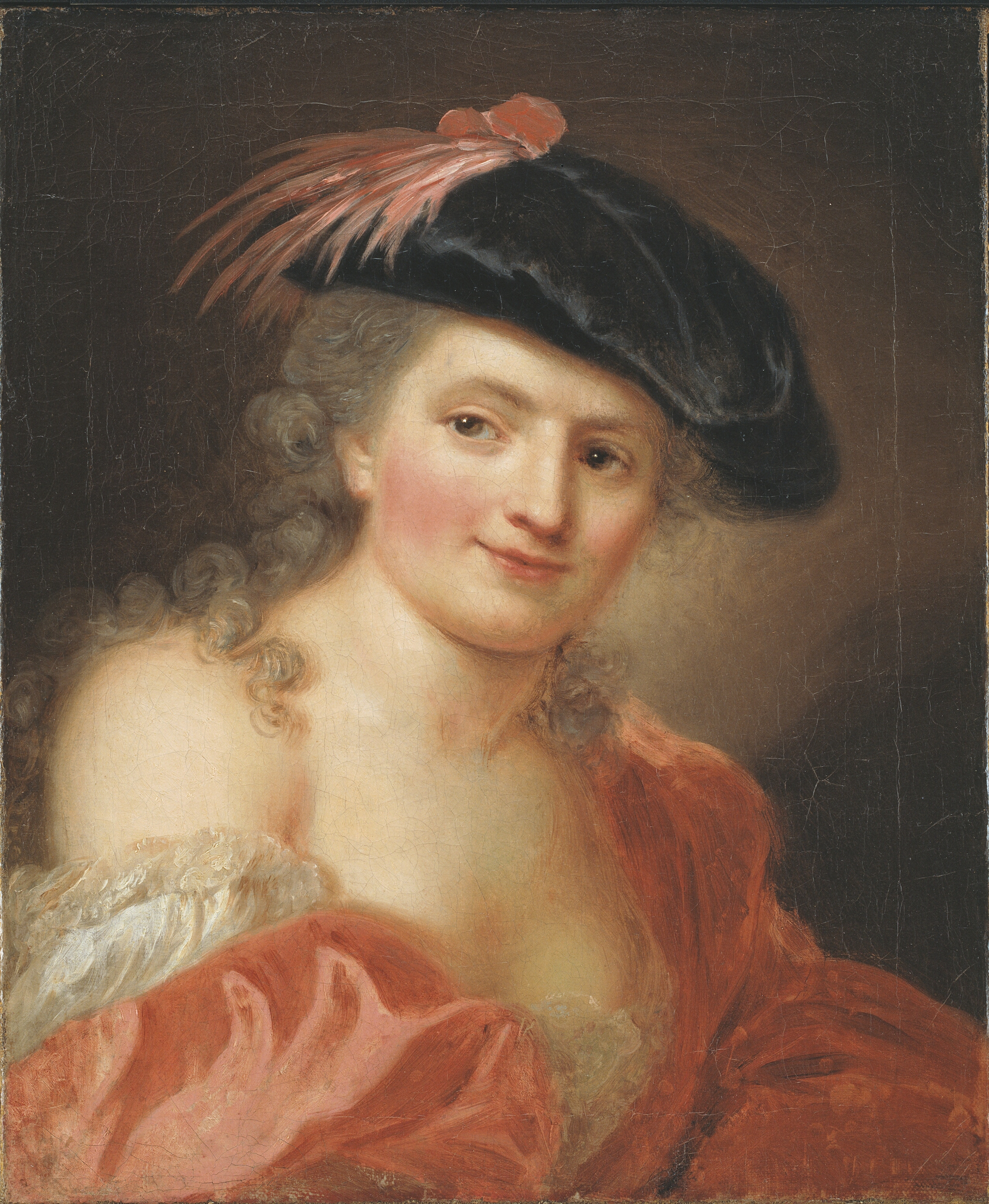
Anna Dorothea Therbusch c.1740-1750
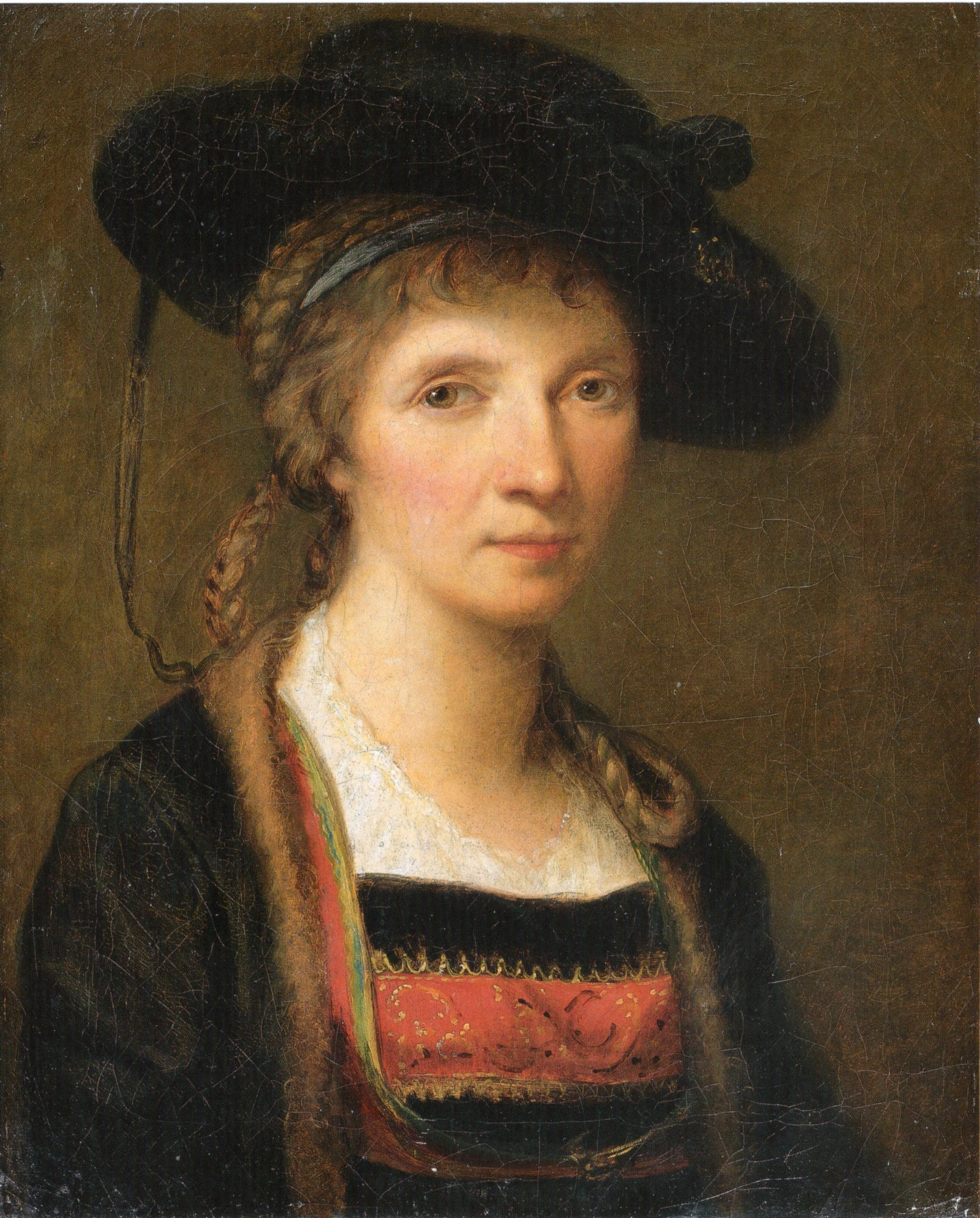
Angelica Kauffmann 1781
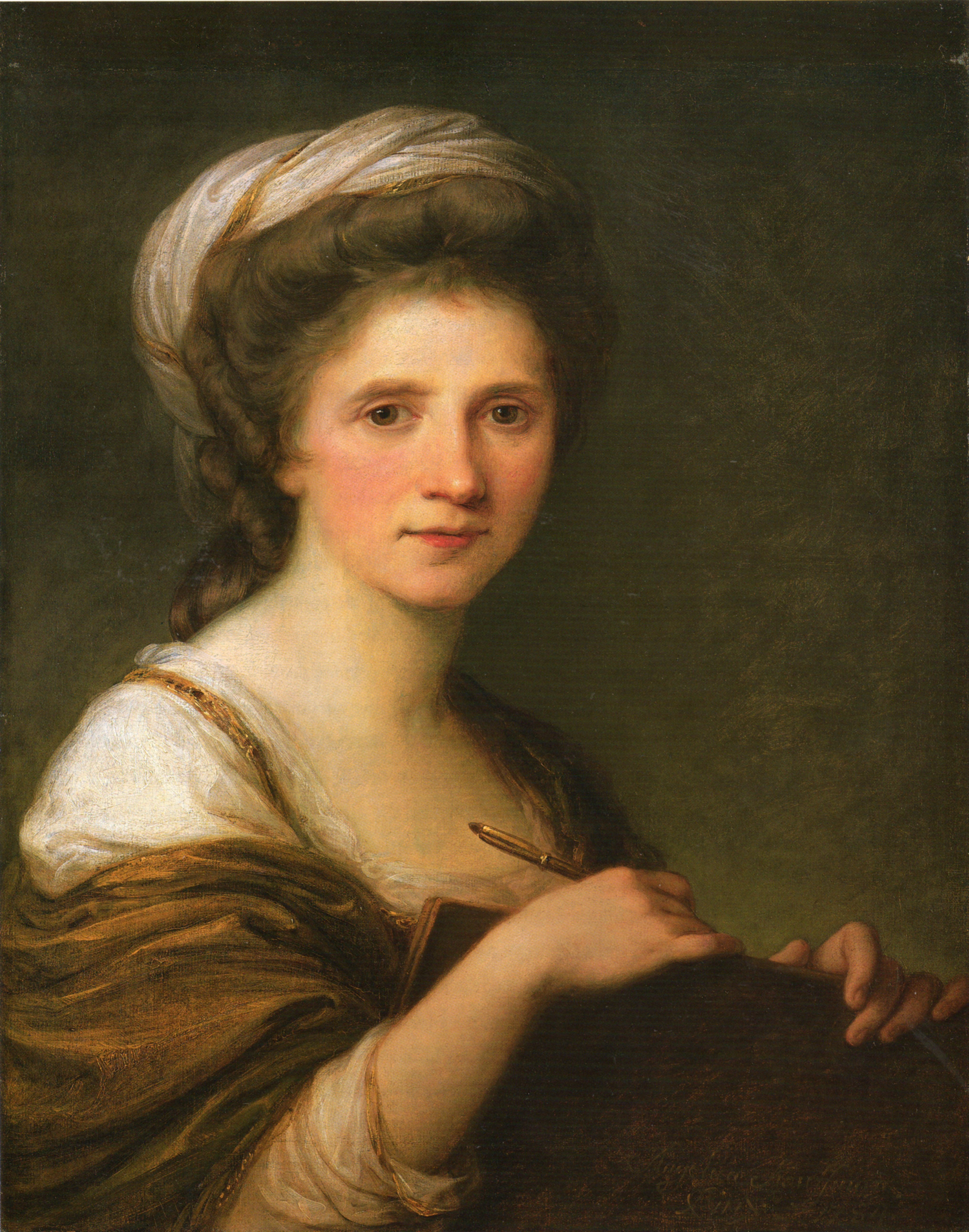
Angelica Kauffmann c.1784
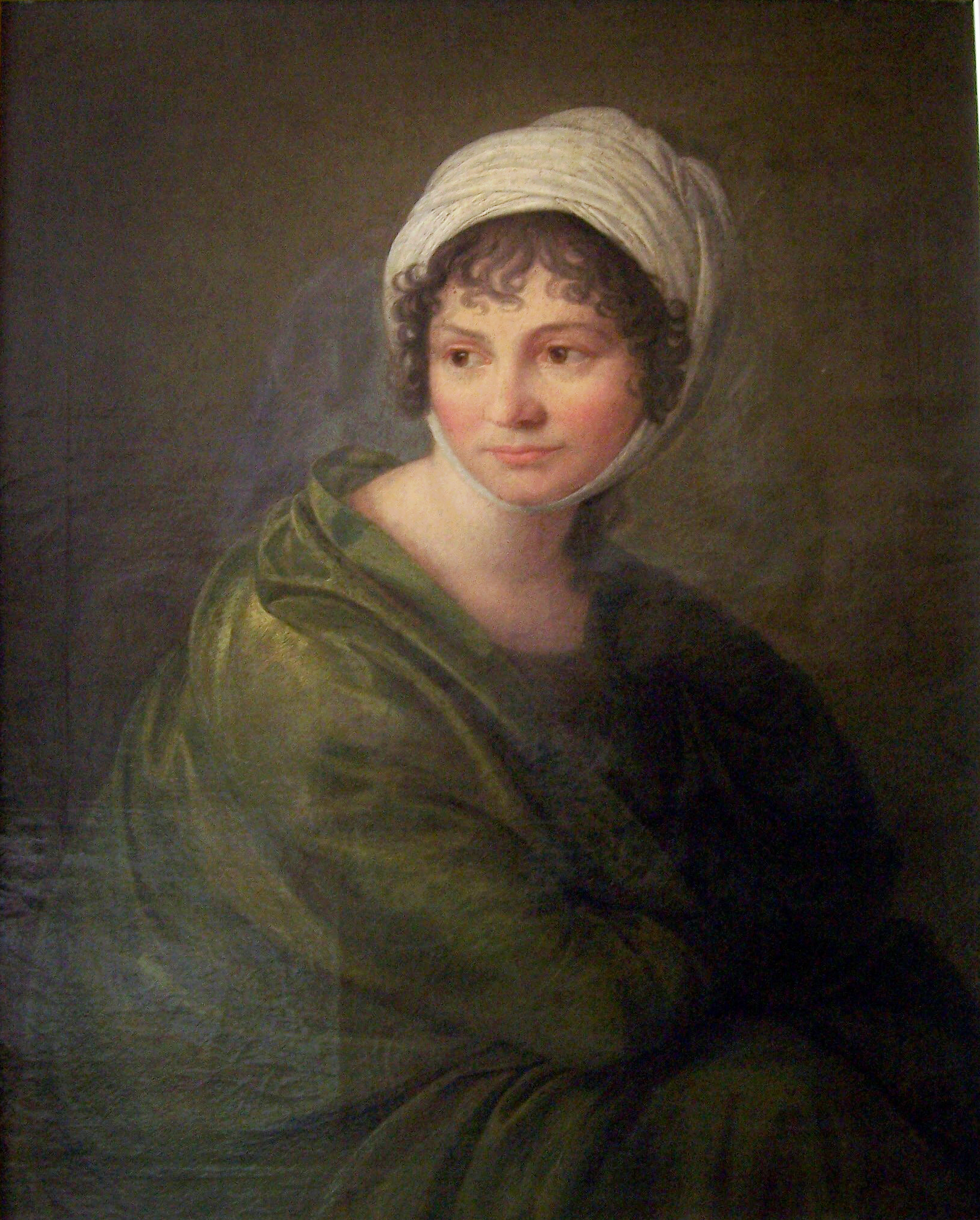
Dora Stock 1795
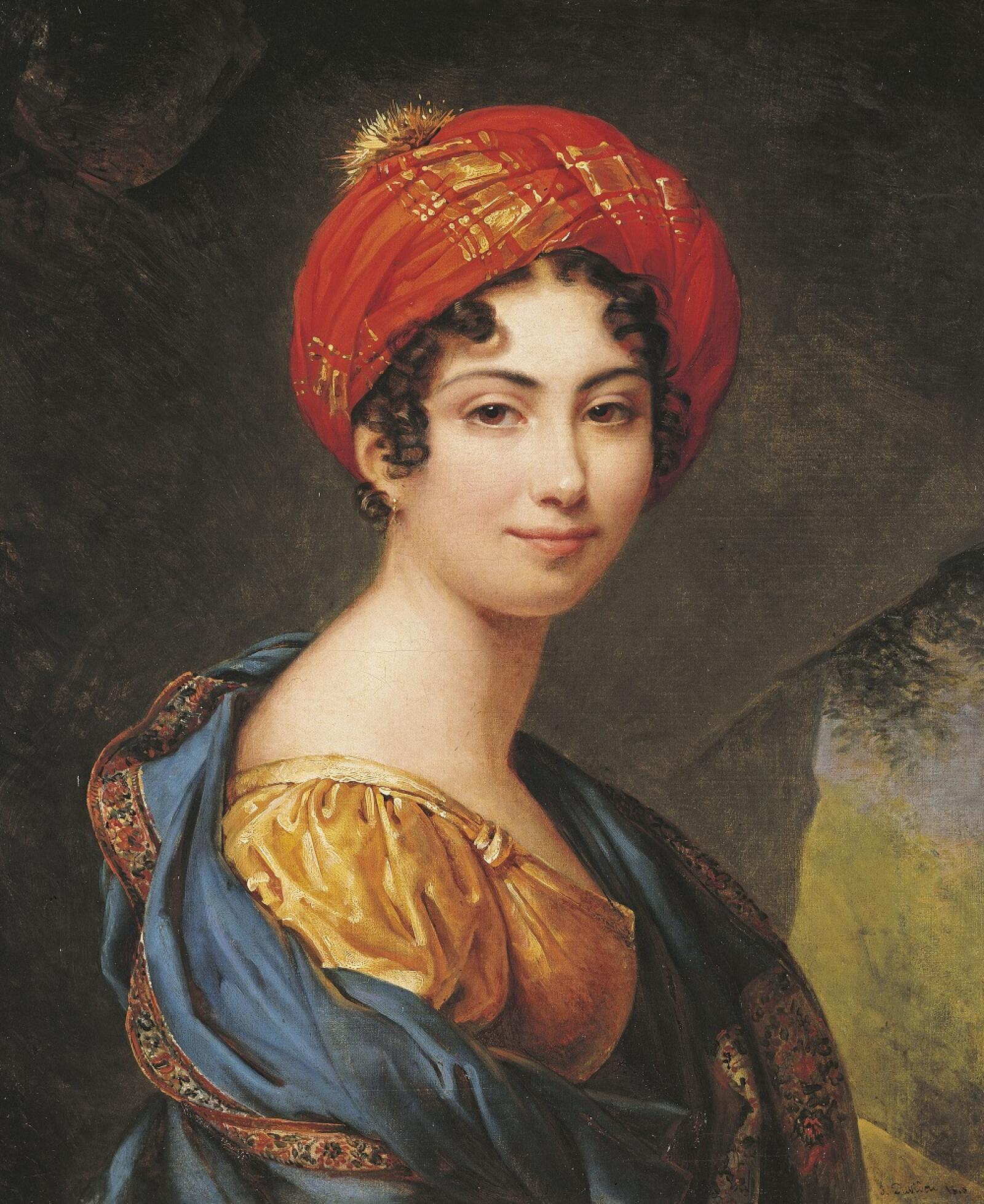
Julie Duvidal de Montferrier 1819
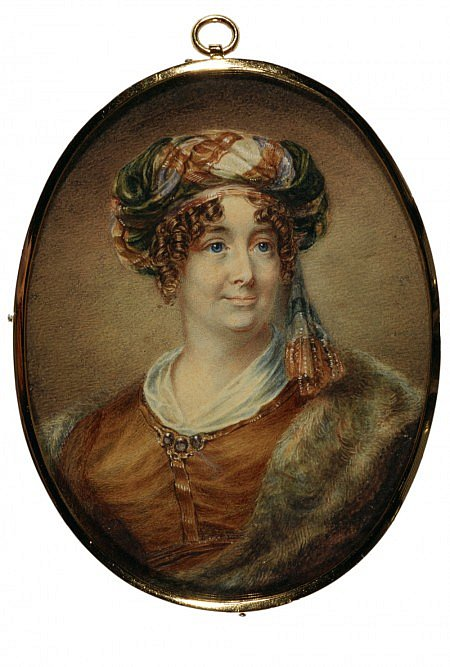
Sarah Biffin - 1830
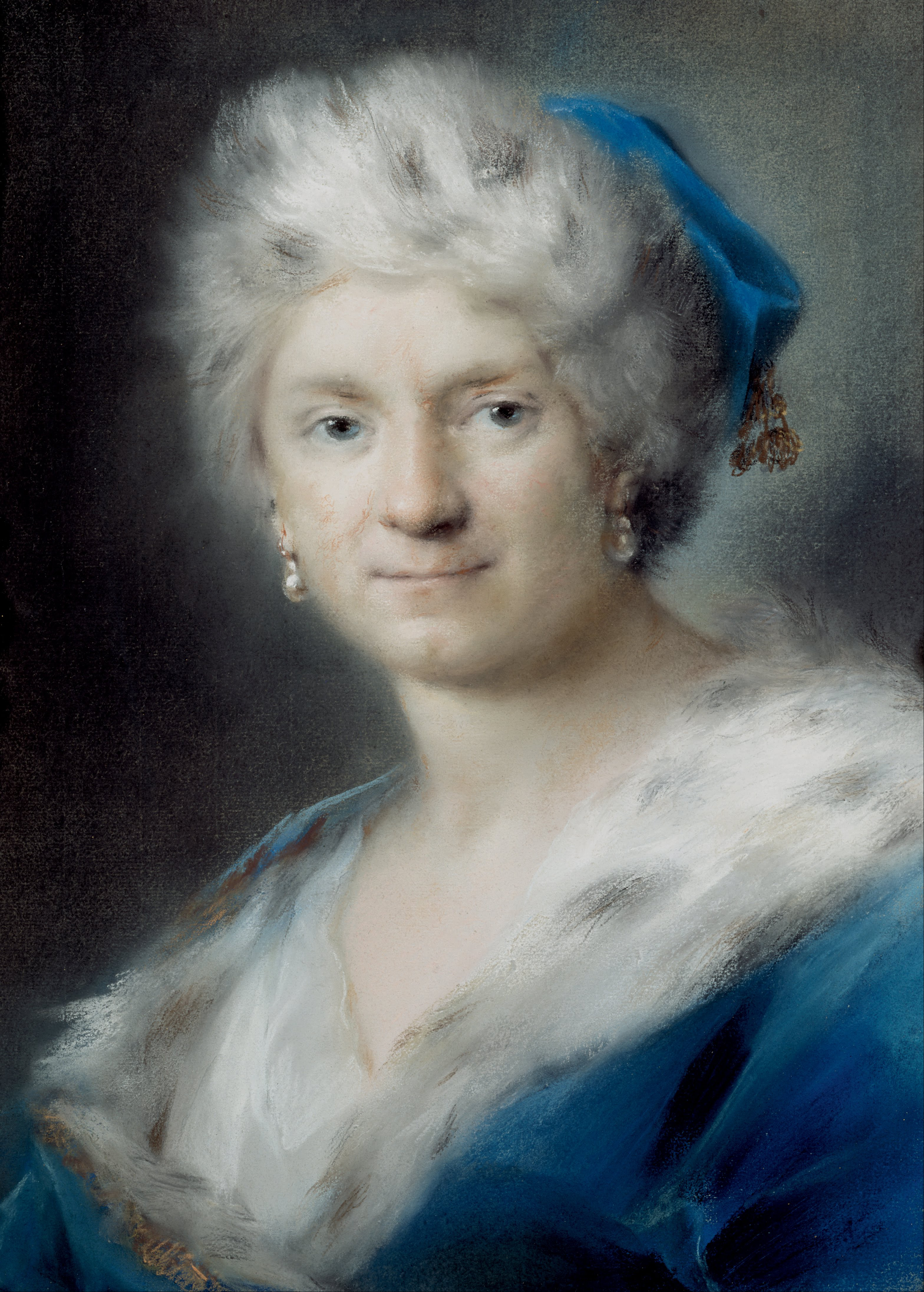
Rosalba Carriera c.1731

Loin d'être le premier chronologiquement, le chapeau de paille le plus célèbre de l'histoire de la peinture est — avec ceux de Van Gogh — celui de l'Autoportrait au chapeau de paille d'Élisabeth Vigée Le Brun de 1782, dont la genèse est bien connue : après avoir vu à Anvers le portrait de Susanna Lunden peint par Rubens, Vigée Le Brun écrit : « Ce tableau me ravit, et m'inspira au point que je fis mon portrait à Bruxelles en cherchant le même effet. » Devenu avec Marie-Antoinette un incontournable de la mode versaillaise, il apparait jusqu'en 1789 sur de nombreux portraits et autoportraits, dont ceux d'Adélaïde Labille-Guiard (1785) et Élisabeth Terroux (1788). Passé de la capeline à un design plus unisexe, sans fleurs ni plumes, le chapeau de paille poursuit sa carrière chez les autoportraitistes des XIXe et XXe siècles, par exemple chez Ilka Gedő (autoportrait avec un chapeau, 1948), Vanessa Bell ou Marie-Louise von Motesiczky.

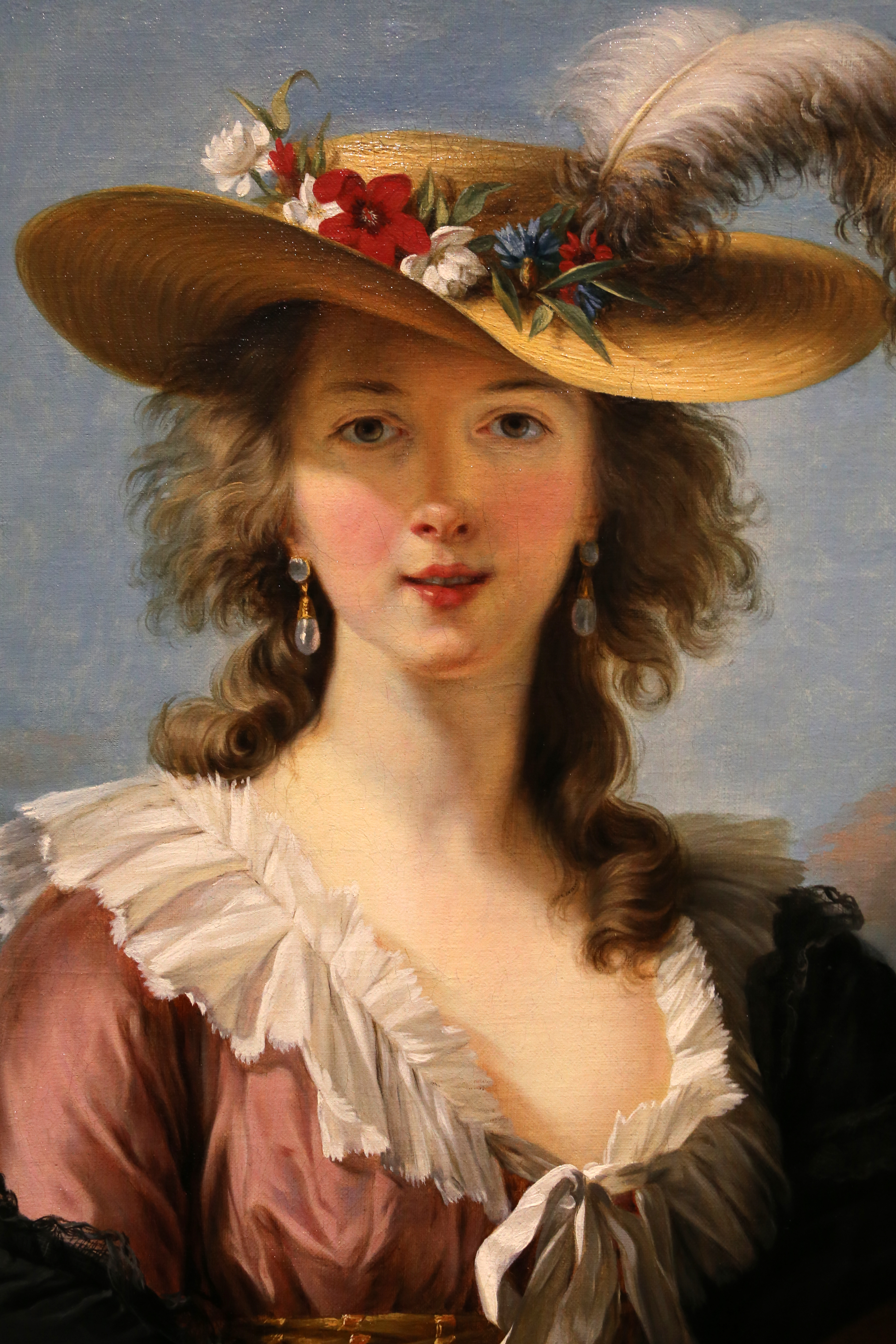
Élisabeth Vigée Le Brun, 1782
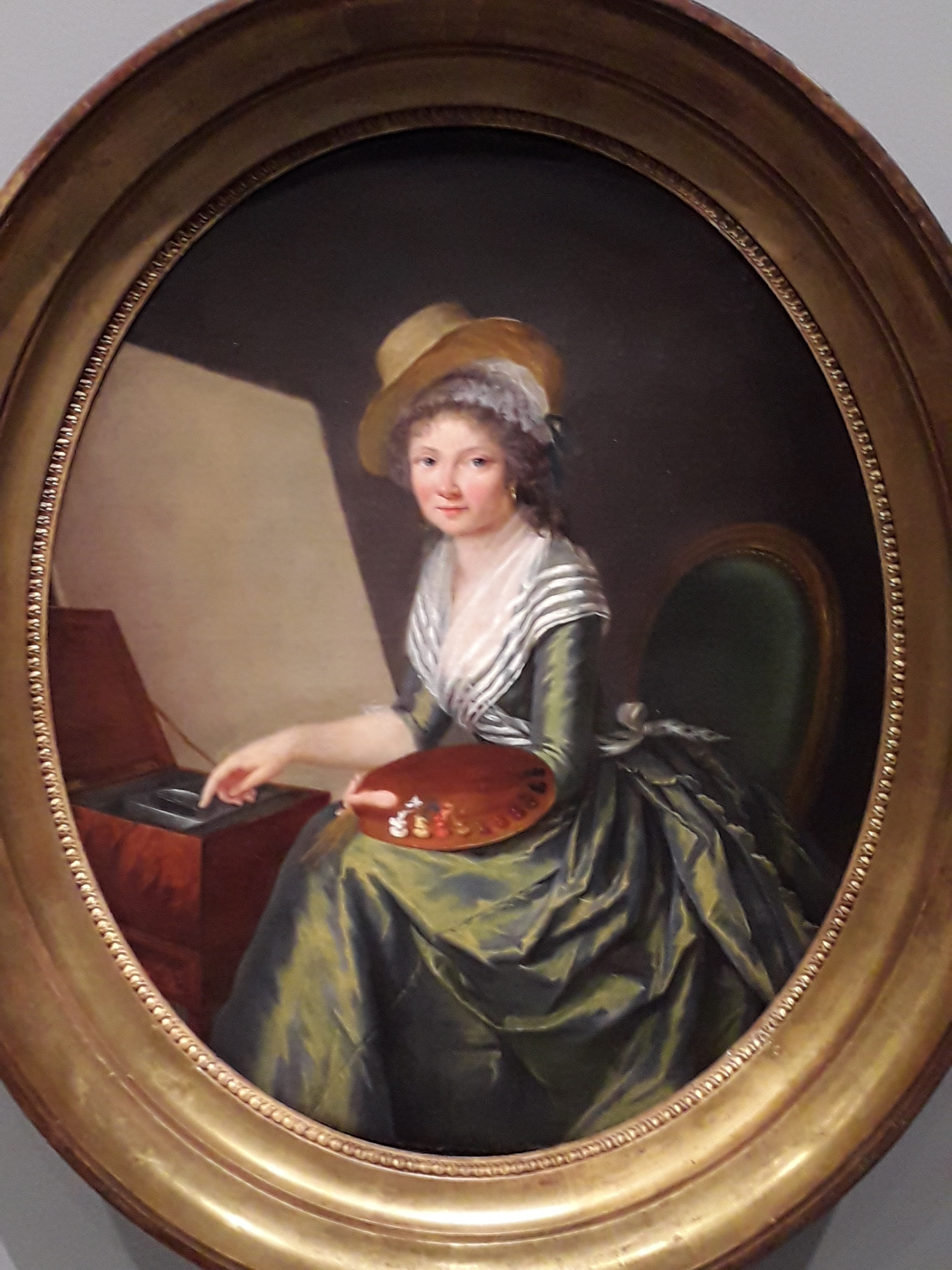
Marie-Élisabeth Lemoine - c.1795
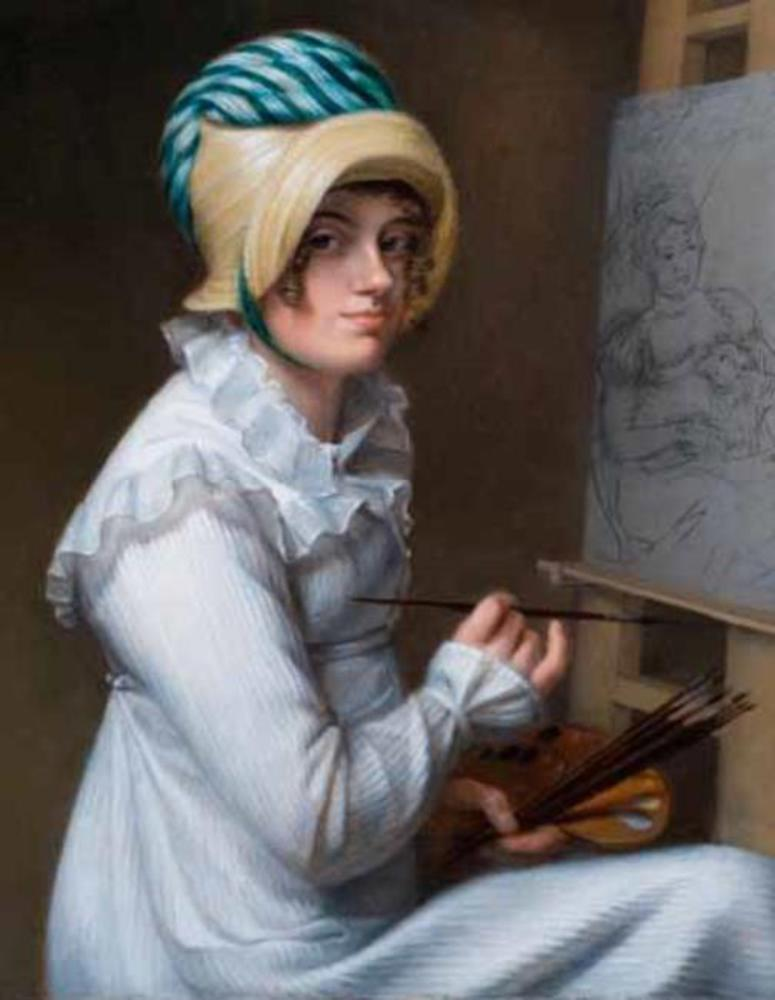
Wilhelmina van Idsinga (en) avec capote 1817
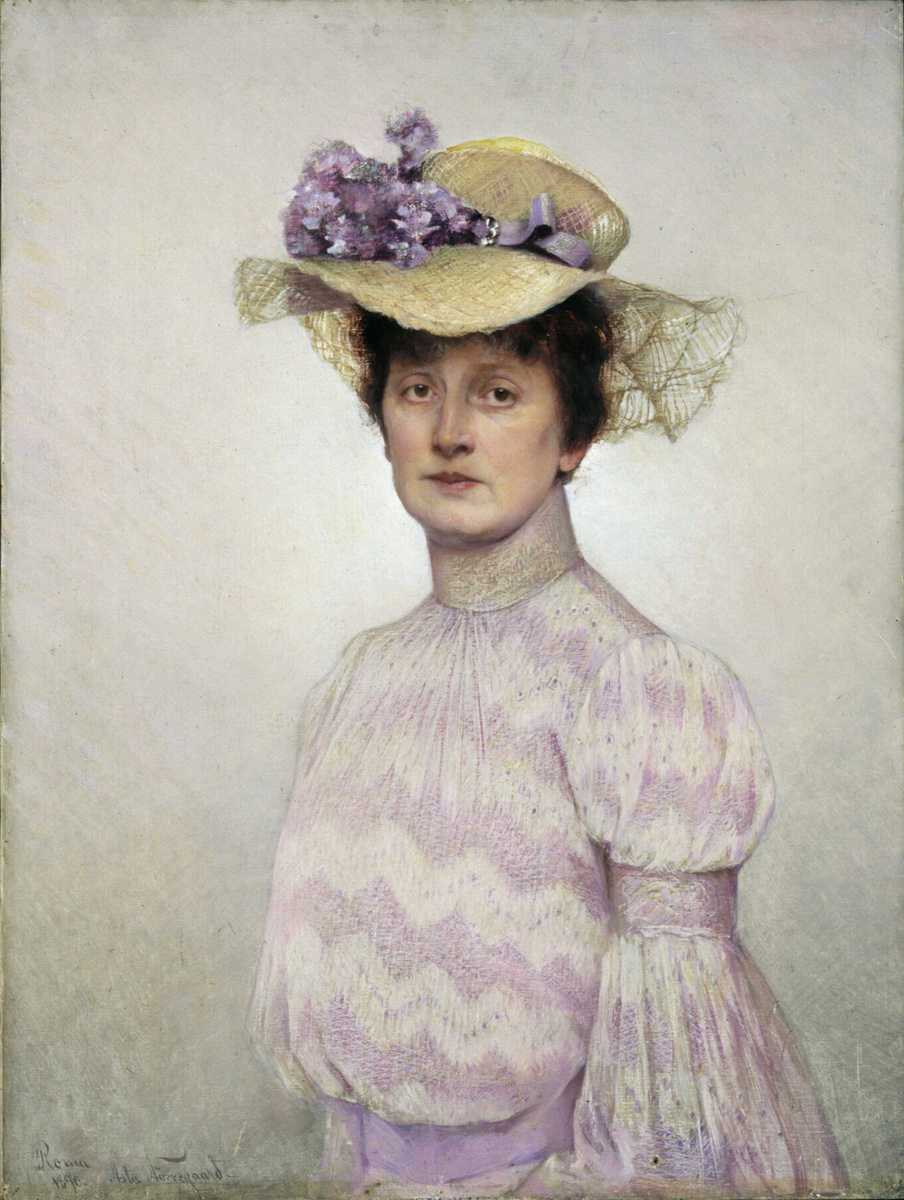
Aasta Nørregaard (en) 1890
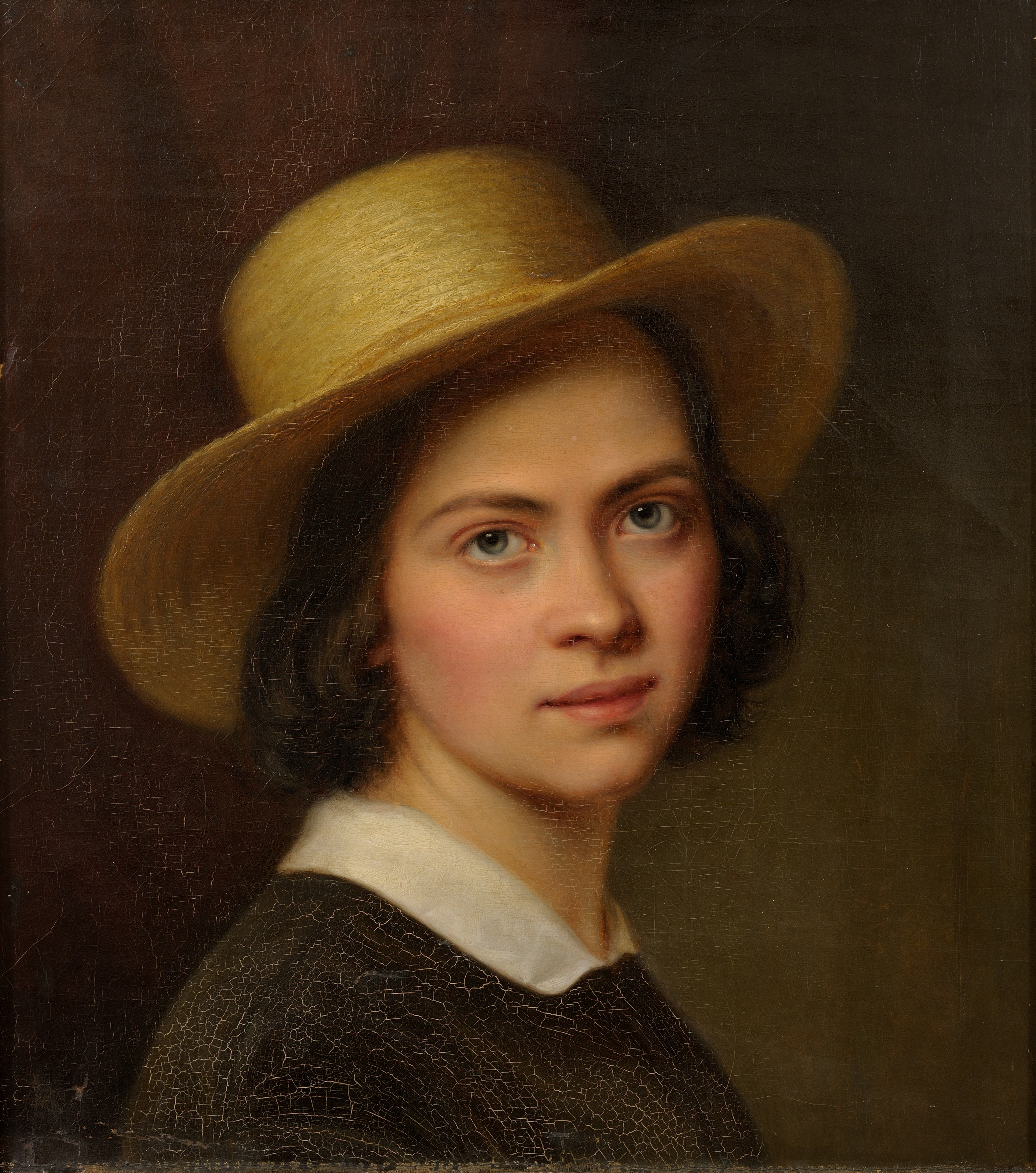
Julie Wilhelmine Hagen-Schwarz c.1860
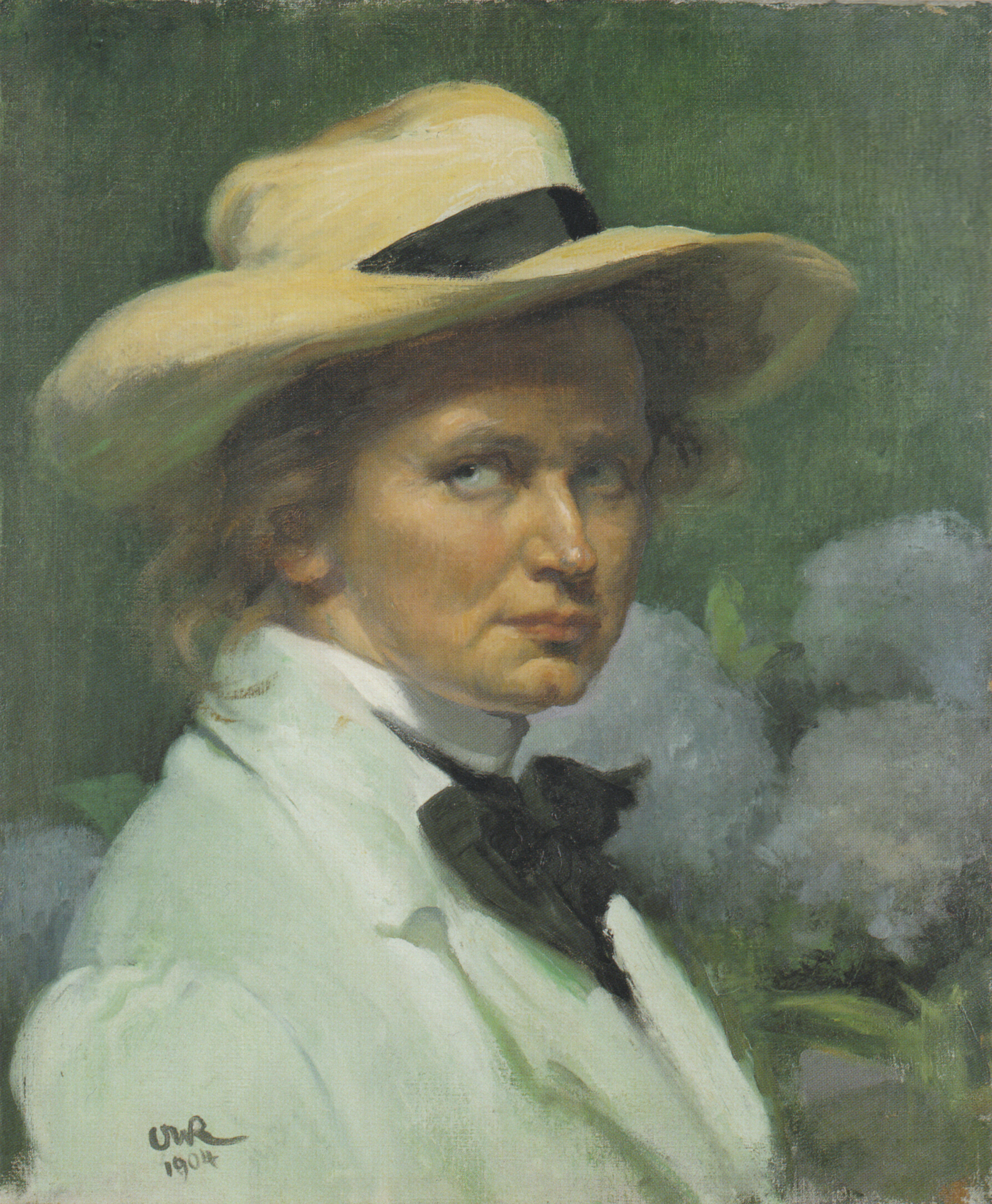
Ottilie Roederstein 1904

La mode de la Belle Époque est, en autoportrait, celle des chapeaux les plus extravagants. Adoptés dans tous les pays d'Europe et aux États-Unis, rivalisant en diamètre, volume et fantaisie, leur caractère pittoresque est une aubaine pour les peintres, dont Lilla Cabot Perry (1897), Fanny Inama von Sternegg, Agnes Goodsir, Gabriele Münter (1909), Eleanor Allen Moore (1918), Susan Watkins (en) (1909) et Gretchen Woodman Rogers (en) avec son Woman in a Fur Hat médaillé à l'Exposition universelle de San Francisco en 1915. Leur mode étant passée, les simplissimes chapeaux cloches des Années folles n'auront aucun succès en autoportrait.

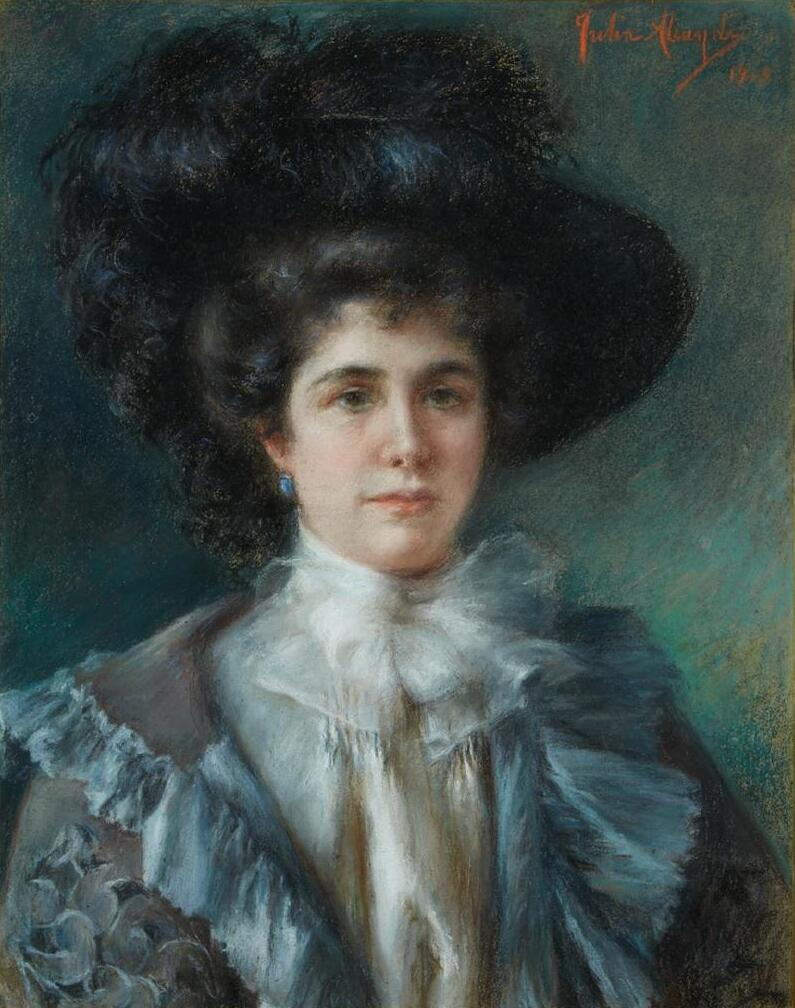
Julia Alcayde y Montoya (en) 1903
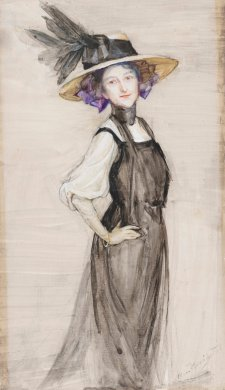
Bess Norriss (en)
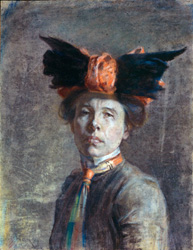
Sofia Martins de Souza, 1900
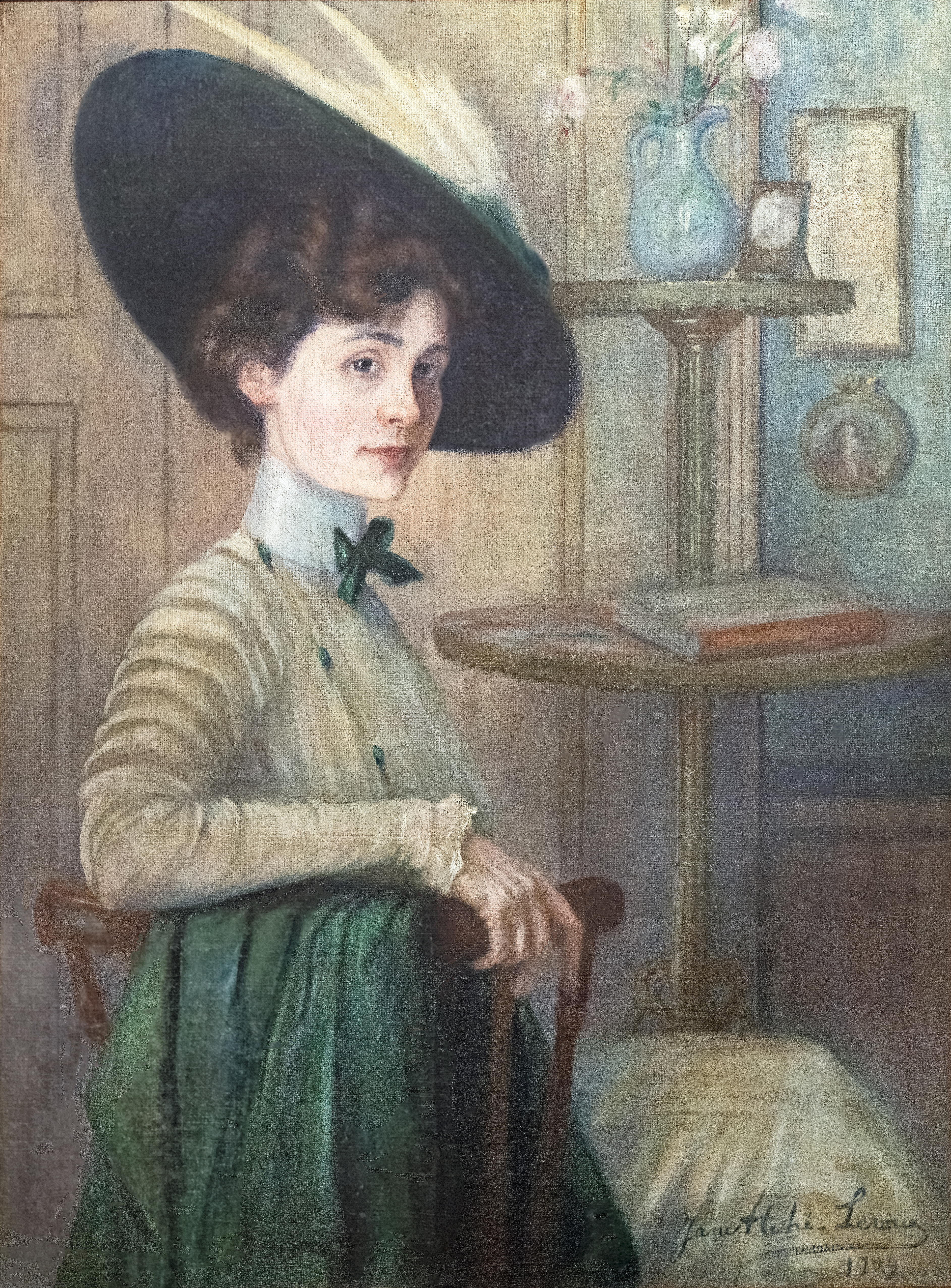
Jane Atché-Leroux, 1909
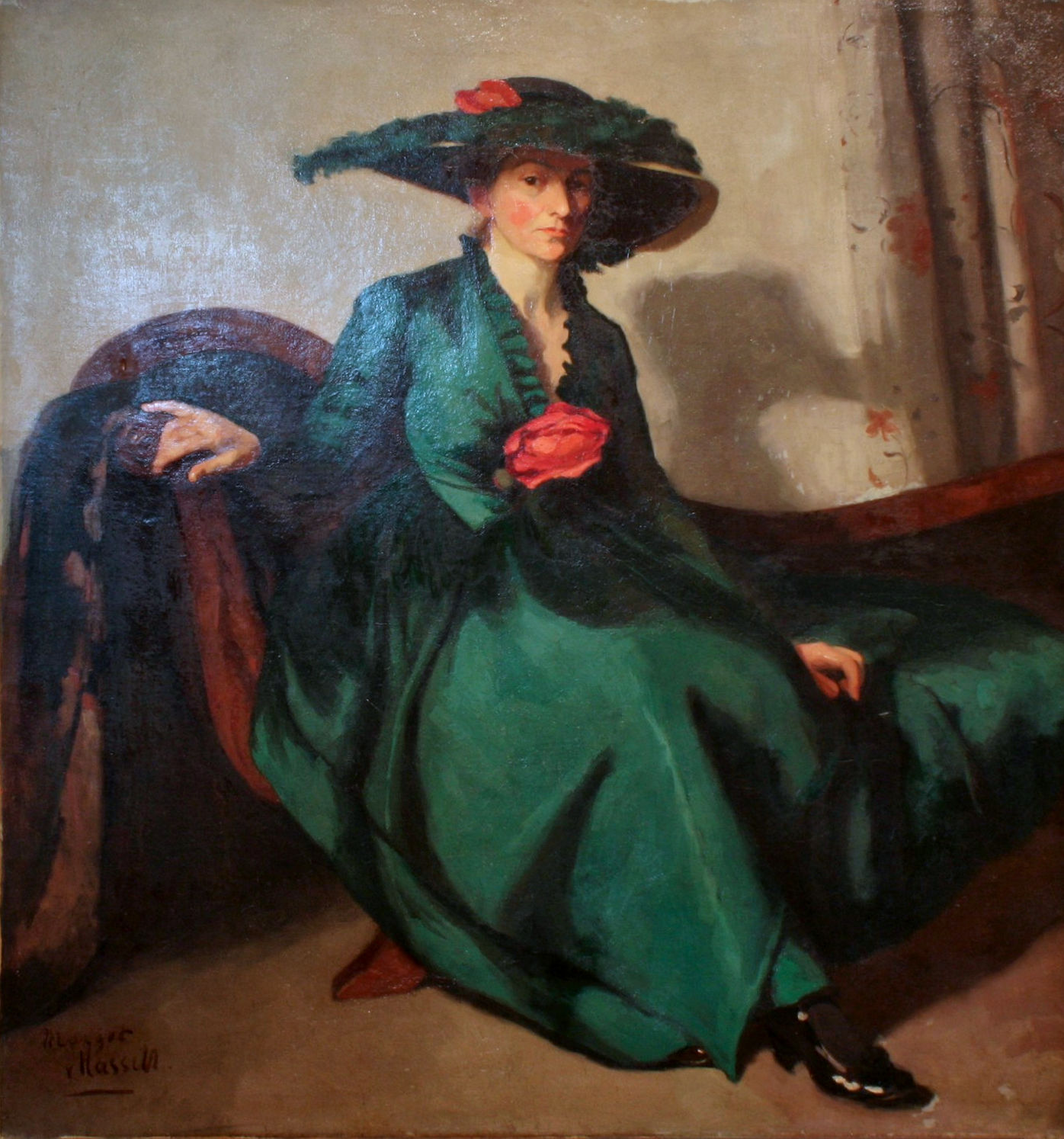
Margot van Hasselt (de) c.1910
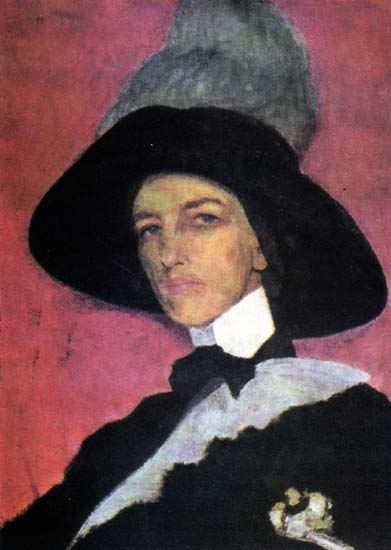
Elizaveta Kruglikova 1910
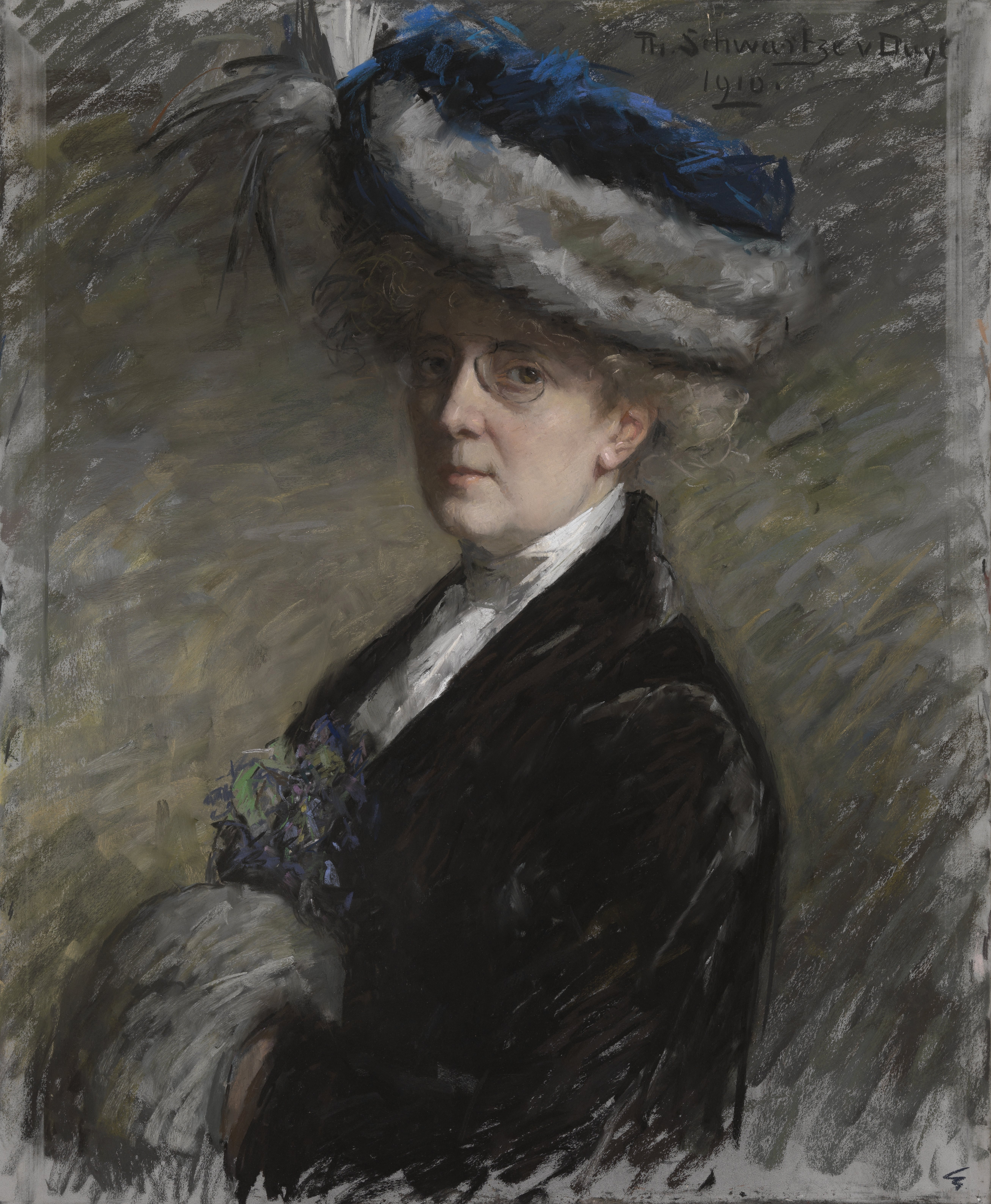
Thérèse Schwartze c.1910
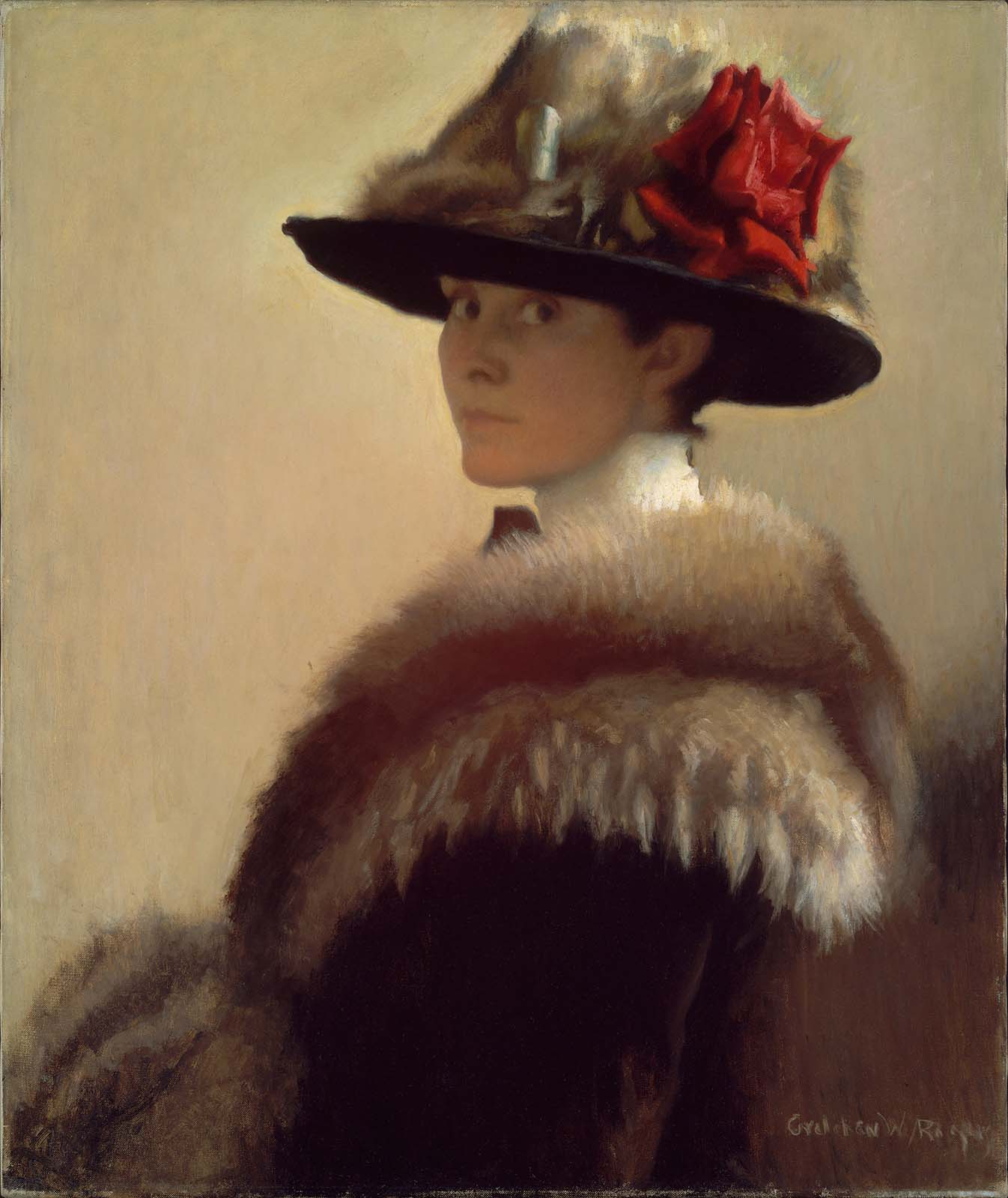
Gretchen Woodman Rogers, 1915

Le béret de peintre, traditionnellement de velours noir, comme celui porté par Hortense Haudebourt-Lescot en 1825, a été adopté avec des formes et couleurs différentes par Helen Mabel Trevor, Phoebe Anna Traquair, Georgette Agutte (Dernier autoportrait au béret violet, 1917), Florine Stettheimer ou Élisabeth Chaplin à Florence en 1953. Ottilie Roederstein, qui a réalisé de nombreux autoportraits avec ou sans couvre-chef, portait volontiers un béret, noir (1883) ou rouge (1894).

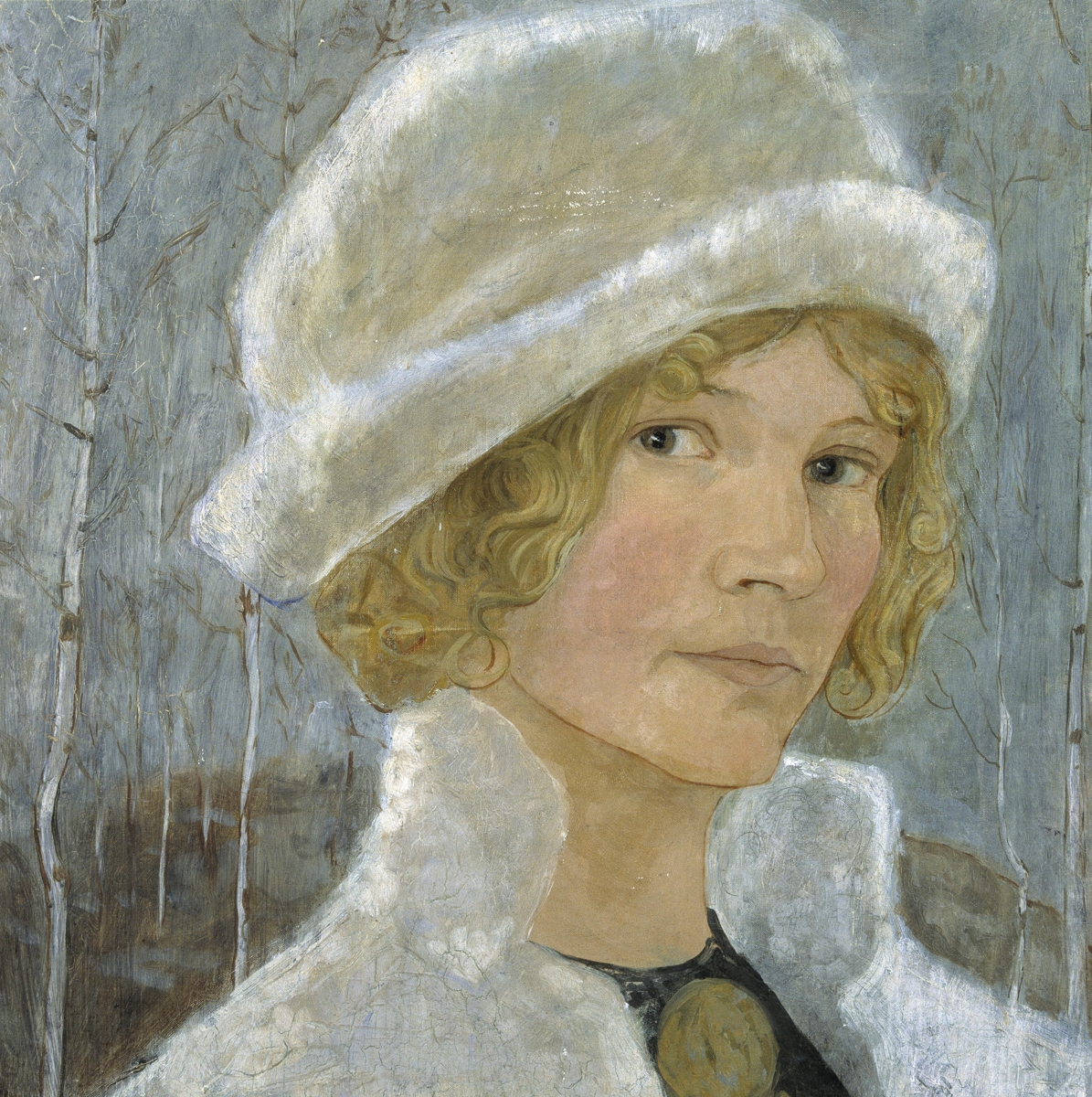
Ester Ellqvist (en) c.1910
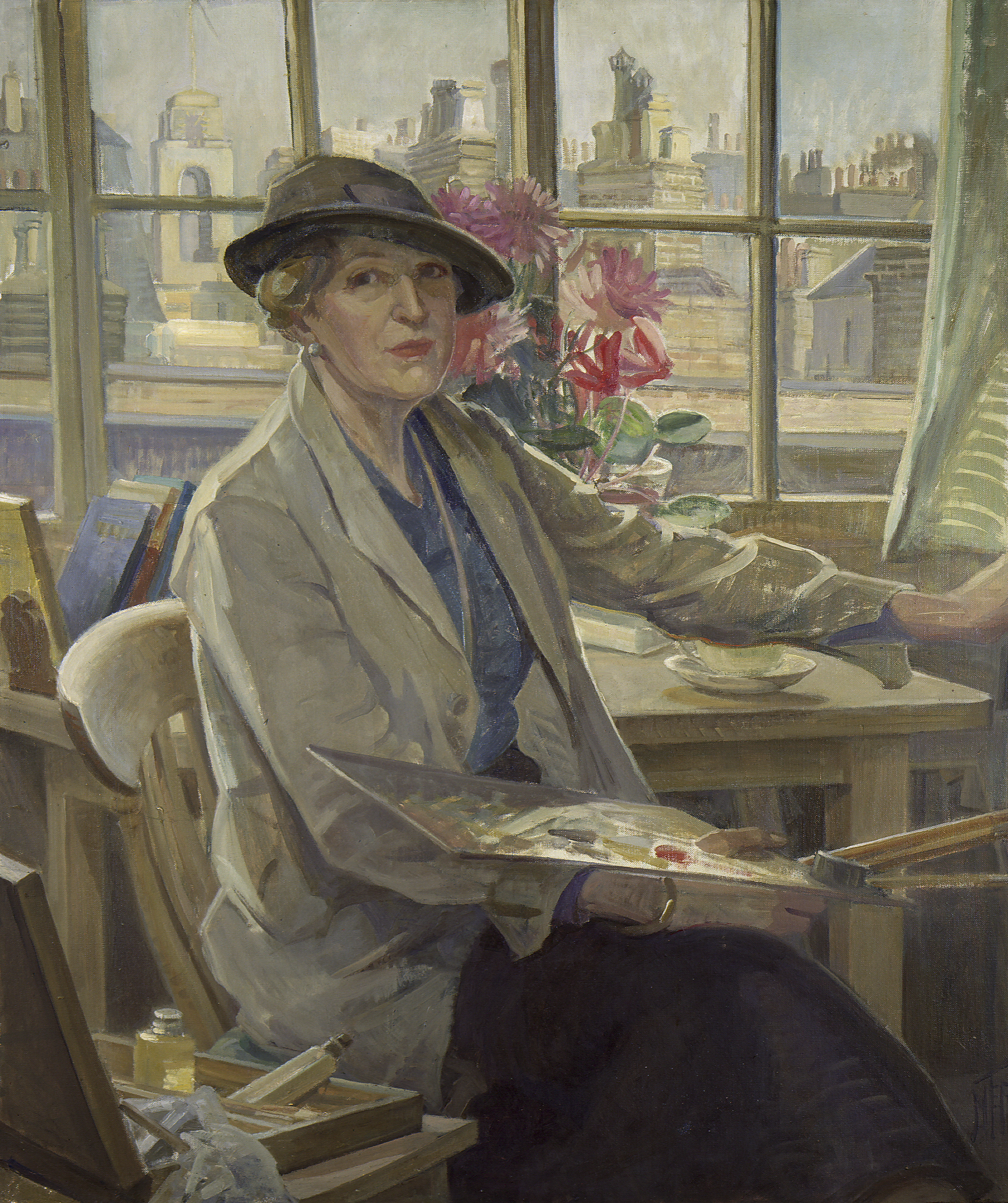
Mollie Tripe (en) c.1934
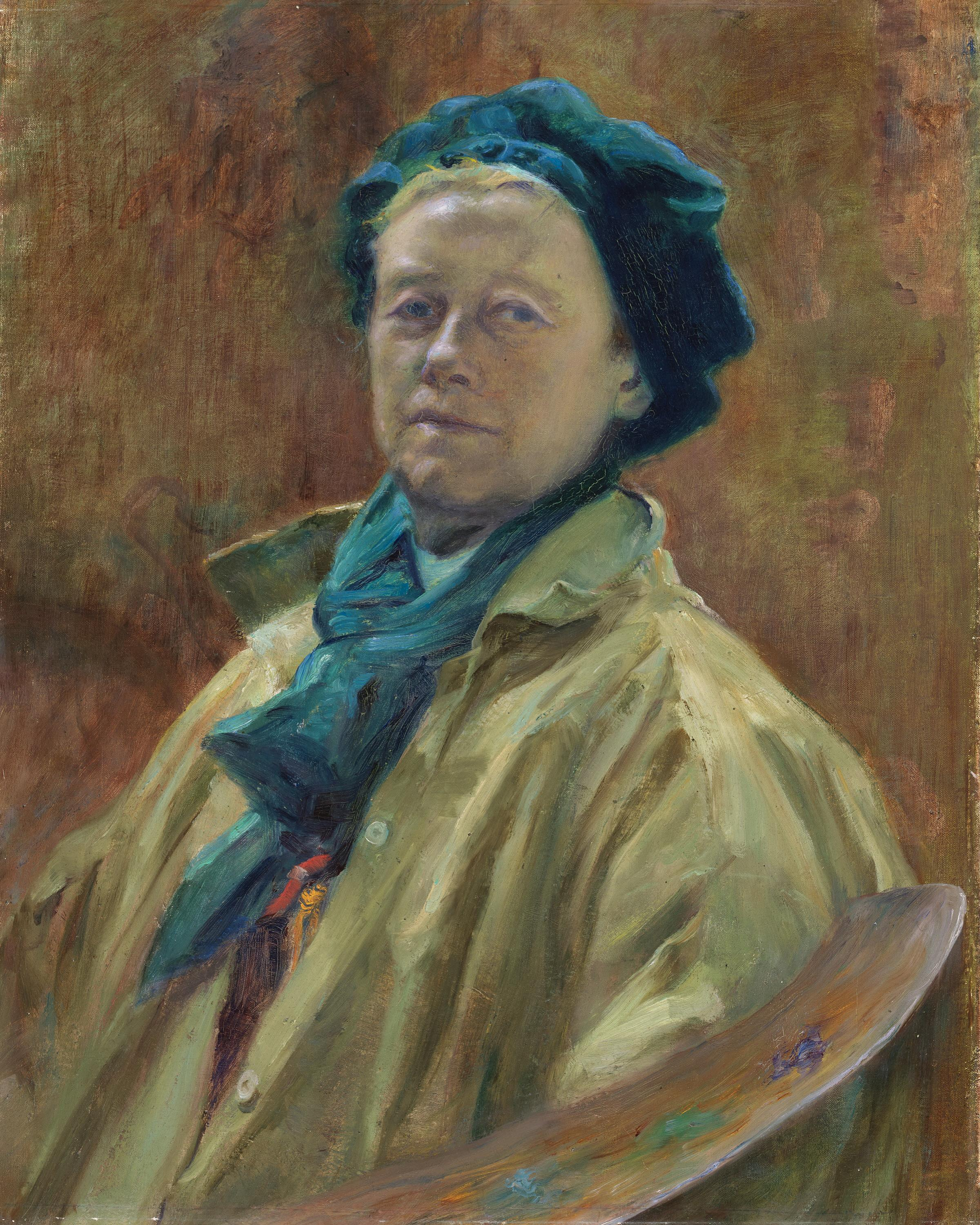
Helen Mabel Trevor années 1890
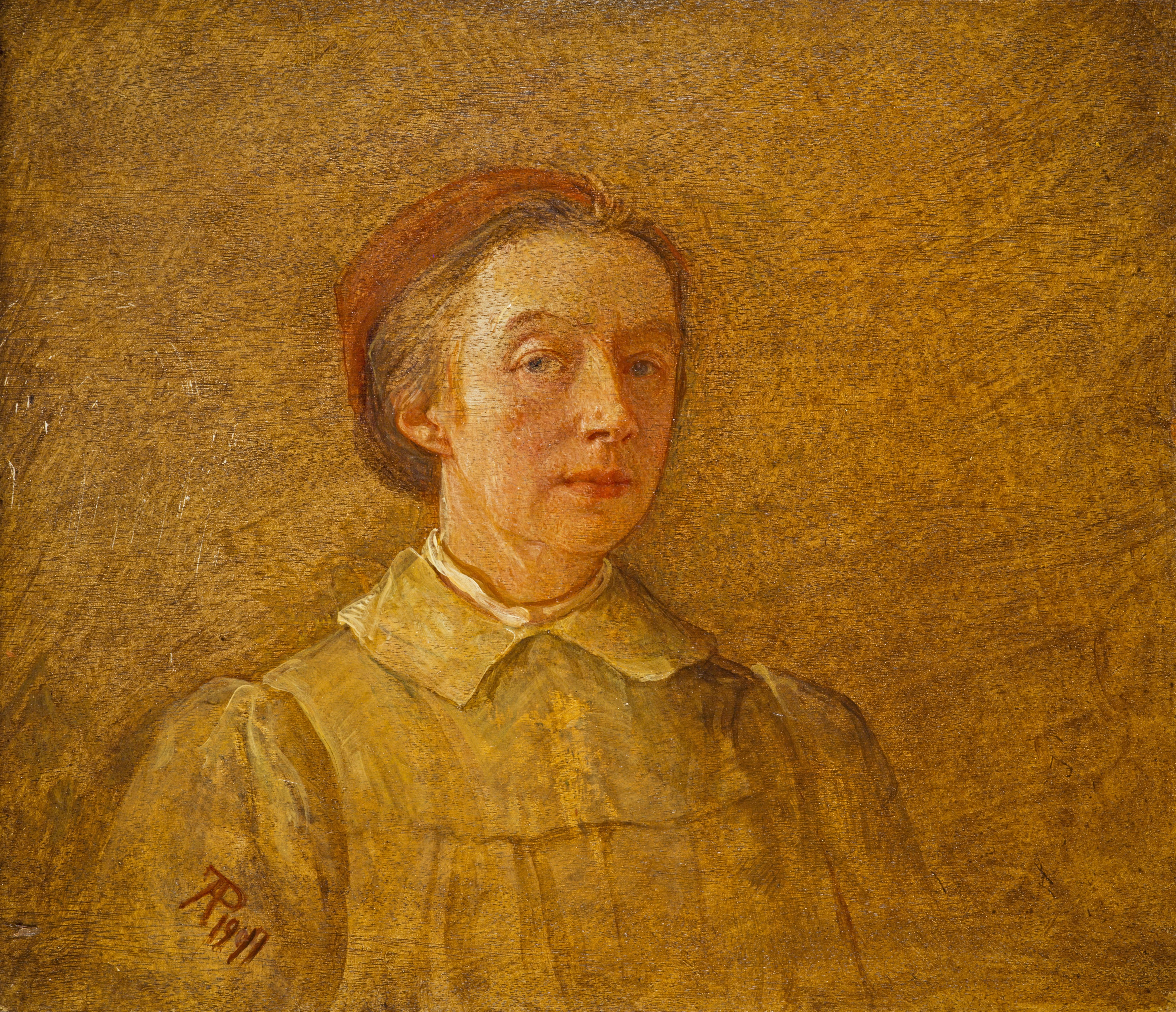
Phoebe Anna Traquair 1911
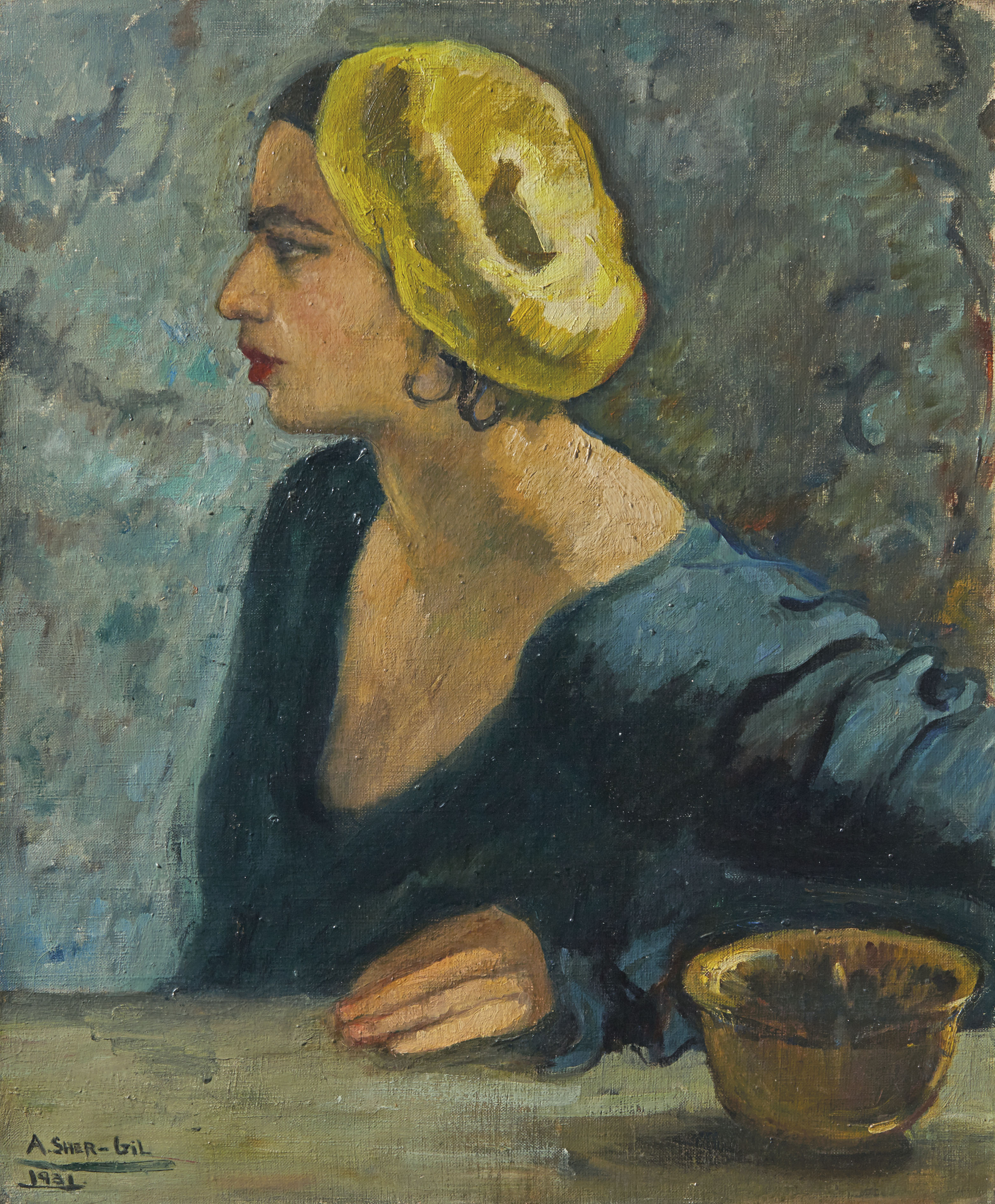
Amrita Sher-Gil 1931
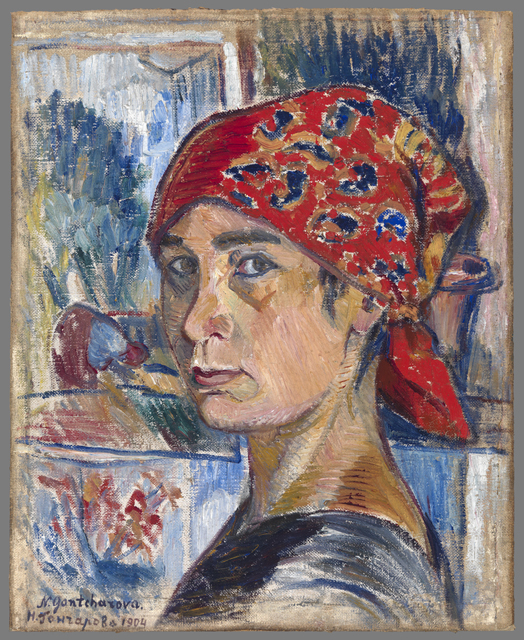
Natalia Gontcharova c.1907
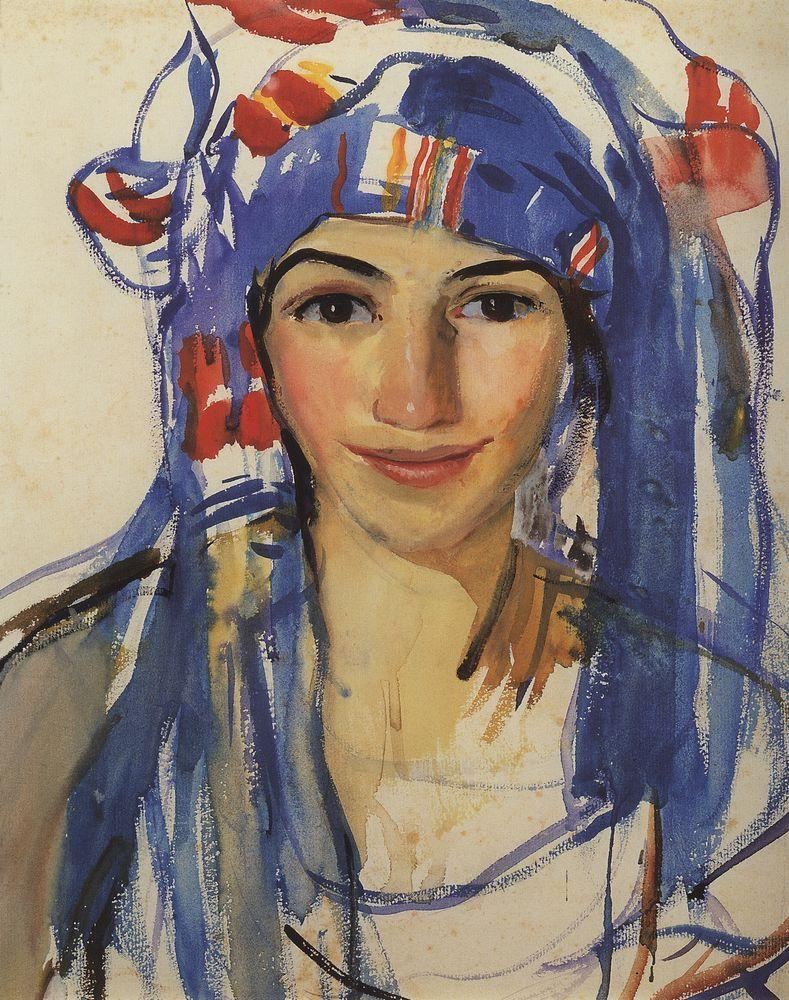
Zinaïda Serebriakova Autoportrait au foulard, 1911

### Cigarette
Inventée au milieu XIXe siècle, la cigarette a été représentée très tôt et maintes fois par les peintres entre des lèvres féminines, allant de La Gitane de Manet aux garçonnes des Années folles. Une œuvre notable est Dans le bleu d'Amélie Beaury-Saurel (1894), qui semble être un autoportrait vu la ressemblance avec un autoportrait dessiné de l'artiste en 1899, et assez proche de Gueule de bois de Toulouse-Lautrec et Après le petit-déjeuner d'Elin Danielson-Gambogi, un peu antérieurs. Bien qu'on en rencontre dès la fin du XIXe siècle et le début du XXe — Gluck (1925), Bettina Bauer, morte d'un cancer du poumon (1928) —, et même au XXIe,, les autoportraits féminins avec cigarette datent surtout des années 1930-1950. En 1929, les féministes new-yorkaises deviennent les complices involontaires et futures victimes d'une machination ourdie par l'American Tobbacco Company avec l'aide du publicitaire Edward Bernays se basant sur un postulat freudien du psychanalyste Abraham Brill ; pouvoir fumer partout et à la vue de tous devient alors pour les femmes américaines un signe d'émancipation, qui gagne rapidement les autres pays, ce dont témoignent de nombreux autoportraits d'Elfriede Lohse-Wächtler (1929, 1930 et 1931), Carla Maria Maggi (La sigaretta, 1934), Rita Angus (1936), Ottilie Roederstein (1936), Frida Kahlo en 1932, 1937 (Moi et ma poupée) et 1941 (Moi et mes perroquets), Tove Jansson,,, Ruth Eitle (de)…

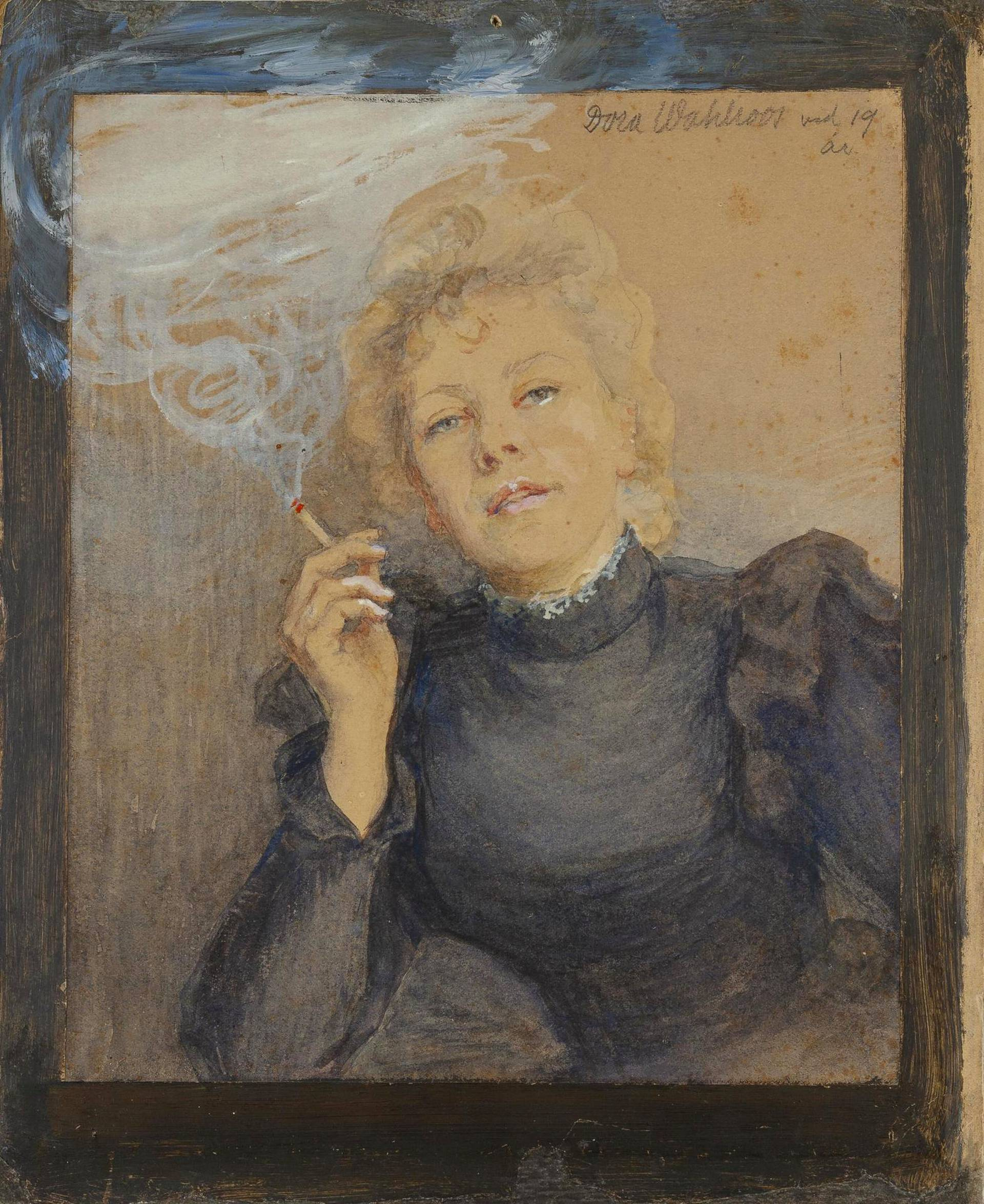
Dora Wahlroos 1889
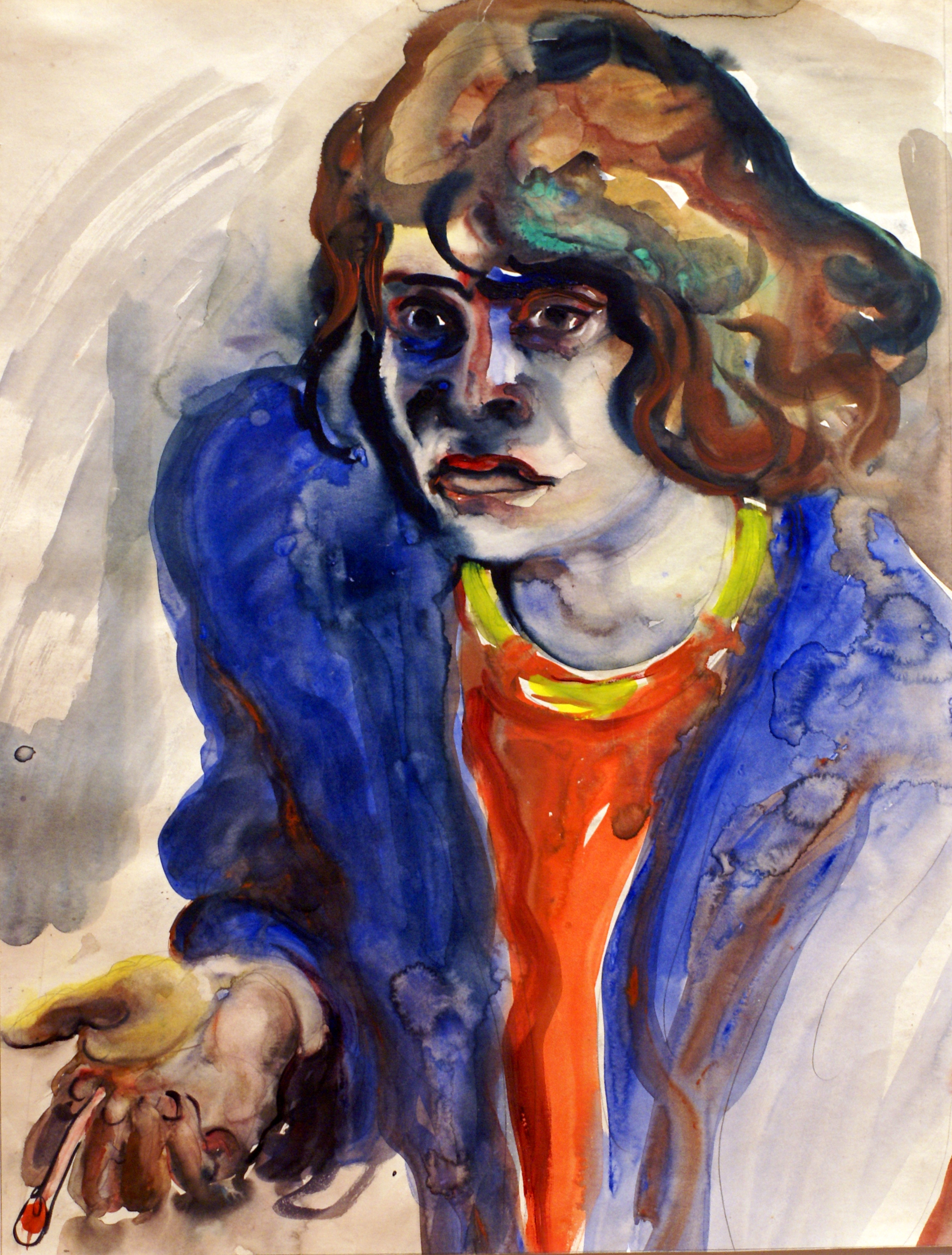
Elfriede Lohse-Wächtler, 1931
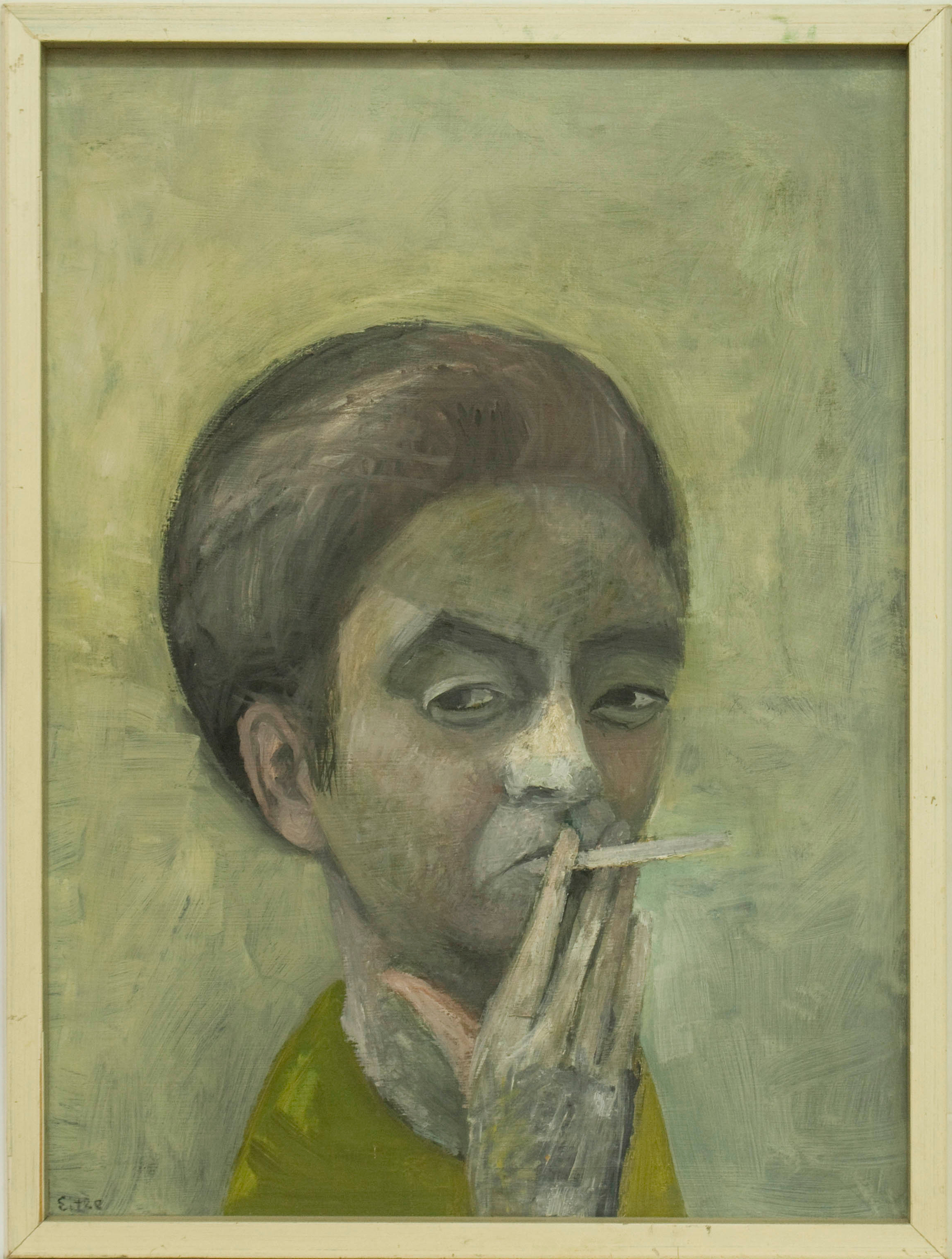
Ruth Eitle, 1954

En 1999, la chanteuse auteure-compositrice-interprète et peintre Joni Mitchell réalise pour son CD Both Sides Now un double autoportrait original, de face et de dos (Both Sides 1 and 2), où elle siège dans un bar avec verre de vin et cigarette sous la pancarte "No smoking".
Dans un autre autoportrait (Le chien Itzcuintli avec moi, 1938), Frida Kahlo tient avec un porte-cigarette un joint de marijuana, dont on ne sait si elle l'utilisait à titre récréatif, comme son mari Diego Rivera, ou analgésique, ou les deux.
Alors que les autoportraits masculins avec pipe sont assez répandus, il ne semble pas en exister au féminin. Dans le tableau allégorique L’artiste dans son studio (1993) de Paula Rego, un « autoportrait par procuration » selon Frances Borzello, "l'artiste" fume la pipe en hommage à George Sand.

### Couronne de laurier
Symbole de gloire, la couronne de laurier est portée par Giovanna Garzoni (autoportrait en Apollon, c.1618-1620), Rosalba Carriera en muse de la Tragédie, Artemisia Gentileschi (c.1635-1640),
Elisabetta Sirani et Louise-Hollandine du Palatinat en allégories de la peinture.

### Crâne
Le crâne humain est la figuration la plus explicite du message memento mori des vanités, présent souvent dans ce genre pictural apparu au XVIe siècle, qui mêle parfois à la nature morte un portrait, mais fait très rarement l'objet d'un autoportrait ; Clara Peeters est quasiment la seule femme à s'être adonnée à ce genre, et son Autoportrait en vanité (c.1610-1621) n'est rejoint qu'au XXe siècle par l'Autoportrait au miroir de Marie-Louise von Motesiczky. Bien que riche en symboles, le tableau de Peeters ne montre pas de crâne ; il n'y aurait donc aucun exemple associant autoportrait féminin et crâne humain avant Frida Kahlo, si des représentations de Marie Madeleine ne venaient combler ce vide : Artemisia Gentileschi prête un visage ressemblant au sien à ses Madeleine en pénitence, et, de même qu'elle s'est déjà portraiturée en sainte Catherine et en Allégorie de la Sagesse et de la Connaissance, Josefa de Óbidos semble s'être représentée en Madeleine pénitente. Beaucoup plus tard, en 1998, l'Américaine Gaela Erwin réalise Self-Portrait as The Magdalena, Aimee Erickson (née en 1967) peint Self Portrait with Key (2013), tandis qu'Eteri Chkadua (née en 1965) aligne devant elle une demi-douzaine de crânes (Tradition), comme Antonio de Pereda dans ses allégories de la Vanité avec un ange et cinq ou sept crânes.
Tout à fait à part se situent Une vieille artiste et Lumières et ombres d'Helene Schjerfbeck en 1945, où visage et crâne ne font plus qu'un.

Artemisia Gentileschi
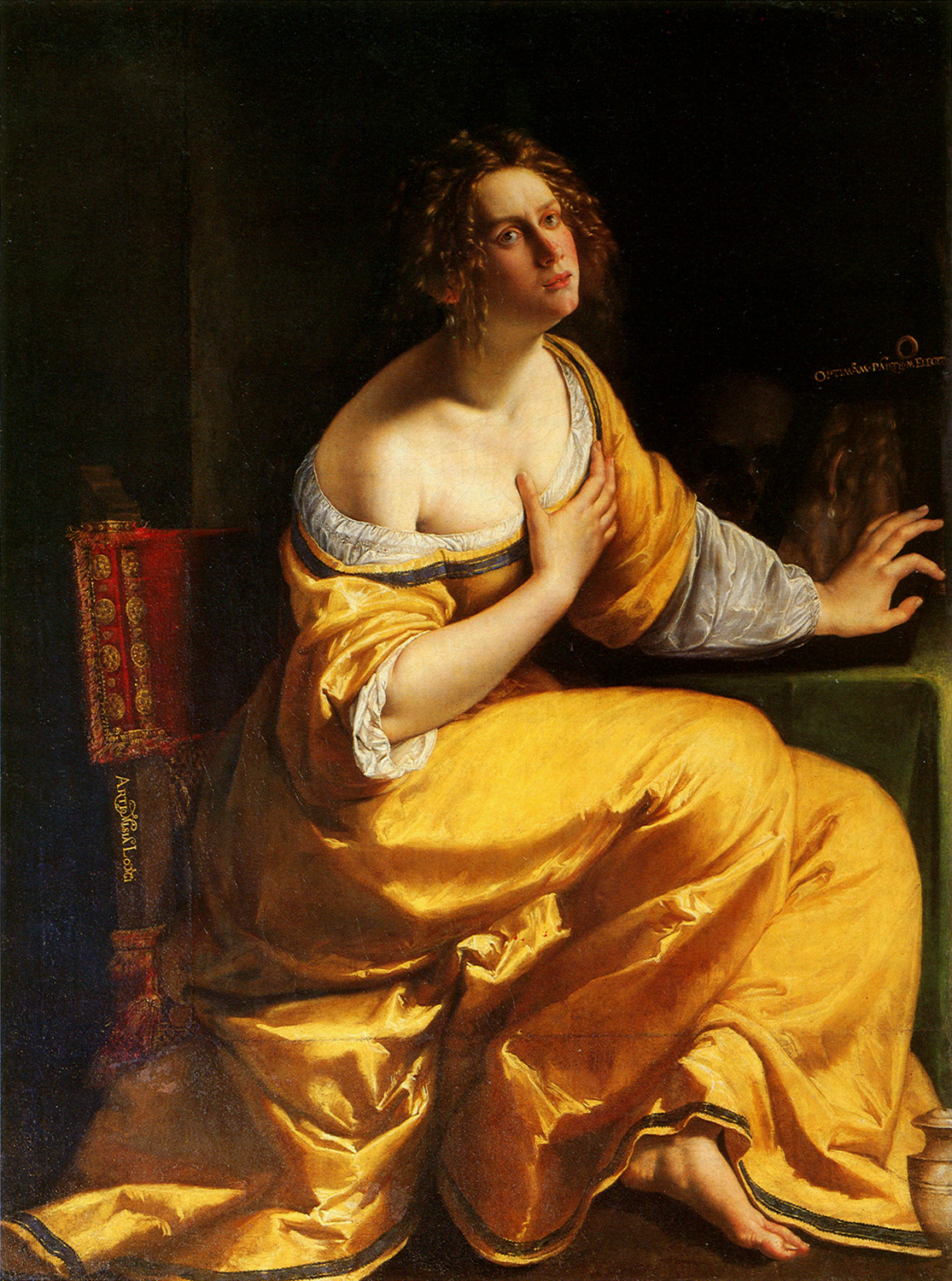
La Conversion de Marie Madeleine 1620
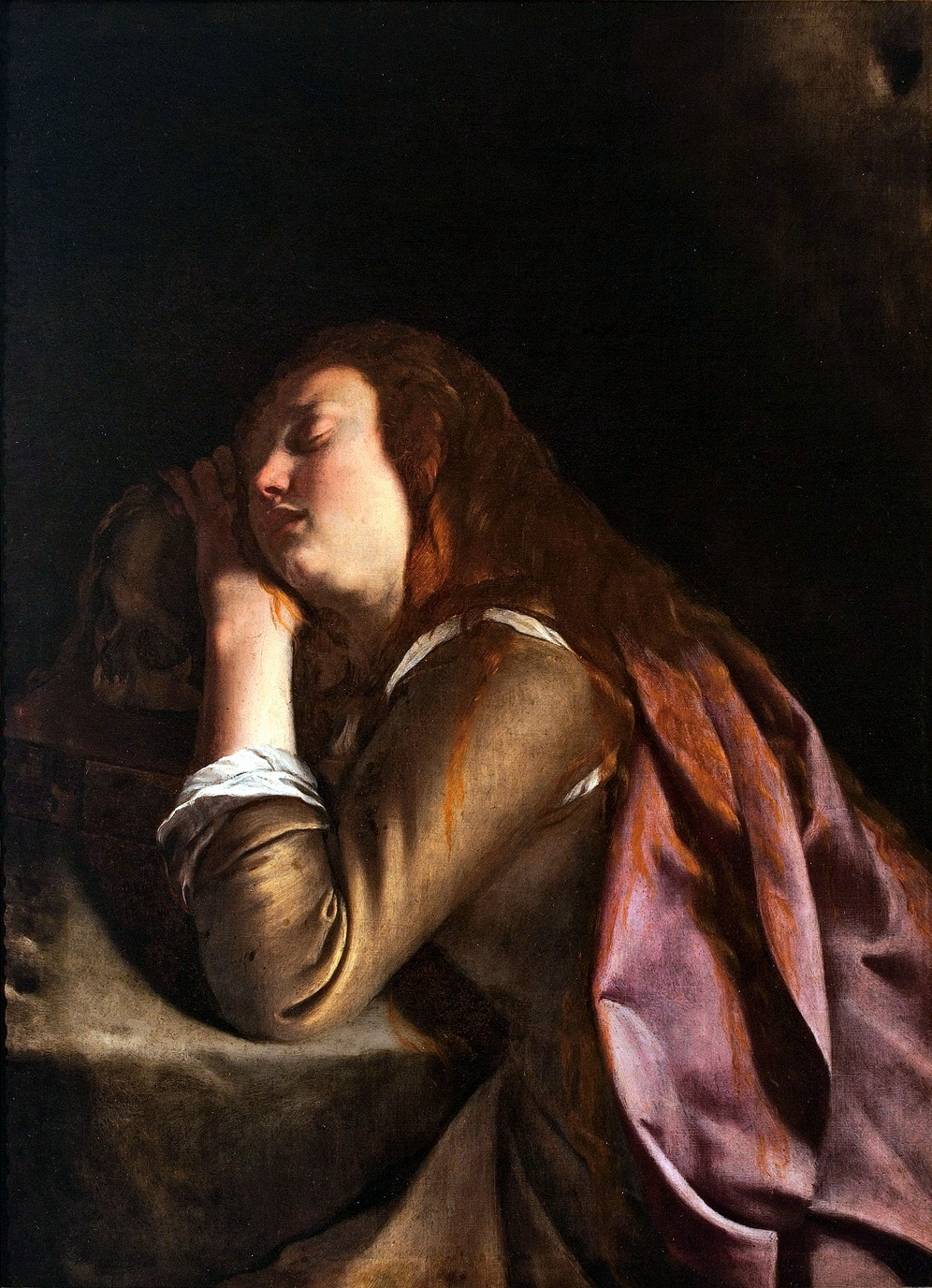
Marie Madeleine pénitente 1629
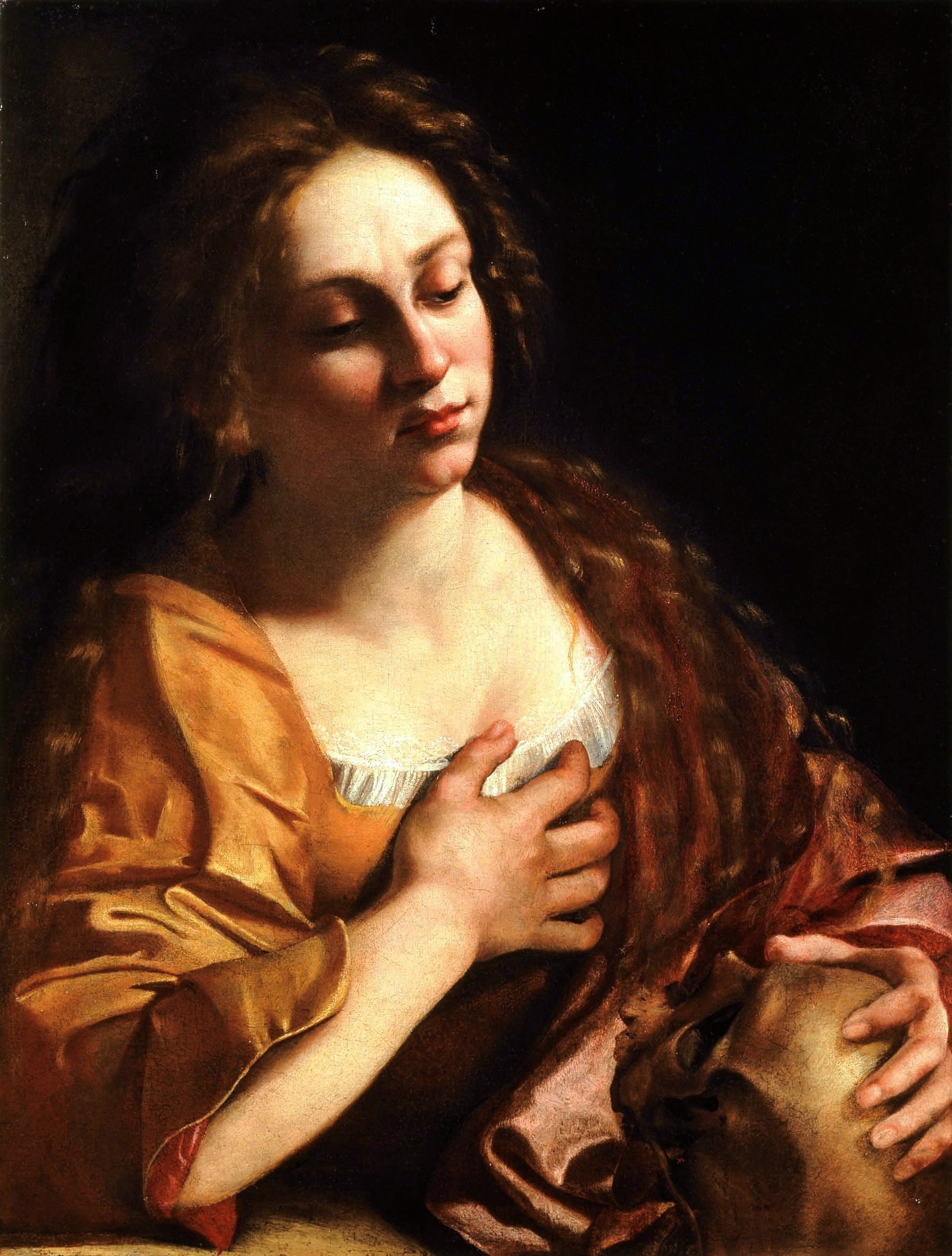
Marie Madeleine tenant un crâne 1631
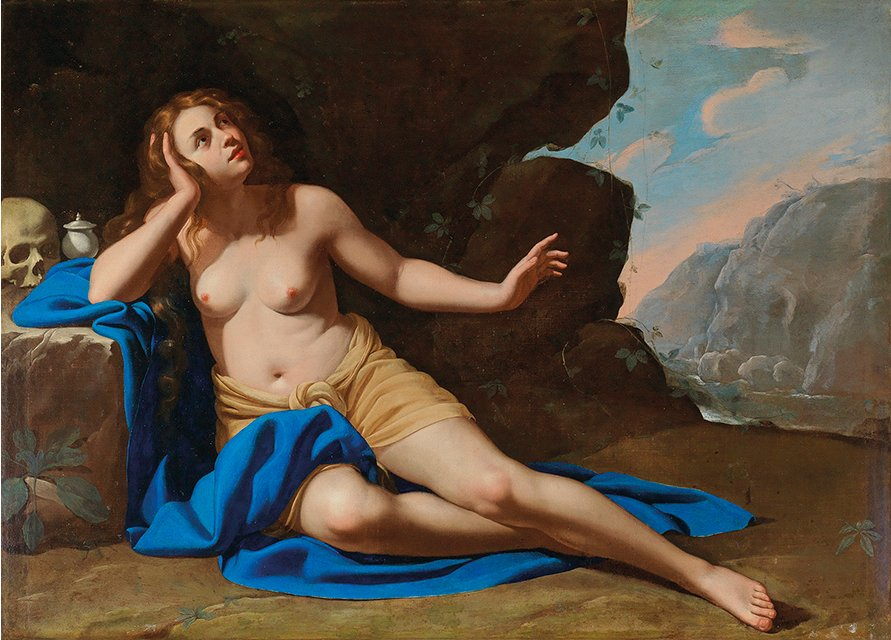
Marie Madeleine en extase 1640

Josefa de Óbidos
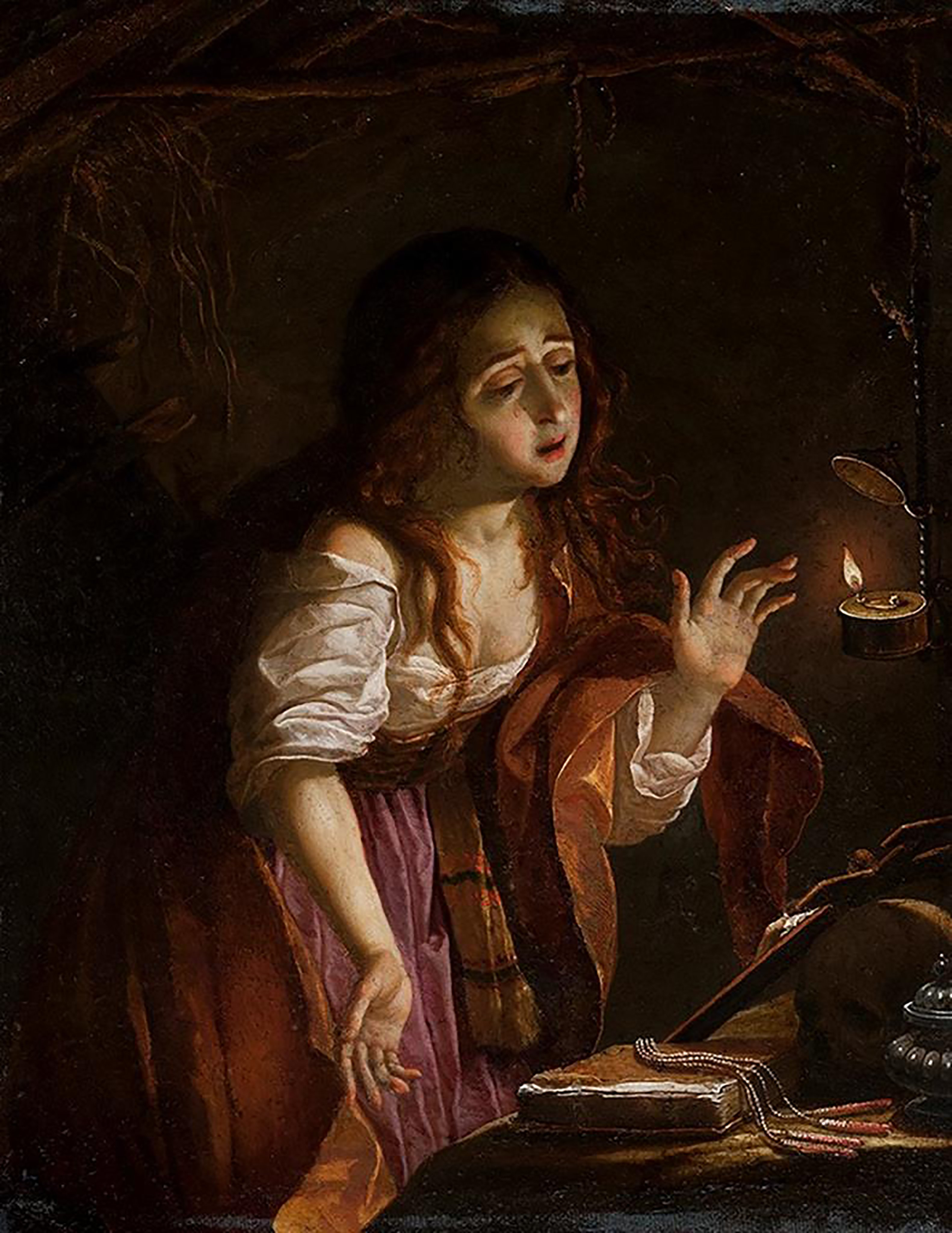
Marie Madeleine  1650
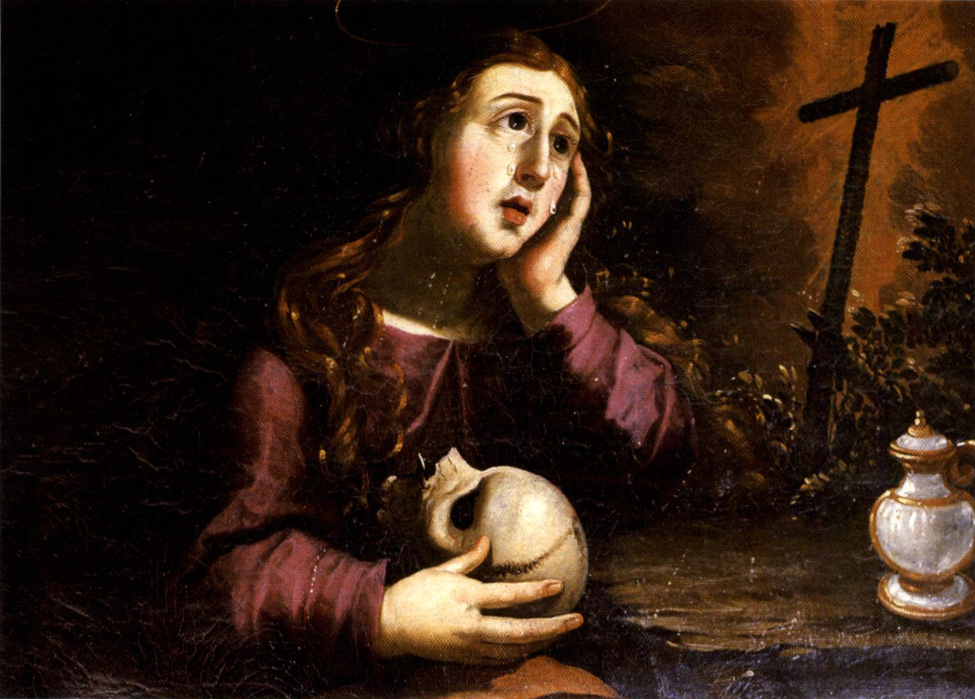
Madeleine pénitente c.1661

### Instruments et partitions de musique
Les instruments de musique des autoportraits féminins sont des instruments compatibles avec une certaine notion de « convenance » : pas de violoncelle, qui nécessite d'écarter les jambes, pas de flûte ni de hautbois, que l'on doit porter à la bouche. Les représentations se limitent donc aux instruments à clavier (épinette ou arpicordo pour Sofonisba Anguissola, Marietta Robusti et Lavinia Fontana, piano-forte pour Henriette Lorimier (1801), Rolinda Sharples (1814) et Lucinda Redmon Orear), au luth pour Artemisia Gentileschi, à la lyre pour Lady Diana Beauclerk, à la guitare pour Angelica Kauffmann, à la harpe pour Rose-Adélaïde Ducreux et la pianiste et harpiste Marie Bashkirtseff, au violon pour Annie Thring (1911) et Antonietta Raphaël (1928). On peut aussi voir des partitions dans des autoportraits d'Élisabeth-Sophie Chéron, Angelica Kauffmann (1753 et 1792) et Adèle de Romance (c.1799).

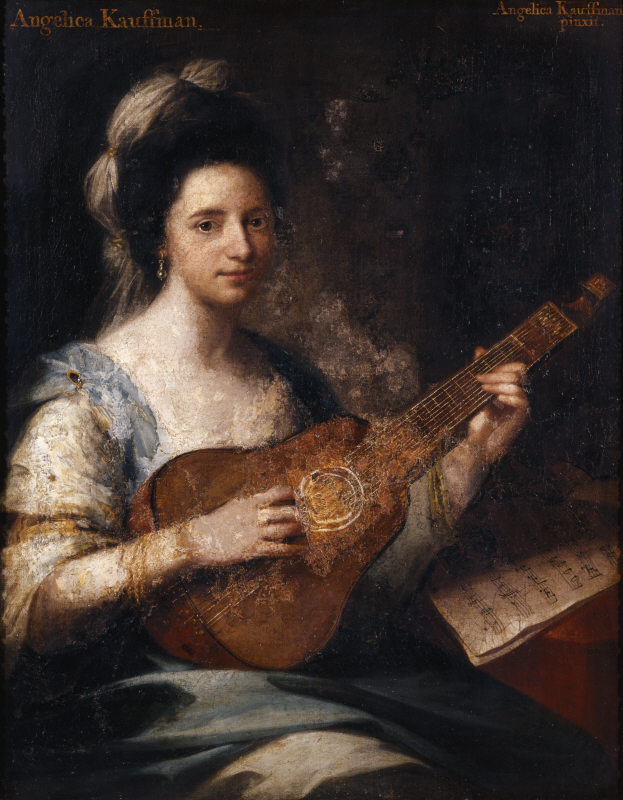
Angelica Kauffmann 1764
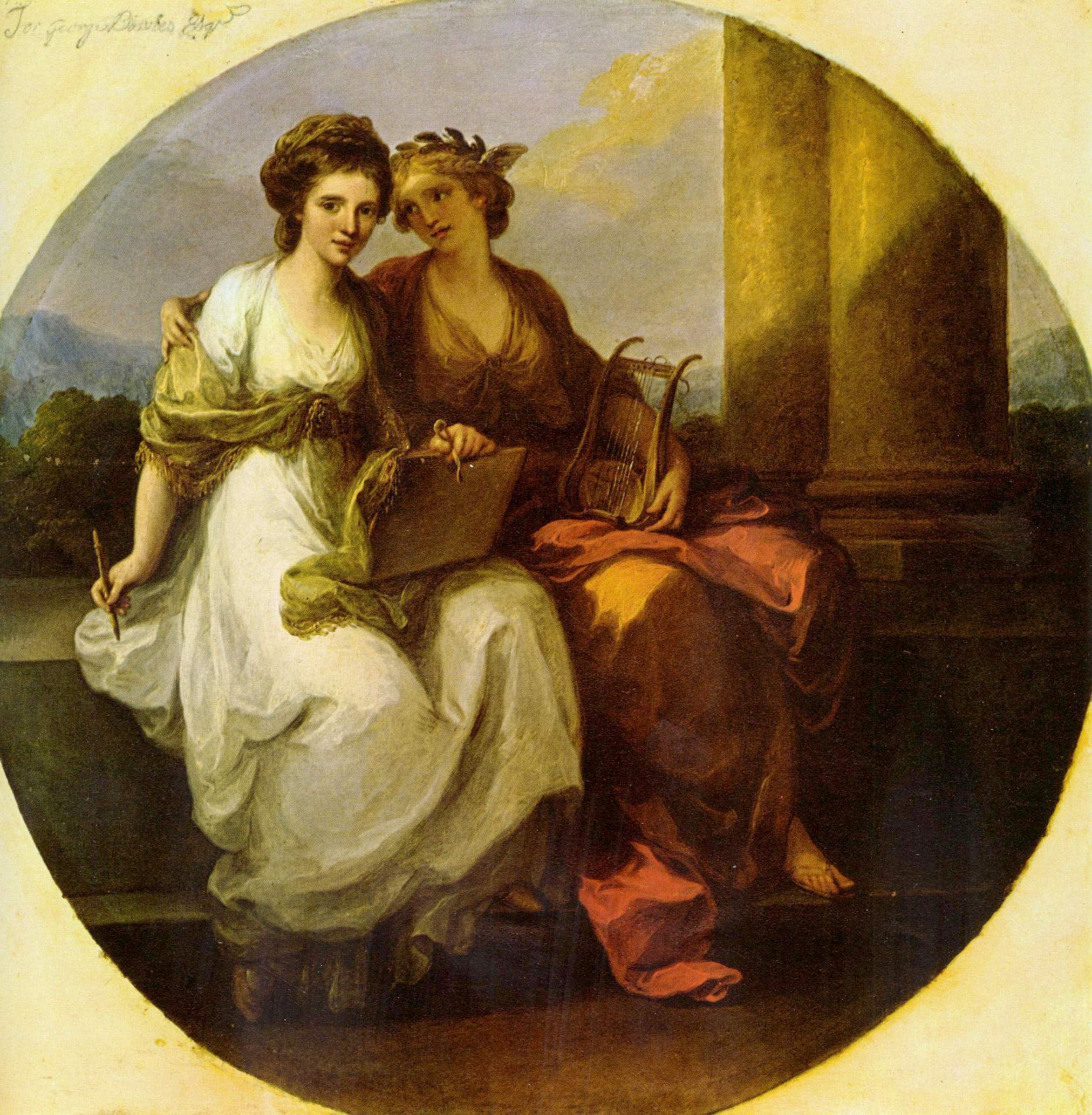
Angelica Kauffmann 1782
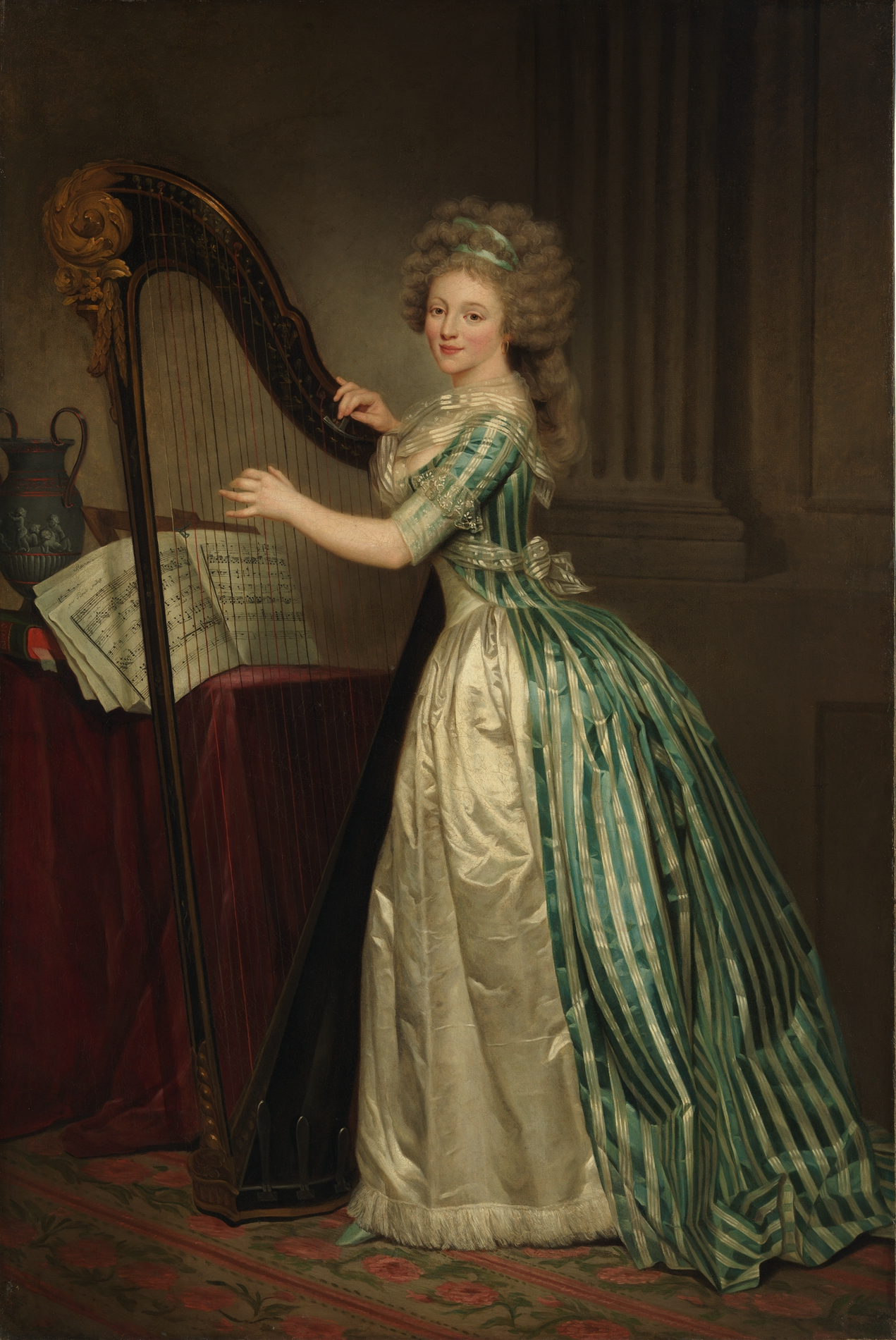
Rose-Adelaïde Ducreux - 1791
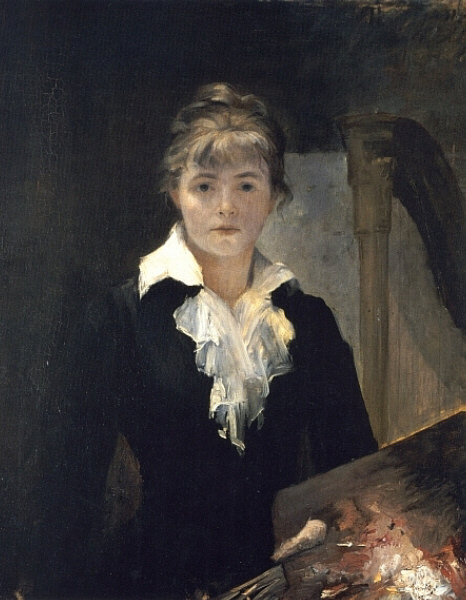
Marie Bashkirtseff 1880

### Légion d'honneur
En 1865, Rosa Bonheur est la première femme artiste à être décorée de la Légion d'honneur et elle se fait photographier avec sa médaille de chevalier, puis, en 1894, avec celle d'officier. Décorée elle-aussi, Romaine Brooks, dans son autoportrait de 1923, ne porte pas le nœud sur épingle des femmes, mais, habillée en dandy, préfère le ruban, petite tache rouge au parfait centre géométrique du tableau en camaïeu de gris. Honorée pour ses actions en faveur de la Croix-Rouge pendant la Grande Guerre, Romaine Brooks est la seule, parmi celles qui l'ont précédée — Virginie Demont-Breton, Louise Catherine Breslau, Mary Cassatt, Madeleine Lemaire, Louise Abbéma — ou suivie — Anna Klumpke, Jenny Zillhardt, Hermine David, Marie Laurencin, Élisabeth Chaplin… — à faire figurer sa décoration de l'Ordre de la Légion d'honneur.

### Livre
Le livre est un symbole de l'instruction et du savoir dans les premiers portraits, tels que l'Autoportrait de Sofonisba Anguissola, ou encore celui de sa sœur Lucia. Il se banalise et la lecture ne fait plus que de rares apparitions aux XIXe et XXe siècles. Louisa Grace Bartolini (c.1860), Louise Catherine Breslau (Contre-jour, 1888), Lucy May Stanton (1914), Marguerite Burnat-Provins, peintre et écrivaine, Nella Marchesini (it) (Autoportrait avec livre, 1923-1925), Delhy Tejero (1945), Elaine de Kooning (Self-Portrait#3, 1946) et Giuliana Caporali en donnent des exemples tardifs. Le livre peut avoir une signification politique : Frida Kahlo tient un livre rouge, probablement Le Capital, dans Le marxisme donnera la santé aux malades (c.1954), et Pān Yuliang, qui, malgré son souhait, n'a jamais pu retourner en Chine après 1937, fait son autoportrait en robe verte, couleur de l'espoir, avec le Petit Livre rouge,.

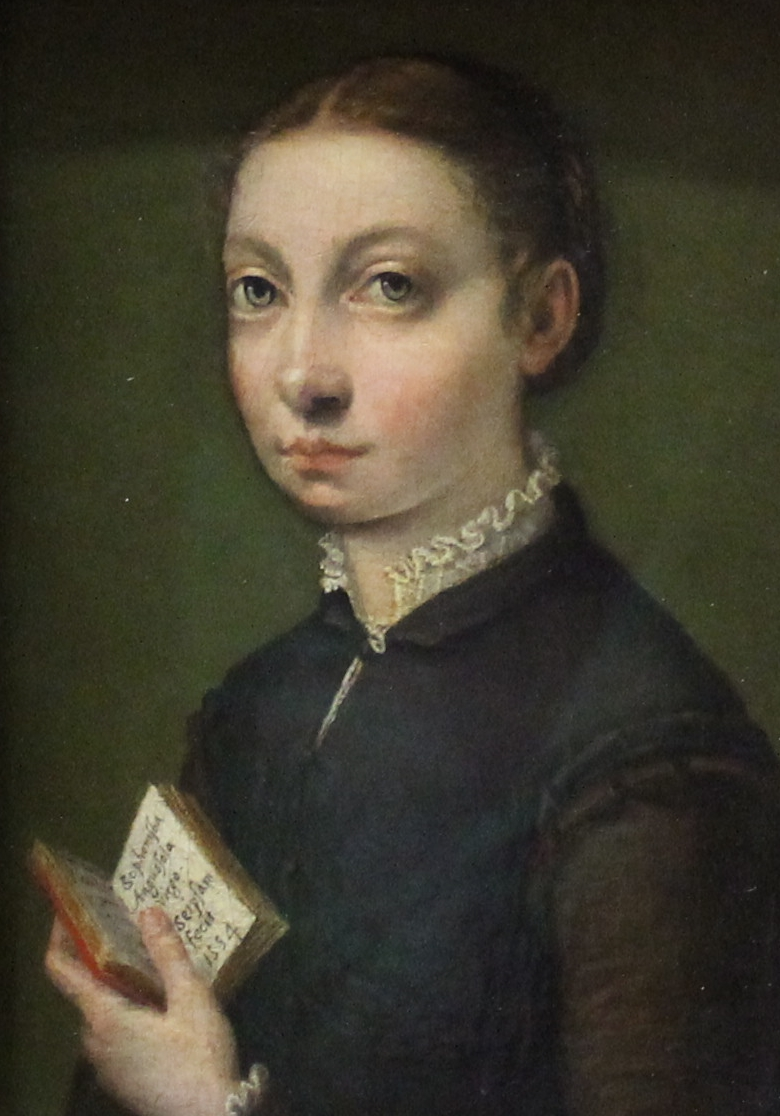
Sofonisba Anguissola 1554
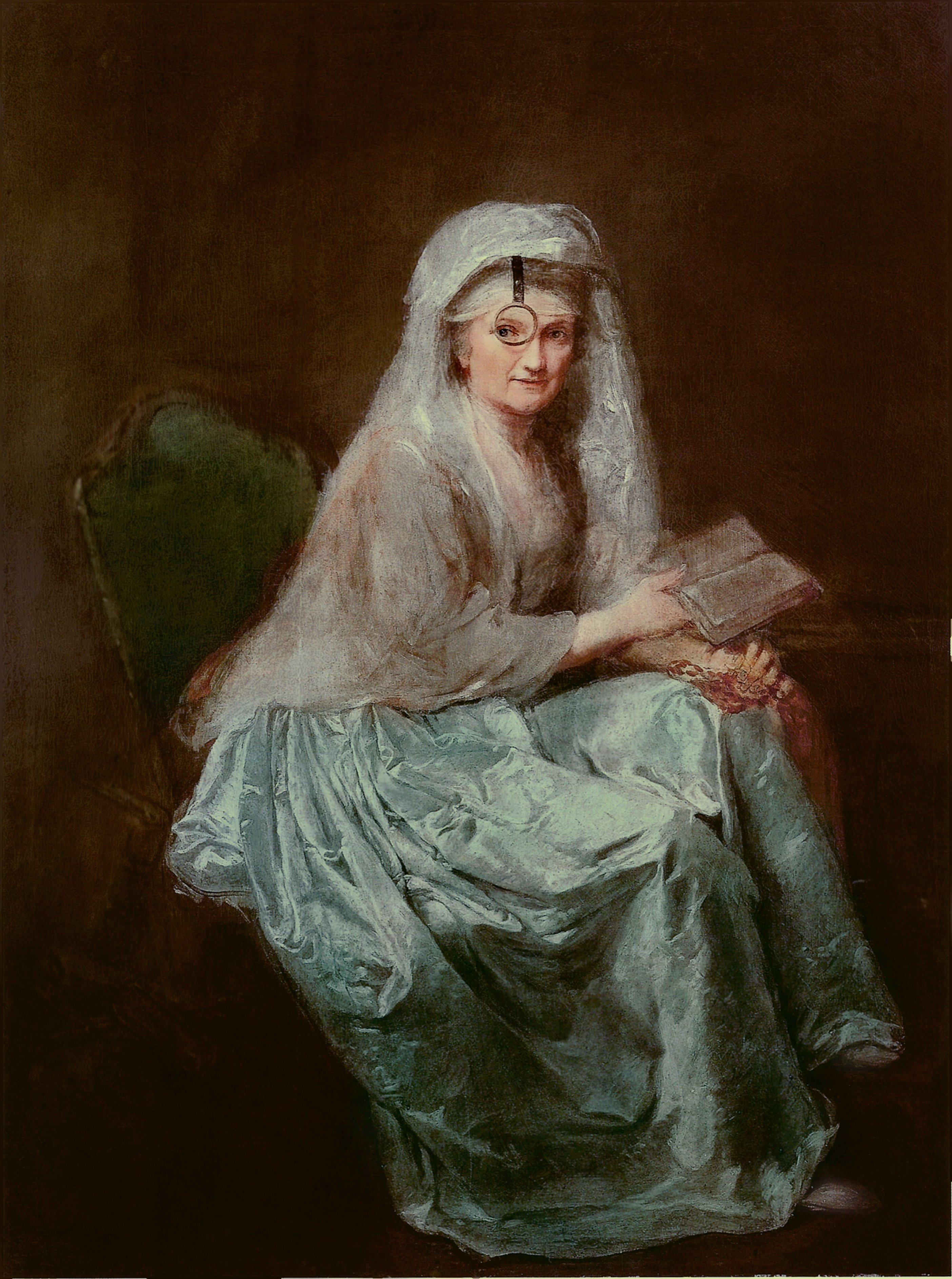
Anna Dorothea Therbusch
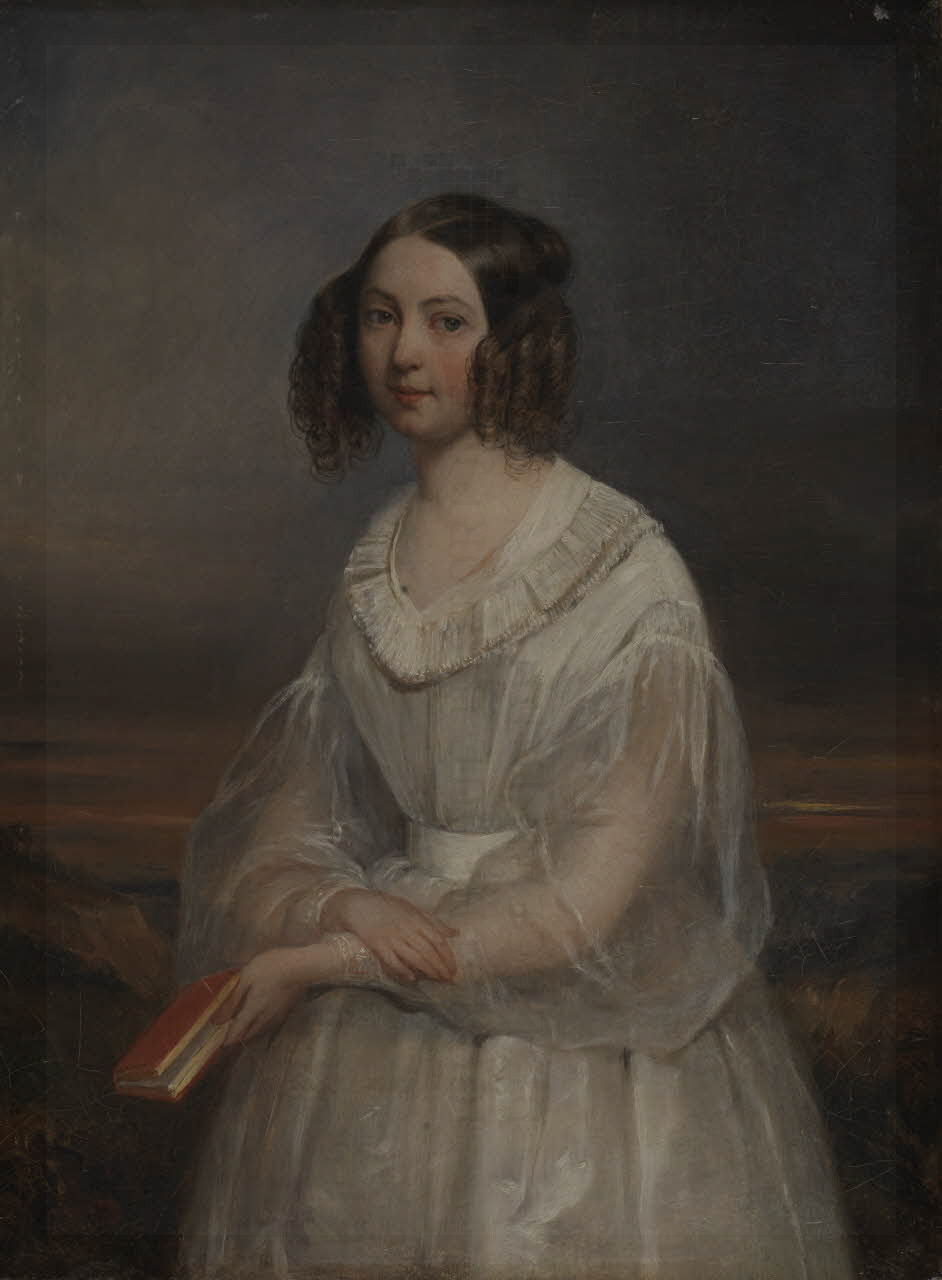
Adèle Ferrand, c.1840
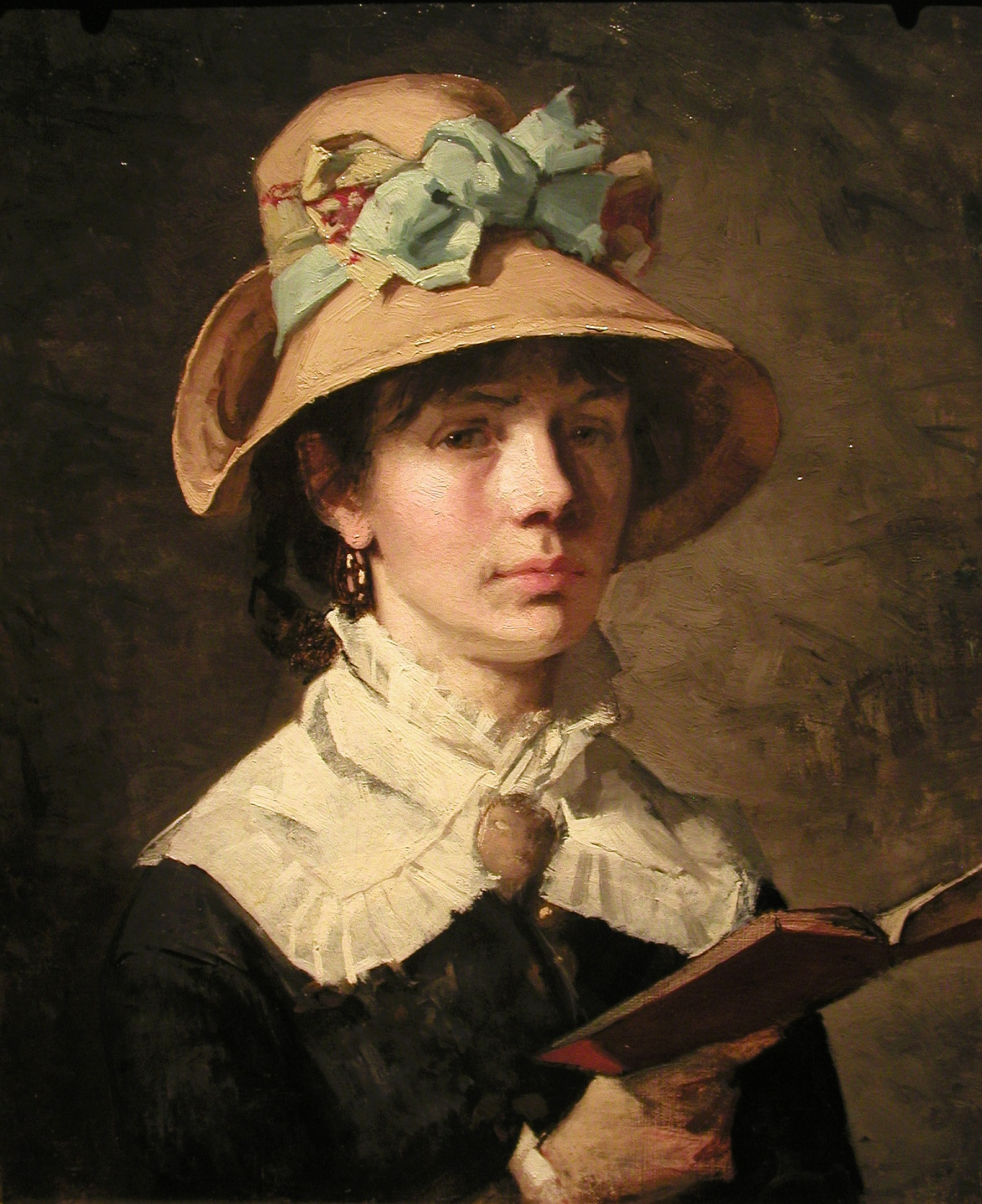
Amanda Sidwall (en) 1871
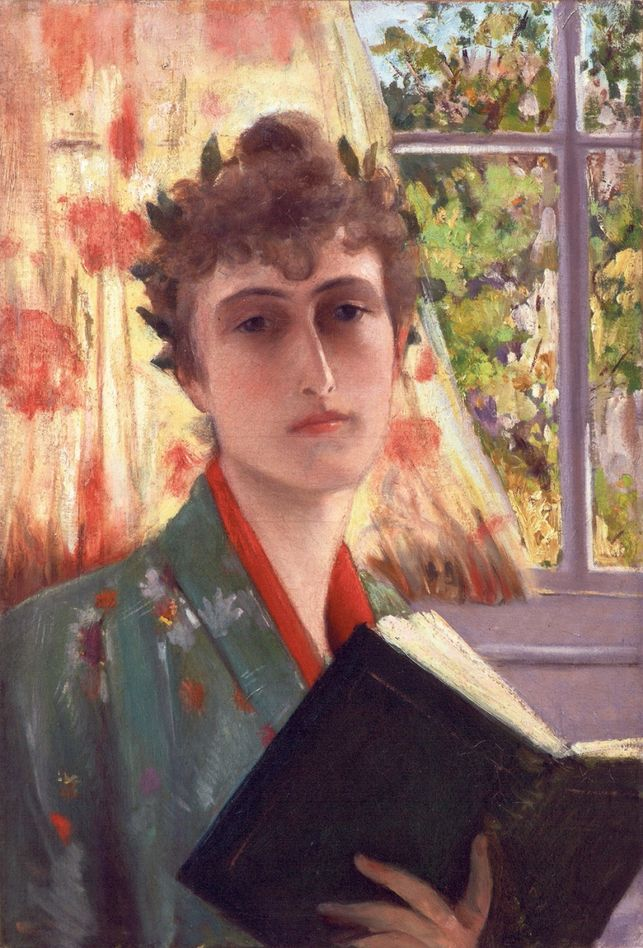
Winnaretta Singer c.1885
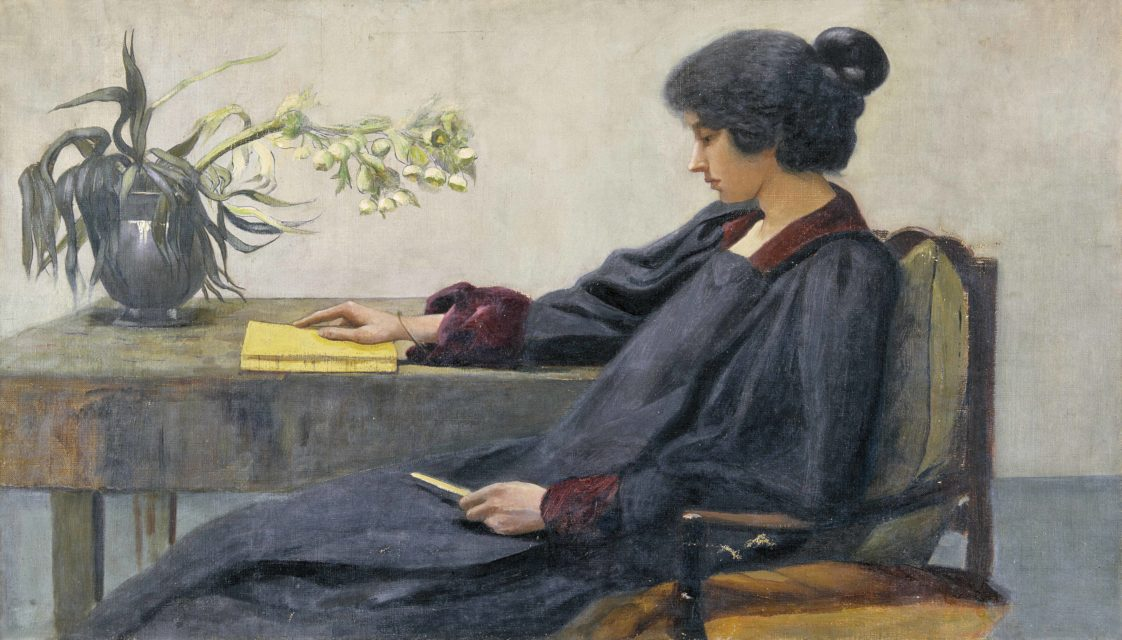
Marguerite Burnat-Provins

### Lunettes, pince-nez et monocle

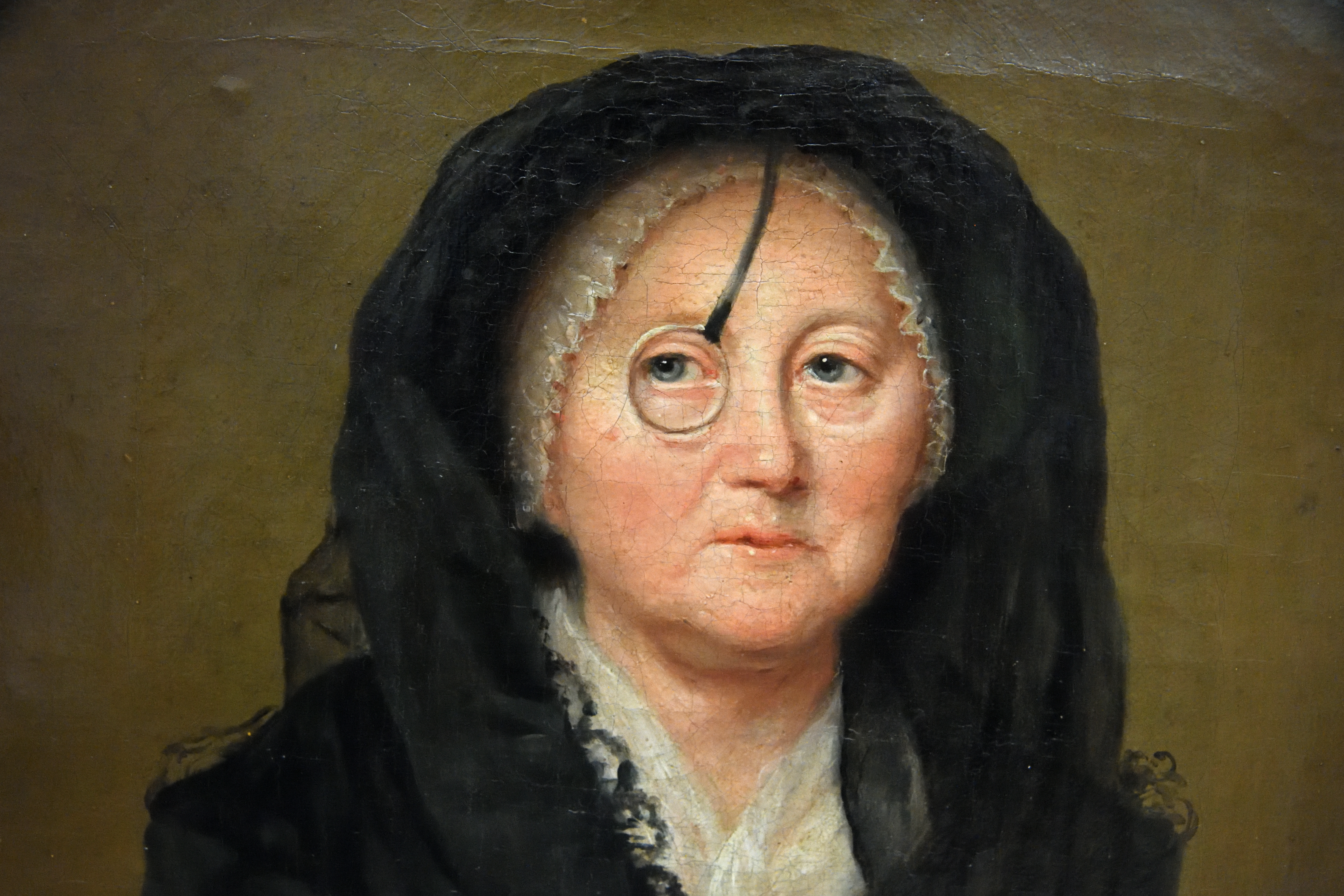
Anna Dorothea Therbusch, autoportrait avec monocle (détail), c.1780

Portraitiste de cour en Allemagne, Anna Dorothea Therbusch s'installe à Paris en 1765, mais n'est admise à l'Académie royale que deux ans plus tard. Pour excuser la réticence du cénacle parisien, le philosophe des Lumières Denis Diderot écrit : « Ce n'est pas le talent qui lui a manqué […], c'est la jeunesse, c'est la beauté, c'est la modestie, c'est la coquetterie. » Therbusch fait entre autres le portrait de Diderot, seul tableau de l'académicienne que l'encyclopédiste et critique encense sans réserve, alors qu'il dénigre le plus souvent son art et prend en grippe la personnalité hors du commun de son ex-amie qui deviendra alors « l'indigne Prussienne ». Forte de son manque de coquetterie, elle se représente à partir de 1776 avec un monocle, ce qu'aucun peintre n'avait fait avant elle. Elle portera toujours ce curieux monocle cerclé suspendu par un dispositif enserrant la voûte du crâne et caché par un voile, un objet tout aussi unique dans l'histoire du portrait que peu courant dans celle de la lunetterie.
En 1888, Thérèse Schwartze se peint elle-même avec la main gauche en visière et la droite tenant palette et pinceaux, sur le modèle de Joshua Reynolds de 1748, déjà imité par George Richmond en 1840. Seule différence, elle porte un pince-nez, que l'on verra également sur ses autoportraits de 1900, 1907, 1910 et 1917, et sur son portrait d'une jeune femme, Johanna Eugenia Theodora Van Hoorn Schouwenburg (1887). À cette époque, les femmes avec pince-nez sont réputées suspectes, au moins en Russie, comme le rapporte Marie Bashkirtseff dans son journal en date du 1er octobre 1880 à propos d'une compatriote : « Étant très myope, elle portait un pince-nez, grâce à quoi elle a été dénoncée à la police ; les lunettes et le pince-nez étant, chez les femmes, les signes des idées avancées ». À Paris, Louise Abbéma porte un pince-nez sur le plus connu de ses autoportraits réalisé vers 1890, alors qu’elle n'en porte jamais sur ses autres portraits peints ou photographiques, y compris dans son atelier en 1914. Ida Gerhardi (en) (1862-1927) porte le même binocle sur tous ses autoportraits réalisés entre 1903 et 1925.
Les troubles et la perte de la vision sont le pire des drames pour les peintres, comme ce fut le cas pour Rosalba Carriera. Avant les techniques opératoires mises au point au XXe siècle, la cataracte sénile en était le plus souvent la cause. Des affections plus rares peuvent aboutir à la perte d'un œil (Ada Thilén) ou à l'altération de la vision binoculaire, nécessitant un cache comme en porte Jo Koster (en).
Dans un de ses nombreux autoportraits (Selbstporträt mit Brille, 1976), Gisela Breitling porte des lunettes avec la grosse monture à la mode dans les années 1970, et son angle rapproché  anticipe le selfie.

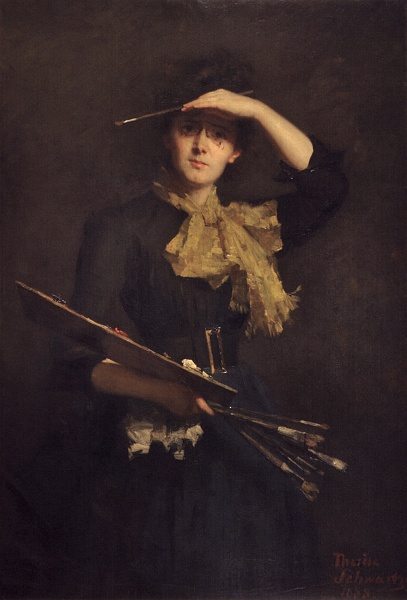
Thérèse Schwartze c.1888
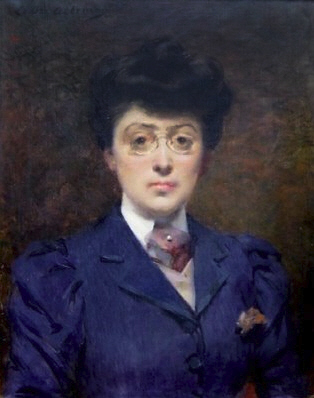
Louise Abbéma
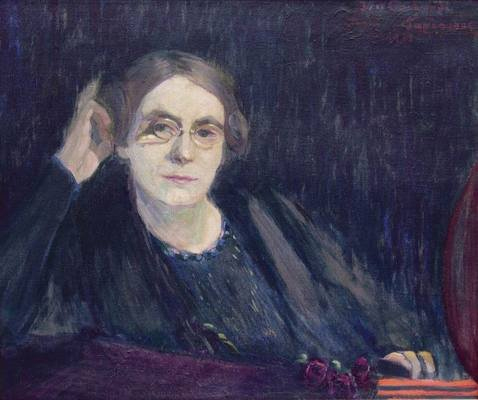
Ida Gerhardi 1905
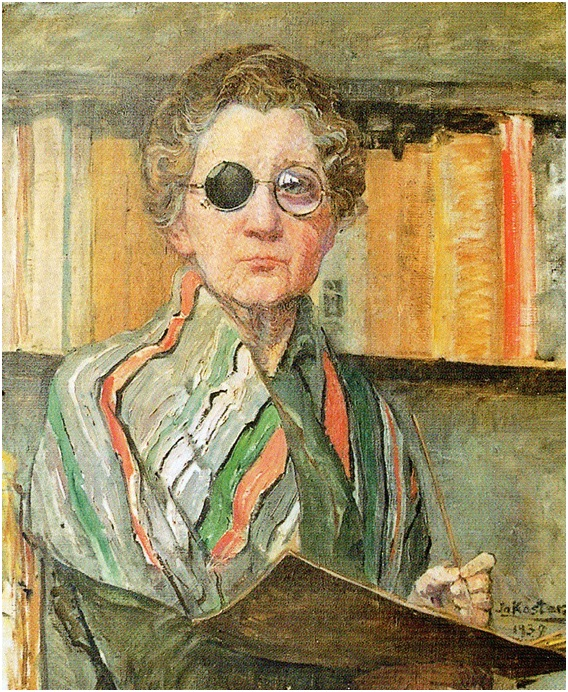
Jo Koster 1939

### Miroir
Au XVe siècle, pour illustrer les éditions de Des Cleres et Nobles Femmes de Boccace, des enlumineurs ou enlumineuses ont représenté Lala de Cyzique, alias Marcia, citée par Pline l'Ancien comme ayant fait son portrait à l'aide d'un miroir. Ce récit de Pline avait déjà été adapté au XIIe siècle par Nizami dans un de ses poèmes du Khamsé ; une des nombreuses éditions de cet ouvrage faite dans les années 1590 sous l'Empire moghol montre une image attribuée à Sahifa Banu,, celle d'une femme peignant son portrait pendant qu'une assistante tient un miroir devant elle.
Au moins jusque dans les dernières décennies du XIXe siècle, où la photographie commence à être utilisée, le miroir est un instrument presque obligé pour se peindre soi-même. Dans certains cas, l'artiste peut, grâce à un jeu de miroirs, se faire figurer de profil (cf. Profil), de trois quarts dos ou de dos — Standing Nude de Freda Robertshaw, autoportrait (1947) de Lila B. Hetzel (1873-1967) ou Self portrait as Insomniac de Karen Kaapcke (née en 1962), par exemple —, ou adopter un angle de vue inhabituel, comme une plongée pour Allégorie de la Peinture d'Artemisia Gentileschi, l'autoportrait de 1935 d'Irène Zurkinden et celui de 2010 de Constanza Weiss, ou une contre-plongée par Jenny Saville. Selon l'utilisation d'un ou deux miroirs, l'image du sujet sera inversée ou non, alors que l'autoportrait d'après photographie n'est pas inversé. Depuis la Renaissance, le miroir en peinture a une symbolique ambigüe (illustrée par un tableau de Ginevra Cantofoli, vraisemblable autoportrait), entre vertu et connaissance et orgueil et luxure, ce qui pourrait expliquer sa rareté dans les autoportraits féminins. Alors que le miroir simple apparait à partir du XIXe siècle dans les autoportraits, par exemple avec Alice Pike Barney, Zinaïda Serebriakova (en 1917 et plusieurs autres occurrences), Suzanne Valadon, Madeleine Dinès (Autoportrait au miroir en train de peindre), Marie-Louise Roosevelt Pierrepont (Seated Self Portrait, Shown in a Cheval Dressing Mirror, 1952), Jean Cooke (en) (1958), Marie-Louise von Motesiczky,, Elizabeth Osborne (en) (The Studio, 1987) ou Lea Colie Wight, née en 1951 (So Far, 2013), le miroir multiple est beaucoup plus rare : on peut en voir un exemple avec Autoportrait au miroir à trois faces de Madeleine Dinès, un procédé repris dans plusieurs portraits de jeunes femmes par Francine Van Hove.

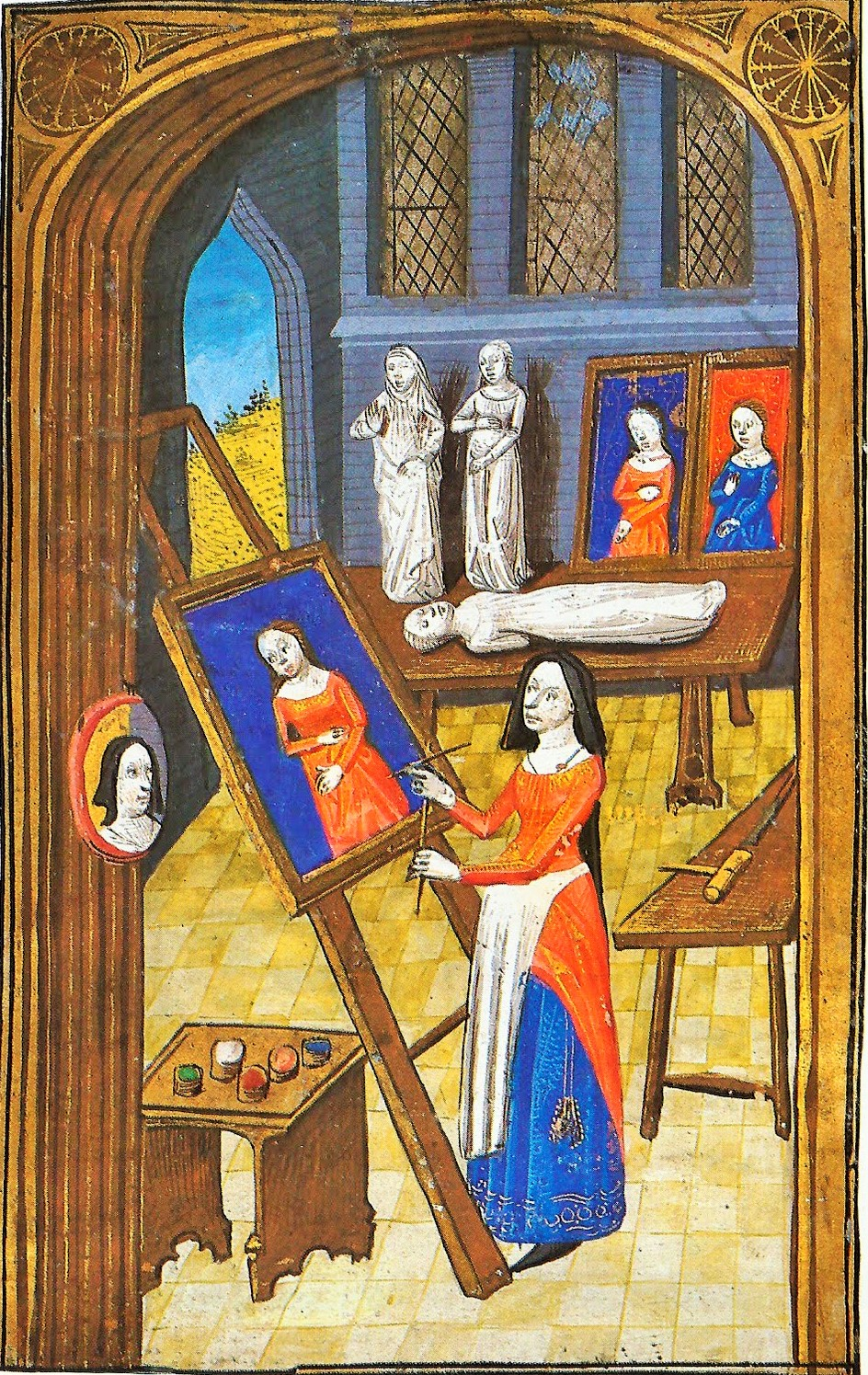
Anonyme, Marcia, c.1470
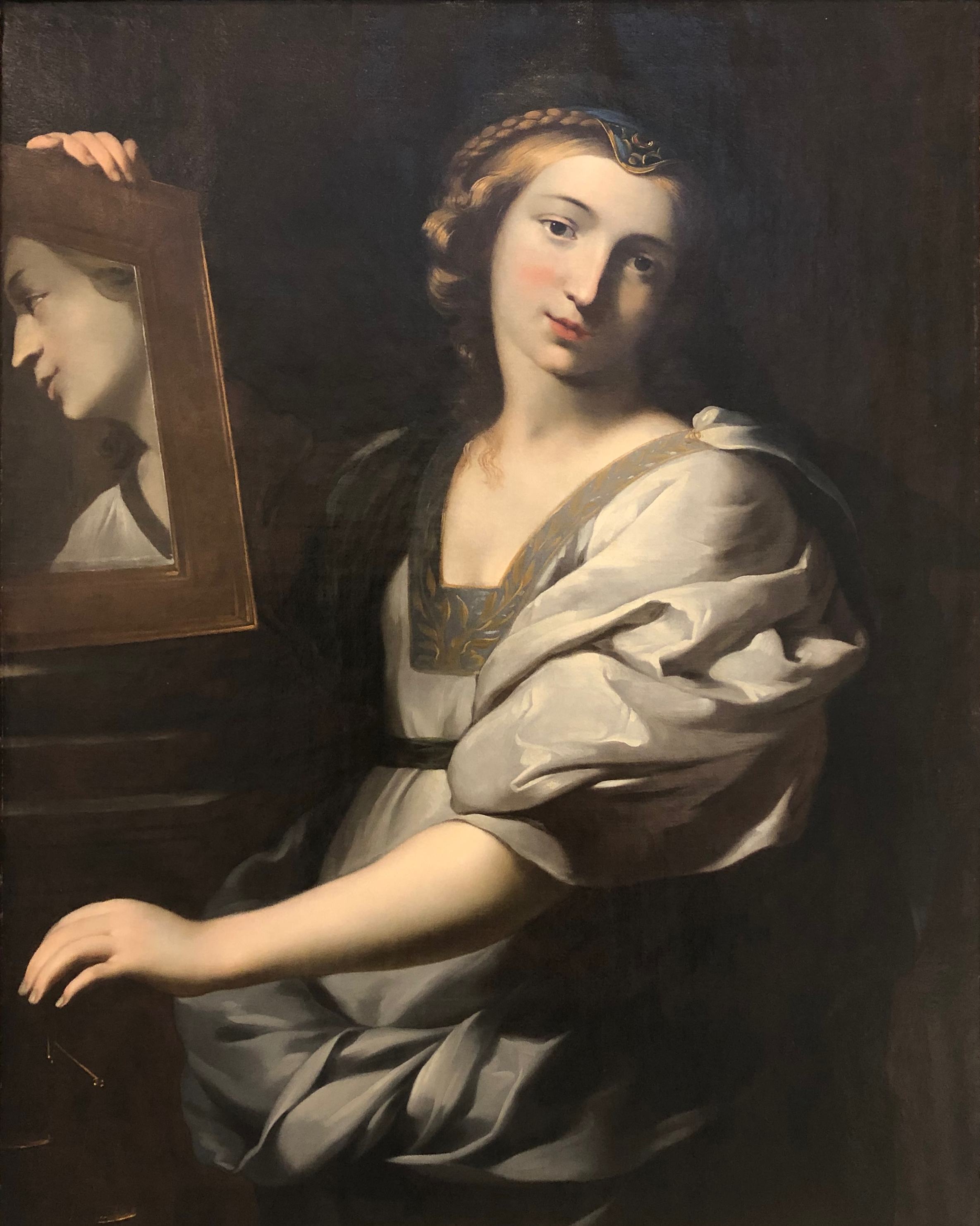
Ginevra Cantofoli, La Vérité révélant l’artifice de la Peinture, c.1635
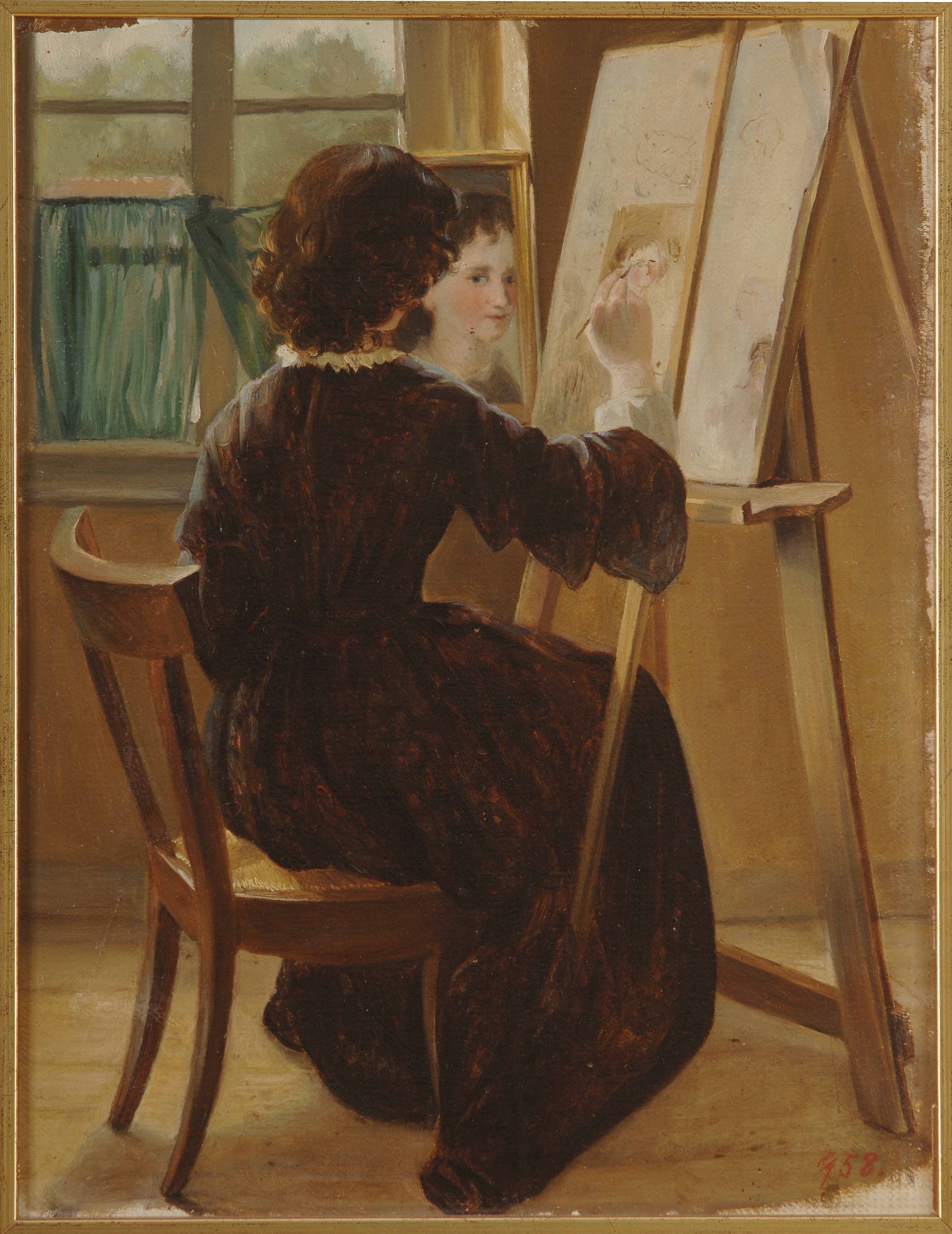
Alexandra Frosterus-Såltin, 1858
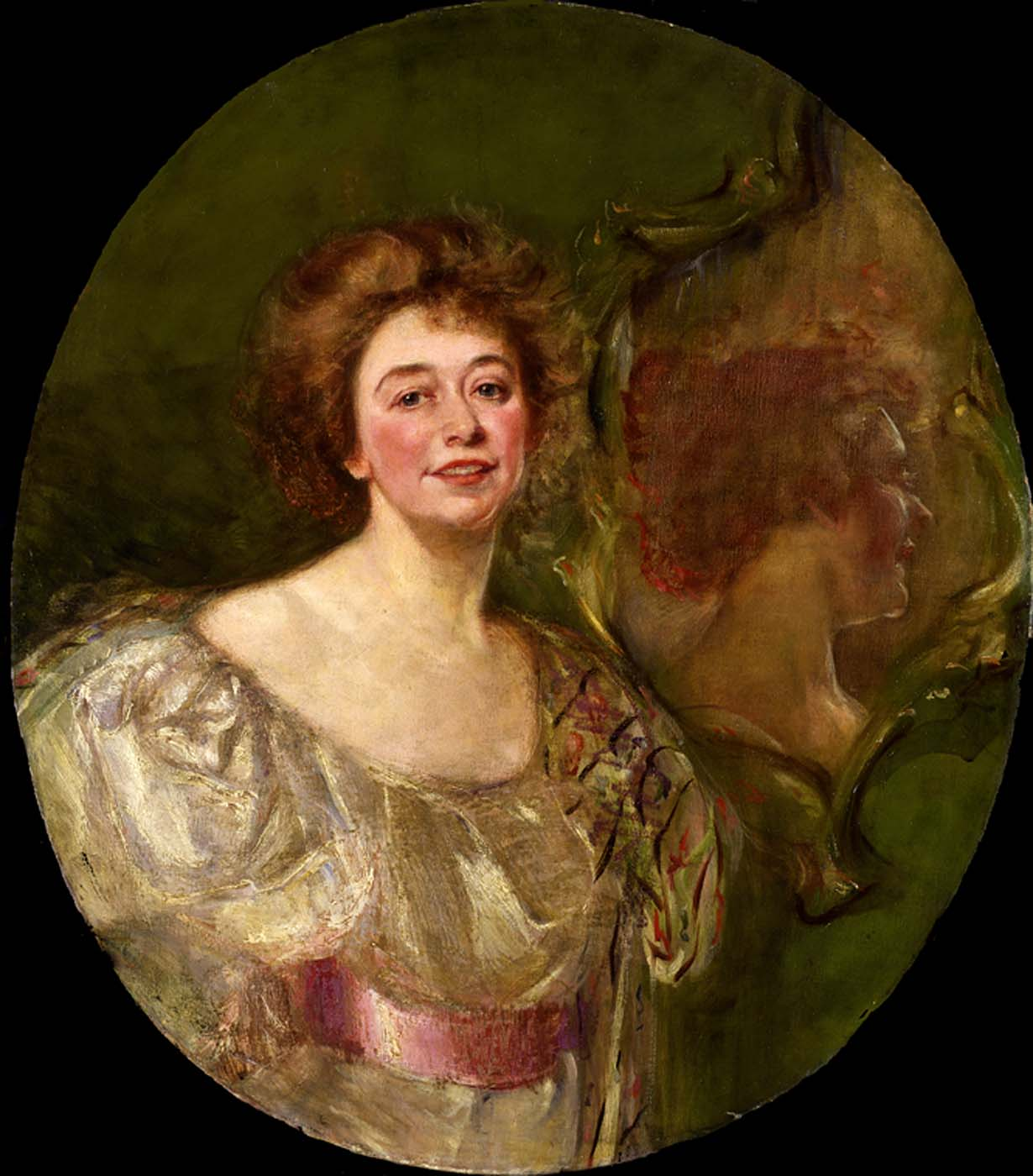
Alice Pike Barney, 1896
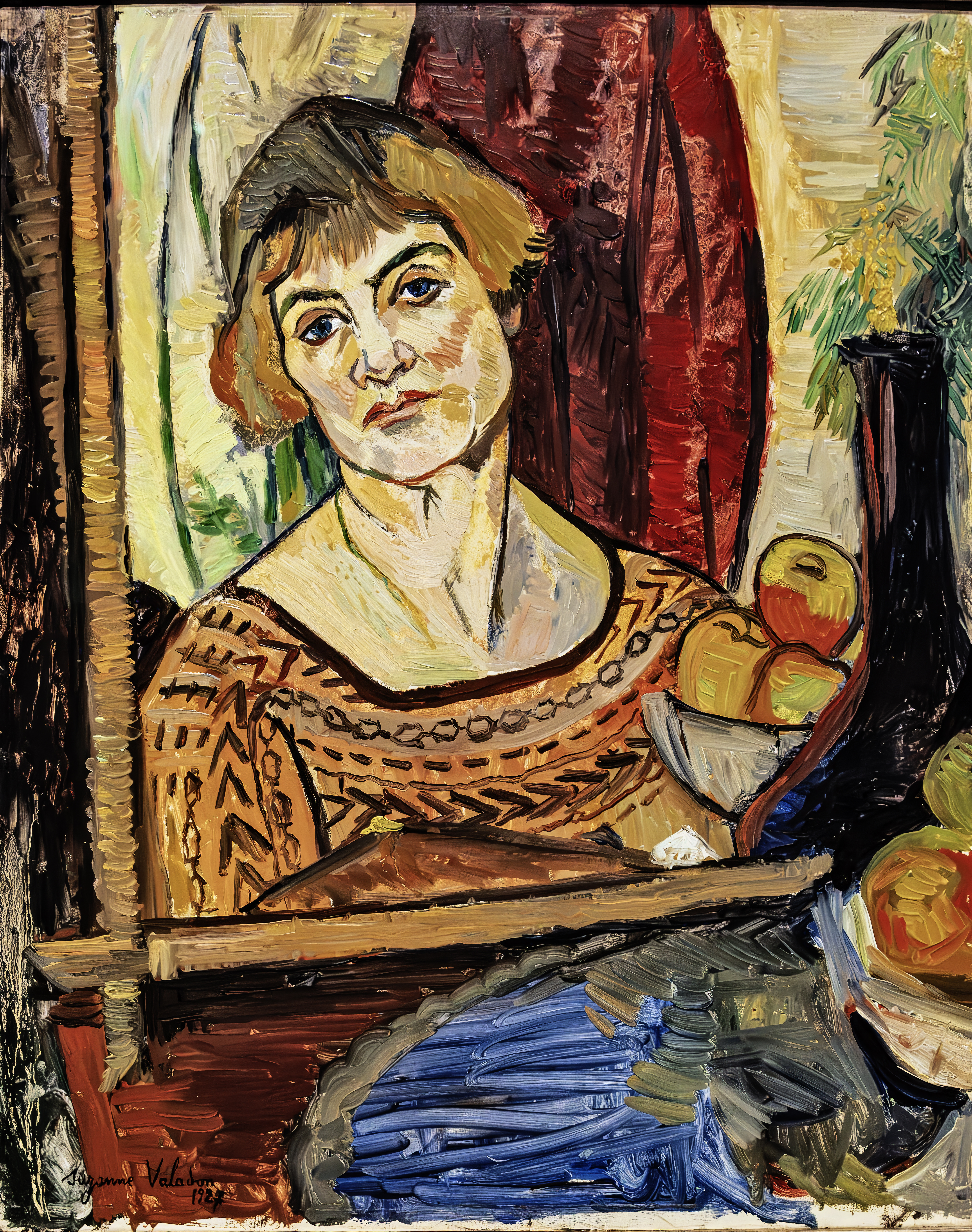
Suzanne Valadon

### Mouche

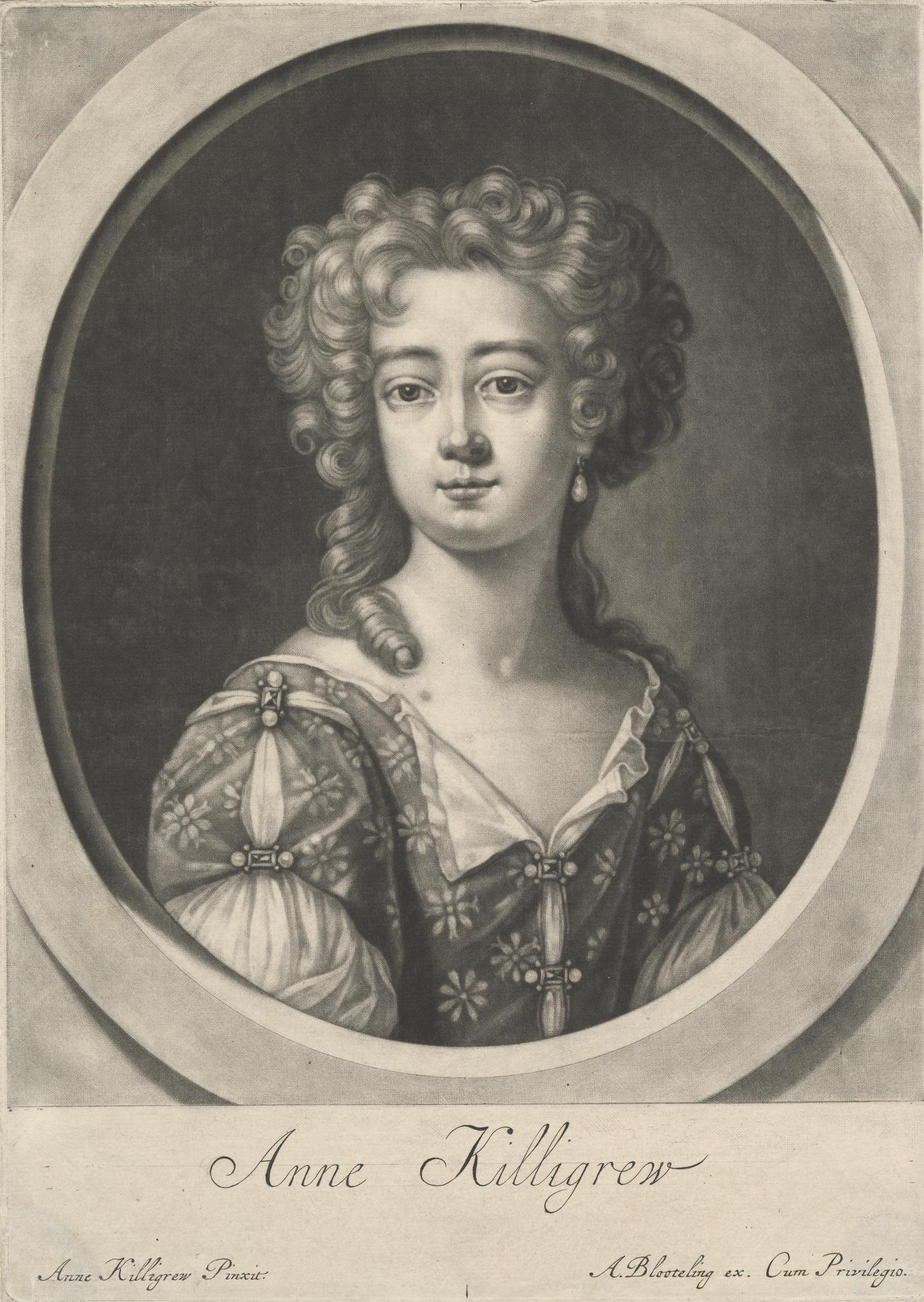
Anne Killigrew, autoportrait c.1680
manière noire par A. Bloteling

Même si les mouches en tant qu'accessoires de séduction sont très à la mode au XVIIIe siècle et présentes sur certains portraits, elles n'apparaissent pas en autoportrait. En revanche, un grain de beauté est visible sur le visage de Friederike Julie Lisiewska, sur la poitrine de Sarah Goodridge (Beauté révélée) et sur un autoportrait perdu d'Anne Killigrew fidèlement reproduit par les gravures d' Abraham Bloteling, Isaac Beckett et Thomas Chambers. Dans son autoportrait nue en buste Me Aged 50, Ishbel Myerscough se représente avec une trentaine de grains de beauté, alors qu'en réalité elle n'en a que très peu.

### Nourriture
L'autoportrait est un genre où l'on ne mange pas, sauf lorsque Isabel Bishop porte une galette à sa bouche, que Zinaïda Serebriakova croque une pomme ou qu'Eteri Chkadua, comme Evelyne Axell, déguste un ice-cream. Une coupe de fruits peut figurer à titre décoratif.

### Reflets

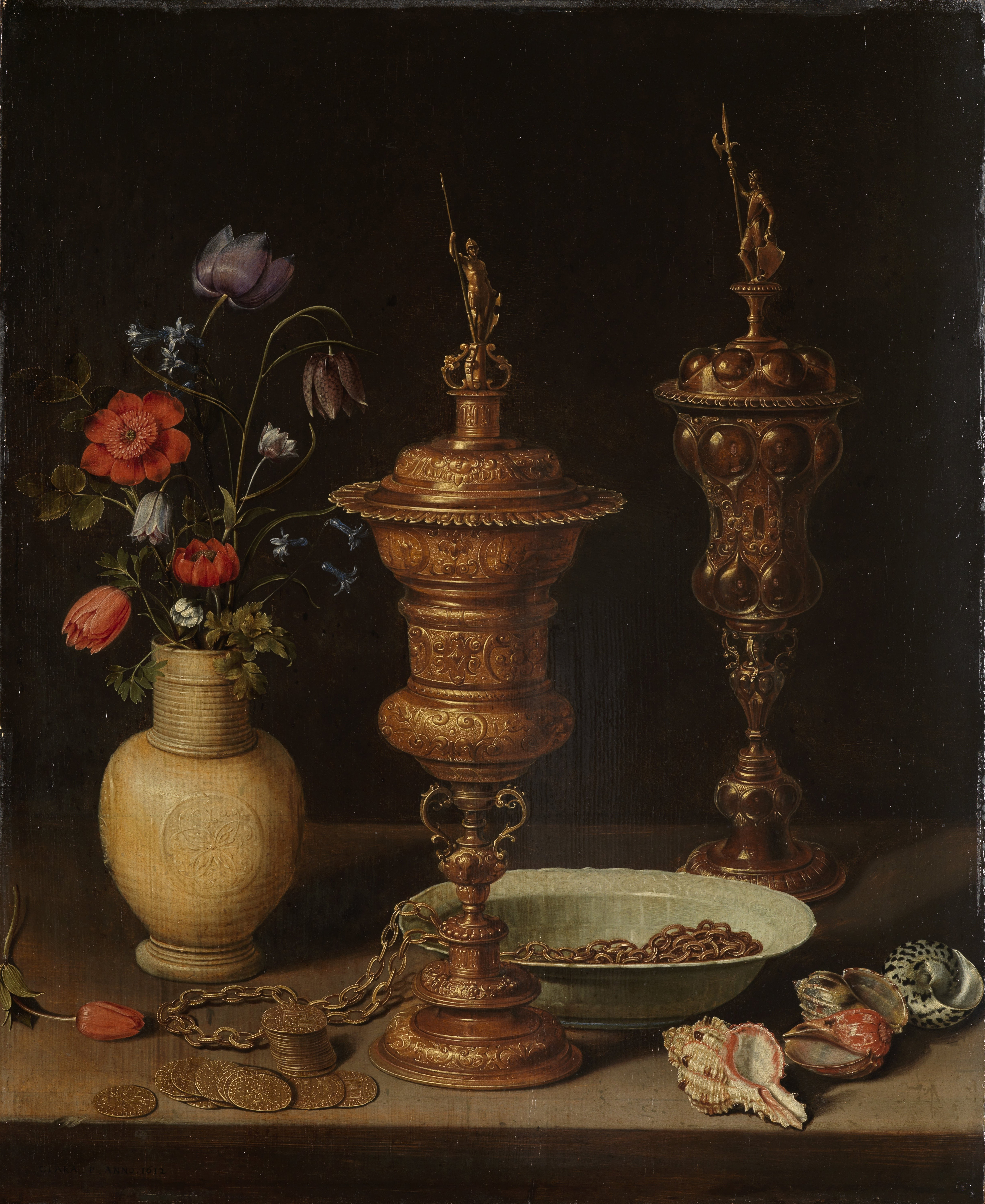
Clara Peeters : nature morte, 1612.

Dès 1607, s'affranchissant du miroir, Clara Peeters innove en peignant son reflet sur les surfaces brillantes des pièces d'orfèvrerie de ses natures mortes,. Elle est aussi la première à multiplier les images reflétées de sa personne dans un seul tableau, jusqu'à sept sur la Nature morte aux fleurs, coupes, pièces et coquillages de 1612. En plus des initiales "C.P.", c'est une autre façon de signer ses œuvres, mais aussi de montrer qu'elle est une femme. Sur ces petites images sombres et anamorphosées, on distingue l'artiste, quelquefois avec sa palette et ses pinceaux, mais son visage reste flou ; cependant, les habits sont clairement ceux d'une femme. Ce procédé, utilisé par Clara Peeters dans au moins huit de ses natures mortes, a ensuite été repris par plusieurs peintres des Pays-Bas, dont Maria van Oosterwijk (Nature morte à la vanité, 1668) et Rachel Ruysch (Nature morte à l'autoportrait reflété, début du XVIIIe siècle).
Marguerite Gérard, belle-sœur, élève puis collaboratrice de Fragonard, grande admiratrice des maîtres hollandais du Siècle d'or, dont sa peinture s'inspire, a mis son image de peintre au chevalet sur des sphères réfléchissantes dans Le Chat angora (c.1780) et L'Élève intéressante (1786) ; en autoportrait sur le modèle de l'Atelier d'une artiste, il a été avancé qu’elle était elle-même l'Artiste peignant le portrait d'une musicienne (c.1800).

### Tableaux et statues
En dehors des allégories, l'incorporation d'un tableau ou d'une statue dans un autoportrait est un procédé assez rare, destiné à rendre présent un être aimé ou admiré, vivant ou disparu, ou, exceptionnellement, se représenter soi-même.

#### Tableau dans le tableau
Les portraits dans les autoportraits sont le plus souvent ceux de proches de l'artiste, comme c'est le cas avec Elisabetta Sirani (cf. Père et mère), Rosalba Carriera et sa sœur Giovanna, Mary Beale et ses deux jeunes fils, puis plus tard son fils Charles devenu lui-même portraitiste, Ambroise Marguerite Bardin et son père (1791), Constance Mayer et sa mère, Adèle de Romance et sa fille, Jeanne Doucet de Surigny et son père, Iekaterina Saltykova, née princesse Dolgorukova (1791-1843) et sa mère. On sait peu de choses de la Portugaise Rosa Webelart da Mota, et encore moins du personnage dont elle avait fait le portrait, un tableau existant mais non signé qu'elle a reproduit dans son Atelier d'une peintresse en 1849. Il existe en effet des autoportraits où le personnage du tableau, un commanditaire par exemple, n'a jamais pu être identifié. Dans Autorretrato con su Familia, Guadalupe Carpio (es), mariée en 1849 au pharmacien Martín Mayora Otaegui, et qui aura treize enfants, fait en 1865 le portrait de son mari, entourée de deux jeunes enfants, et de son sosie plus âgé au regard absent, une image de sa mère décédée neuf ans auparavant.

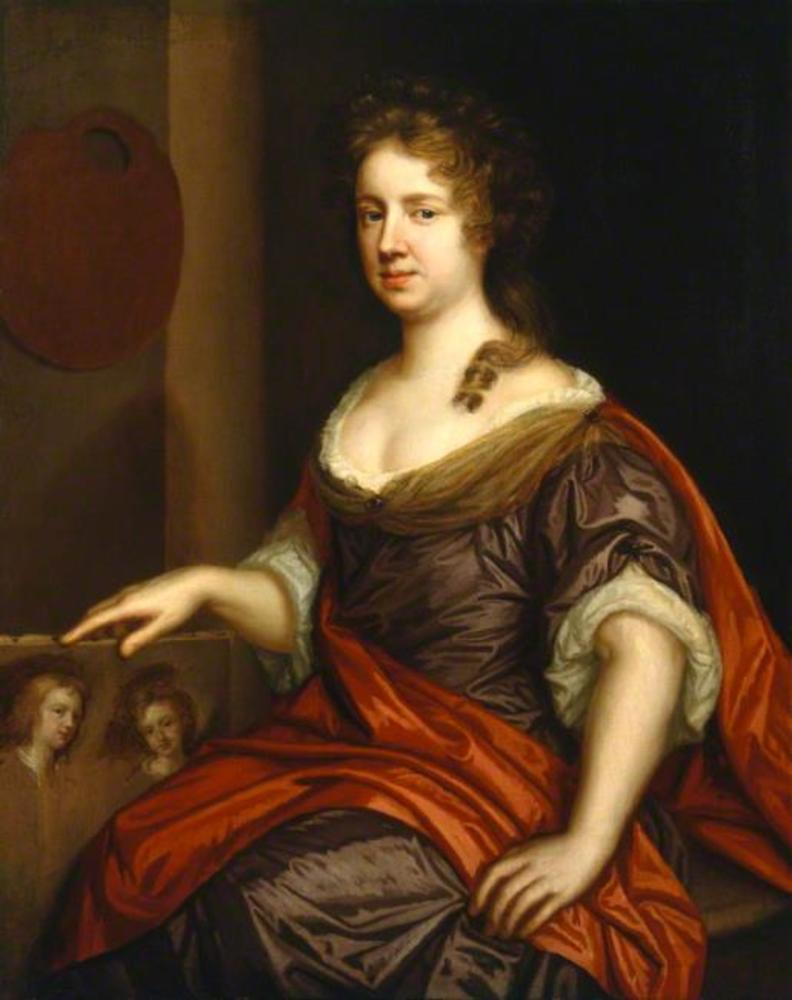
Mary Beale avec le portrait de ses deux fils, c.1666
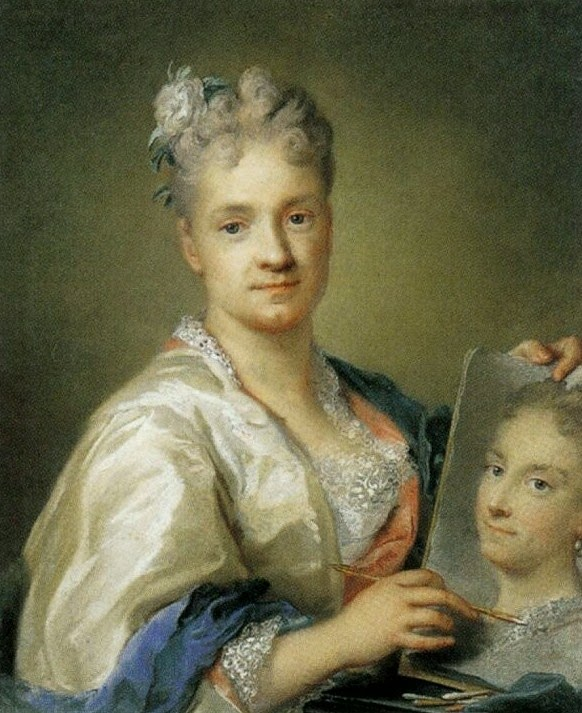
Rosalba Carriera tenant le portrait de sa sœur, 1709
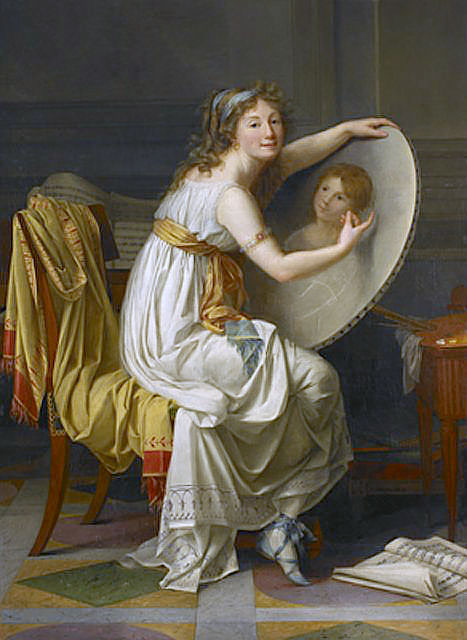
Adèle de Romance avec le portrait de sa fille, c.1799
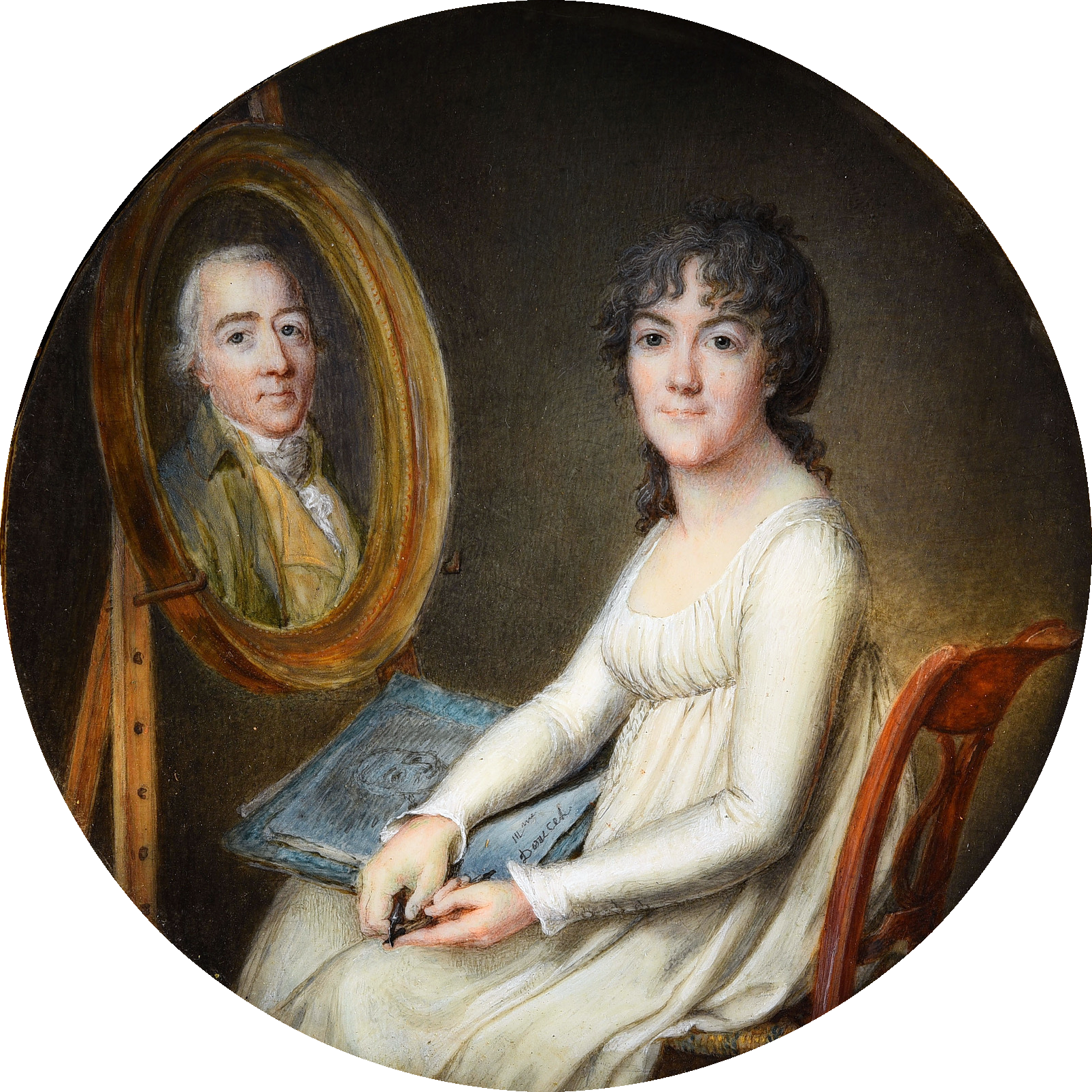
Jeanne Doucet de Surigny, c.1800
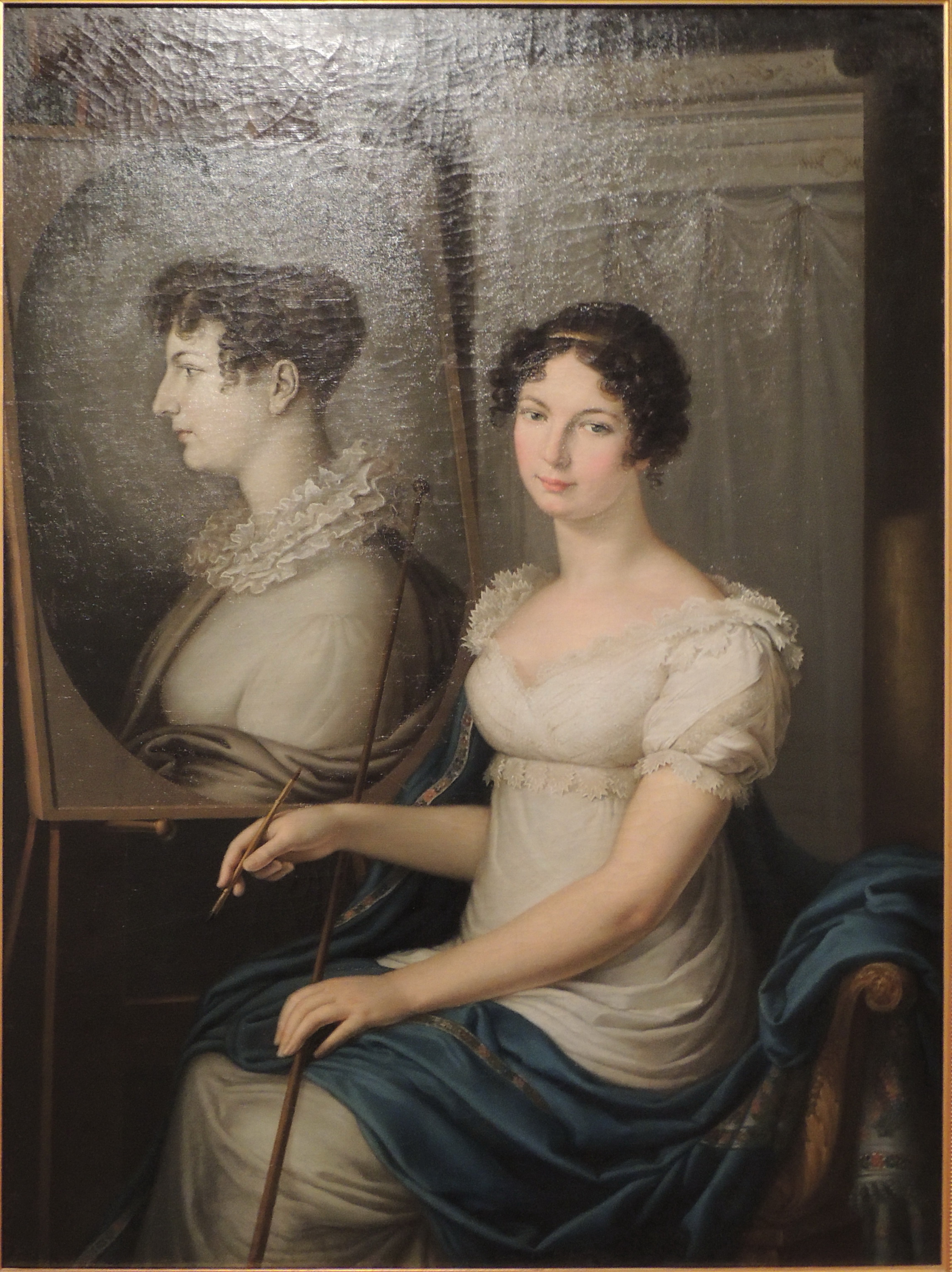
Iekaterina Saltykova et sa mère, 1812
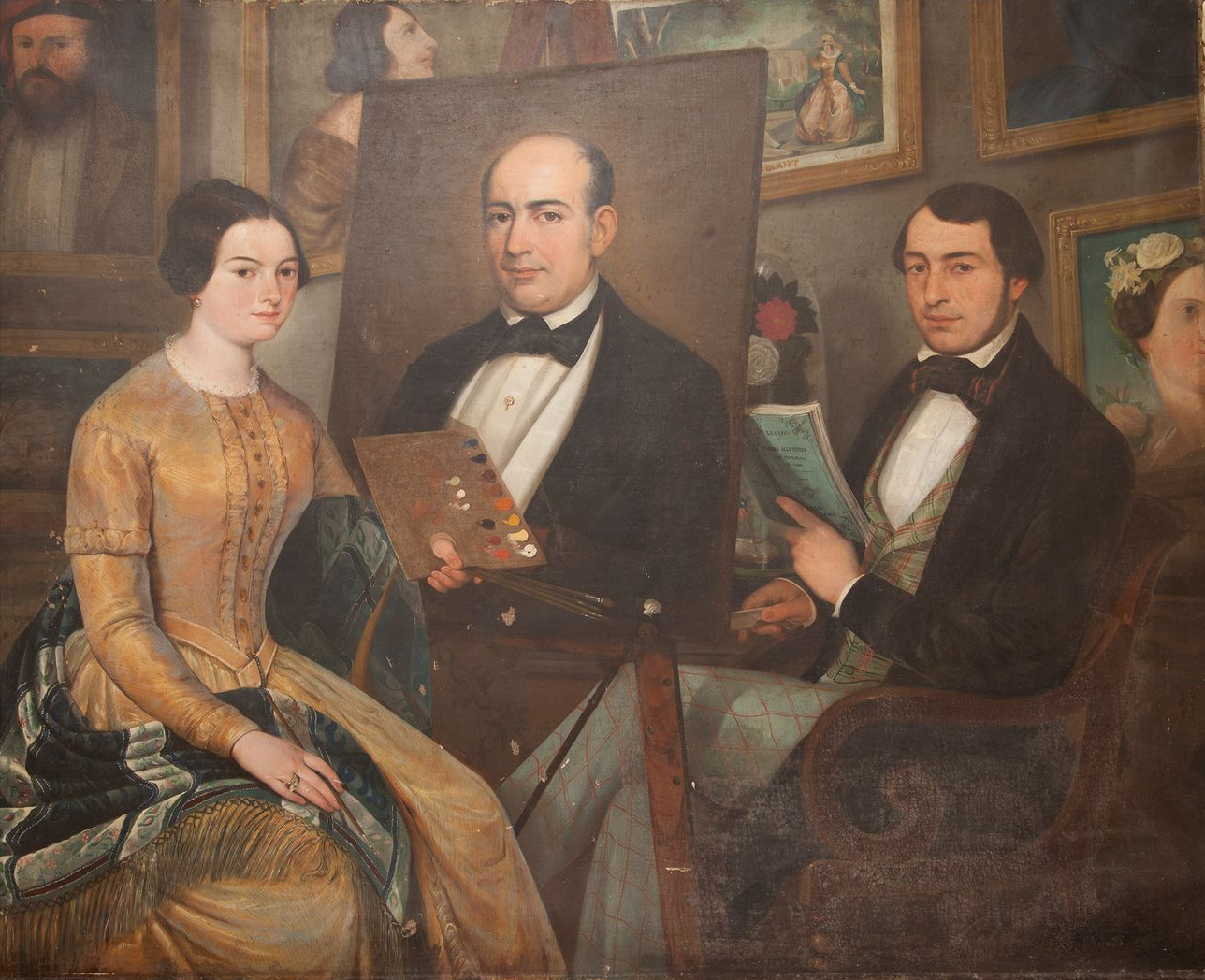
Rosa Webelart da Mota, 1849

Parmi les nombreux médecins et chirurgiens auxquels elle a eu affaire, Frida Kahlo a exprimé sa reconnaissance au docteur Juan Farill, et elle a peint son Autoportrait avec portrait du Dr Farill en 1951. Moins connu, son dernier tableau est l'Autoportrait avec le portrait de Staline (1954), réalisé alors qu'elle n'était plus vraiment en mesure de peindre.
Quentin de La Tour, auteur de l’Autoportrait à l'index du musée du Louvre (1737), a eu plusieurs élèves, dont les pastellistes Catherine Read (en) et Marie-Suzanne Roslin, qui, chacune à leur manière, lui ont rendu hommage. Copiant son maître, Catherine Read dirige son index non sur son image, comme c'est la tradition, mais vers la véritable artiste qui peint hors cadre. Le tableau de Marie-Suzanne Roslin est particulièrement remarquable par la mise en abyme des deux autoportraits.

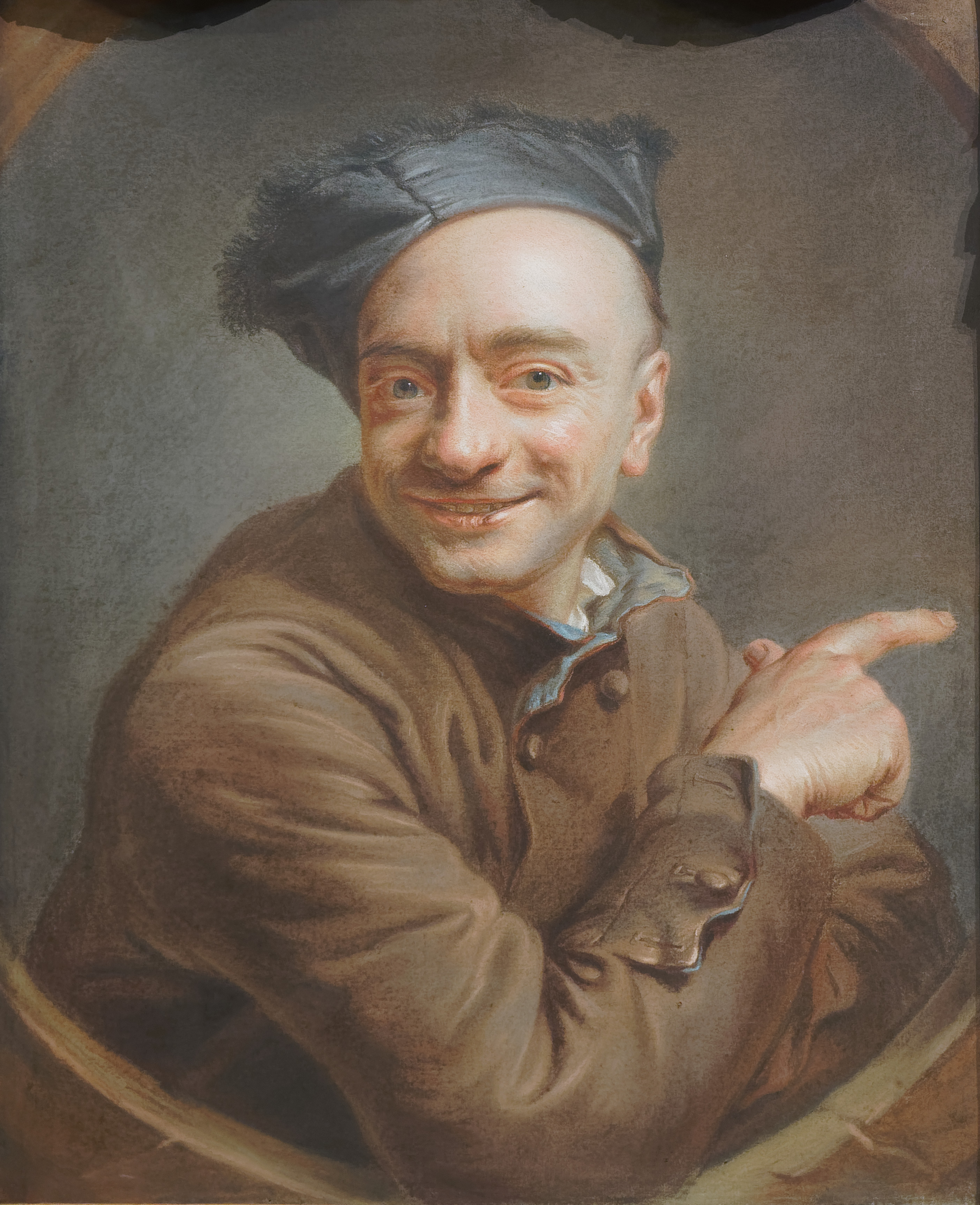
Maurice-Quentin de La Tour, Autoportrait à l'index, 1737
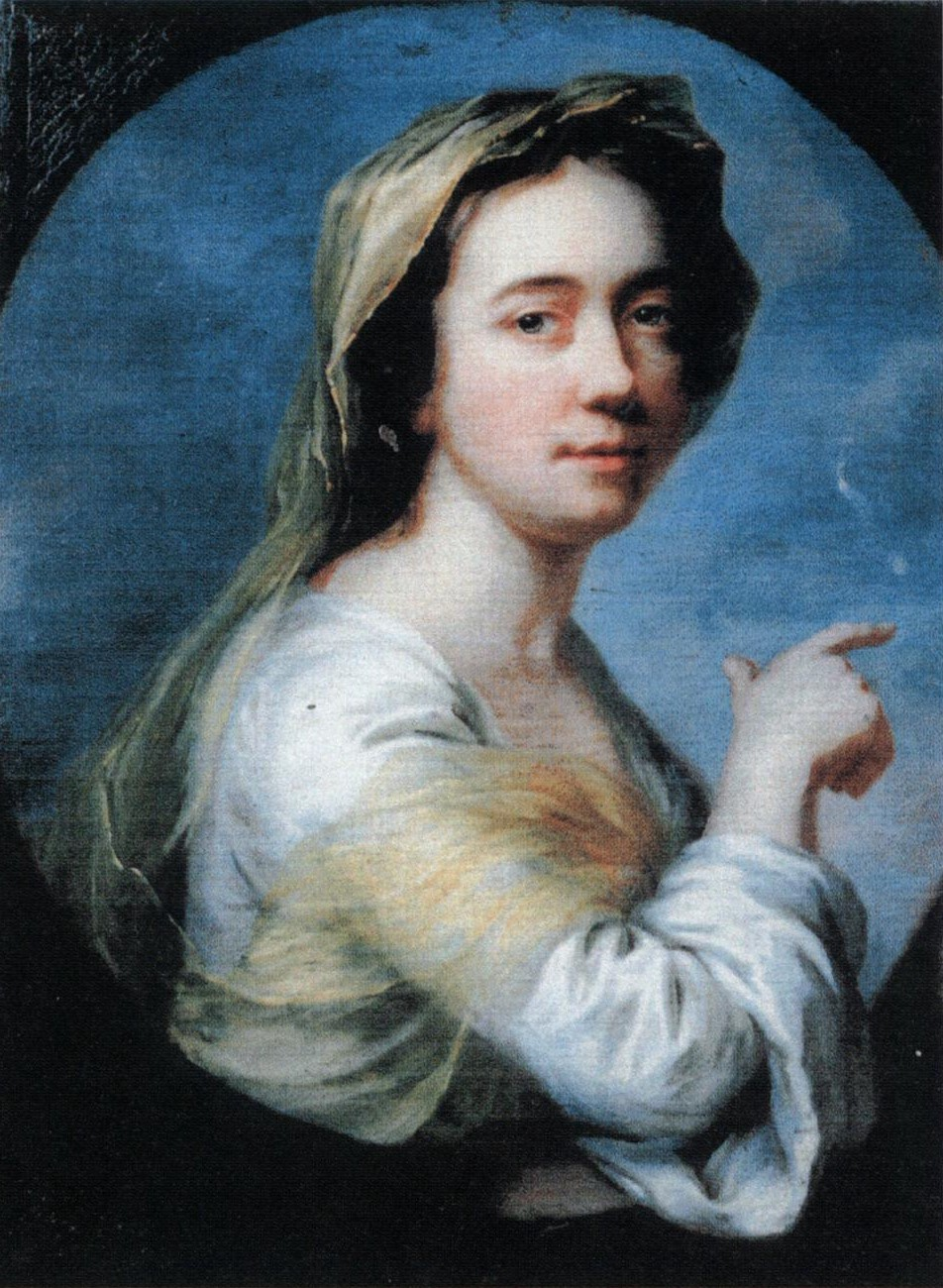
Catherine Read, autoportrait, c.1750
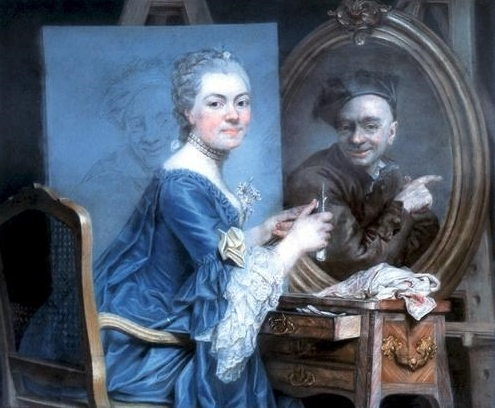
Marie-Suzanne Roslin, autoportrait, c.1770

Sofonisba Anguissola a conçu en 1559 un autoportrait si original qu'il fut un temps attribué au Tintoret ou à Véronèse, puis à son professeur Bernardino Campi ; il représente ce dernier en train de peindre un portrait fictif et plus grand que nature de Sofonisba elle-même dans un somptueux habit rouge, qui n'est pas la couleur sombre de ses vêtements habituels. Dans une première version du tableau, corrigée par un repentir, c'est sa main gauche qui venait guider le geste du pseudo-portraitiste. Si elle rend ainsi un demi-hommage à son premier maître, qu’elle a quitté dix ans auparavant, elle lui fait surtout l'honneur de passer à la postérité pour avoir eu comme élève une aussi grande et noble artiste, portraitiste de la cour de Philippe II.
Un autre exemple d'autoportrait en tableau dans le tableau est fourni par Camilla Guiscardi, elle-même se peignant en train de faire son autoportrait.

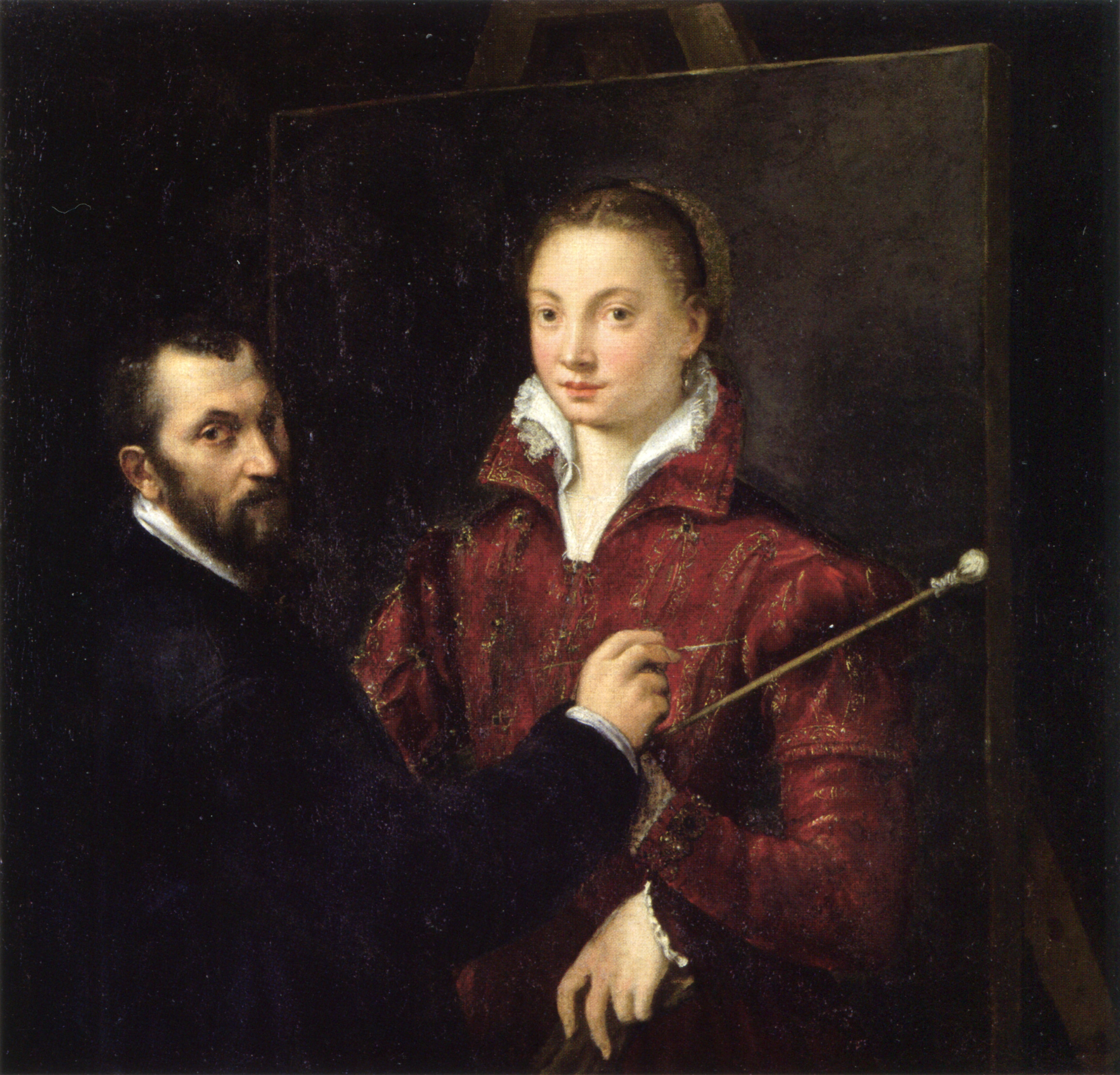
Sofonisba Anguissola, 1559
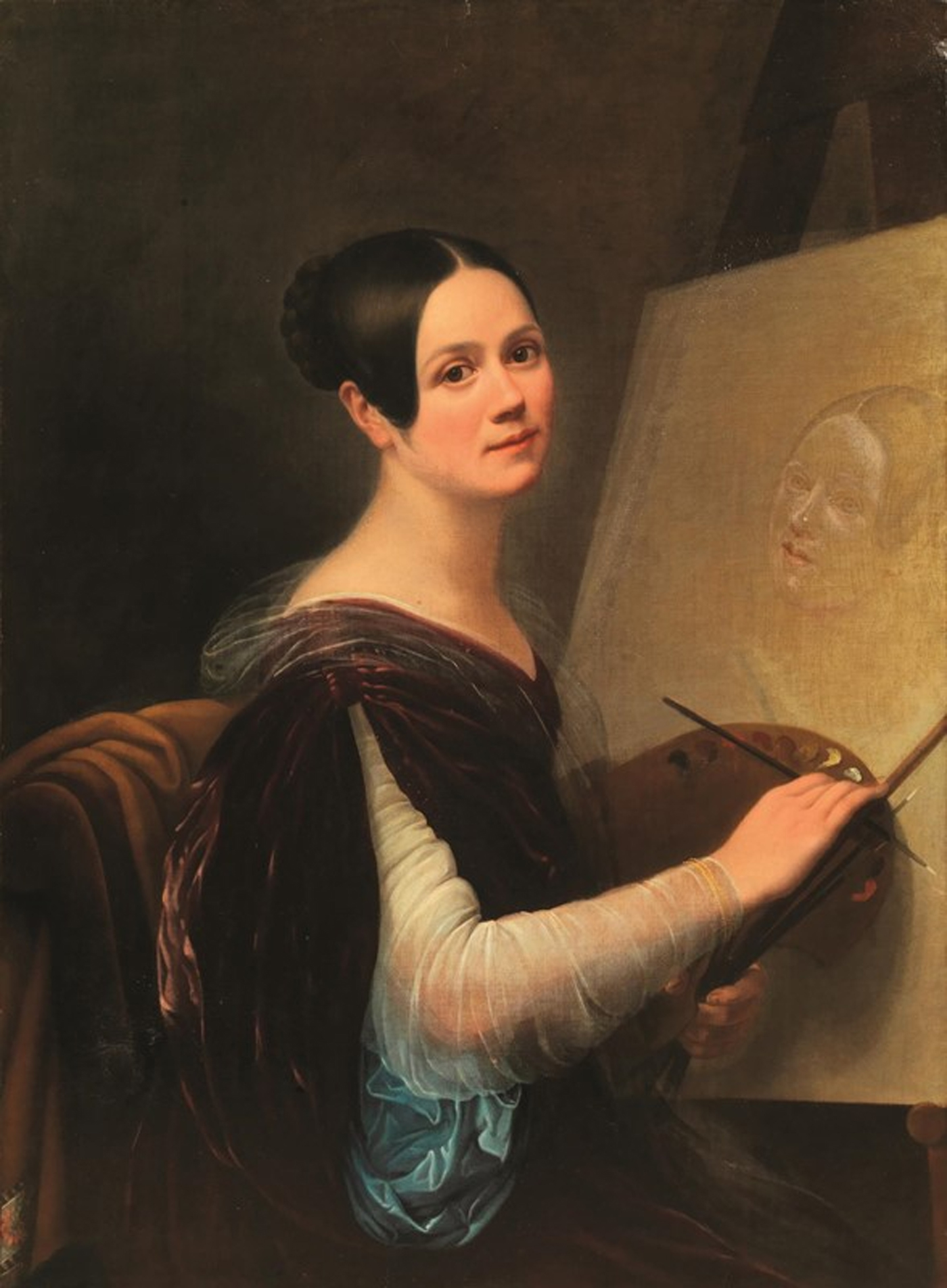
Camilla Guiscardi, c.1840

#### Statue
À l'arrière-plan de l'Autoportrait avec deux élèves d'Adélaïde Labille-Guiard est peint le buste de son père, Claude-Edmé Labille, par Augustin Pajou. Dans le tableau de 1801 de Constance Mayer, Raphaël, symbolisé par son buste, est désigné par le père de l'artiste comme le modèle qu'elle doit suivre.
Le grand masque en bronze par John Rädecker (en) de Jan Toorop, père de Charley Toorop, surplombe l'artiste peintre dans son autoportrait Trois générations avec son fils, le peintre Edgar Fernhout.
En 1769, Anne Vallayer n'est pas la première à peindre une sculpture dans une nature morte, mais pour son morceau de réception à l'Académie royale de peinture et de sculpture, Les attributs de la Peinture, de la Sculpture et de l'Architecture, et sur les traces de l'académicienne Élisabeth-Sophie Chéron au siècle précédent, elle reprend l'ingénieuse idée de se représenter, non pas cette fois en portrait, mais en buste d'argile grandeur nature. Plus tard, se faisant toujours figurer en profil de médaille, après un premier autoportrait (Mlle Vallayer dessiné (sic) par elle-même en 1774), deux autres dans les années 1780, dont un gravé par Charles-François Letellier, alors qu'elle est devenue Mme Vallayer-Coster par son mariage en 1781, attestent sa réussite académique.

### Autres autoportraits dans les pages biographiques
- Astri Aasen, 1913
- Vera Aksakova, 1840
- Zofia Albinowska-Minkiewiczowa, 1913
- Helen Allingham, 1885
- Anna Alma-Tadema, c.1900
- Adelia Armstrong Lutz, 1929
- Anna Bacherini Piattoli, 1776
- Maria Maddalena Baldacci, 1750
- Cecilia Beaux, 1894
- Else Berg, 1917
- Camille Berlin, 1914
- Tony Robert-Fleury/Corrie Boellaard, c.1900
- Marie Bon
- Charlotte Bonaparte, 1834
- Éléni Boúkoura-Altamoúra
- Josette Bournet, 1930
- Luce Boyals
- Olga Boznańska, 1893
- Jean-Victor Audouin/Marie-Émilie Brongniart
- Laure Brouardel, 1896
- Alexia Carr, 2006
- Emily Carr, 1939
- Margaret Carpenter, 1817
- Lucia Casalini, 1716
- Marie Rose Cayron-Vasselon, 1886
- Jeanne Champillou, c.1935
- Victoire Conen de Saint-Luc, c.1780-90
- Heva Coomans, 1888
- Lucie Cousturier, c.1905-1910
- Elin Danielson-Gambogi, 1899
- Monique David, 1972
- Louise De Hem, 1909
- Emma De Vigne, 1894
- Marie-Thérèse Delafosse
- Paula Deppe, 1910
- Gertrude Des Clayes, 1929
- Selma Des Coudres
- Jessica Dismorr, 1929
- Madame Dompierre de Fontaine
- Louise-Adéone Drölling, c.1810
- Éléonore Duplay, c.1790
- Aimée Duvivier, c.1785
- Toni Ebel, 1955
- Marie Egner, 1878
- Rosalie M. Emslie, c.1905-1910
- Käthe Ephraim Marcus
- Louise Eudes de Guimard
- Lucia Fairchild Fuller
- Marianne Fiedler, 1894
- Clara Filleul, 1842
- Fanny Fleury, c.1870
- Kheira Flidjani
- Elizabeth Forbes, c.1900
- Consuelo Fould, c.1890
- Louise Fraenkel-Hahn, c.1929
- Maria Elektrine von Freyberg, c.1836
- Élisa de Gamond, 1837
- Giovanna Garzoni, 1660
- Thérèse Gaudrion, c.1920
- Maria Gażycz, 1896
- Fanny Geefs, 1841
- Sofia Giordano, 1805
- Anne Goldthwaite, c.1906-1913 et c.1920
- Sarah Goodridge, 1830
- Camilla Guiscardi, 1845
- Sarah Cecilia Harrison, 1889
- Eugénie Hauptmann-Sommer, c.1914
- Jeanne Hébuterne, 1916 et 1917
- Hubertine Heijermans, 1959
- Ilse Heller-Lazard, 1914
- Dörte Helm
- Sigrid Hjertén, 1912
- Rhoda Holmes Nicholls
- Marguerite-Julie-Antoinette Houdon
- Jeanne Louise Jacoutot-Mahudez
- Müfide Kadri
- Barbara Krafft, 1805
- Kitty Lange Kielland, 1887
- Broncia Koller-Pinell, 1910
- Thérèse Laperche, 1767
- Maria Lassnig, 1945 et 2000
- Maggie Laubser, 1928
- Pauline Laurens, 1875
- Marie Adrien Lavieille, 1870
- Elfriede Lohse-Wächtler, 1930
- Caroline Augusta Lord
- Bessie MacNicol, 1894
- Jeanne Malivel
- Eva Margot
- Lilly Martin Spencer, c.1848
- Charlotte Martner, 1805 et c.1810-1820
- Jacqueline Marval, c.1900
- Constance Mayer c.1793
- Helen McNicoll, c.1900
- Rose Mead, c.1900 et c.1910
- Anne Mee, c.1795
- Anna Maria Mengs
- Blanka Mercère
- Victorine Meurent, 1876
- Suzanne Millerioux
- Aurora Mira
- Magdalena Mira
- Edith Mitchill Prellwitz, 1909
- Ellen Montalba, 1885
- Arpenik Nalbandyan, 1963
- Marie Joséphine Nicolas, 1871
- Marie-Thérèse de Noireterre, 1795
- Elizabeth Nourse, 1892
- Frédérique O'Connell, 1879
- Hélène Oettingen (François Angiboult)
- Faronne Ollivier, 1759
- Cornelia Paczka-Wagner, c. 1930 ?
- Maria Pardos Ferreira Lage, c. 1918
- Marie Petiet, 1875
- Geneviève Pezet
- Alice Pike Barney, 1895
- Martine Pinsolle, 2016
- Adrian Piper, 1981
- Elena Popea
- Slava Raškaj, 1898
- Jeanne Henriette Rath, c.1800
- Anita Rée, 1915
- Élise Rieuf, 1935
- Christina Robertson, 1822
- Suze Robertson, 1890
- Vera Rockline, 1922
- Juana Romani, 1887
- Fernande Sadler, 1930
- Charlotte Salomon, 1940
- Malva Schalek
- Hedwig Scherrer
- Félicie Schneider, c.1880
- Louise Seidler
- Elizabeth Siddal, c.1853-1854
- Violante Beatrice Siries
- Maria Slavona, 1887
- Venny Soldan-Brofeldt, 1890
- Beda Stjernschantz, 1892
- Marie Anne Rosalie Thévenin, 1847
- Eugénie Tripier Le Franc, c.1820-1830
- Terre promise#Peinture/Lette Valeska
- Hendrika van Gelder, c.1925
- Margaretha van Godewijk, 1644
- Anna Maria van Schurman, 1640
- Marie-Louise Verwée
- Stéphanie de Virieu, 1810
- Clara Vogedes, 1936
- Dora Wahlroos, 1943
- Bianca Wallin, 1932
- Maria Wiik, 1870, 1917
- Philippine Wolff-Arndt, 1879
- Madeleine Woog
- Bertha Worms, c.1893
- Pān Yuliang, 1936
- Irène Zurkinden, 1932